# Retablo

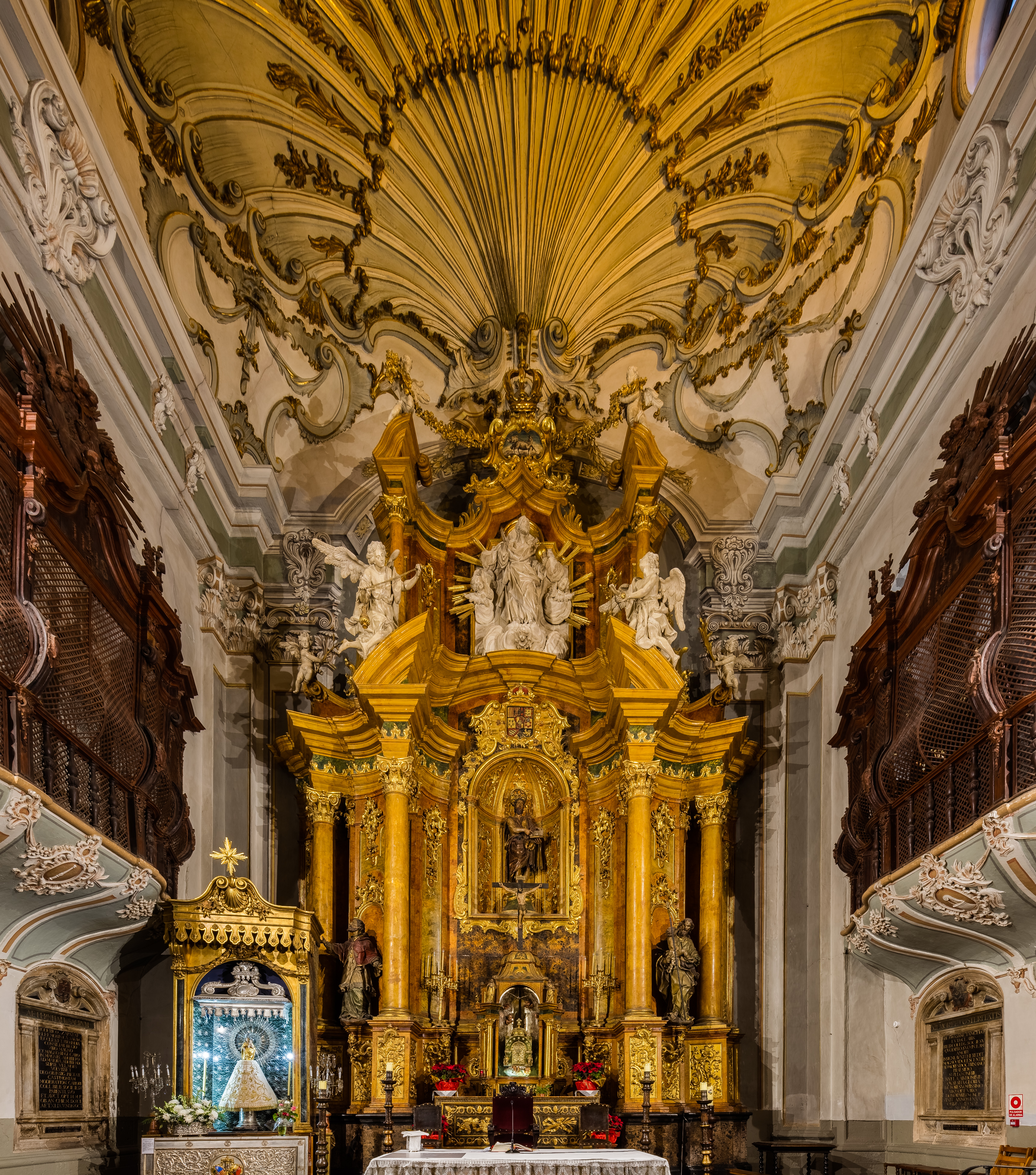
Retablo mayor de la iglesia de San Juan el Real, Calatayud, España.

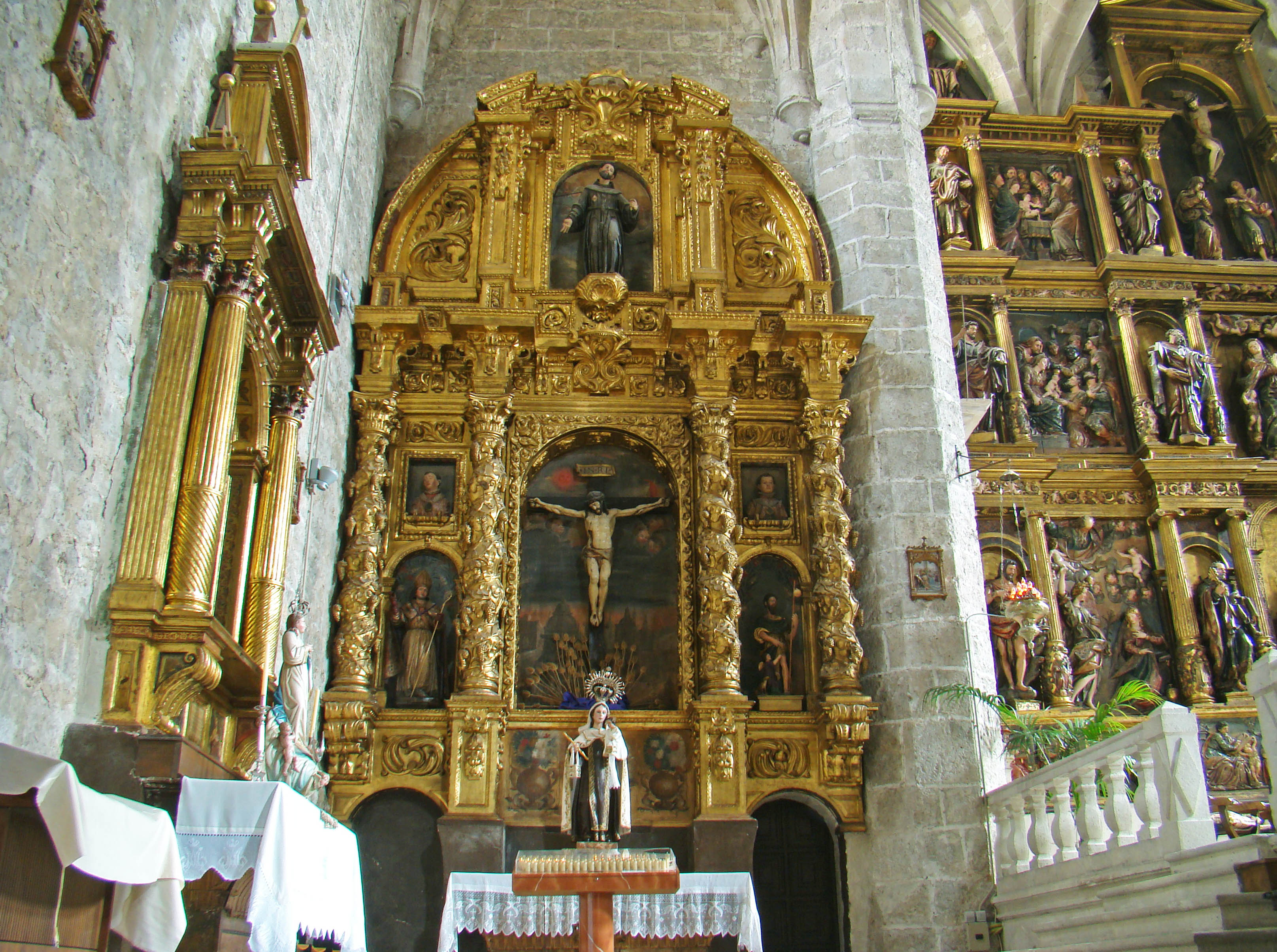
Retablos en la iglesia de Nuestra Señora de la Asunción (Tudela de Duero), con tallas de Gregorio Fernández.

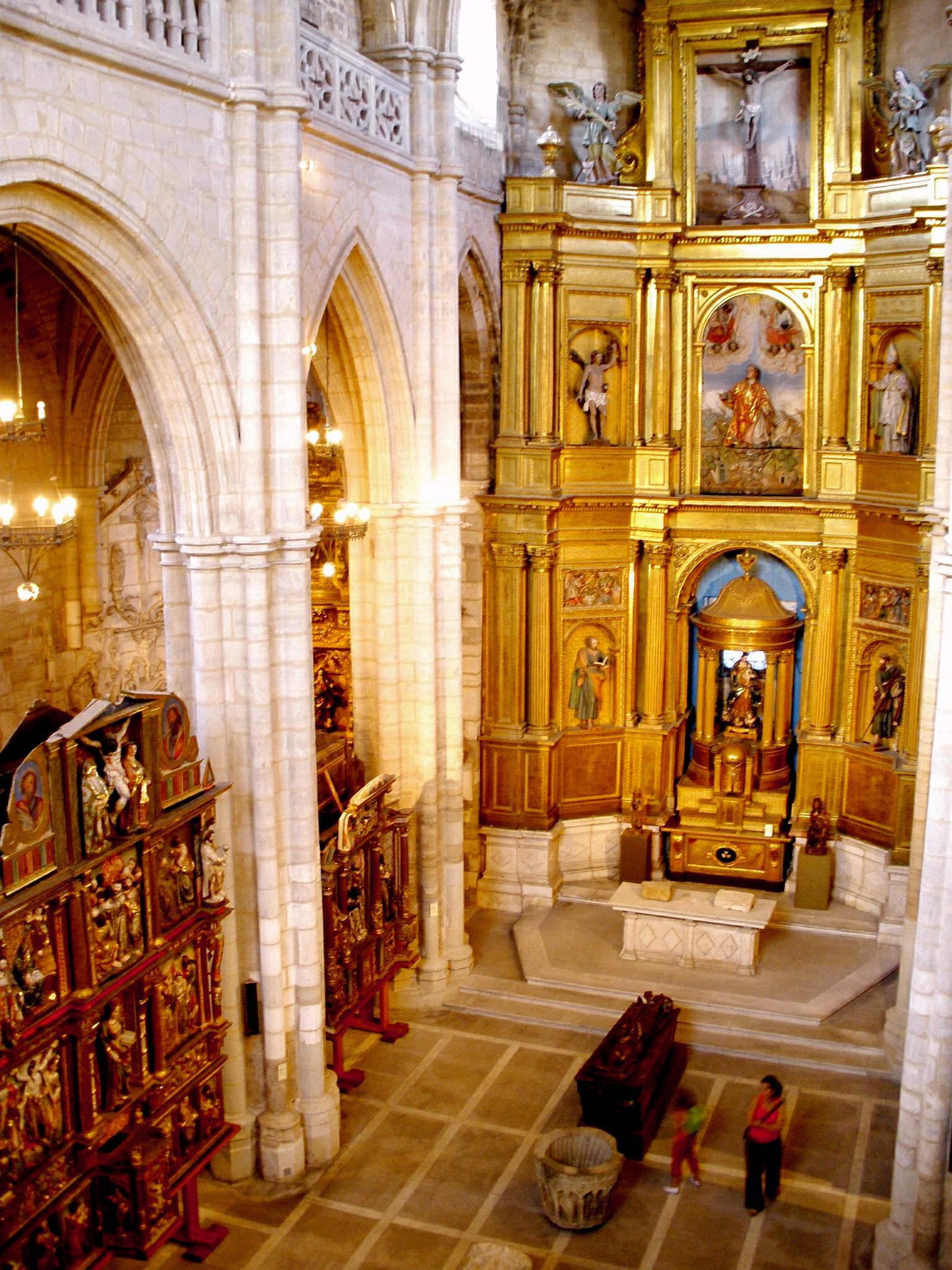
Retablos en el Museo del Retablo instalado en la iglesia de San Esteban (Burgos). La disposición del retablo mayor es la convencional; no así las de otros retablos exhibidos, que aprovechan los espacios disponibles. Para su función litúrgica, los retablos habían de situarse tras un altar, fuera el altar mayor o el de una capilla lateral.

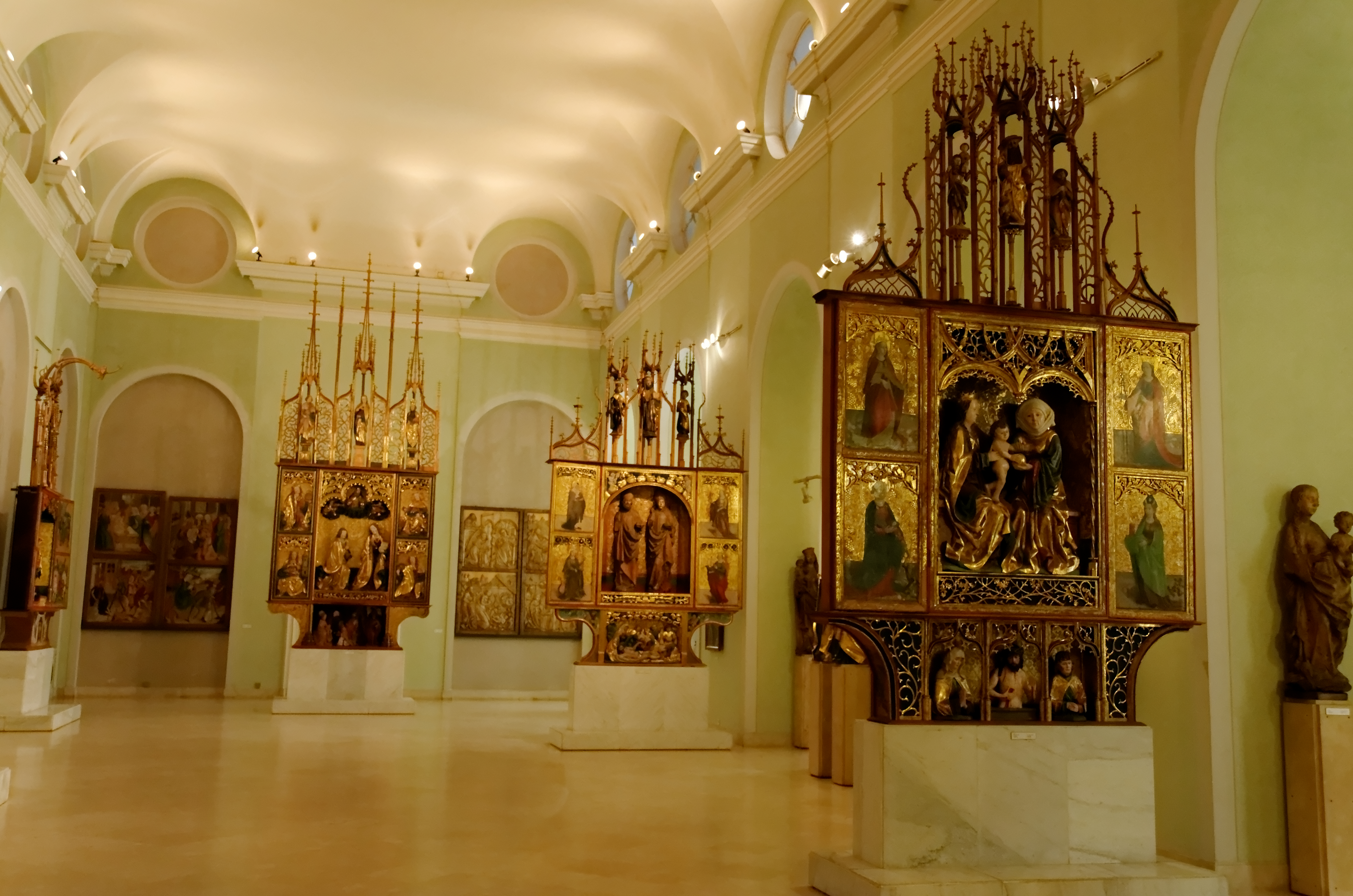
Retablos húngaros de los siglos y en el Museo de Bellas Artes de Budapest.

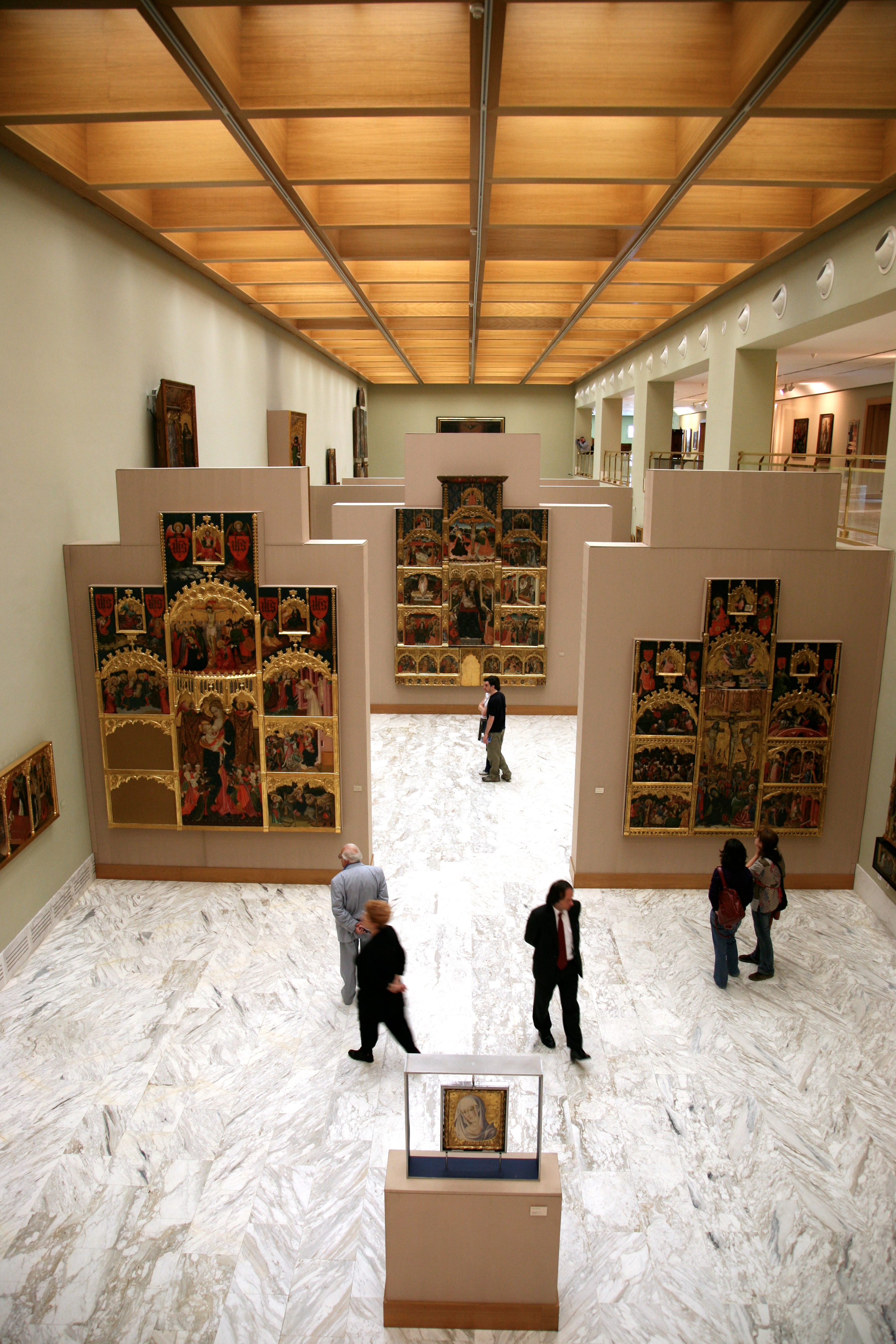
Retablos españoles de la misma época en el Museo de Bellas Artes de Valencia.

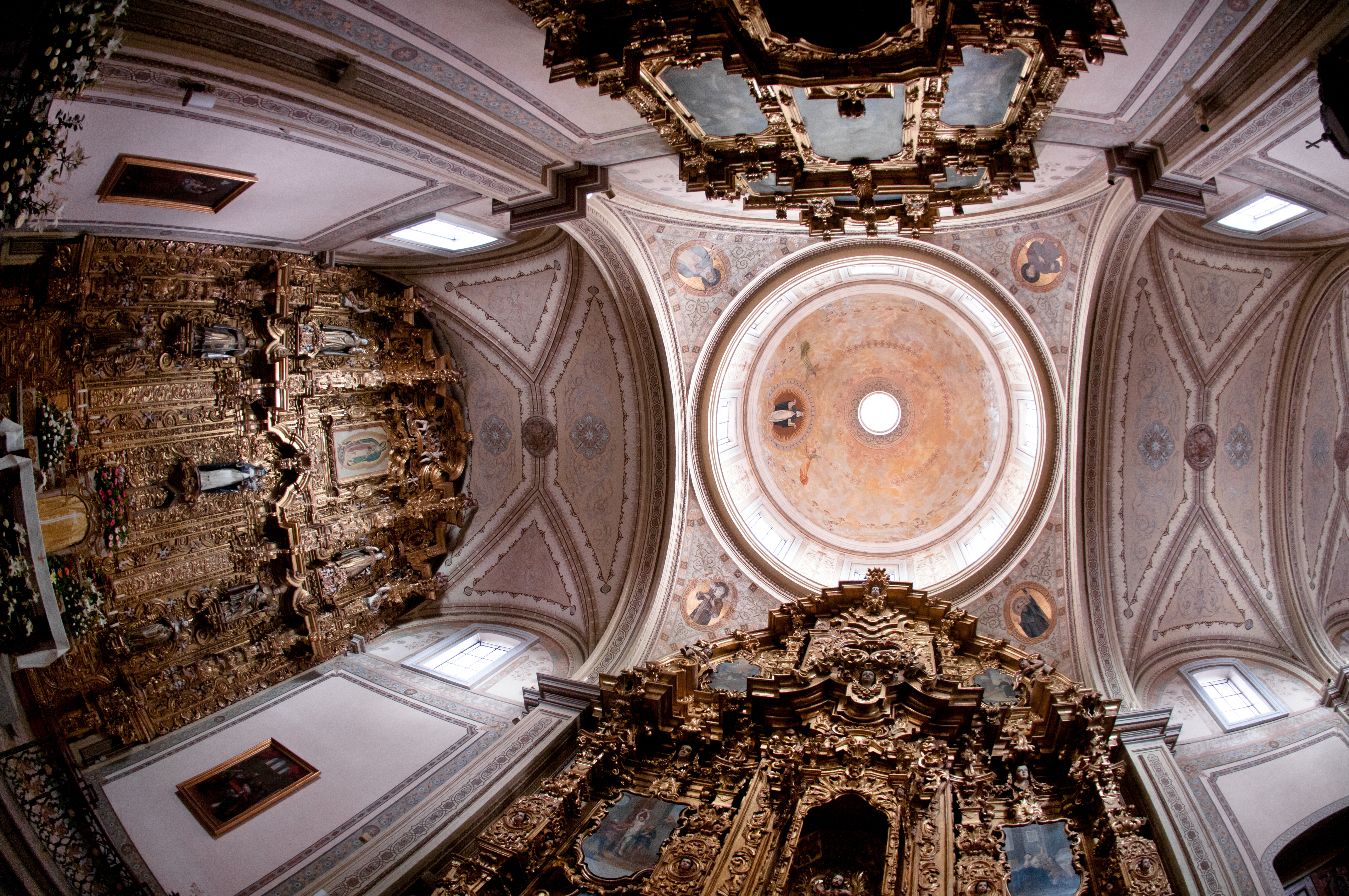
Retablo mayor y laterales en la iglesia de Santa Rosa de Lima ("Las Rosas") en Morelia.

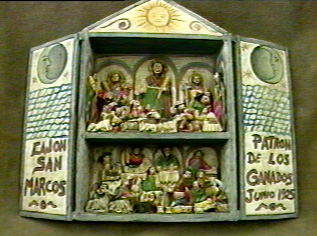
Retablo ayacuchano, una forma de arte popular.

El retablo es la estructura arquitectónica, pictórica y escultórica que se sitúa detrás del altar en las iglesias católicas de rito latino; en las iglesias orientales en comunión con Roma o no,  anglicana o luterana no hay una función semejante, dada la presencia del iconostasio, y en las protestantes suele optarse por una gran reducción de la decoración. 
La palabra deriva de la expresión latina retaulus, que viene de retro (lit., 'detrás') tabula (tabla). que significa "figuras que se ponen sobre una tabla para contar una historia". 
También significa tabla detrás de un altar. Para designar el mismo término se emplea también la expresión "pieza de altar" (más propia de la lengua inglesa –altarpiece–, donde se distingue retable de reredos) o la italiana pala d'altare (o ancóna).. 

## Introducción
Con el nombre de retablo mayor se designa particularmente al que preside el altar mayor de una iglesia; dado que las iglesias pueden tener otros retablos situados tras los altares de cada una de las capillas. El término «tabla» hace referencia al soporte de las pinturas (que también puede ser el lienzo), y su estructura se indica con los términos díptico, tríptico o políptico (disposición que también pueden tener obras devocionales de menor formato no destinadas a un altar, como El jardín de las delicias).

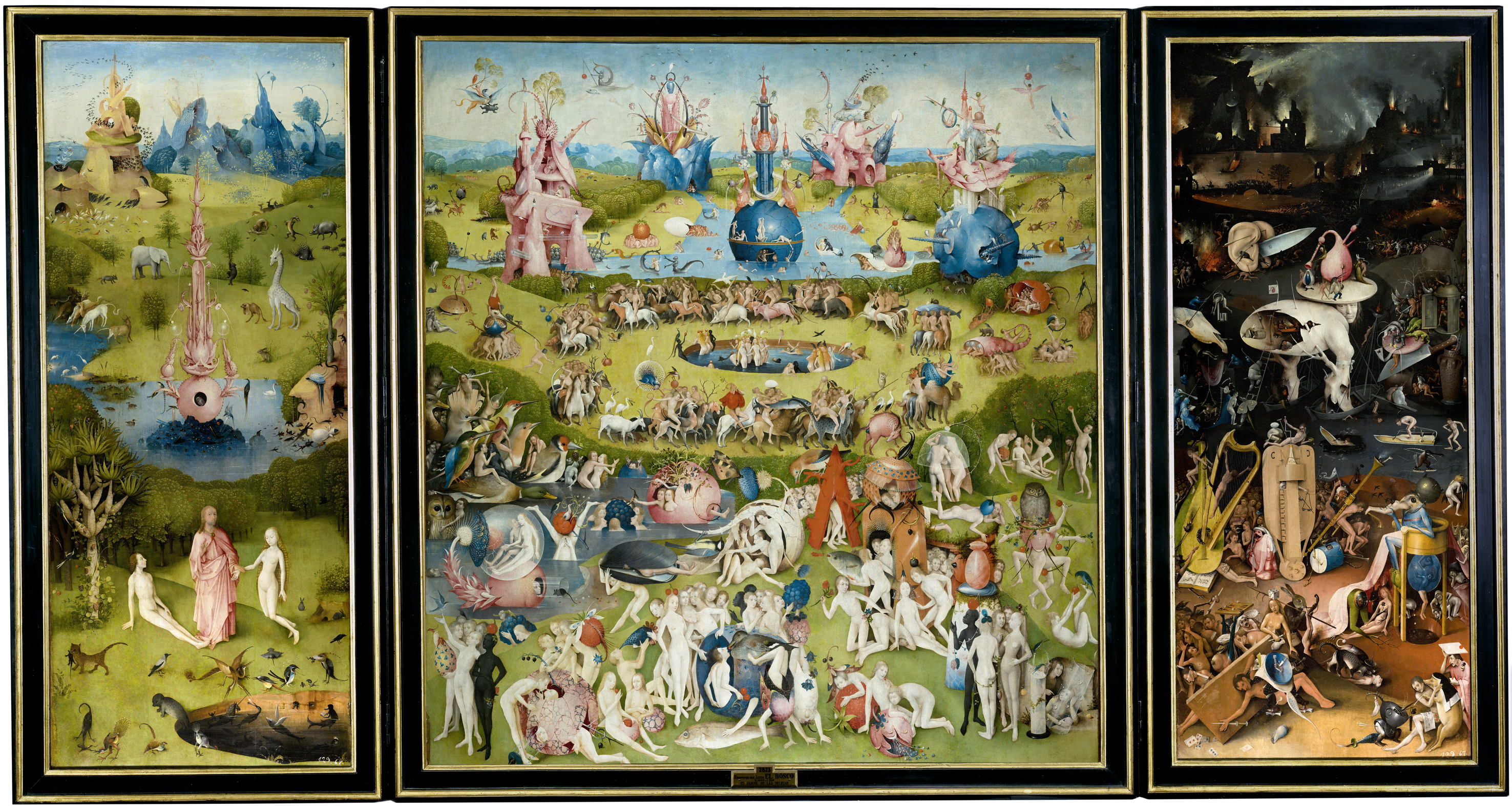
El jardín de las delicias, del Bosco (abierto), ca. 1480-1490.
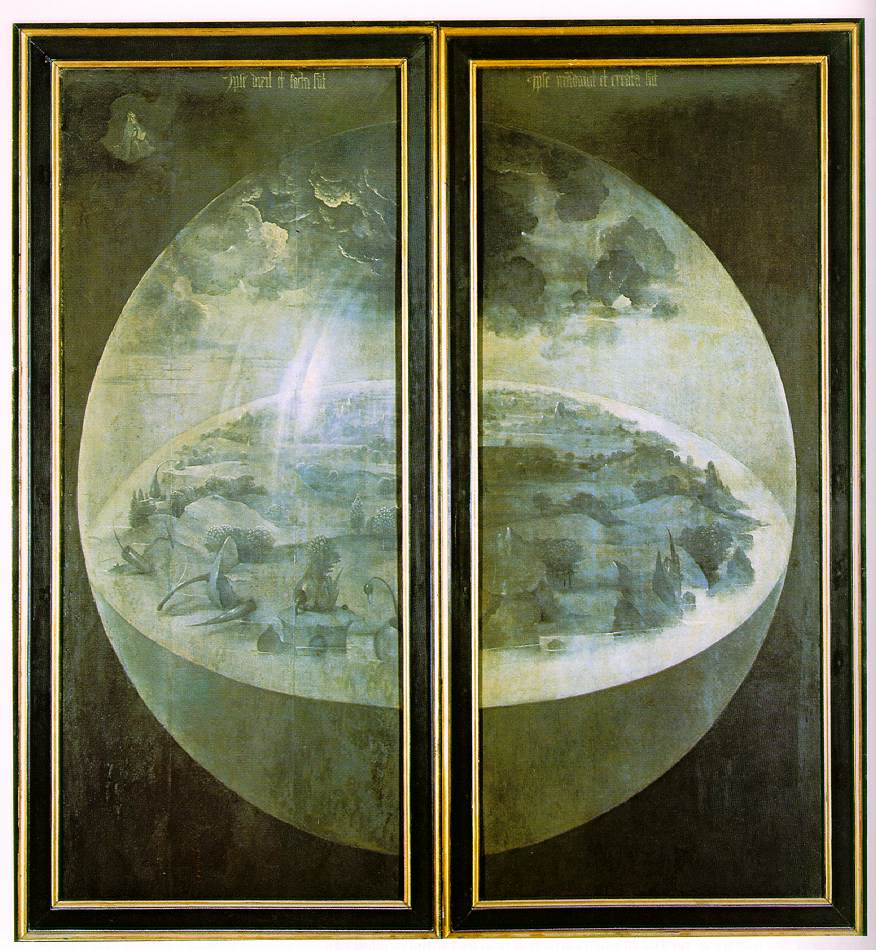
Ídem (cerrado).

Los retablos se han realizado con todo tipo de materiales (toda clase de maderas, toda clase de piedras, toda clase de metales, esmalte, terracota, estuco, etc.) y pueden ser escultóricos (en distintos grados de relieves o con figuras de bulto redondo), o bien pictóricos; es también muy frecuente que sean mixtos, combinando pinturas y tallas.
Desde finales del siglo XIII fueron los elementos más relevantes en la decoración interior de las iglesias, tanto en la Europa septentrional (Alemania y Flandes; una tipología específica recibe el nombre de «retablos de Amberes») como en la meridional (Italia, y especialmente en los reinos cristianos de la península ibérica, donde la retablística alcanzó un desarrollo extraordinario, difundiéndose más tarde por las colonias hispano-portuguesas en América y Asia). La preferencia por esta forma artística hizo que en muchos casos quedaran ocultos tras los retablos frescos románicos anteriores.
En los de gran complejidad colaboraban arquitectos, escultores, estofadores, doradores, carpinteros y entalladores, por lo que su elaboración era un proceso costoso y lento, sobre todo en los ejemplares de mayor envergadura. Su estado de conservación ha dependido de múltiples factores, entre los que se encuentran las agresiones bienintencionadas a las que se han visto sometidos durante siglos (limpiezas y «embellecimientos» inadecuados), los saqueos o destrucciones en contextos bélicos o conflictivos de muy distinto tipo, y el deterioro debido a condiciones físicas adversas. Consiguientemente, su restauración es igualmente problemática y especializada.
Los retablos suelen adoptar una disposición geométrica, dividiéndose en «cuerpos» (secciones horizontales, separadas por molduras) y «calles» (secciones verticales, separadas por pilastras o columnas). Las unidades formadas por esta cuadrícula de cuerpos y calles se denominan «encasamentos», y suelen albergar representaciones escultóricas o pinturas. El conjunto de elementos arquitectónicos que enmarcan y dividen el retablo se denomina «mazonería». También hay ejemplares que se organizan de forma más sencilla, con una escena única centrando la atención.
El retablo suele elevarse sobre un zócalo para evitar la humedad del suelo. La parte inferior que apoya sobre el zócalo se llama banco o predela, y se dispone como una sección horizontal a modo de friso que a su vez puede estar dividida en compartimentos y decorada. El elemento que remata toda la estructura puede ser una luneta semicircular o una «espina» o ático; como corresponde a su posición dominante, suele reservarse a la representación del Padre Eterno o a un Calvario. Todo el conjunto se protege a veces con una moldura llamada guardapolvo, muy habitual en los retablos góticos. Los retablos articulados (característica común en los notables retablos flamencos que alcanzaron gran influencia en Italia —tríptico Portinari— y en España —estilo hispano-flamenco—) permitían presentar dos disposiciones: abierto y cerrado, aunque a veces la complejidad es mayor (altar de Isenheim). La posición «cerrado» de los retablos flamencos solía contener grisallas (una representación pictórica que simula  esculturas de piedra mediante un trampantojo). La articulación de los retablos originó la denominación alemana flügelaltar (literalmente «altar de alas»).
A partir del siglo XV, tomó relevancia el tabernáculo o sagrario (lugar donde se guardan las formas sagradas), que paulatinamente centralizó el espacio del retablo hasta convertirse, en ocasiones, en su elemento principal, adoptando incluso formas exentas e independientes.
La Reforma Protestante del siglo XVI, caracterizada por un marcado aniconismo, que en algunos casos llevó a la iconoclasia (con mayor intensidad en el anabaptismo y el calvinismo, menor en el luteranismo, mínima en el anglicanismo, donde explícitamente se autoriza el uso de retablos), prácticamente eliminó el uso de retablos e imágenes sagradas en los territorios que protagonizaron el movimiento (Alemania del norte, Suiza, Holanda, Inglaterra, Escandinavia). En algunos casos desaparecieron ejemplos magníficos de épocas precedentes; mientras que la tradición imaginera y la retablística se limitó sustancialmente a los países católicos, donde incluso se intensificó como consecuencia de la Contrarreforma.

## Retablo como representación narrativa serializada y como escenario
En las artes escénicas, «retablo» es el pequeño escenario en el que se representa el teatro de títeres. Significativamente, el DRAE hace derivar ese uso («pequeño escenario en que se representaba una acción valiéndose de figurillas o títeres», acepción 3) de su peculiar forma de definir los retablos pictórico-escultóricos, donde pone el acento en su capacidad de representación narrativa serializada («conjunto o colección de figuras pintadas o de talla, que representan en serie una historia o suceso», acepción 1) antes que en su capacidad decorativa («obra de arquitectura, hecha de piedra, madera u otra materia, que compone la decoración de un altar», acepción 2). También las llamadas «aleluyas» eran una forma literaria similar, asociada a representaciones populares (como, por ejemplo, su recitación por ciegos u otra clase de mendigos, al tiempo que se señalan los dibujos que ilustran lo recitado en forma de viñetas, un precedente del cómic).
Cervantes se refiere a esta forma teatral en dos ocasiones: en El retablo de las maravillas (entremés de 1615) y en los capítulos XXV y XXVI de la segunda parte de Don Quijote de la Mancha (publicada el mismo año).
Manuel de Falla compuso El retablo de Maese Pedro (1923) sobre el episodio quijotesco.
Con la denominación «retablo teatral español» se hace referencia no tanto a un género dramático sino a la forma de concebir el teatro mismo por los autores del teatro clásico español del Siglo de Oro (particularmente Calderón, La vida es sueño, El gran teatro del mundo).
El componente de «fingimiento de la realidad» que tienen los retablos teatrales en las obras cervantinas o calderonianas («engañar con la verdad» y «enseñar con el engaño») está también presente en el papel que se esperaba de los retablos eclesiásticos (definidos como «máquinas ilusorias») en el «control sobre la sensibilidad del fiel», configurando «el escenario teatral de la liturgia, el dogma, la piedad y la devoción católicas». Tal condición les hace ser particularmente útiles no solo para los estudios iconográficos e iconológicos, sino para la historia de las mentalidades y la antropología.

## Precedentes
El altar fue, desde los primeros momentos del cristianismo, el elemento central de la liturgia. Al principio su disposición en el templo era exenta y central, con los fieles situados alrededor, recordando de esta manera el banquete de la Última Cena. Sin embargo, con el fortalecimiento de la autoridad del clero, los altares se fueron desplazando al presbiterio, un lugar elevado e inaccesible a los fieles, próximo al muro de la cabecera de la iglesia (ábside), y que en determinadas tipologías de iglesia quedaba incluso oculto con cortinajes, rejas, o con el iconostasio. El oficiante realizaba de espaldas a los fieles la mayor parte del ritual.

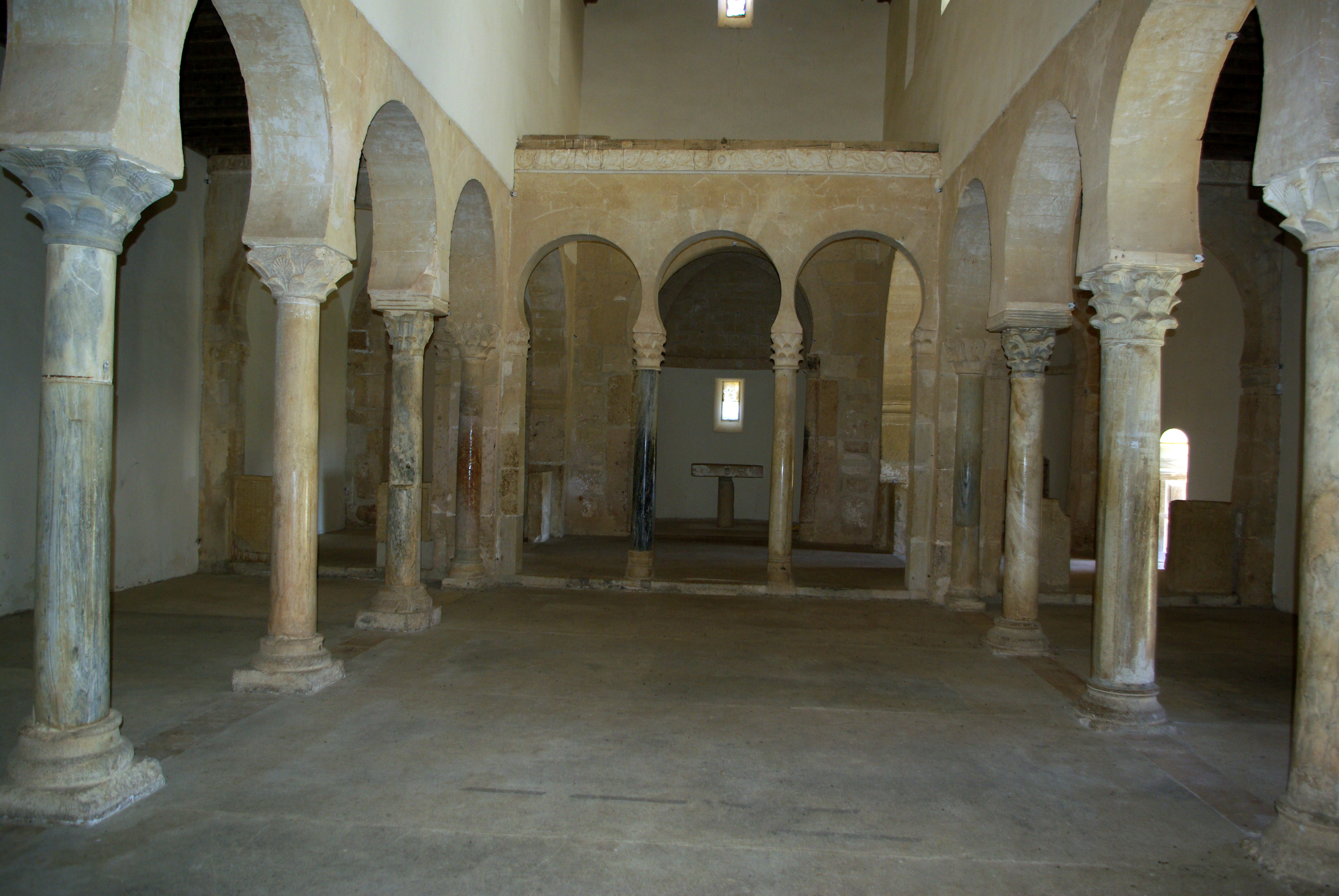
Iglesia del monasterio de San Miguel de Escalada (arte mozárabe, España, siglo X). El altar, en el ábside, queda detrás de una galería de arcos que le separan de la nave central.
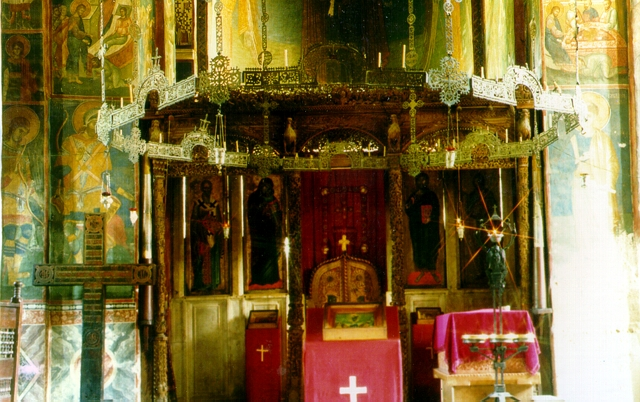
Iconostasio de la iglesia del monasterio de Visoki Dechani (arte bizantino, Serbia, siglo XIV).

Los templos paleocristianos decoraban sus interiores con pinturas murales (capilla de Dura Europos) y ciertos objetos de uso litúrgico, como relicarios, arquetas, dípticos de marfil o pequeñas estatuas. Su primitiva austeridad se compensaba con las lujosas donaciones ofrendadas por los potentados (tesoro de Guarrazar). En el Prerrománico comenzaron a difundirse las imágenes de Cristo crucificado, que se colocaban pendiendo de los muros o el techo, y que podían ser pictóricas o escultóricas (Crucificado de Gero, Catedral de Colonia), o prescindiendo en ocasiones de la figuración para tomar forma de joya (crux gemmata, como la Cruz de la Victoria de la Cámara Santa de Oviedo). Tomó también mucha relevancia la decoración del antependium (pallium altaris, frontal o frente de altar), derivado de las cortinas que cubrían las urnas con reliquias dispuestas bajo la mesa del altar (cuyo color debía variar para corresponderse con el color litúrgico de la fiesta u oficio del día) y que se enriquecían con todo tipo de ornamentos en materiales preciosos. Se ha propuesto la hipótesis de que, evolutivamente, el retablo derivó del antependium.
También parecen prefigurar las formas del retablo posterior algunas estructuras derivadas de los clásicos aedicula (edículos -"templetes" o "pequeños edificios"-), especialmente el ciborium o ciborio (un dosel o palio fijo sostenido por cuatro columnas, posteriormente denominado baldaquín o baldaquino), elemento usual en las iglesias paleocristianas, que protegía y daba relevancia visual a los altares, relicarios y sepulturas de santos y mártires, que habitualmente coincidían en el mismo lugar.

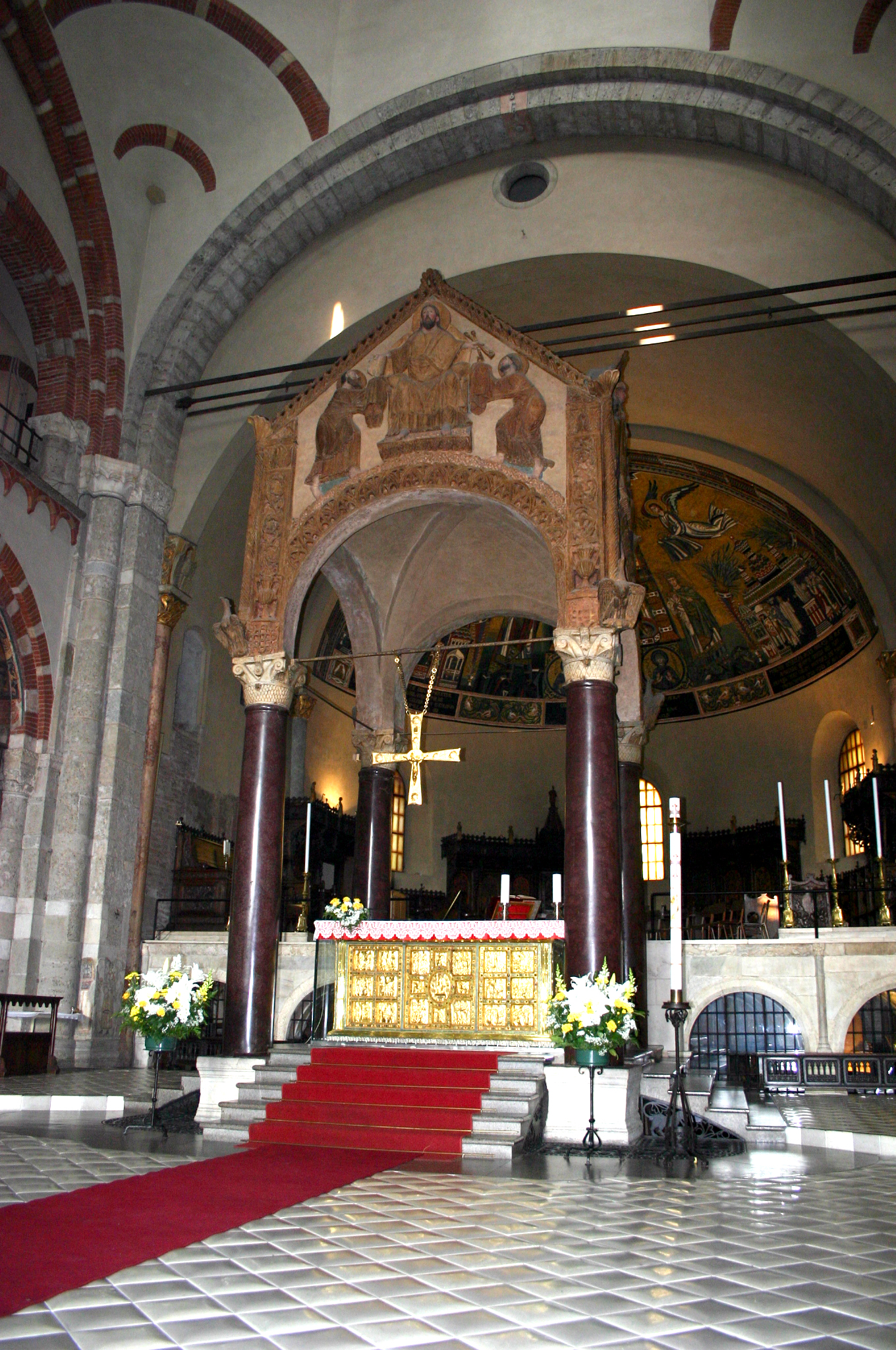
Ciborio de San Ambrosio de Milán (las columnas, del siglo IV, el dosel, posterior (entre el IX y el XII); el altar, firmado por Vuolvino, entre el año 824 y el 860.
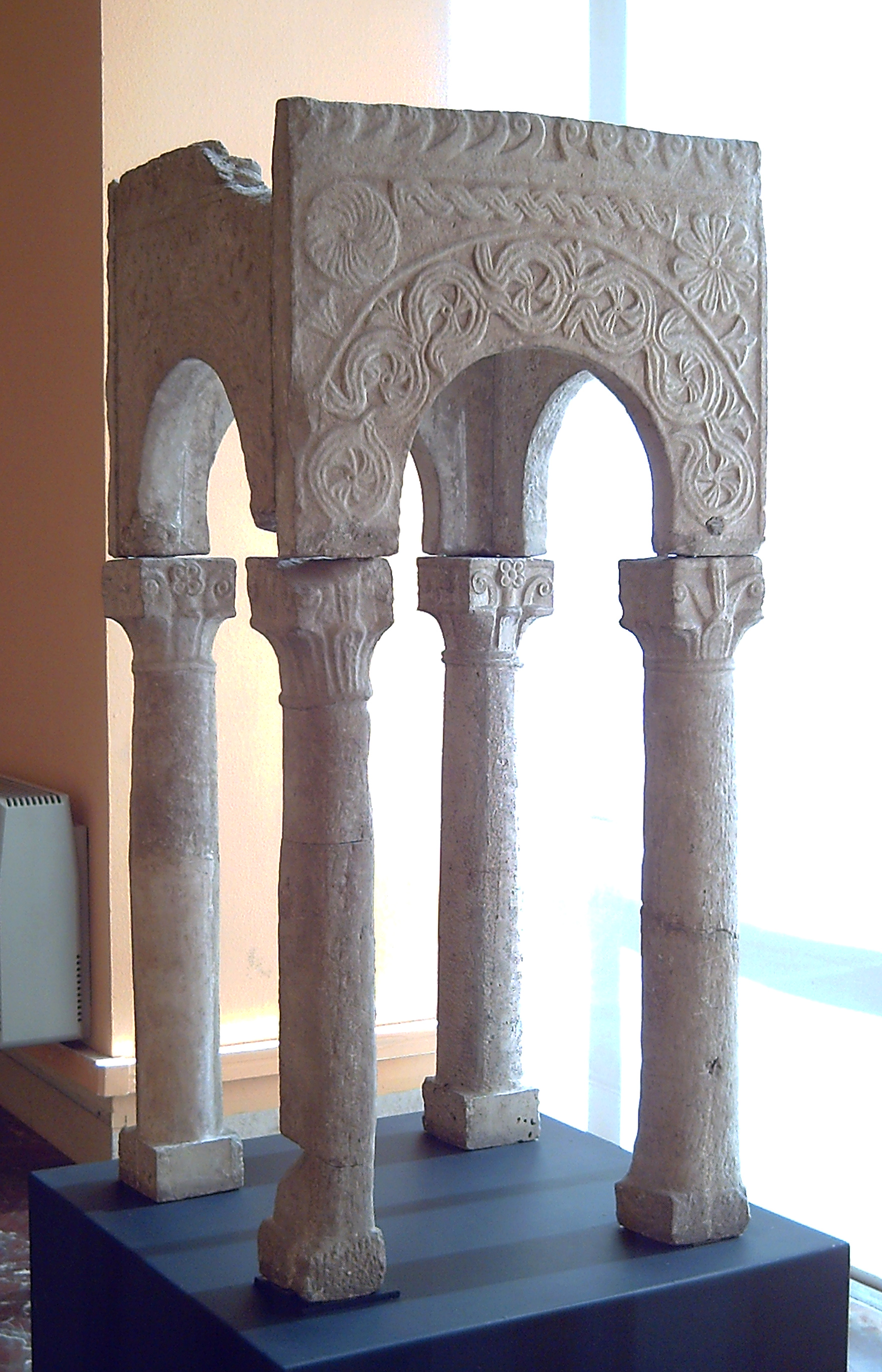
Ciborio romano del siglo VIII.
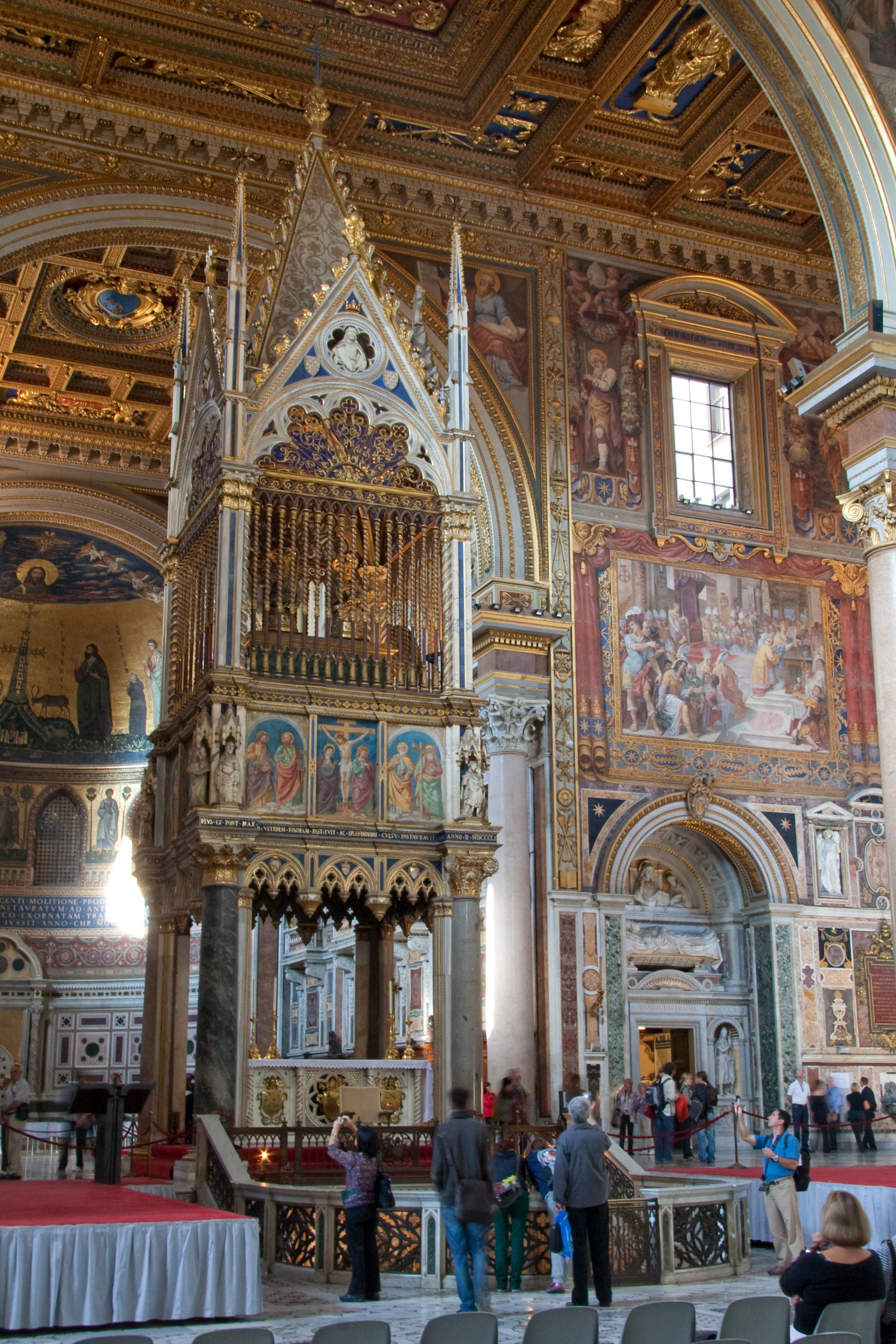
Ciborio de San Juan de Letrán, de Arnolfo di Cambio (siglo XIII).

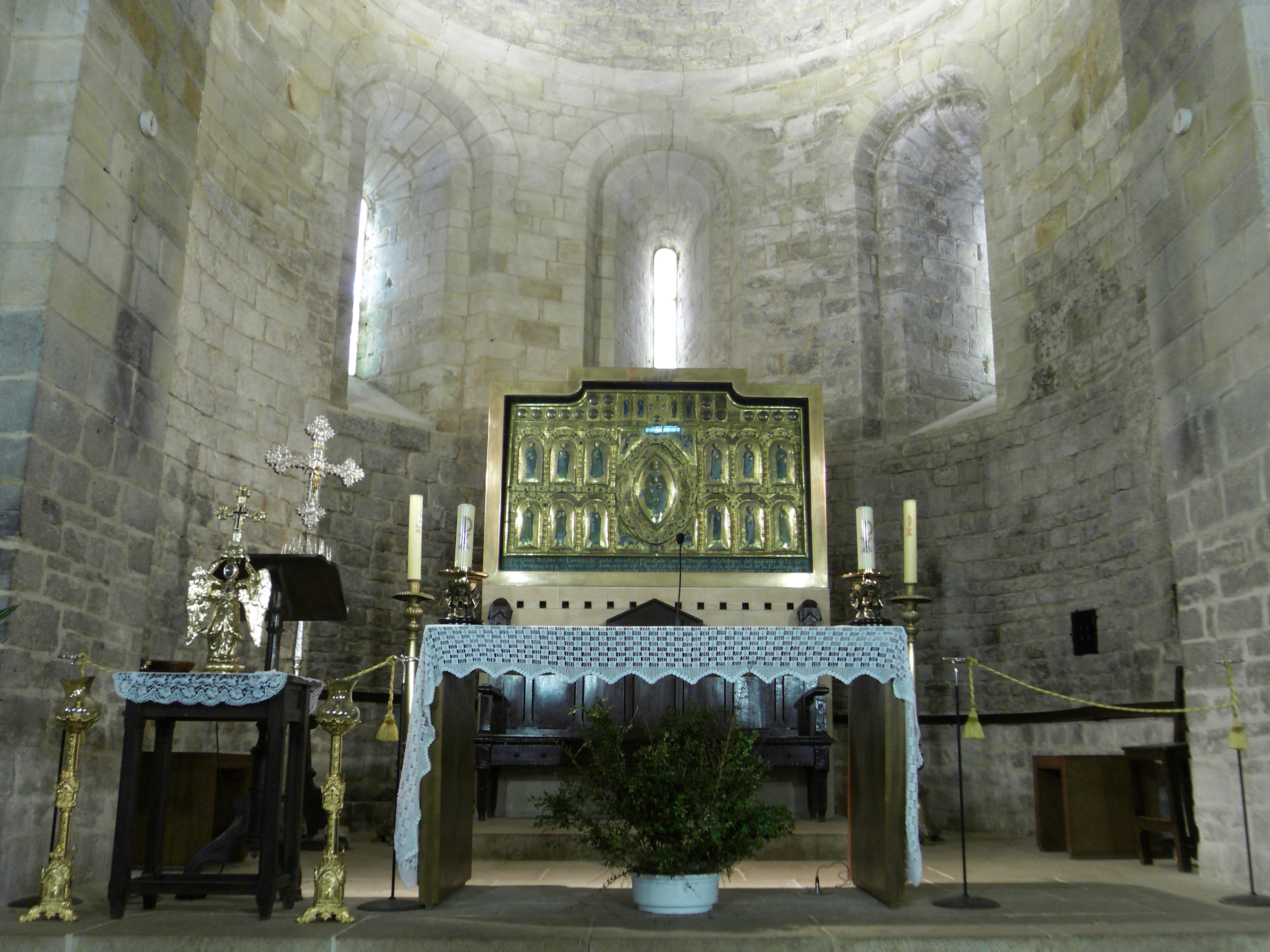
Posición actual del frontal de altar de San Miguel de Aralar, reutilizado como retablo.

La decoración interna de las iglesias estaba adaptada a sus modestas dimensiones en la mayoría de los casos, y se ponía el acento en la decoración parietal, bien por medio de frescos de colores vivos, o con mosaicos enriquecidos con teselas de oro (muy usuales en el arte bizantino), de forma que las imágenes resaltaran en unos interiores generalmente oscuros y reducidos. Los elementos que se situaban en el altar tenían carácter mueble casi siempre (arquetas, dípticos, iconos) y su suntuosidad en cuanto a materiales suponía también un pequeño tamaño. El Románico no supuso un gran cambio en este sencillo sistema de decoración interior de los templos, con predominio de los frescos en los ábsides (iglesias románicas del Valle de Bohí, abadía de Saint-Savin-sur-Gartempe), las figuras de Cristo en Majestad y Virgen en Majestad y los frontales de altar, que pasaron a ser soportes de decoración pintados, tallados o repujados, a menudo enriquecidos con esmaltes u orfebrería. Aunque las formas y materiales eran ya muy similares a los de los retablos posteriores, la disposición de la pieza era exactamente la contraria (delante del altar y bajo él, en vez de detrás y en posición elevada). De hecho, algunos han sido reutilizados como retablos, como el del santuario de San Miguel de Aralar.

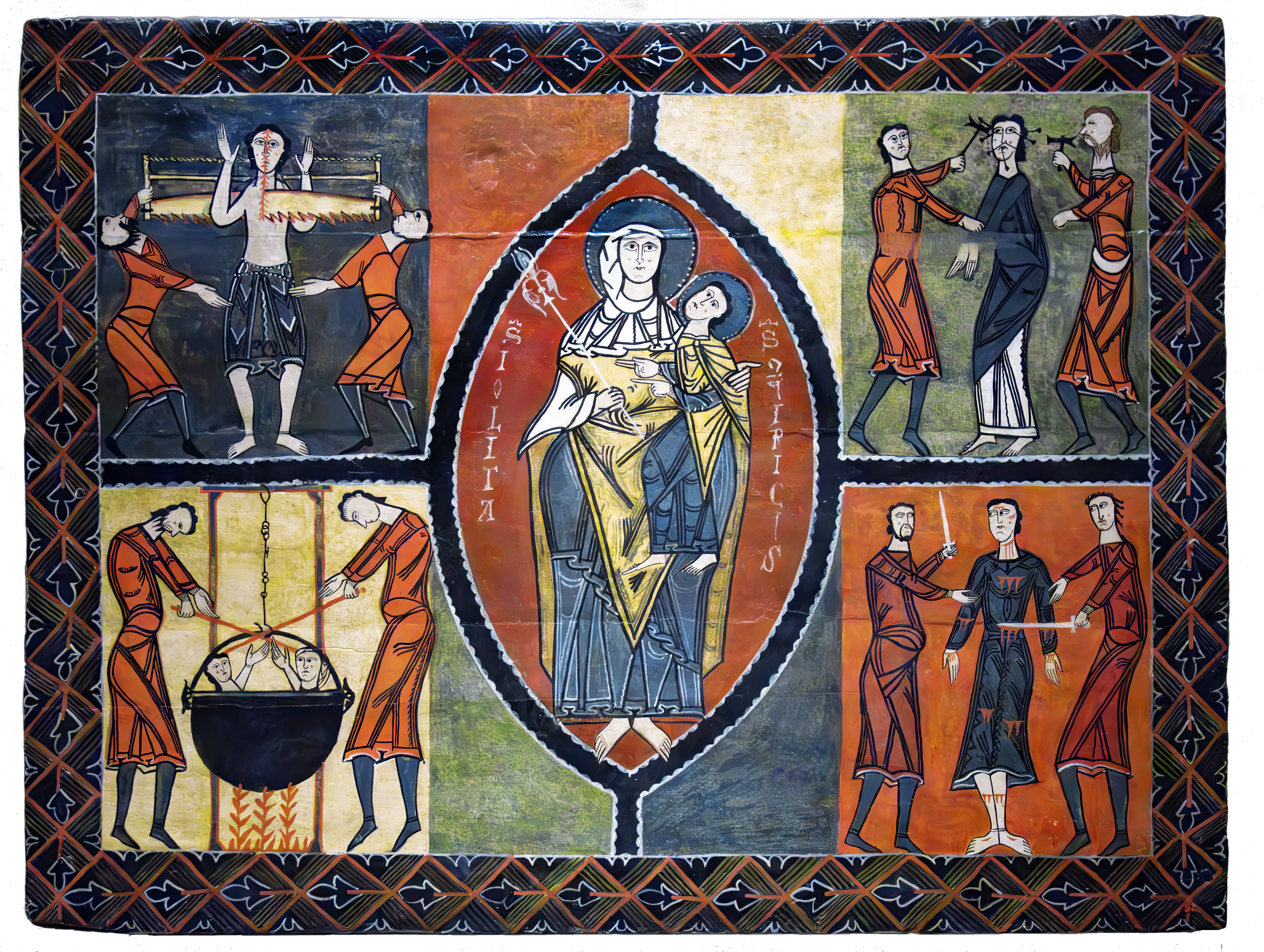
Frontal de altar de la ermita de San Quirce de Durro
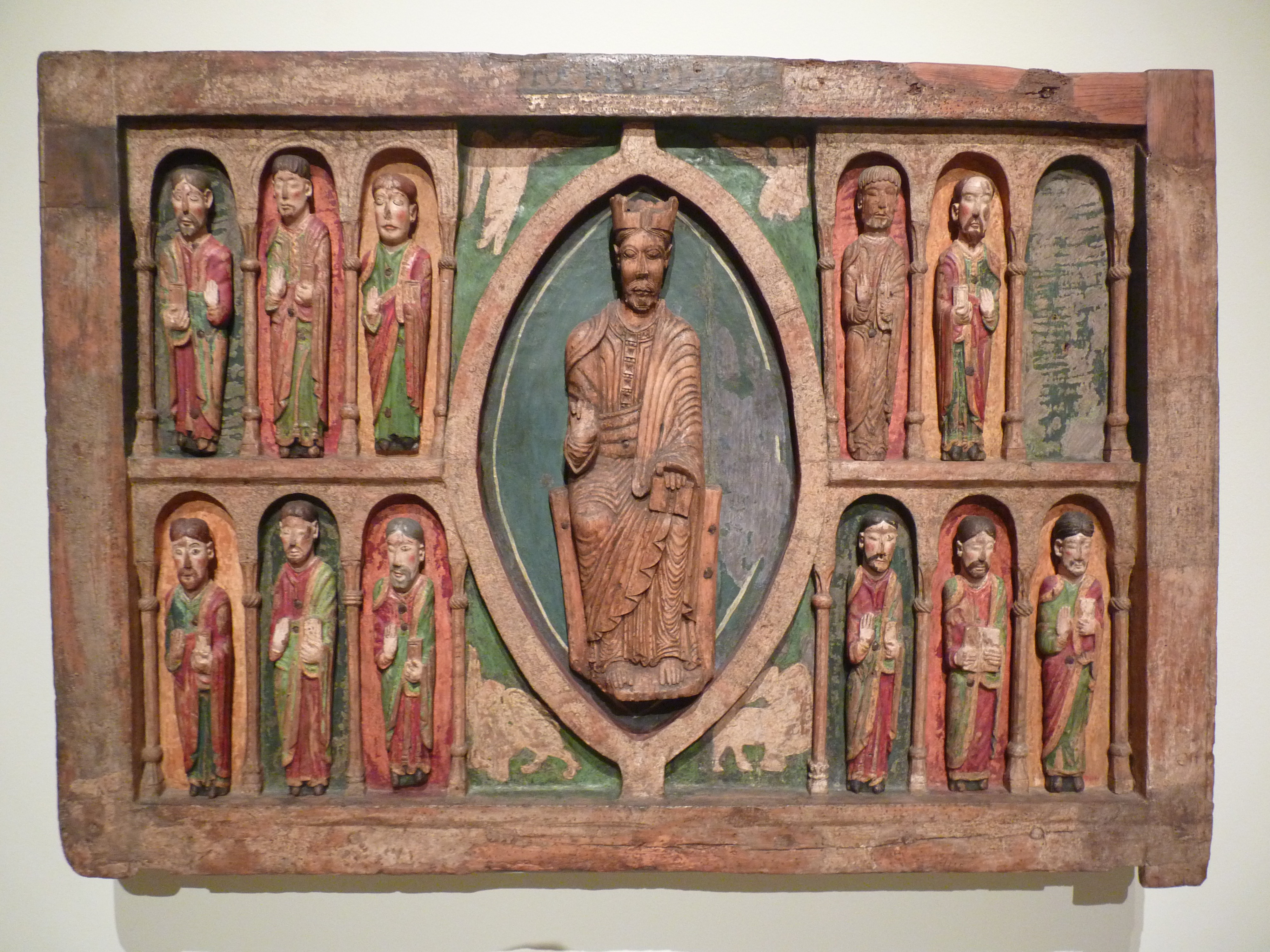
Frontal de altar de Santa María de Tahull.
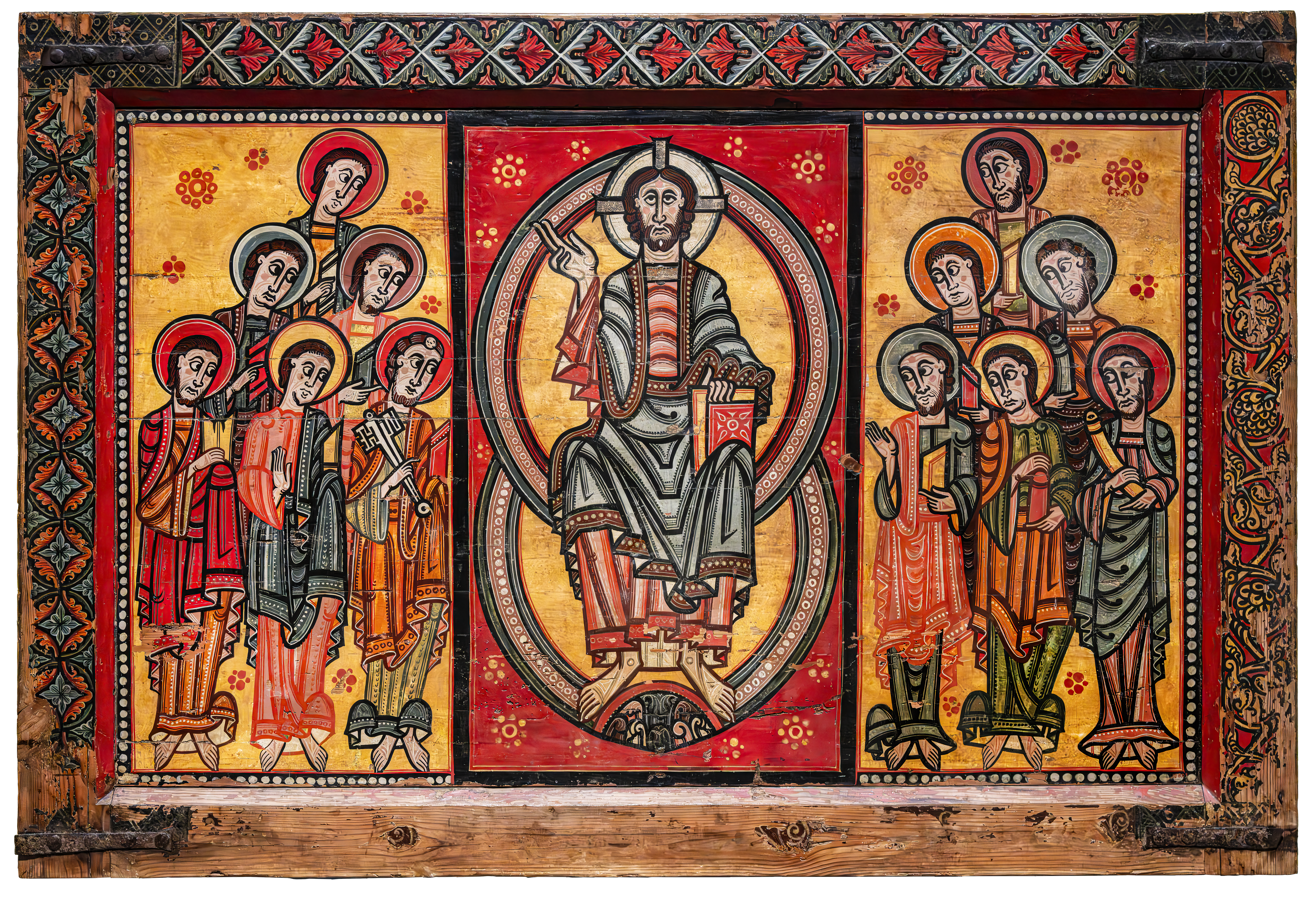
Frontal de altar de la Seo de Urgel, llamado "de los apóstoles" (es similar el frontal de altar de Ix).
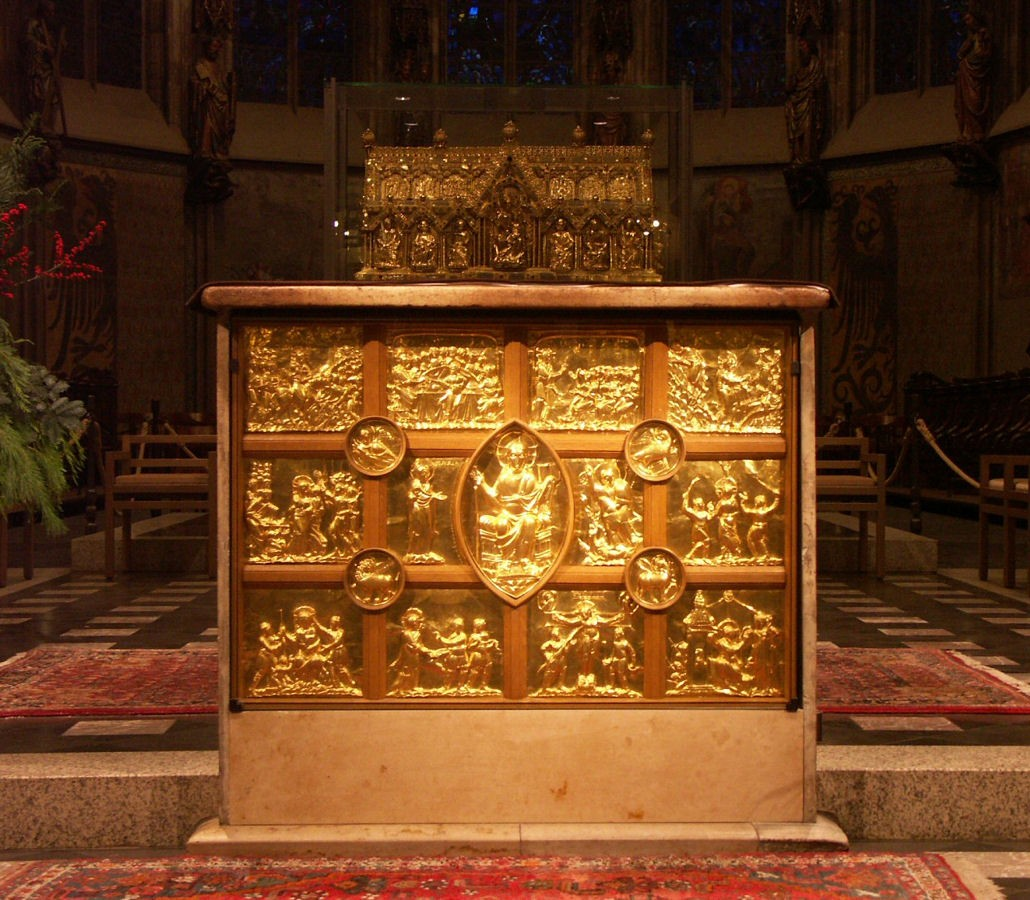
Frontal de altar de la Catedral de Aquisgrán.
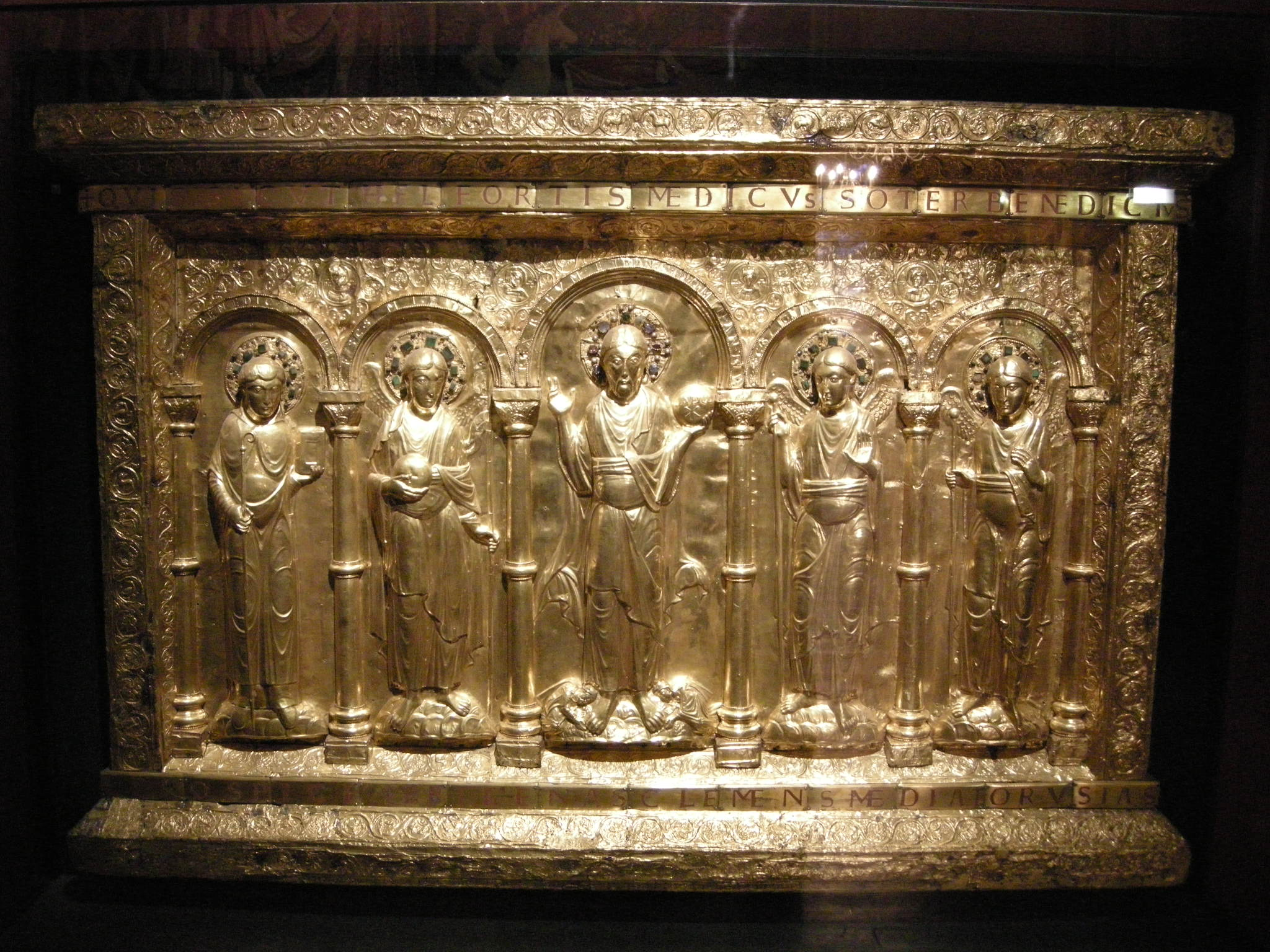
Frontal de altar de la Catedral de Basilea.

## Retablo gótico

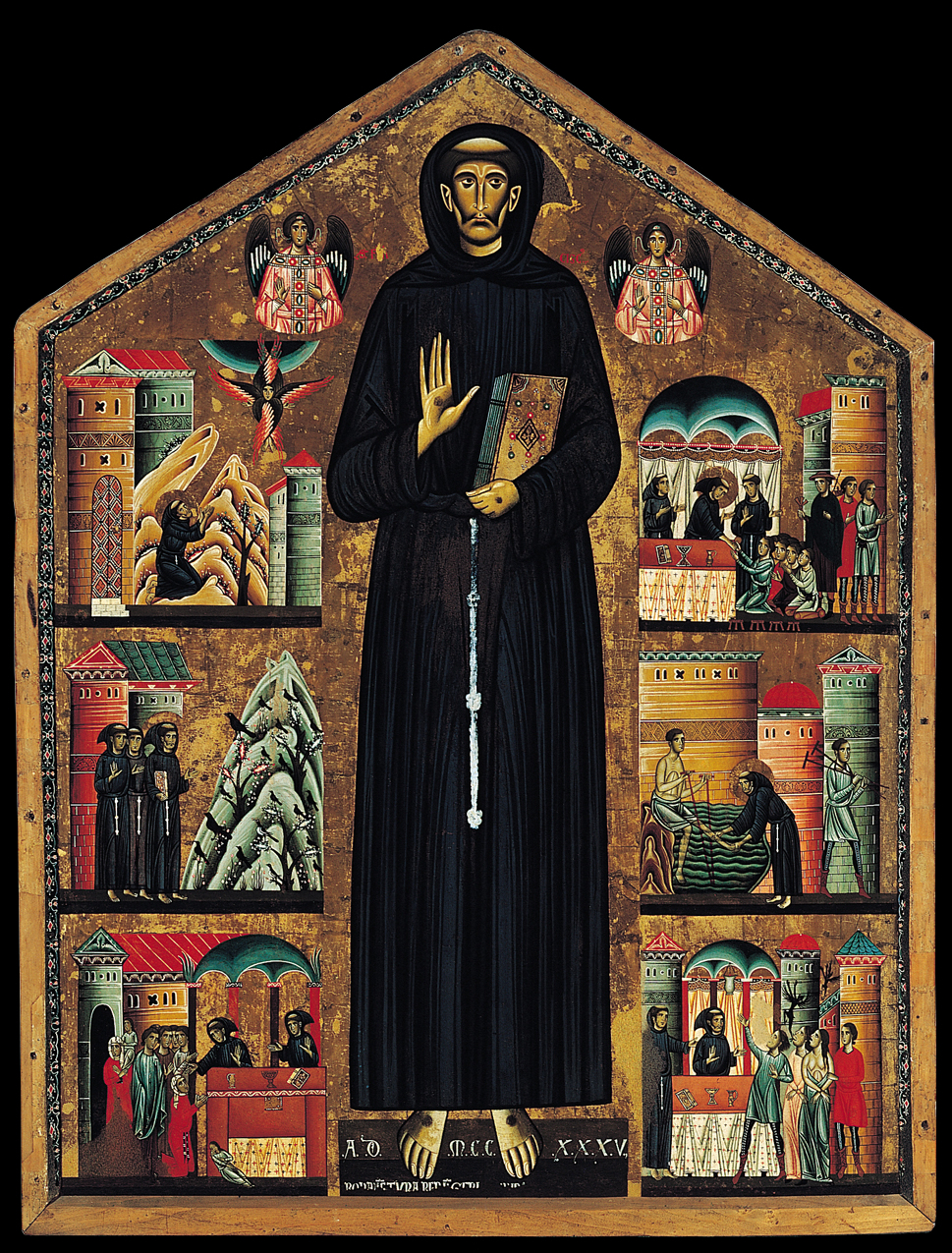
Vida de San Francisco, de Bonaventura Berlinghieri, 1235.

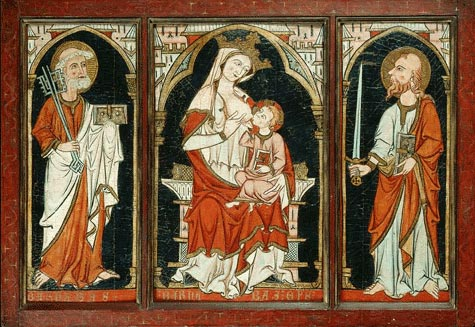
El denominado "retablo de Bernabé" (Barnabas altarpiece), de ubicación y fecha debatida (Francia o España, siglo o). No debe confundirse con el retablo de San Bernabé o pala de San Bernabé, de Botticelli (1487).

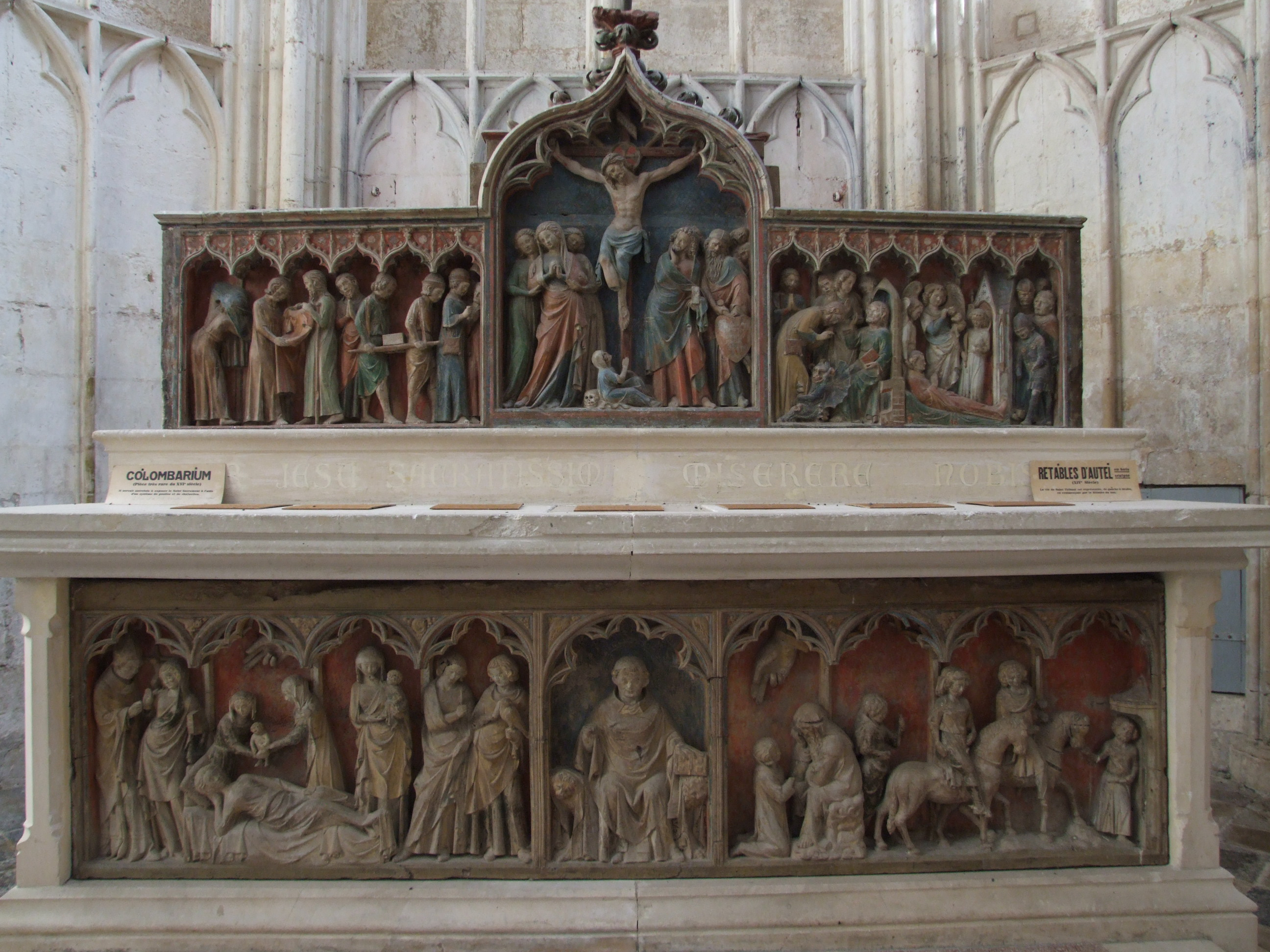
Retablo y antependium (frente de altar) del priorato de Saint-Thibault (ca. 1330).

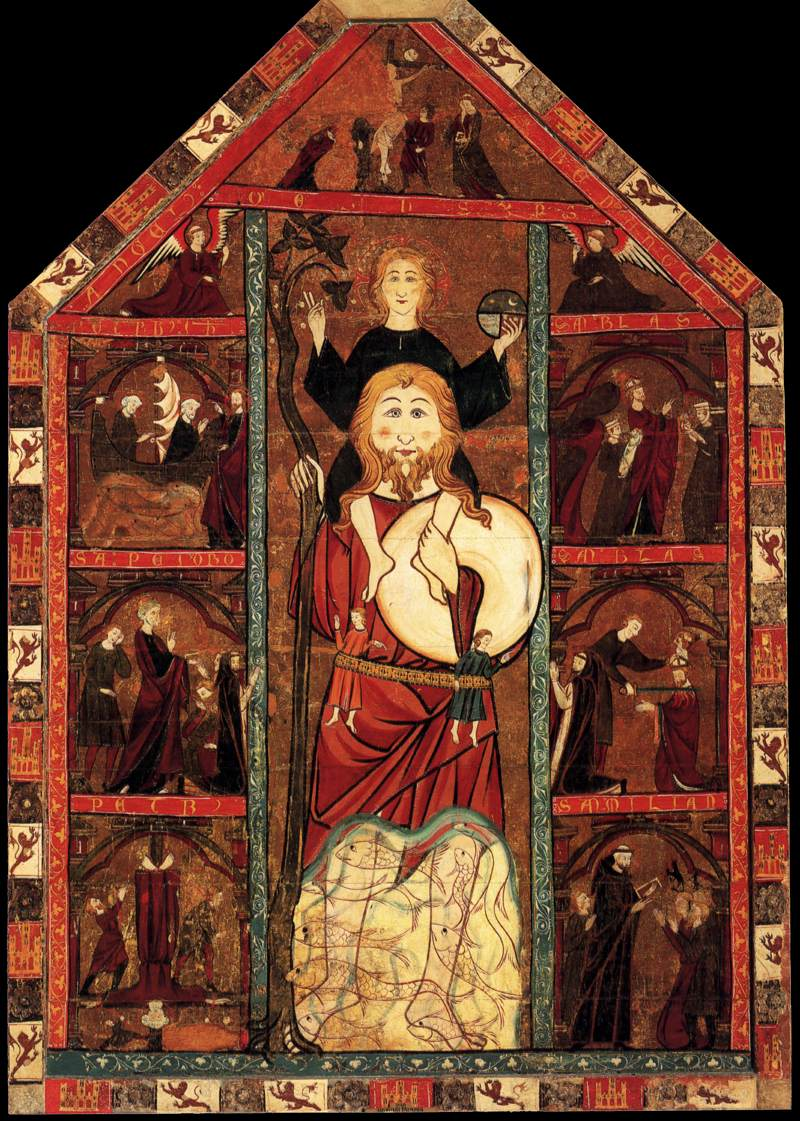
Retablo de San Cristóbal, procedente de un monasterio riojano.

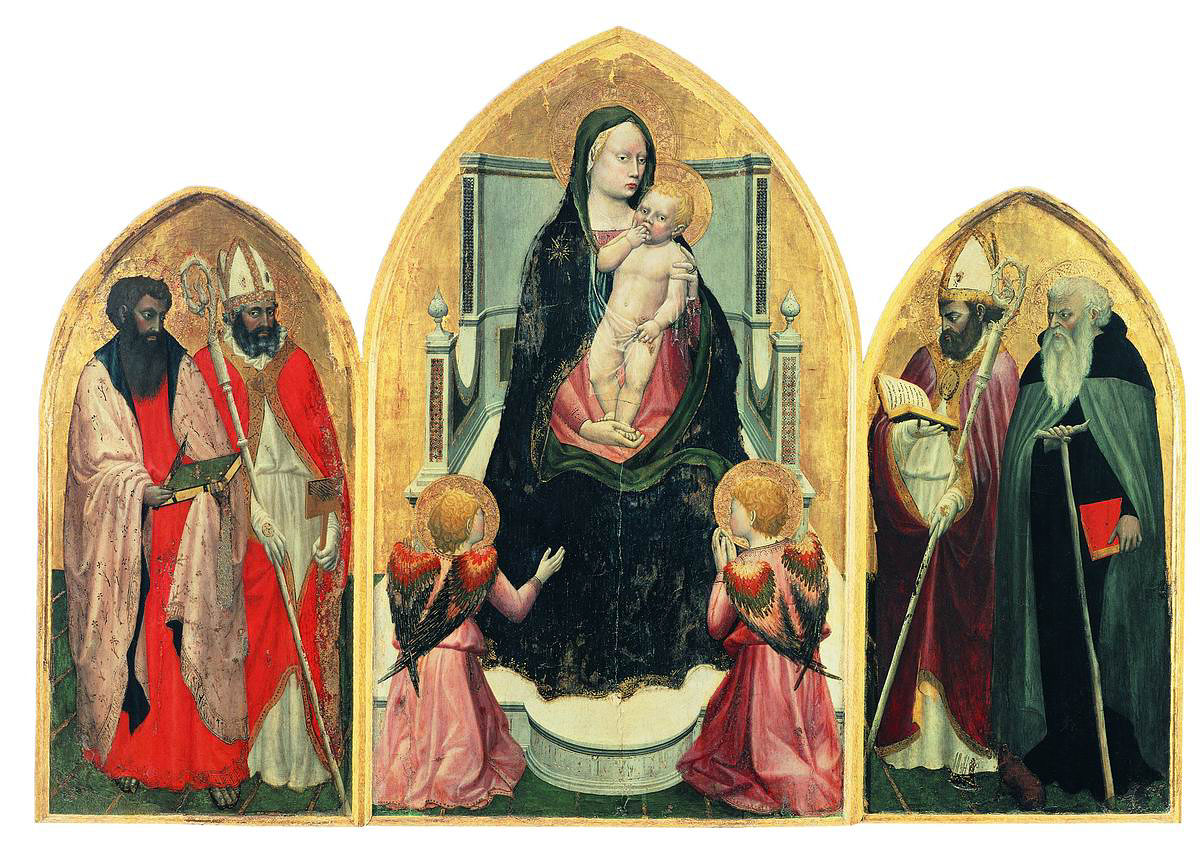
Tríptico de San Juvenal, de Masaccio (1422), obra de juventud de uno de los pintores del primer Renacimiento italiano, responde completamente a las convenciones góticas.

El esplendor del monacato, la pujanza de las ciudades y el crecimiento poblacional y económico que se dio en Europa a partir del siglo XI hicieron que los templos tuvieran que adaptarse a fin de dar cabida a un mayor número de fieles, satisfacer los deseos de patrocinio de la élite y mostrar la riqueza de una sociedad en la que la religión regía todos los aspectos de la vida. A partir del siglo XII surge el arte gótico; la arquitectura adquiere dimensiones colosales y una gran complejidad constructiva, y tanto pintura como escultura, a demanda de una sociedad amante del lujo y la ostentación, cobran un gran desarrollo. Otro factor de cambio fue la aparición de las órdenes mendicantes, que propugnaban una religiosidad más emotiva y cercana al fiel, a la vez que se preocupaban por la enseñanza y la doctrina.
Como en el románico, grandes ciclos narrativos se seguían esculpiendo en las portadas de iglesias y catedrales; pero la decoración interior va a sufrir una mayor transformación: los vitrales, que ocupan los grandes vanos abiertos en los muros gracias a las nuevas técnicas constructivas, se ilustran con representaciones sagradas; y la nueva amplitud y luminosidad de los templos permite la mejor contemplación de las imágenes repartidas por las numerosas naves y capillas, que cumplían la función de espacios corporativos para las instituciones que las encargaban (gremios, cofradías y familias aristocráticas), convertidas en mecenas artísticos.
Las nuevas prácticas piadosas requerían un número cada vez mayor de objetos sagrados cada vez más suntuosos y visibles. Se intensificó el culto a las reliquias y a las imágenes de santos, consideradas un instrumento valioso para la evangelización.
Es en ese contexto donde surgieron los primeros retablos, primero como tablas rectangulares con imágenes de modesto tamaño (como el retablo de Westminster, de 1x3 metros, o el retablo de Bernabé, de 1x1,5 metros), a veces a juego con el frontal de altar (como sucede en uno de los ejemplos más antiguos conservados: el de la iglesia del monasterio de Santa María de Mave, Palencia), luego articuladas y abatibles, de forma cada vez más compleja (dípticos, trípticos, polípticos como el llamado Políptico de Gante), o bien realizados con materiales preciosos (los de la catedral de Gerona, el altare argenteo di San Jacopo de la catedral de Pistoia o la Pala d'Oro de la basílica de San Marcos de Venecia).
En un primer momento, los retablos no abandonaron del todo su carácter mueble o plegable, y es posible que muchos fueran utilizados en procesiones y otro tipo de actos públicos que exigían su trasladado fuera del ámbito del templo, como sucedía con los dípticos devocionales o los iconos de carácter doméstico y privado. Sin embargo, poco a poco los retablos fueron haciéndose más grandes y estables, toda vez que debían destacar casi siempre en las dimensiones colosales de abadías o catedrales. La retablística se consolidó en toda la cristiandad latina de la Baja Edad Media (un vasto espacio —de Islandia a Chipre— recorrido por múltiples conexiones e influencias mutuas y variantes locales, de la pala italiana al flügelaltar centroeuropeo) como un género artístico pujante y creativo, que contaba con importantes artistas especializados en las distintas especialidades necesarias para su diseño y ejecución.

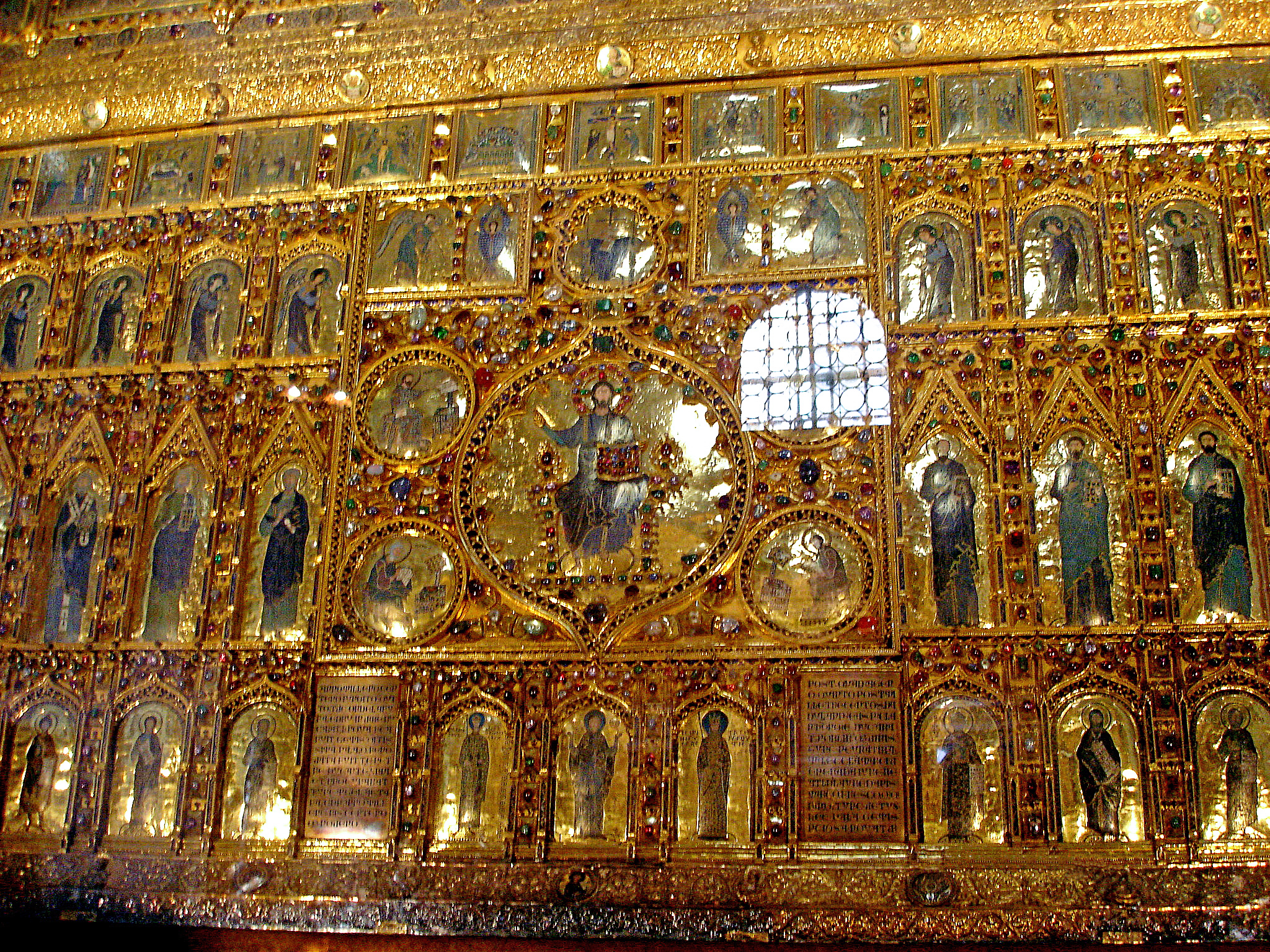
La llamada Pala d'oro de la catedral de San Marcos (Venecia). Encargada a orfebres bizantinos en el siglo X, fue ampliada en los siglos posteriores.
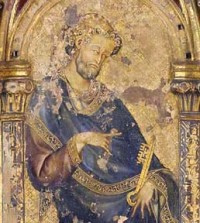
Detalle del retablo de Westminster (ca. 1270).
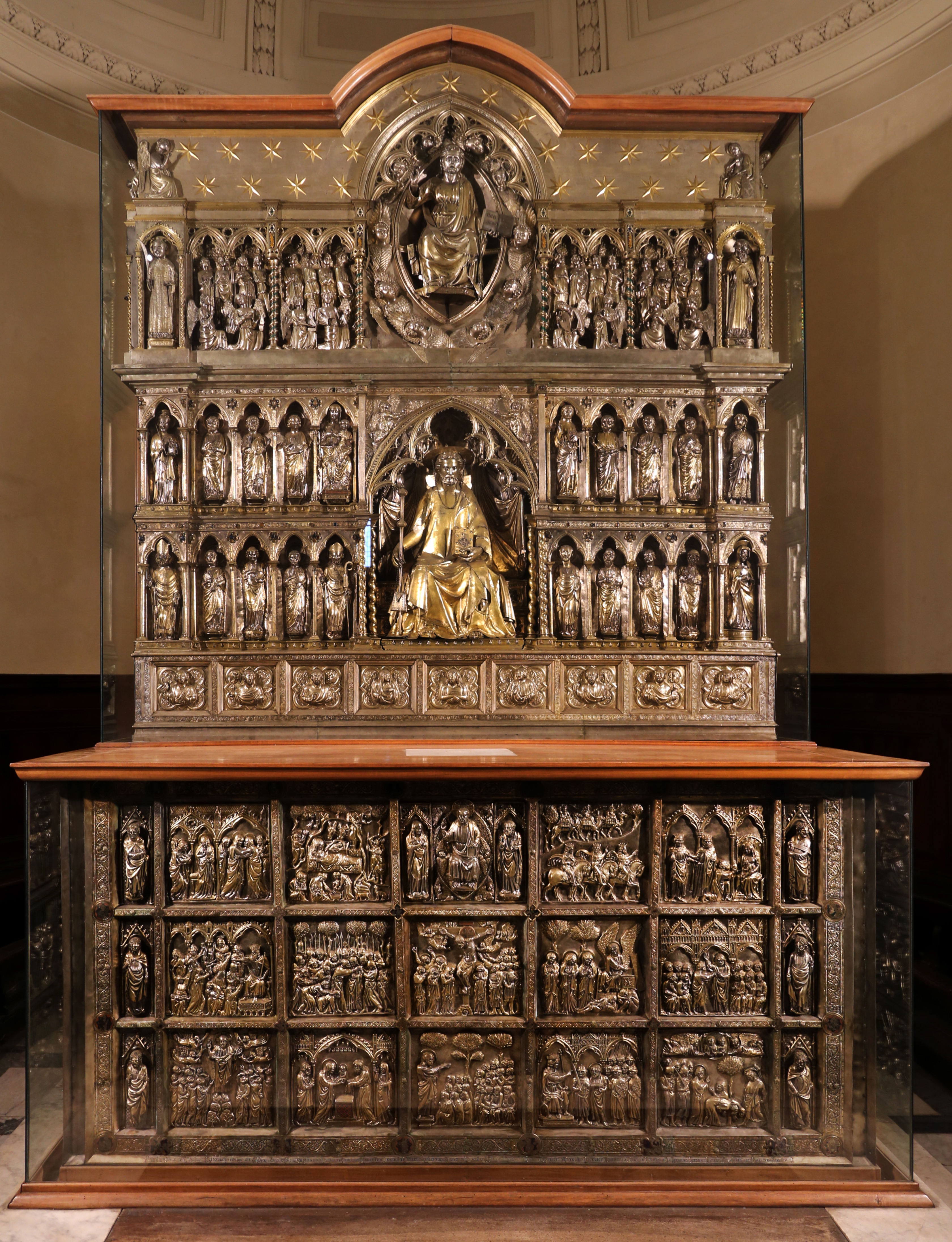
El altare argenteo de la catedral de San Zenón (Pistoia). Encargada en 1287, fue objeto de sucesivas ampliaciones hasta 1456.
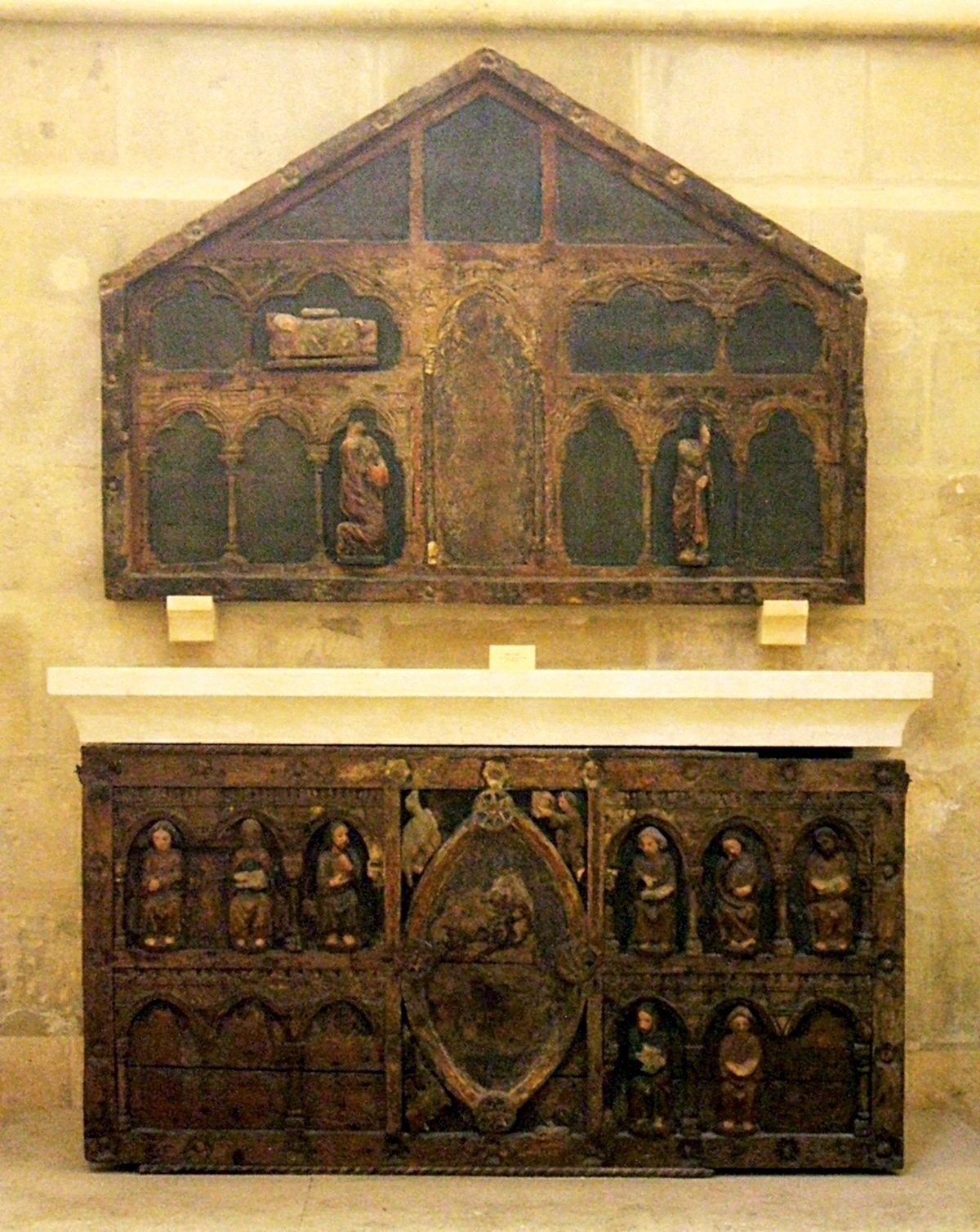
El retablo de Santa María de Mave (arriba -abajo, el frente de altar-), actualmente conservado en la capilla de San Nicolás de la catedral de Burgos. Su datación es muy imprecisa (siglos XIII-XIV).
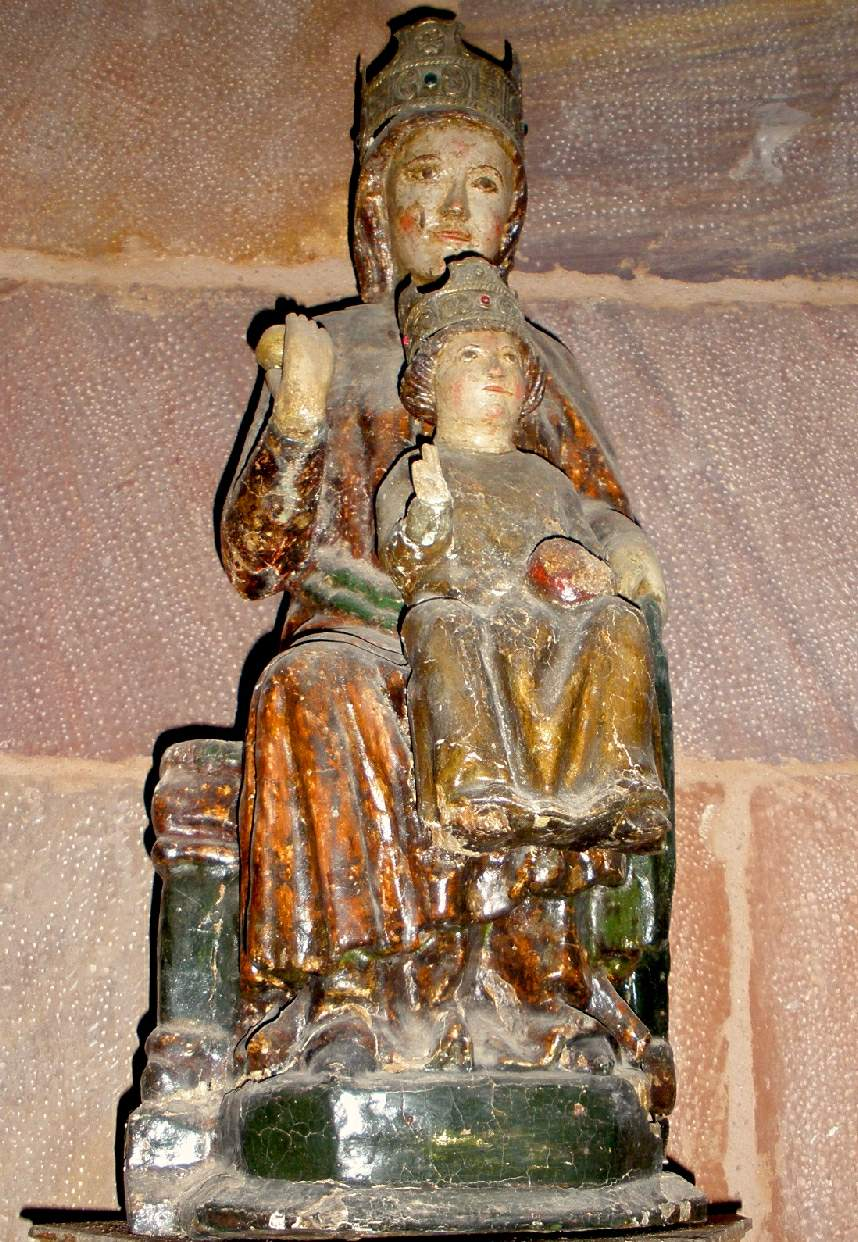
Virgen con el Niño, inicialmente parte del mismo retablo, que permanece en la iglesia del monasterio de Santa María de Mave.

El material más empleado fue la madera, casi siempre dorada y policromada, aunque no faltan ejemplos en madera vista u otros materiales (plata o todo tipo de piedras). Las variantes regionales hacen difícil una clasificación uniforme; por ejemplo, en Aragón, desde el siglo XIV tomaron una peculiar forma de expositor eucarístico, realizados casi siempre en alabastro. El retablo gótico suele presentar una apariencia marcadamente geométrica, con los encasamentos linealmente dispuestos y ocupados por pinturas o esculturas. Muchos de ellos toman la forma del ábside en el que se sitúan (como el mayor de la catedral Vieja de Salamanca), aunque es más común el esquema cuadrangular con un saliente en la parte superior a modo de remate (la espina o ático), que inicialmente tomaba la forma de uno o varios gabletes. El contorno del retablo solía estar recorrido por una moldura muy resaltada (el guardapolvo). Se utilizaban abundantemente los elementos decorativos de la arquitectura gótica, enmarcando las figuras (fueran pinturas, relieves o imágenes de bulto) mediante doseletes o chambranas, y pináculos, cresterías, florones y otros elementos ocupando el resto del espacio, como resultado del horror vacui. Fue habitual también la introducción de elementos heráldicos o incluso de retratos de los comitentes (habitualmente, en posición orante). Con el tiempo se fue estableciendo la separación entre el cuerpo del retablo propiamente dicho y el banco o predela sobre el que se apoya; y dentro de aquel, la configuración en cuerpos y calles. Los retablos ganaron en dimensiones, complejidad y lujo, hasta convertirse en enormes estructuras profusamente decoradas. Resultaron idóneos para la narración de los ciclos de la vida de Cristo, la Virgen o el santo a quien el altar se dedicaba. La presencia de numerosas imágenes, advocaciones o reliquias dentro de un mismo templo justificó la multiplicación de capillas, altares y retablos. El de la capilla mayor o presbiterio, foco de atracción principal, se denomina «retablo mayor», mientras que los situados a lo largo de muros laterales, trasepto y girola reciben la denominación de «retablos laterales» o «retablos menores».

### Fachadas-retablo

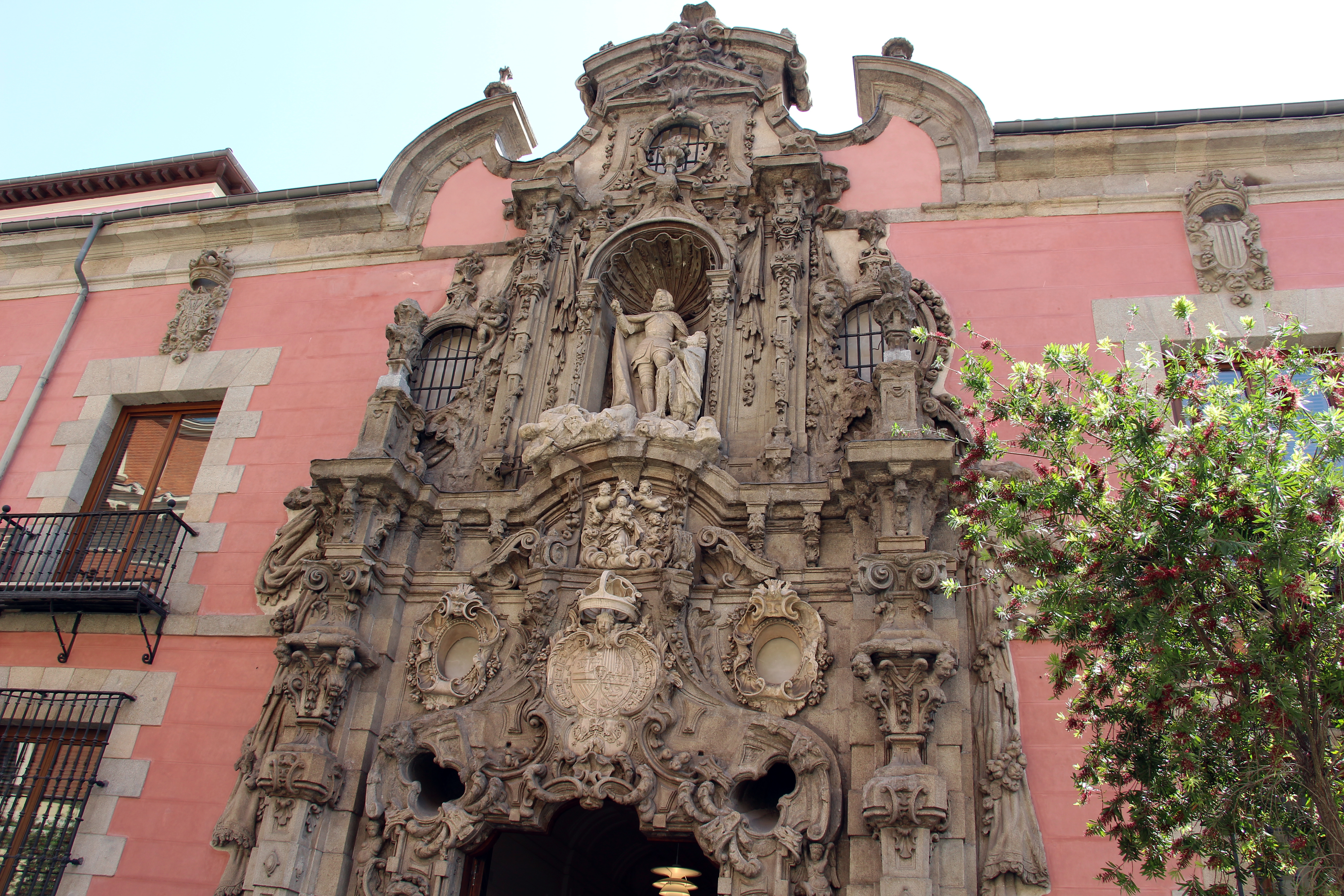
Fachada del Real Hospicio de San Fernando,. Madrid; Pedro de Ribera.

La retablística de los siglos XV y XVI alcanzó un desarrollo extraordinario en los reinos cristianos de la península ibérica, donde a las características generales del estilo gótico se le sumaron las específicas tanto del gótico flamenco (las relaciones comerciales y políticas con Flandes eran especialmente intensas) como del gótico italiano por otro, y las influencias locales del arte mudéjar. La propia arquitectura refleja la importancia que habían alcanzado los retablos, al proyectar las convenciones de su diseño en las fachadas principales de los templos (e incluso de otro tipo de edificios), con la tipología denominada «fachada-retablo» (no debe confundirse con un concepto confluyente, el de fachada-telón), que se prolongó en la arquitectura española del Renacimiento y el Barroco y la arquitectura colonial de América. Para la nueva concepción de las portadas, el momento clave fue la superación de la concepción románica y gótica clásica de las portadas abocinadas de arquivoltas y tímpanos con decoración escultórica, que se altera sustancialmente en la arquitectura hispano-flamenca de la segunda mitad del siglo XV.

### Retablos góticos en la península ibérica

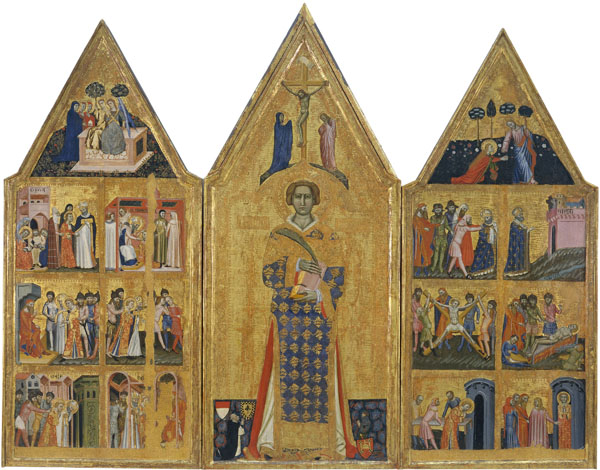
Retablo de San Vicente, del Maestro de Estopiñán o de Estimariu (ca. 1370).

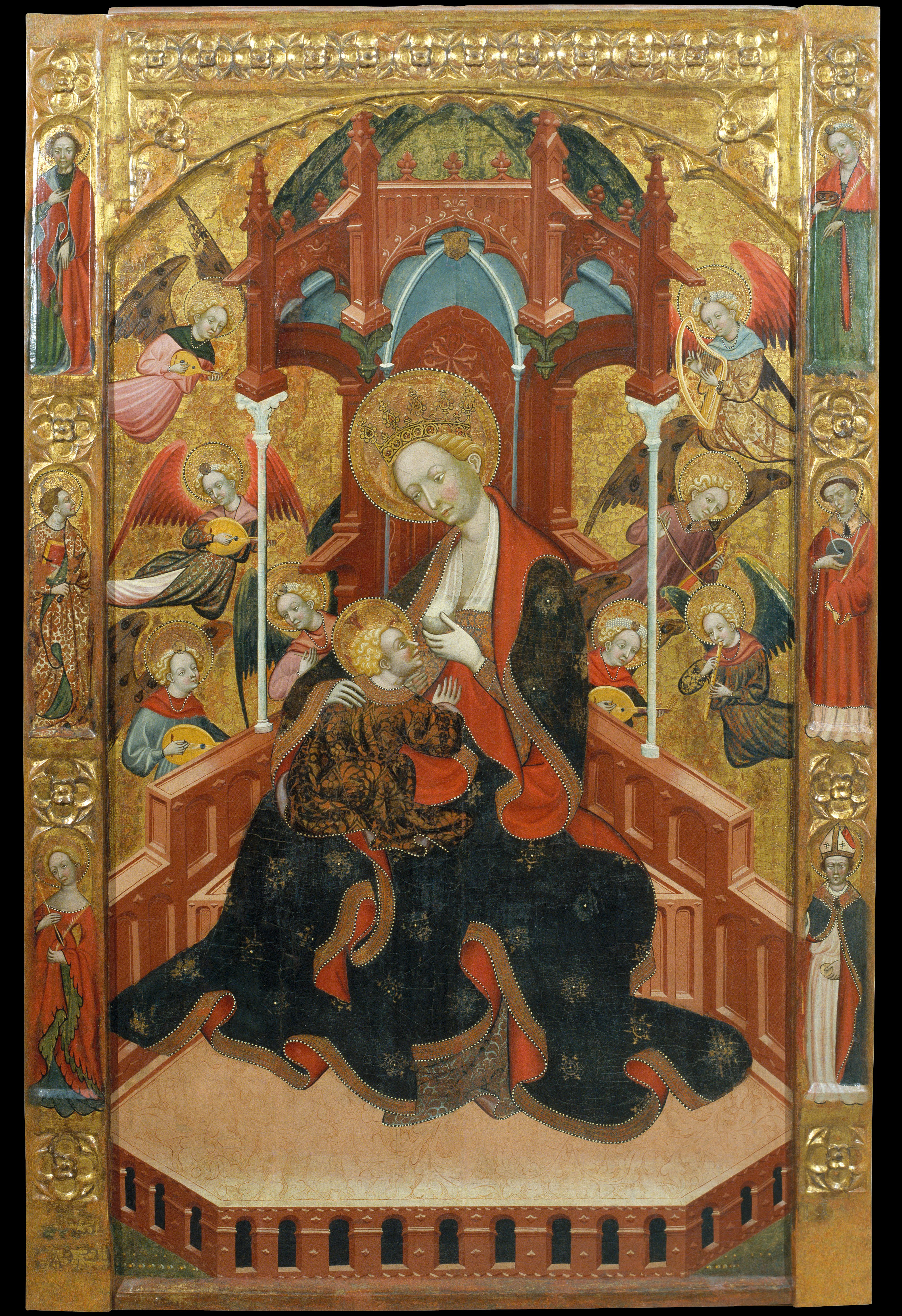
Retablo de Cervera de Ramón de Mur (1415-1419).

Entre los ejemplos supervivientes, pocos se conservan en su ubicación original. Gran parte han sido trasladados a los museos diocesanos y provinciales, y algunos de los más importantes han pasado a formar parte de las colecciones del Museo Nacional de Escultura (Valladolid), el Museo Nacional de Arte de Cataluña (Barcelona) o el Museo del Prado (Madrid). Muy notables han sido las exposiciones temporales del ciclo Las Edades del Hombre. Como resultado del expolio del patrimonio artístico español (muy intenso entre 1808 y mediados del siglo XX) muchos retablos góticos han terminado en colecciones particulares y en museos extranjeros. Ya con anterioridad lo habitual es que hubieran sufrido todo tipo de alteraciones al ser desmontados por diferentes motivos, frecuentemente como consecuencia de su sustitución por retablos de época renacentista o barroca, y para su reutilización en entornos distintos a aquellos para los que fueron inicialmente diseñados. Todo ello ha producido que la mayor parte se encuentren dispersos o se hayan perdido total o parcialmente. Las fuentes documentales escritas para estas épocas (relativamente abundantes en los archivos españoles por comparación a otros casos) hace posible reconstruir la historia de un buen número de retablos, pero lo más probable es que para la gran mayoría no se llegue a tener ni siquiera noticia de su existencia. Destacan, por orden cronológico:

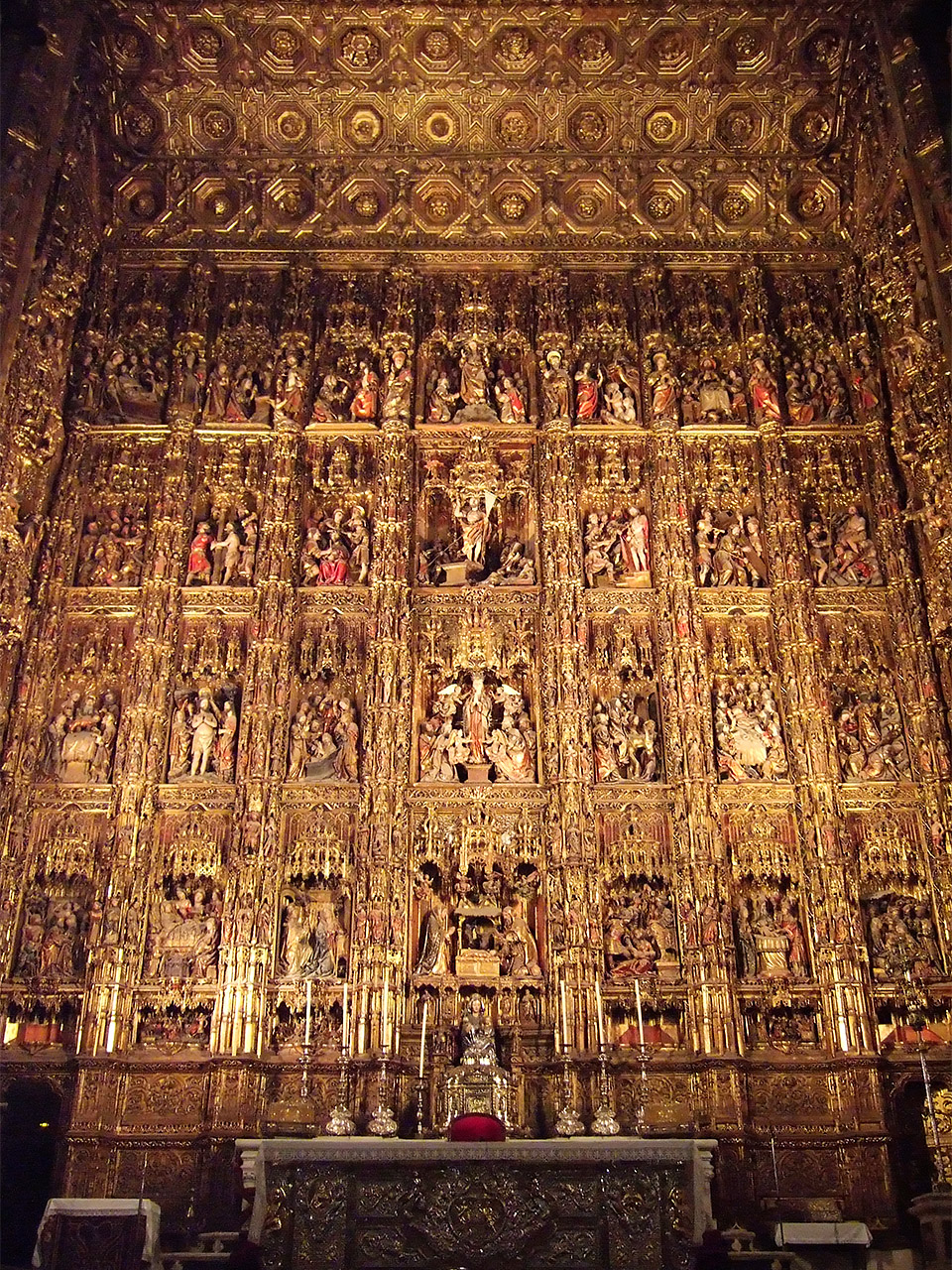
Retablo mayor de la catedral de Sevilla (1482-1564).

- El retablo mayor de la catedral de Gerona, realizado en plata, formando veintiséis compartimentos con figuras de relieve, del siglo XIV.[43]
- El antiguo retablo mayor de la catedral de Barcelona, de estructura fundamentalmente arquitectónica (1356-1367, modificado en los siglos XV y XVI -su imagen central, un apóstol Santiago, se añadió al trasladarse el retablo a la iglesia de San Jaume de la misma ciudad, en 1971-).[44]
- El retablo de San Cristóbal (siglo XIV), procedente de un monasterio riojano.[45]
- El retablo de Santo Domingo de Tamarite de Litera (segundo tercio del siglo XIV).[46]
- Los debidos al Maestro de Estimariu o de Estopiñán (activo en la Corona de Aragón entre 1360 y 1380, cuya identidad y procedencia es objeto de debate), como el retablo de San Vicente y las tablas de Santa Lucía.[47]
- Los debidos a Andrés Marzal de Sax (Marçal de Sas, probablemente originario de Sajonia), introductor del gótico internacional centroeuropeo en España (activo en Valencia entre 1393 y 1410). Se le atribuye tradicionalmente el Gran retablo de San Jorge pintado para la Hermandad del Centenar de la Ploma, aunque actualmente se discute la atribución, debiendo asignarse a un Maestro del Centenar.[48]
- Los debidos a Pere Serra, como el retablo del Espíritu Santo de la Seu de Manresa (ca. 1394) y el retablo de Todos los Santos del Monasterio de Sant Cugat (1375).[49]
- El retablo de Quejana (1397).[50]
- Los debidos a Gherardo Starnina (retablo de la capilla del Salvador de la catedral de Toledo de 1395, y el retablo de fray Bonifacio Ferrer, Valencia, de 1398-1401).

- Retablos góticos en la península ibérica (s. XIV)

Retablos góticos en la península ibérica
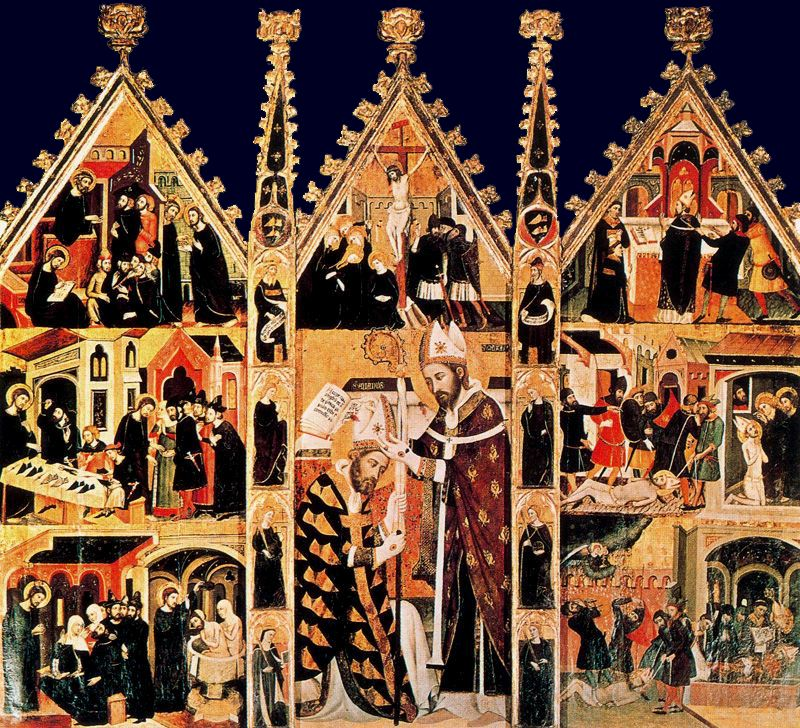
Retablo de San Marcos en la Colegiata de Santa María (Manresa), de Arnau Bassa (1346).
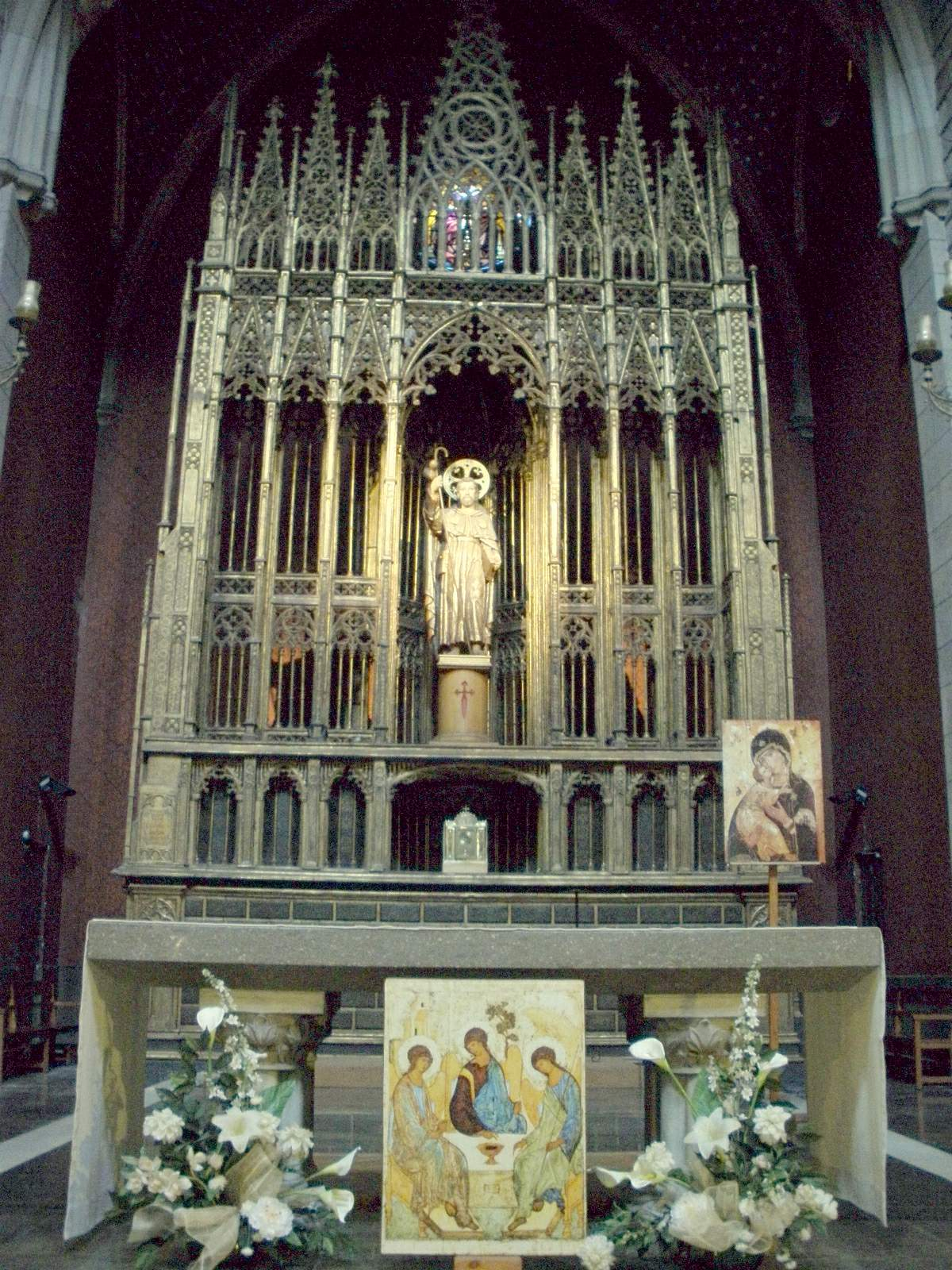
Antiguo retablo mayor de la catedral de Barcelona, hoy reubicado (estructura inicial de 1356-1367).
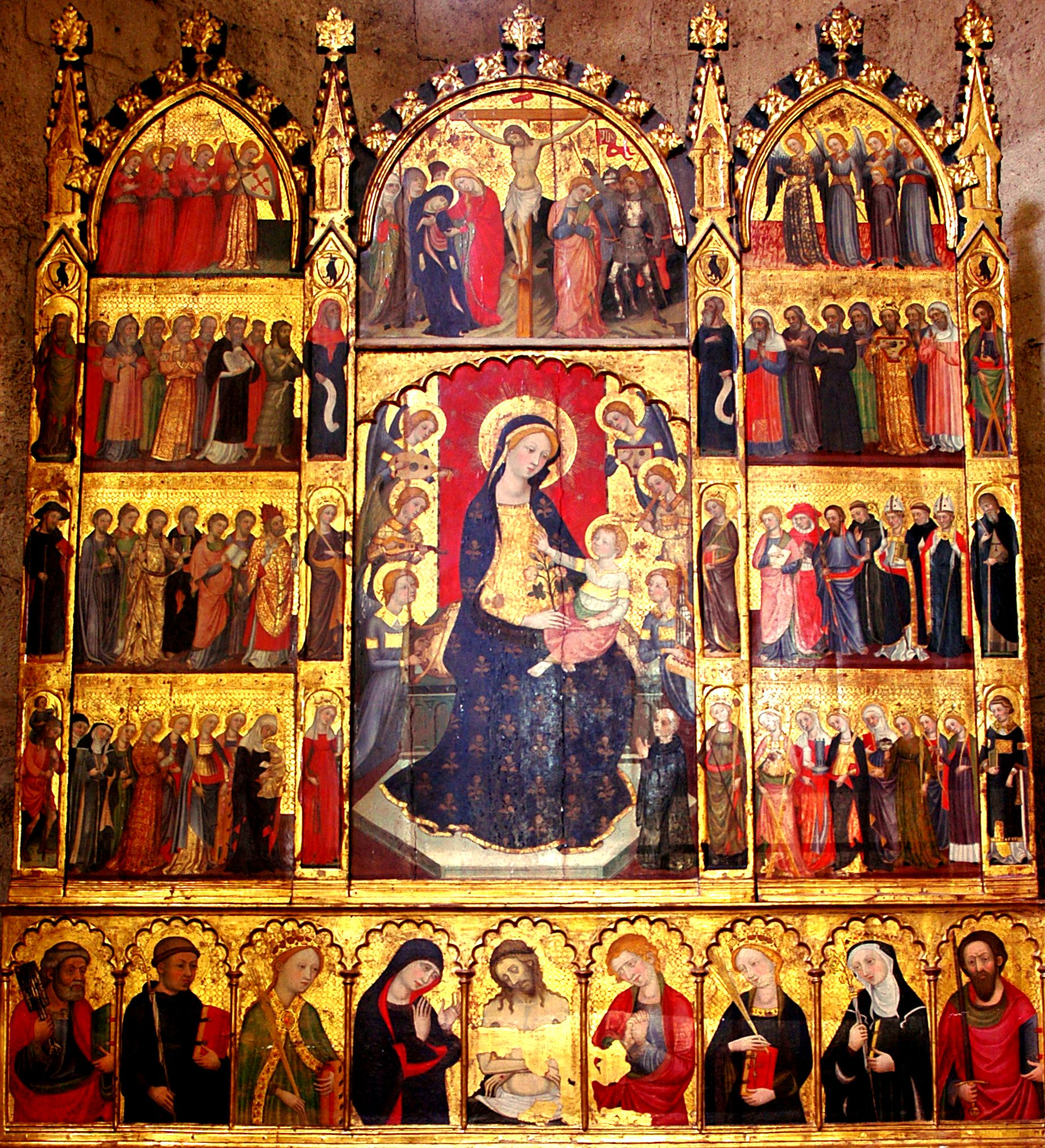
Retablo de Todos los Santos del monasterio de Sant Cugat (San Cucufate, en San Cugat del Vallés), de Pere Serra (1375).
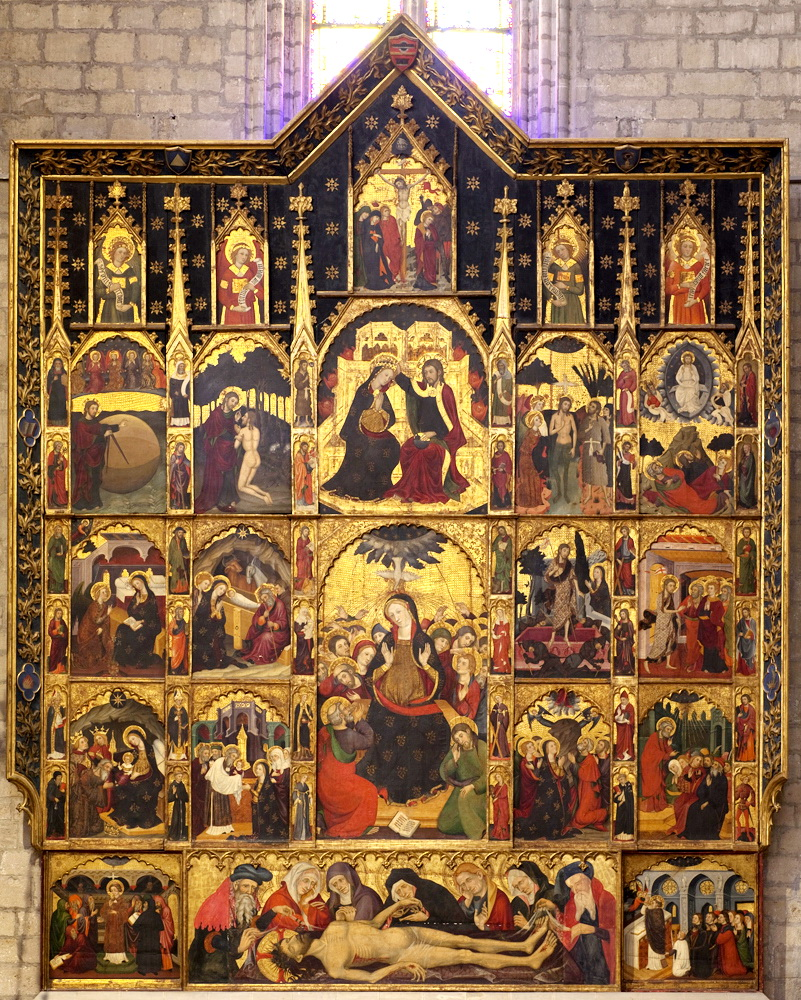
Retablo del Espíritu Santo en la Seu de Manresa, de Pere Serra (ca. 1394).
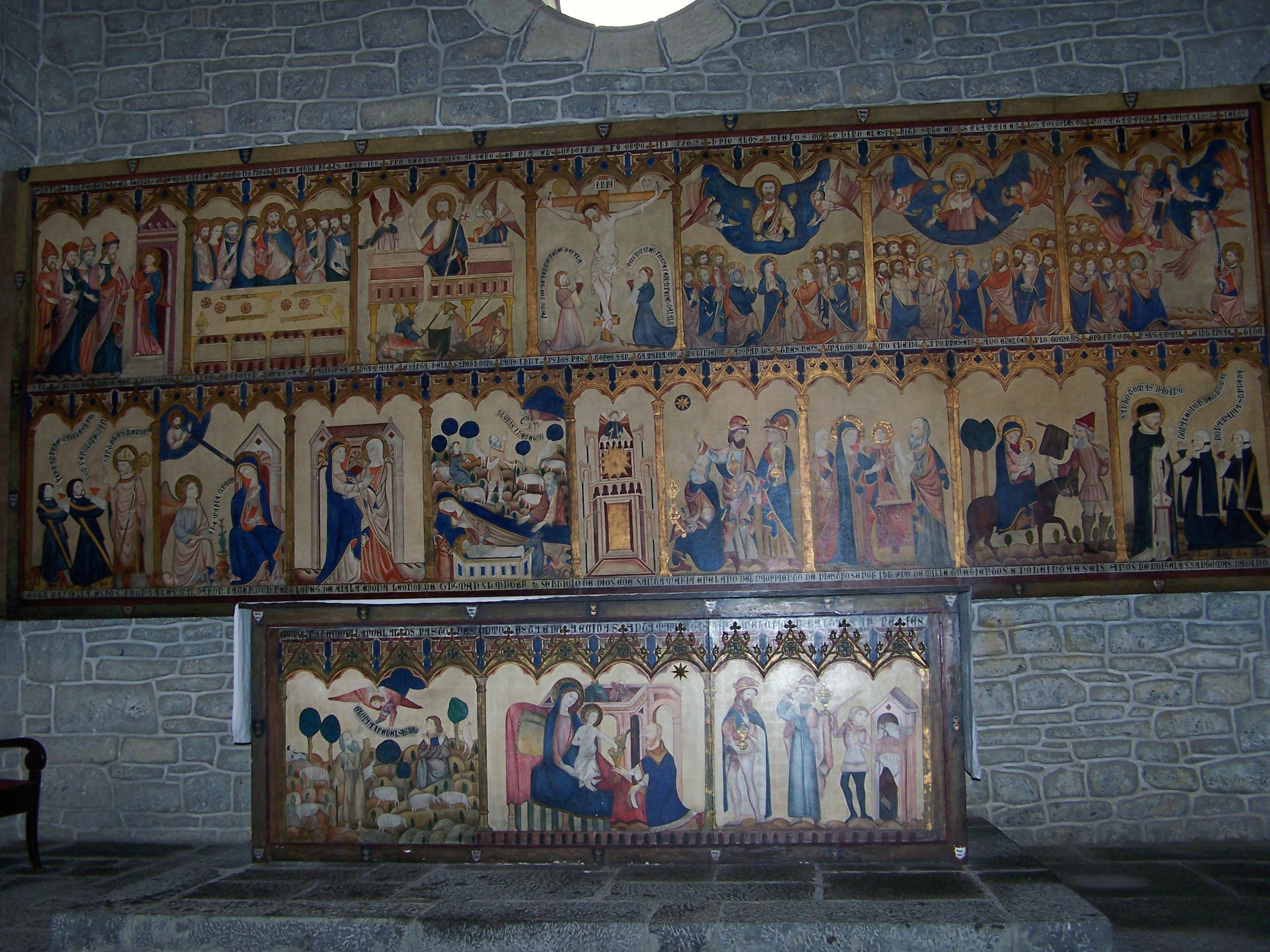
Retablo de Quejana (1397).
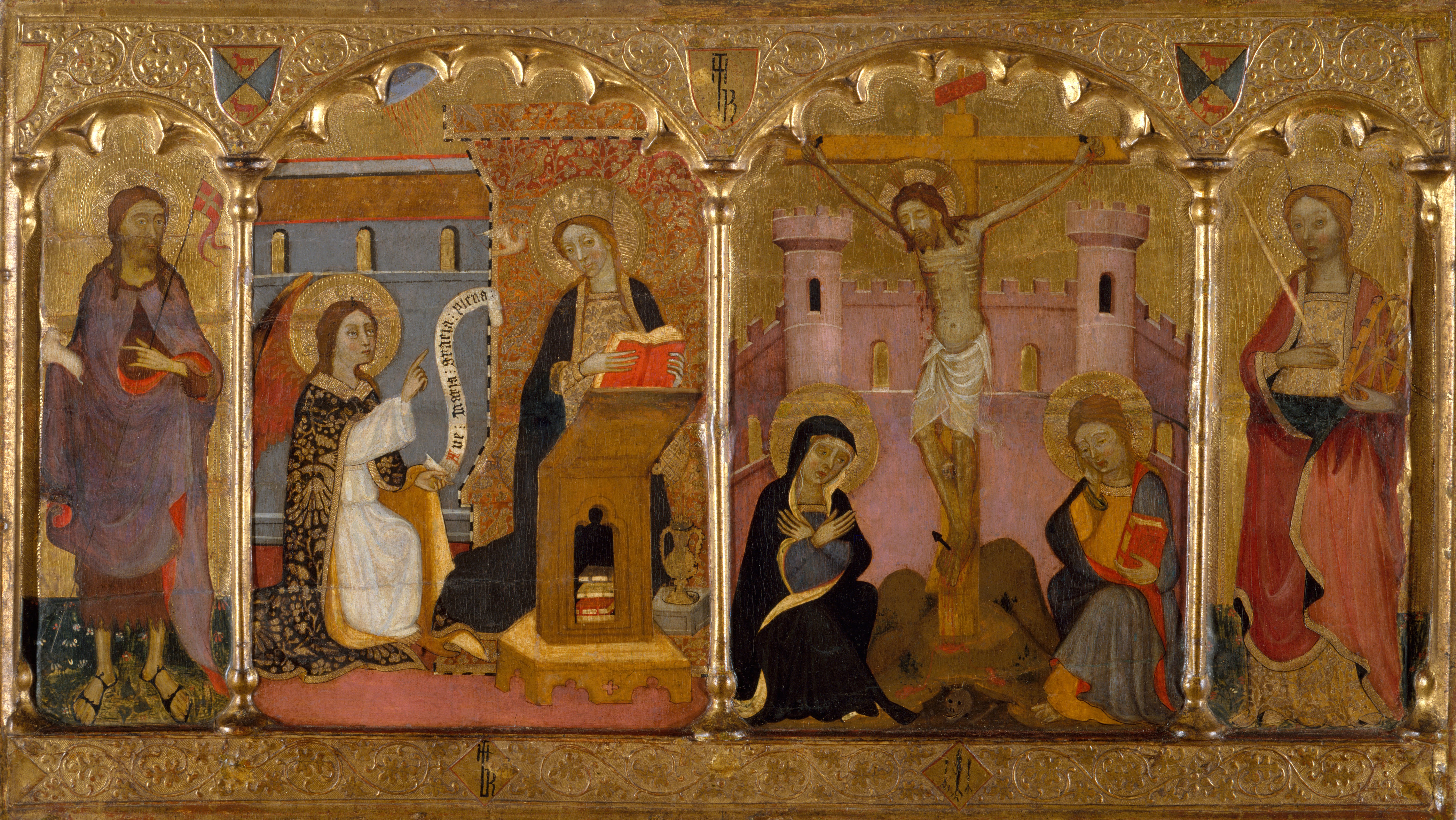
Retablo de Francesc Comes (Mallorca, ca. 1400).

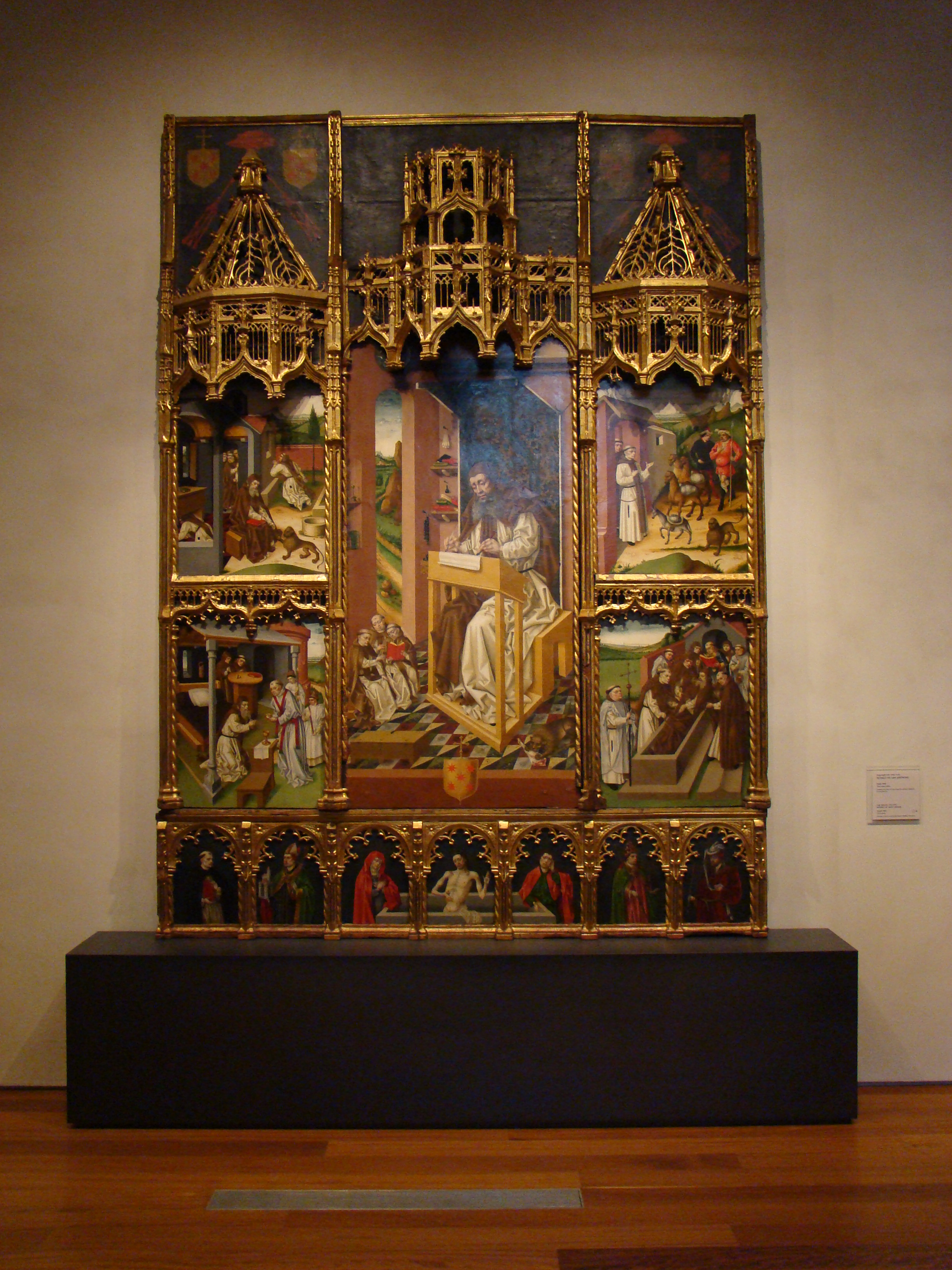
Retablo de San Jerónimo, de Jorge Inglés (mediados del). Ejemplifica los retablos góticos de pequeño tamaño, con pinturas cobijadas por doseletes y chambranas. Es llamativa y característica la rígida disposición geométrica, recuerdo de los dípticos y polípticos devocionales.

- El retablo del arzobispo don Sancho de Rojas (1415-1420),[52] procedente del Monasterio de san Benito de Valladolid, atribuido a Juan Rodríguez de Toledo (que probablemente recibió la influencia de pintores italianos como Starnina).[53]
- El retablo mayor de la catedral Vieja de Salamanca, de Nicolás Florentino y Dello Delli (1430-1450).
- El antiguo retablo mayor de la catedral de León, hoy desmantelado, de Nicolás Francés (ca. 1434).[54]
- El retablo mayor de la Seo (Zaragoza, 1434-1480), de Pere Johan y Hans de Suabia, tallado en alabastro.
- Los debidos a Bernat Martorell, que desarrolló una extensa labor retablística a mediados del siglo XV (Retablo de la Transfiguración de la catedral de Barcelona, Retablo de los santos Juanes de Vinaixa, Retablo de San Miguel de la Pobla de Cervoles, Retablo de San Pedro de Púbol, Retablo de santa María Magdalena de Perella, Retablo de San Vicente de Menàrguens, etc.)
- El retablo de la capilla de la Casa de la Ciudad de Barcelona, del pintor Lluis Dalmau y el carpintero Francesc Gomar (1443-1445). Sólo se conserva el panel principal, denominado Virgen dels Consellers.
- El retablo de Peralta de la Sal (1450-1456), de Jaume Ferrer II y Pedro García de Benavarre, interpretado como de transición entre el gótico internacional y la influencia de los primitivos flamencos (concretamente de Robert Campin).[55]

- Retablos góticos en la península ibérica (1.ª mitad s. XV)

Retablos góticos en la península ibérica (1.ª mitad)
Retablo gótico del Monasterio de Santes Creus, de Guerau Gener y Lluís Borrassà (1407-1411).
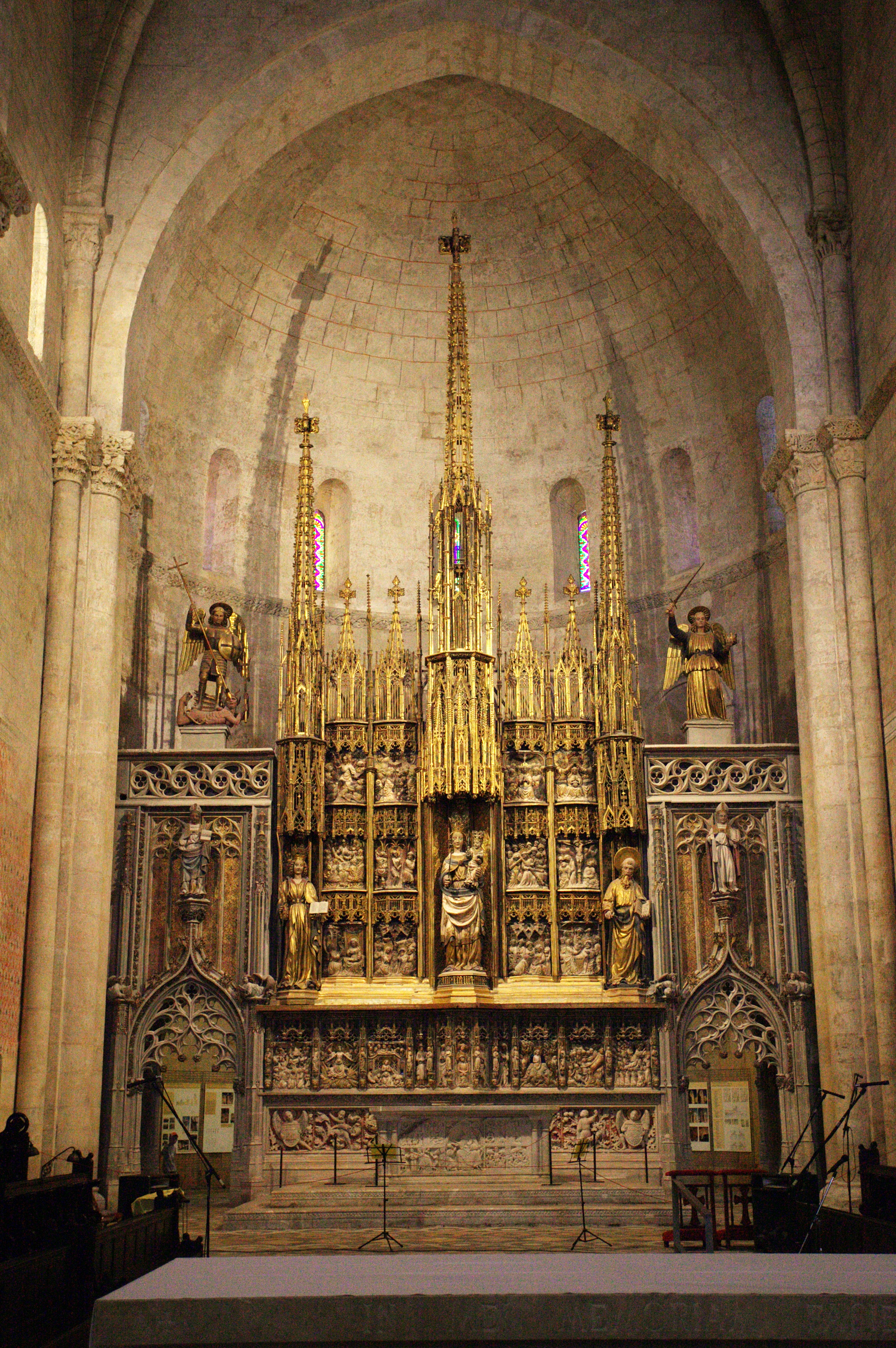
Retablo de Santa Tecla, de Pere Johan, en la catedral de Tarragona (1426).
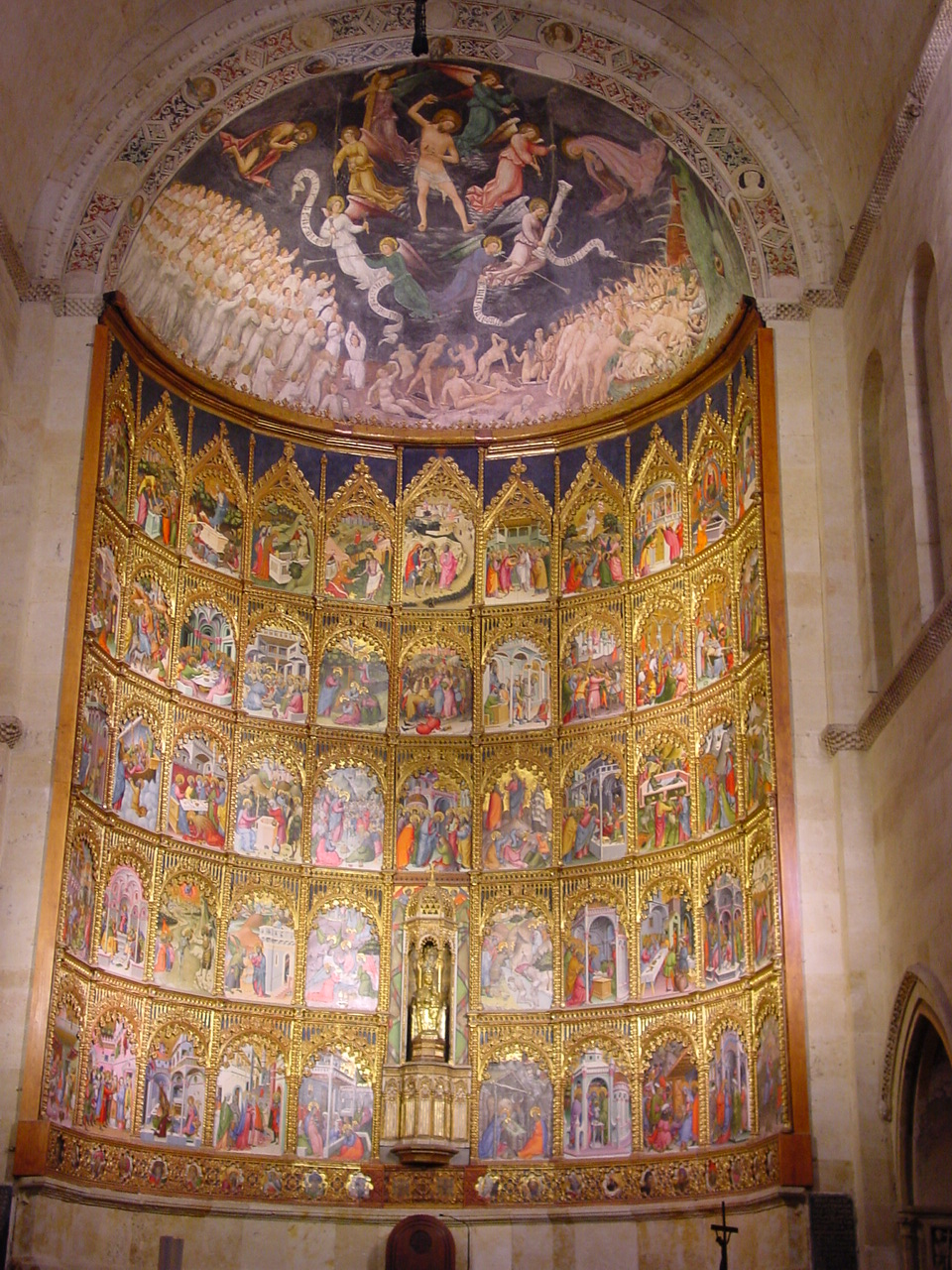
Retablo mayor de la catedral Vieja de Salamanca, de Nicolás Florentino y Dello Delli (1430-1450).
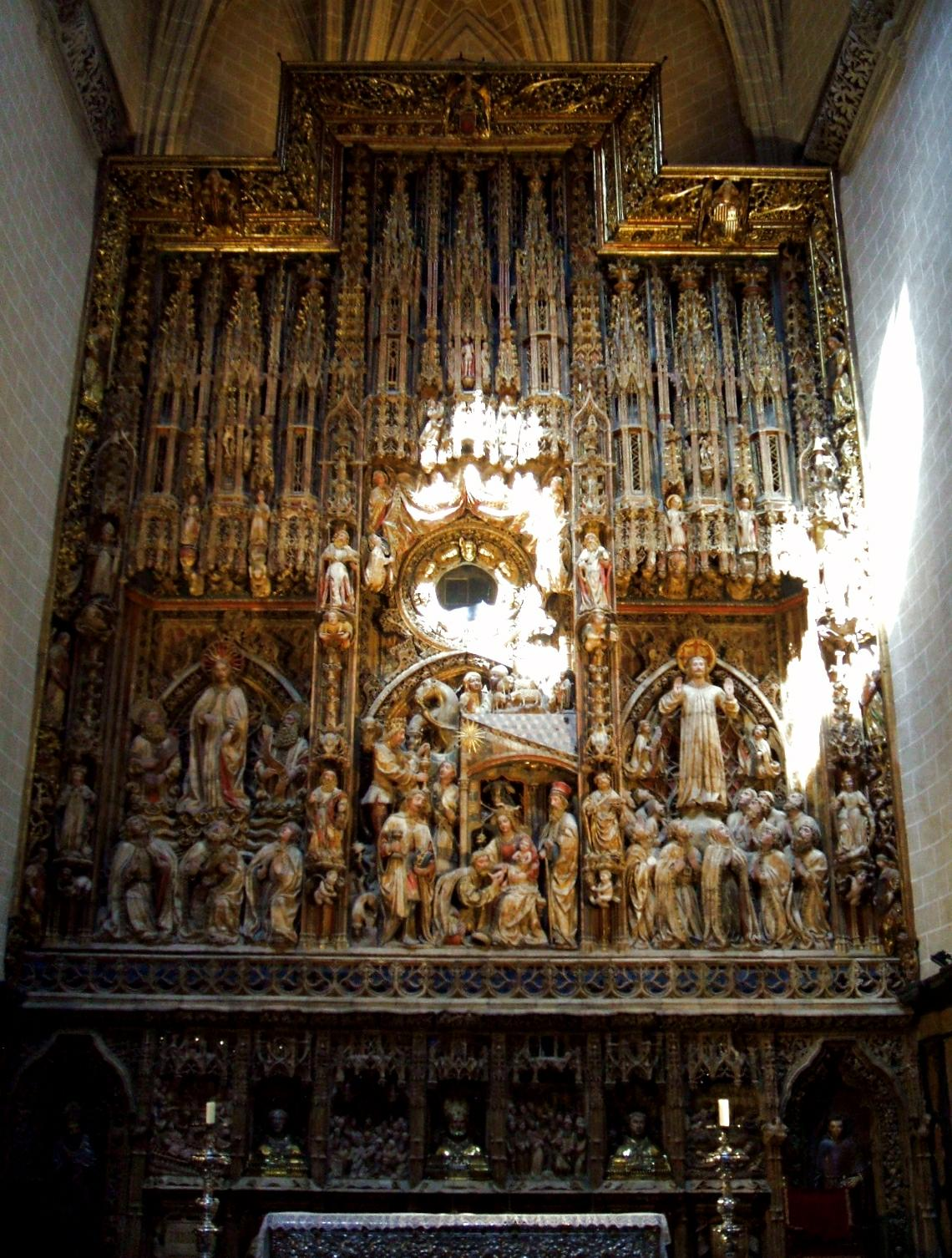
Retablo mayor de la Seo (Zaragoza), de Pere Johan y Hans de Suabia (1434-1480).
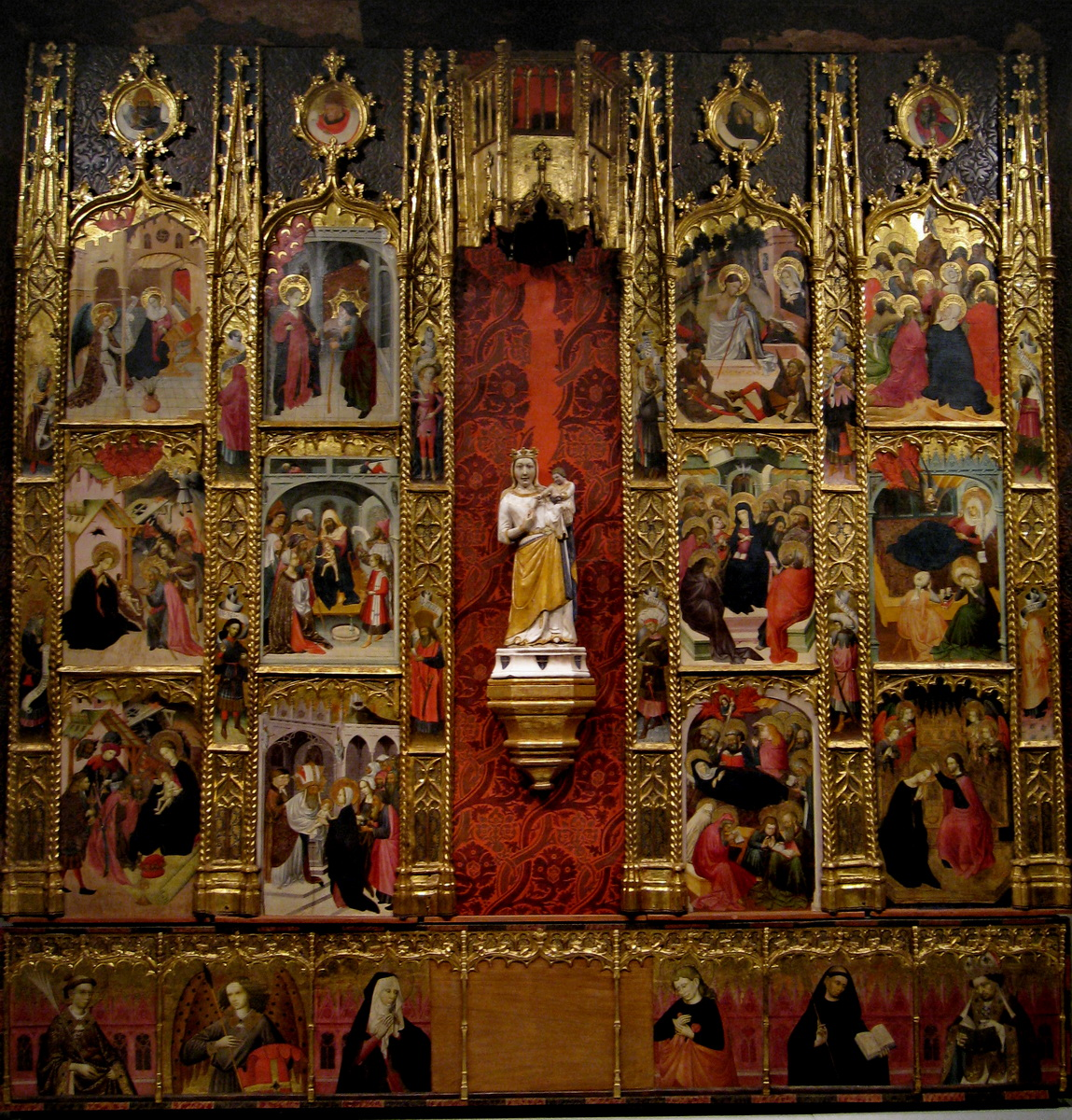
Retablo de la Mare de Deu de l'Escala del monasterio de San Esteban (Bañolas), de Joan Antigó (1437).
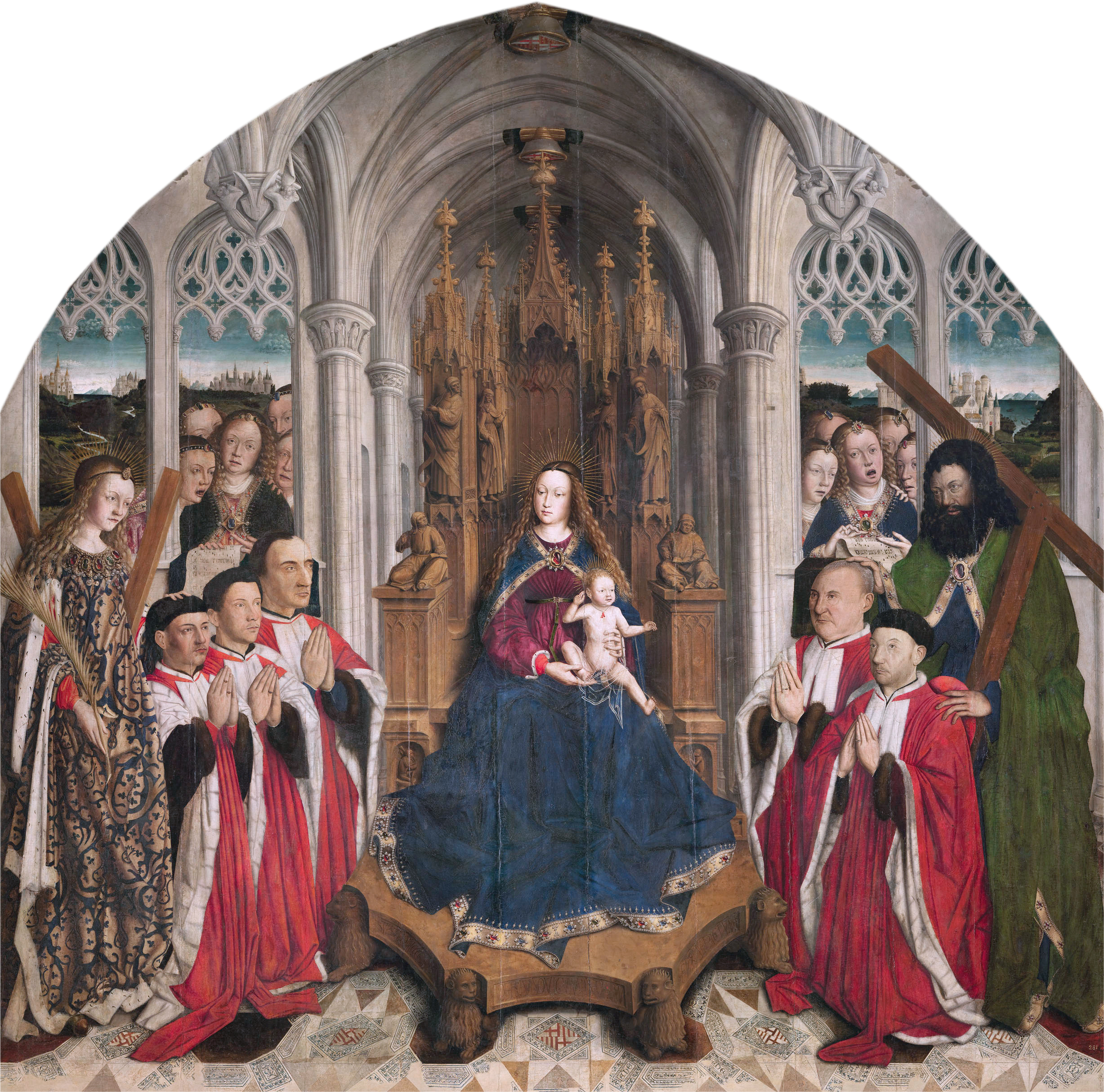
La Virgen dels consellers de Lluis Dalmau (Barcelona, 1445) presenta una estructura muy similar a la del Santo Domingo de Bermejo, en este caso dispuesta en el entorno arquitectónico propio de los retablos.
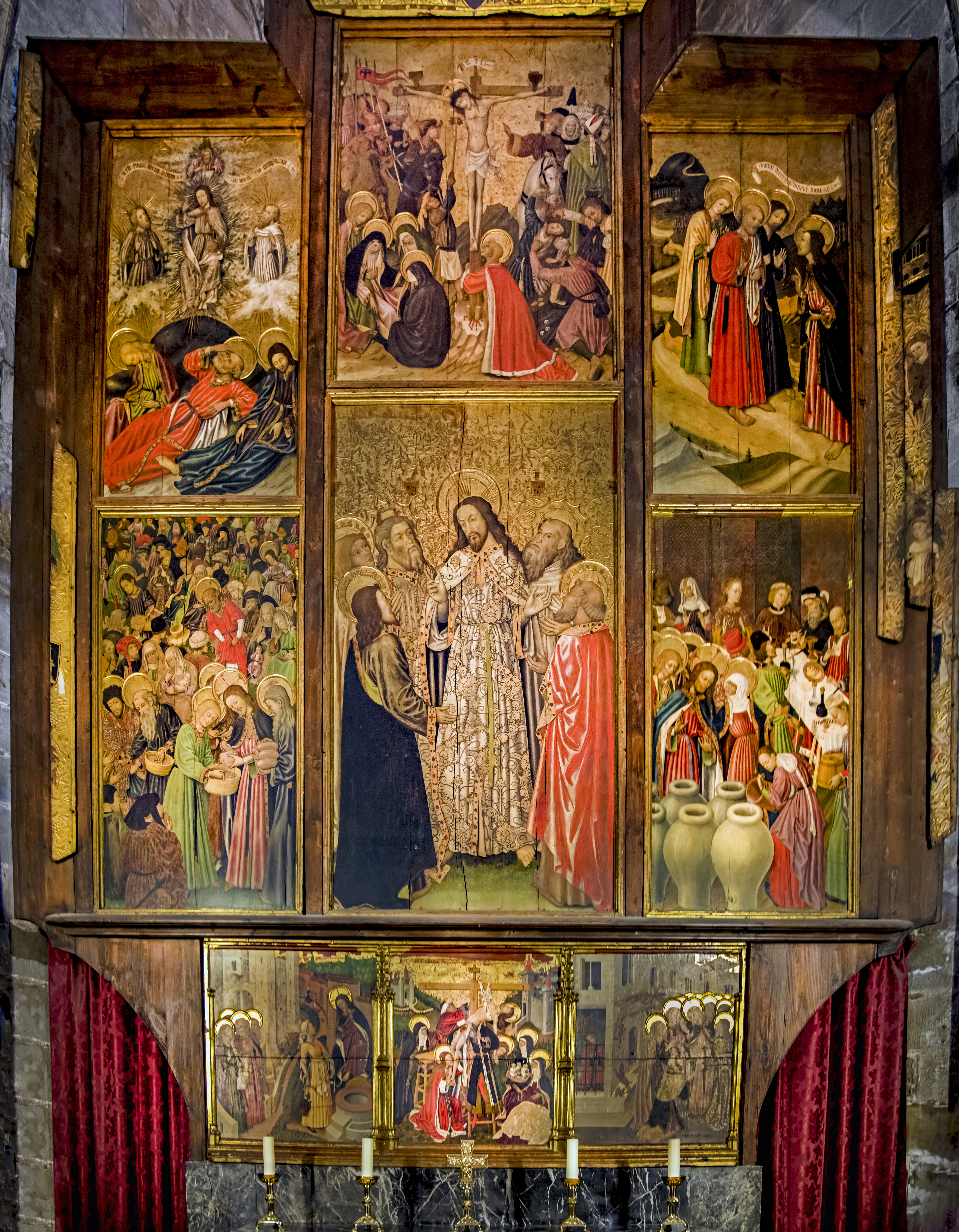
Retablo de la capilla de la Transfiguración de la catedral de Barcelona, de Bernat Martorell (1445-1452).

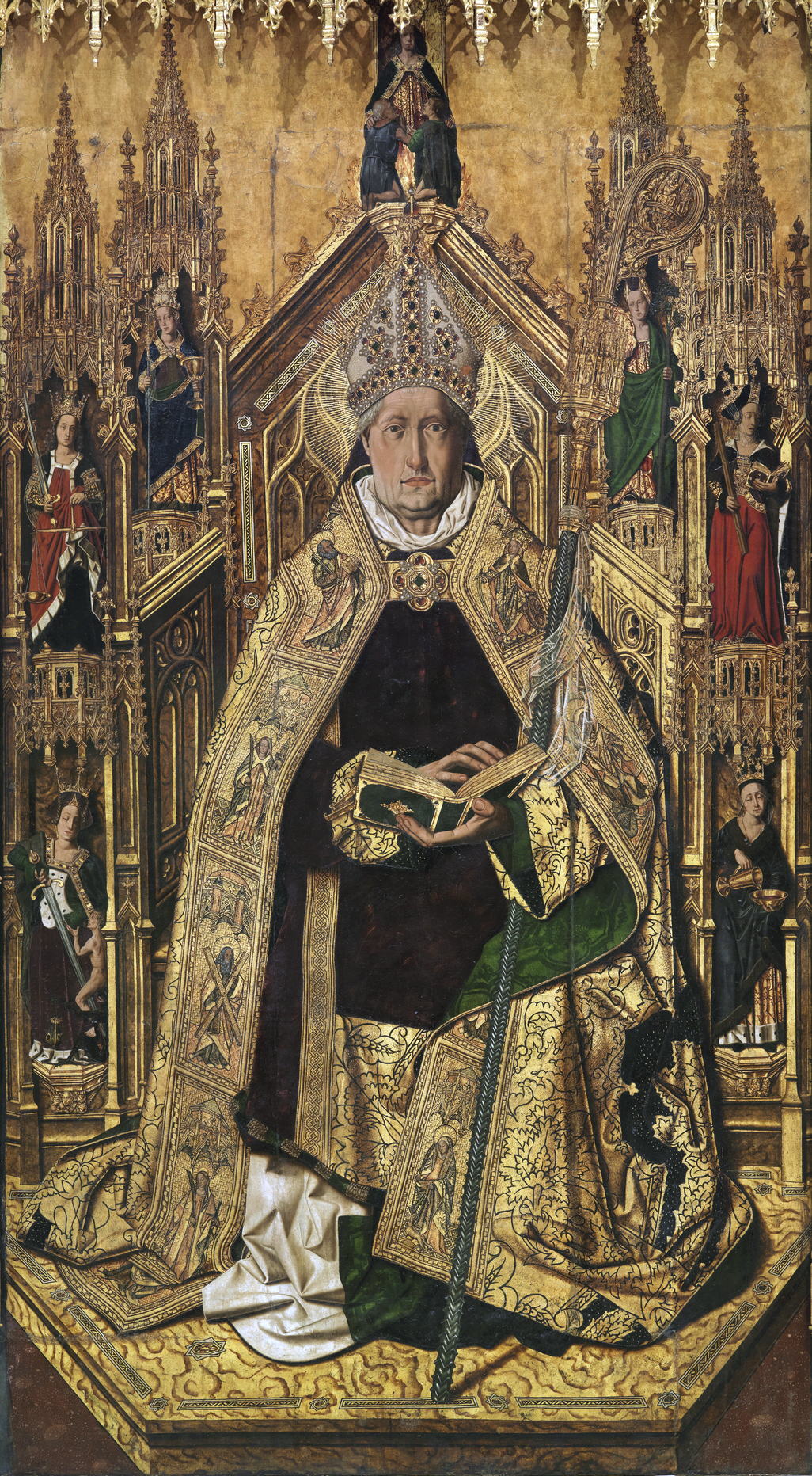
Tabla central del retablo de Santo Domingo de Silos, de Bartolomé Bermejo (Daroca, 1474-1477). Representa al santo entronizado en una estructura en forma de retablo de compleja arquitectura (compárese con el trono de la Virgen de la Leche en el retablo de Cervera de Mur -más arriba-), en disposición tridimensional, representada mediante una perspectiva ingenua.

- Los debidos a Nuno Gonçalves ("paneles de Avis" o "de San Vicente de Fora", ca. 1470)[56] y a los llamados "primitivos portugueses" (véase también Gótico portugués#Pintura).
- El retablo de la iglesia de Santo Domingo de Silos de Daroca, con tabla central de Bartolomé Bermejo y el resto de Martín Bernat (1474-1477). Actualmente desmontado, la tabla de Bermejo es una de las obras más destacadas del Museo del Prado.
- Los debidos a Fernando Gallego, que desarrolló una extensa labor retablística a finales del siglo XV (retablos de la catedral de Zamora -el retablo de San Ildefonso y el retablo mayor, hoy disgregado en las "tablas de Arcenillas"-,[57] retablo de la catedral de Ciudad Rodrigo, retablo de Santa María la Mayor de Trujillo, retablo de la iglesia de la Asunción de El Campo de Peñaranda, etc.)
- El retablo mayor de la catedral de Sevilla, considerado uno de los más grandes de la cristiandad, realizado en un dilatado periodo (entre 1482 y 1564) por Pedro Dancart, el Maestro Marco, Pedro Millán, Jorge Fernández, Roque Balduque, Juan Bautista Vázquez el Viejo y Pedro de Heredia.
- El retablo, oratorio o políptico de Isabel la Católica (ca. 1496-1504), de Juan de Flandes y Michael Sittow (Melchior Alemán), un retablo devocional portátil, hoy desmontado, del que se conservan veintiocho tablas de las cuarenta y siete originales, donde se desarrollaba el ciclo de las vidas de la Virgen y Cristo.
- El retablo mayor de la Cartuja de Miraflores (Burgos), de Gil de Siloé (1496-1499).

- Retablos góticos en la península ibérica (2.ª mitad s. XV)

Retablos góticos en la península ibérica (2.ª mitad)
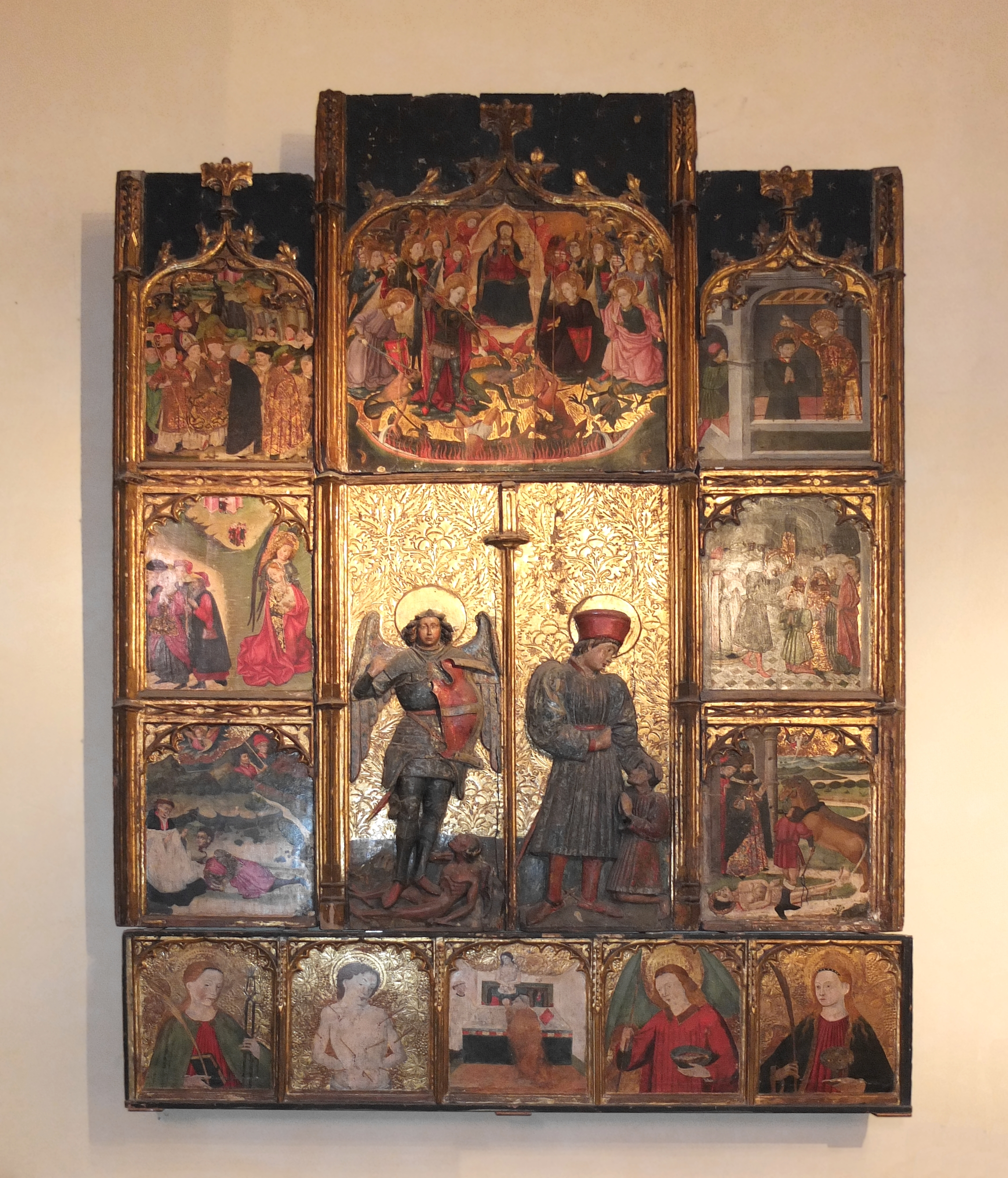
Retablo de los santos Miguel e Hipólito en Palau-del-Vidre, de Arnaud Gassies (1454), conocido como «retablo de los vidrieros» (artesanado que da nombre a esa localidad).
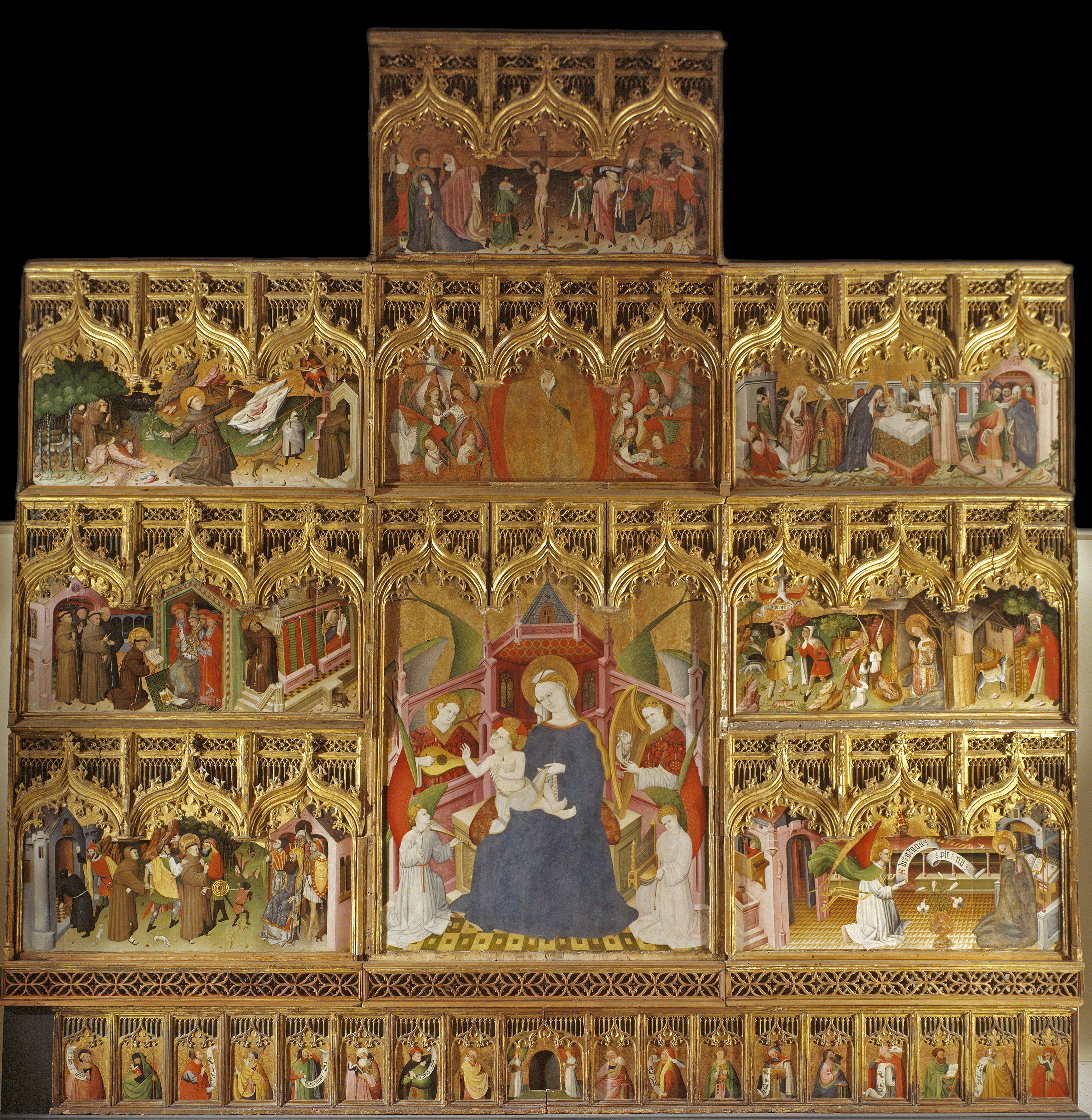
'Retablo de la vida de la Virgen y de san Francisco, de Nicolás Francés (1445-1460).
Los llamados "paneles de Avis" o "de San Vicente de Fora" (Retablo de São Vicente de Fora), de Nuno Gonçalves, ca. 1470.
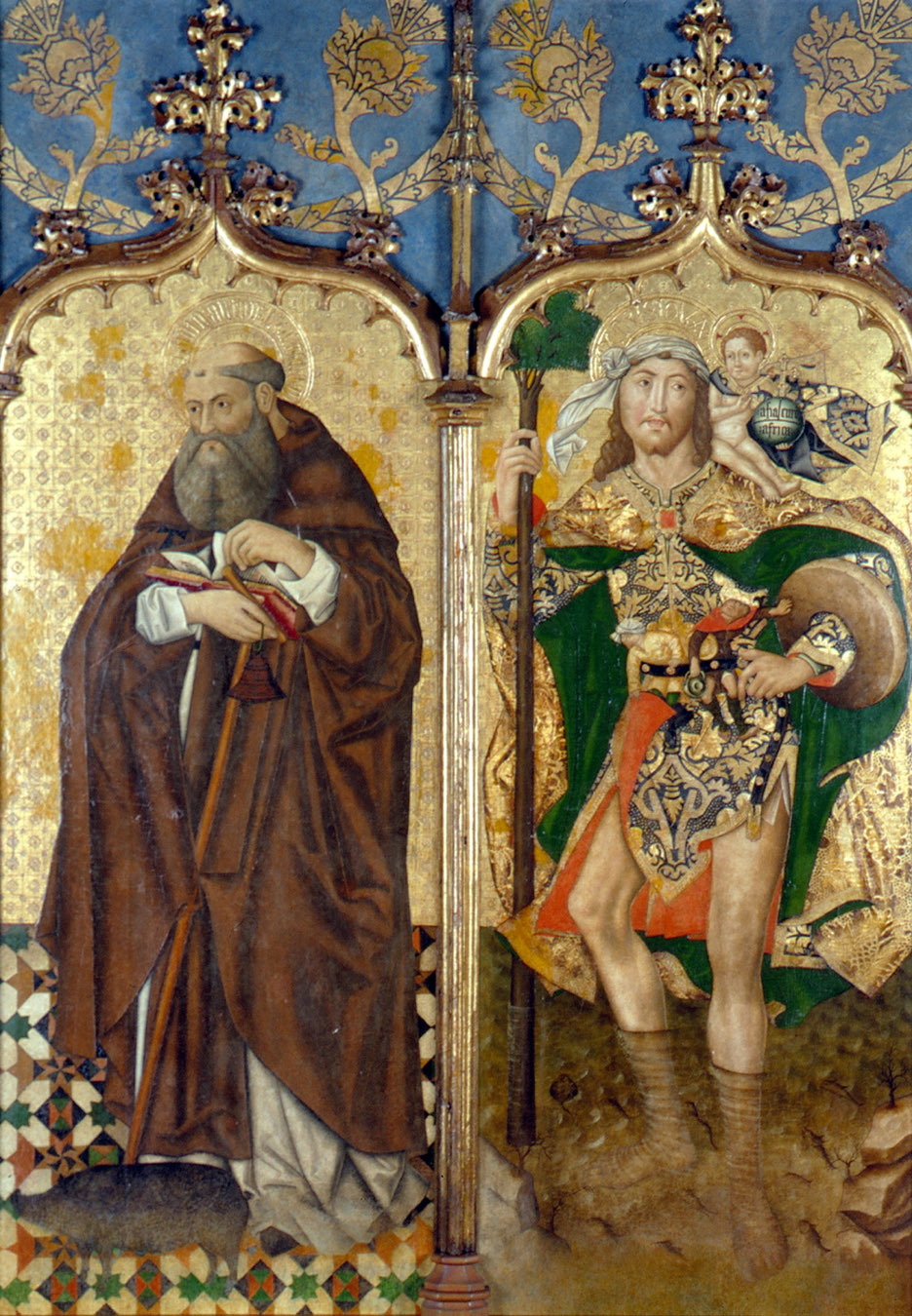
San Antonio y San Cristóbal, detalle del retablo mayor de la iglesia de San Benito de Calatrava (Sevilla), del taller de Juan Sánchez de Castro (ca. 1470).

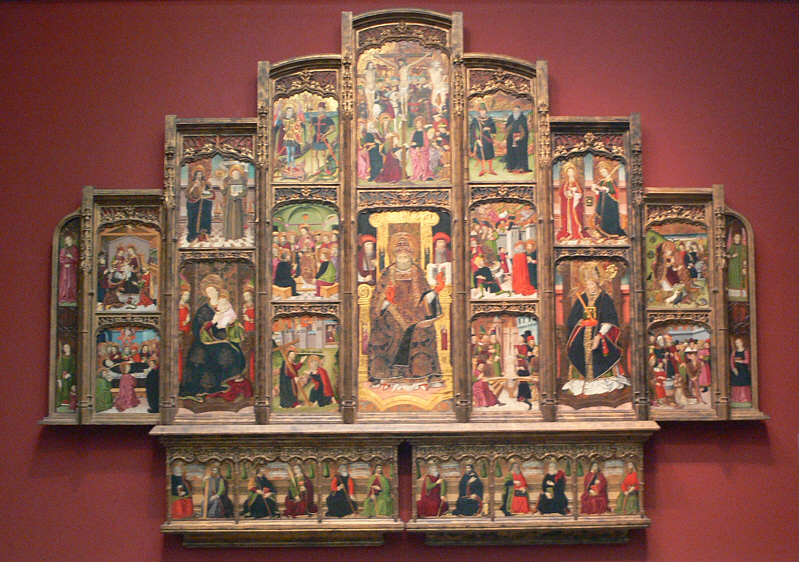
Retablo de San Pedro, de Martín de Soria (ca. 1480).
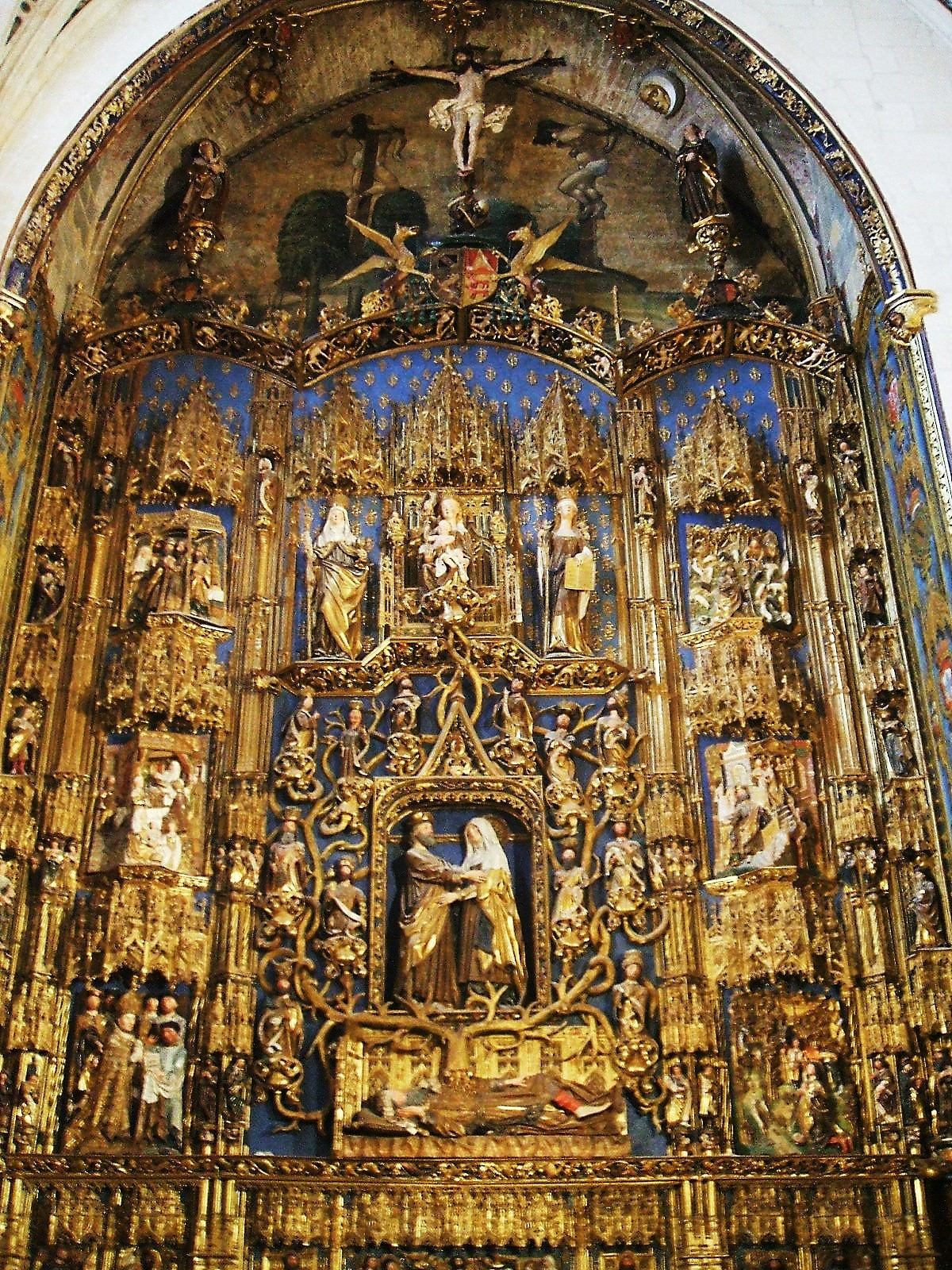
Retablo de la capilla de San Sebastián y Santa Tecla de la catedral de Barcelona, del taller de Jaume Huguet (1486-1498).
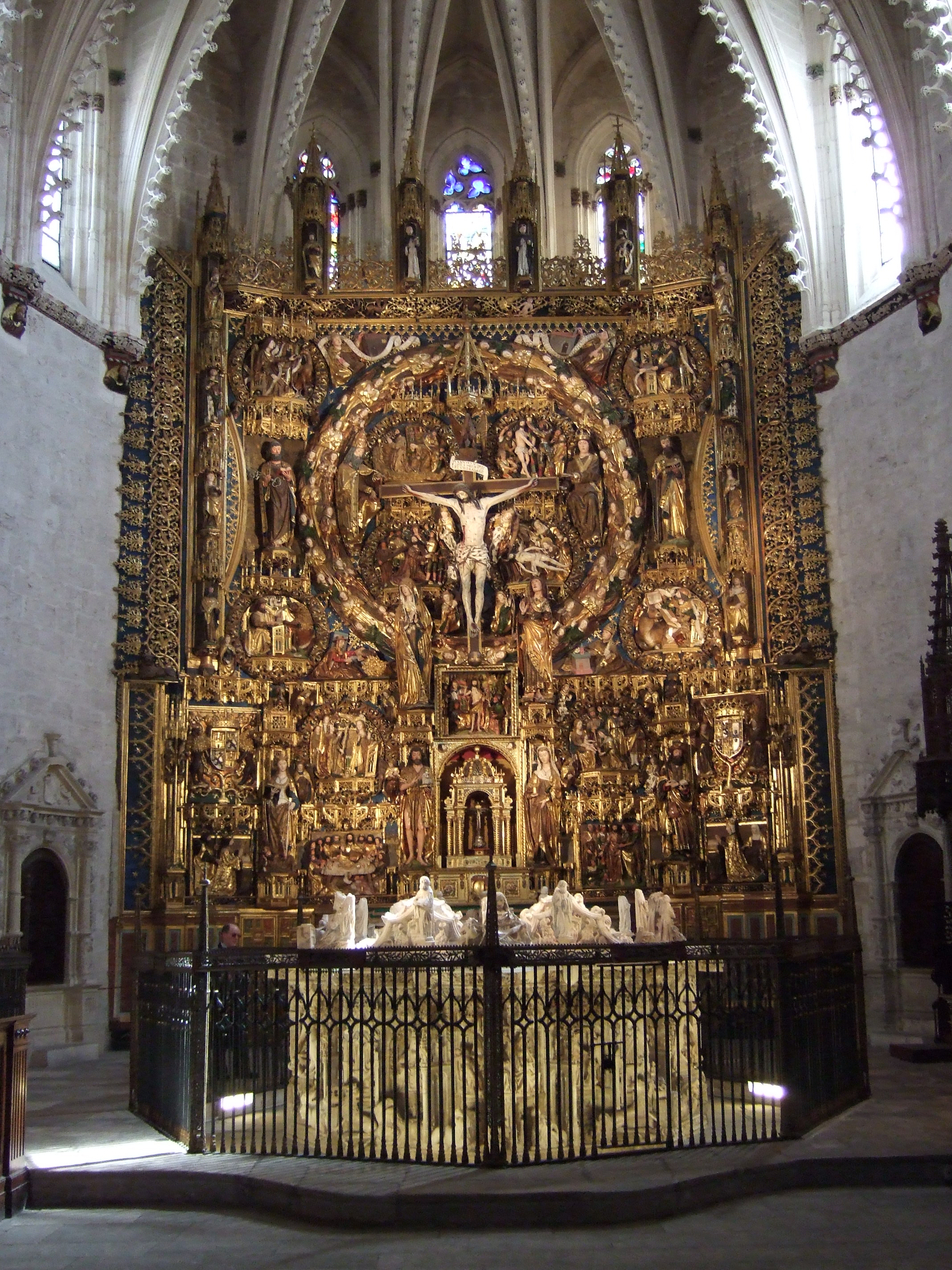
Retablo mayor de la Cartuja de Miraflores, de Gil de Siloé (1496-1499).
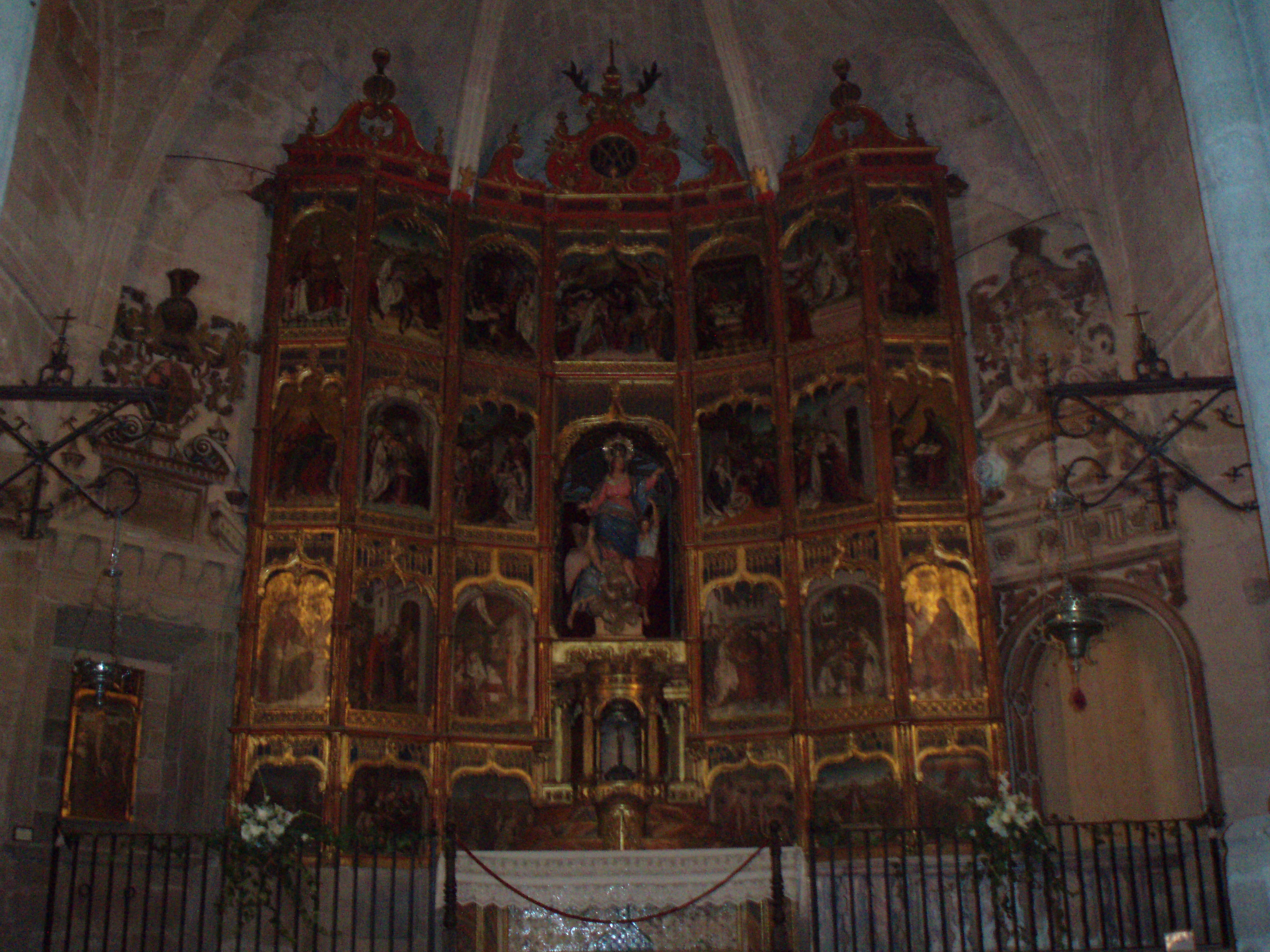
Retablo mayor de la iglesia de Santa María la Mayor (Trujillo), de Fernando Gallego (ca. 1485).
Retablo mayor de la catedral de Tudela, de Pedro Díaz de Oviedo y Diego del Águila.[61]
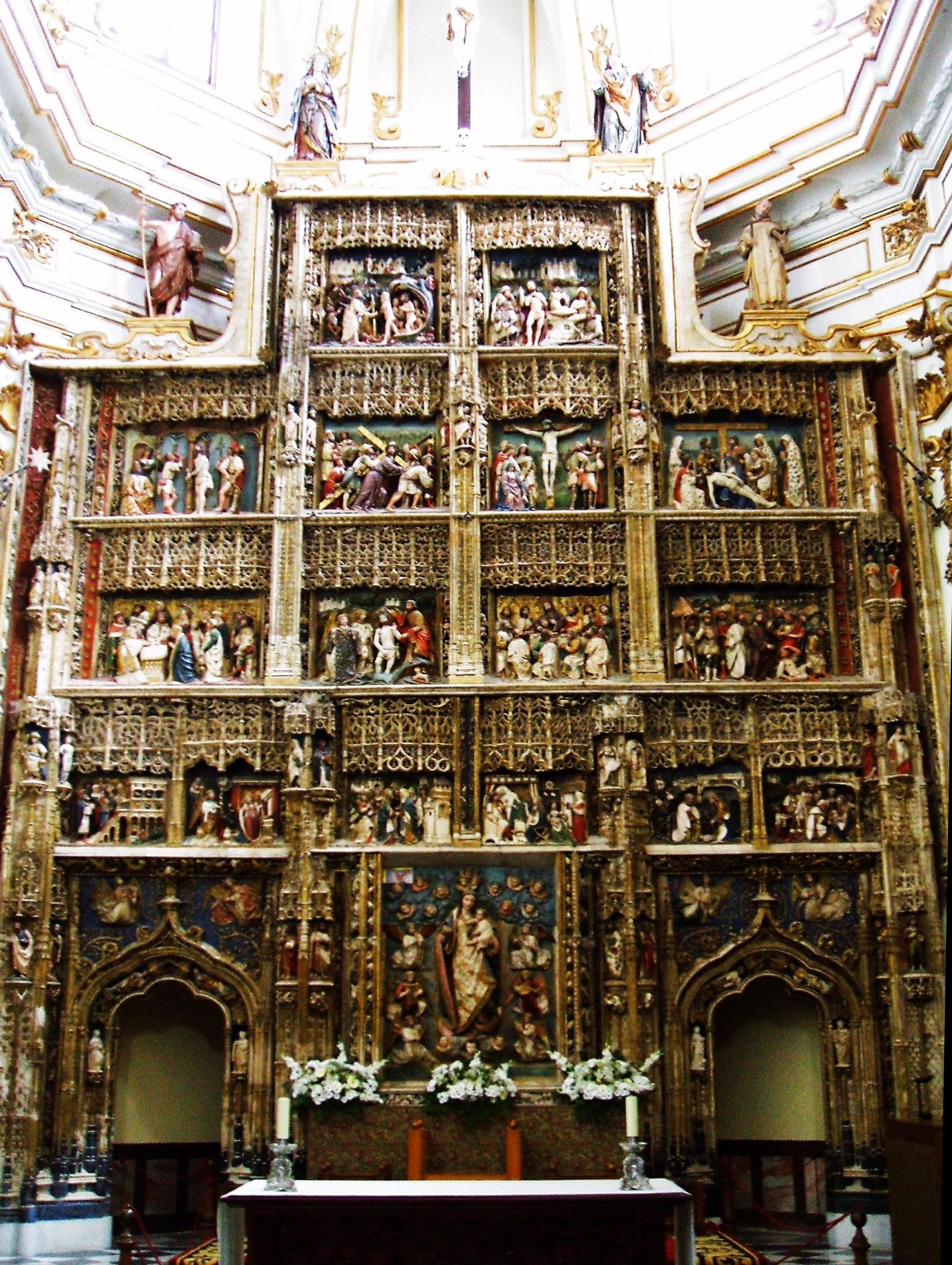
Retablo mayor de la iglesia del Monasterio de Santa María de El Paular, probablemente del taller de Juan Guas (finales del siglo XV), de alabastro policromado.

- El retablo mayor de la catedral de Toledo, donde intervinieron Felipe Bigarny, Sebastián de Almonacid, Petit Juan o Juan de Borgoña (1497-1504). La novedosa incorporación del transparente o camarín, fórmula de gran éxito posterior.* El retablo mayor de la catedral de Ávila (1499-1508), donde intervinieron Pedro Berruguete, Juan de Borgoña o el entonces joven Vasco de Zarza. Curiosamente, años después, en 1525, Zarza realizó junto con el joven Alonso Berruguete (hijo de Pedro) el retablo mayor del monasterio de la Mejorada de Olmedo, ya con criterios renacentistas.[62]
- El retablo mayor de la catedral de Oviedo, realizado por un equipo de artistas comandado por Giralte de Bruselas (1512-1517).
- El retablo mayor de la Basílica de Lequeitio, de escultor desconocido (probablemente del círculo hispano-flamenco de Gil de Siloé y Alejo de Vahía), dorado y policromía de Juan García Crisal (1514).
- El retablo mayor de la Iglesia de San Juan Bautista de Camarena. Con pinturas de Juan de Borgoña y esculturas de Copín de Holanda (1516-1517).
- El retablo mayor de la catedral de Orense, por Cornelis de Holanda (comienzos del siglo XVI).[63]

- Retablos góticos en la península ibérica (s. XVI)

Retablos góticos en la península ibérica
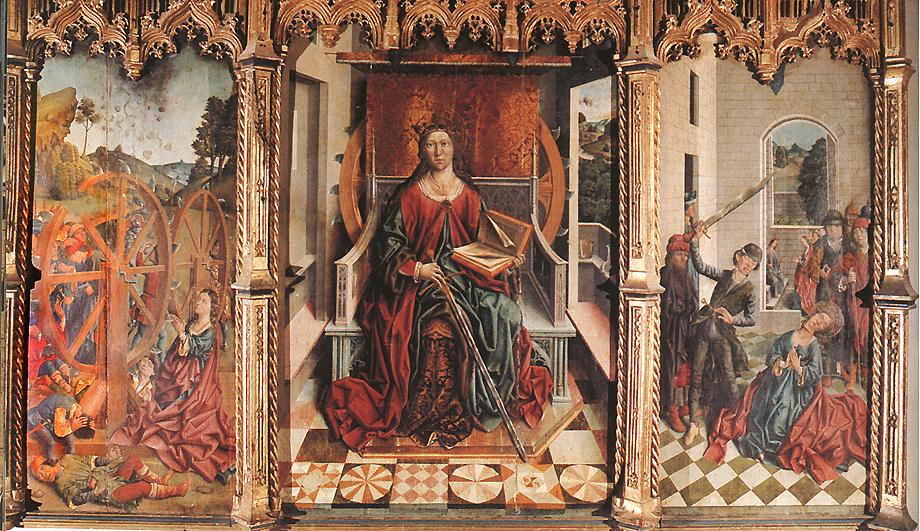
Retablo de Santa Catalina (ca. 1500), de Francisco Gallego.
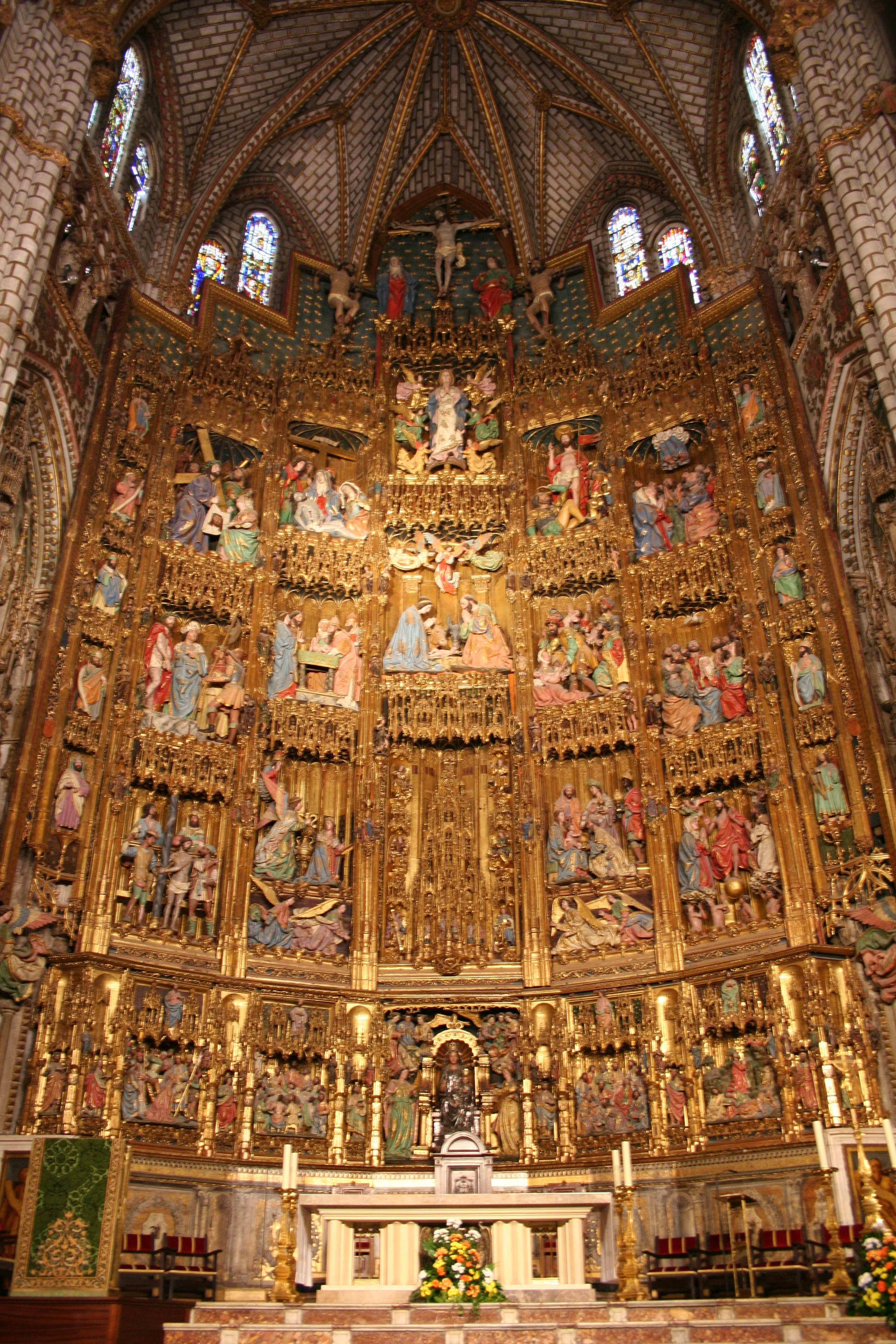
Retablo mayor de la catedral de Toledo (1497-1504).
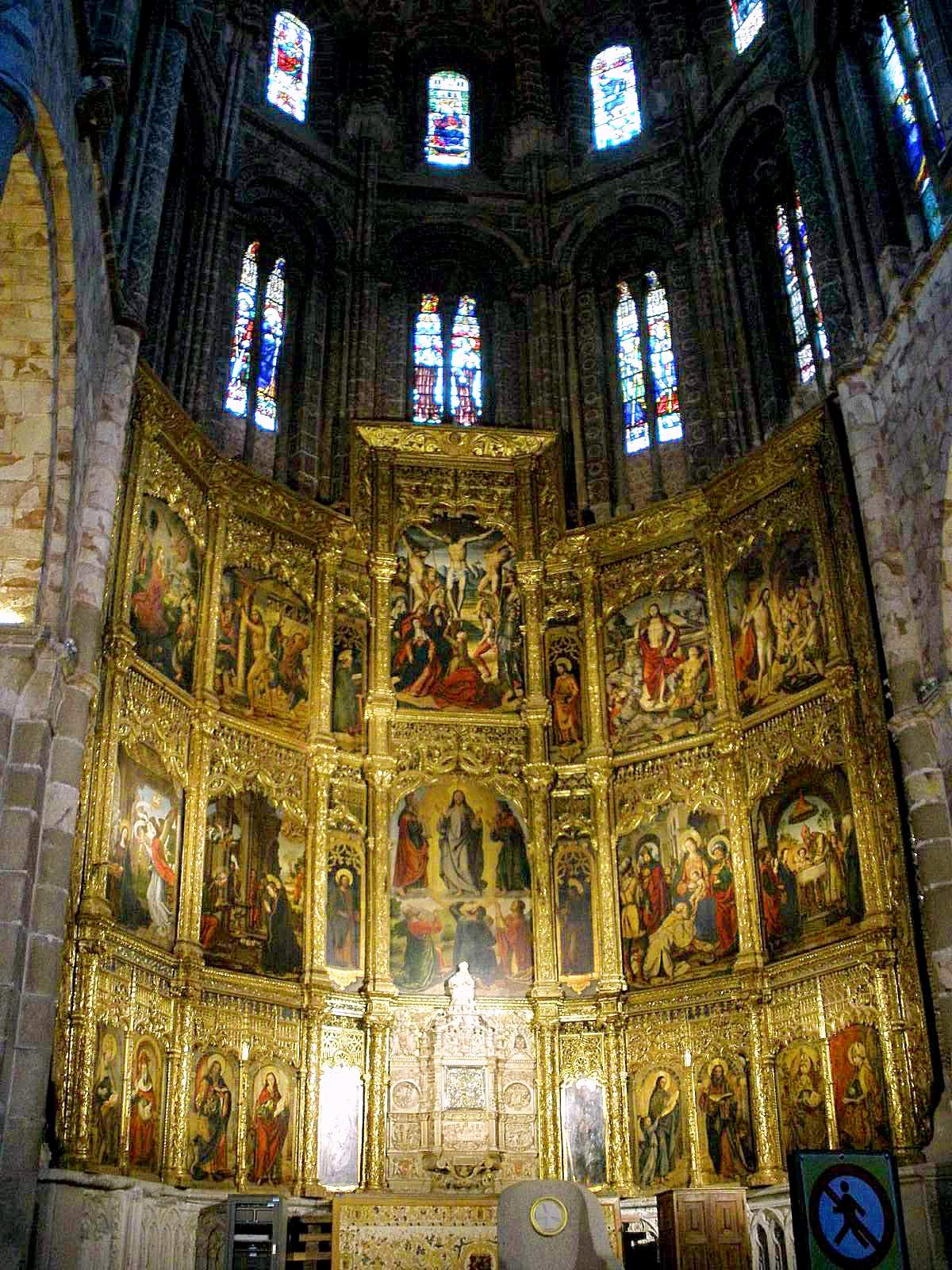
Retablo mayor de la catedral de Ávila.
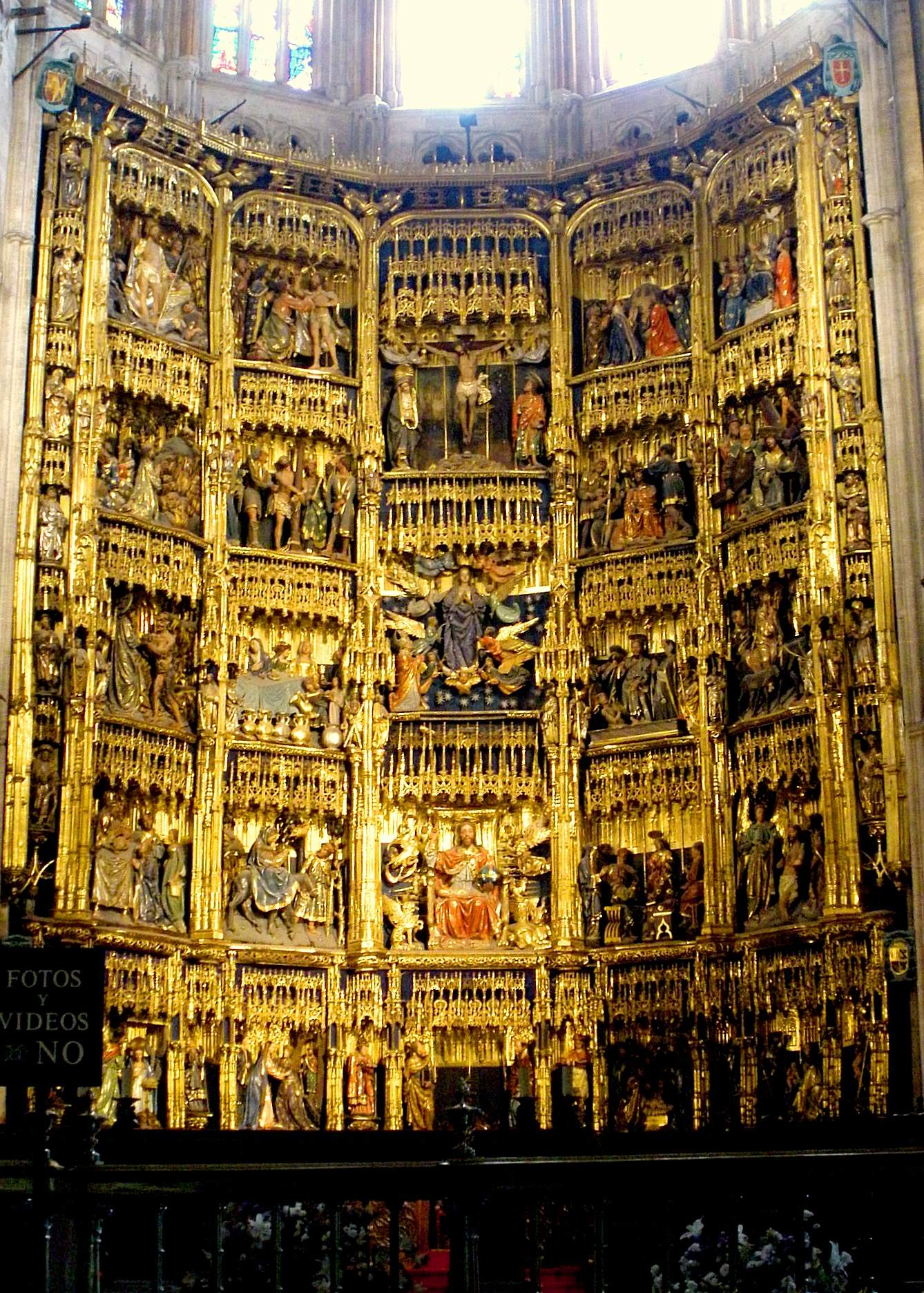
Retablo mayor de la catedral de Oviedo (1512-1517).
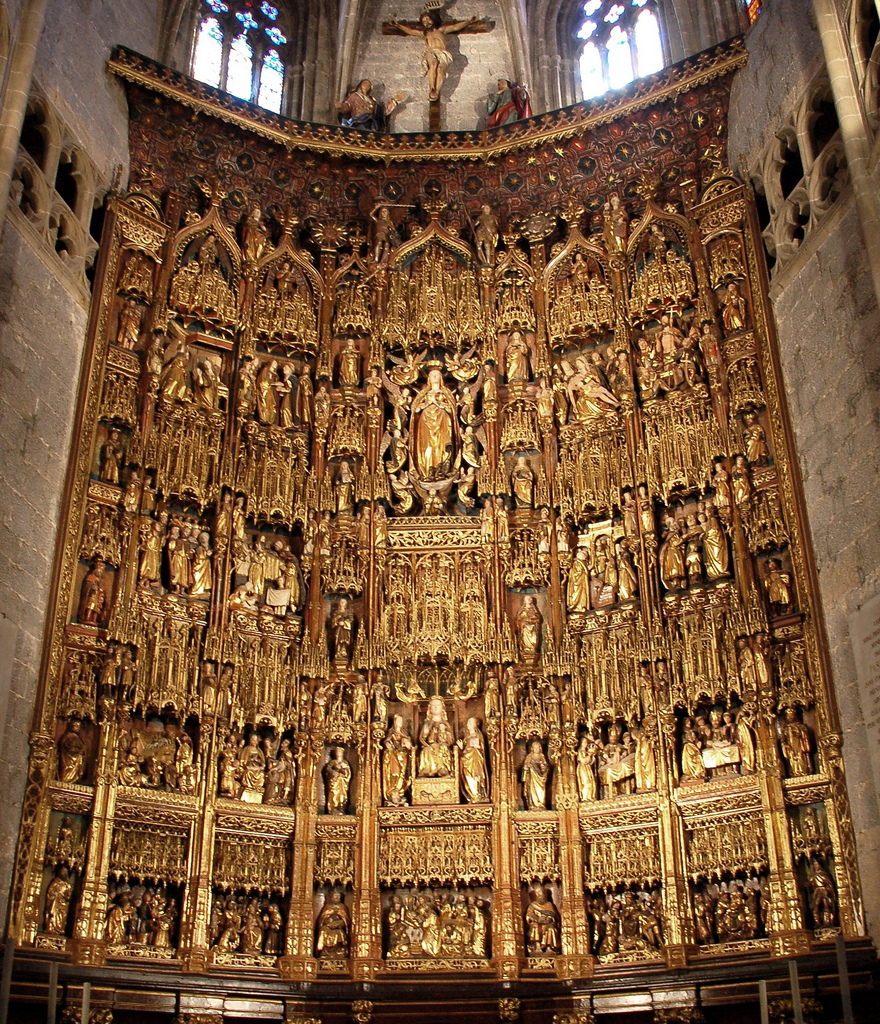
Retablo mayor de la Basílica de Lequeitio (1514).
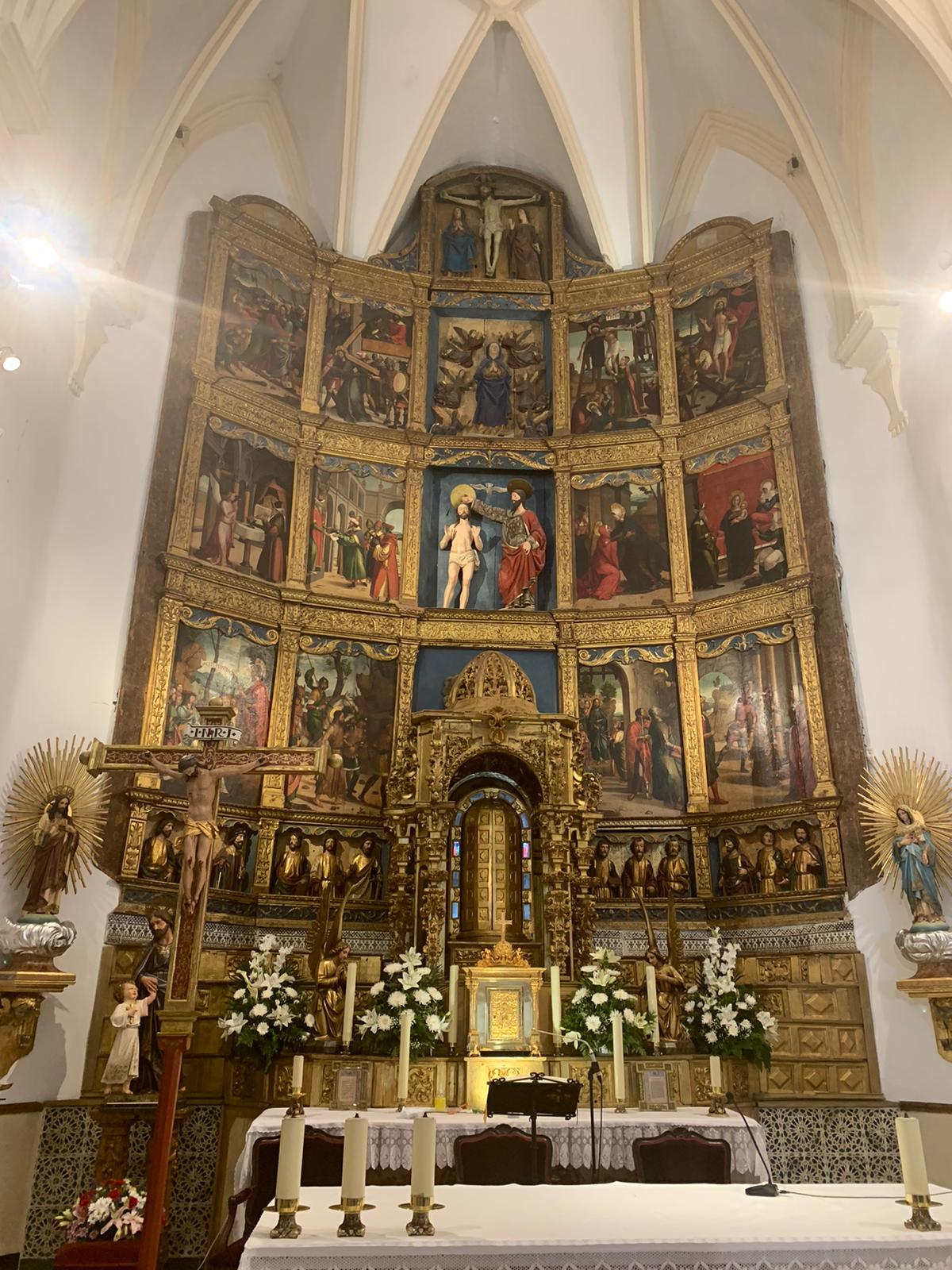
Retablo Mayor de la Iglesia de San Juan Bautista de Camarena (1516-1517)

### Retablos góticos en Europa centro-occidental

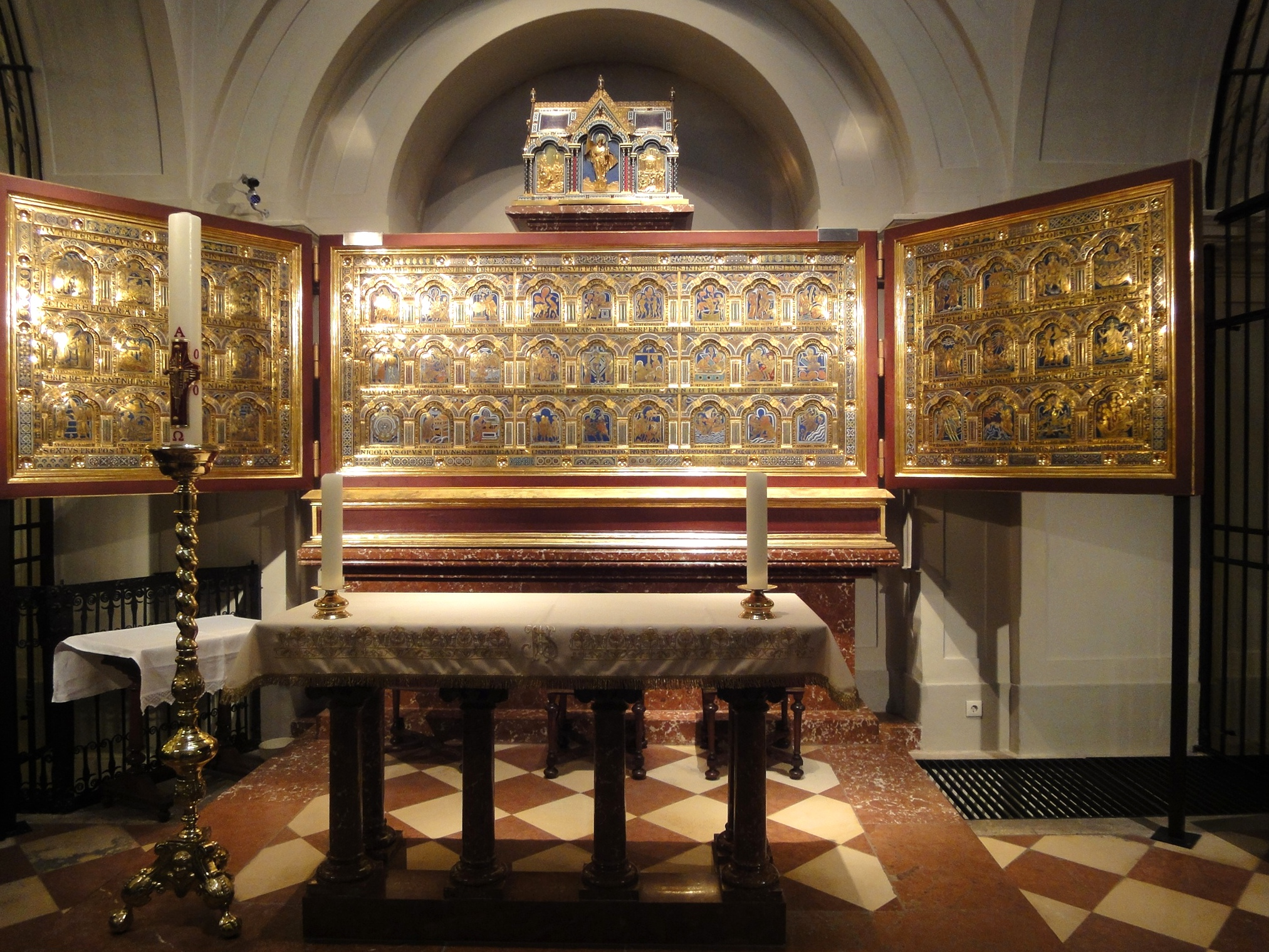
El llamado «altar de Verdún» o «de Klosterneuburg», de Nicolás de Verdún, orfebre y escultor de finales del y comienzos del (probablemente lorenés), que trabajó en ciudades de una gran zona de Europa central (Viena, Colonia, Tournai, etc.) Las cincuenta y una placas de esmalte se realizaron para decorar la tribuna en torno a 1181, y su composición como retablo es resultado de una reubicación, para la que se realizó una parte posterior en forma de políptico pictórico (Maestro del reverso del altar de Verdún, 1324-1331). En el monasterio de Klosterneuburg se conservan otros notables retablos, como el llamado «altar del rey Alberto» (Albrechtaltar, ca. 1438), del llamado Maestro del altar del rey Alberto, o el llamado «altar de Leopoldo» (Leopoldaltar, ca. 1505), de Rueland Frueauf el Joven.

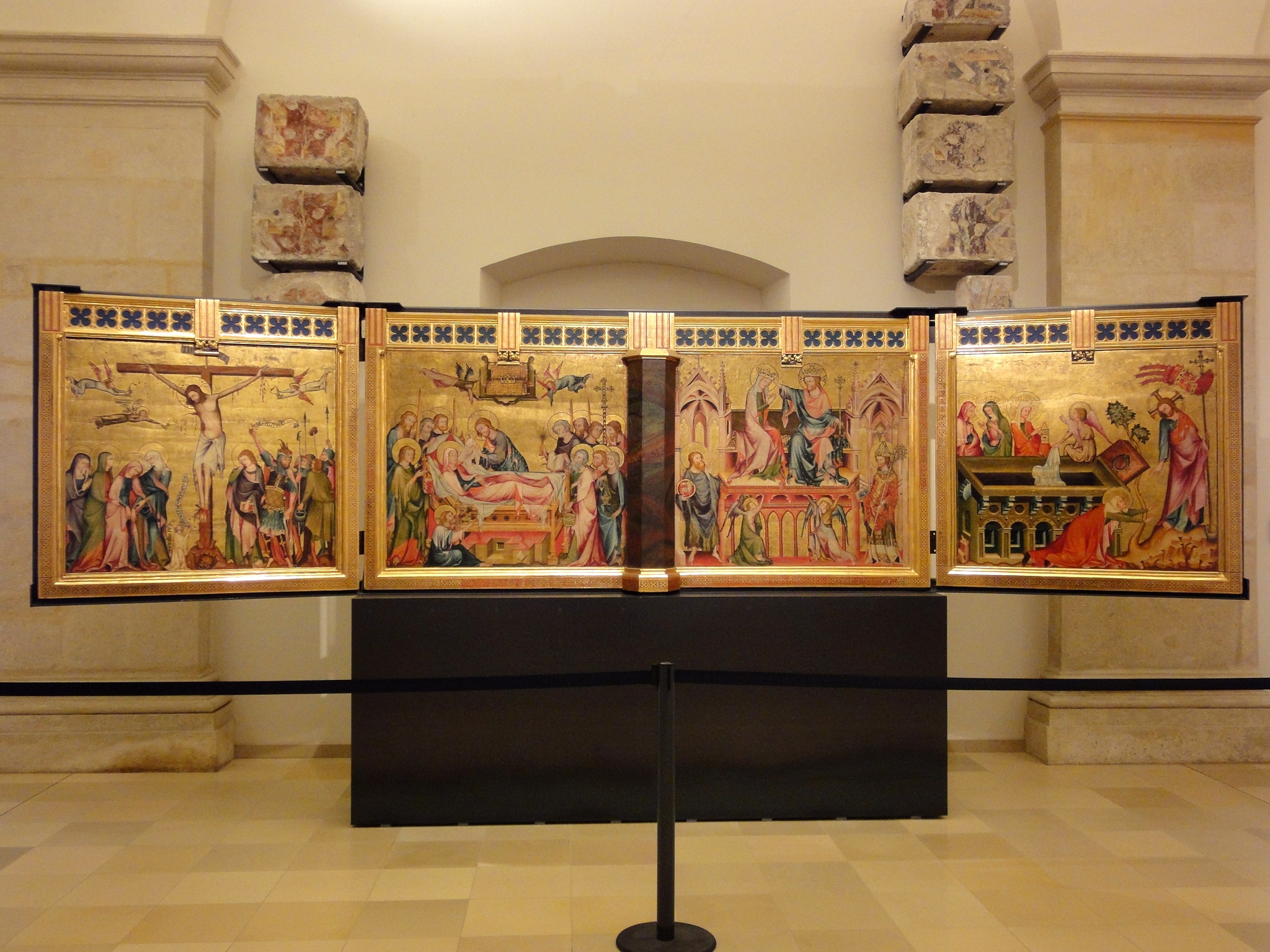
El reverso del "altar de Verdún".

Las zonas divididas políticamente entre el reino de Francia, el Estado borgoñón y los principados del Sacro Imperio Germánico desarrollaron una importante producción de retablos góticos en los últimos siglos de la Edad Media, etiquetados estilísticamente con las distintas denominaciones del Gótico tardío; destacadamente el Gótico internacional, caracterizado por el refinamiento, la elegancia y el sentimentalismo, las proporciones esbeltas, las líneas sinuosas y el matizado colorido que permite dar sombreado y volumen a las figuras (pintores como Conrad Soest, el Maestro Francke, Stefan Lochner, Henri Bellechose, Jean Malouel, Jean de Beaumetz, etc.), con influencia también en zonas más alejadas de Centroeuropa, como Italia o España.
Dentro de ese estilo, en la Bohemia del siglo XIV destacó el trabajo de dos maestros anónimos, autores respectivamente del Retablo de Vyšší Brod o de Hohenfurth, que representa la infancia de Cristo (convento cisterciense de Vyšší Brod o Hohenfurth, del llamado Maestro de Vyšší Brod o de Hohenfurth, ca. 1350 -hoy desmantelado-) y del Retablo de Třeboň o de Wittingau (convento de los agustinos de Praga, del llamado Maestro de Třeboň o de Wittingau, ca. 1380-1390). En la misma zona, en el siglo XV destacó el llamado Maestro del Jardín del Paraíso de Frankfurt o Maestro del Alto Rin.
Desde mediados del siglo XV, la evolución de las formas artísticas quedó marcada por el desarrollo de la pintura flamenca e italiana en el nuevo contexto del Renacimiento, pero el Gótico pervivió hasta bien entrado el siglo XVI.

Retablos góticos franceses
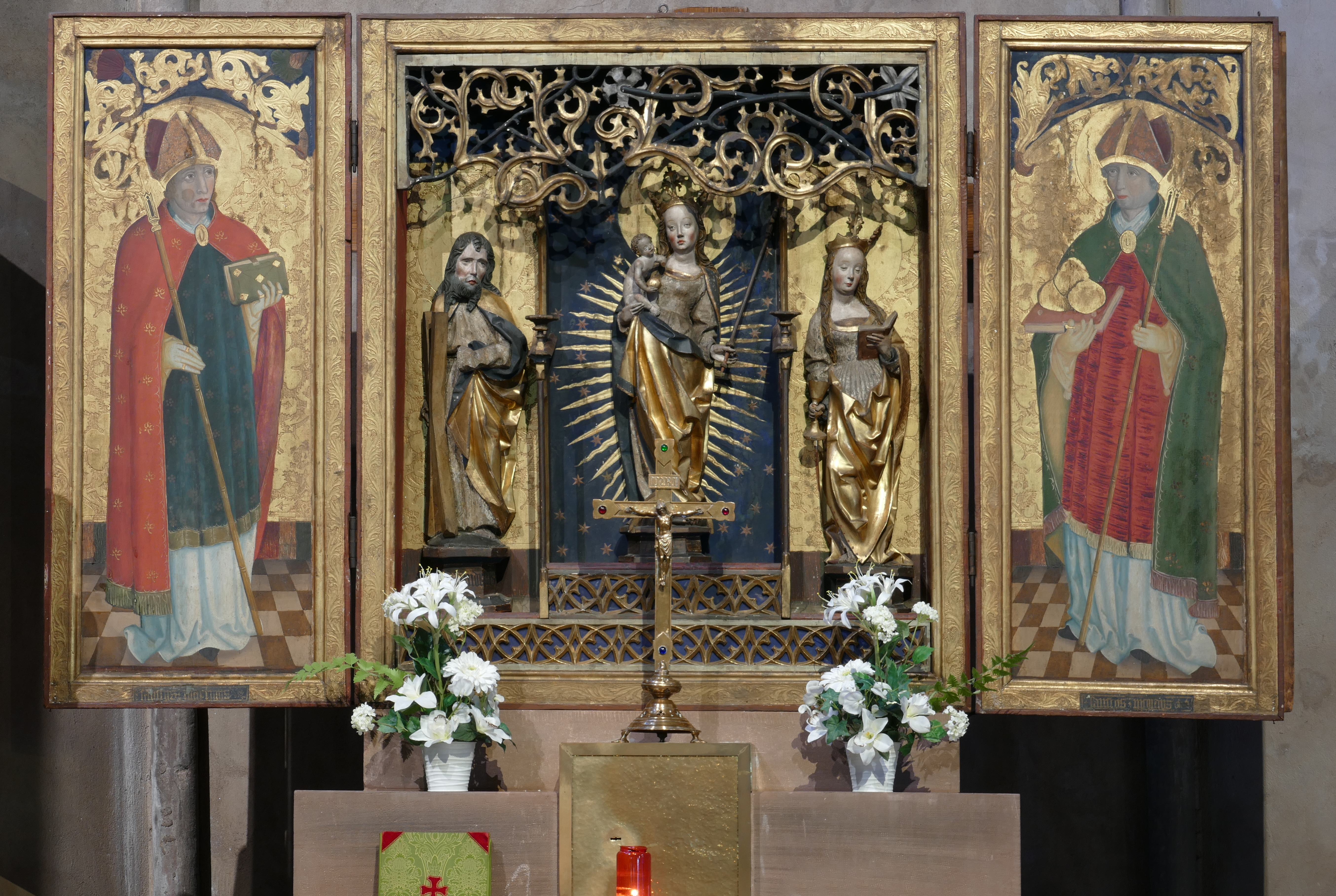
Retablo de la Virgen del Santísimo Sacramento en Saint-Georges de Haguenau.
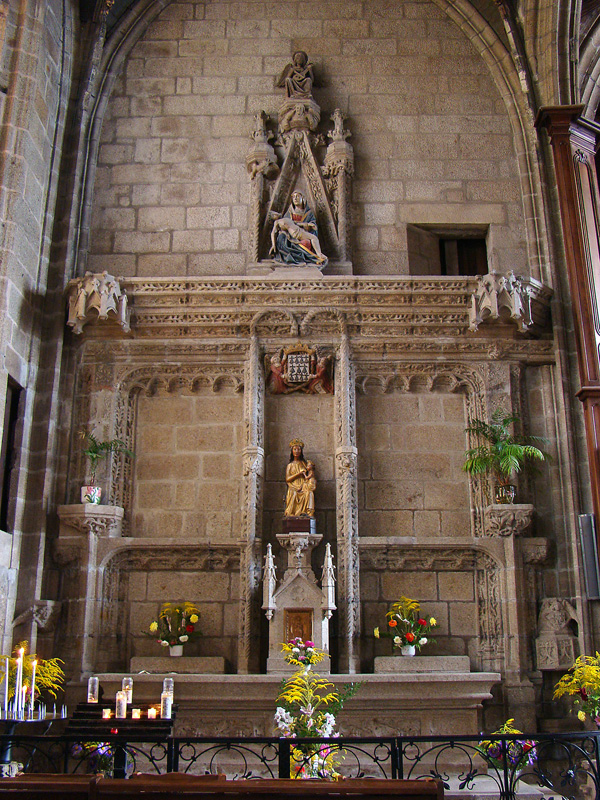
Capilla de Nuestra Señora de Saint-Sulpice de Fougères.
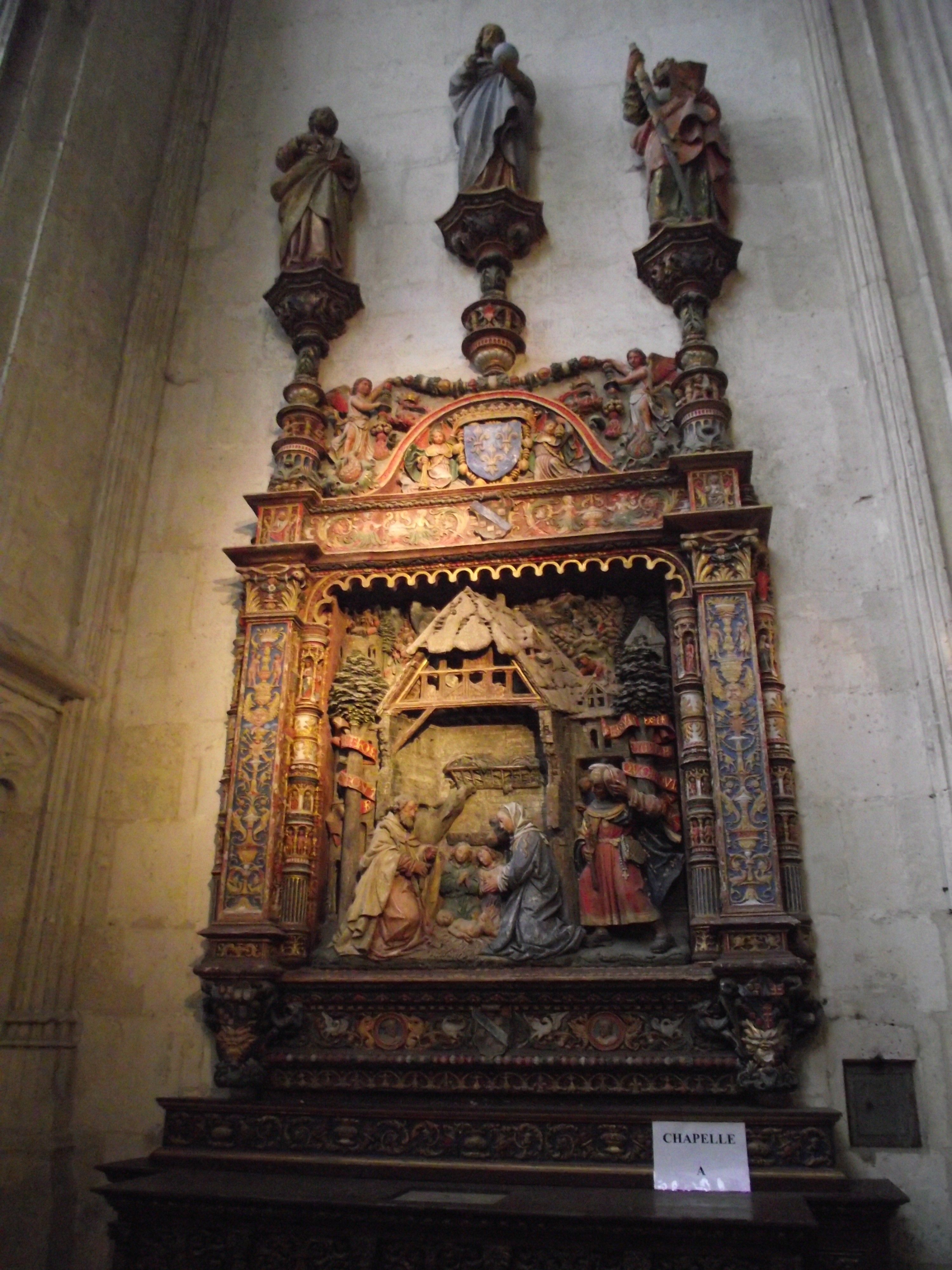
Capilla de la Natividad de Saint-Vulfran de Abbeville.
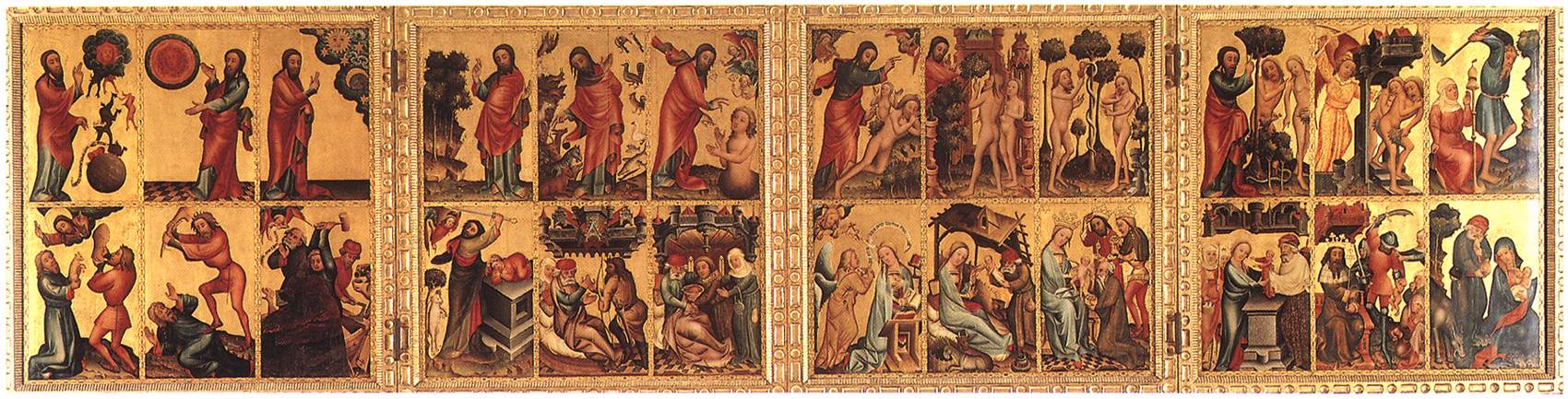
Retablo Grabow, del Maestro Bertram (1379).
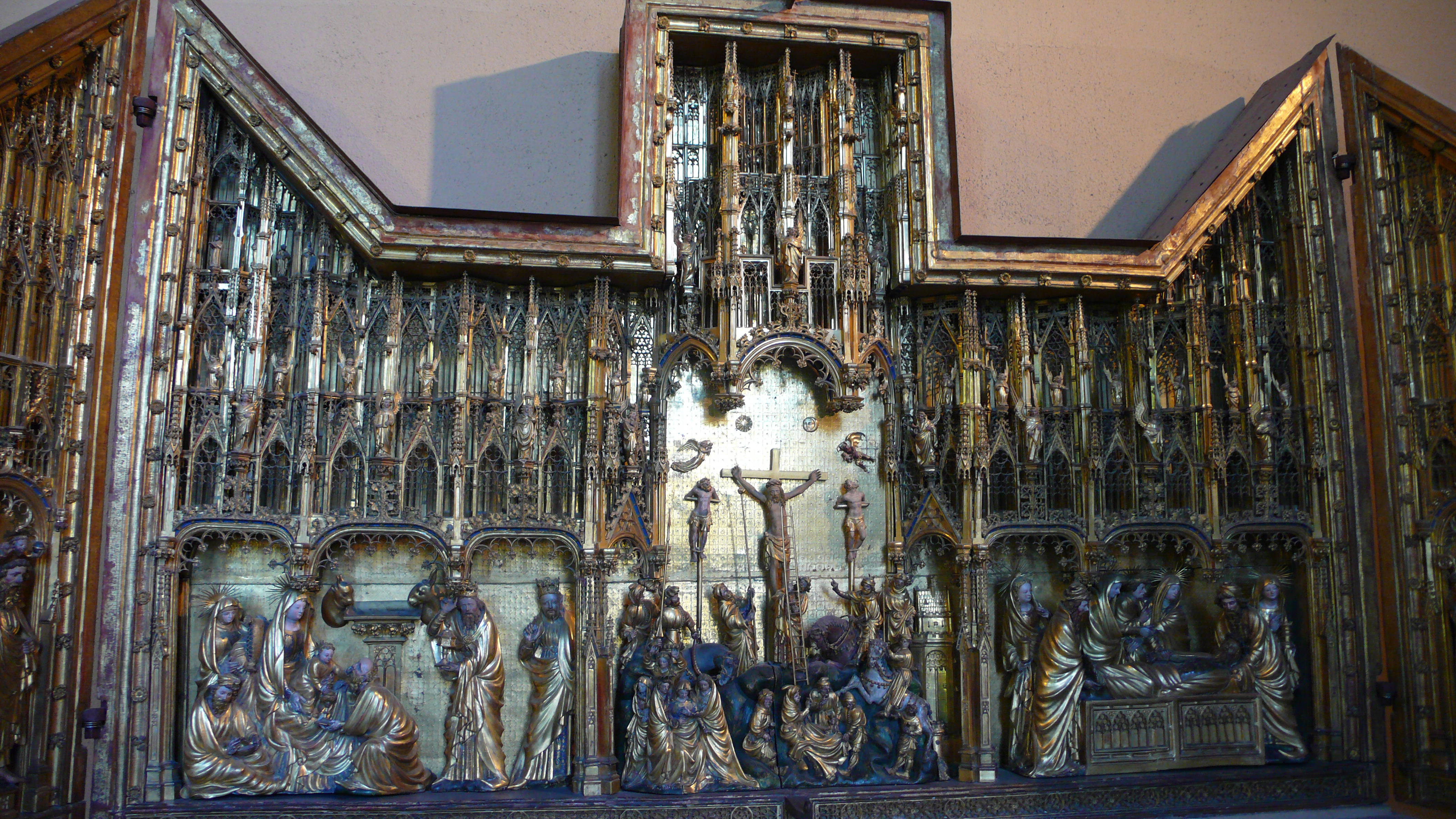
Retablo de la Crucifixión, de Jacques de Baerze[76] (1390), encargado por Felipe el Atrevido para la cartuja de Champmol.
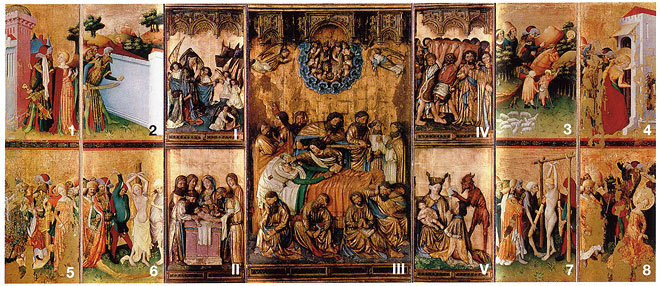
Retablo de Santa Bárbara, del Maestro Francke (1410-1415).
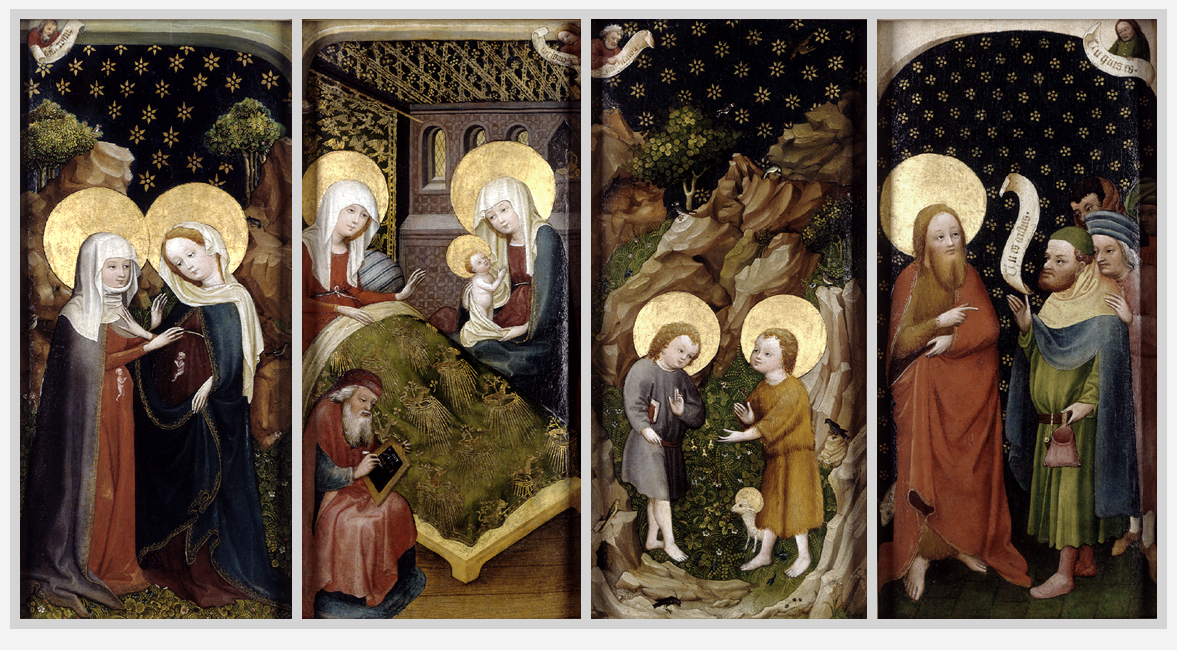
Tablas del ala izquierda del retablo de la vida de San Juan Bautista, del Maestro del Jardín del Paraíso (1410-1420).
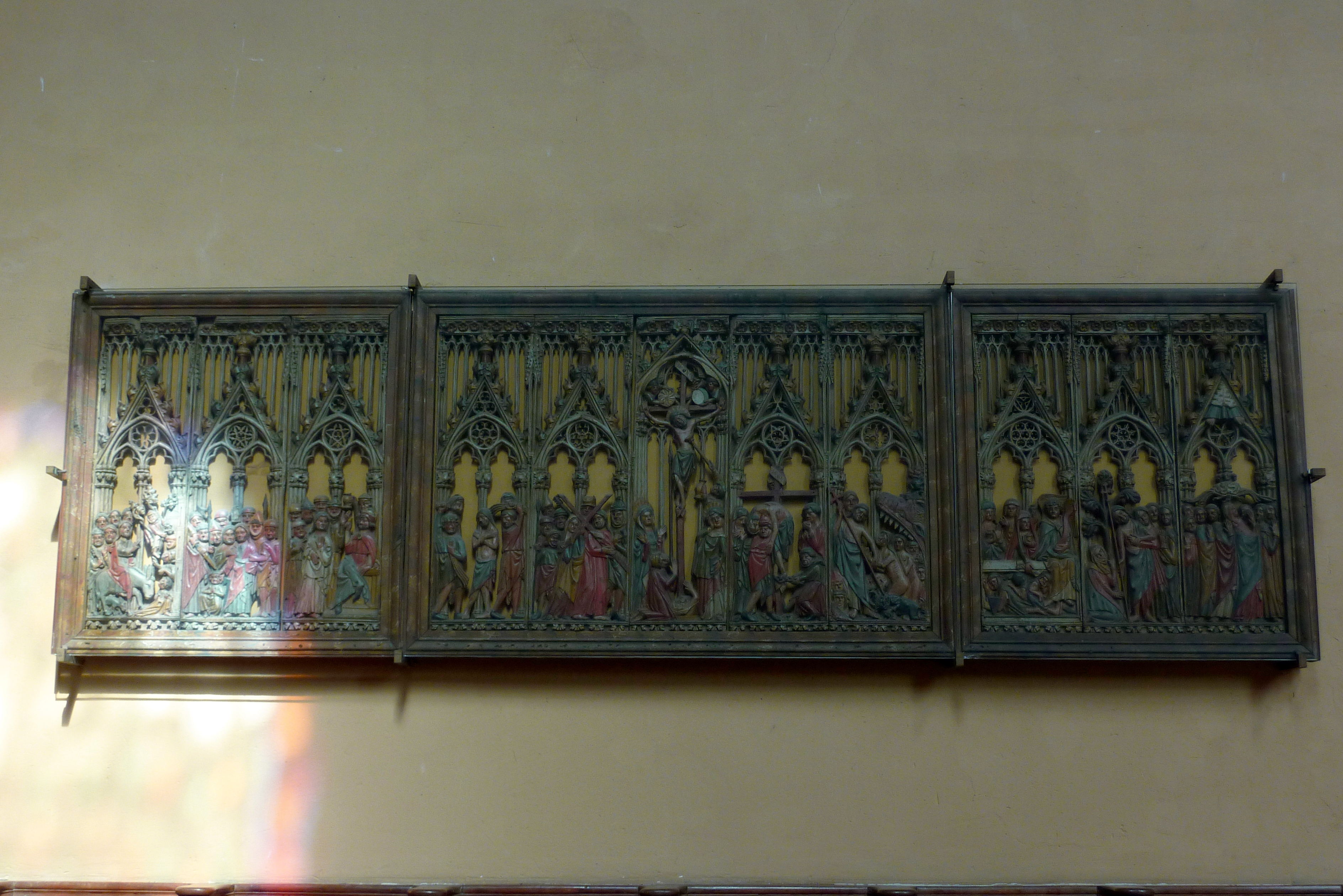
Retablo con escenas de la pasión en Saint-Clair-Saint-Léger de Souppes-sur-Loing.

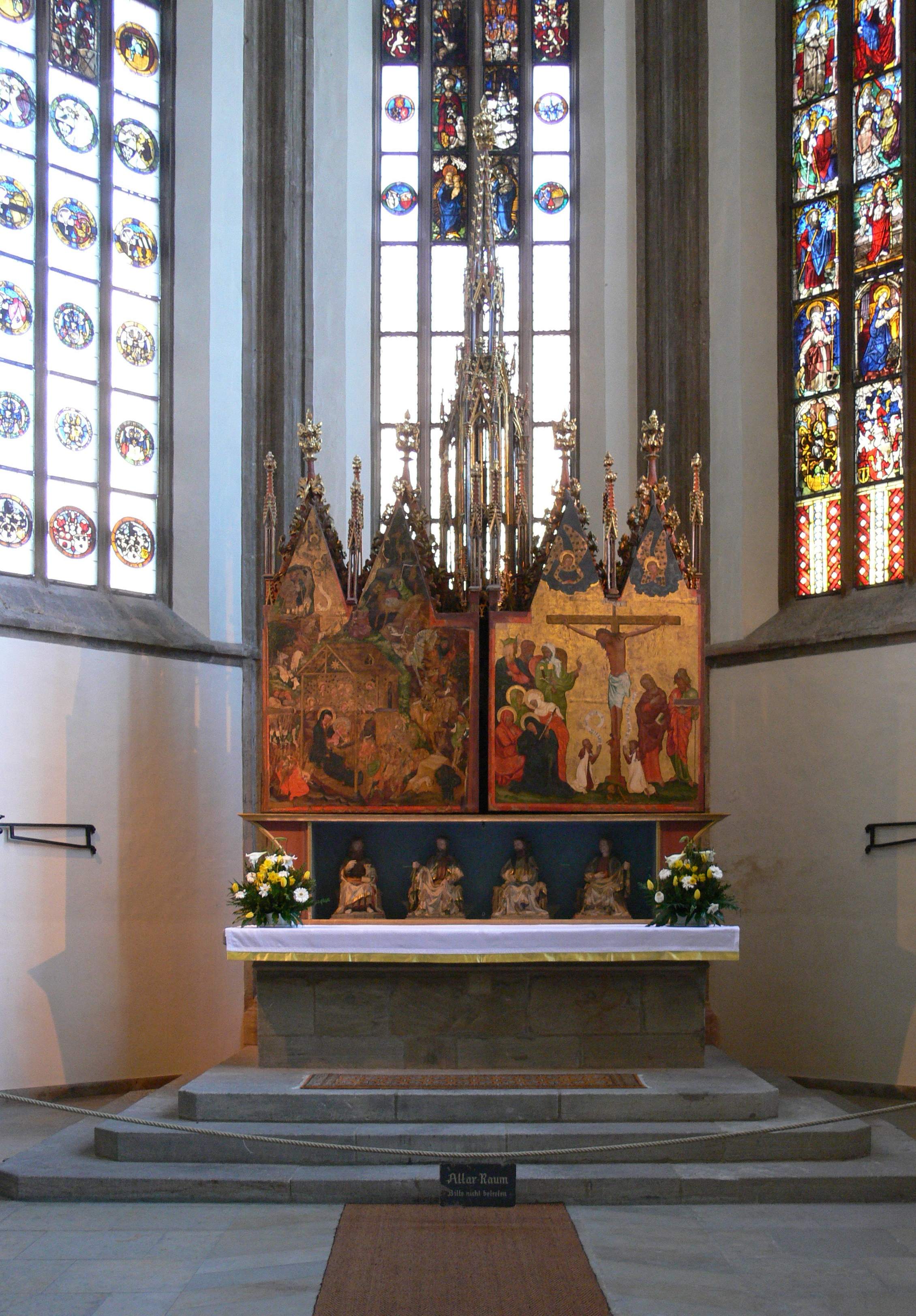
Retablo procedente de Alemania meridional (1360-1370), actualmente en la iglesia de Santiago de Núremberg.
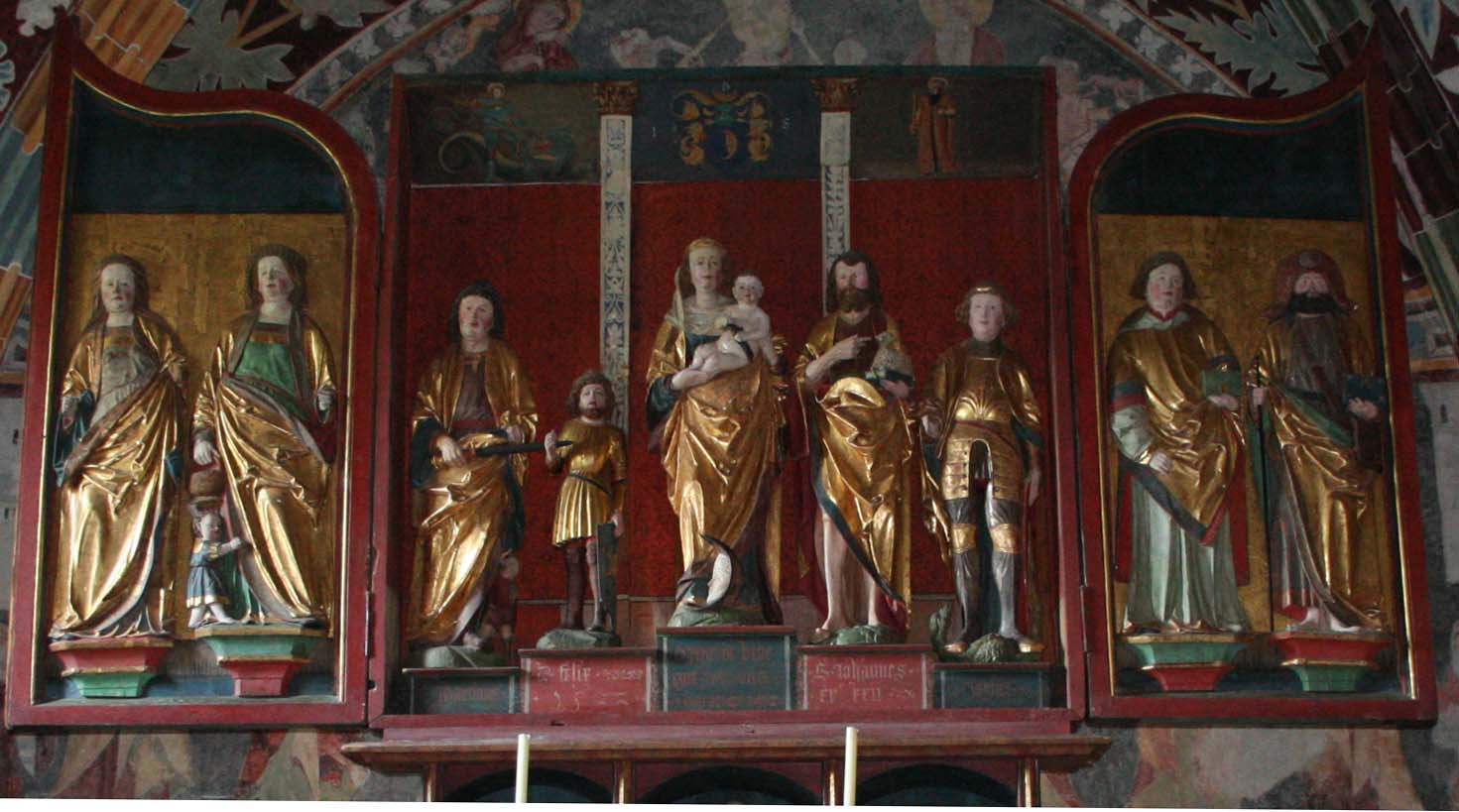
Tríptico escultórico (abierto) en la iglesia de Sogn Gieri (Suiza, siglo XIV).
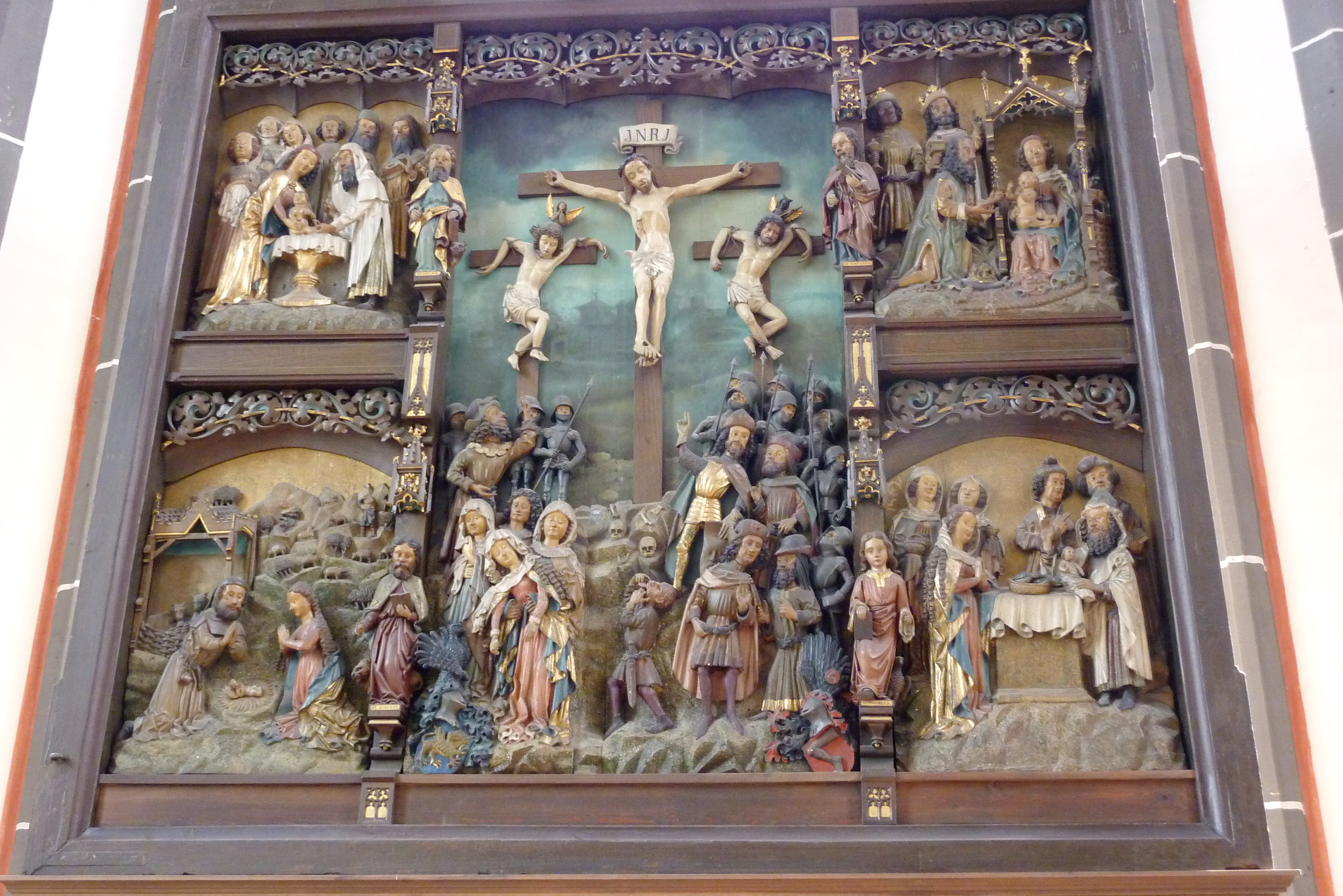
Retablo de la Walpurgiskirche[80] de Alsfeld.
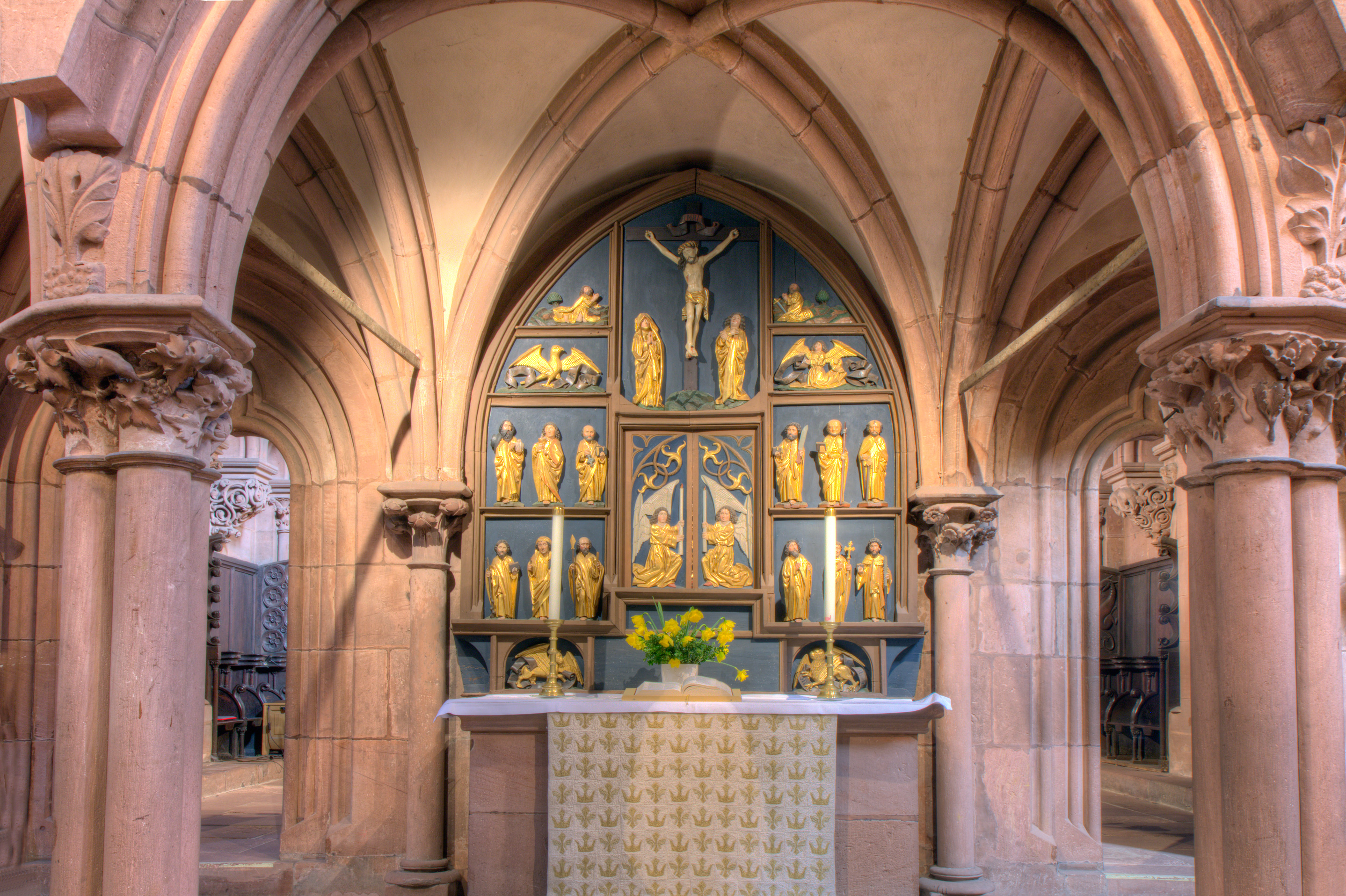
Retablo de la Marienkirche de Gelnhausen.
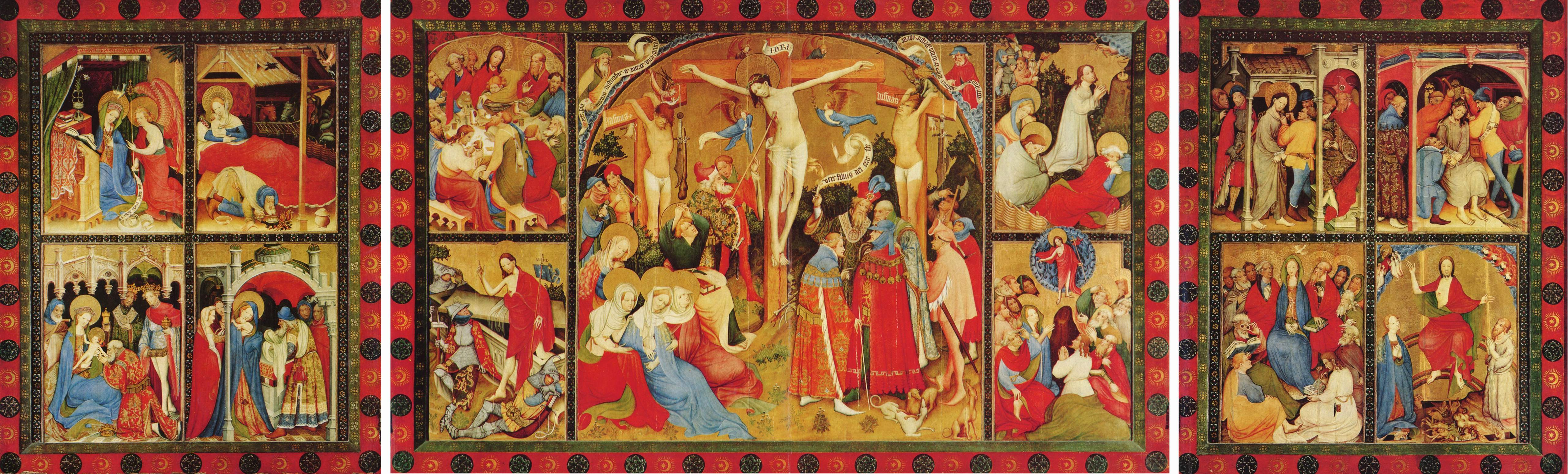
Retablo de la Pasión, de Conrad Soest (1403), en la Evangelische Stadtkirche de Bad Wildungen
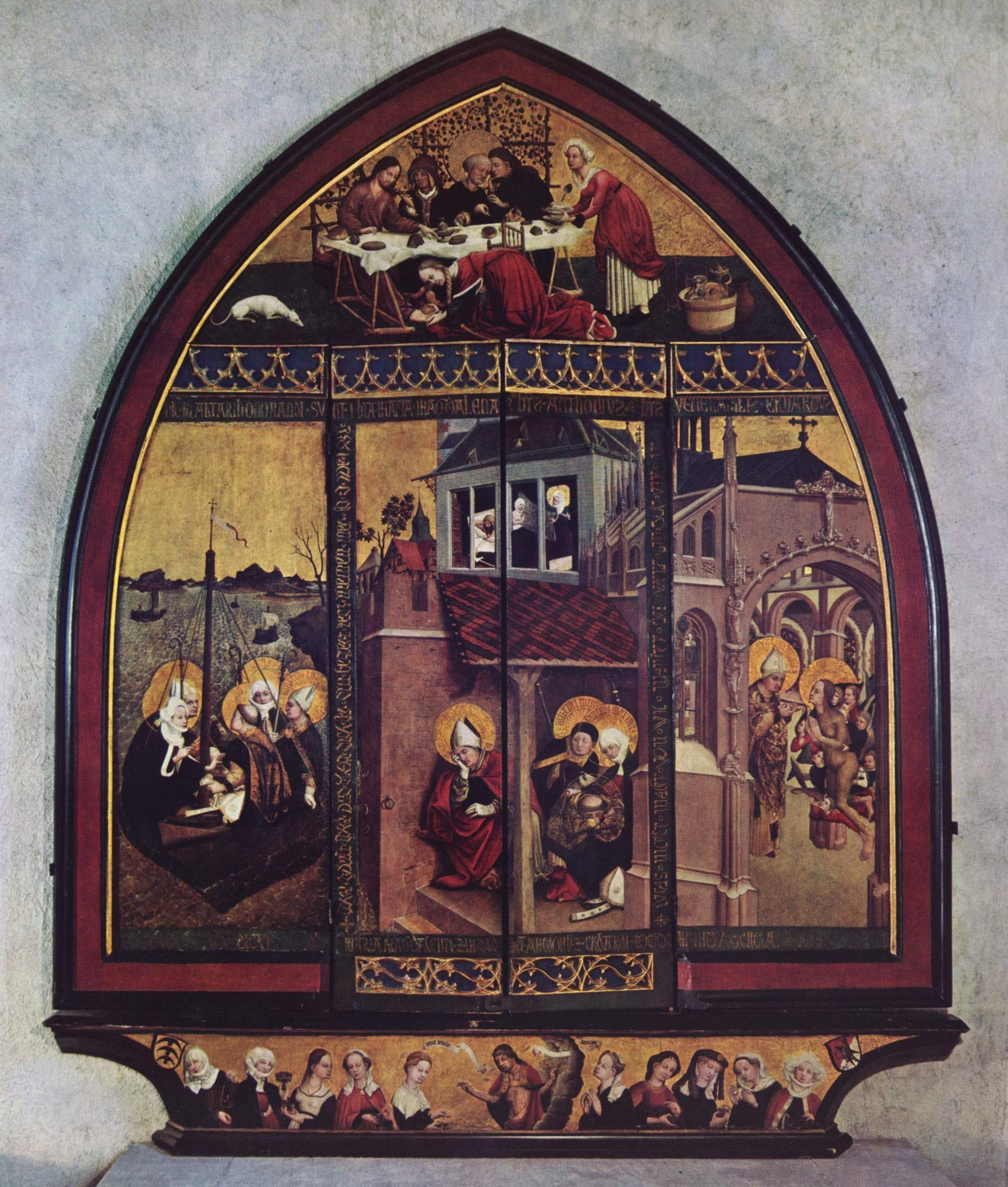
Retablo de la Magdalena, de Lukas Moser (1431).
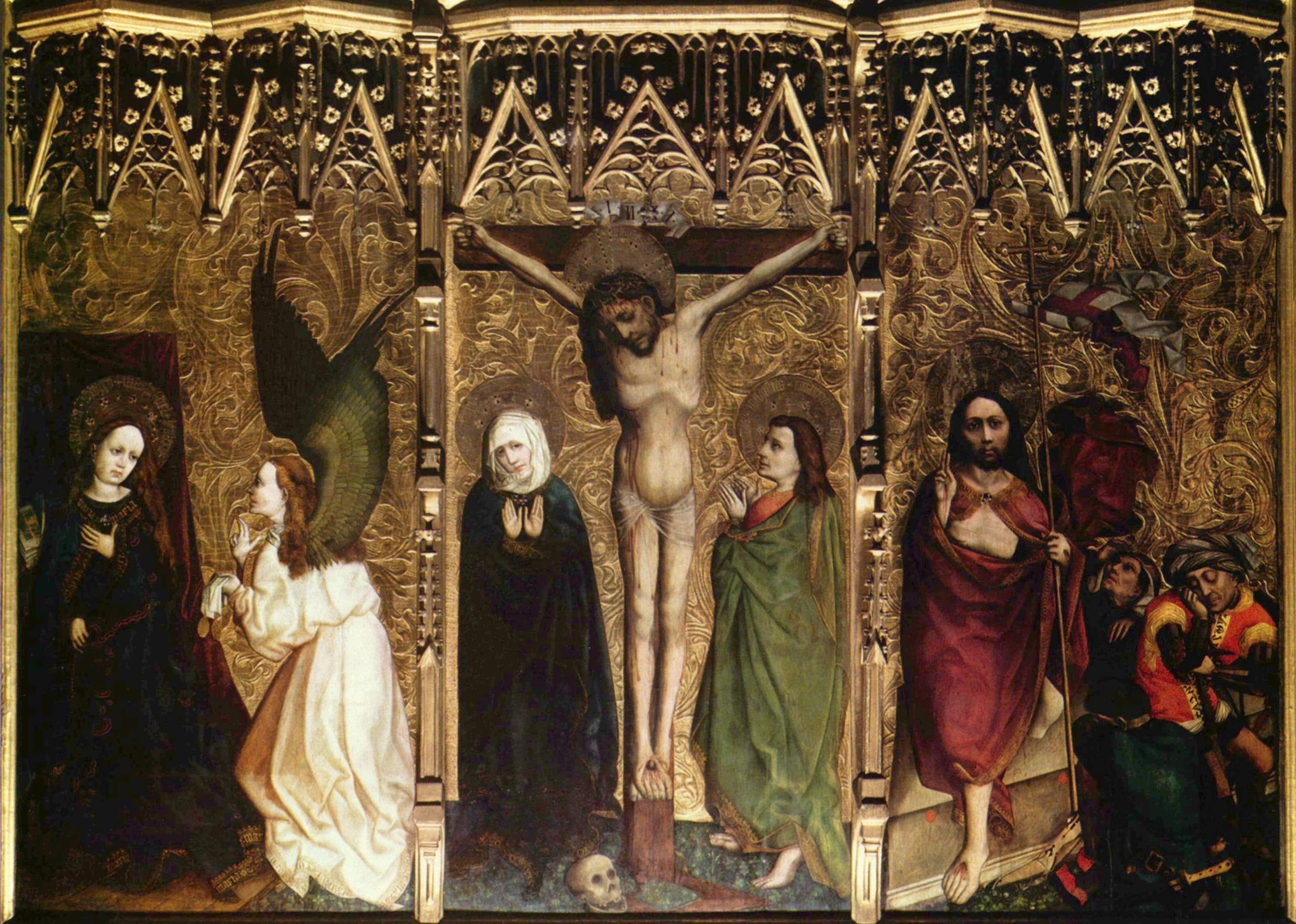
El llamado "altar Tucher", del llamado Maestro del altar Tucher[82] (Núremberg, ca. 1440-1450).
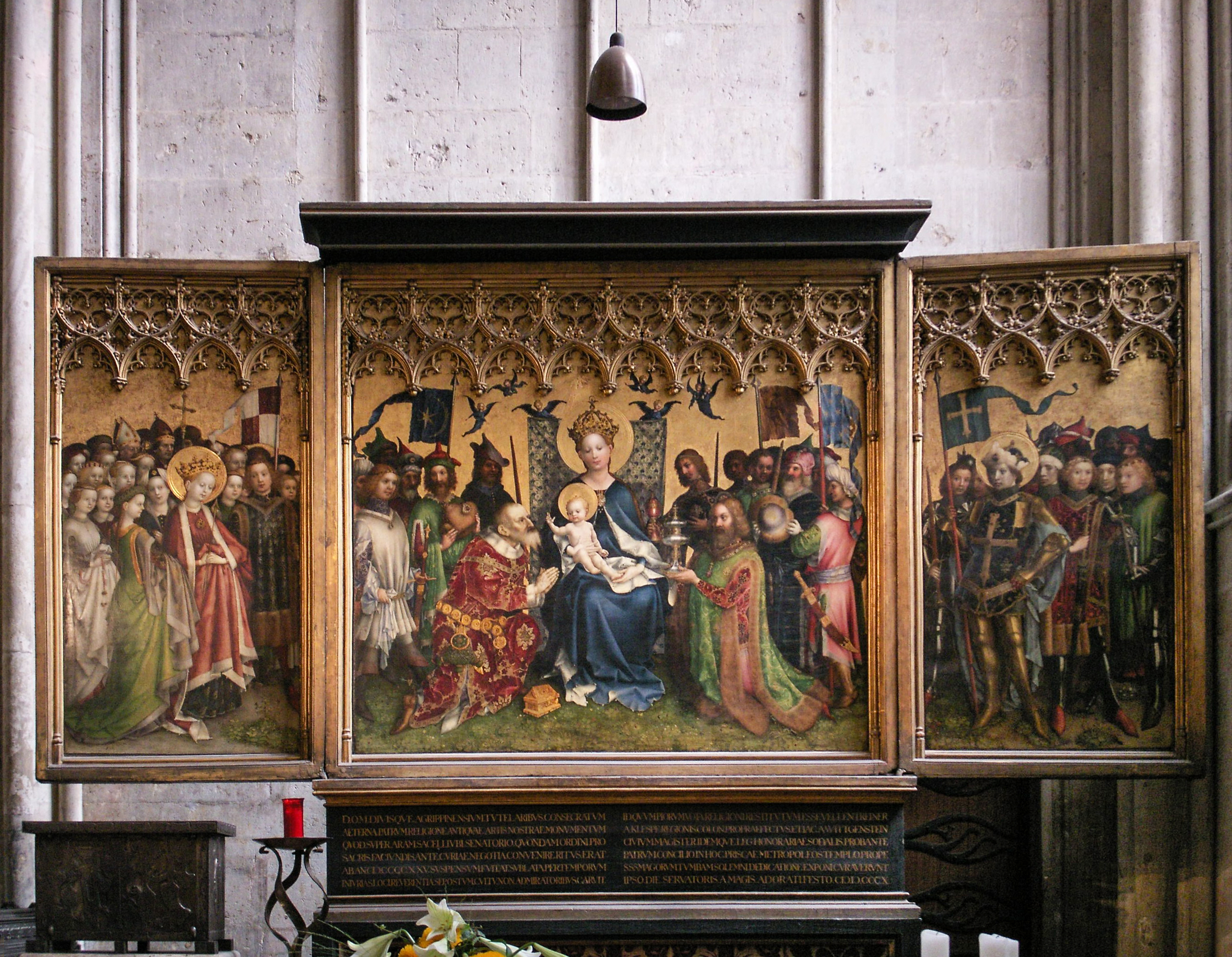
Retablo de los Reyes Magos (Dreikönigsaltar)[83] en la catedral de Colonia, de Stefan Lochner (1445).
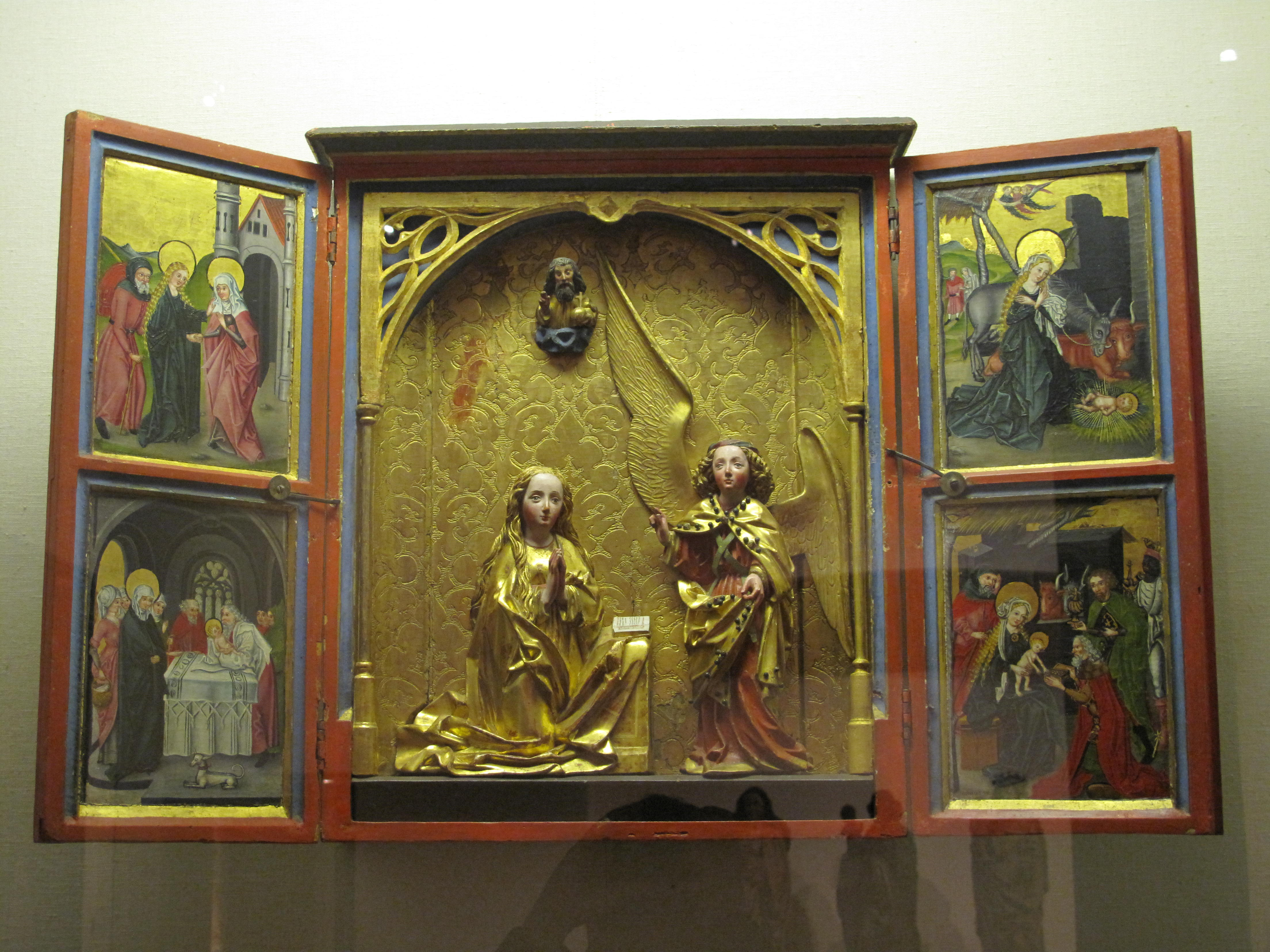
Retablo devocional doméstico de Alemania meridional (ca. 1500). Lo tardío de la fecha muestra la pervivencia de un gusto conservador en una época en la que las formas renacentistas se terminarían imponiendo.

Retablo de Třeboň o de Wittingau (ca. 1380)
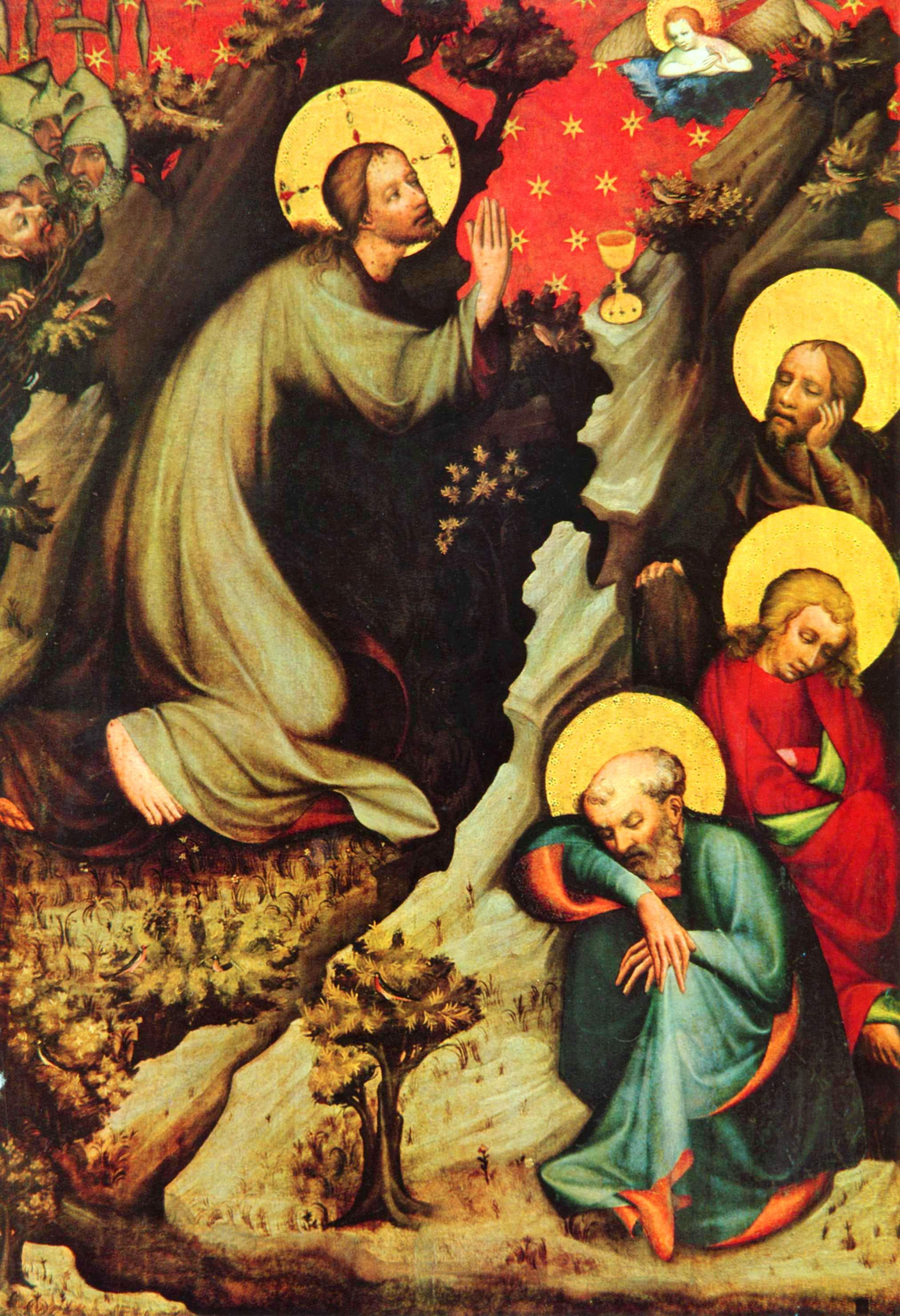
Monte de los Olivos
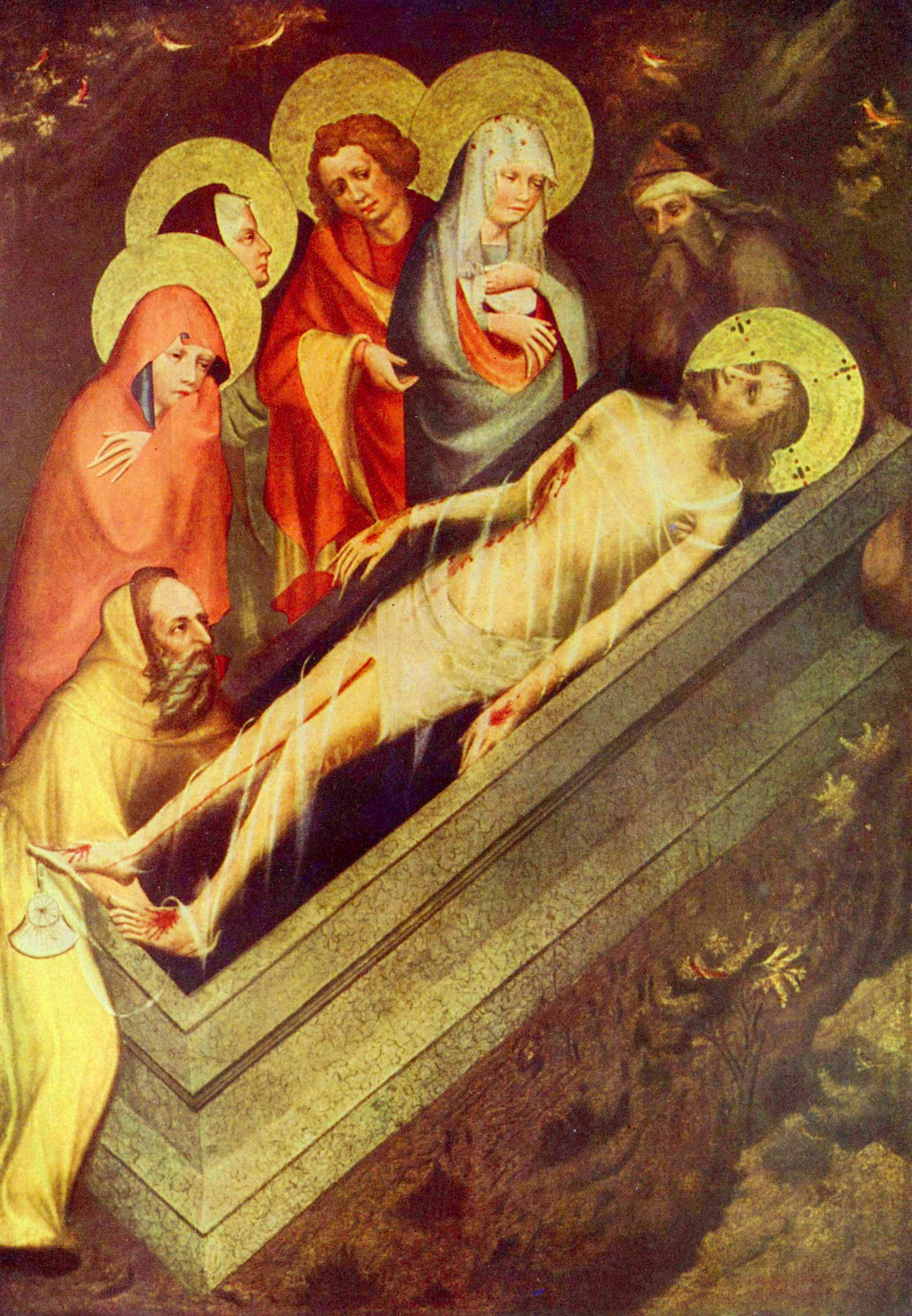
Entierro de Cristo
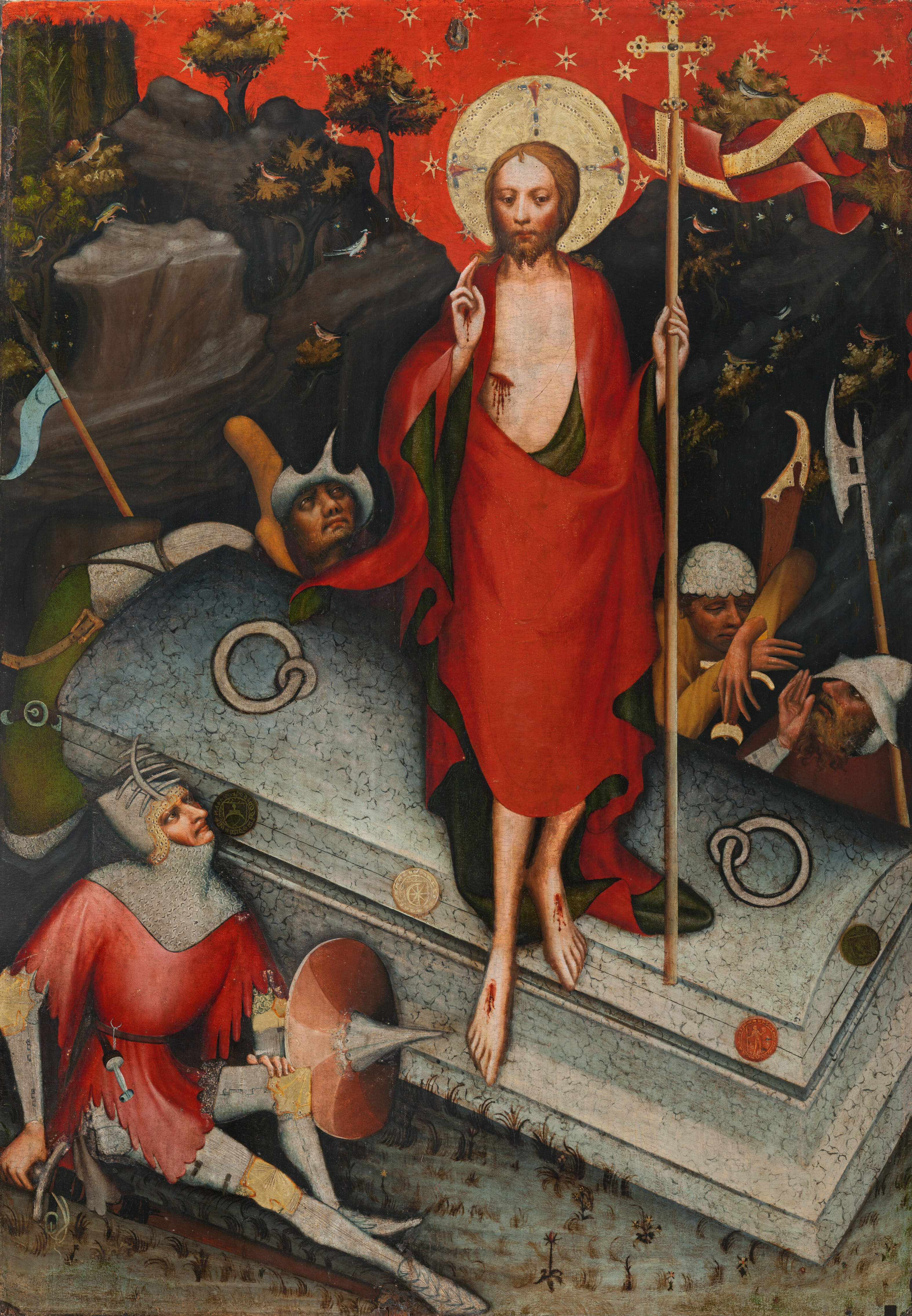
Resurrección de Cristo

## Retablo italiano del Gótico al Renacimiento

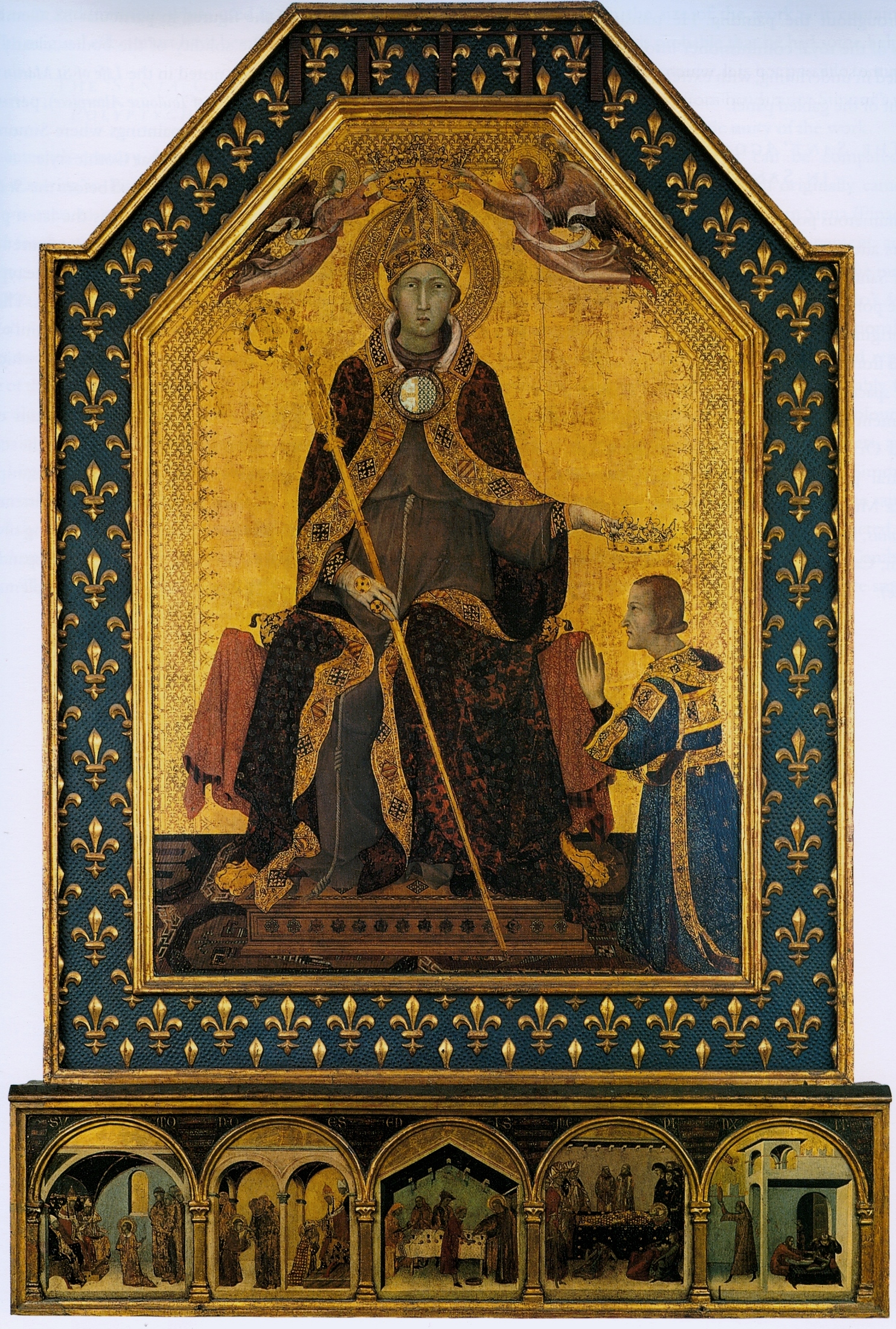
Retablo de San Luis, de Simone Martini, el primero conservado con una predela historiada.

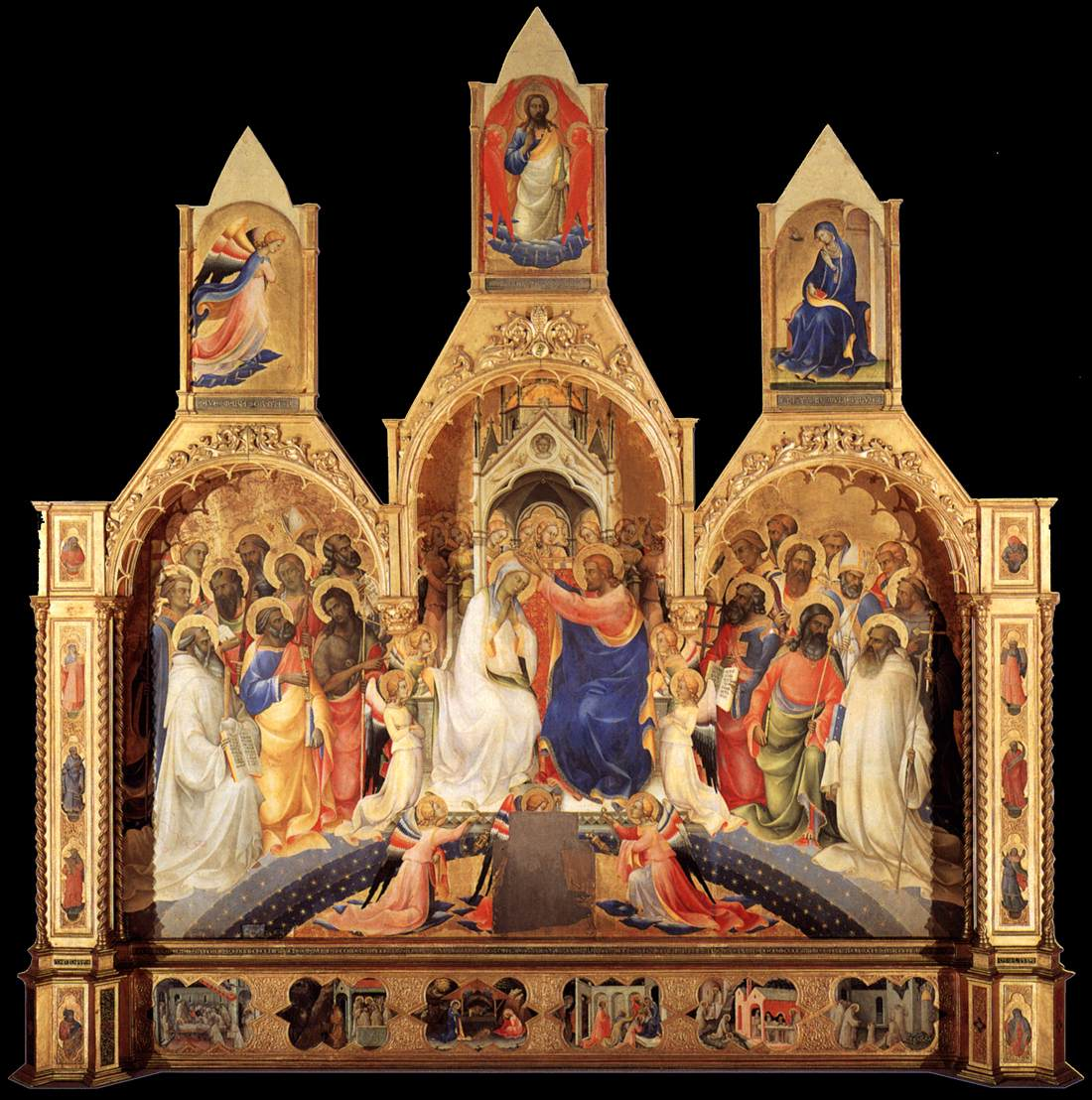
La coronación de la Virgen, de Lorenzo Monaco (1414).

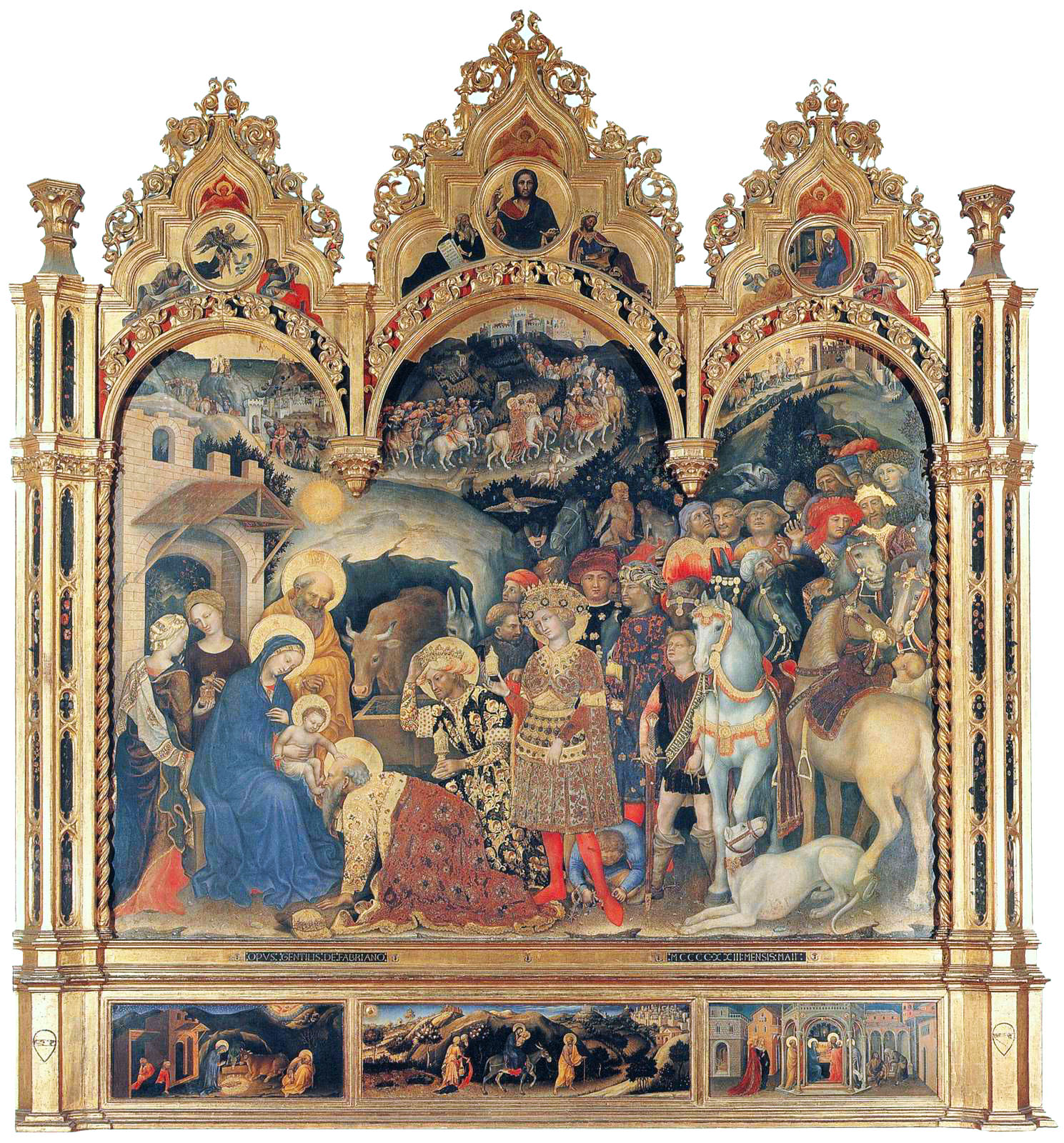
Retablo de la Adoración de los Reyes Magos, de Gentile da Fabriano (1423).

Desde principios del siglo XV, una nueva corriente estética que toma como fuente de inspiración la Antigüedad grecolatina triunfa en Europa: el Renacimiento. Tras imponerse en un primer momento en la península italiana, el nuevo estilo artístico se difunde rápidamente, alcanzando su máximo esplendor a mediados del siglo XVI. El Renacimiento traía consigo una revisión de las formas góticas, que serán sustituidas por elementos de carácter clasicista.
En Italia, el retablo (llamado allí pala) nunca había adquirido grandes proporciones, pues se mantenía la tradición de las pinturas al fresco en las iglesias; aunque Giotto o Simone Martini, fresquistas de renombre, también realizaron destacados polípticos destinados a altares. Casi toda la obra de Duccio está realizada en pale. También es destacable L'altare di argento, el retablo de plata del baptisterio de Florencia (compartimientos centrales, de Betto di Geri y Leonardo di Giovanni, 1366 -los cuatro relieves laterales son de escultores del Quattrocento: Pollaiuolo, Verrocchio y otros dos orfebres-).

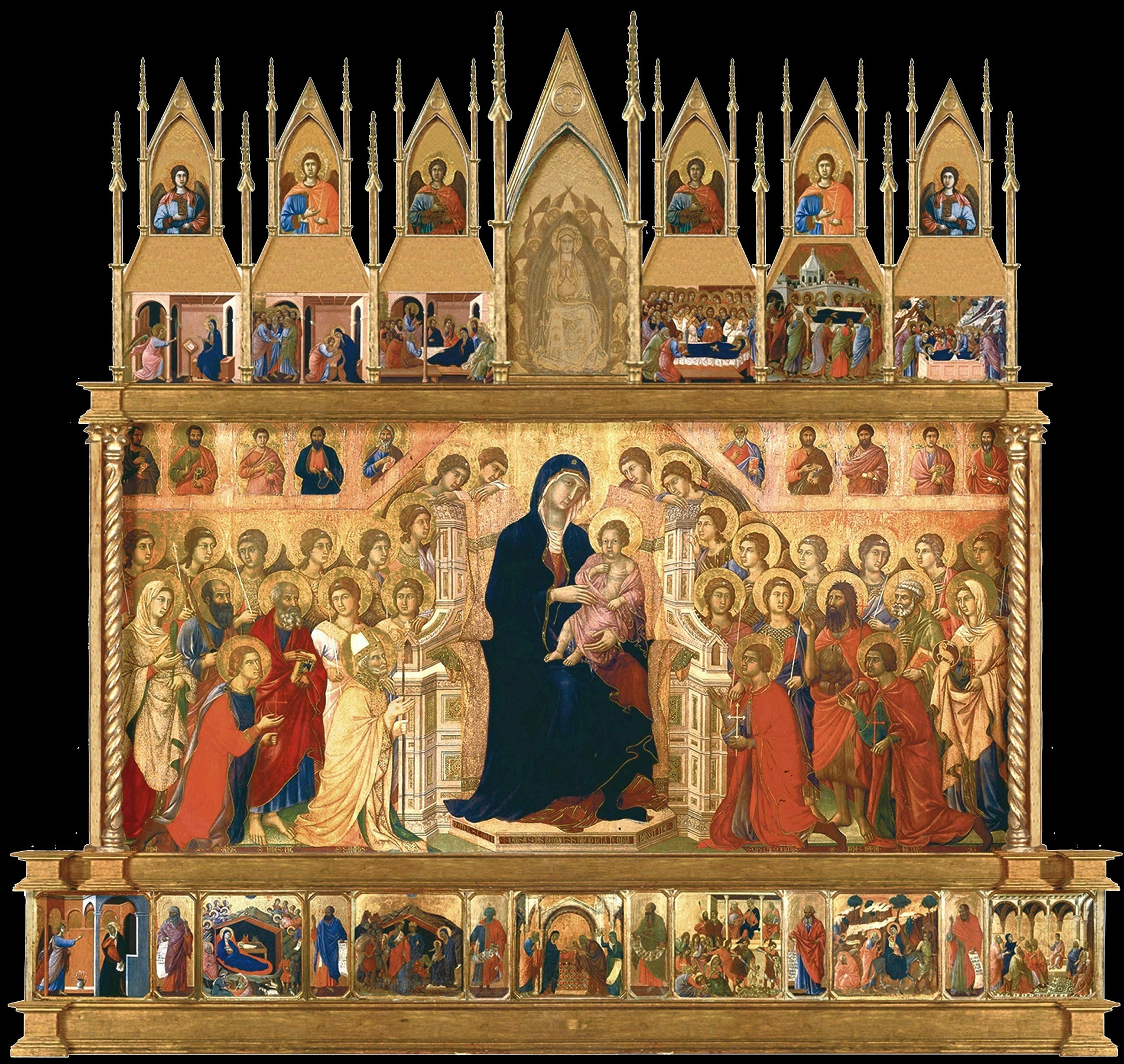
Reconstrucción del aspecto original de la Maestà de la catedral de Siena, de Duccio, 1308-1311.
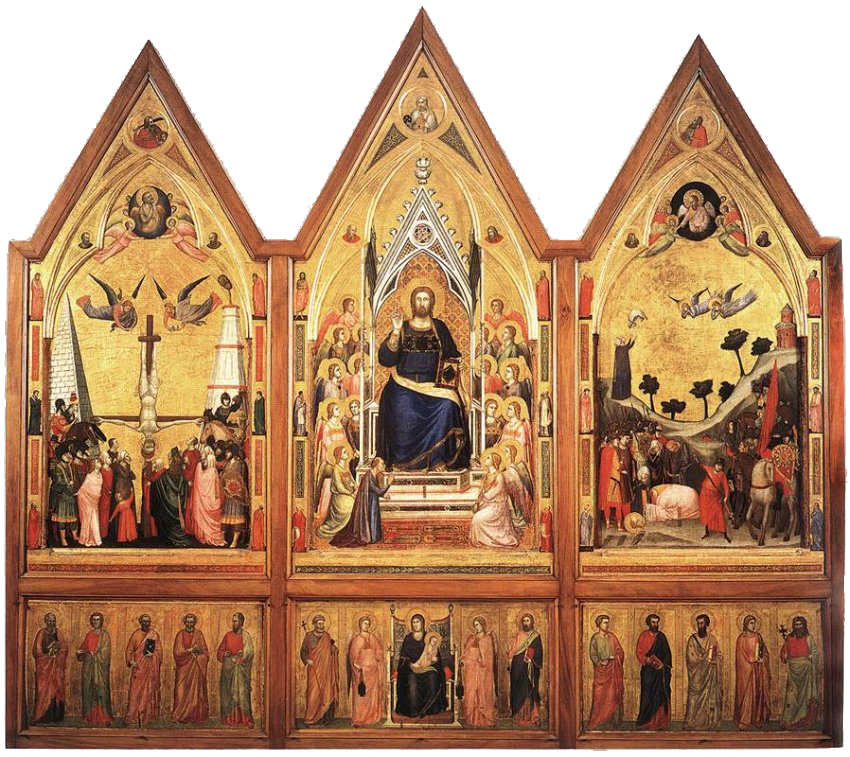
El llamado "tríptico" o "políptico Stefaneschi",[88] de Giotto, ca. 1320 (vista anterior -recto-).
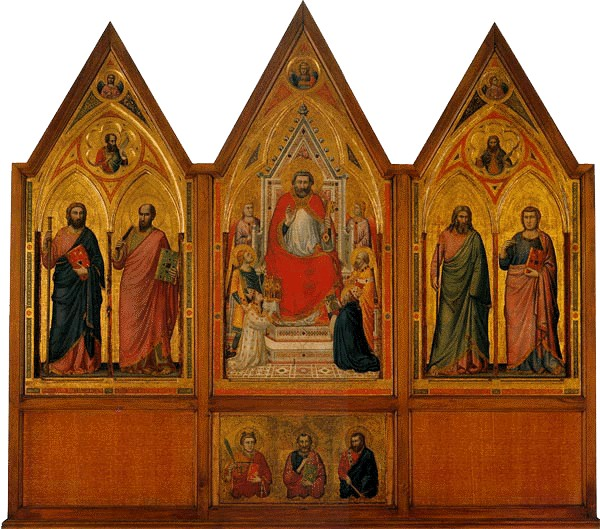
Ídem (vista posterior -verso-).
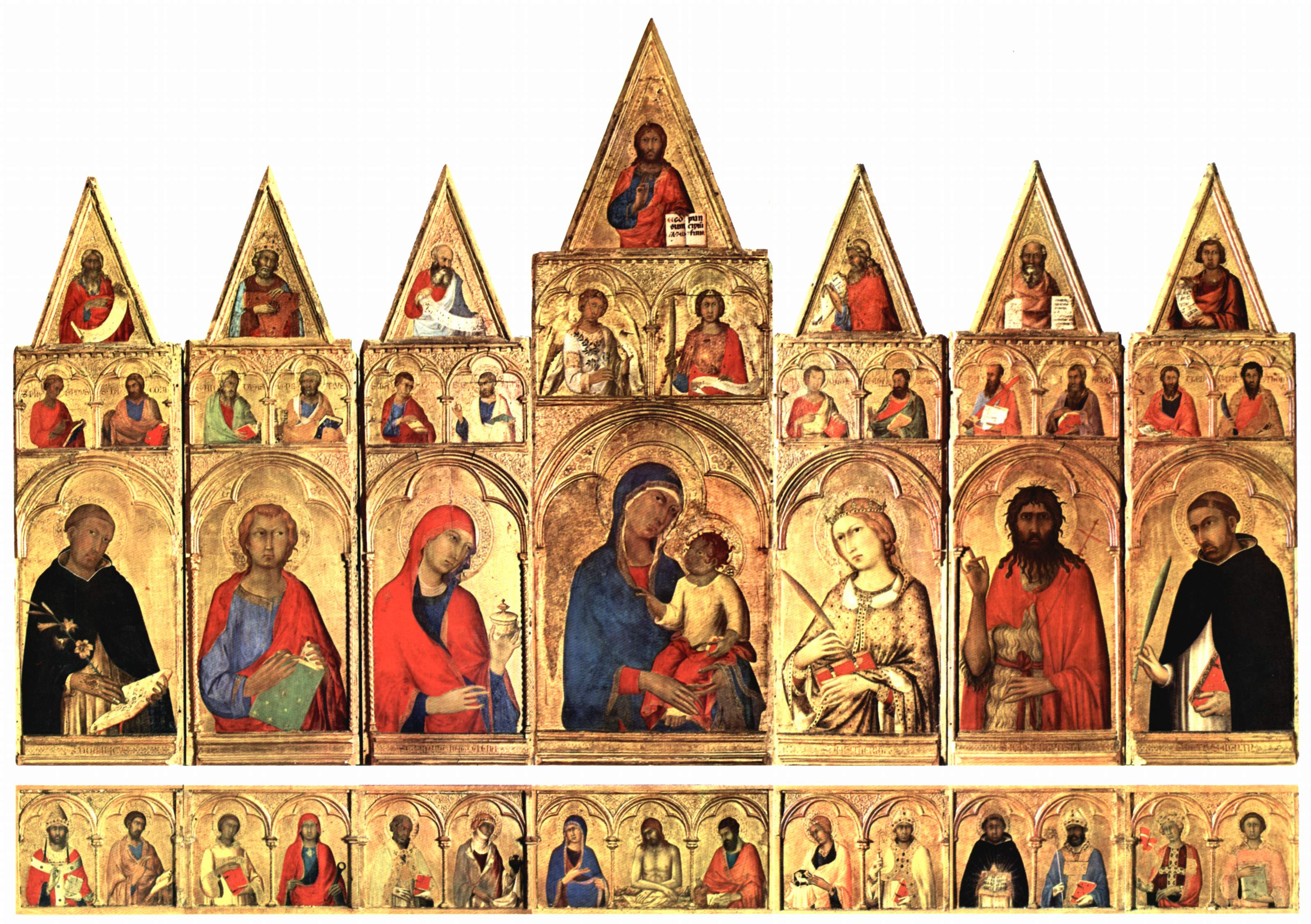
El llamado "políptico de Santa Catalina de Alejandría",[89] de Simone Martini, 1320.
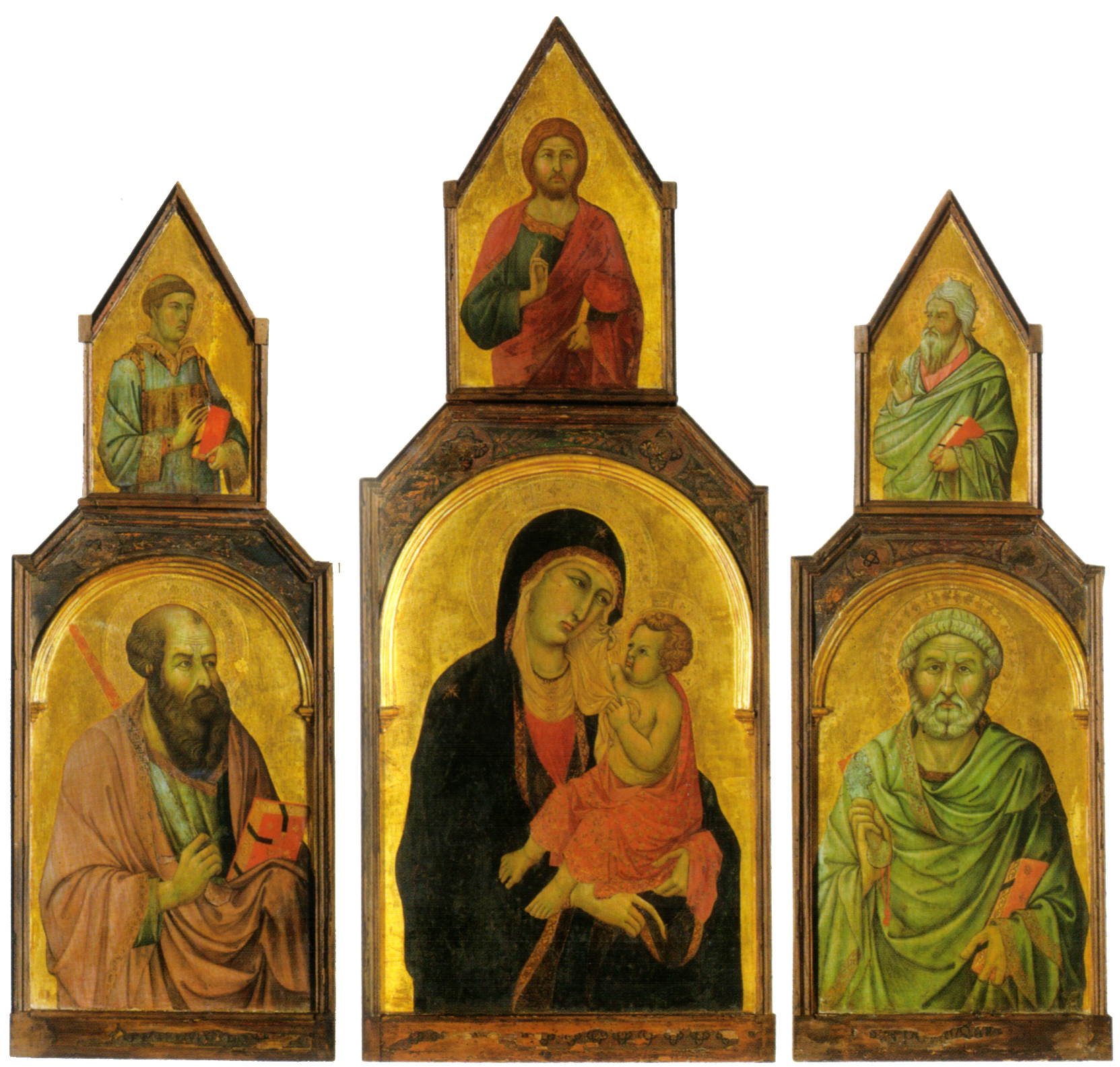
Tríptico de la Virgen con el Niño y los santos Pedro y Pablo,[90] proveniente de la Pieve[91] de San Giovanni d'Asso, de Ugolino di Nerio (1320-1325).
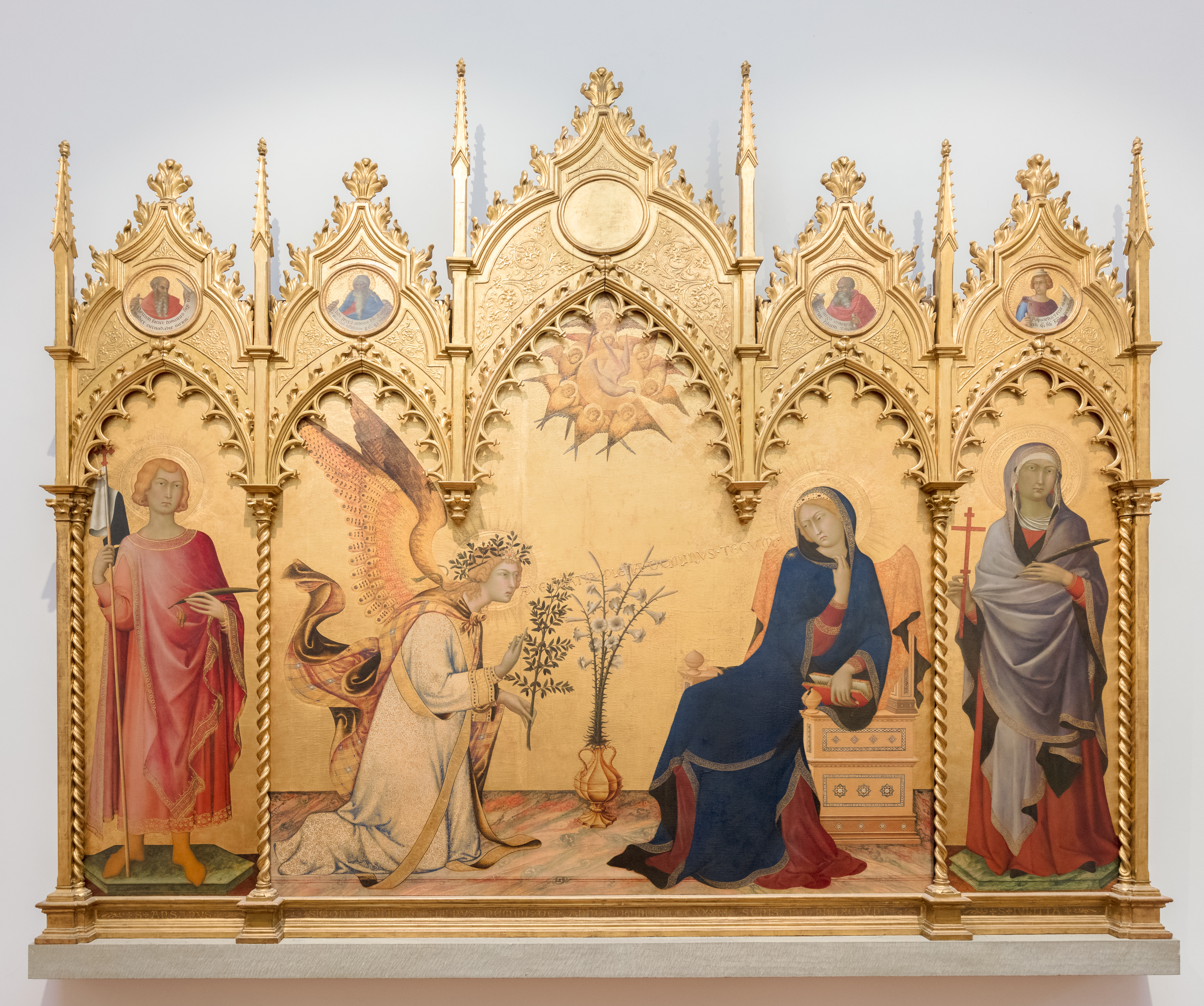
Anunciación entre los santos Ansano y Margarita, de Simoni Martini, 1333.
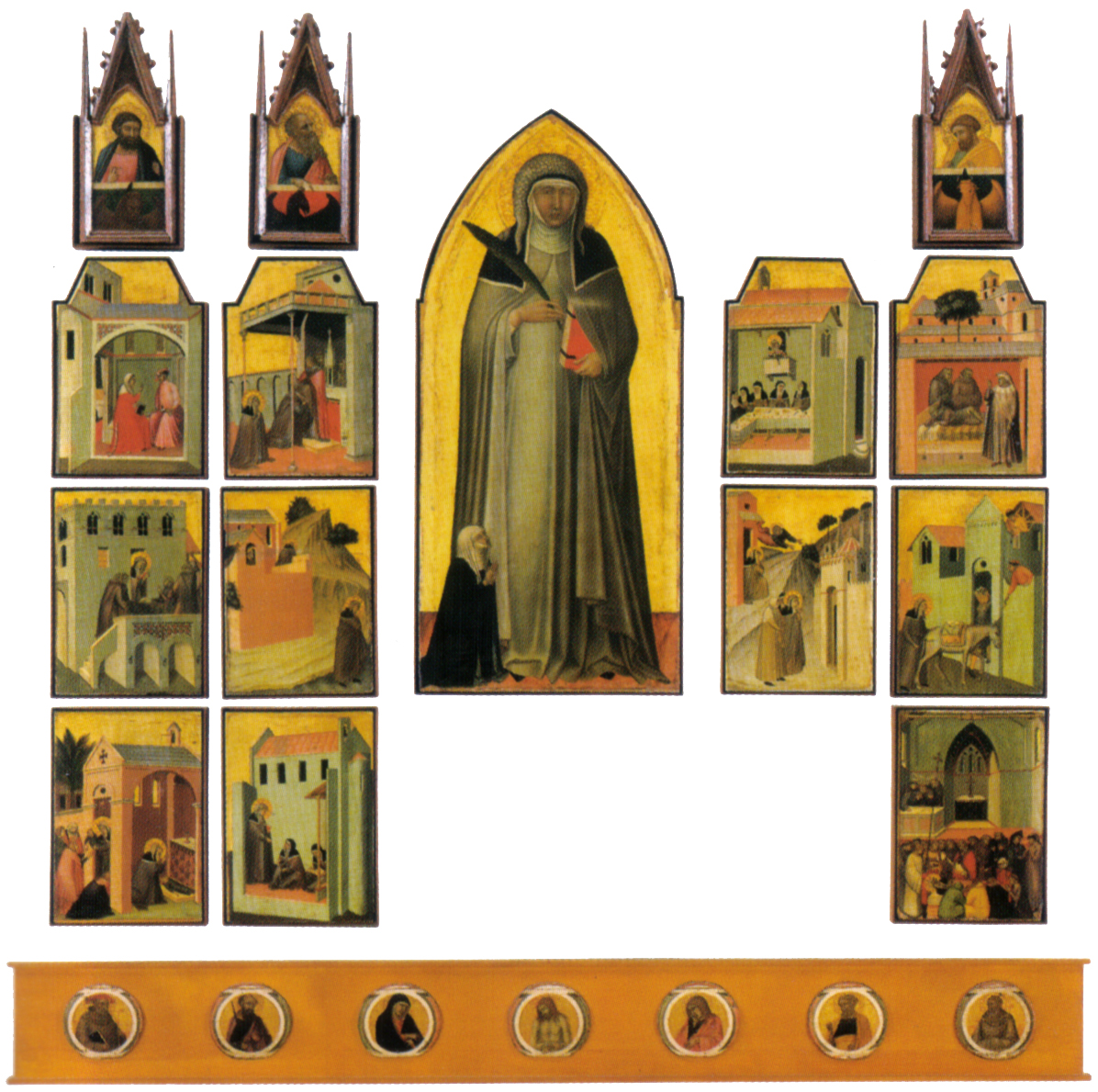
Reconstrucción de la Pala della beata Umiltà ("retablo de la beata Humildad"),[92] de Pietro Lorenzetti, ca. 1341.
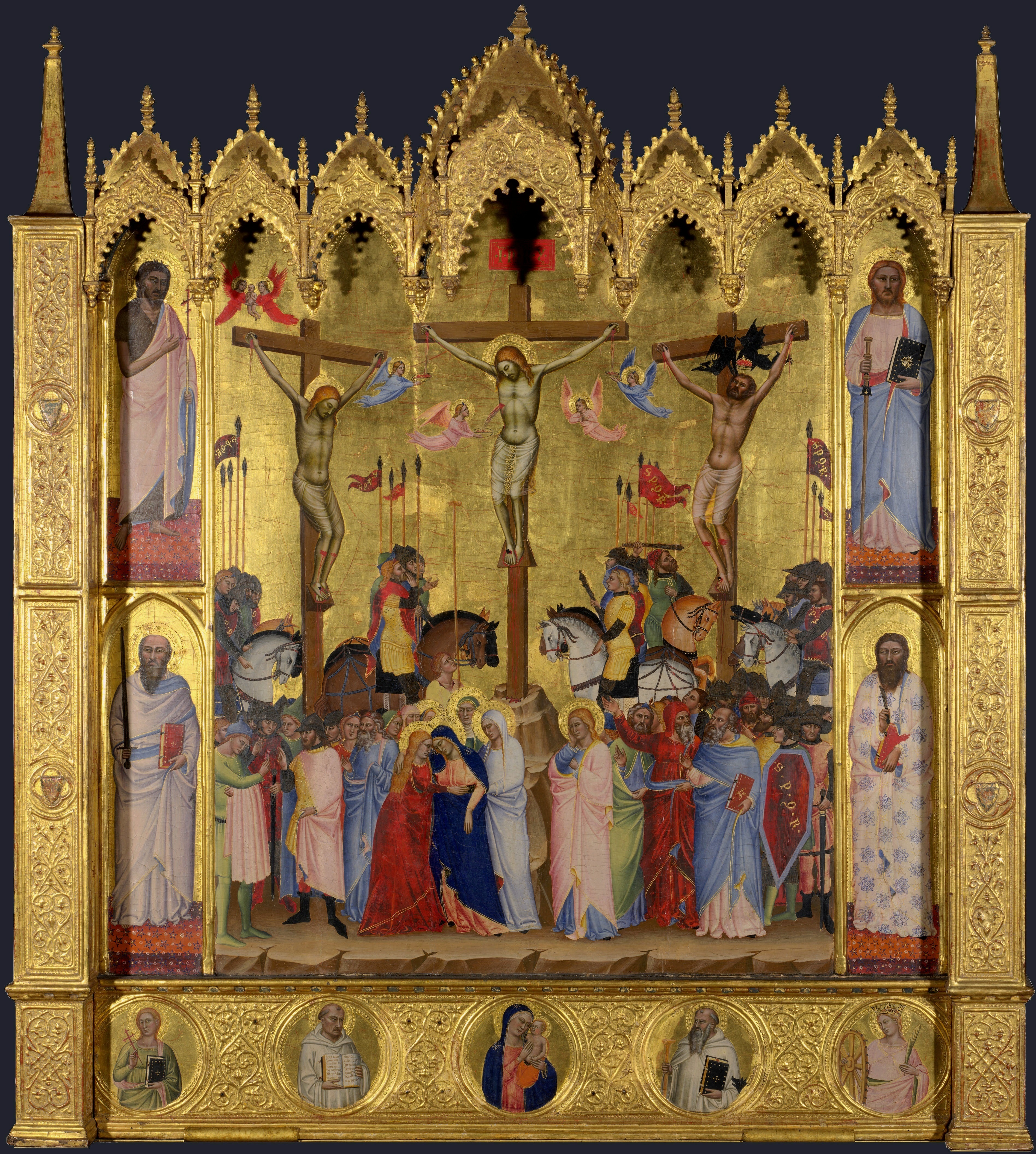
Pala della Crocifissione[93] ("retablo de la Crucifixión"), de Jacopo di Cione,[94] Nardo di Cione[95] y su taller (ca. 1368).
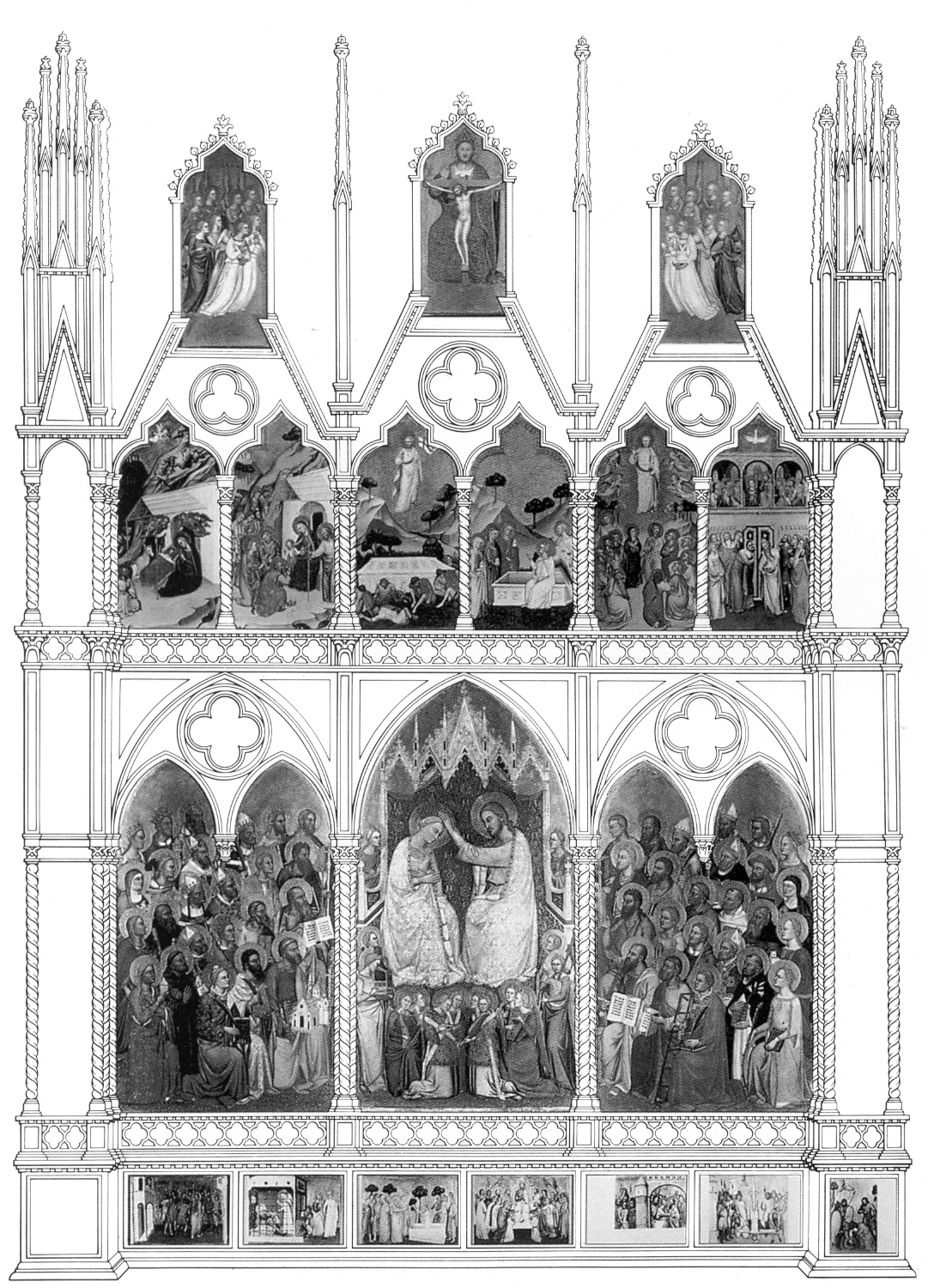
Reconstrucción del aspecto original del políptico de San Pier Maggiore, de Jacopo di Cione (1370-1371).

Con la irrupción del nuevo estilo, la estructura arquitectónica del retablo se vuelve más nítida y simple (puede verse cómo algunos retablos de Fra Angelico ejemplifican la evolución de una a otra estructura).

Retablos de Fra Angelico
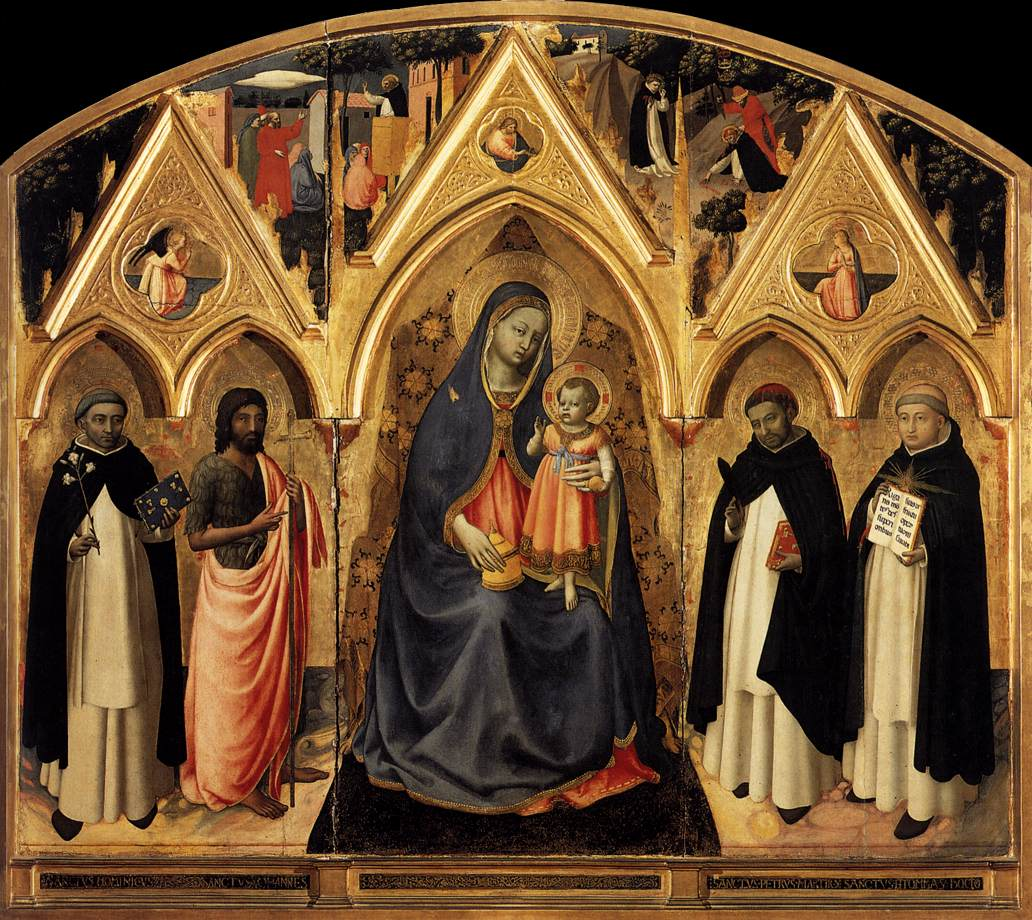
El llamado "tríptico de San Pedro Mártir"[96] (1428-1429)
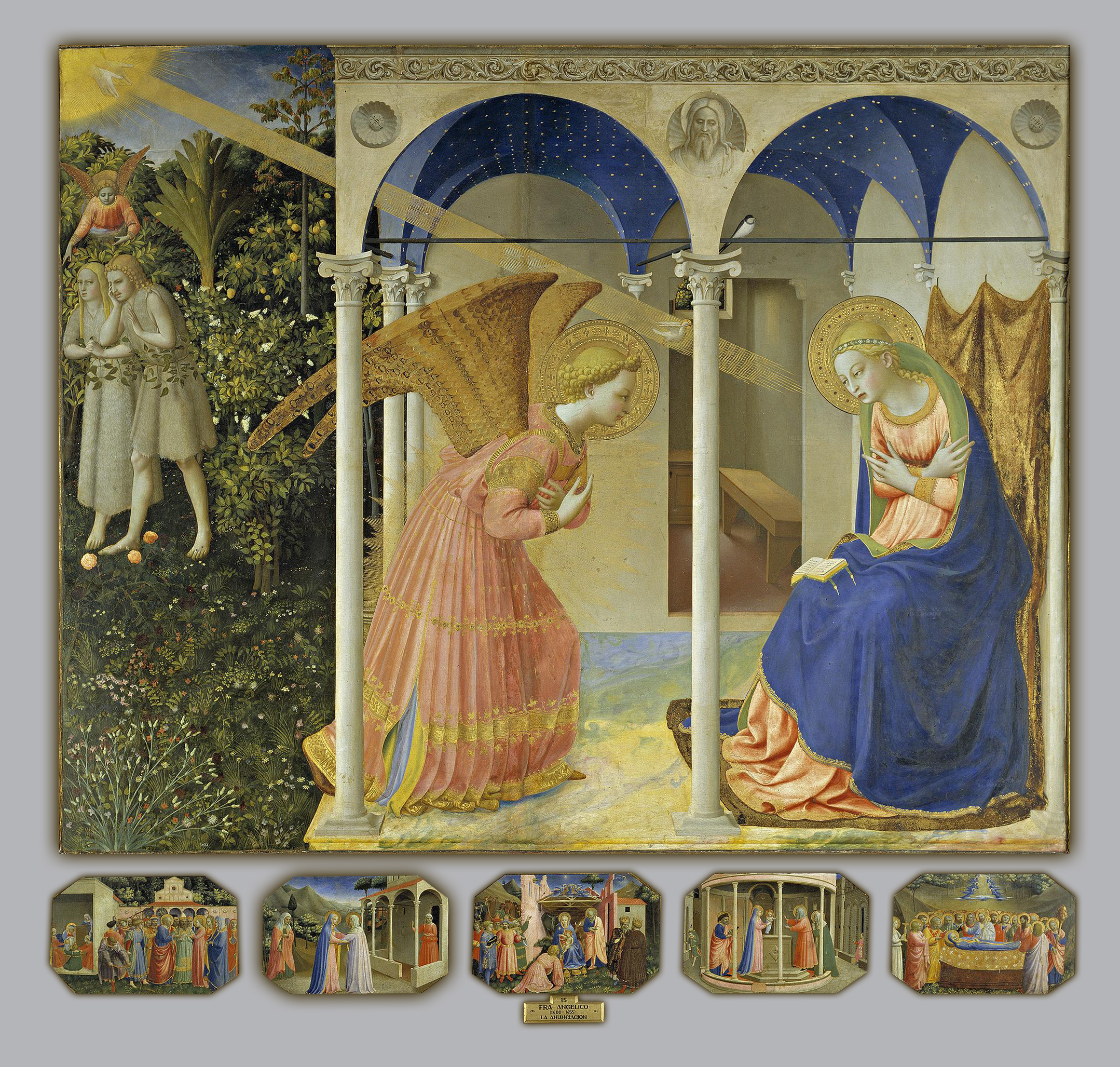
Anunciación, pintada como pala d'altare para el convento de Santo Domingo de Fiesole[97] (1430-1435).
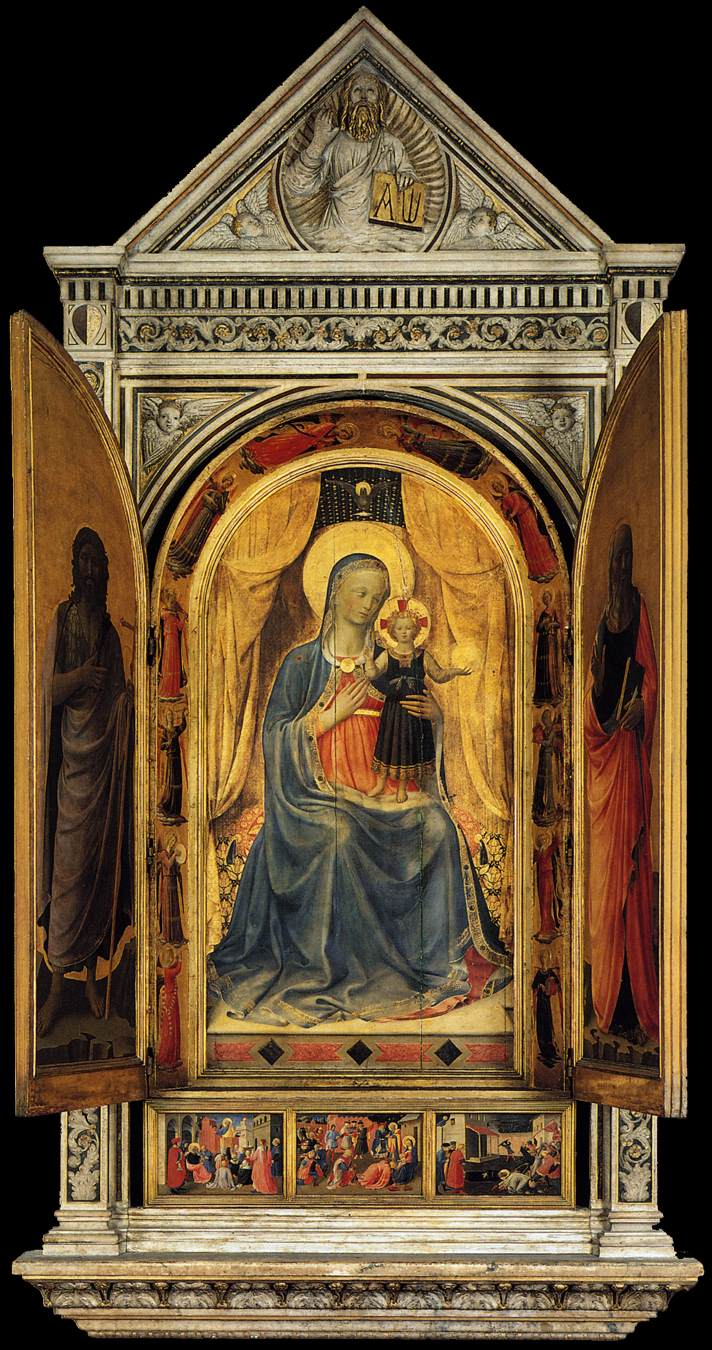
El llamado tabernacolo dei Linaioli[98] (1432-1433).
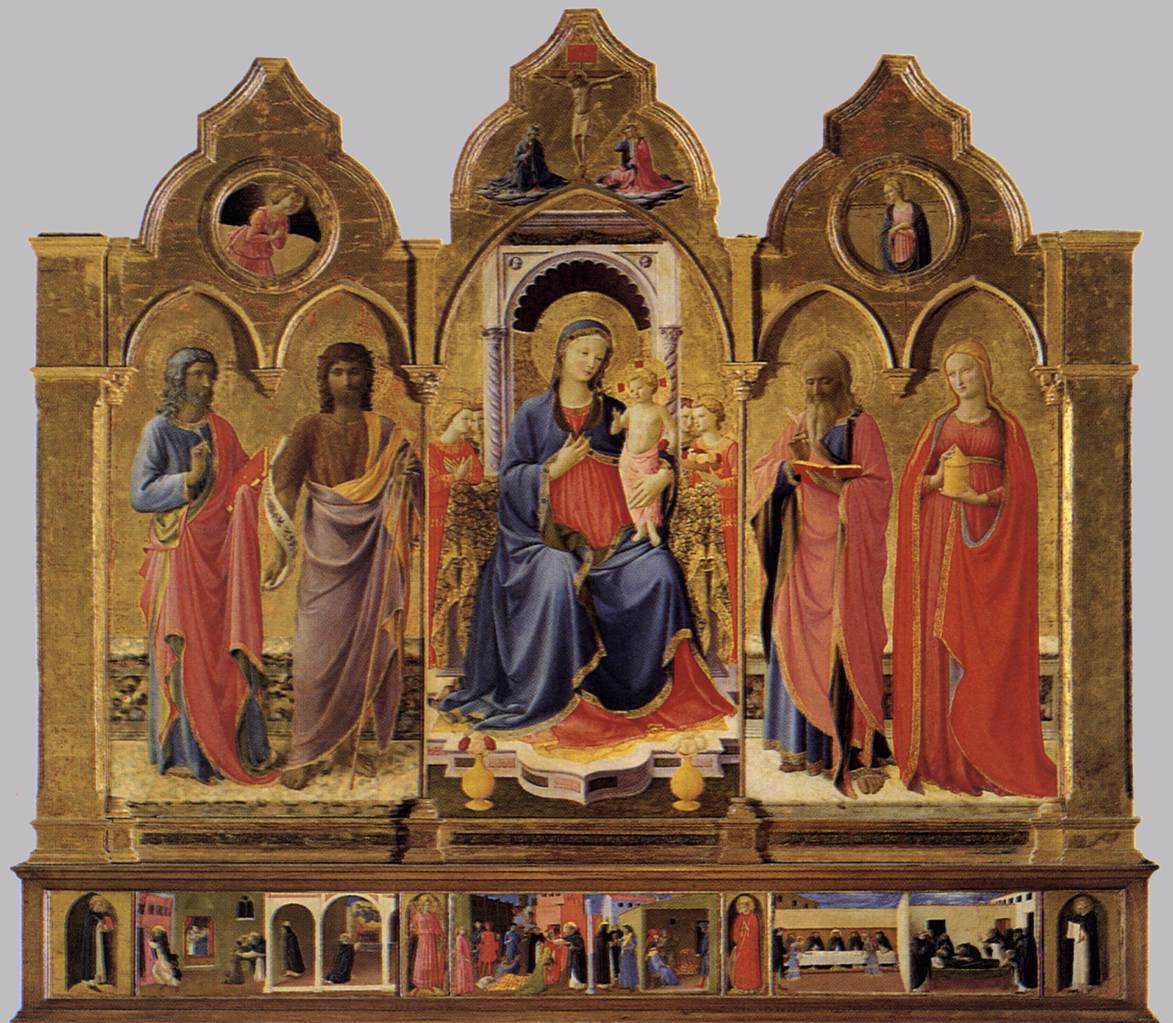
El llamado "tríptico de Cortona",[99] (1436-1437).
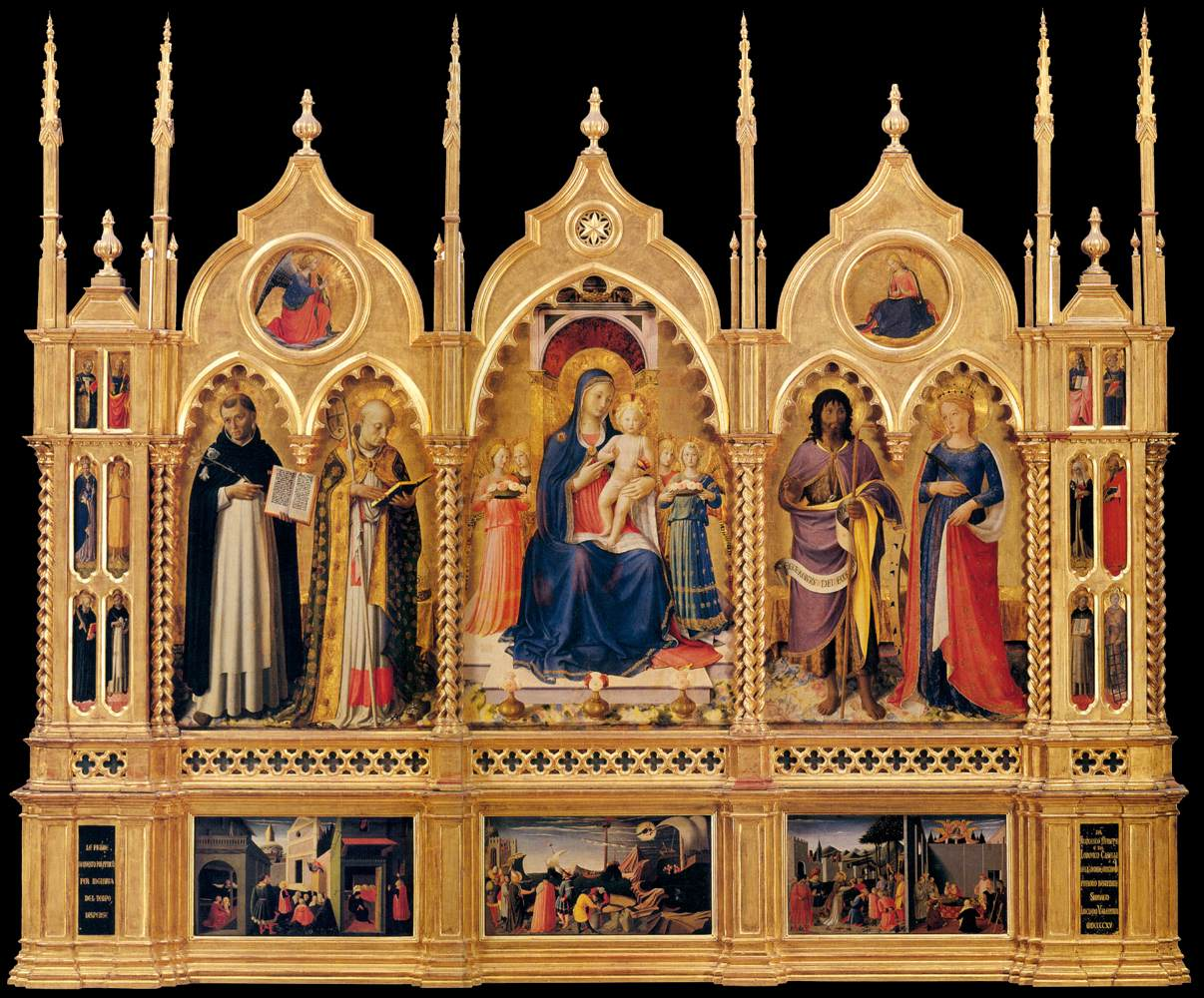
La llamada pala di Perugia,[100] (1438).
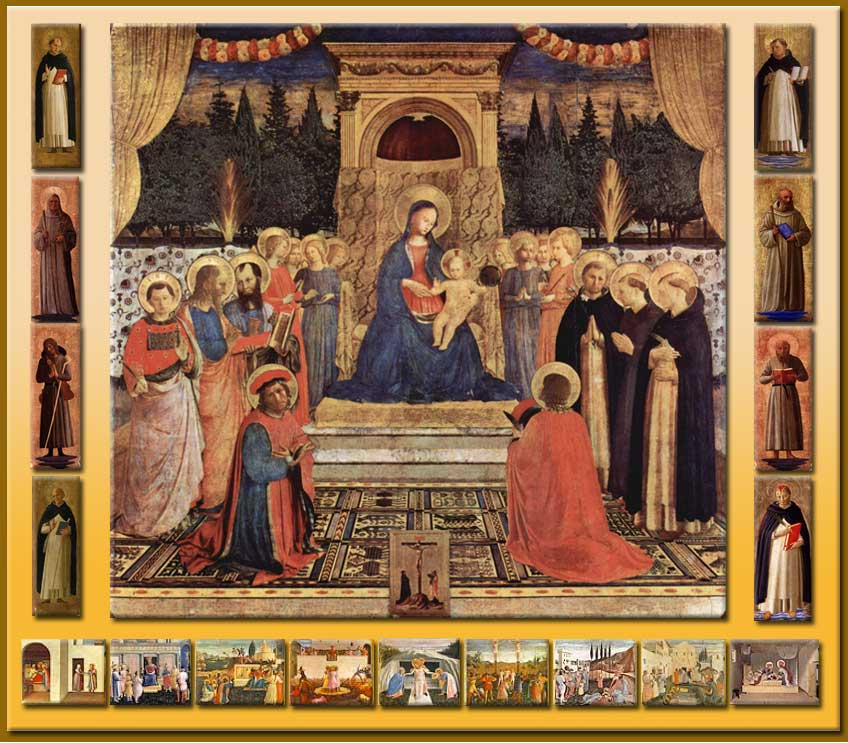
Reconstrucción de la llamada pala di San Marco,[101]  (1440).
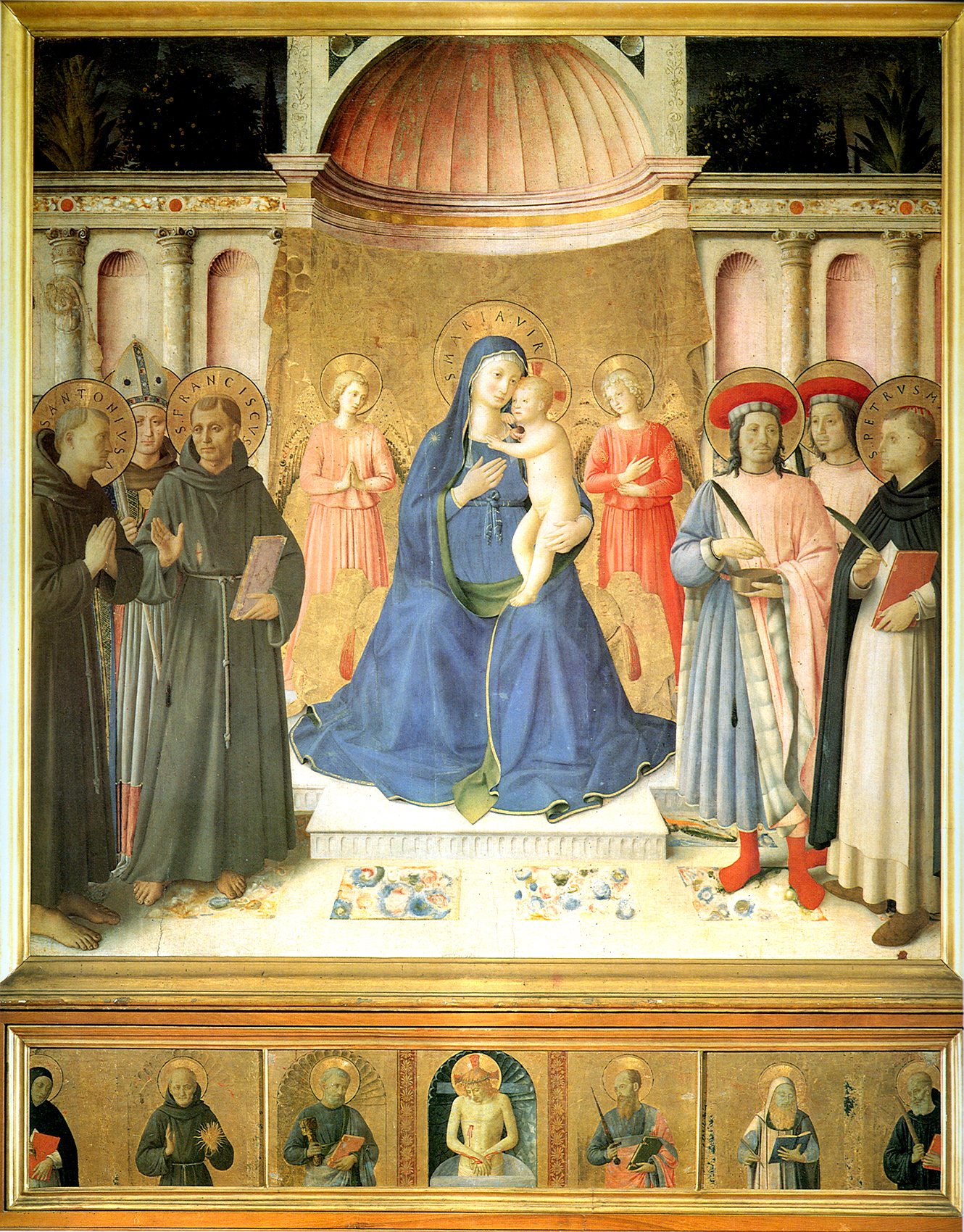
La llamada pala di Bosco ai Frati,[102]  (1450-1452 ).

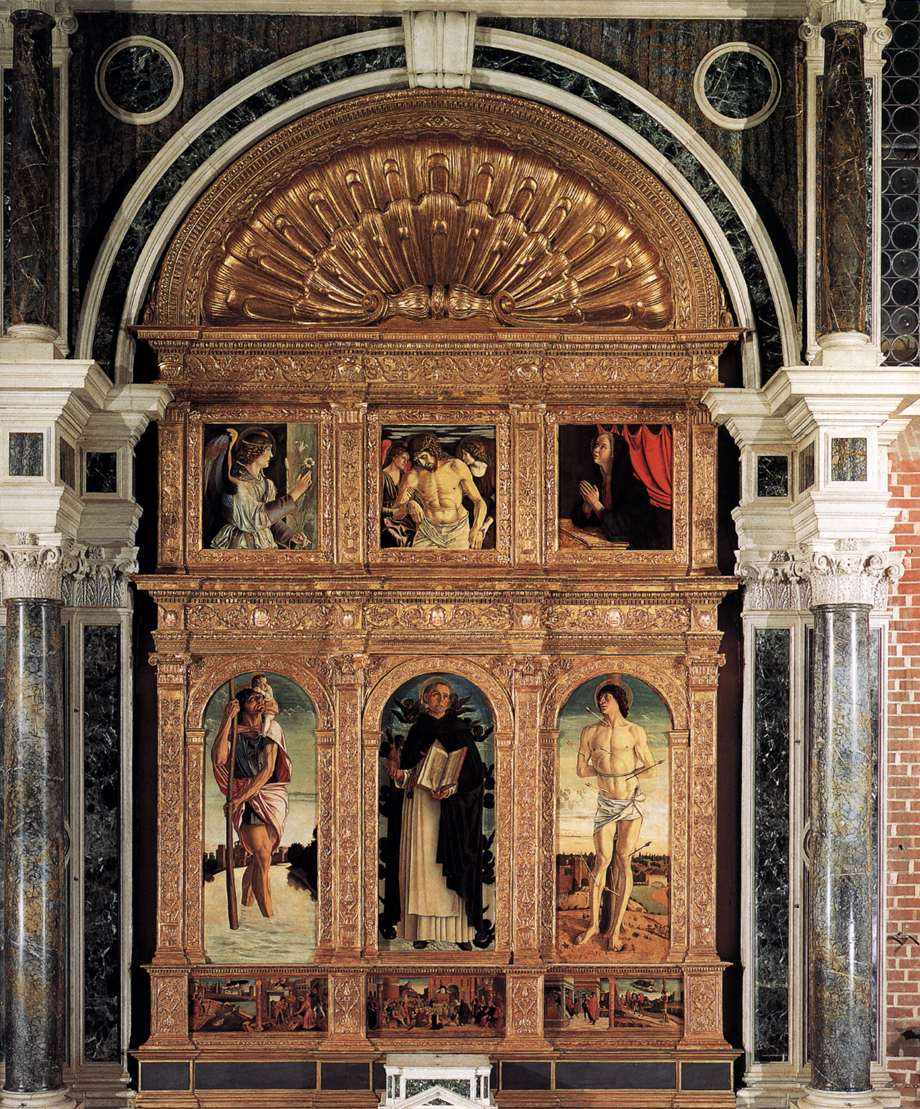
El llamado «políptico de San Vicente Ferrer»" en la Basílica de los Santos Juan y Pablo (Venecia), de Giovanni Bellini (1464-1468). Hay otro retablo con el mismo asunto, de Domenico Ghirlandaio.

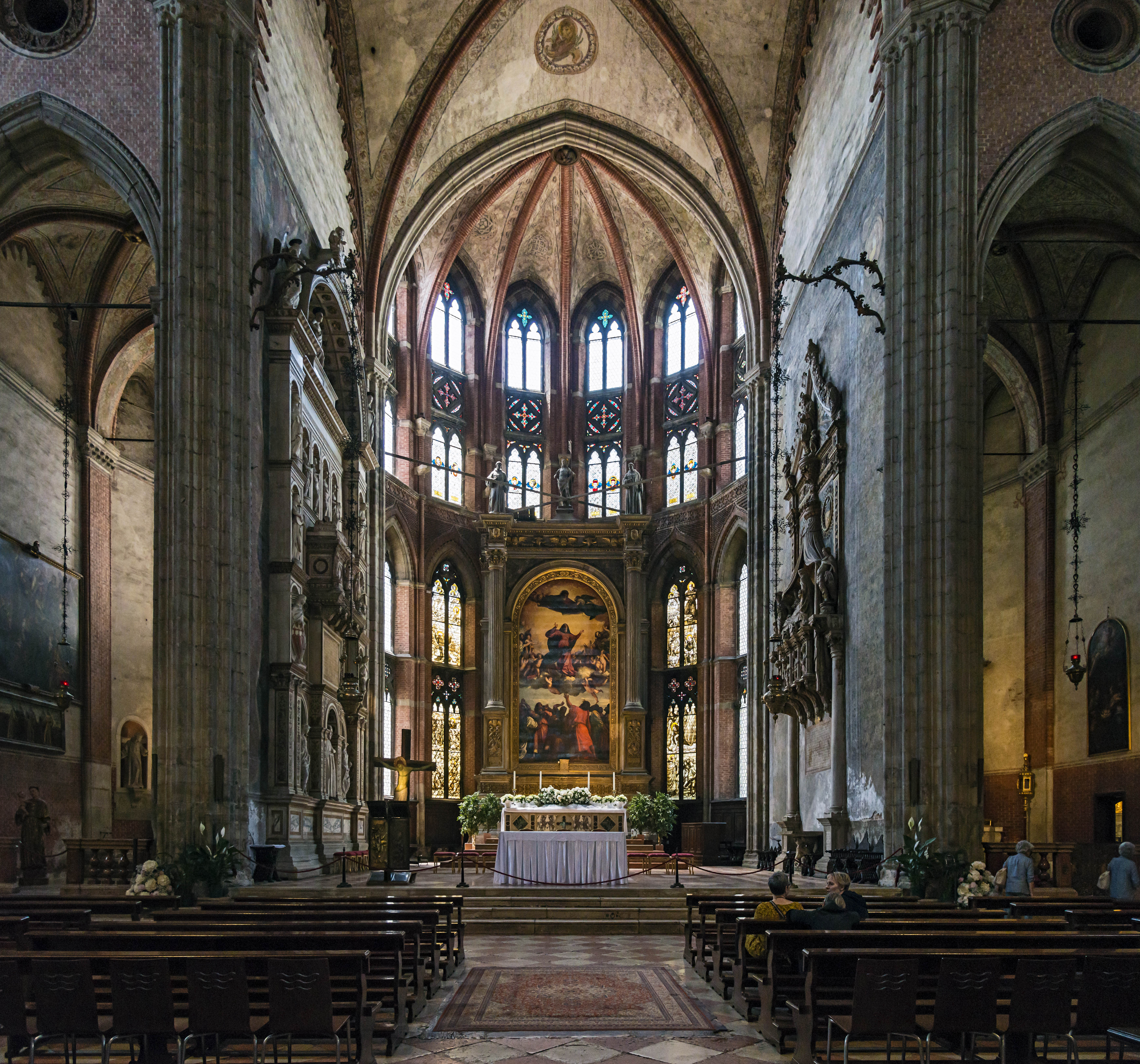
El retablo tras el altar mayor de Santa Maria Gloriosa dei Frari (Venecia) incluye el lienzo La Asunción de la Virgen de Tiziano (1516-1518).

Surgen nuevas técnicas, como la terracota esmaltada (hermanos Della Robbia), a la vez se generaliza el empleo de mármol, bronce o granito en contraposición a la madera policromada. Los elementos decorativos típicamente renacentistas, como el grutesco, candelieri, los roleos vegetales, los putti, el tondo o clípeo, o los flameros, pasan a ornamentar las nuevas estructuras, formadas por pilastras, columnas o semicolumnas, frisos y cornisas, todo ello con una clara inspiración en la antigüedad clásica. Algunos retablos se integran en el espacio arquitectónico para el que se han diseñado, con efectos de trampantojo. La influencia pagana o profana acaba trasladándose también a las imágenes religiosas. Todos estos elementos traspasarán pronto el ámbito de la península italiana exportándose al resto de territorios europeos.

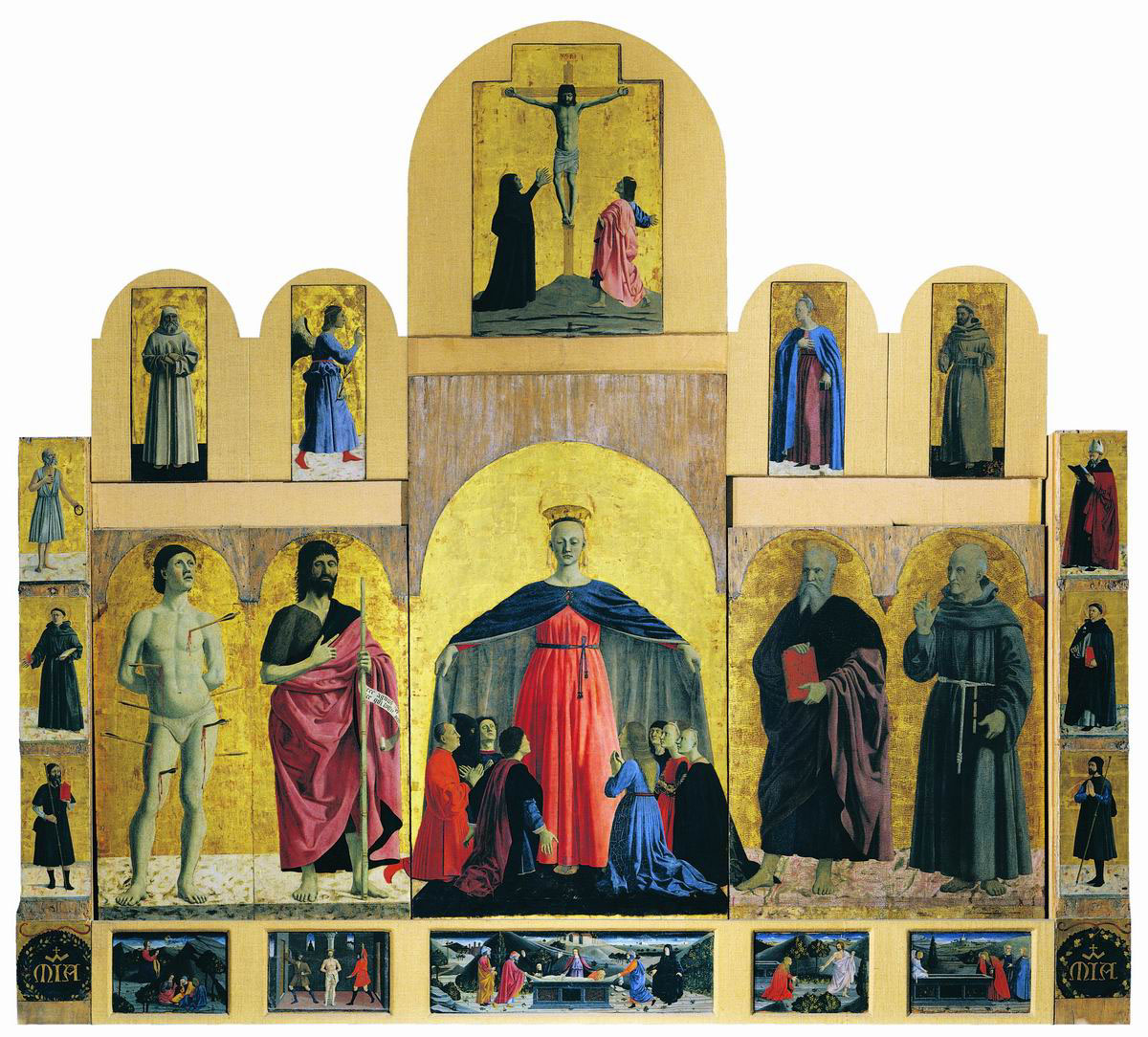
El llamado Políptico de la Misericordia, de Piero della Francesca, (1445-1462).
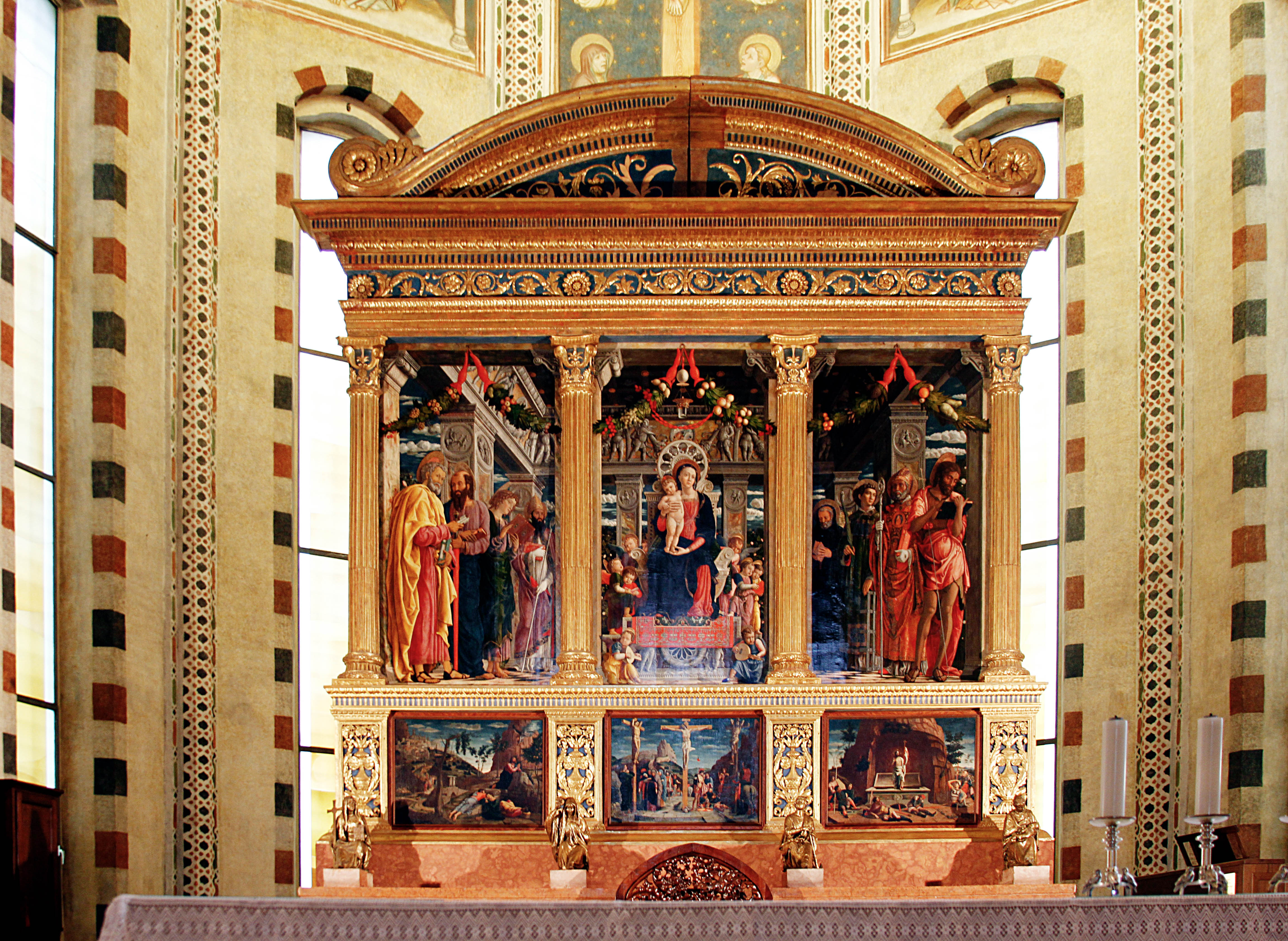
La llamada Pala di San Zeno o retablo de San Zenón, de Andrea Mantegna, 1457-1460.
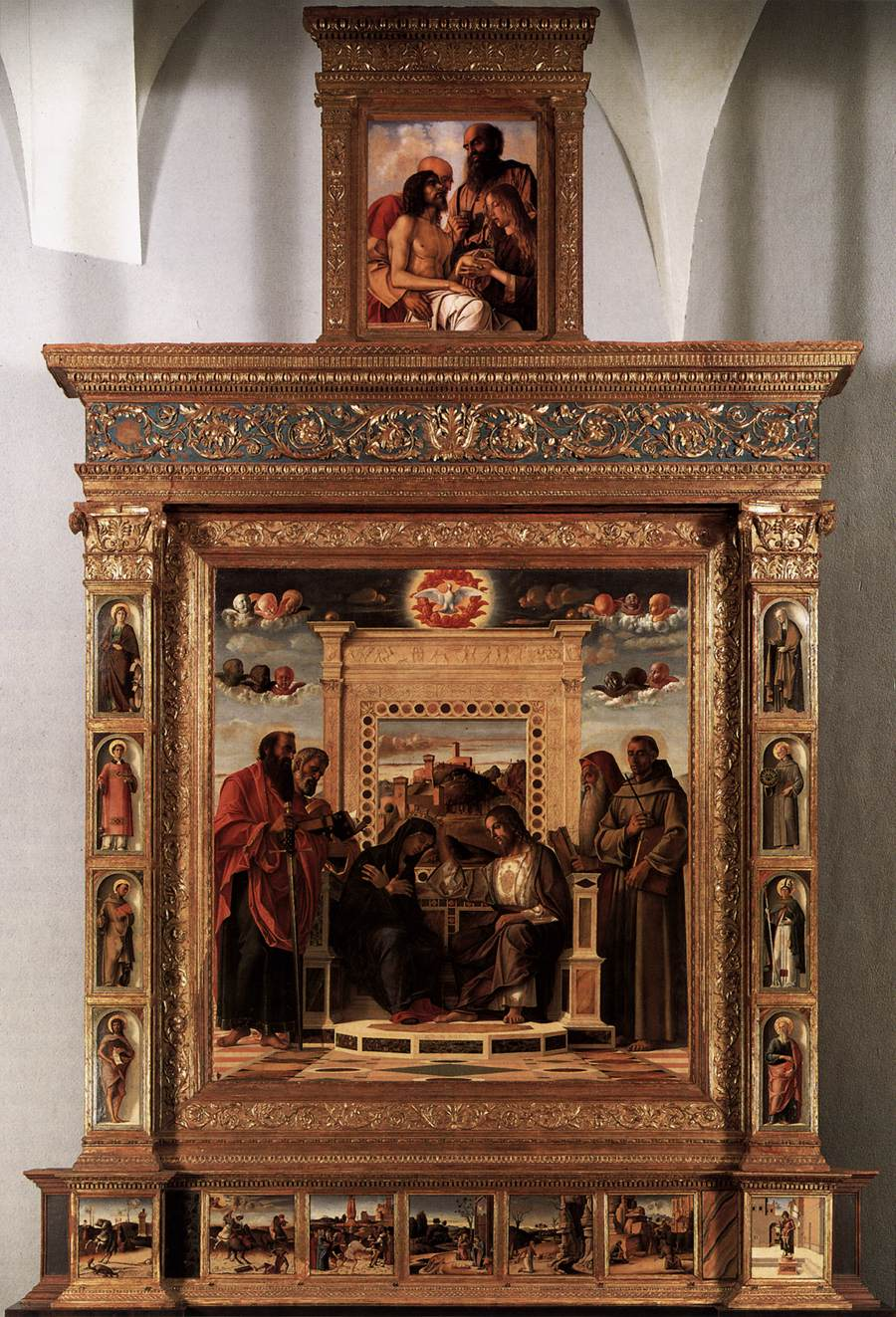
La llamada pala di Pesaro,[106] de Giovanni Bellini (1471-1483).
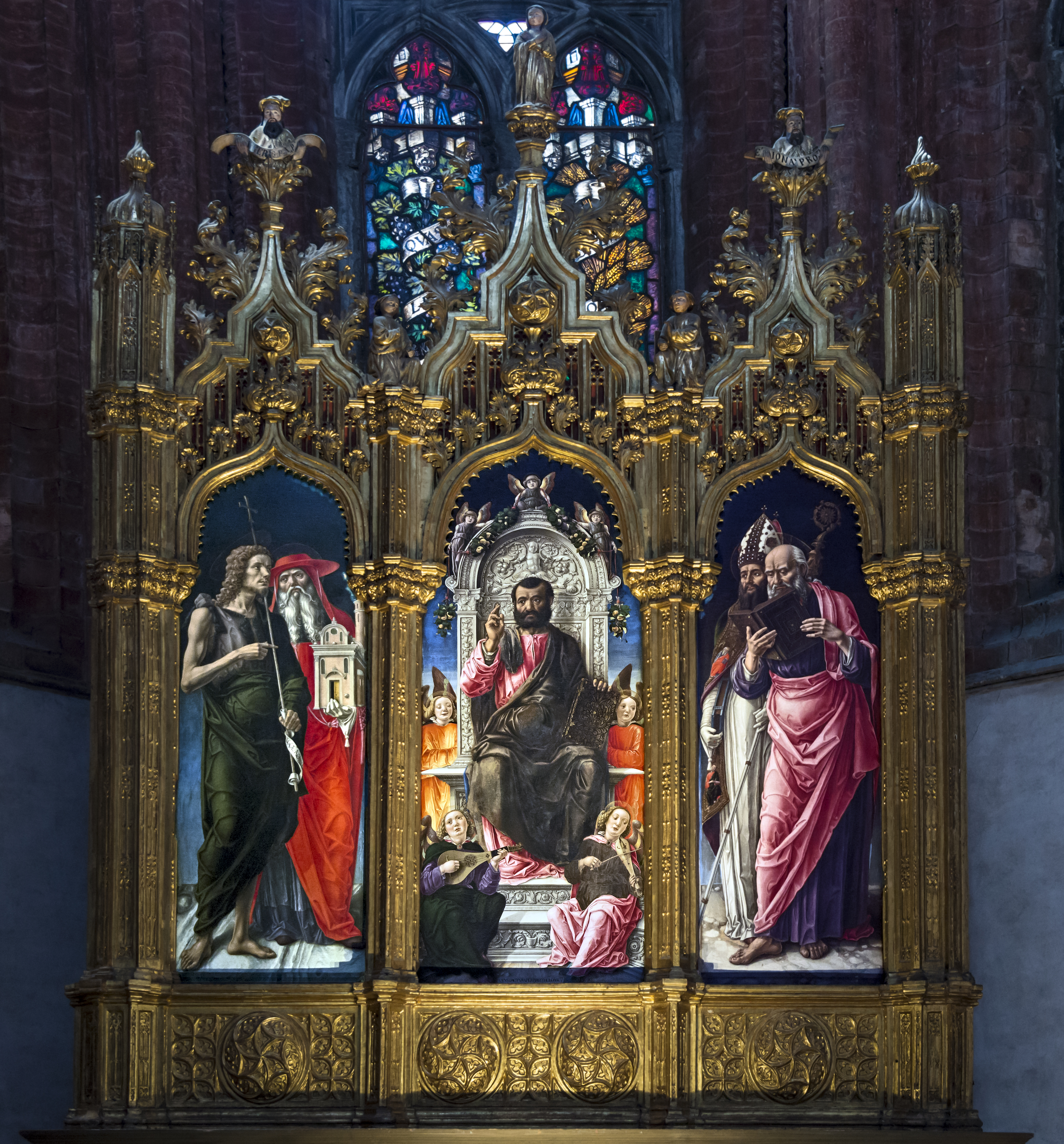
La llamada Pala di San Marco, de Bartolomeo Vivarini (1474). No debe confundirse con la homónima de Boticelli.
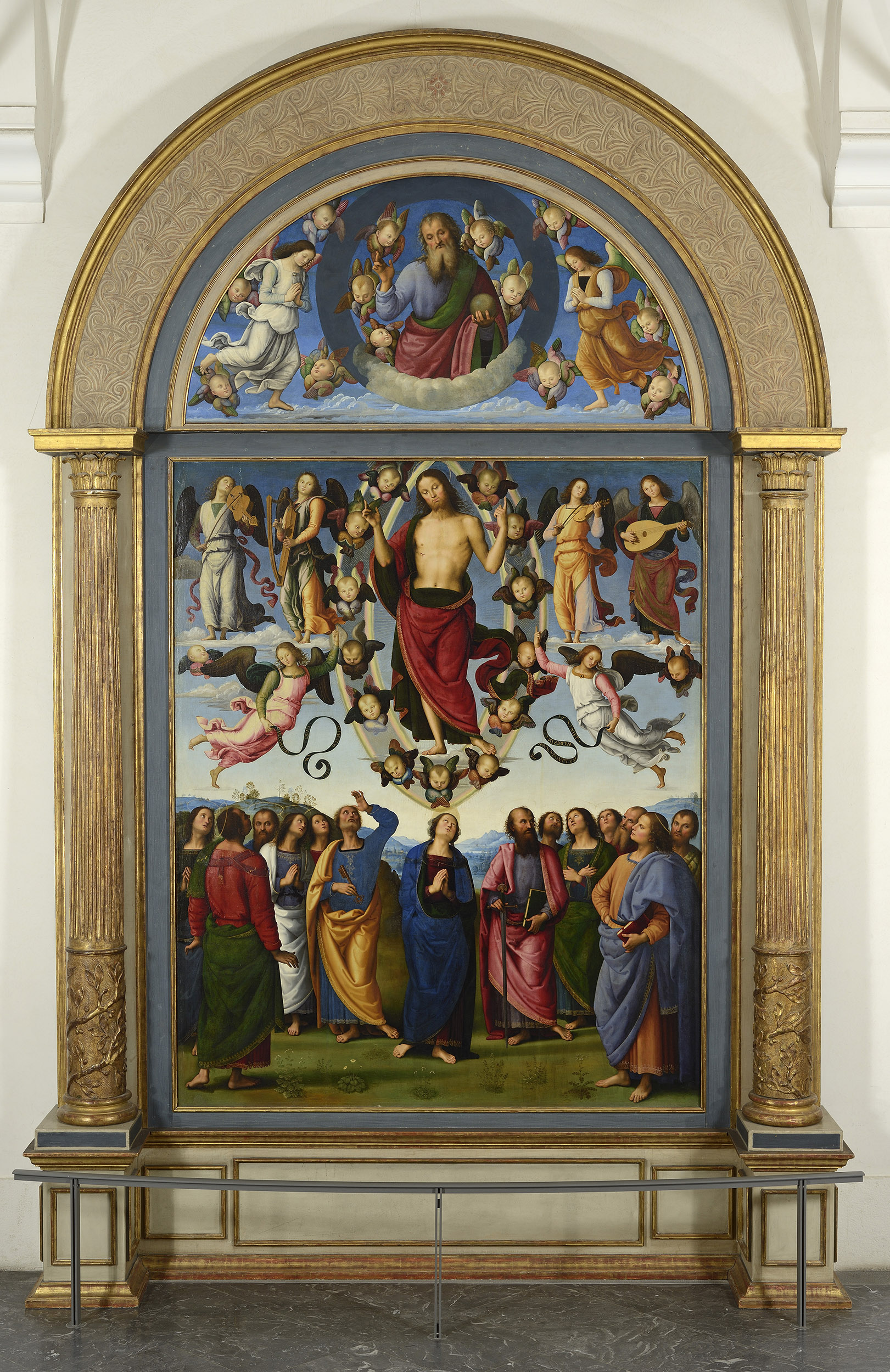
Montaje actual del llamado "políptico de San Pedro",[107] de Perugino, ca. 1496. La disposición original era más compleja.
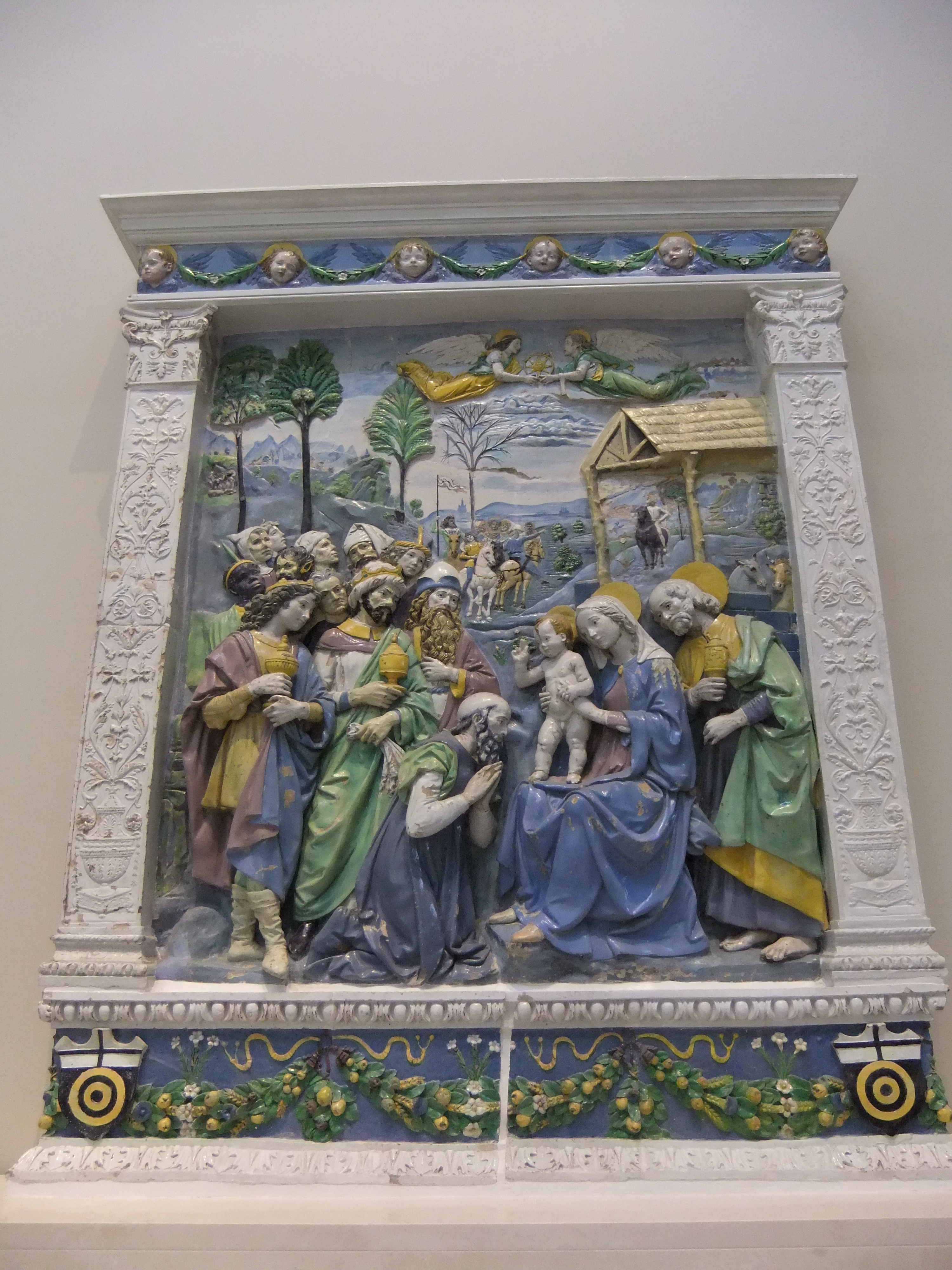
Adoración de los magos, retablo en terracota de Andrea della Robbia (1500-1510).
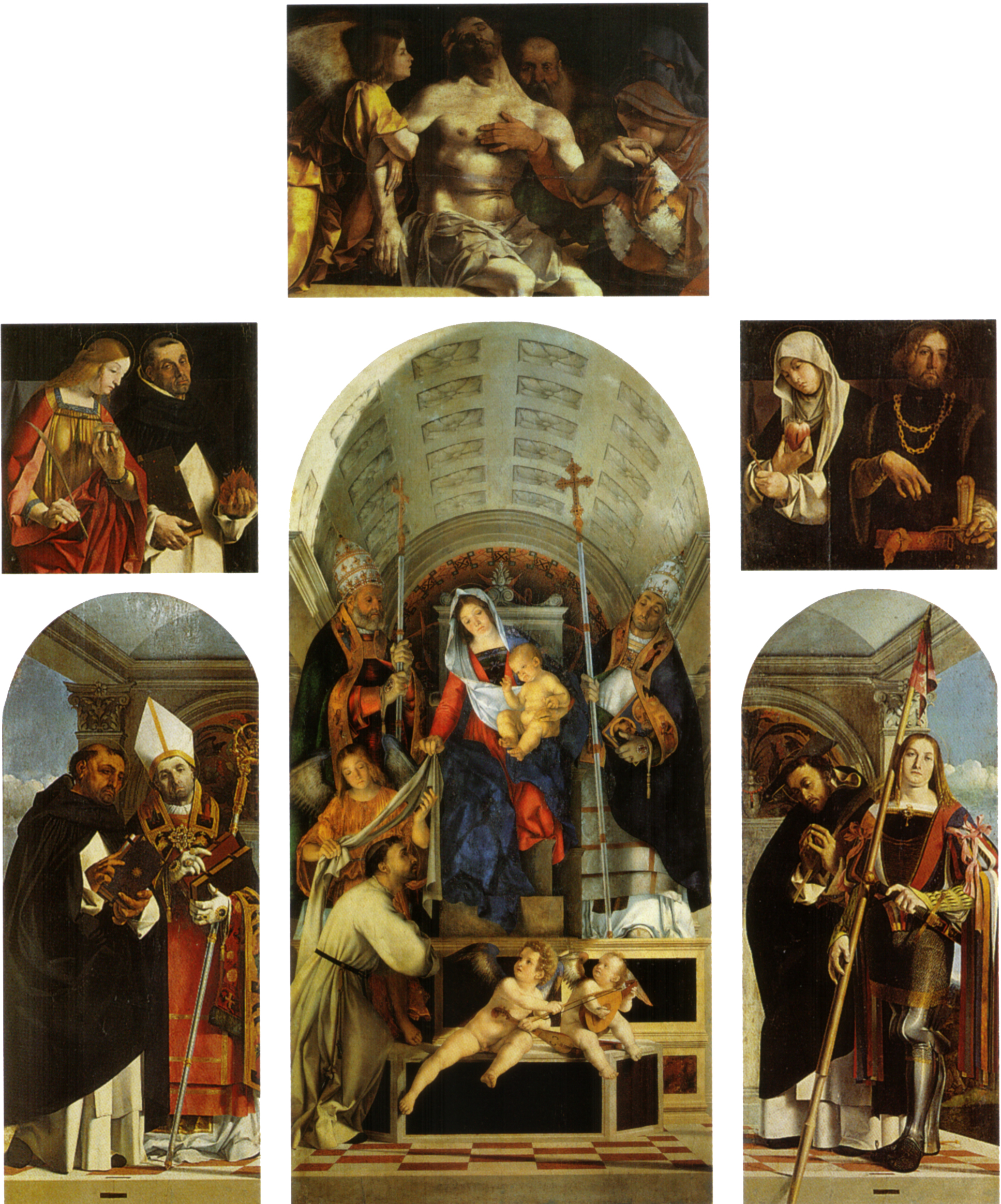
Reconstrucción del llamado "políptico Recanati",[108] de Lorenzo Lotto, ca. 1506
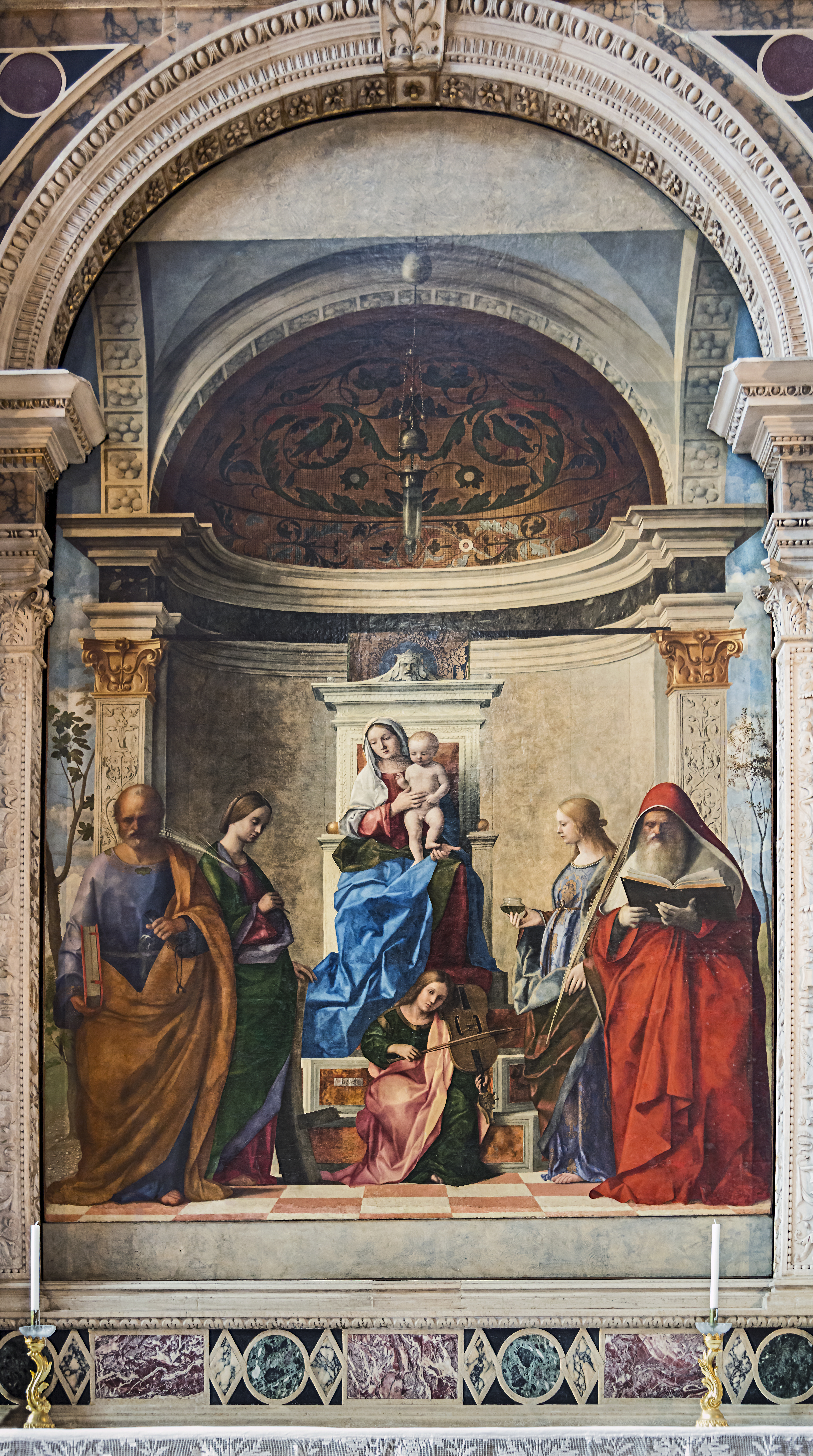
La llamada pala di San Zaccaria, de Giovanni Bellini.
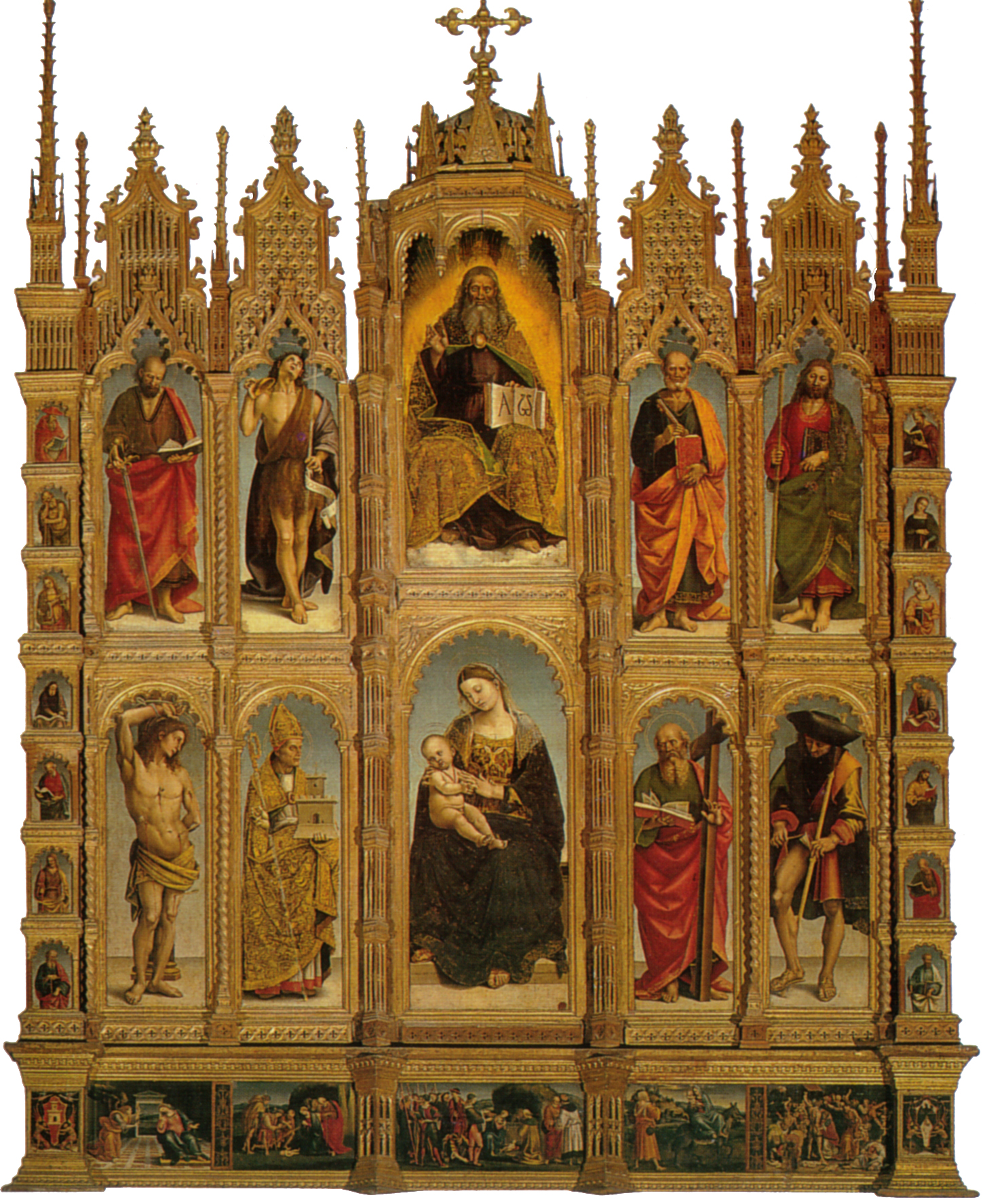
El llamado "políptico de Arcevia",[109] de Luca Signorelli (1507).
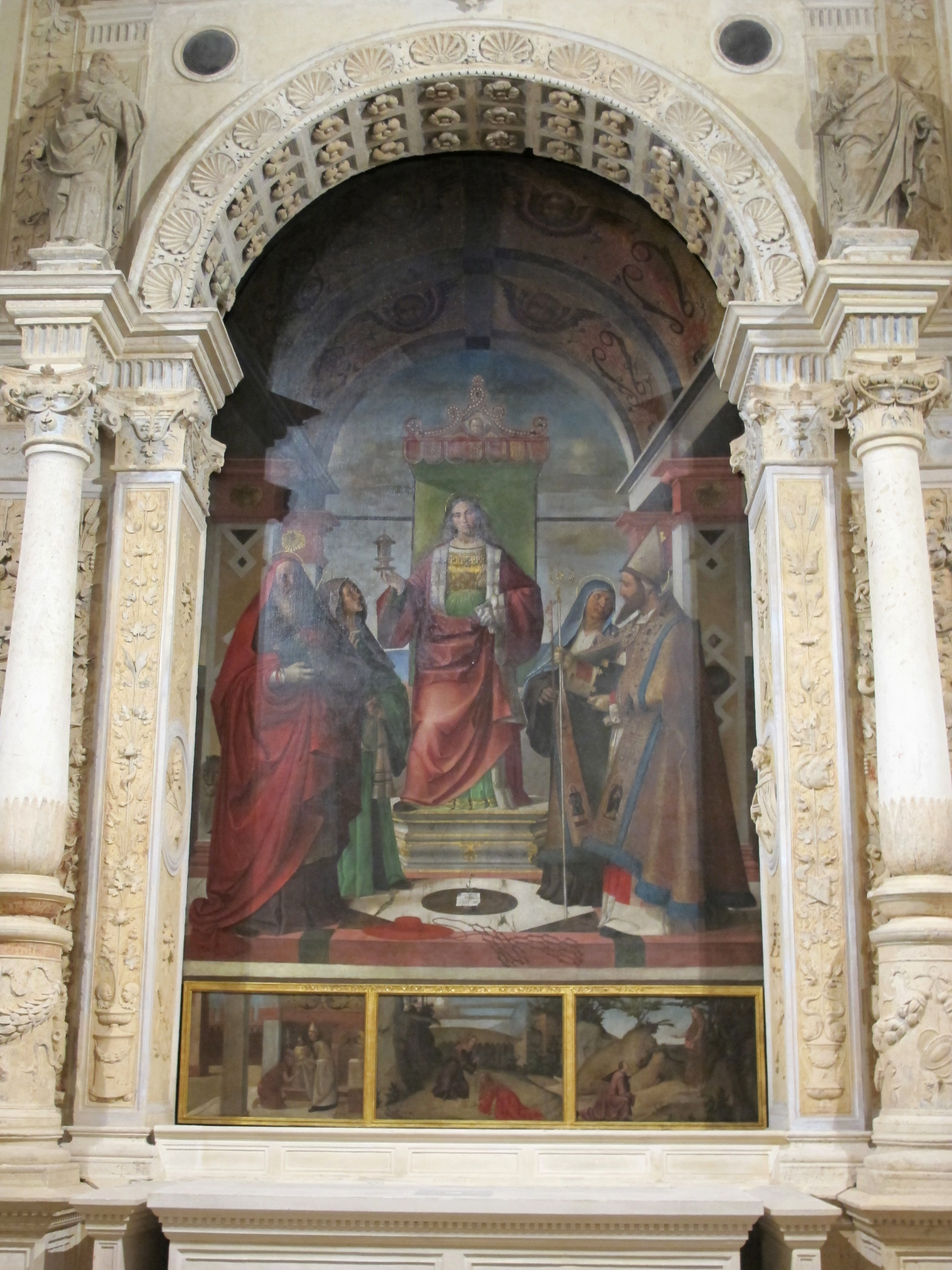
Retablo de la iglesia de Santa Corona[110] (Vicenza), de Bartolomeo Montagna.

## Retablos flamencos tardogóticos y Renacimiento nórdico

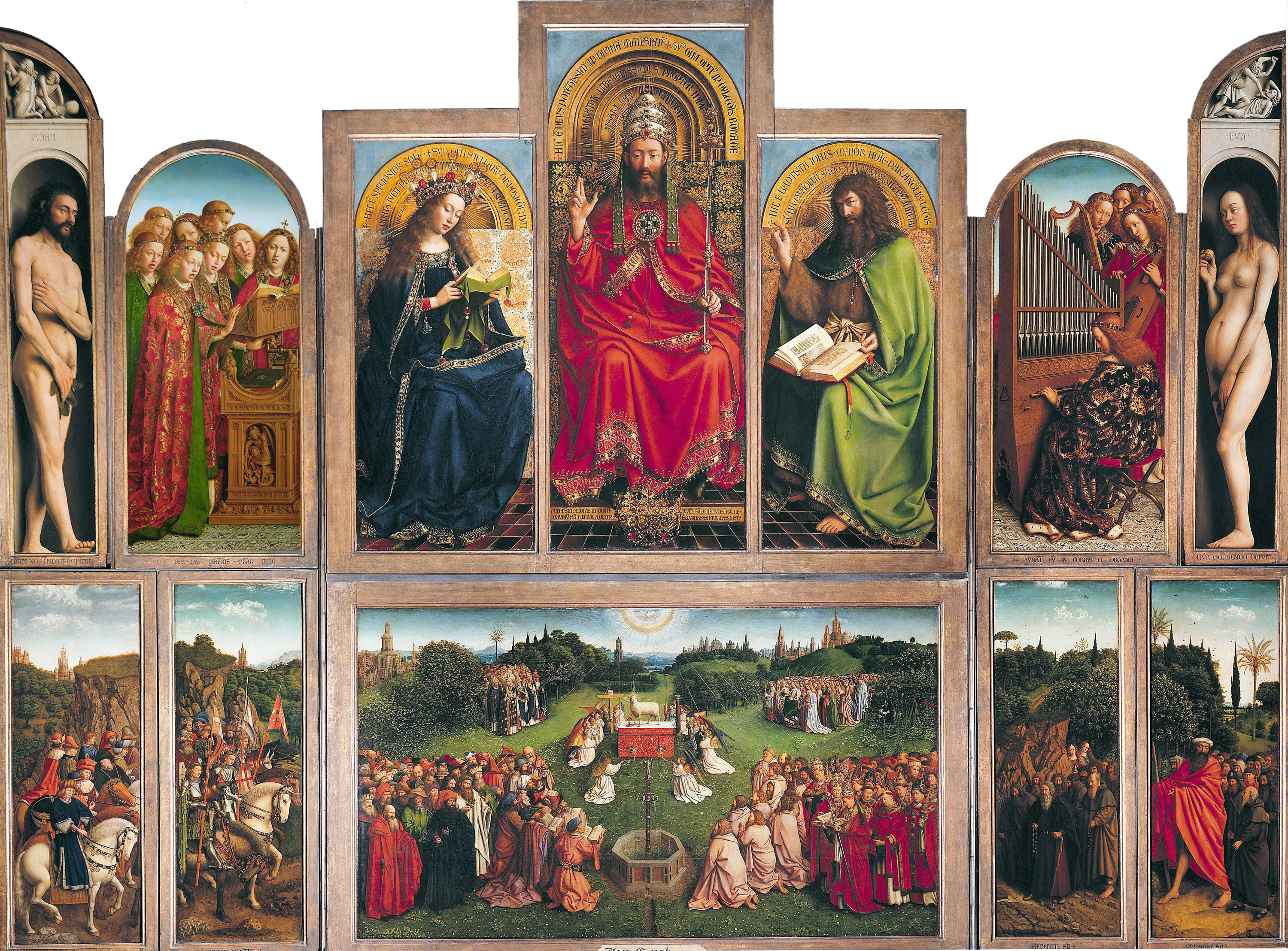
El llamado "políptico de Gante" o retablo de la adoración del cordero místico (abierto), de los hermanos Van Eyck (1432).

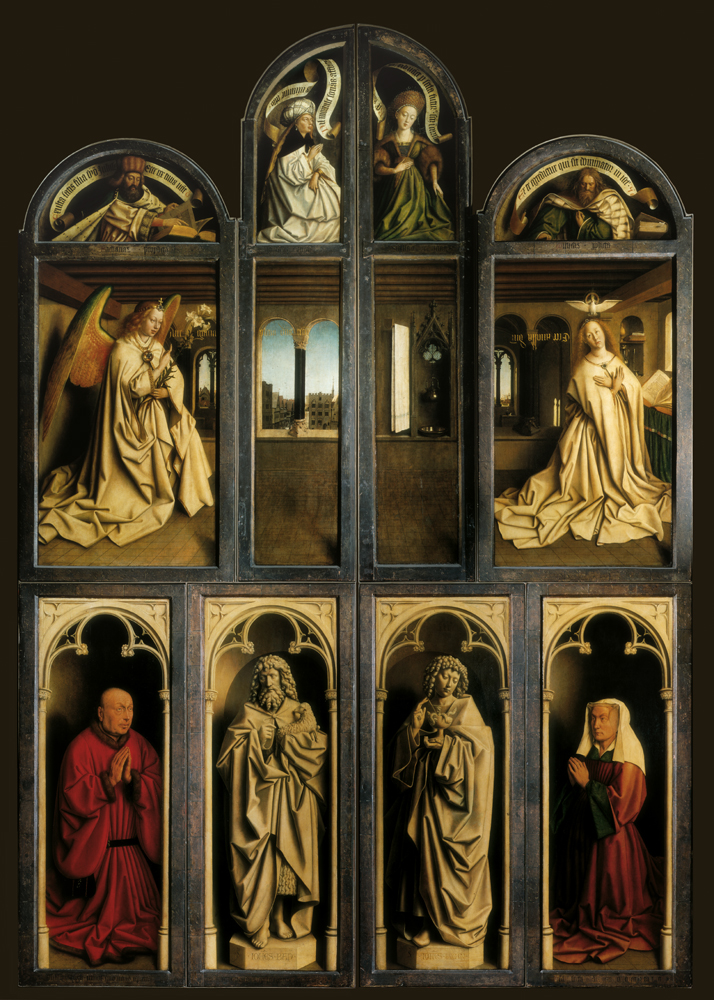
Ídem (cerrado).

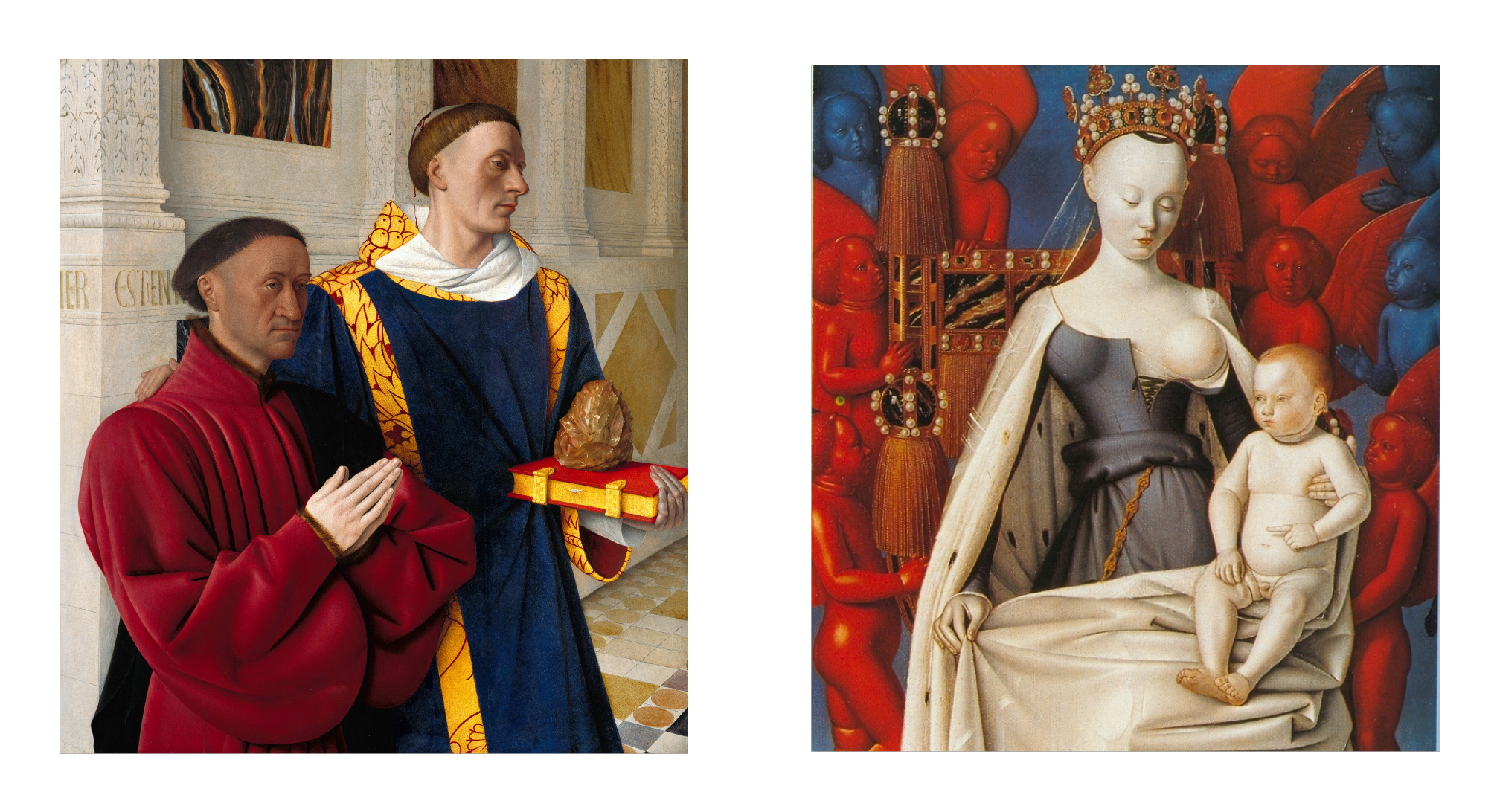
Díptico de Melun, de Jean Fouquet (1452-1458).

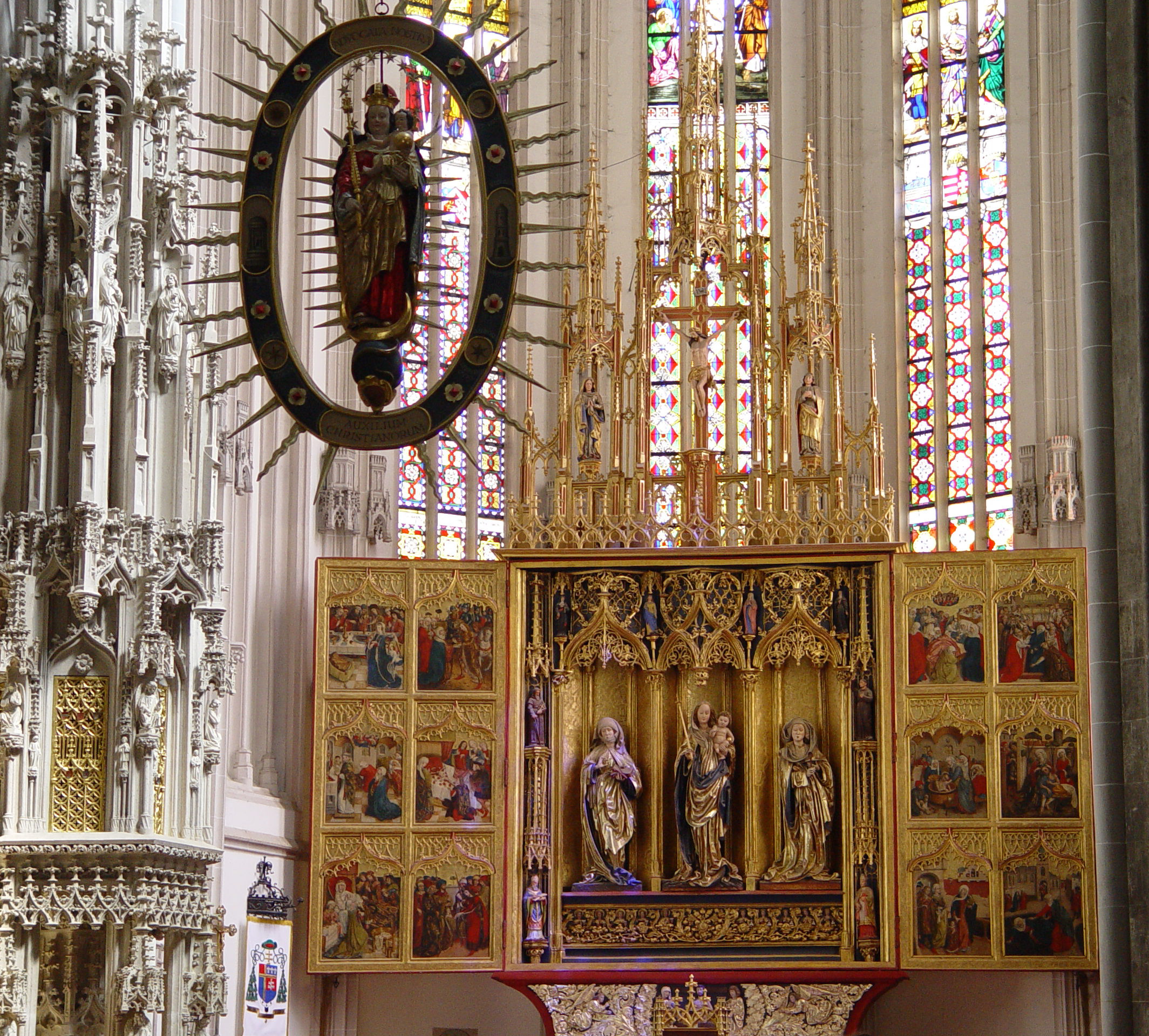
Retablo mayor de la catedral de Košice, del llamado Maestro de la Leyenda de Santa Isabel (1474-1477).

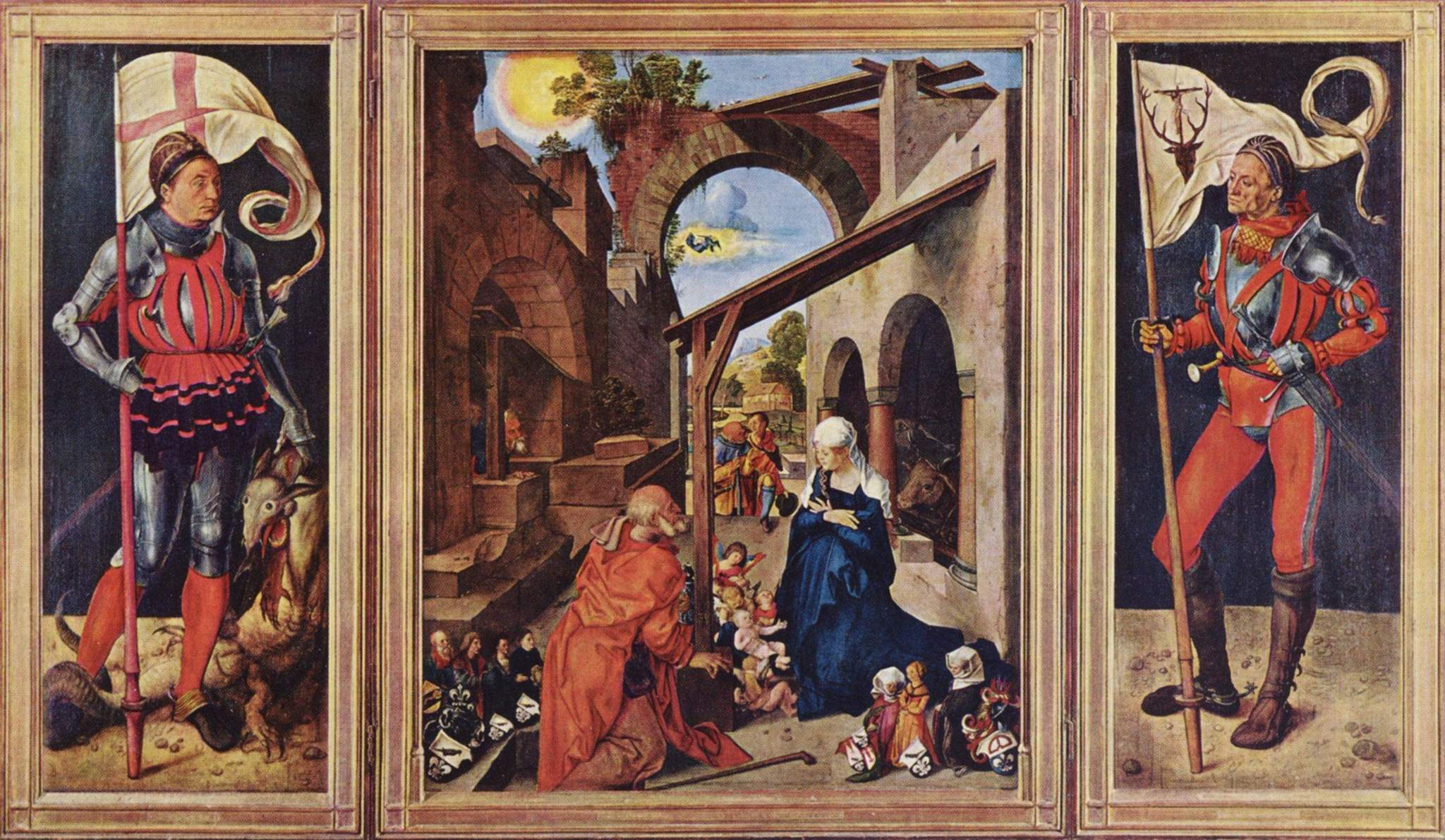
El llamado retablo Paumgartner, de Alberto Durero (1502-1504). Durero realizó algunos otros grandes retablos, como el llamado altar de Heller aunque el más famoso de sus polípticos no es una "pieza de altar", ni siquiera propiamente devocional, a pesar de su tema religioso, dado su tratamiento "moderno" de los desnudos: Adán y Eva.

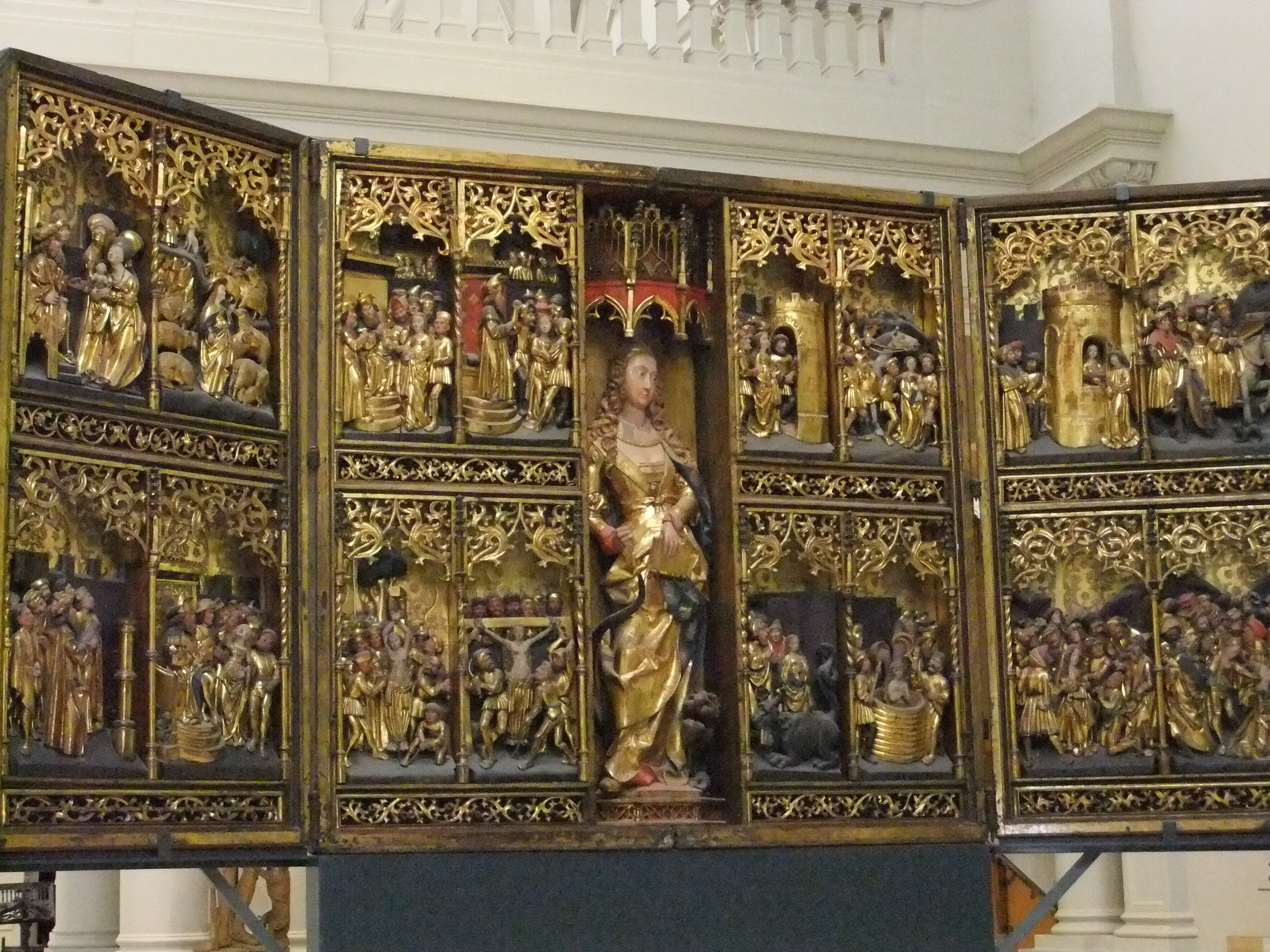
Retablo de Santa Margarita, de un maestro anónimo del norte de Alemania (ca. 1520). Probablemente procede de la Johanniskirche de Lüneburg. A pesar de lo tardío de la fecha, sigue manteniendo las convenciones estéticas del gótico internacional.

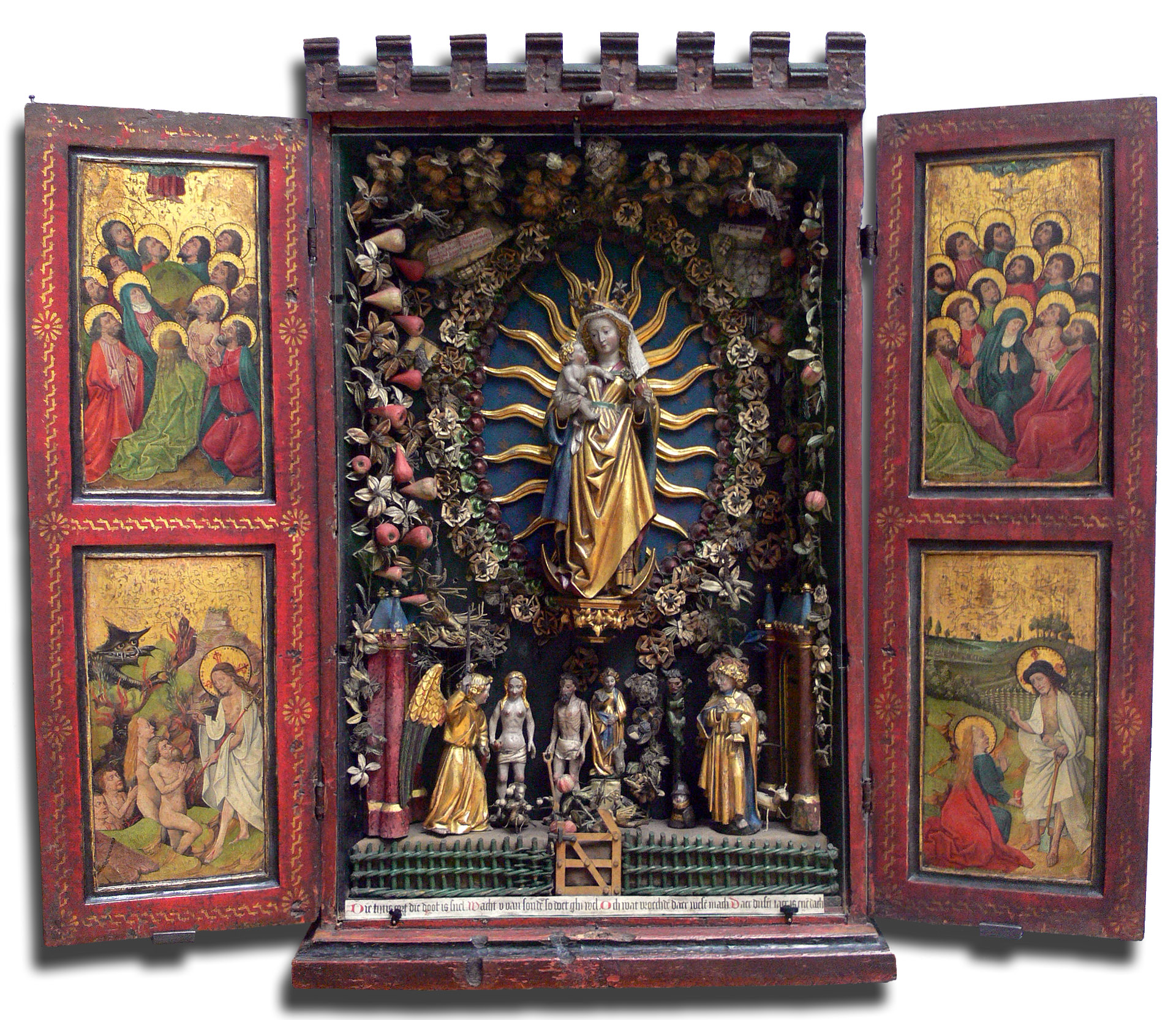
Pequeño retablo devocional privado de la tipología denominada en flamenco Besloten Hofje ("jardín cerrado", en referencia al tema del Hortus conclusus) procedente de Brabante (ca. 1594).

En la zona ambiguamente denominada Flandes por la historiografía, el Estado Borgoñón protagonizó un esplendor cultural que Johan Huizinga calificó de Otoño de la Edad Media; y que continuó en la Edad Moderna bajo los Habsburgo. Como los apreciadísimos tapices flamencos, los retablos flamencos se exportaban a toda Europa, tanto los polípticos pictóricos (los Van Eyck, Van der Weyden, Van der Goes) como los escultóricos, de compleja composición arquitectónica y motivos derivados del gótico internacional. Algunos de ellos recibieron denominaciones encomiásticas (como «la perla de Brabante» o «el milagro de Dortmund»).
En el reino de Francia cobró gran fama la obra de escultores como Antoine Le Moiturier (retablo del juicio final de la colegiata de San Pedro de Aviñón, del que sólo subsisten dos ángeles), y pintores como Jean Fouquet (el atrevido díptico para la capilla funeraria de Agnès Sorel en la catedral de Melun).
En las ciudades centroeuropeas de cultura germánica, en torno al Rin y el Danubio, que asistieron al nacimiento de la imprenta, de espectacular repercusión en la difusión del humanismo y la transformación de la cultura en las décadas finales del siglo XV y las primeras del siglo XVI, destacó la obra de pintores como Pacher, Durero, Grünewald, Altdorfer, Ratgeb, Baldung, los Cranach o los Holbein, que también se desarrolló en la retablística. Alternativamente, o integrándose en los mismos retablos, se desarrolló la obra de escultores como Veit Stoss, Nikolaus Gerhaert, Tilman Riemenschneider o Nicolas de Haguenau. Las formas evolucionaron desde los paneles fijos de modestas dimensiones hasta las grandes y complejas estructuras articuladas con compleja ornamentación arquitectónica. Las alas se solían dedicar a representaciones pictóricas de los santos, mientras que el panel central se reservaba a escenas evengélicas en tallas de bulto.
A partir de 1517, el impacto de la Reforma Protestante fue notabilísimo, y en lo que toca a los retablos, provocó la destrucción de muchas imágenes religiosas; aunque también hubo destacados artistas luteranos que continuaron realizando piezas de altar, como los Cranach.

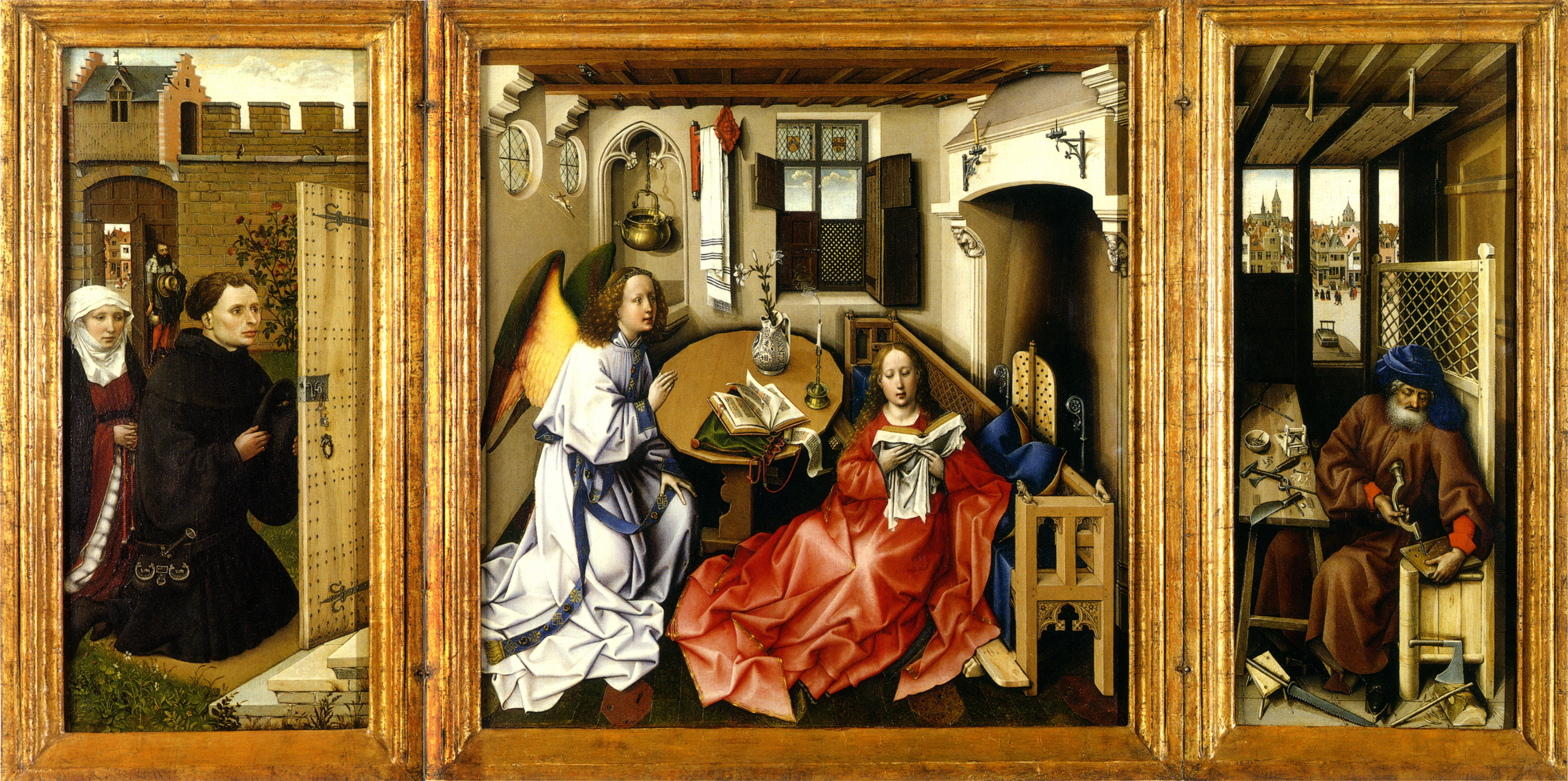
Tríptico de la Anunciación o de Mérode, de Robert Campin (1425-1430).
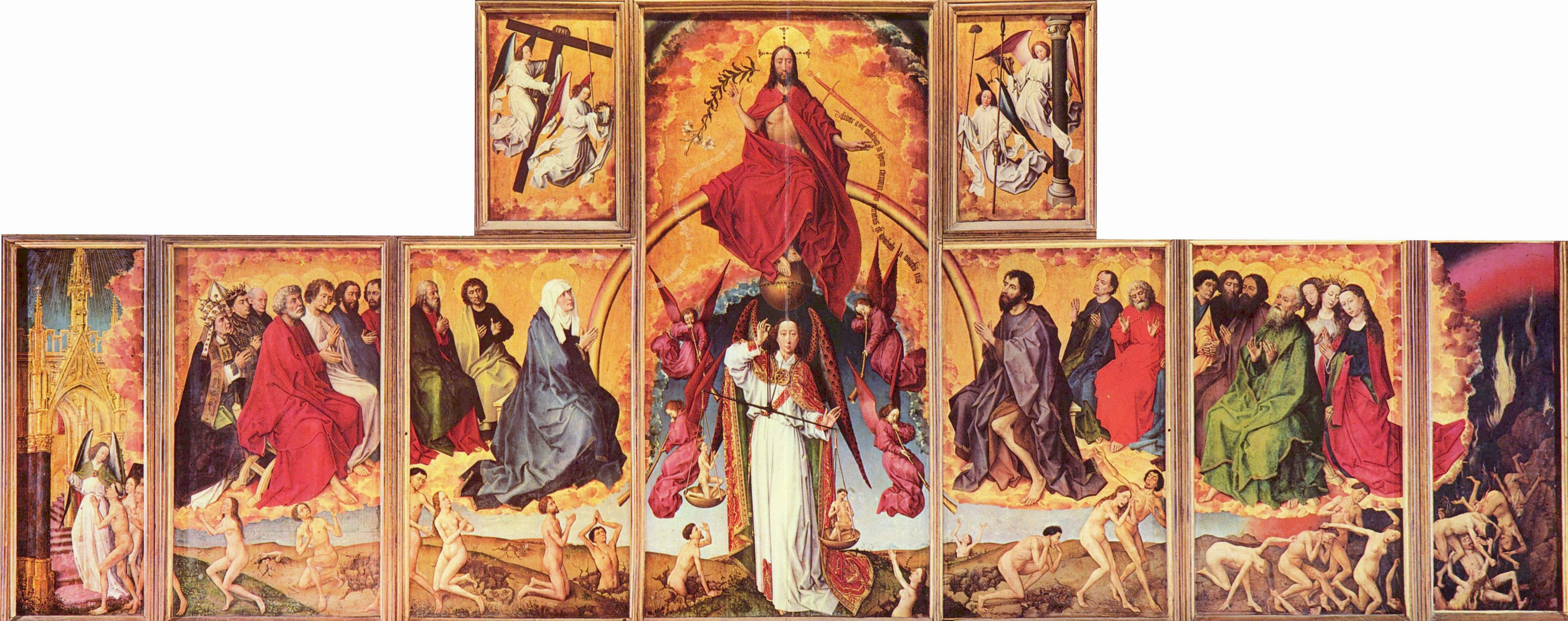
Políptico del juicio final (abierto), de Rogier van der Weyden (1440-1450).
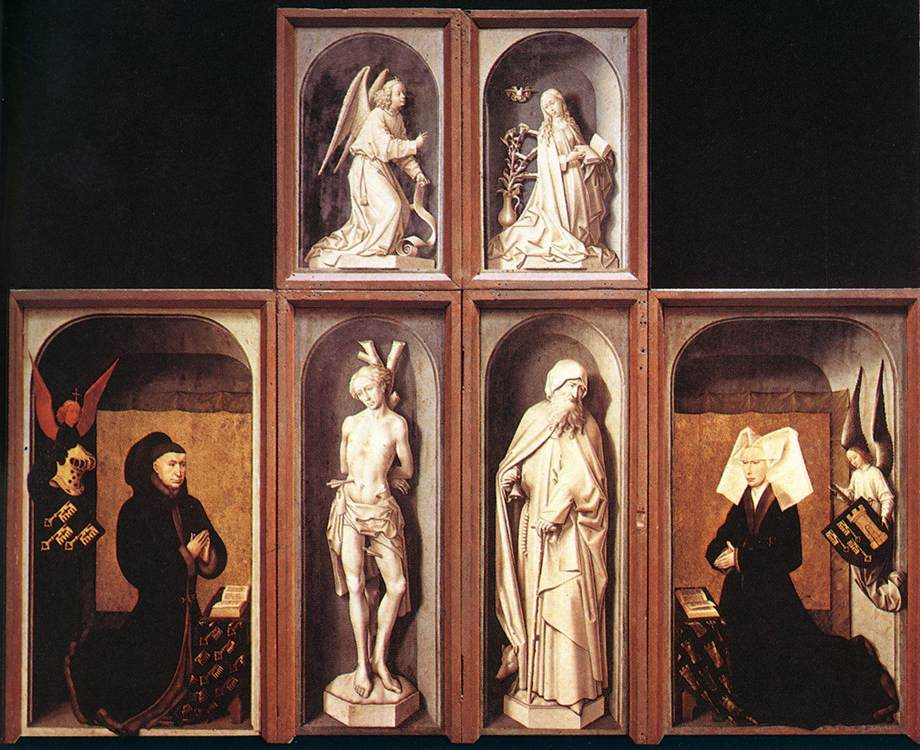
Ídem (cerrado).
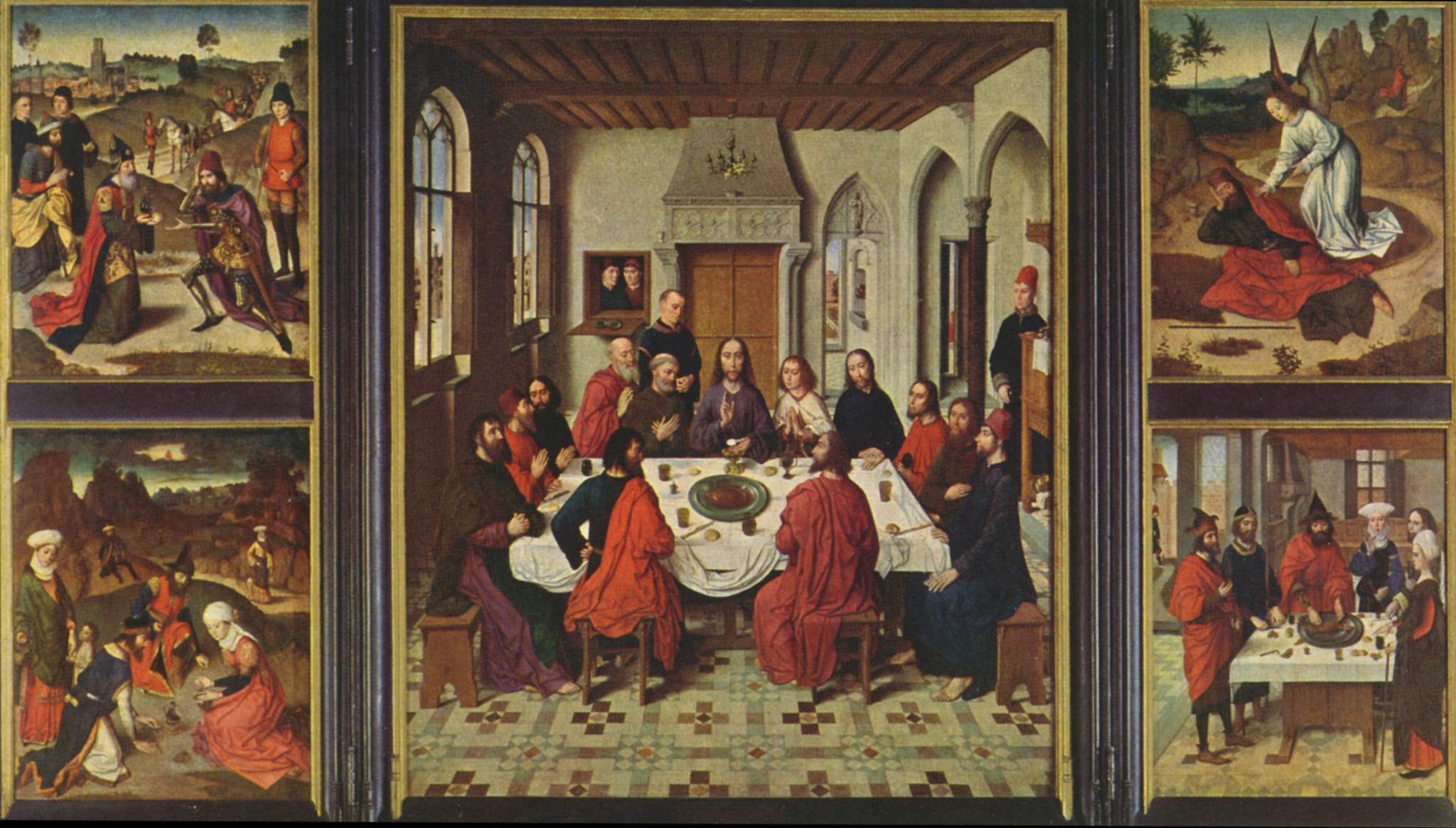
Retablo del Santísimo Sacramento, de Dirk Bouts (1464-1467).
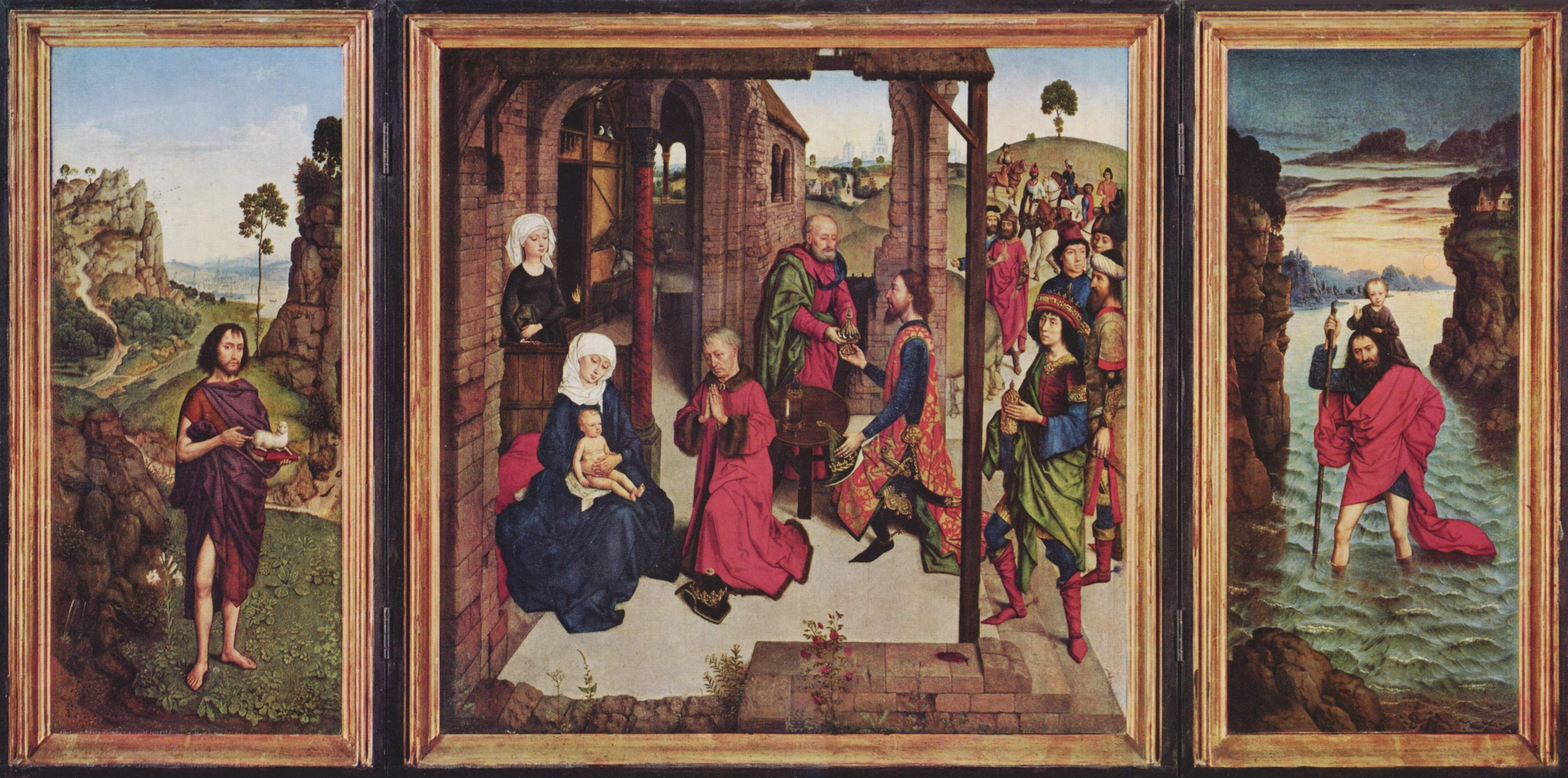
El retablo llamado "la perla de Brabante", ca. 1470.
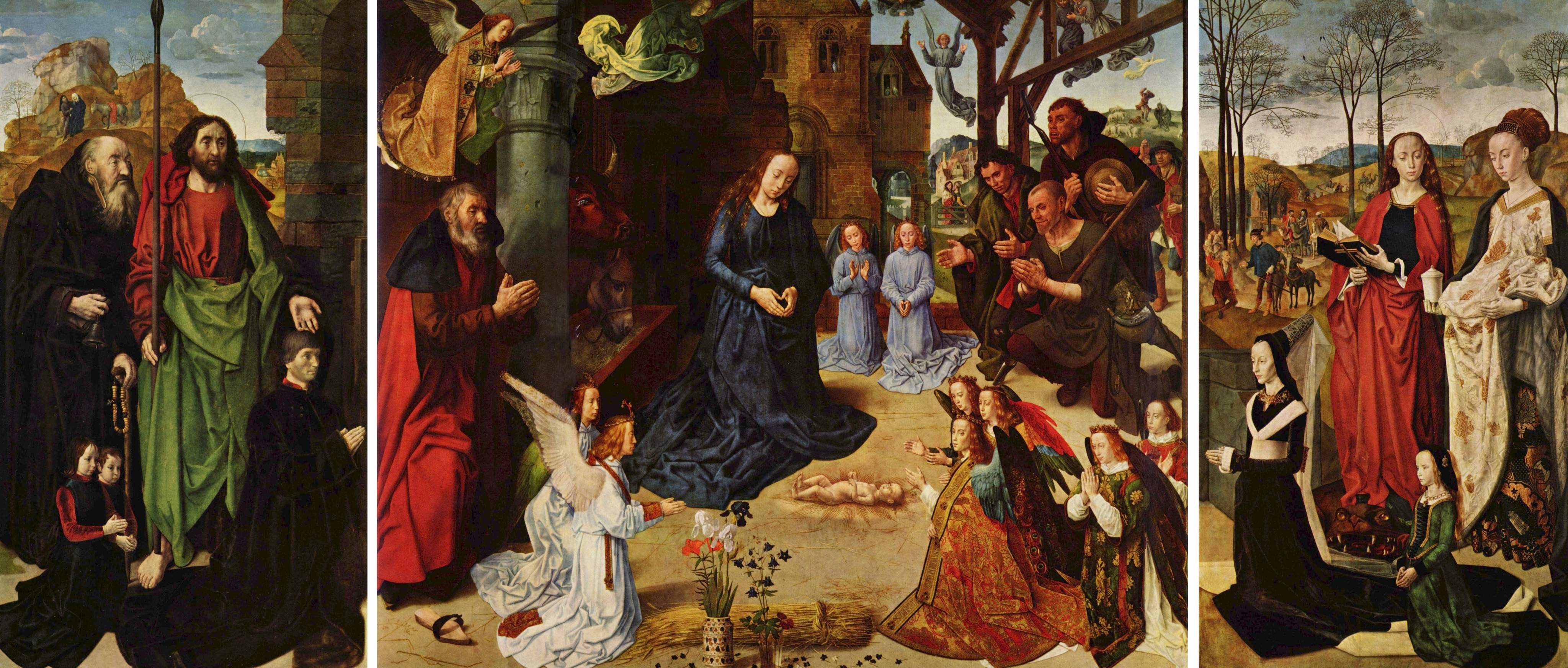
El llamado "tríptico Portinari", de Hugo van der Goes (1476-1478).
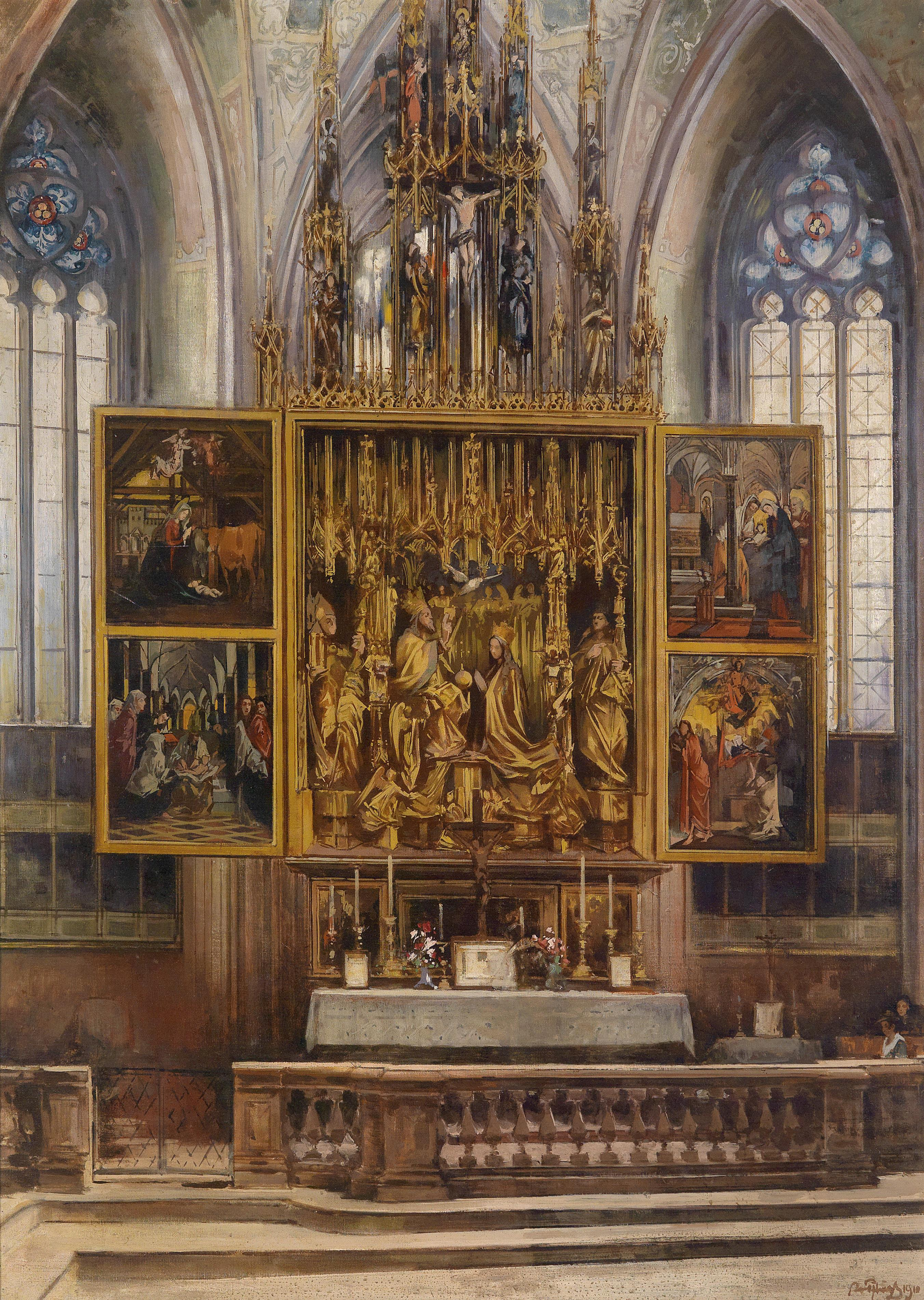
El llamado Pacher-Altar,[124] retablo de St. Wolfgang im Salzkammergut de Michael Pacher(1471).
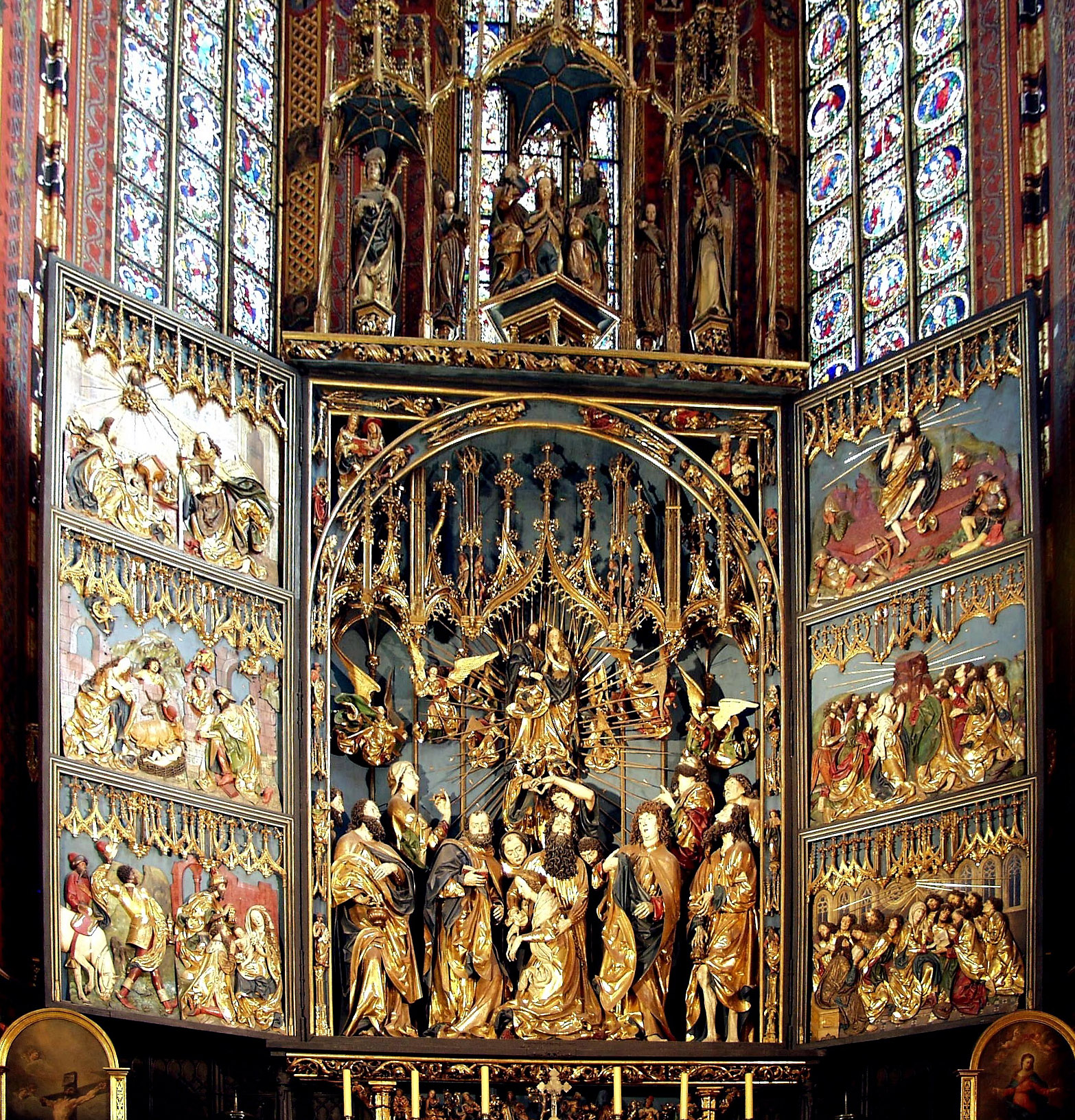
El llamado "retablo" o "altar de la Dormición" o de Cracovia,[126] de Veit Stoss (1477-1489).
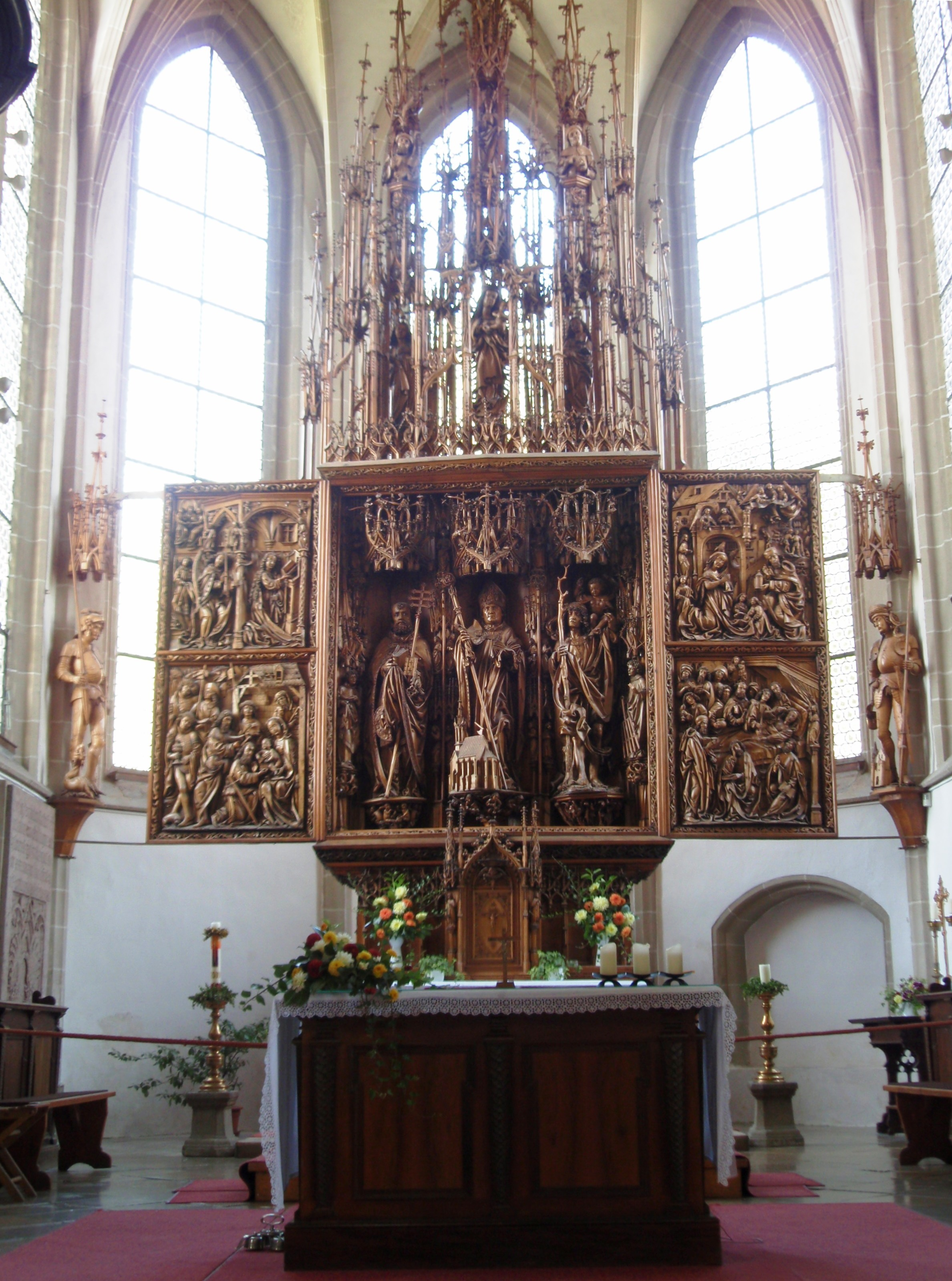
El llamado "retablo" o "altar Kefermarkter" (1490-1497).
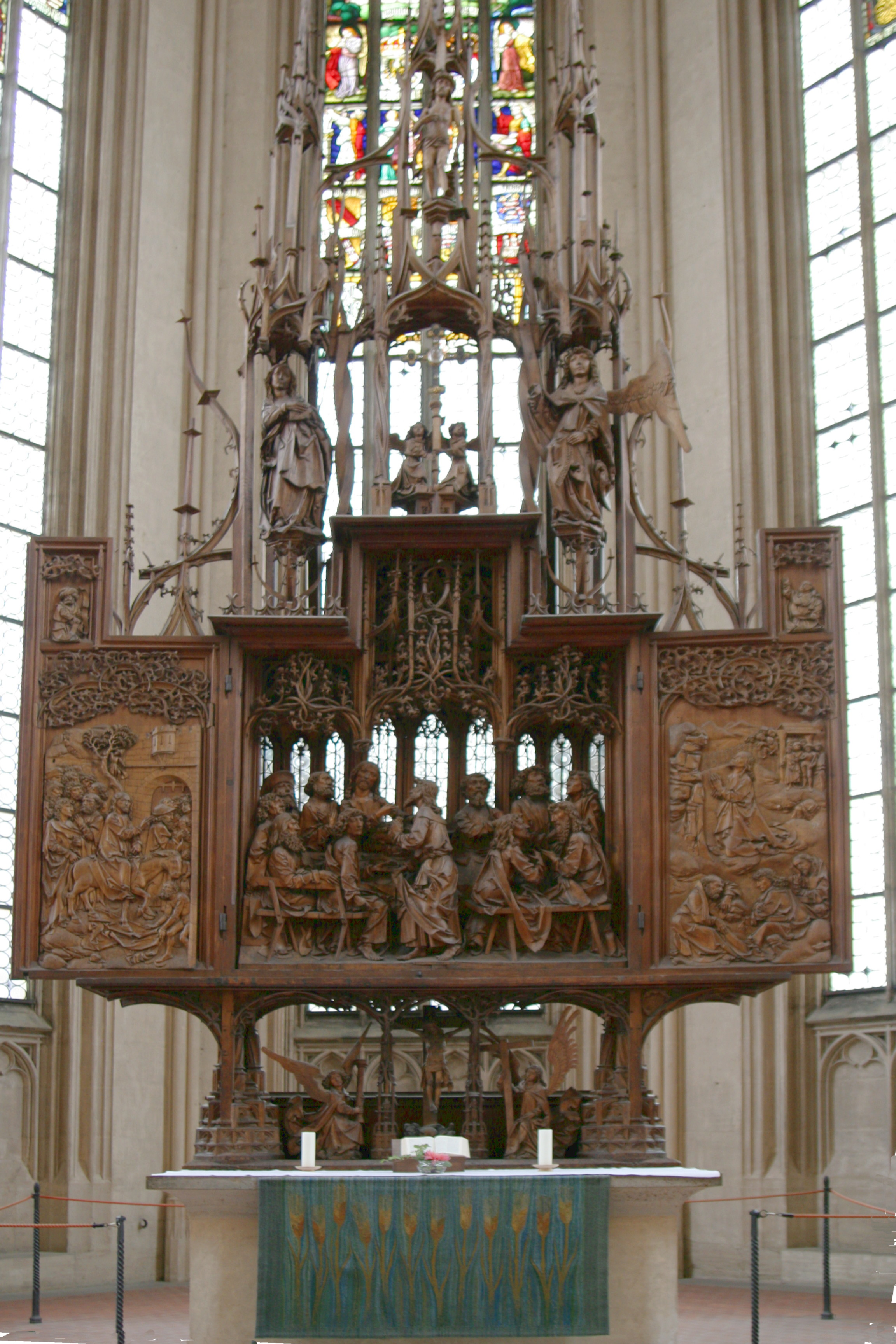
El llamado "retablo" o "altar de la Sagrada Sangre" (Heiligblutaltar),[128] de Tilman Riemenschneider (1501—1505). Del mismo autor, o de su círculo, son el retablo de la iglesia de San Pedro y San Pablo de Detwang,[129] el Zwölfbotenaltar[130] y el Marienretabel de la Herrgottskirche[131] de Creglingen.
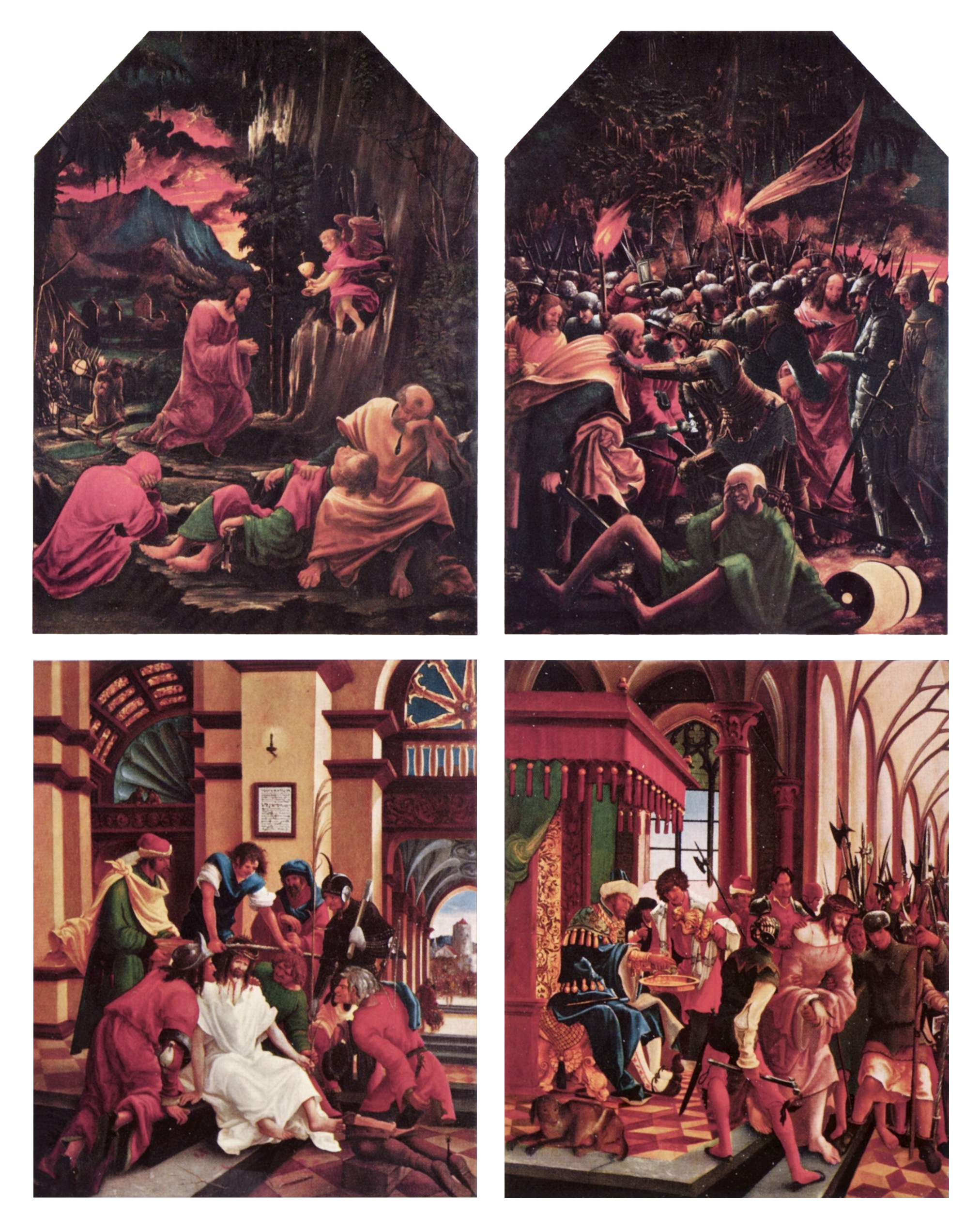
Parte de los paneles del llamado retablo o "altar de San Sebastián" (Sebastianaltar)[132] del monasterio de San Florián[133] (Sankt Florian, Austria), de Altdorfer (1509-1519).
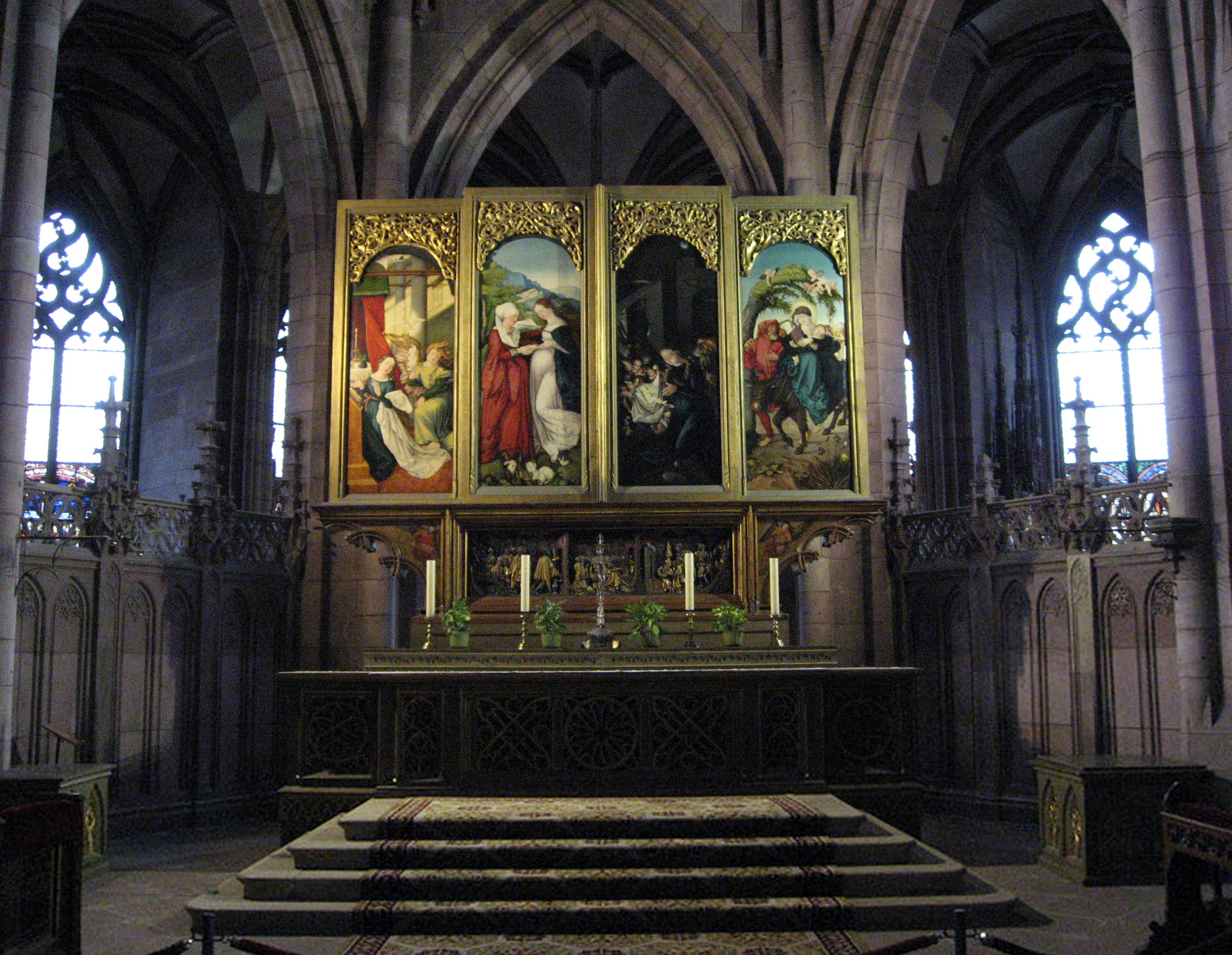
Retablo del altar mayor de la catedral de Friburgo, de Hans Baldung (1512-1516).
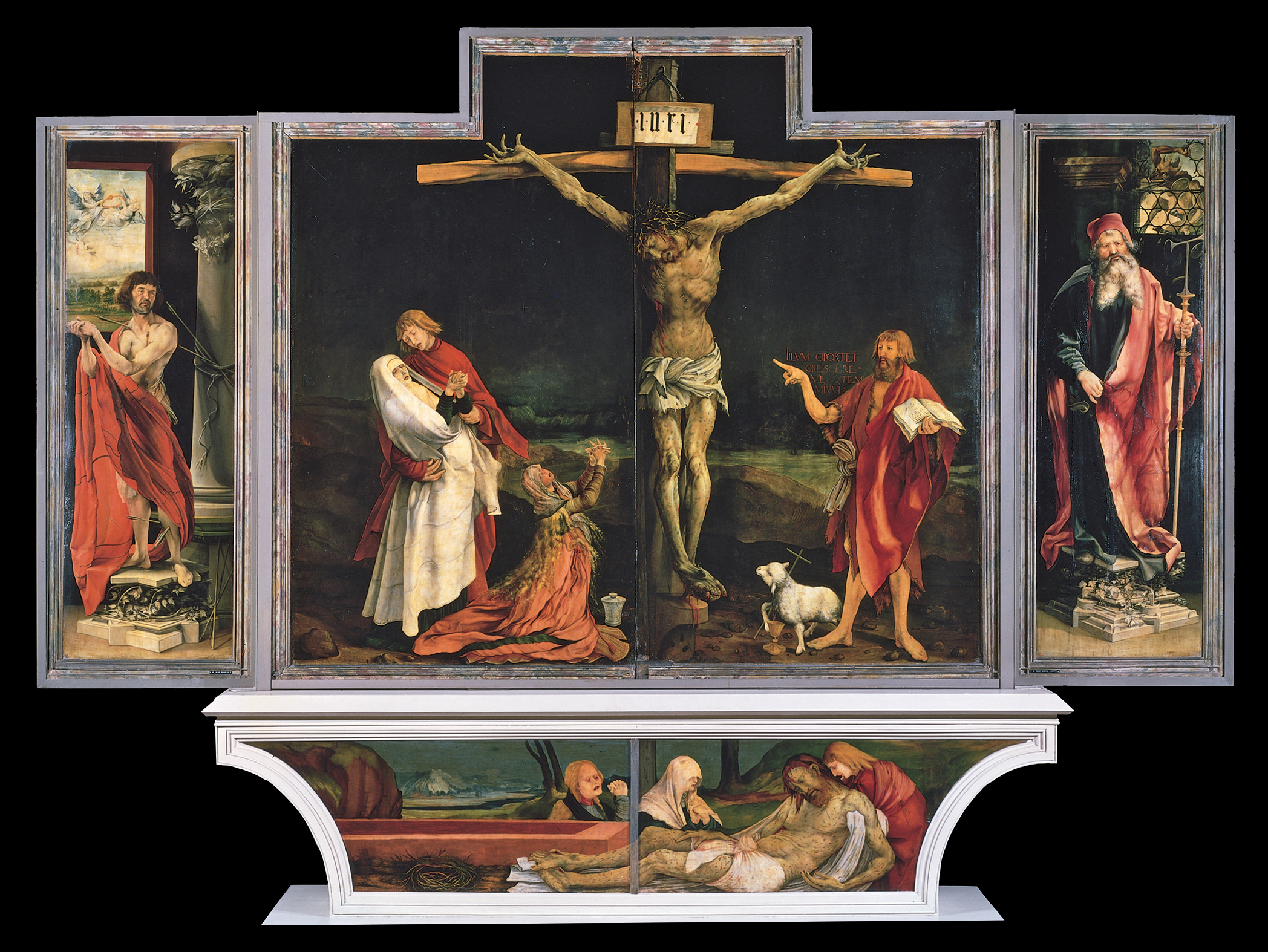
El llamado "retablo" o "altar de Isenheim" (1512-1516). Configuración cerrada, con pinturas de Grünewald.
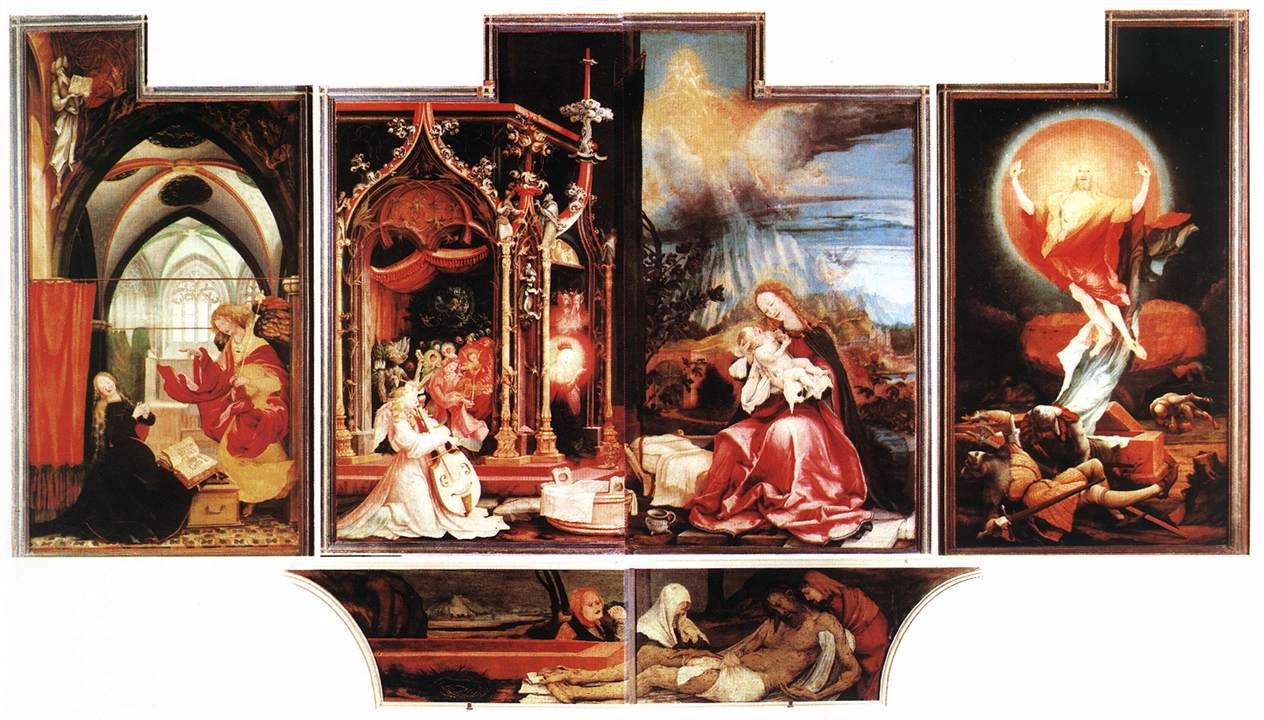
Ídem. Configuración de primera apertura (primeros paneles centrales desplegados)
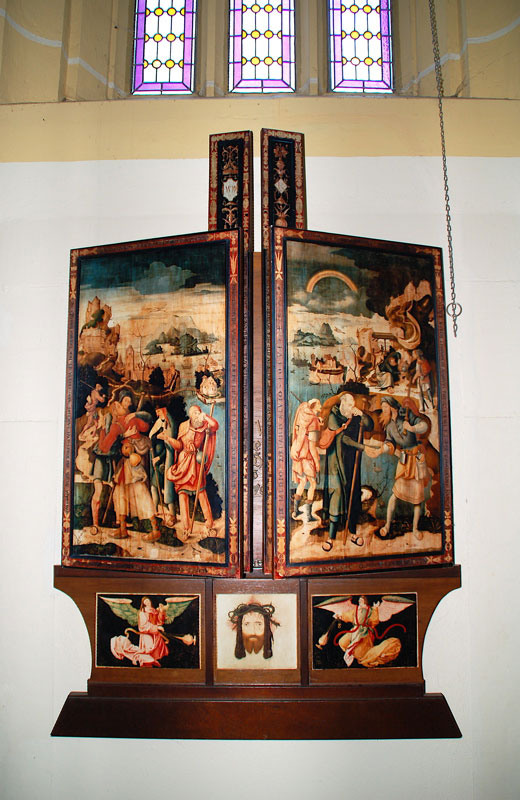
El llamado "retablo" o "altar Herrenberger",[135] de Jerg Ratgeb (1518-1521).
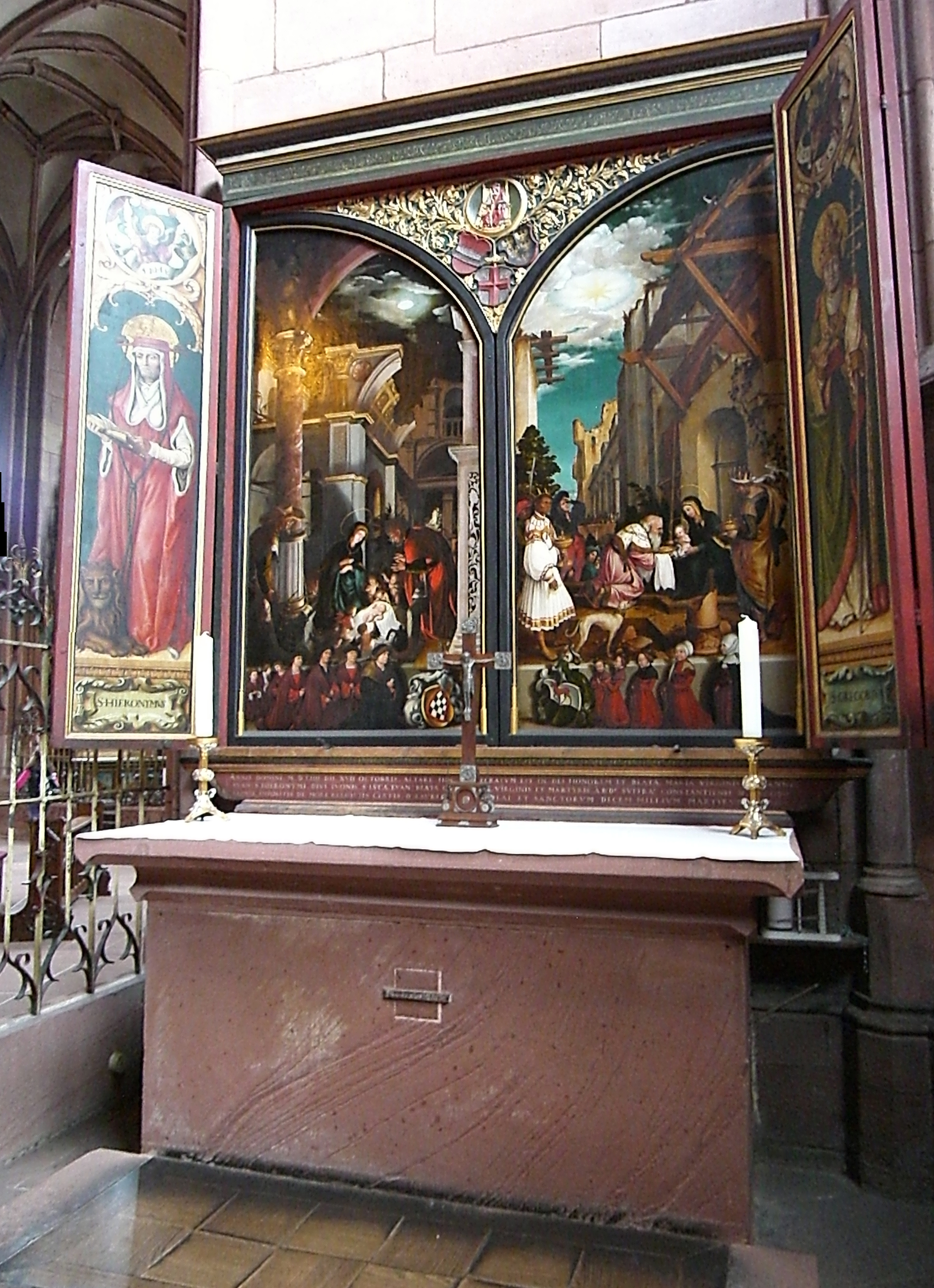
El llamado "retablo" o "altar Oberried", de Hans Holbein el Joven (1521-1522).
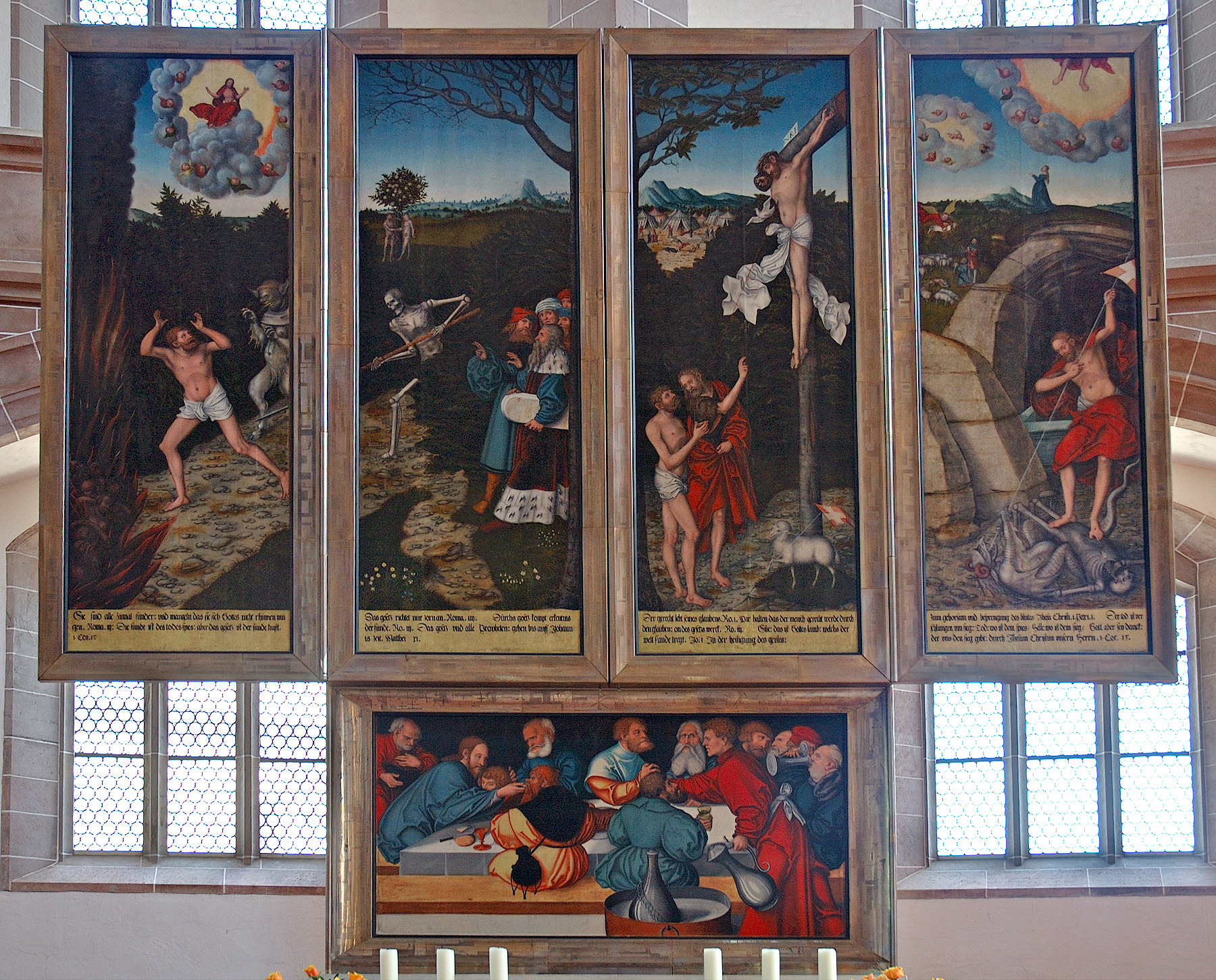
El llamado "retablo" o "altar Schneeberger" (Wolfgangskirche, Schneeberg),[136] de Lucas Cranach el Viejo, 1532–1539 (vista anterior -recto-).
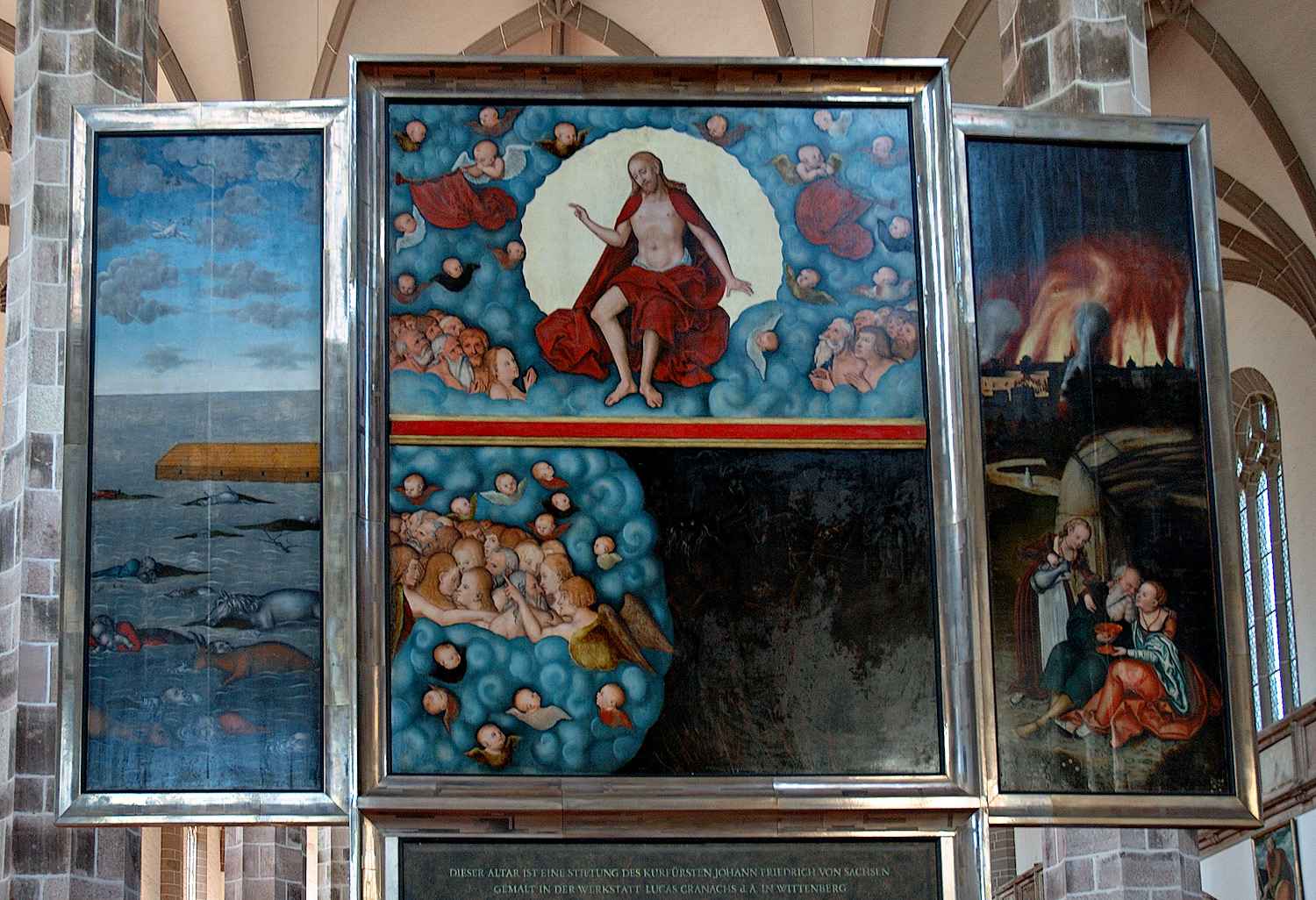
Ídem (vista posterior -verso-).

Los llamados "retablos de Amberes"
En los siglos XV y XVI, la fama de los llamados "retablos de Amberes" se extendía por toda Europa. El auge comercial de la ciudad de Amberes se había producido especialmente a partir de la decadencia de la ciudad de Brujas, y sufrió un terrible golpe con el saco de Amberes de 1576.

Retablos de Amberes
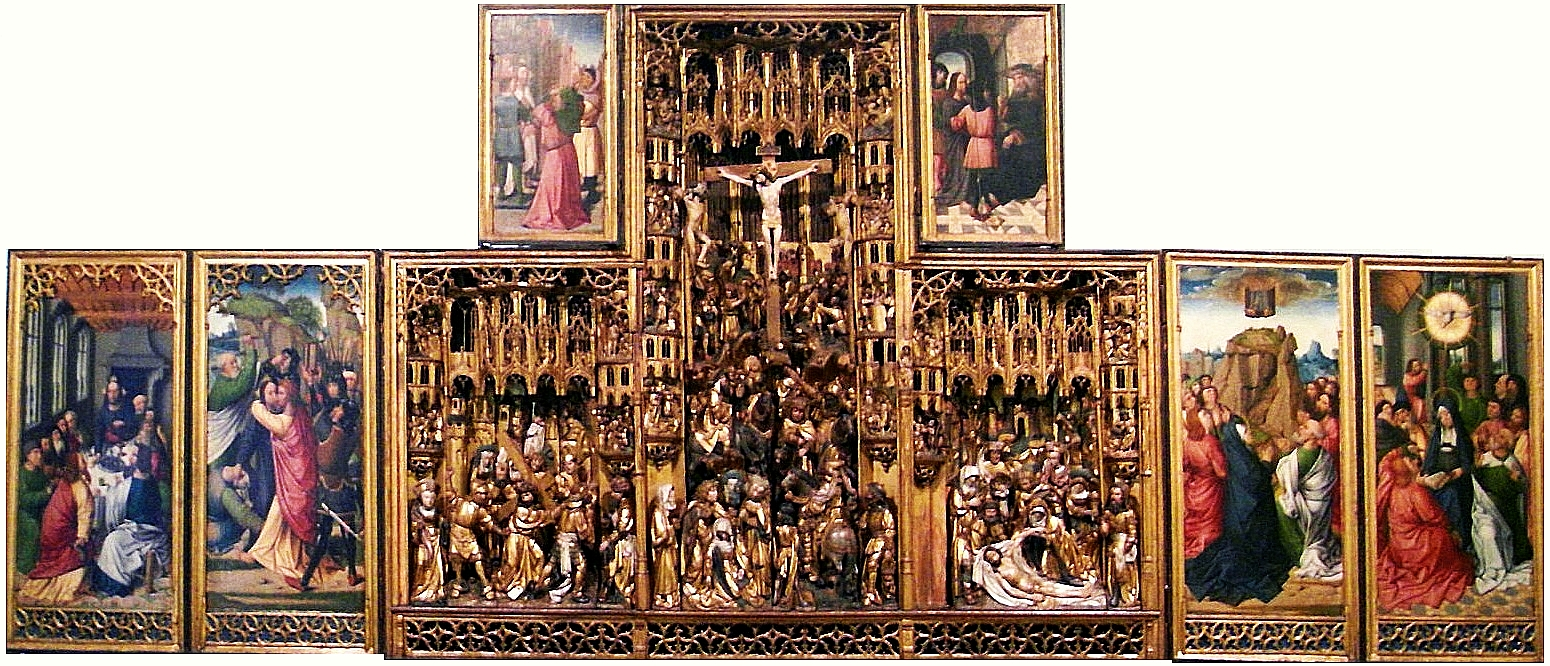
El llamado "políptico Pruszcz", ca. 1500.
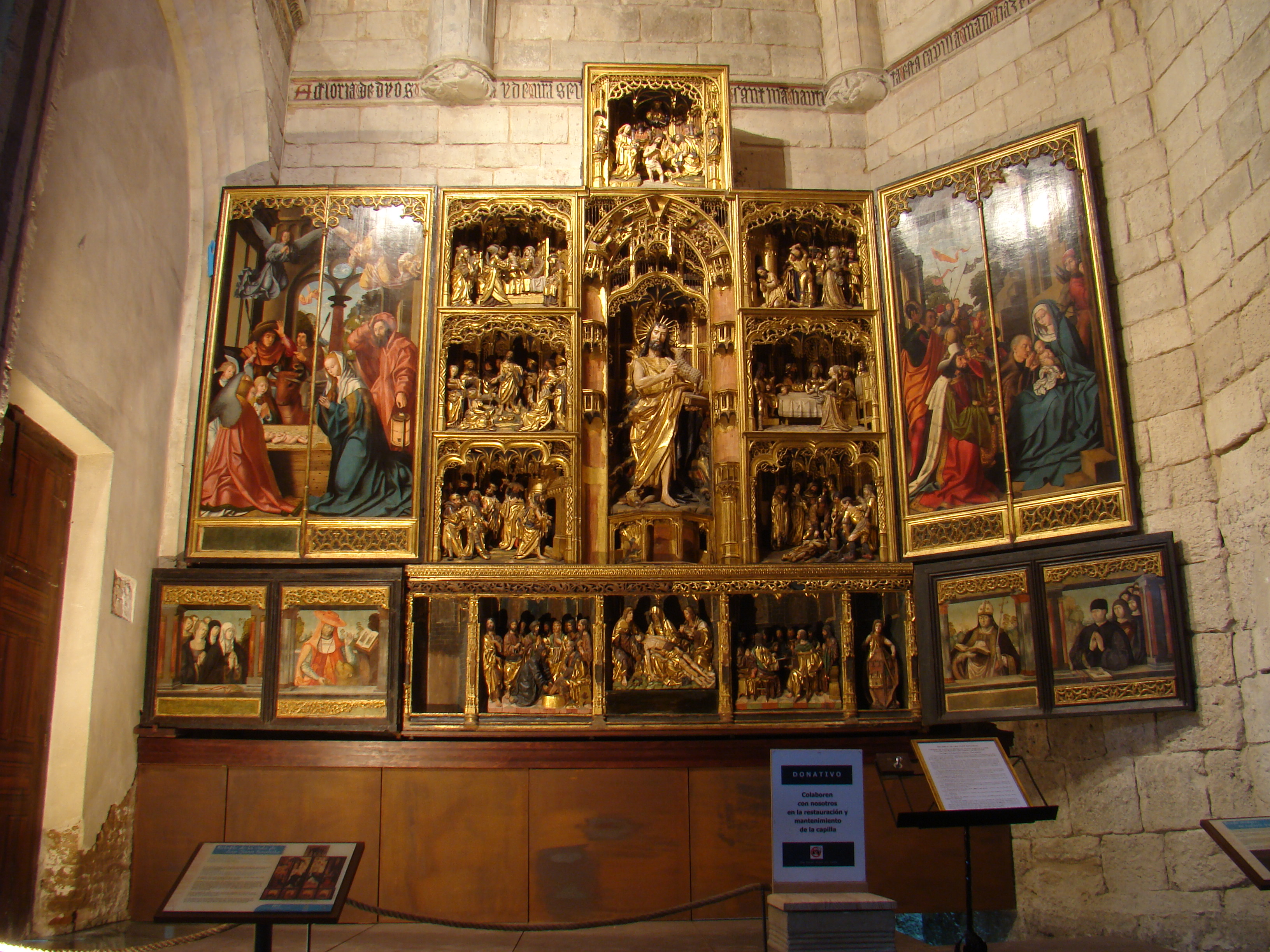
Retablo de San Juan Bautista de la iglesia del Salvador de Valladolid, ca. 1500 (el banco se realizó por artistas locales).
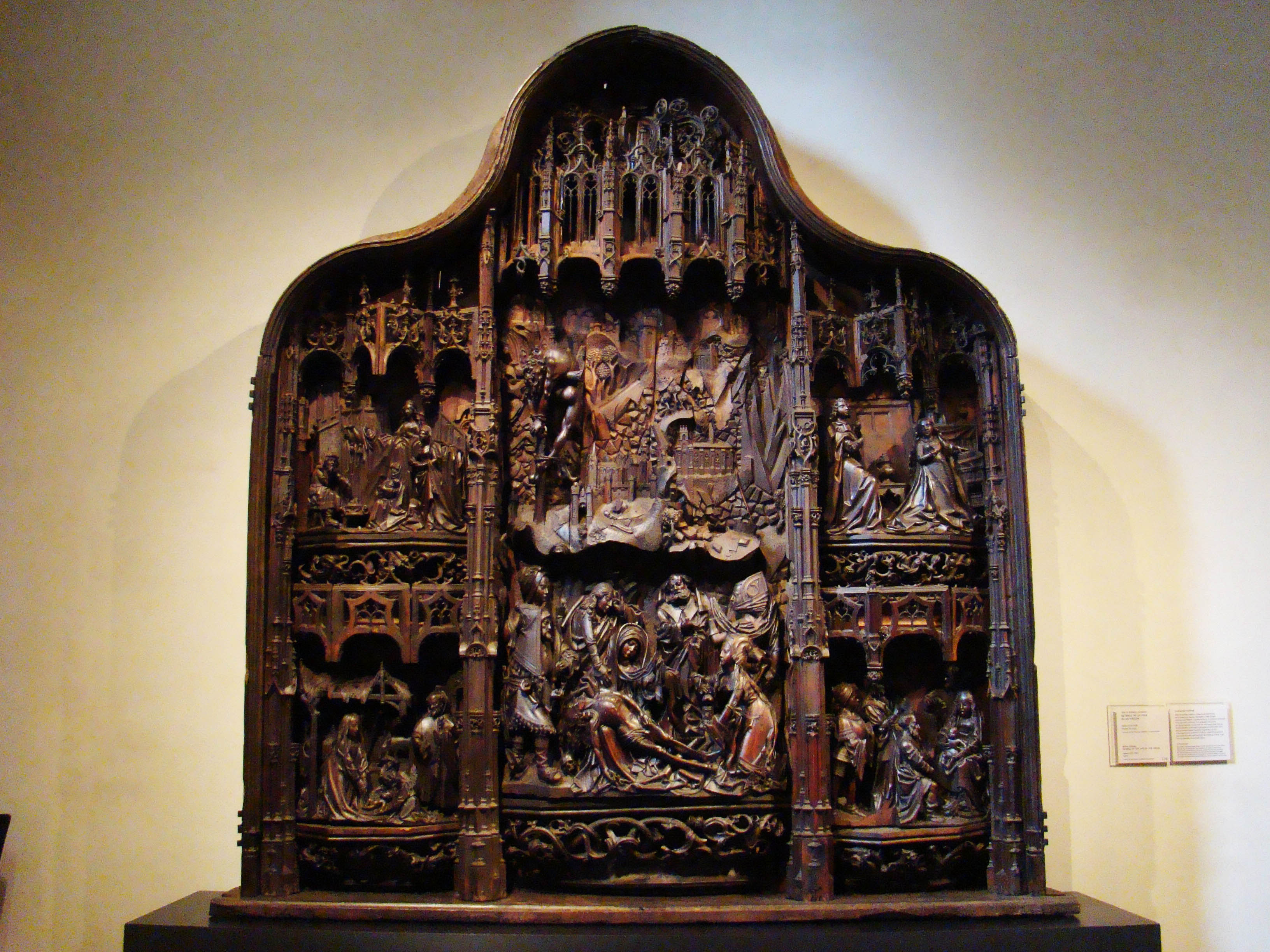
Retablo de la capilla del Santo Cristo del convento de San Francisco de Valladolid, ca. 1515.
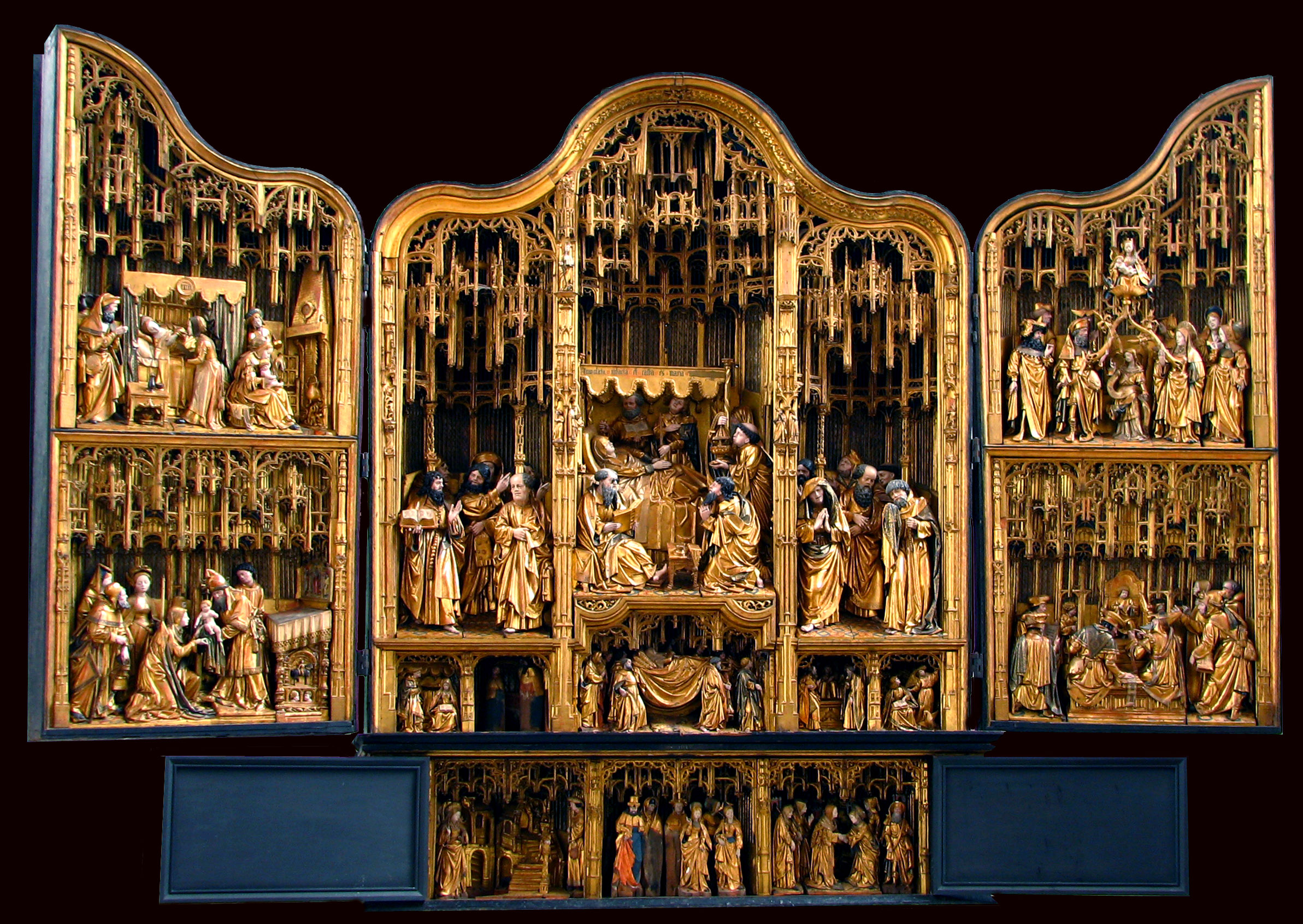
Retablo de la Marienkirche de Lübeck, del llamado Maestro de 1518
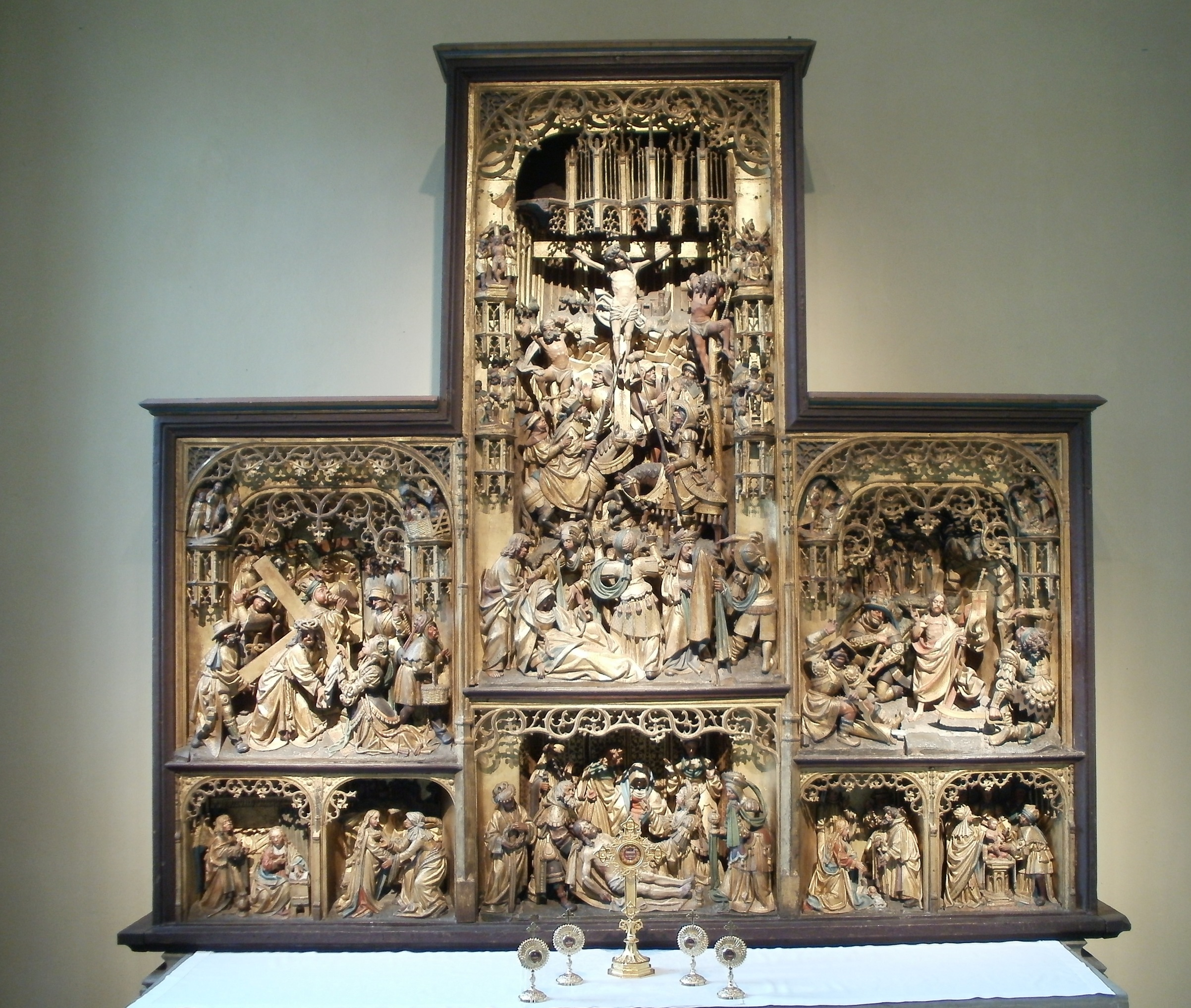
Retablo de los santos Cornelio y Cipriano de Kirrlach.
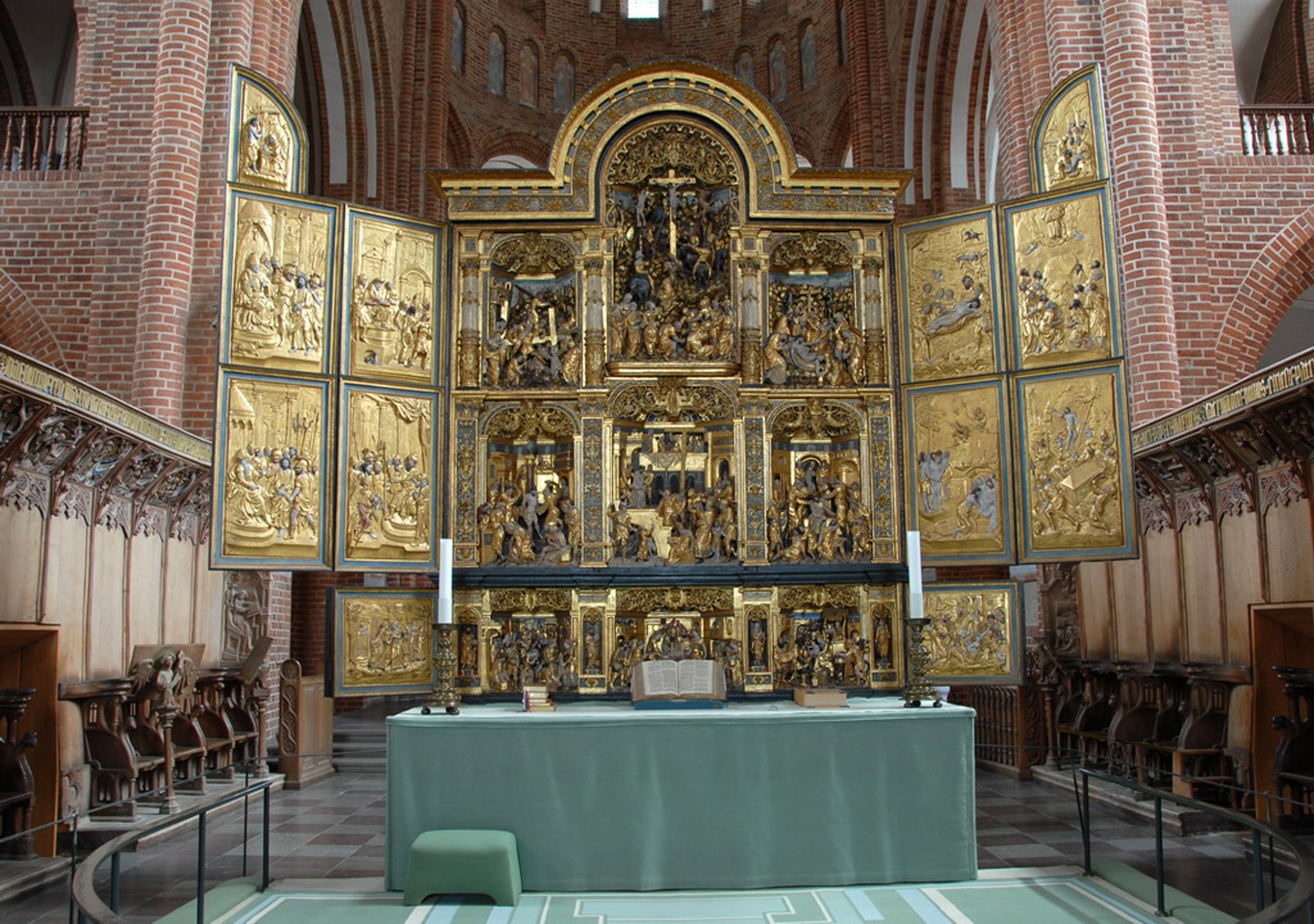
Retablo de la catedral de Roskilde.
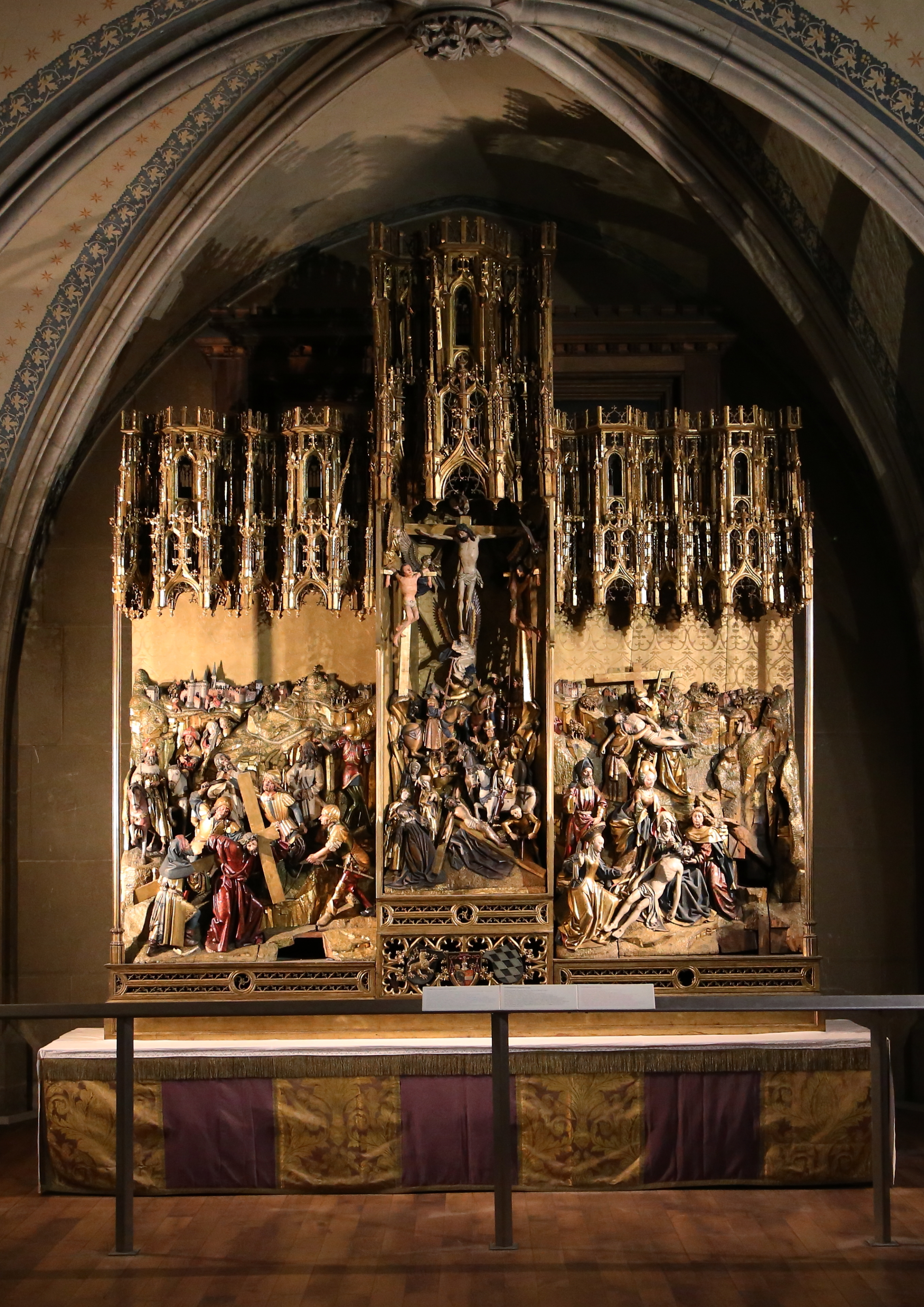
Retablo de la Votivkirche de Viena.
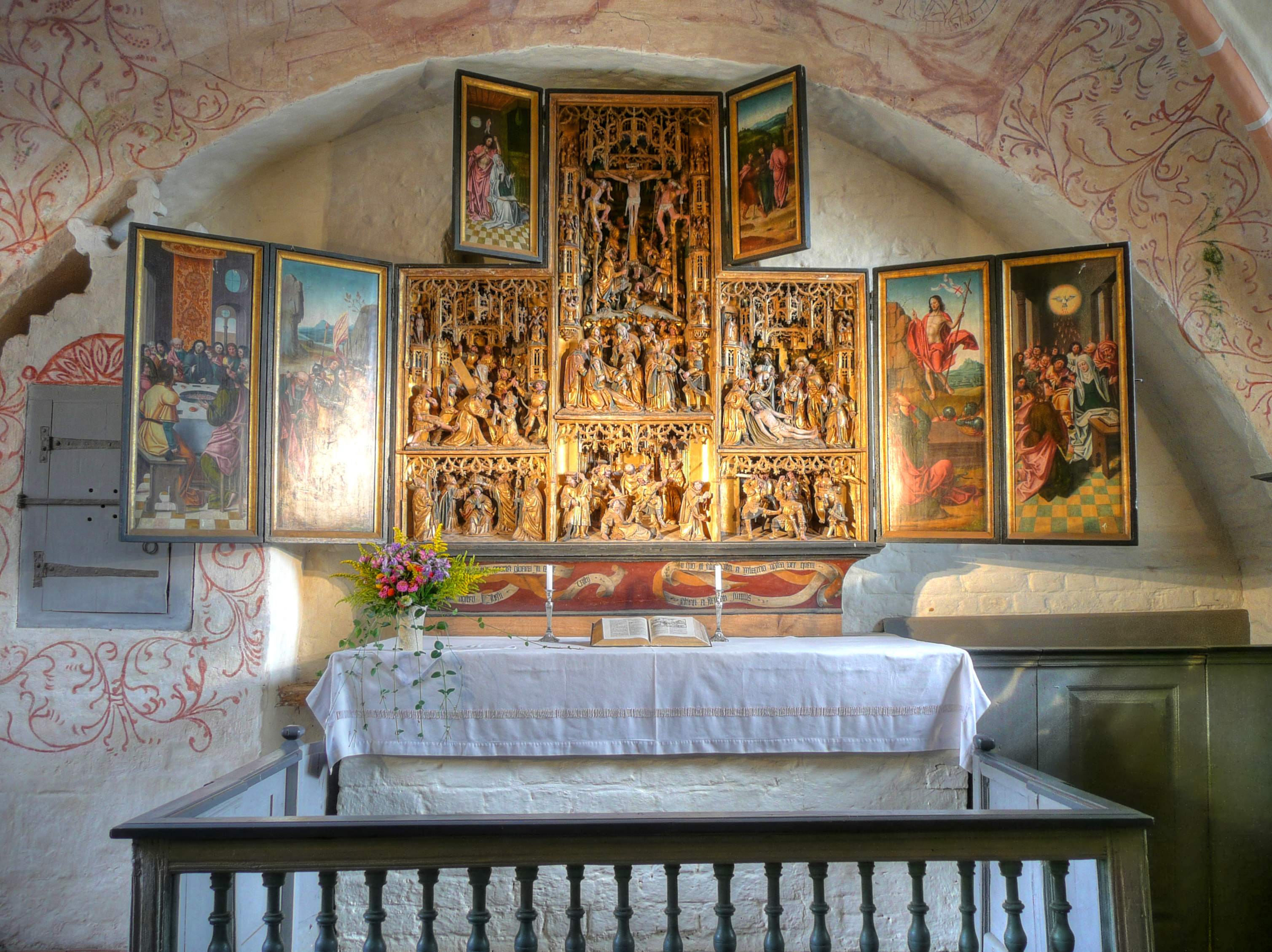
Retablo de la Marienkirche de Waase.
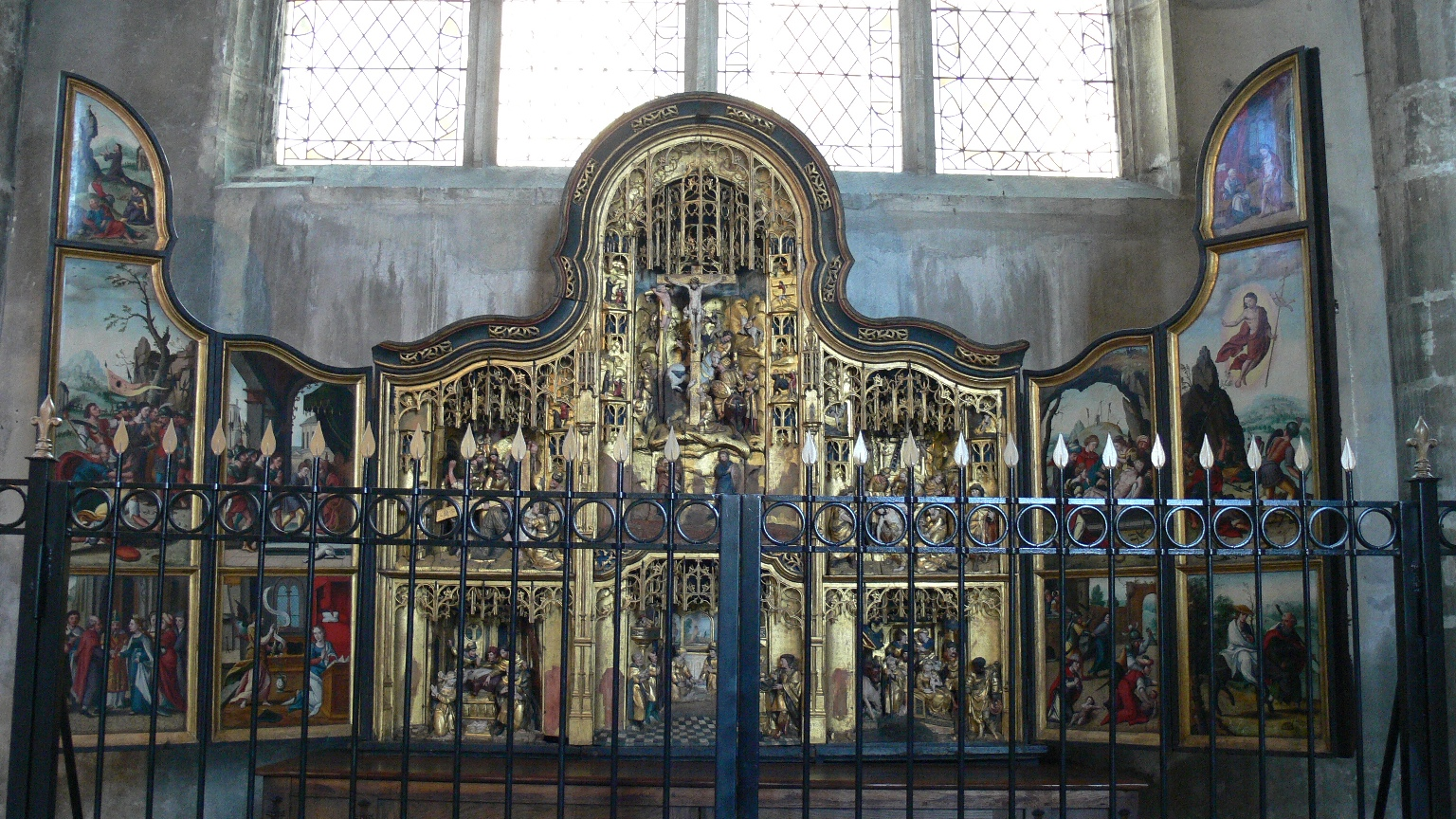
El llamado "retablo de Felipa de Güeldres" en Pont-à-Mousson.
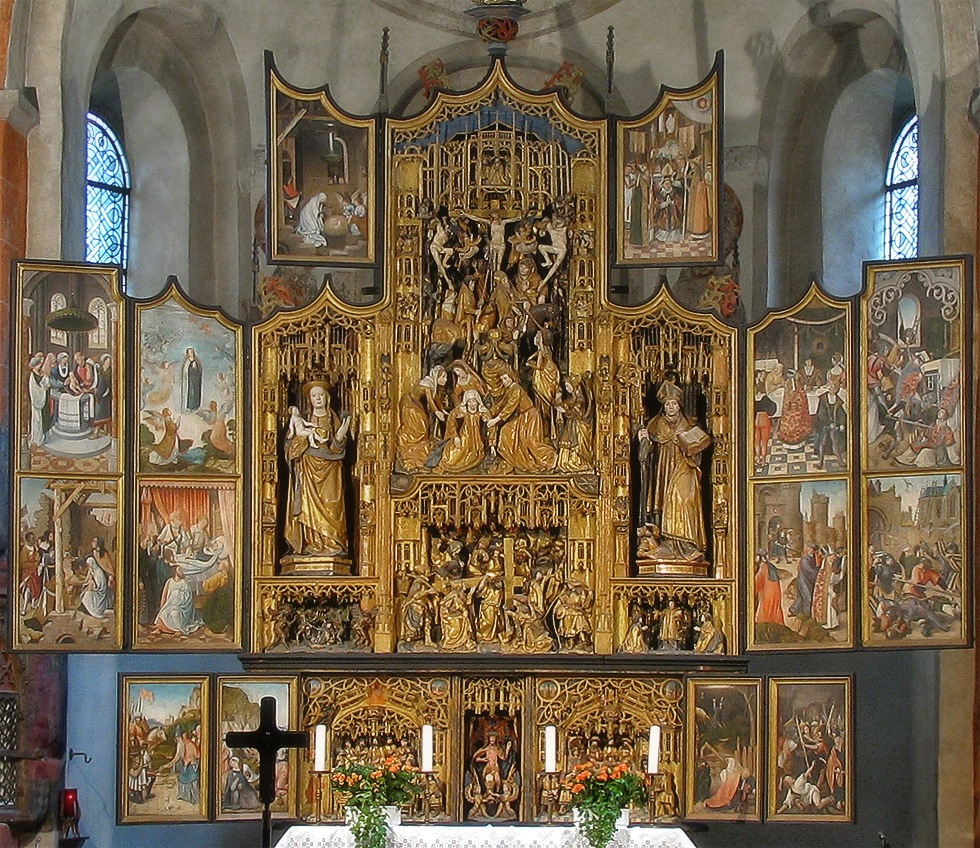
Retablo de San Lamberto de Affeln[140] (1525).

## Retablo renacentista español

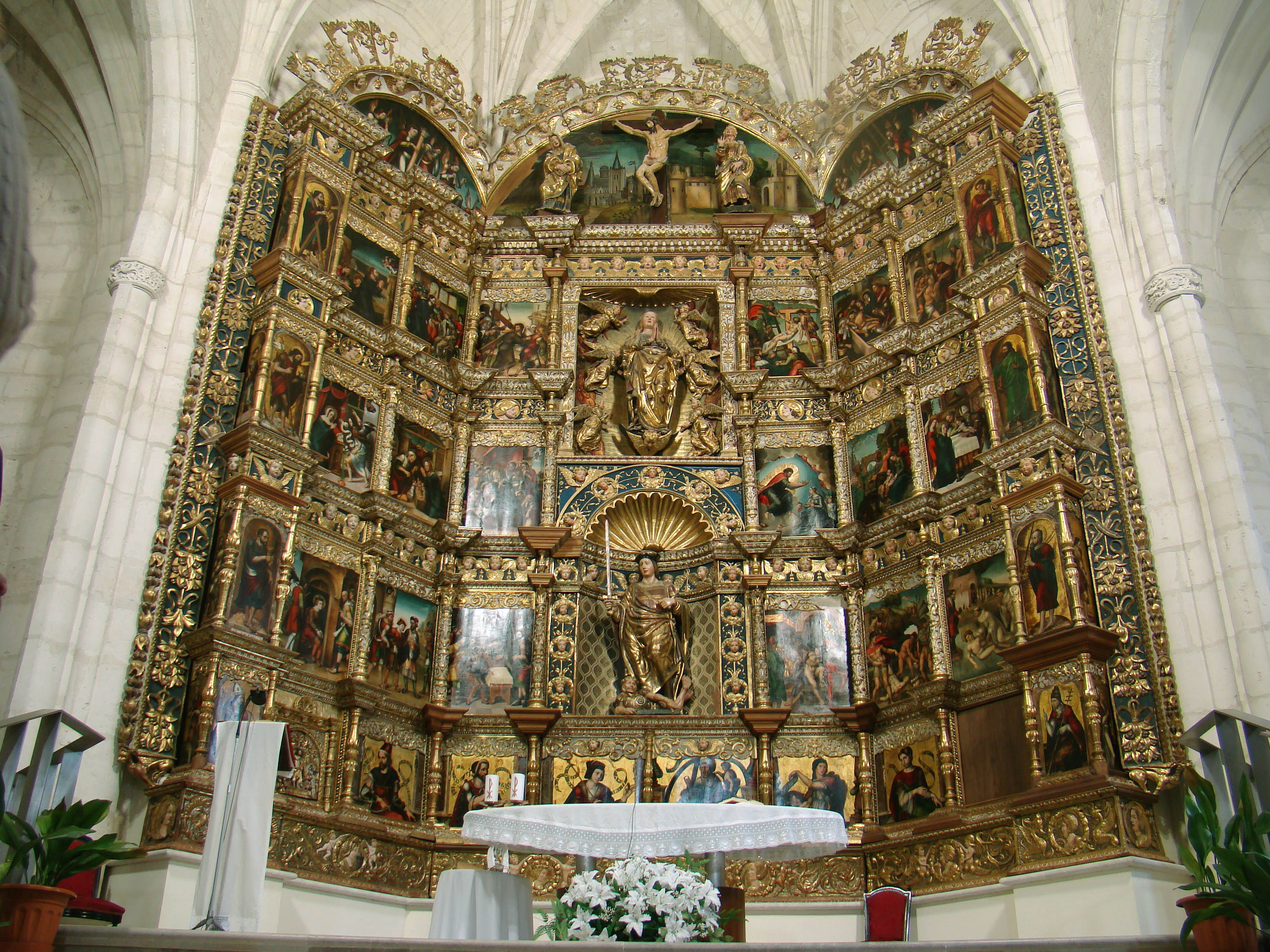
Retablo mayor de San Pelayo de Olivares de Duero (ca. 1520-1530). Ensamblador Pedro de Guadalupe (traza y decoración), pinturas de Juan de Soreda (51 tablas), esculturas de Alonso Berruguete (el Calvario del ático) y del círculo de Felipe Vigarny (el resto).

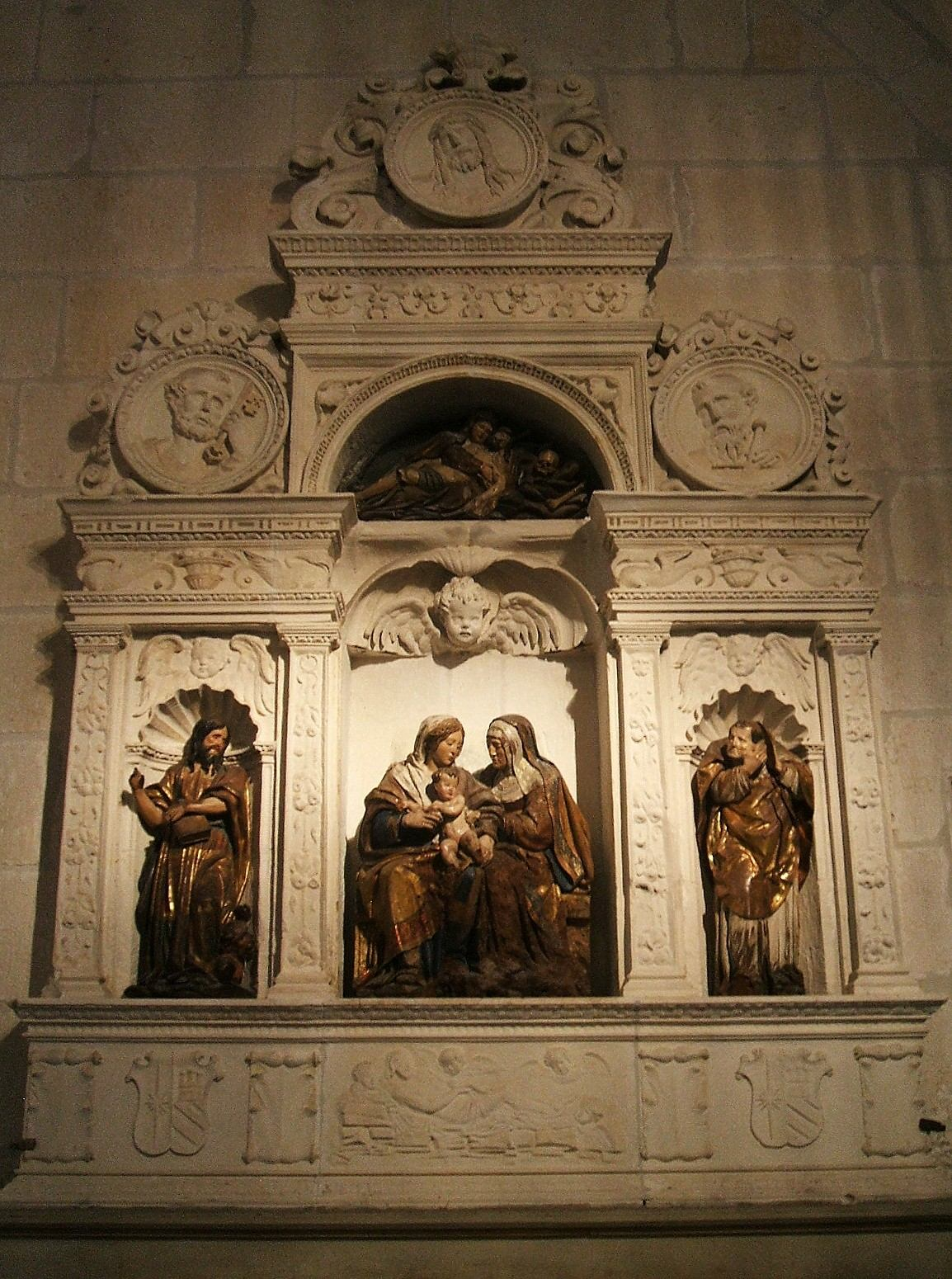
Retablo lateral de la capilla de Santa Ana en la catedral de Burgos, de Diego de Siloé (principios del). Es comparable el retablo central de la capilla, de estilo gótico (obra de Gil de Siloé, padre de Diego -véase en su sección-), con las características platerescas de este: ornamentación de tondos, grutescos, veneras y querubines, ordenada estructura arquitectónica de pilastras planas y frisos con menuda decoración; y motivos heráldicos en el banco.

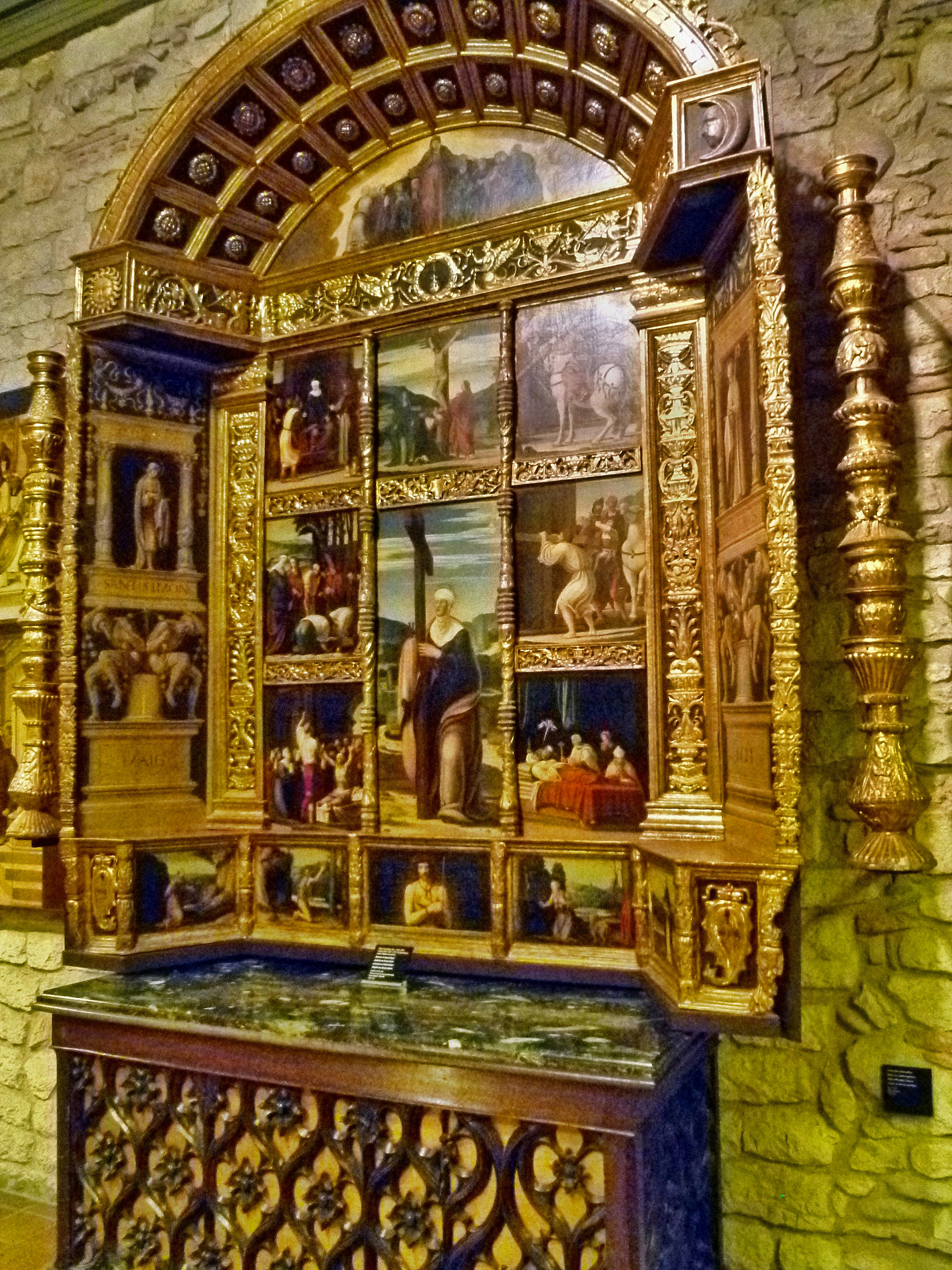
Retablo de Santa Elena en la catedral de Gerona, de Pedro Fernández de Murcia -o "Pere Fernández"-, Antonio Norri -o Antoni Norri- y Antonio Matteu -o Antoni Matteu- (1517-1520).

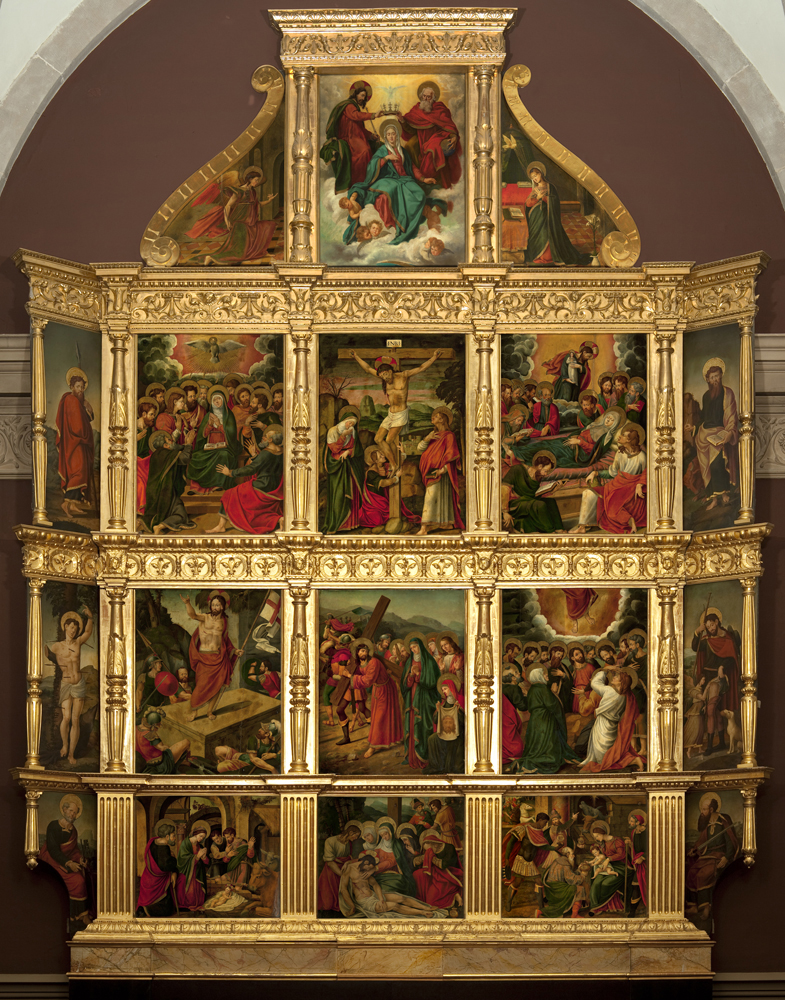
Retablo de la capilla del Santísimo de la iglesia del Miracle, atribuido a Pere Nunyes (1530).

Suele establecerse una periodización cronológica del Renacimiento en España entre el Alto y el Bajo Renacimiento español, aunque las etiquetas estilísticas son de uso problemático: "plateresco" se aplica a las producciones del primer tercio del siglo XVI, caracterizadas por el horror vacui, que se comparaban con el trabajo de los plateros, y en el que se encuadran tanto los últimos maestros de tradición gótica o hispano-flamenca como la introducción de nuevos elementos de origen renacentista italiano; "manierista" se aplica al tercio central del siglo (aunque es un adjetivo que puede aplicarse tanto a los discípulos de las grandes figuras italianas de comienzos del siglo XVI como al periodo post-tridentino y hasta el comienzo del siglo XVII); "romanista" se aplica al tercio final del siglo, caracterizado por las formas sobrias de Gaspar Becerra y el gran proyecto escurialense.

### Retablo plateresco
En España, la estética renacentista tardó en imponerse, debido al arraigo de las formas góticas o hispanoflamencas. En un primer momento, las formas italianizantes aparecen tímidamente en los retablos (al igual que lo hacía en la arquitectura), en forma de detalles decorativos. Sólo avanzado el siglo XVI se conforma una estética novedosa: el estilo plateresco.
El retablo plateresco combina elementos gotizantes con otros de raigambre italiana, caracterizándose por su carácter narrativo (relieves o pinturas) y el desarrollo del tabernáculo que adopta una posición central y prominente. Los retablos platerescos son generalmente muy planos, configurándose mediante pilastras o semicolumnas, con la novedad del balaustre como soporte. La decoración suele ser estilizada y menuda, en forma de grutescos, veneras, cabezas de querubines, angelotes, roleos..., apareciendo nuevas tipologías formales, como los relieves circulares o los realizados en stiacciato.
En la Corona de Castilla son ejemplos destacados de retablo plateresco:
- el retablo mayor de la catedral de Palencia, considerado uno de los primeros retablos renacentistas en España (contratado en 1504), obra de Felipe Vigarny, Alejo de Vahía, Pedro de Guadalupe, Juan de Flandes y Juan de Valmaseda;[144]
- el retablo mayor de la Capilla Real de Granada, obra igualmente de Felipe Vigarny, decorado con escenas de la conquista de Granada y estatuas orantes de los Reyes Católicos, por Diego de Siloé;[145]
- el retablo mayor de la iglesia de San Pelayo de Olivares de Duero (provincia de Valladolid);
- el retablo mayor del Convento de San Pablo de Palencia;
- el retablo de la capilla de la Piedad de la Iglesia de San Miguel Arcángel (Oñate);
- el retablo de la iglesia del Salvador (Calzadilla de los Barros), de Antón de Madrid (primer tercio del siglo XVI).[146]

En la Corona de Aragón, simultáneamente a la introducción de las formas renacentistas italianas por Pedro Fernández de Murcia (retablo de Santa Elena de la catedral de Gerona), continuó la tradición gótica del retablo-expositor de alabastro, adaptándose a la nueva estética, destacando en este ámbito Damián Forment, al que se deben:
- el retablo mayor de la Basílica del Pilar de Zaragoza (1512-1518), en alabastro, de estructura gotizante y relieves casi de bulto redondo;
- el retablo mayor de la catedral de Huesca (1520), realizado en alabastro, su cuerpo es un gran tríptico de tres escenas que muestran la pasión de Cristo;
- el retablo mayor del monasterio de Poblet, de carácter más plateresco, con las características veneras planas;
- el retablo mayor de la catedral de Santo Domingo de la Calzada, realizado en madera dorada y policromada, con exuberante decoración.

También fue notable en los retablos aragoneses de esta época el trabajo de Juan de Moreto, Juan de Salas y Gabriel Yoly (retablo de la capilla de San Miguel de la catedral de Jaca, retablo mayor de la catedral de Teruel); continuado en las décadas centrales del siglo XVI por Cosme Damián Bas (retablos de la catedral de Albarracín, algunos en madera sin policromar).

Retablos platerescos españoles
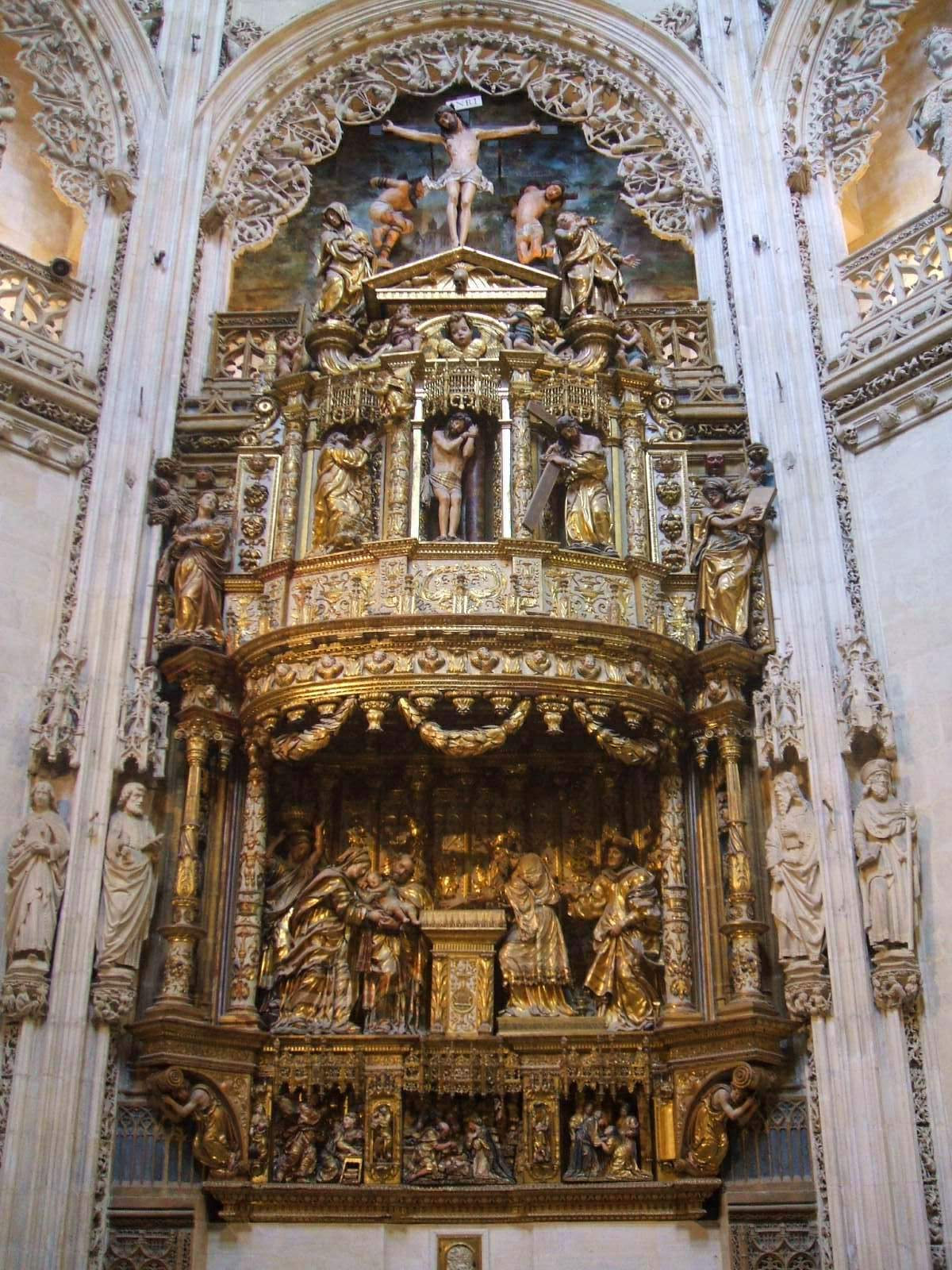
Retablo mayor de la capilla del Condestable. En el mismo lugar hay otros notables retablos.
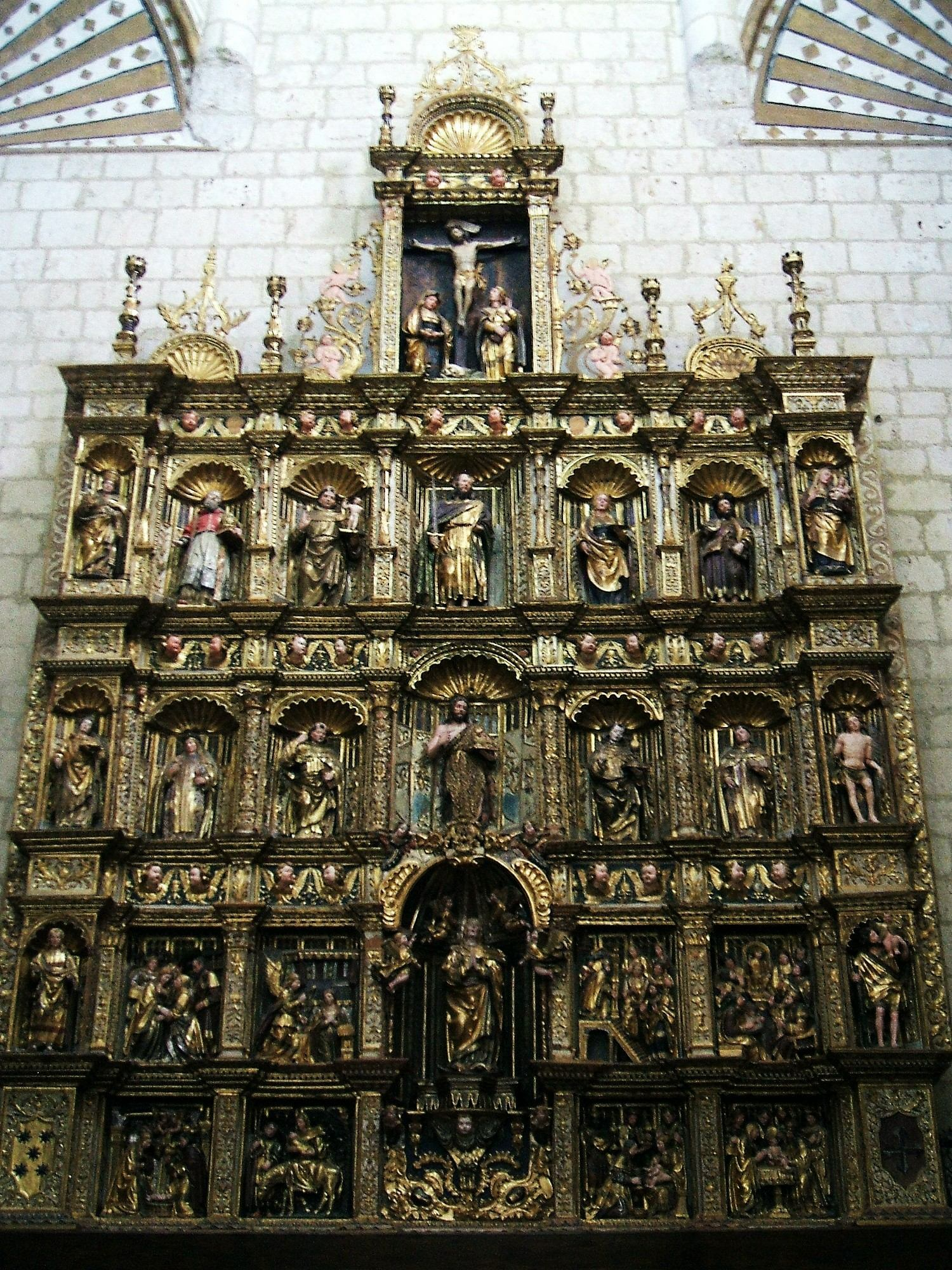
Retablo mayor de la iglesia del convento de San Pablo de Palencia.
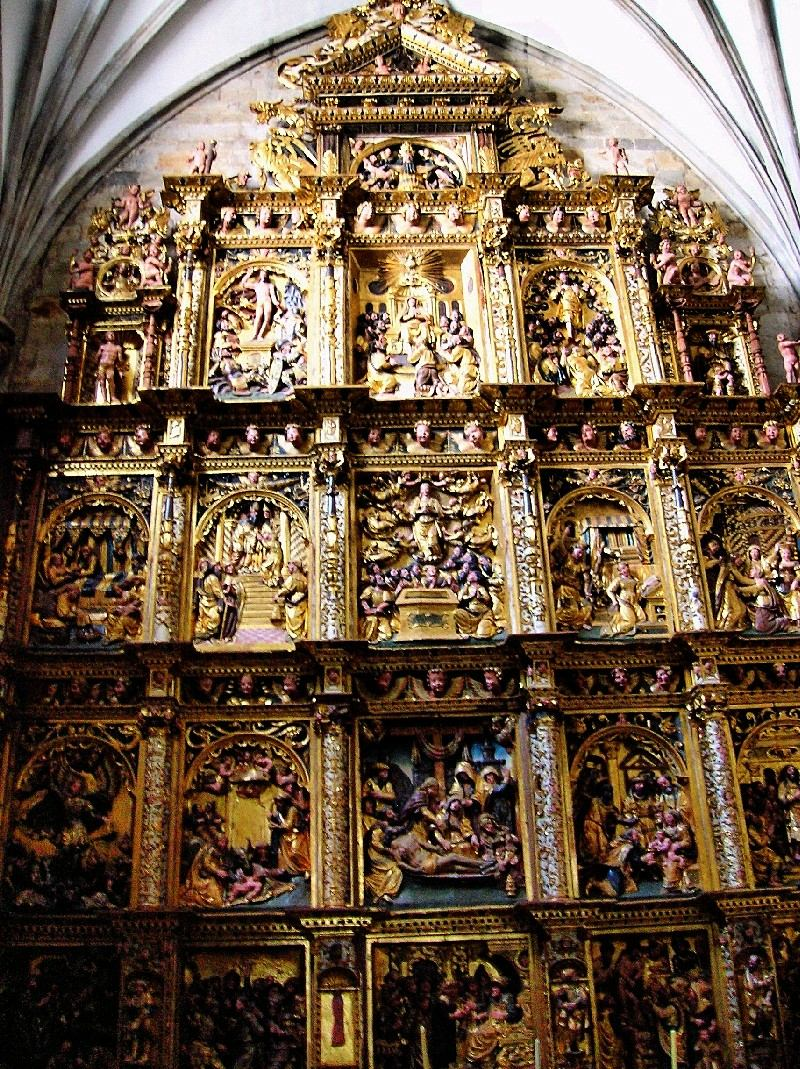
Retablo de la capilla de la Piedad de San Miguel de Oñate.
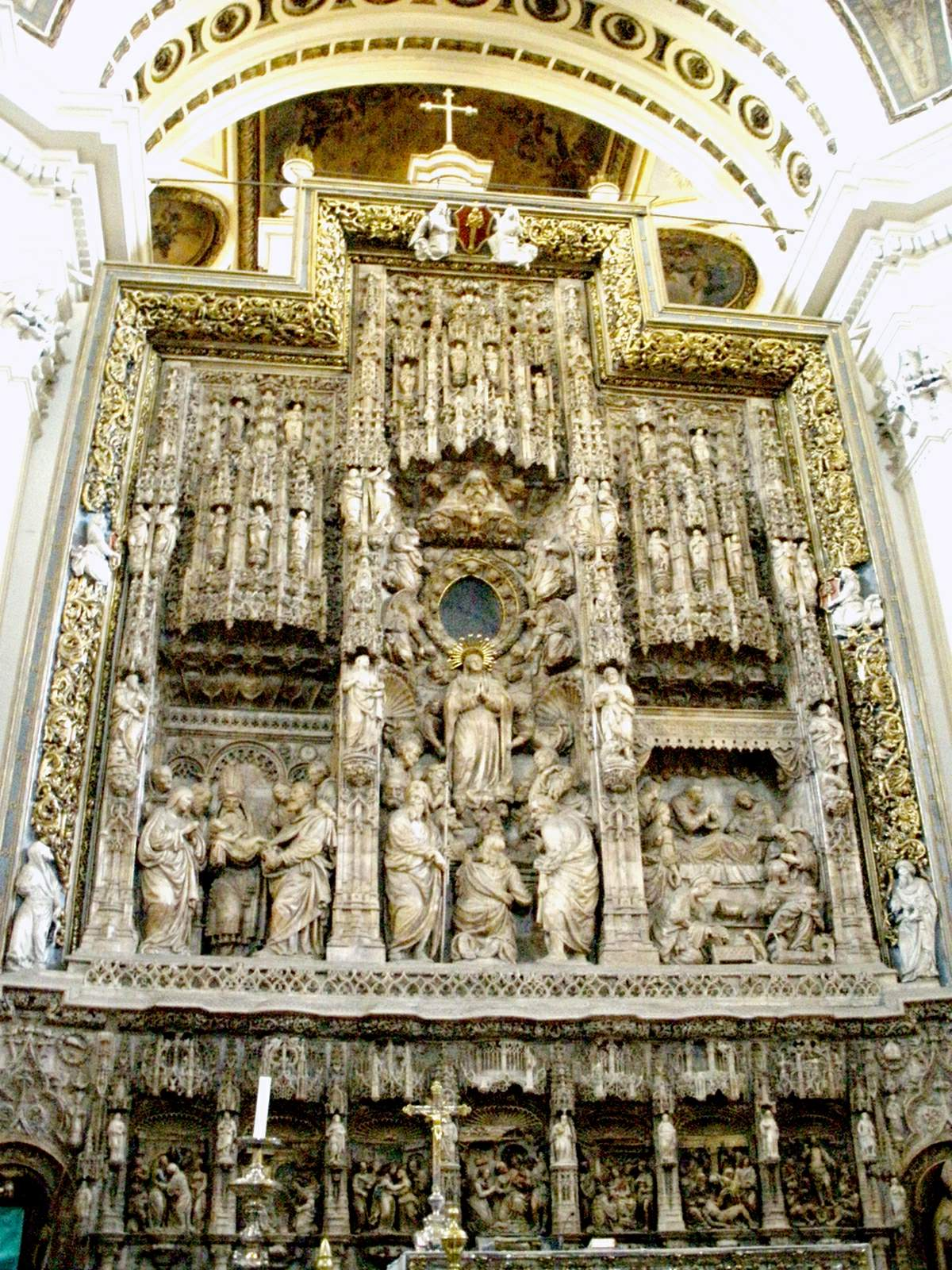
Retablo mayor de la Basílica del Pilar, de Damián Forment (1512-1518).
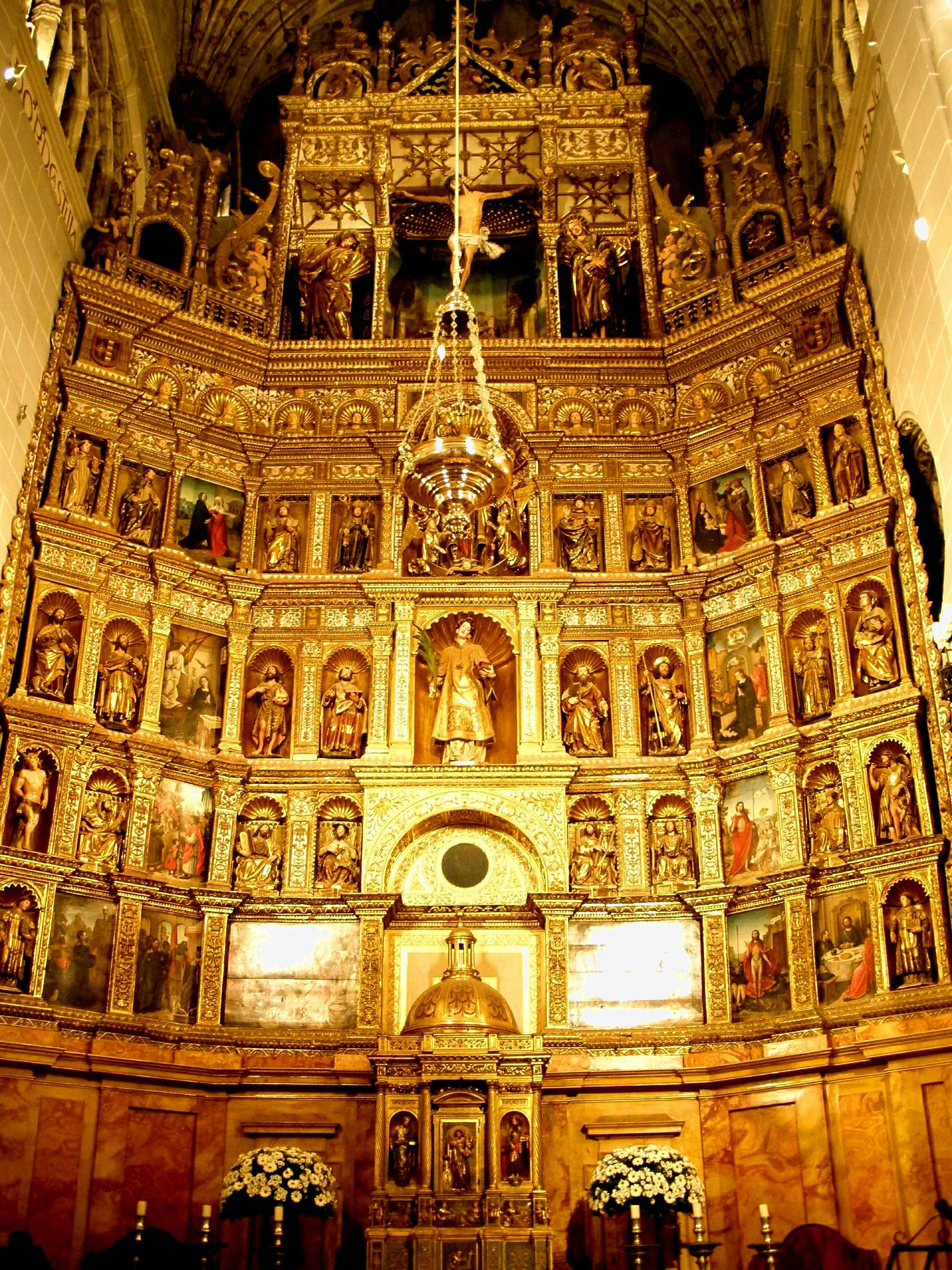
Retablo mayor de la catedral de Palencia.
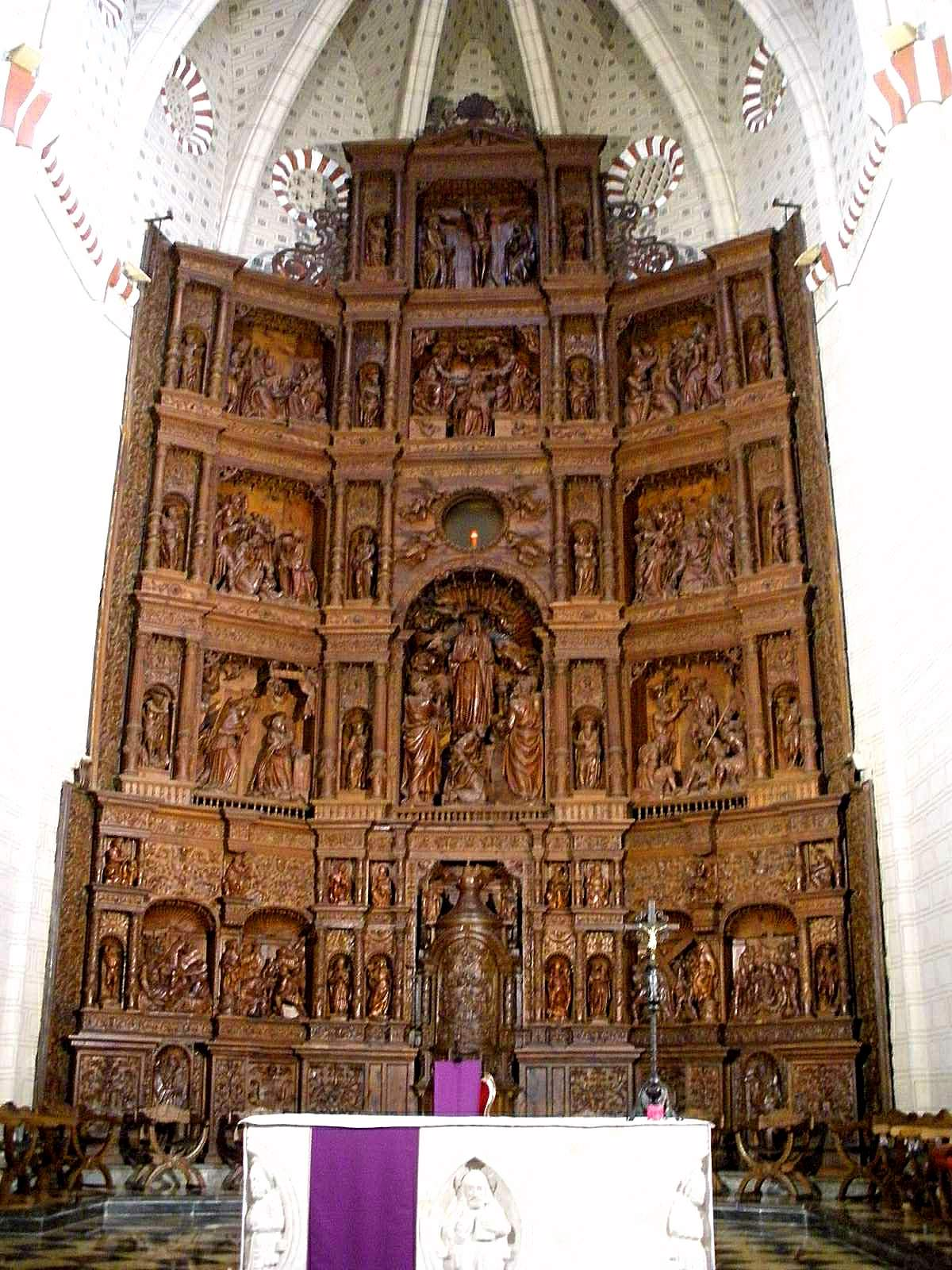
Retablo mayor de la catedral de Teruel.

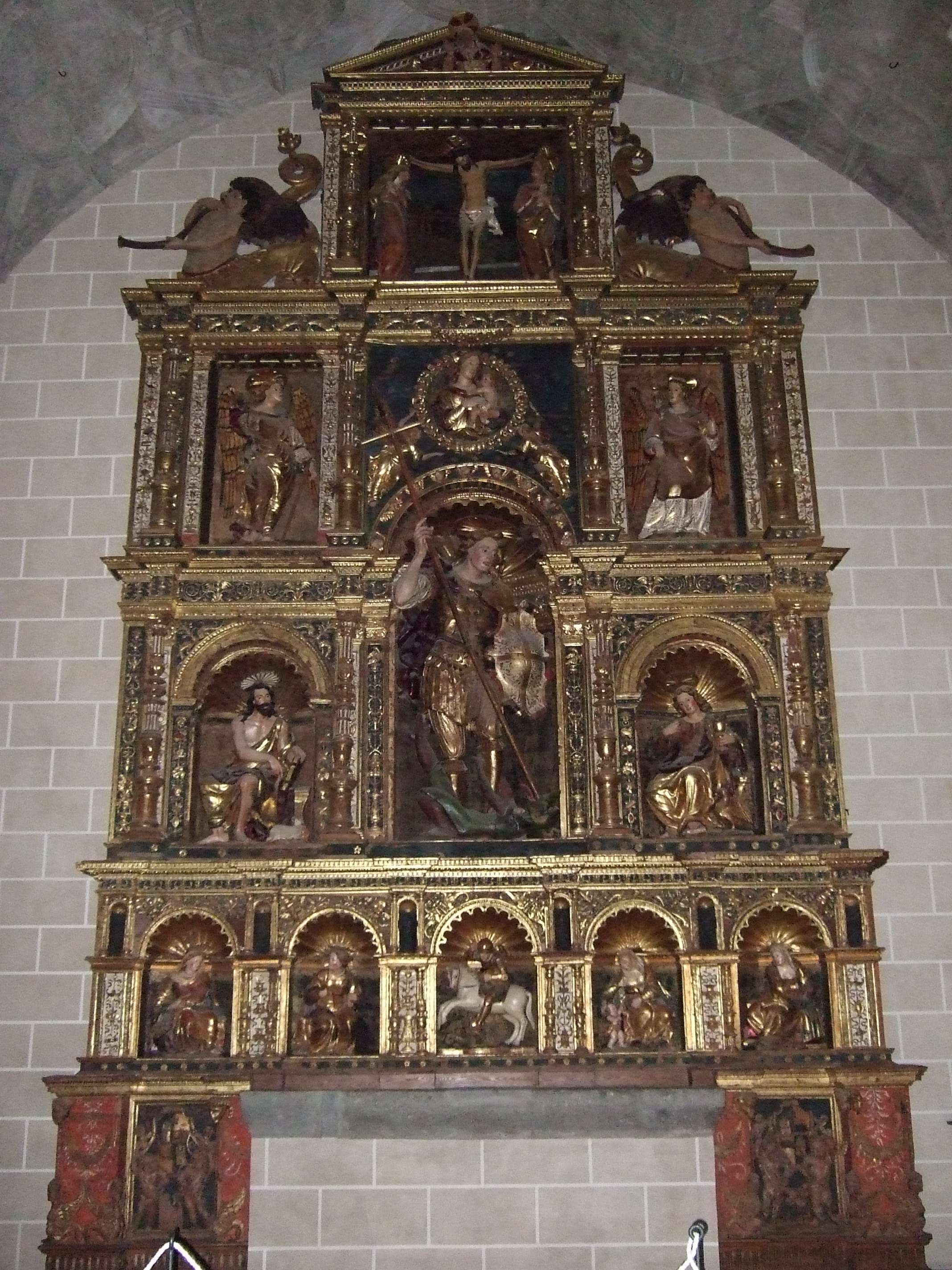
Retablo de San Miguel de la catedral de Jaca (en el mismo templo se conservan otros notables retablos).
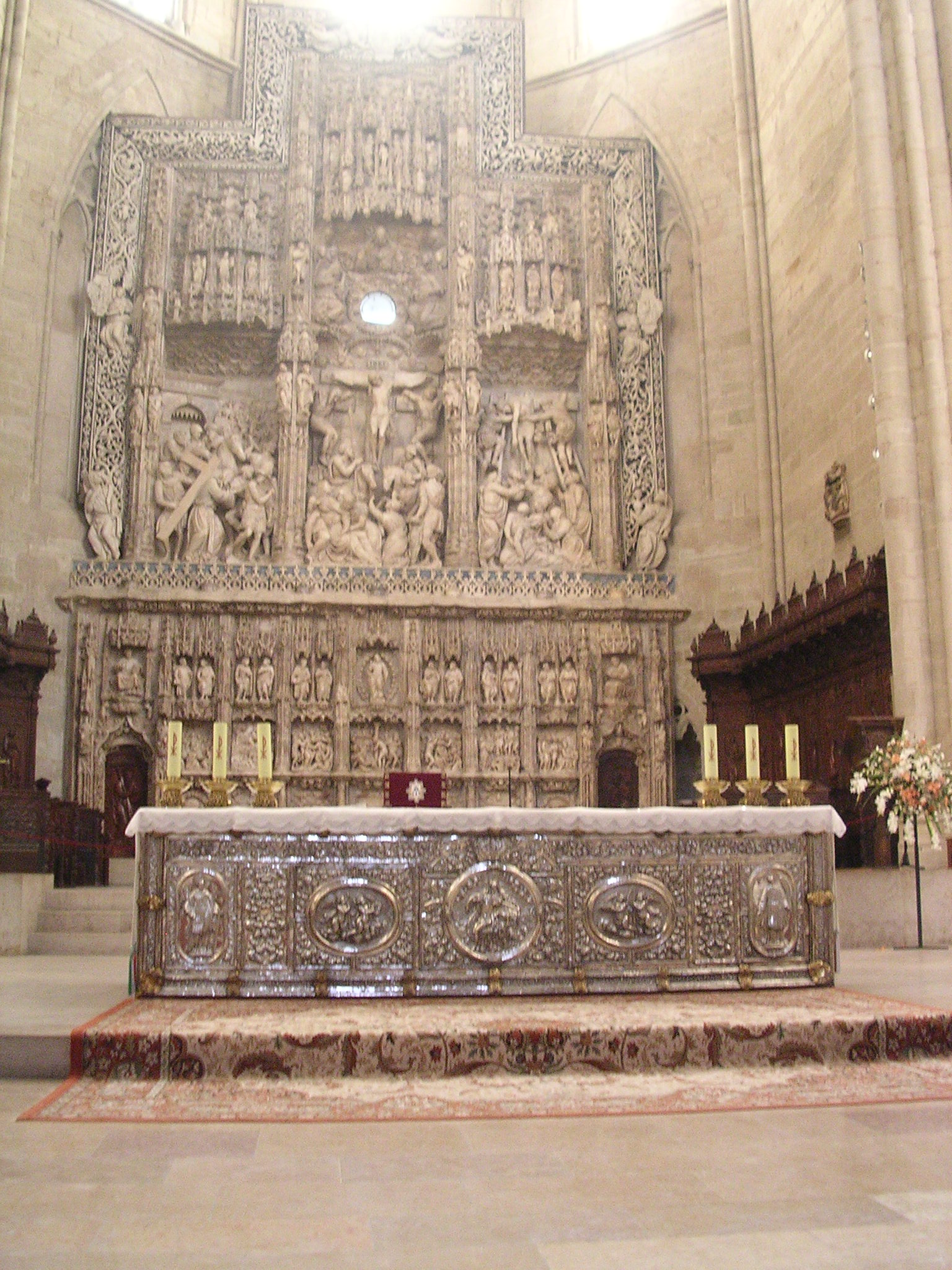
Retablo mayor de la catedral de Huesca.
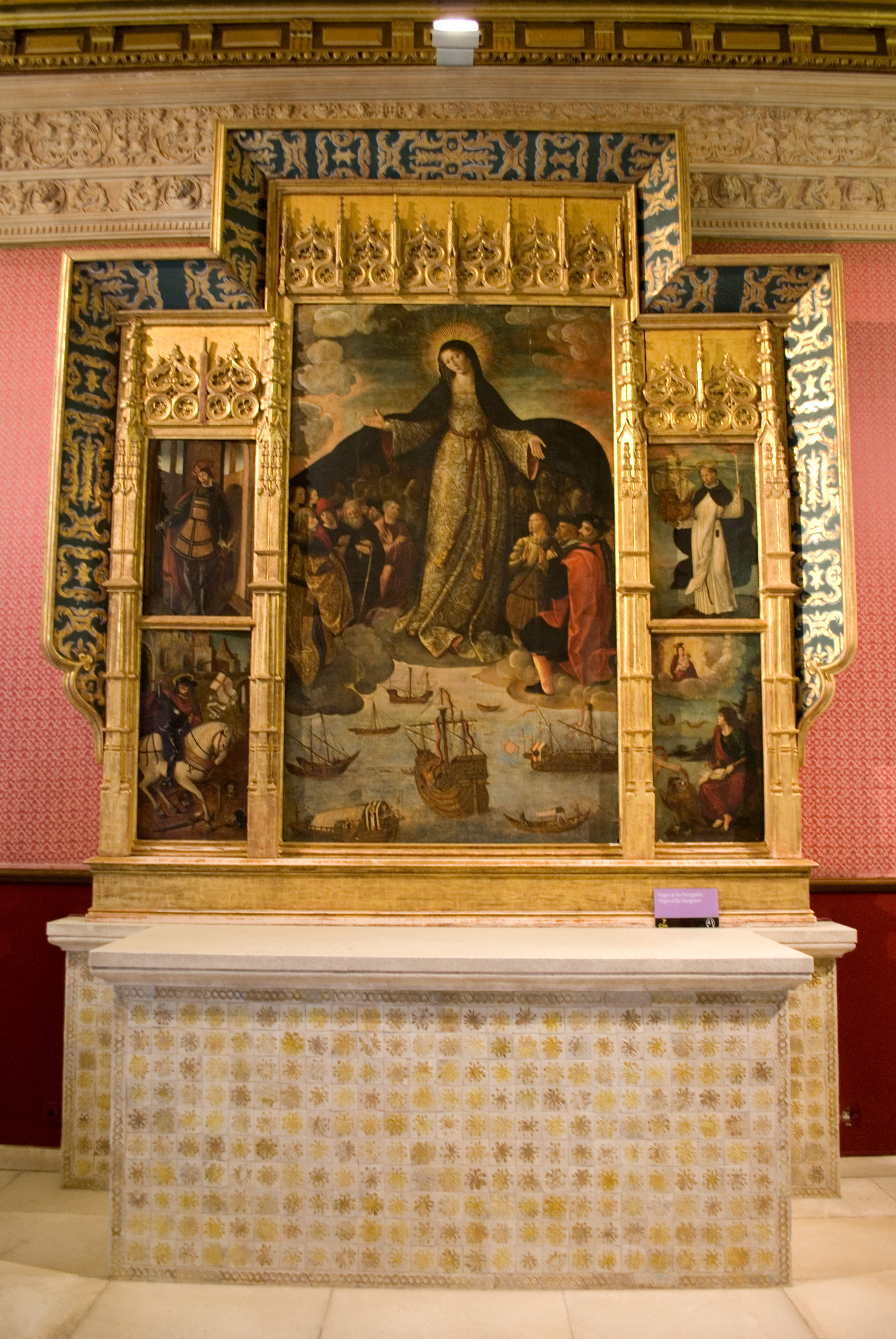
Retablo de la Virgen de los mareantes en la capilla del Cuarto del Almirante de los Real Alcázar de Sevilla, de Alejo Fernández (1531-1536). El edificio tiene otras capillas con notables retablos.
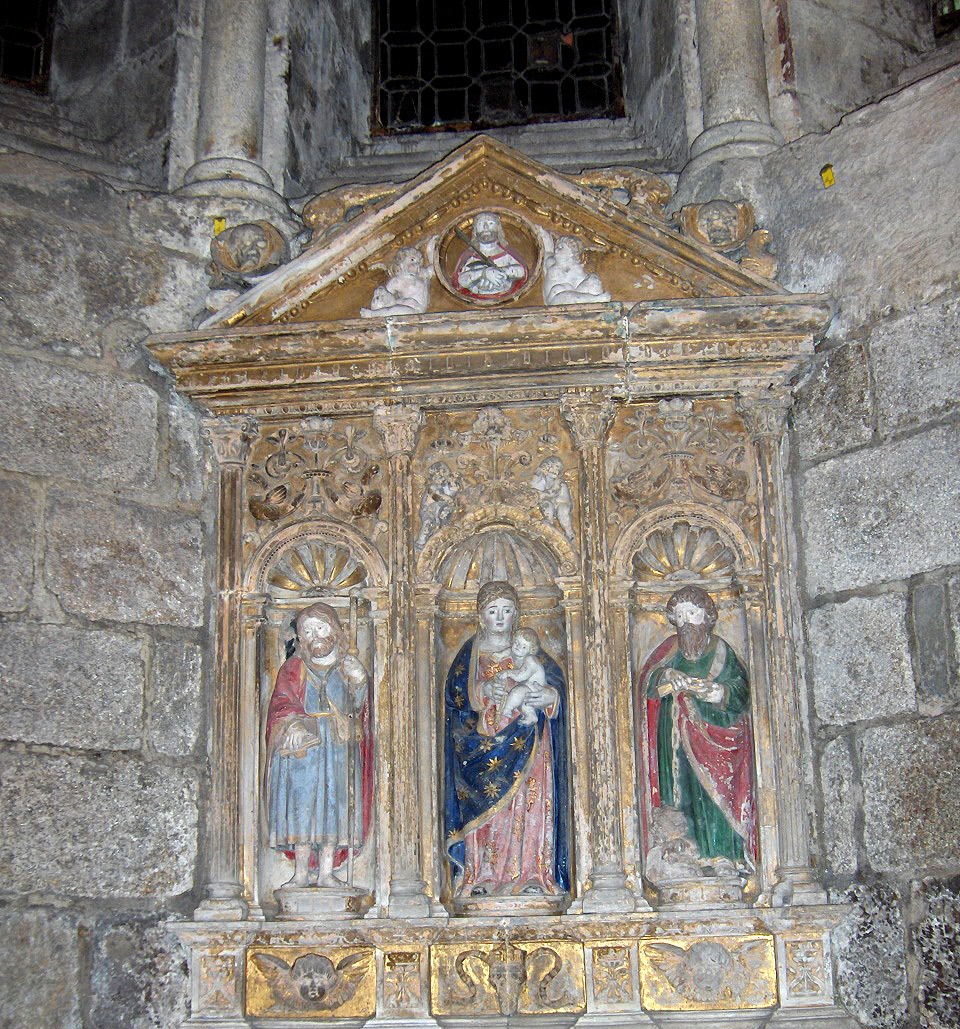
Retablo de la Virgen del Buen Consejo en la capilla de San Bartolomé de la catedral de Santiago de Compostela, de Mateo Arnao (1521).
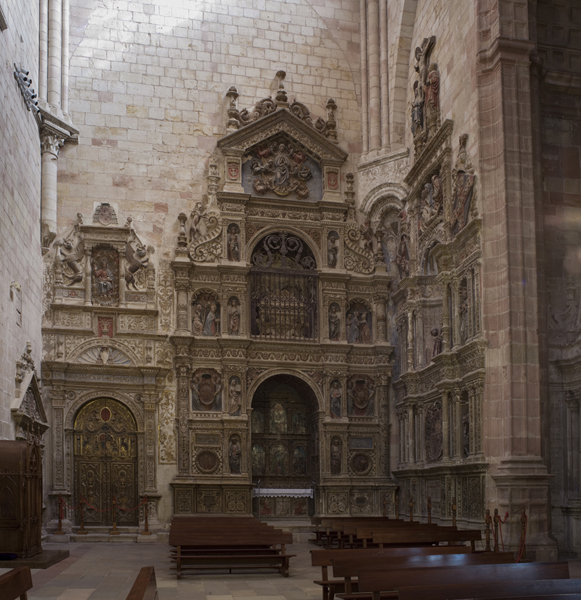
Retablo de don Fadrique de Portugal en la catedral de Sigüenza, de Alonso de Covarrubias, Francisco de Baeza, Sebastián de Almonacid y Juan de Talavera (1520-1529).

### Retablo manierista

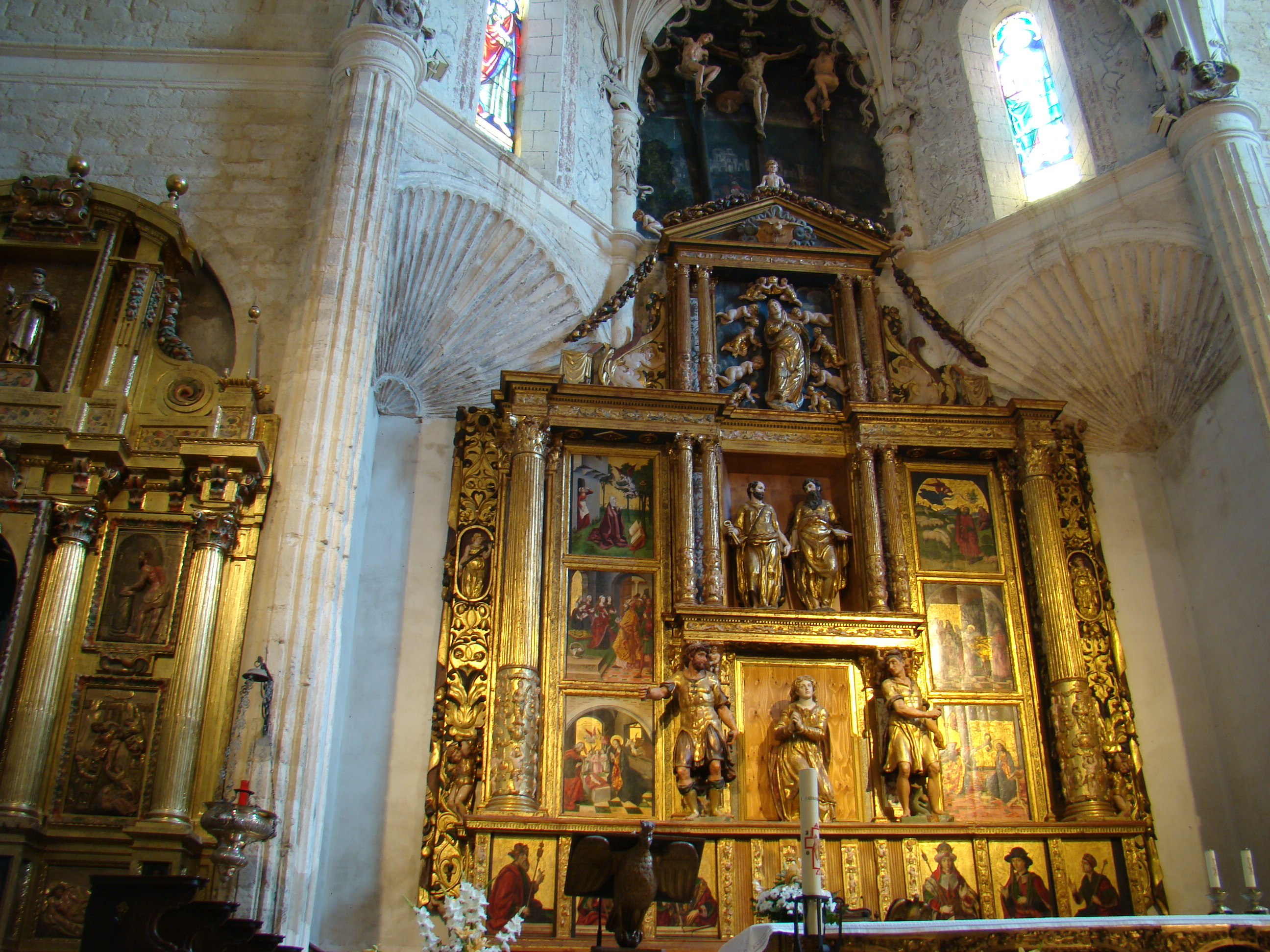
Retablo mayor de la iglesia de Santa Eulalia (Paredes de Nava), una obra colectiva del taller de los Berruguete (Alonso Berruguete e Inocencio Berruguete -1550-, que reutilizaron las doce tablas del retablo anterior obra de Pedro Berruguete -1490-), y de un artista emparentado, Esteban Jordán (casado con una sobrina de Alonso). El calvario se atribuye al propio Alonso o a otro discípulo del taller Berruguete.

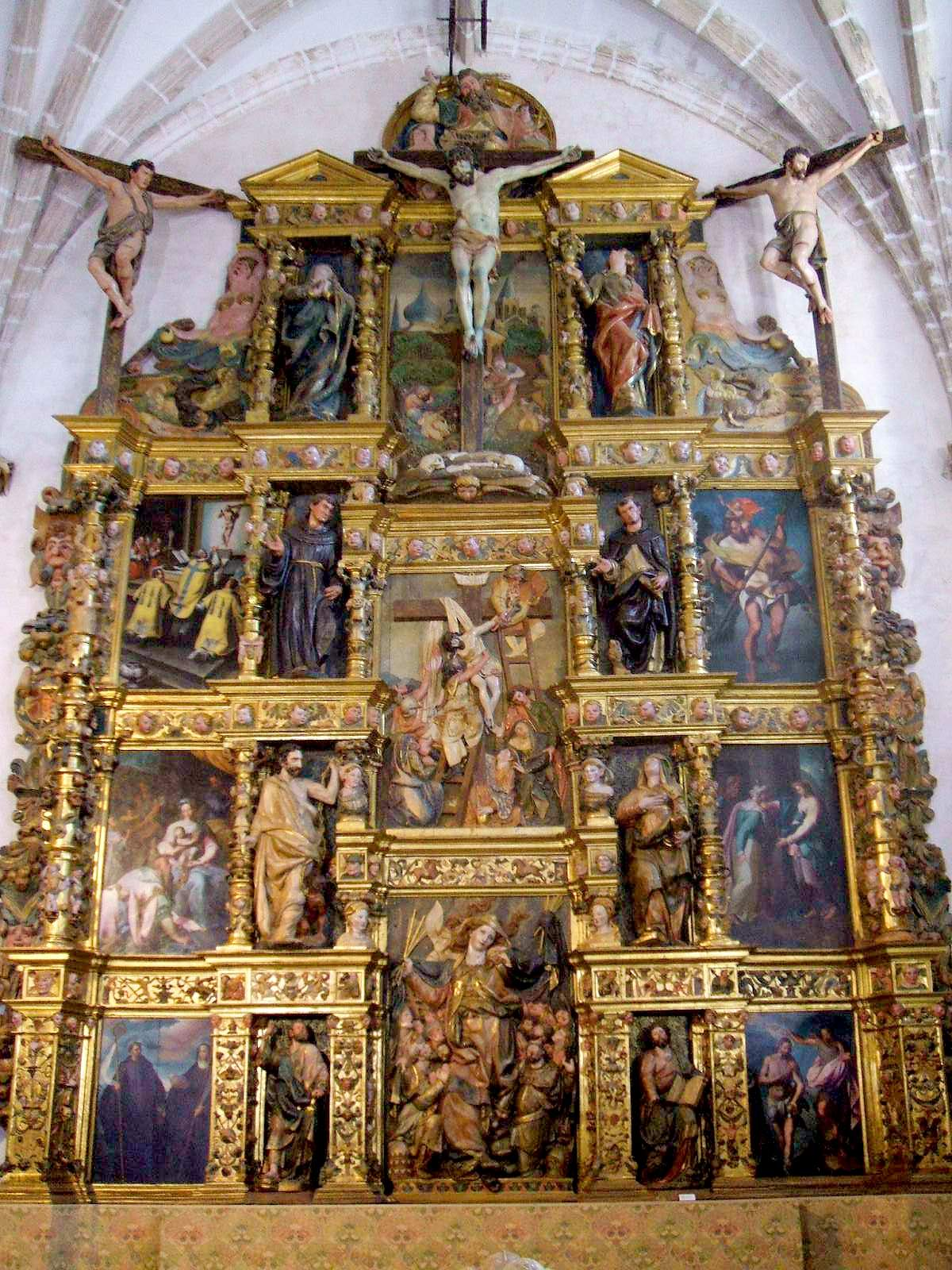
Retablo mayor de San Antolín de Tordesillas.

A partir de la década de 1530, el manierismo, una evolución del clasicismo quinientista, invade todos los ámbitos artísticos europeos. En España, la irrupción de este estilo acaba con los últimos resquicios del Gótico e impone la vigencia del estilo italianizante a partir de dicha década hasta prácticamente el siglo XVII.
En el campo del retablo, el estilo manierista dio intérpretes geniales, con obras maestras que serían muy admiradas e imitadas. El primero de ellos fue Alonso Berruguete, uno de los escultores españoles más reconocidos de todos los tiempos. Su trabajo más ambicioso, el retablo mayor del monasterio de san Benito de Valladolid (1527-1532), se encuentra disgregado hoy en varias partes, conservadas casi todas en el Museo Nacional de Escultura de la misma ciudad. El arte temperamental e inclasificable de Berruguete exhibe en esta obra algunas de las características propias del Manierismo hispano, mezclando elementos típicos del Renacimiento más ortodoxo (veneras, balaustres, relieves en tondo) con un peculiar sentido dramático totalmente anticlásico, en el que las formas se someten al efecto general de expresividad y movimiento. Berruguete fue bastante prolífico en su dedicación al retablo, y creó un importante taller con discípulos como Francisco Giralte (autor del retablo de la Capilla del Obispo aneja a la parroquia de San Andrés de Madrid) o Manuel Álvarez, responsables en parte de la gran difusión y éxito del estilo berruguetesco.
El otro gran maestro manierista, perteneciente como Berruguete al foco vallisoletano, fue Juan de Juni. Al igual que el primero, cultiva el estilo italianizante desde una óptica muy personal. Muchas de las obras maestras Juni lo fueron en el campo del retablo; acertó a concebir sus creaciones retablísticas como un todo unitario y no meras arquitecturas-marco, y no dudó en alterar y deformar los principios del clasicismo en aras de la expresividad. Es muy llamativo el hecho de que las imágenes y relieves junescos parezcan desbordar el marco que los contiene, lo que otorga a estas obras gran potencia visual y mayor cercanía al espectador, prefigurando ciertas tendencias barrocas. Algunos de sus retablos más conocidos son el mayor de la catedral de Valladolid (encargado al artista para la iglesia de Santa María la Antigua), el de la capilla de los Alderete de San Antolín de Tordesillas y el de la capilla de los Benavente en Santa María de Medina de Rioseco.

Retablos manieristas
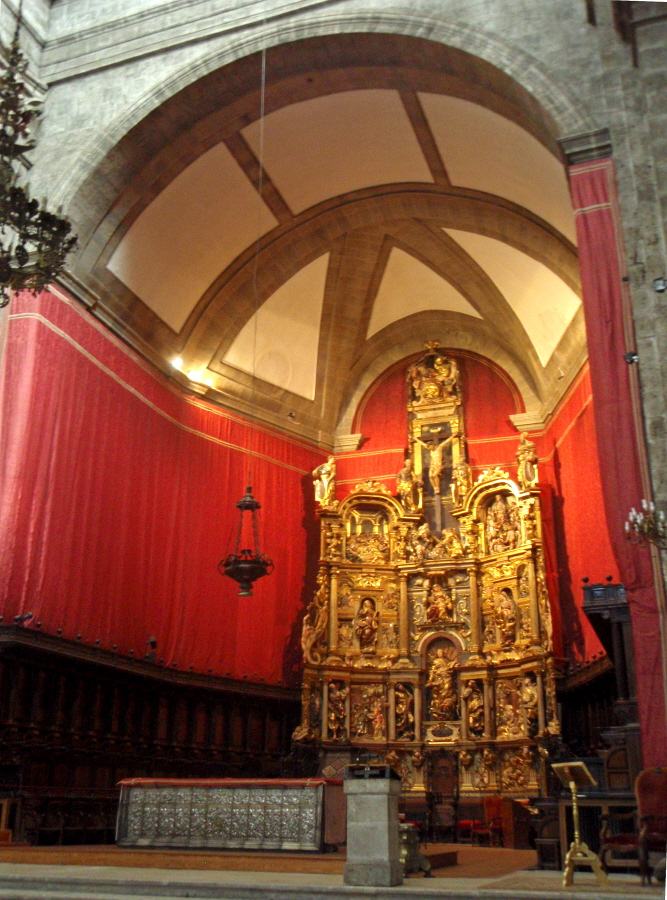
Retablo de Juan de Juni en la capilla mayor de la catedral de Valladolid.
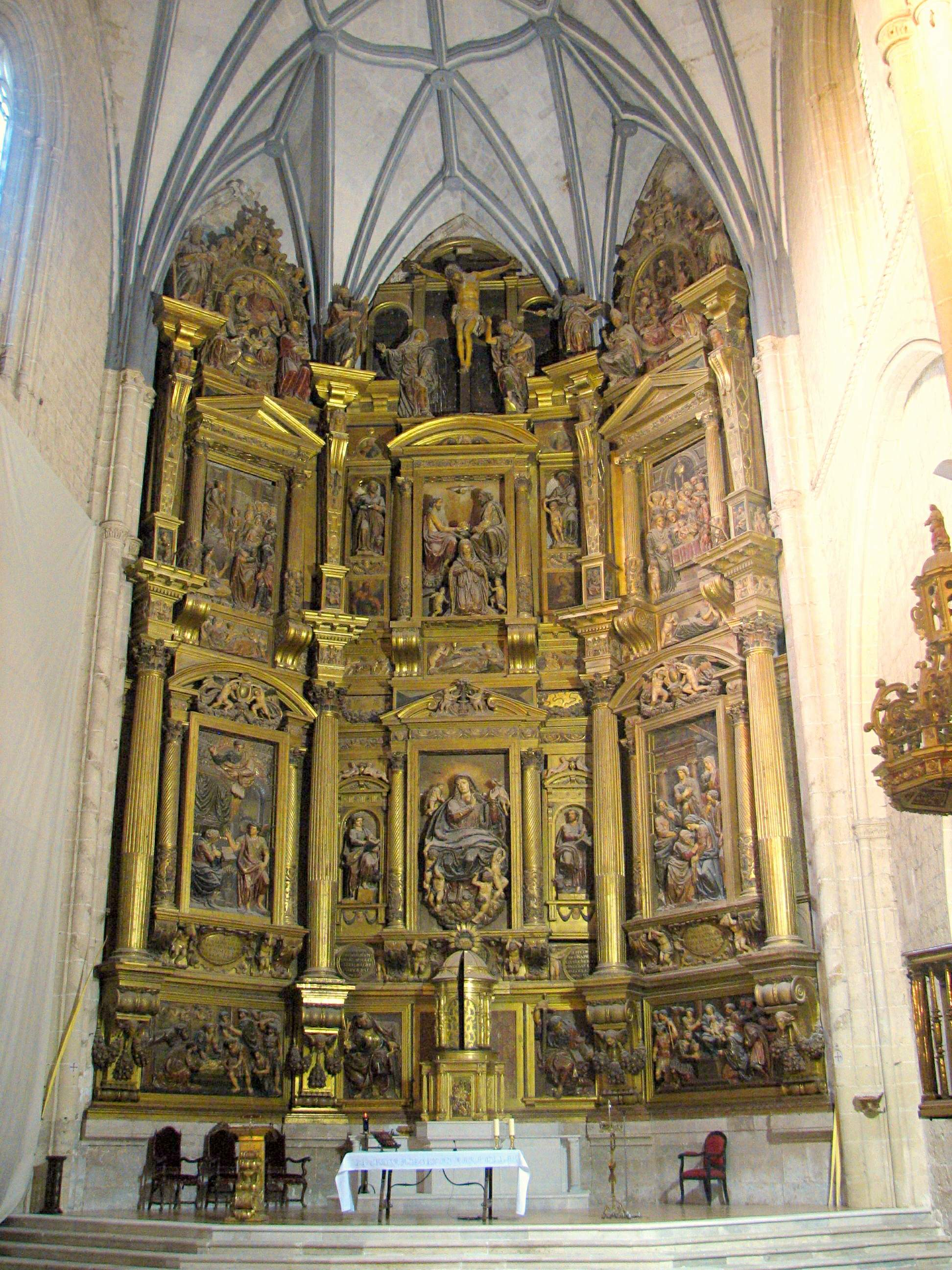
Retablo de Santa María de Mediavilla de Medina de Rioseco.
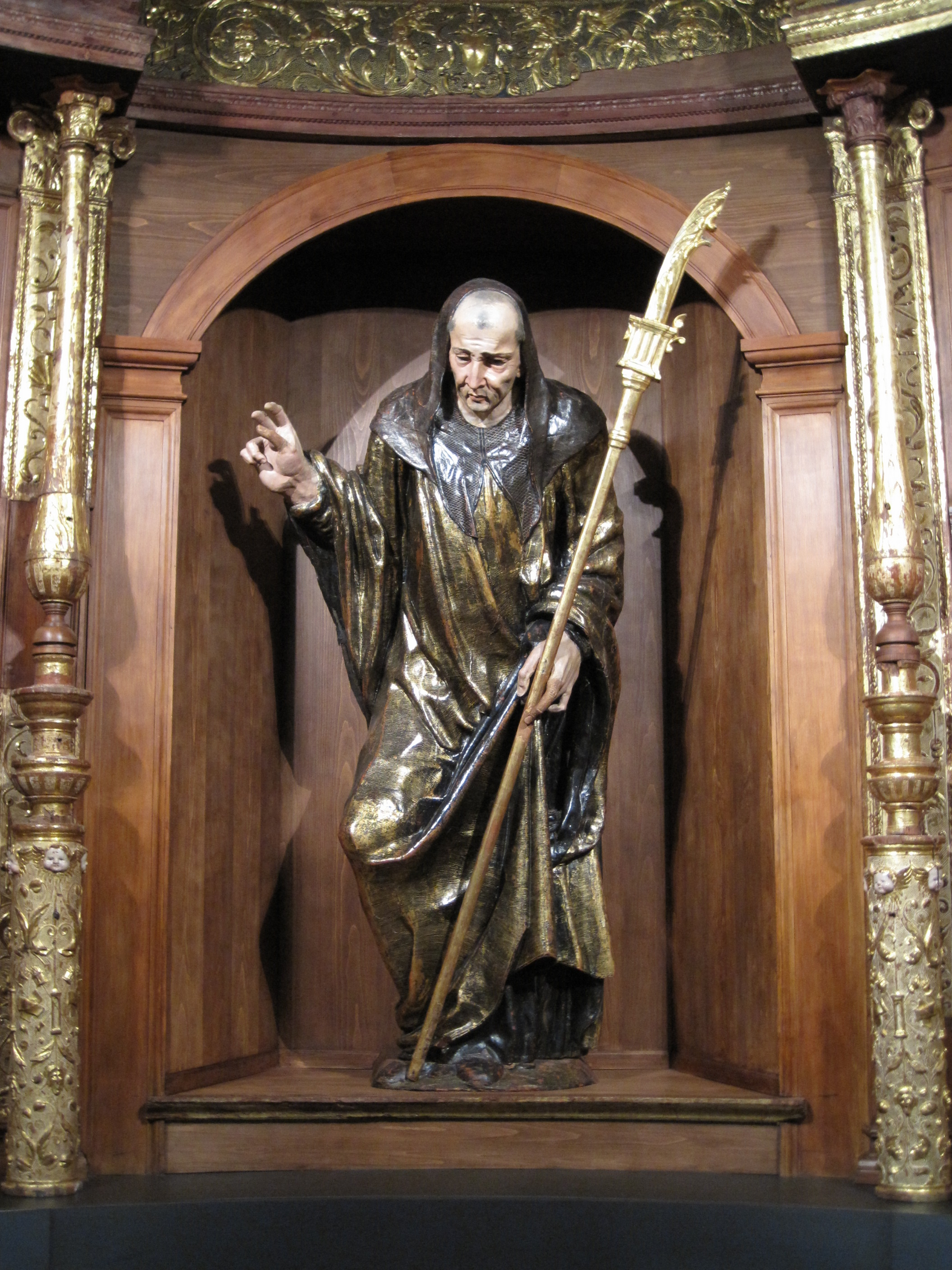
Imagen de San Benito de Nursia, talla de la hornacina central del antiguo retablo de San Benito el Real de Valladolid, de Alonso Berruguete (hoy desmontado y exhibido por piezas en el Museo Nacional de Escultura).
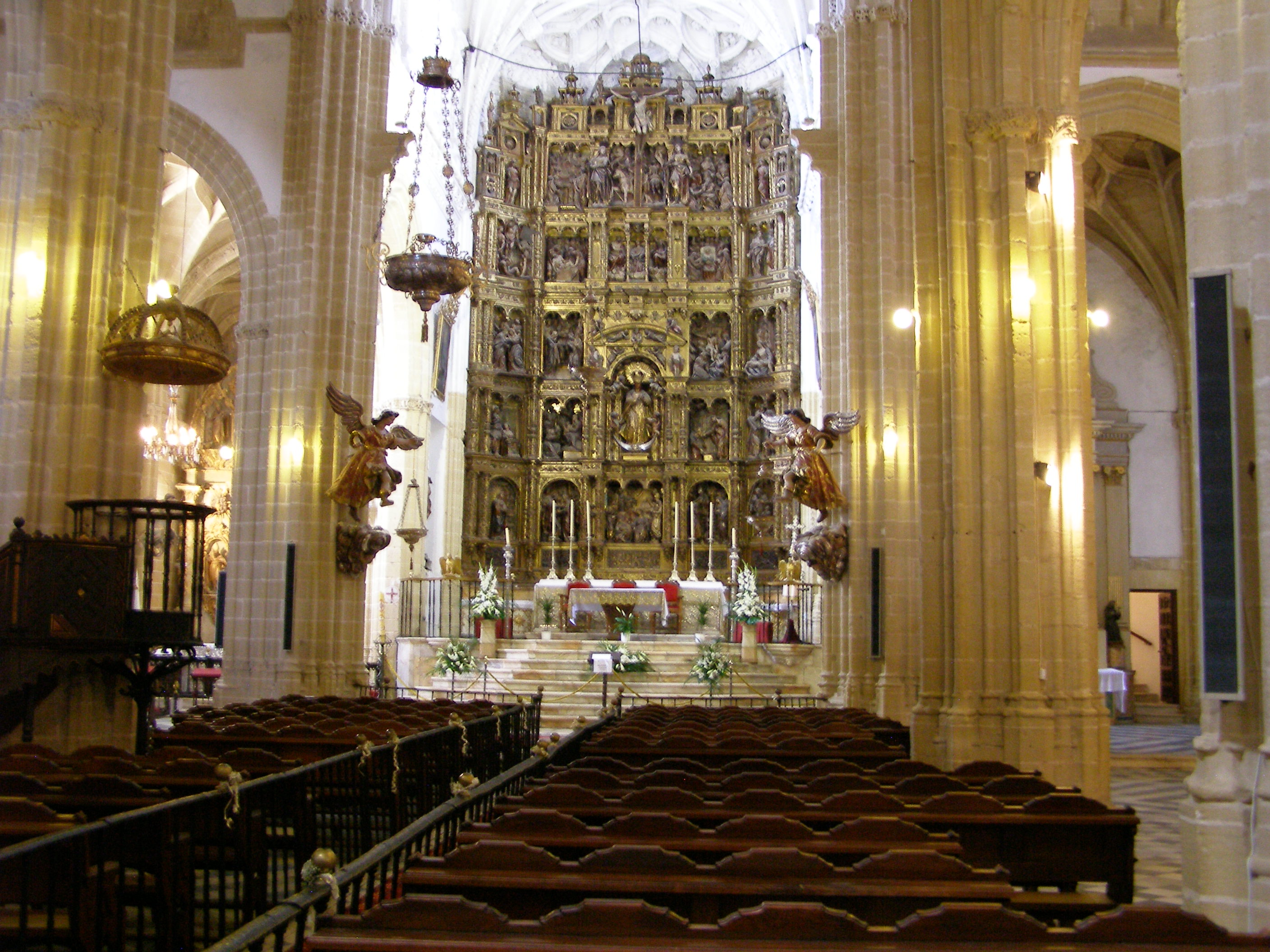
Retablo mayor de Santa María Coronada (Medina Sidonia), de Roque Balduque.
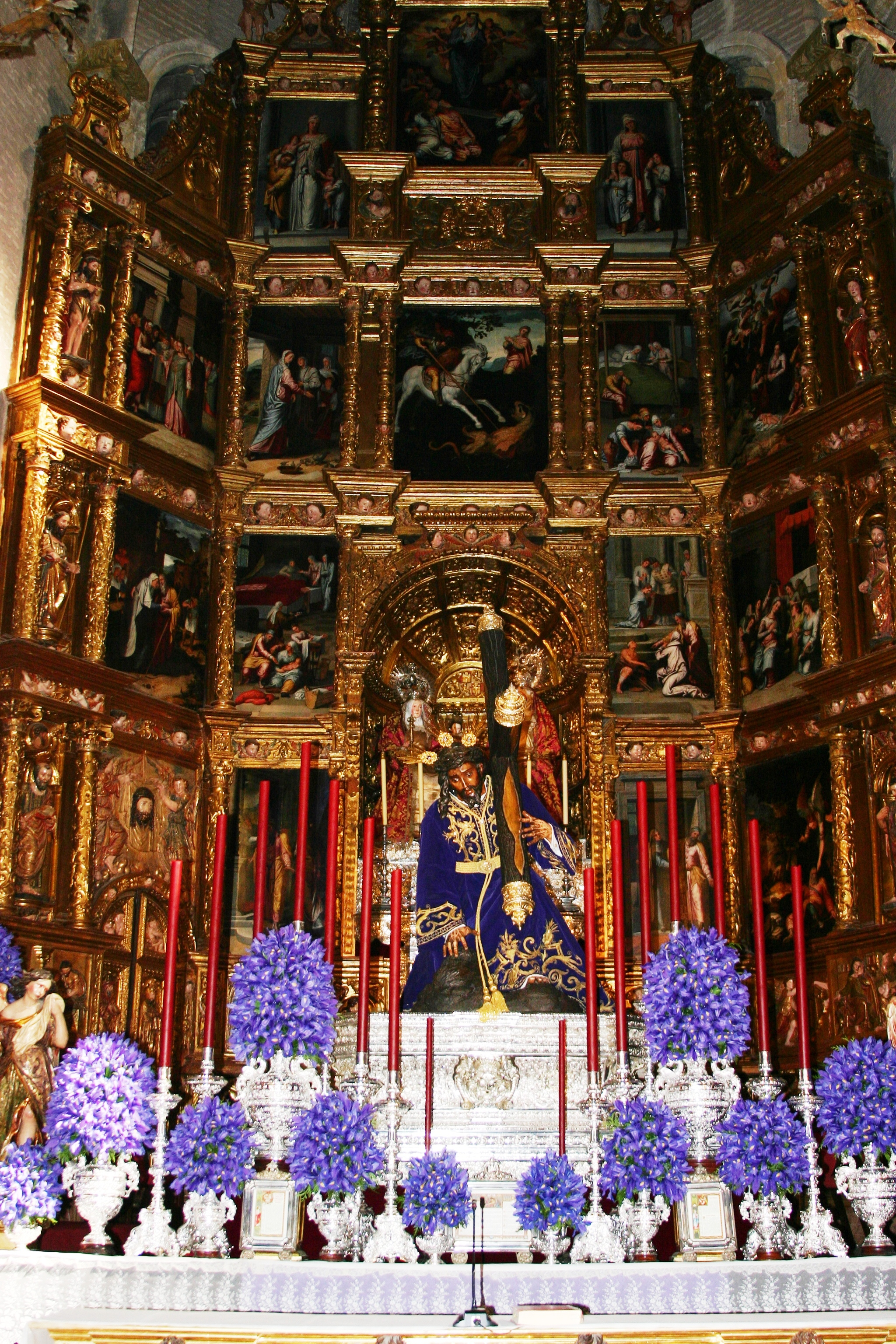
Retablo mayor de la iglesia de Santa Ana (Sevilla), del pintor Pedro de Campaña y el escultor Pedro Delgado (1557).
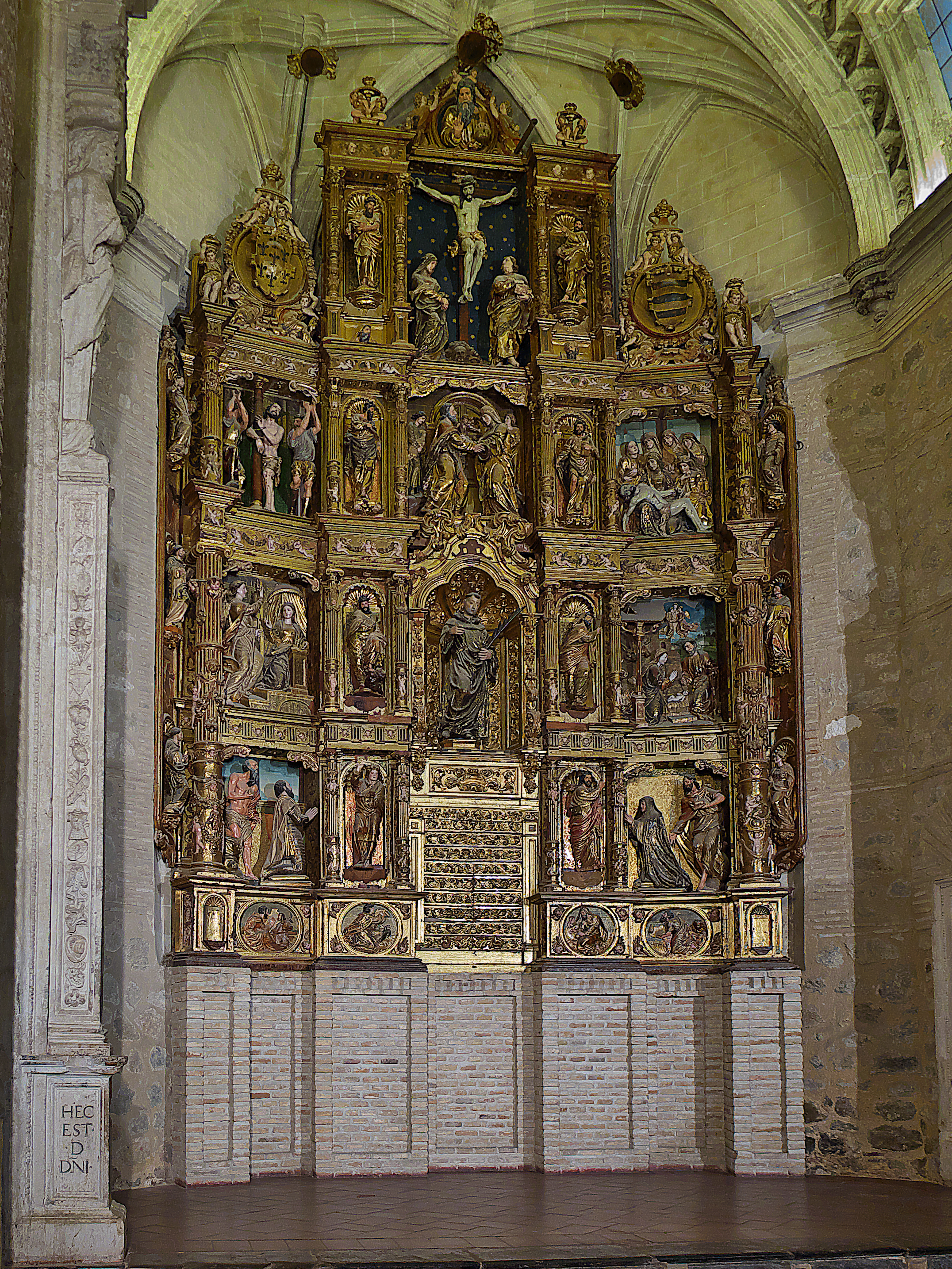
Retablo mayor de la iglesia de San Román (Toledo), de Diego Velasco de Ávila el Viejo (1553).
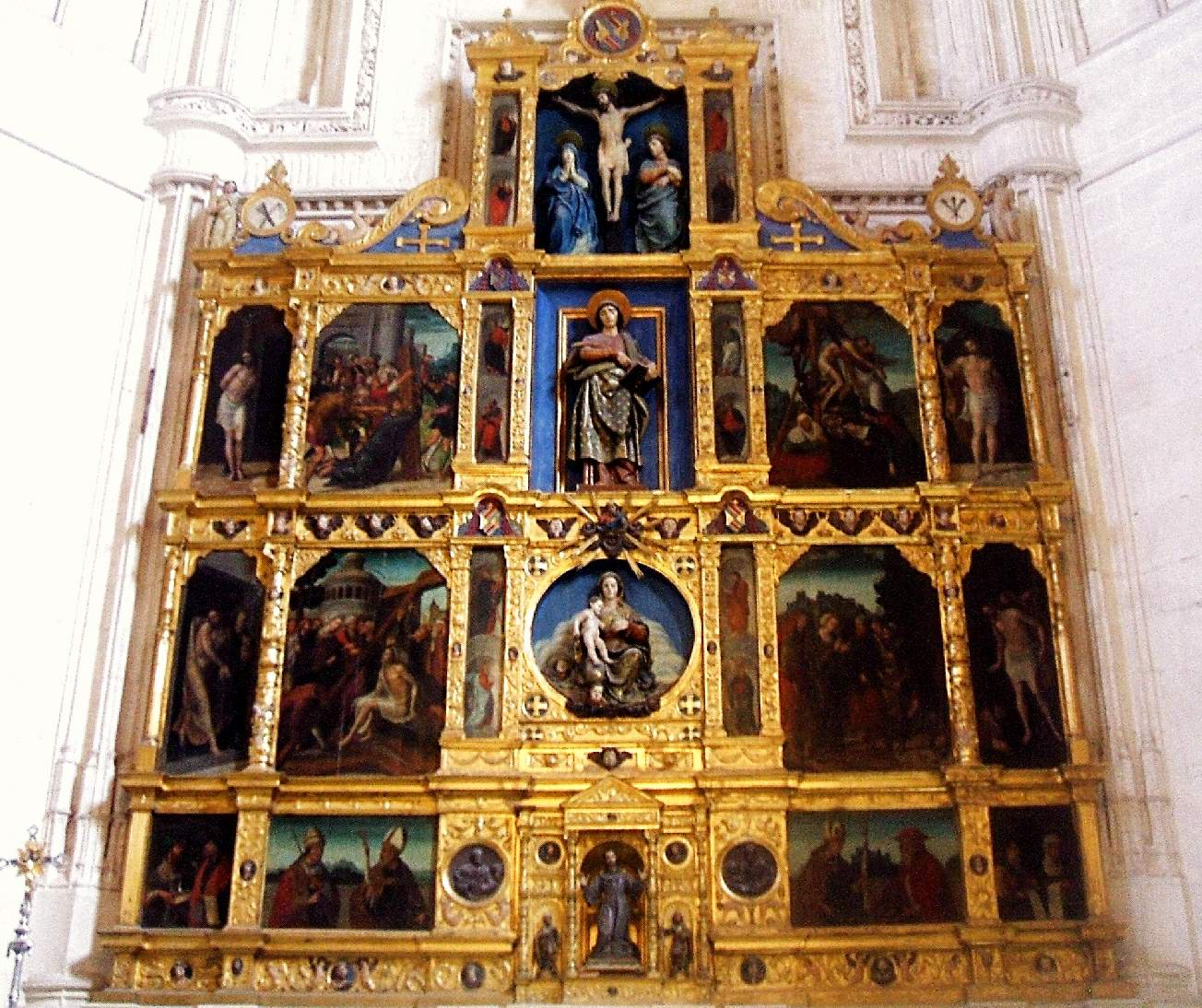
Retablo del Hospital de Santa Cruz (Toledo), hoy en San Juan de los Reyes, de Felipe Bigarny y Francisco de Comontes (1541-1552).

### Retablo romanista

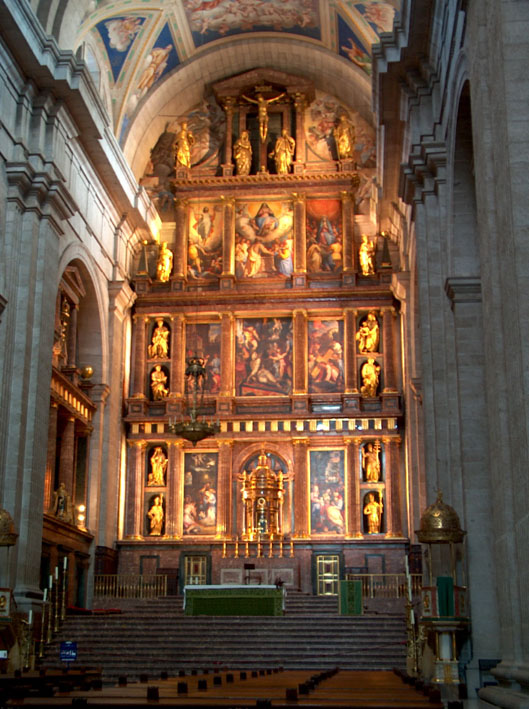
Retablo mayor de la Basílica de El Escorial (1583-1586), una de las mayores empresas artísticas del, diseñado por Juan de Herrera y dirigido por Pedro Castello, con estructura y custodia de materiales nobles de Jacometrezo, esculturas en bronce de Leon Leoni y Pompeyo Leoni y pinturas de Federico Zuccaro y Pellegrino Tibaldi (inicialmente estaba previsto colocar El martirio de san Lorenzo, de Tiziano, una Anunciación de Veronés y una Natividad de Tintoretto, que fueron relegados a otros lugares del Monasterio, al preferirse mantener una unidad de estilo). La bóveda tiene frescos de Luca Cambiaso, y los laterales acogen los cenotafios de la familia real, obra de los Leoni.

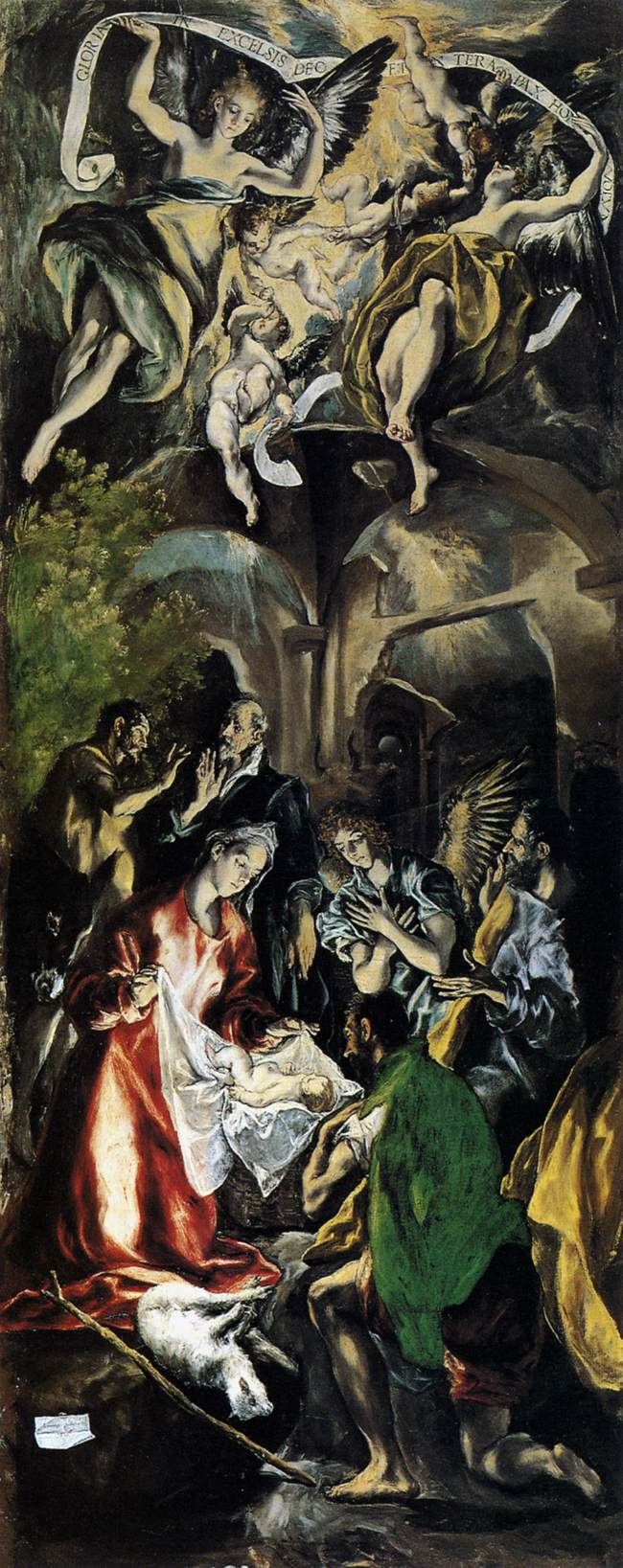
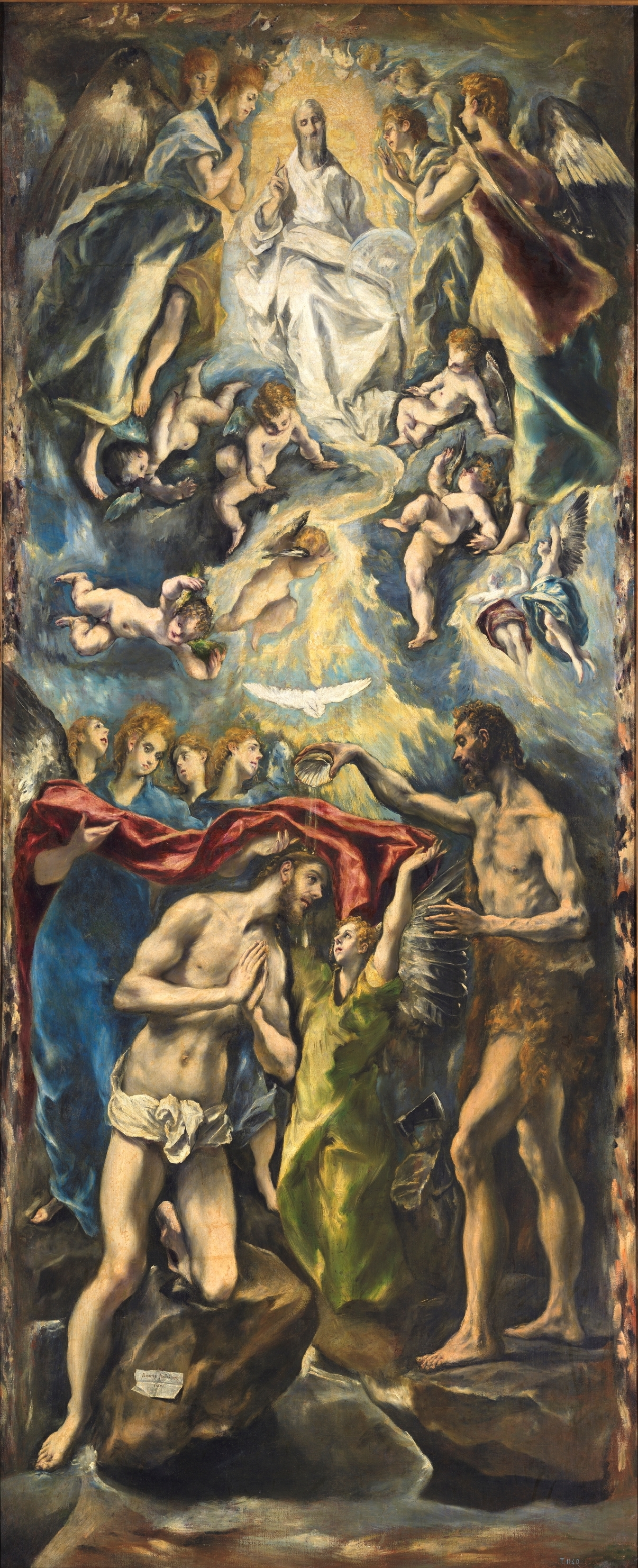

A mediados del siglo XVI, el Concilio de Trento marca una cesura en la vivencia religiosa y el arte en particular. La necesidad de una mayor claridad y contundencia en la transmisión del mensaje evangélico hace que se atemperen ciertos excesos formales manieristas. Surge así el estilo a la romana o romanismo, que será el predominante hasta el fin de siglo, conviviendo no obstante con el manierismo, que conservó cierta vigencia. Siguiendo el nuevo estilo, los retablos adquieren una concepción más arquitectónica y monumental; se acentúa la severidad en la decoración (frontones, columnas exentas, frisos, triglifos y metopas), mientras las imágenes se vuelven expresivas y gesticulantes, en un intento de resultar persuasivas.
La nueva corriente estará protagonizada por maestros como Gaspar Becerra, autor del retablo mayor de la catedral de Astorga (1558-1562), pieza paradigmática que creará toda una moda, siendo muy copiado. Otros artistas representativos de este momento son Pedro López de Gámiz (retablo mayor del convento de santa Clara, Briviesca), Rodrigo de la Haya (que con su hermano Martín realizó el retablo mayor de la catedral de Burgos) y Juan de Ancheta.

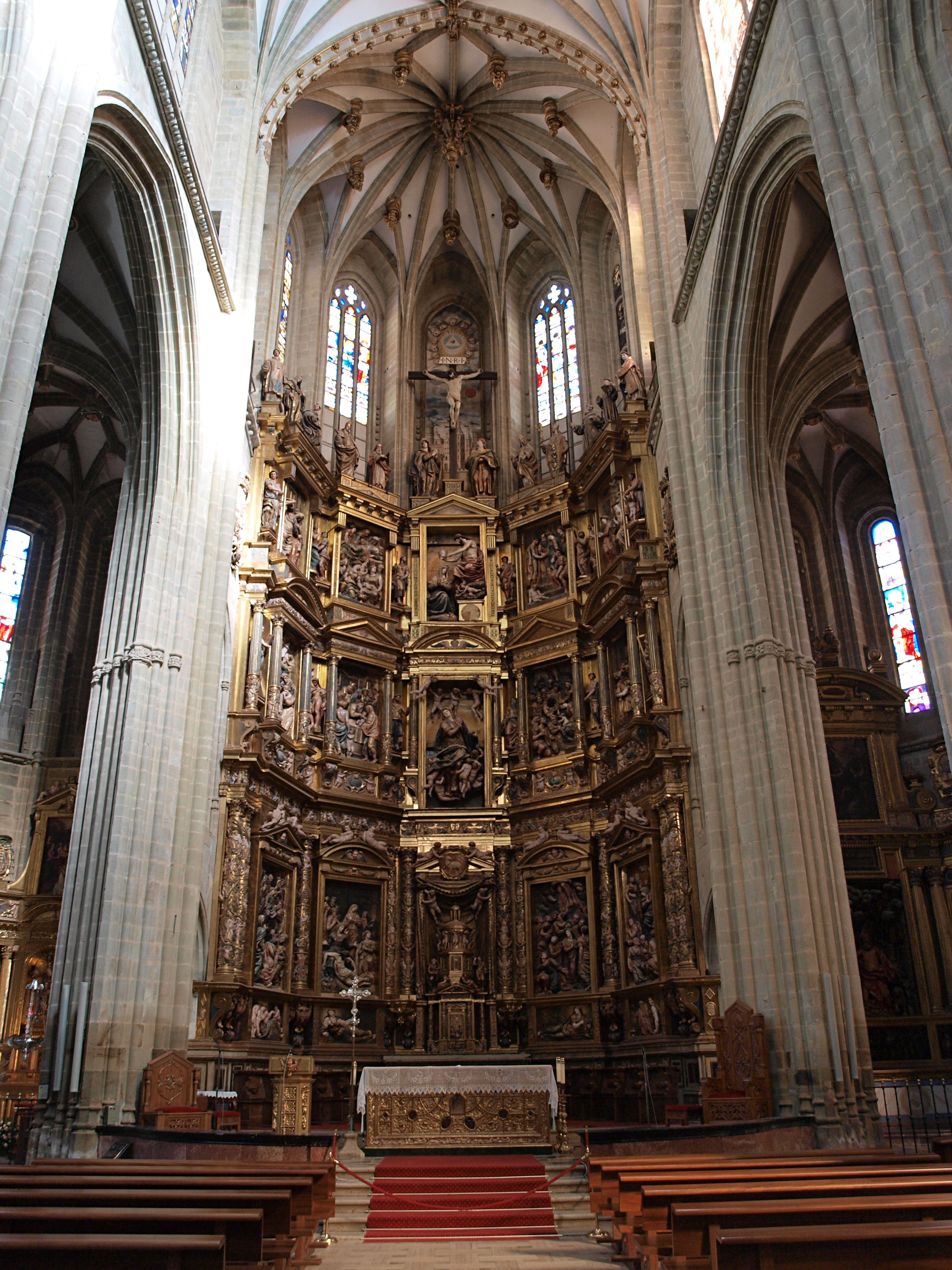
Retablo mayor de la catedral de Astorga.
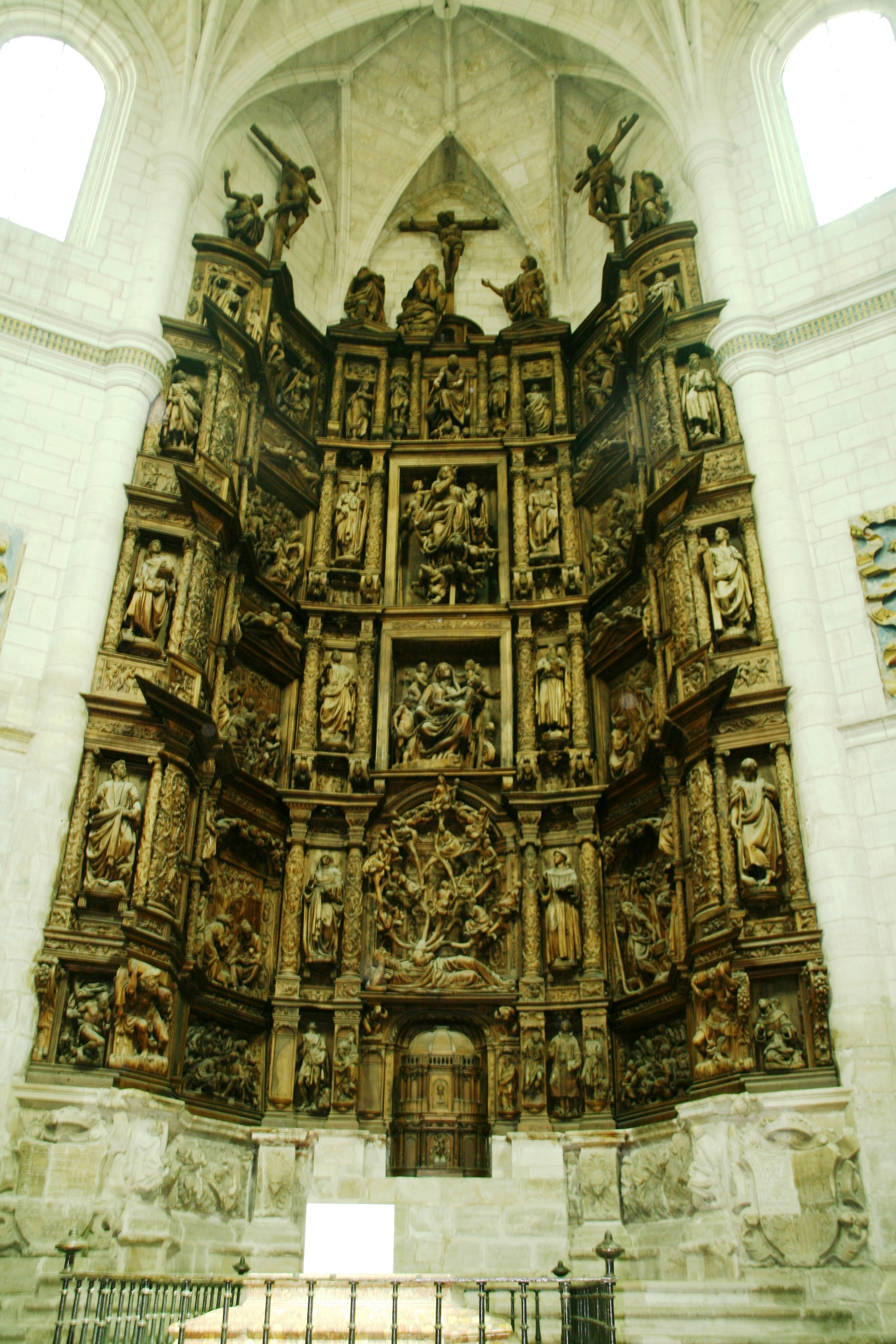
Retablo mayor del convento de Santa Clara de Briviesca.
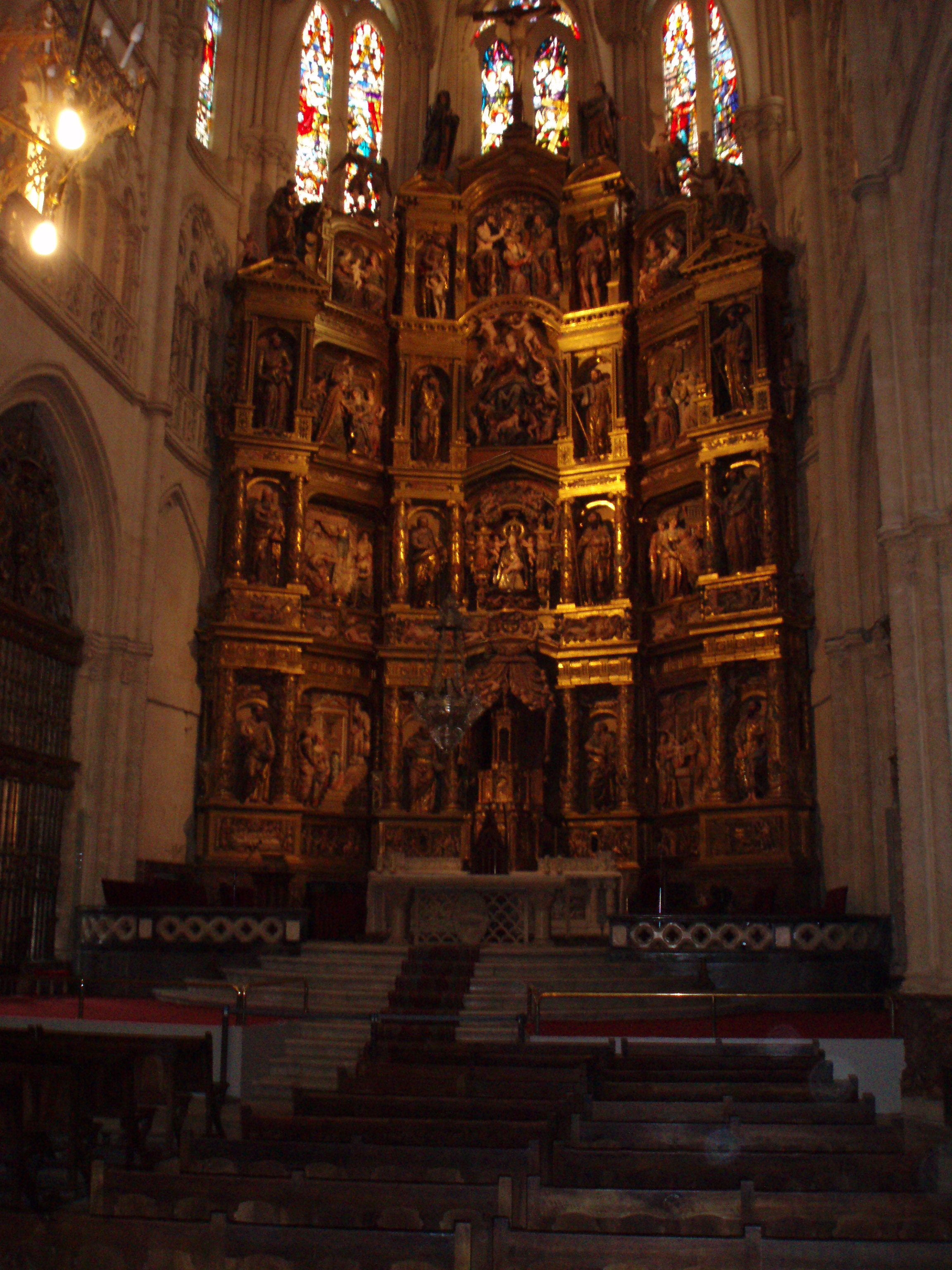
Retablo mayor de la catedral de Burgos.

Quizás el momento culminante del estilo romanista, a la vez que su final, fue el clasicismo que se impuso durante el reinado de Felipe II y la construcción del Monasterio de El Escorial. El estilo escurialense marca en España el tránsito del Renacimiento al Barroco. Se trata de un arte que prescinde de los elementos accesorios, eliminando cualquier concesión decorativa y otorgando el protagonismo al soporte arquitectónico, que sigue los cánones clásicos de forma casi obsesiva, aunque introduciendo un gigantismo de raíz miguelangelesca. En lo referido a la retablística, el principal ejemplo de esta corriente fue el retablo mayor de la Basílica del monasterio. El ser un encargo de gran importancia simbólica (ya que había de presidir el espacio donde estaban enterrados los reyes de España) hizo de esta pieza una obra única; se emplearon en su confección los más costosos materiales (jaspes, mármoles polícromos, bronce dorado al fuego) así como una pléyade de artistas entre los más afamados de su generación: Juan de Herrera dio la traza general, Pompeyo y Leone Leoni hicieron las esculturas e incluso se pensó que un cuadro de Tiziano presidiera el conjunto, aunque finalmente se encargó la parte pictórica a Pellegrino Tibaldi y Federico Zuccaro.
Esta monumental obra puede considerarse el canto de cisne del Renacimiento en España en el campo del retablo. El impacto y novedad que supuso se impondrán hasta bien entrado el siglo XVII, recogiendo muchos ejemplos que se harán a partir de entonces algunas de estas innovaciones, como la rígida superposición de órdenes, el empleo de piedra en lugar de madera policromada, la nítida estructuración y jerarquización iconográfica, y sobre todo, el énfasis que se dará a partir de ahora al sagrario o tabernáculo, que, como sucede en El Escorial, muchas veces llega a estar exento y casi independiente del cuerpo del retablo.
Otros ejemplos notables de retablo escurialense son el mayor de la colegiata de san Luis de Villagarcía de Campos (Valladolid), diseñado por Juan de Herrera y labrado por Juan Sáez de Torrecilla, o el que preside la iglesia vallisoletana de san Miguel y san Julián, obra de Adrián Álvarez.

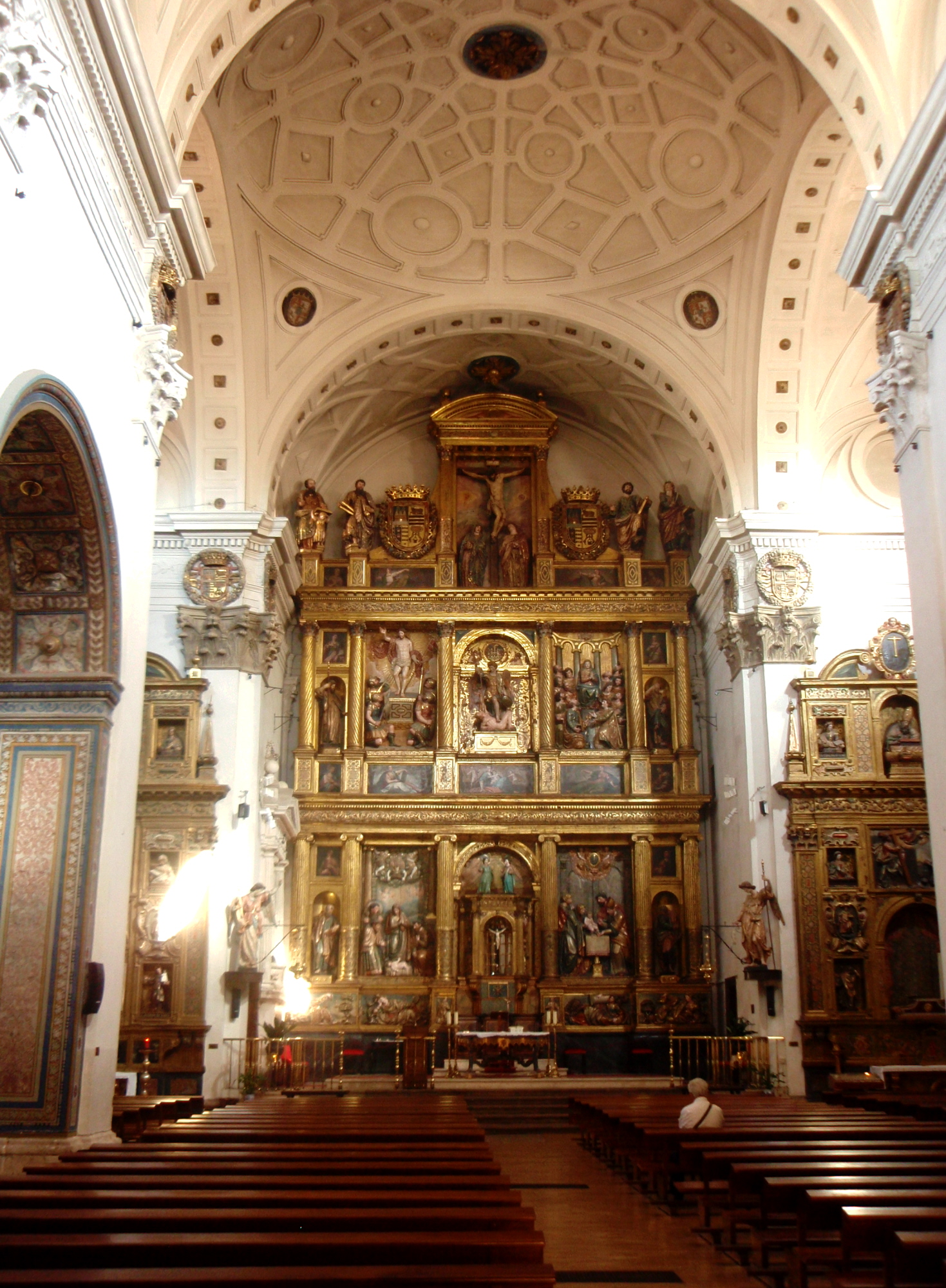
Retablo mayor de San Miguel y San Julián de Valladolid.
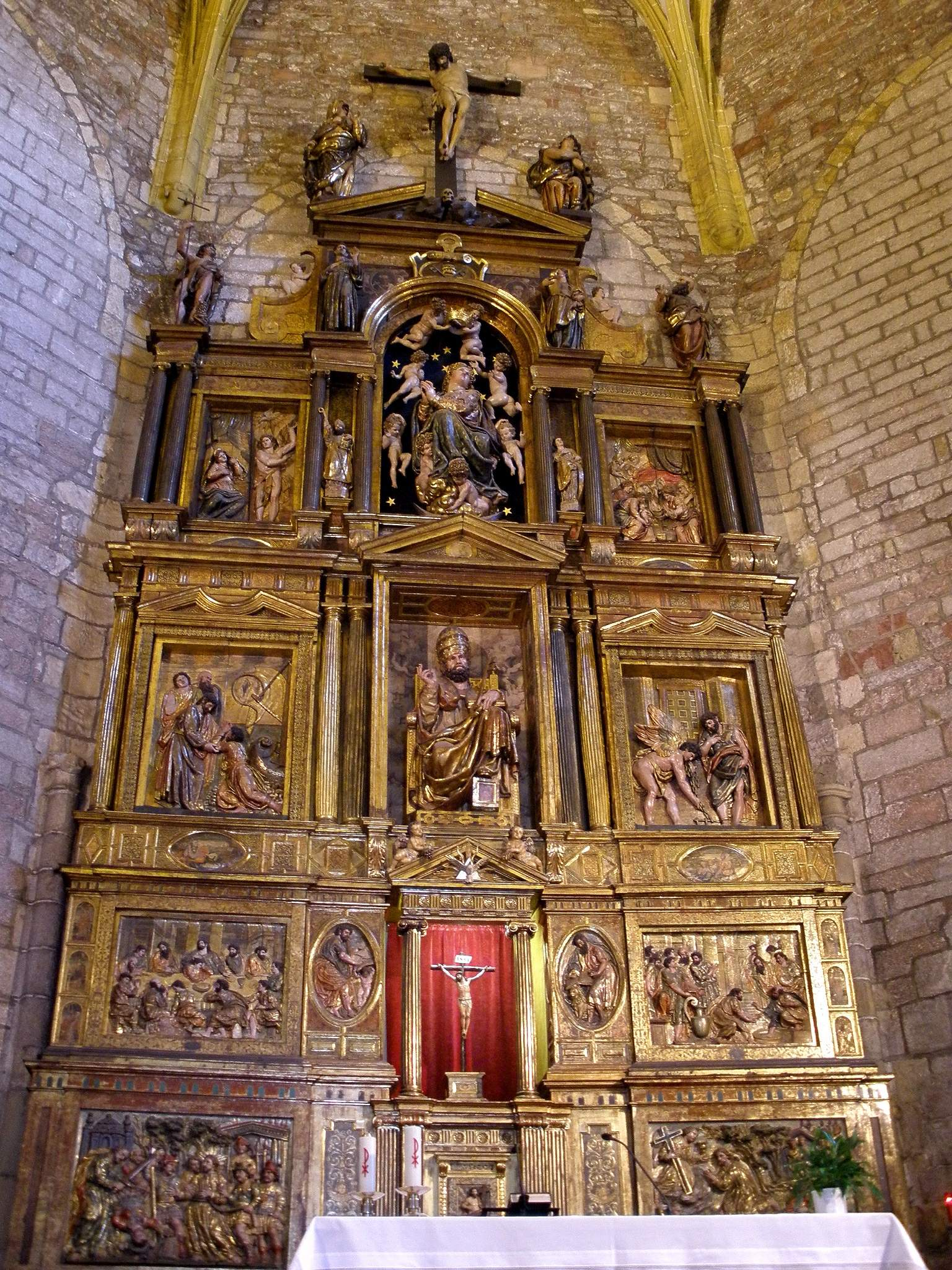
Retablo mayor de la iglesia de San Pedro de Zumaya, de Juan de Ancheta. En la misma iglesia hay otros notables retablos.
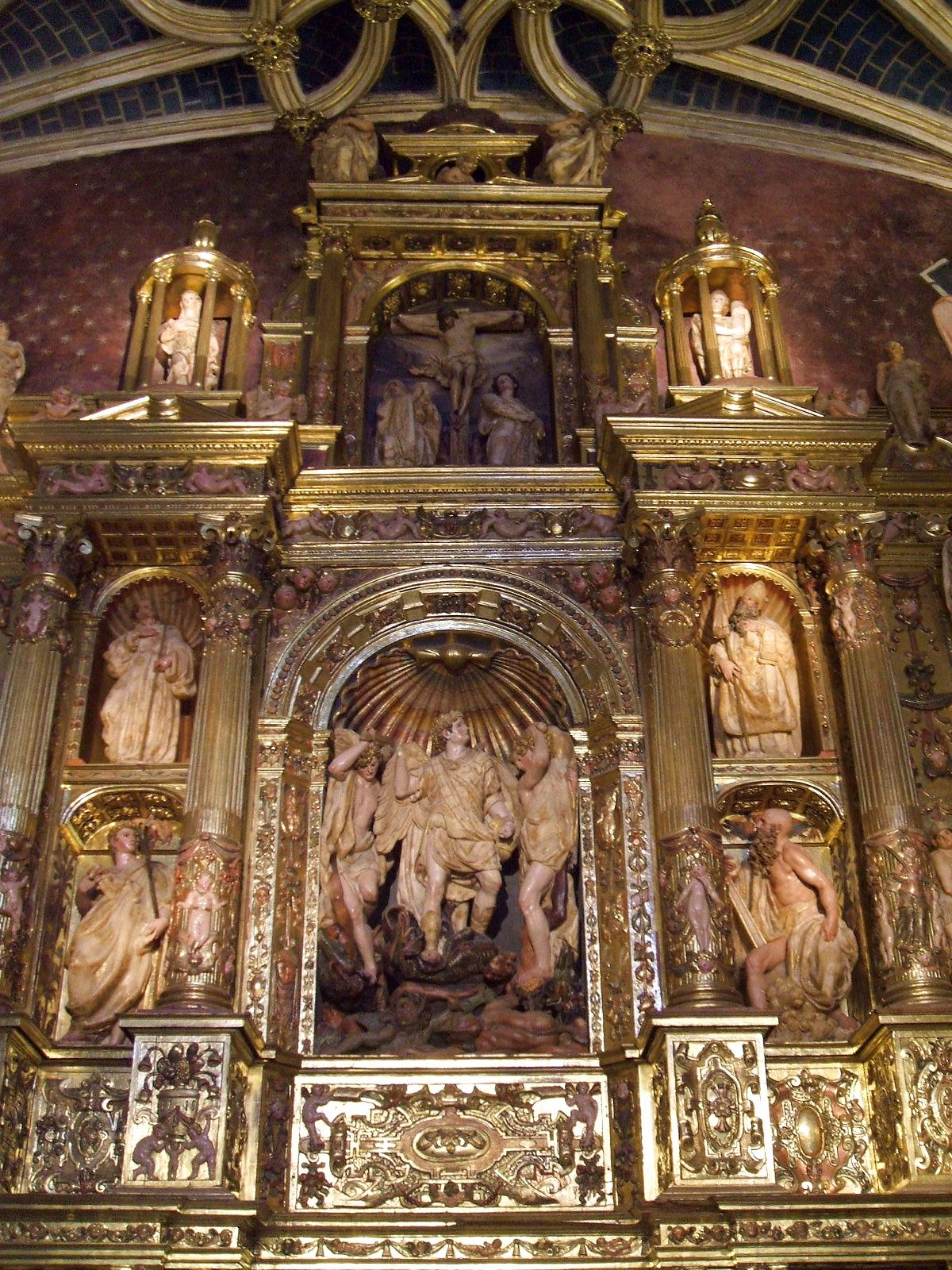
Retablo de la Capilla de los Santos Miguel, Gabriel y Rafael en la Seo de Zaragoza, de Juan de Ancheta.
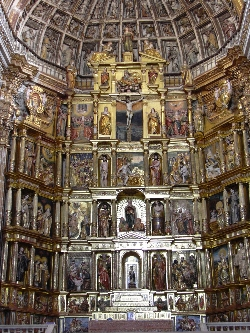
Retablo mayor de San Jerónimo en Granada, de Pablo de Rojas.
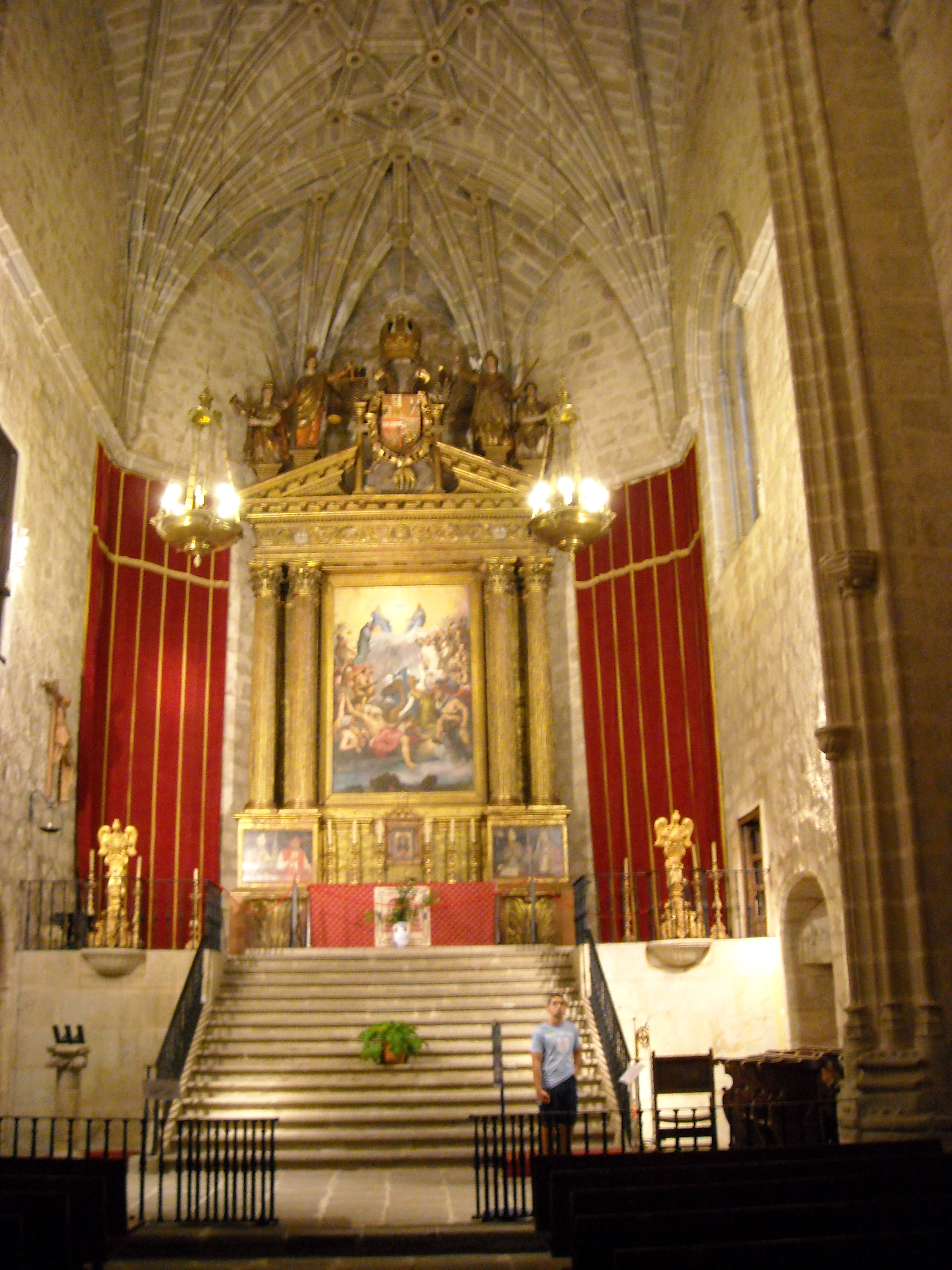
Retablo mayor de la iglesia del monasterio de Yuste, con la copia de La Gloria de Tiziano -El retablo del Juicio Final en la iglesia monacal de Yuste-.
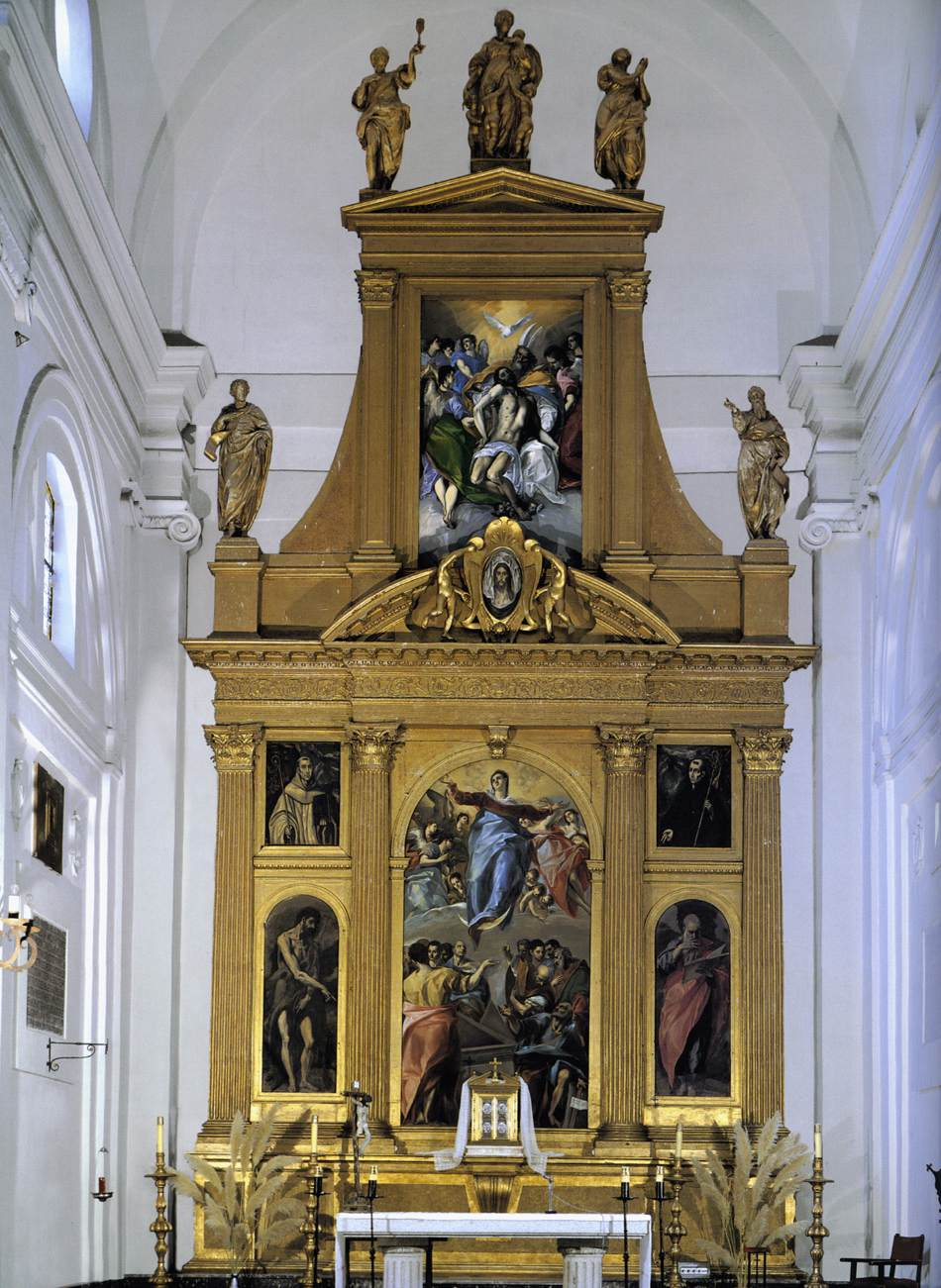
Retablo mayor de Santo Domingo el Antiguo (Toledo), pintado por El Greco.
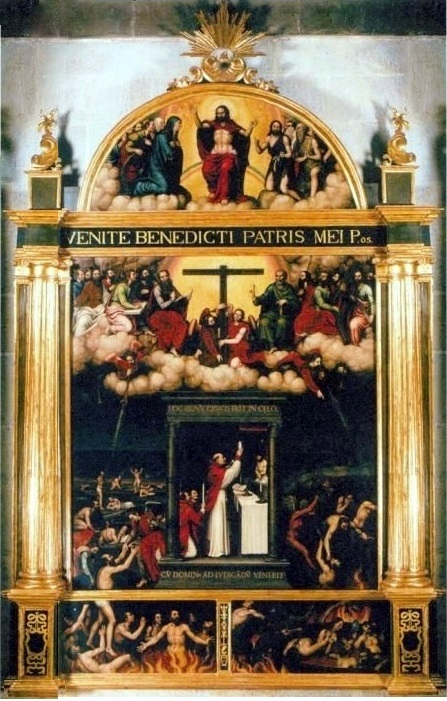
Retablo de las Ánimas del Juicio Final, de Nicolás Borrás (1574).

Reconstrucción hipotética del retablo de doña María de Aragón, de El Greco (1596-1599)
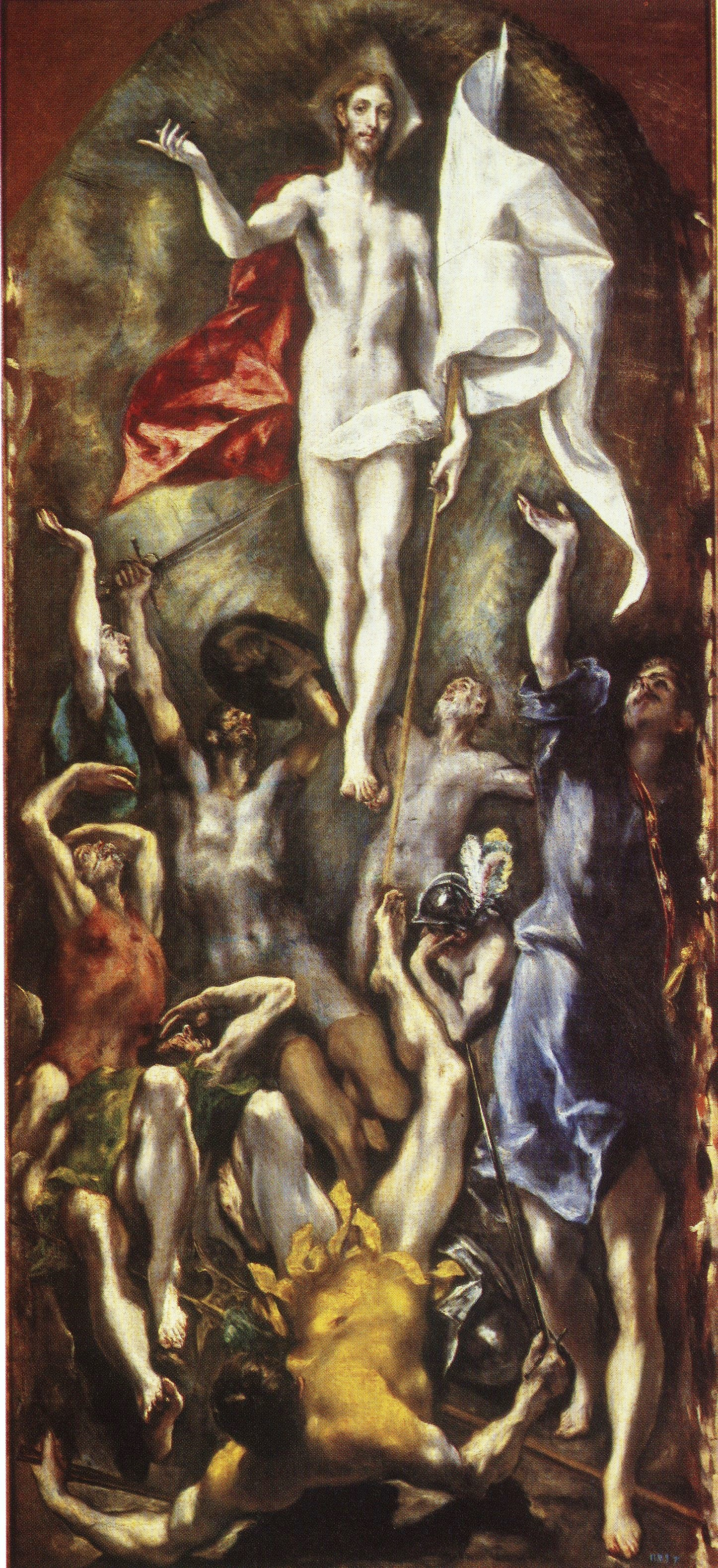
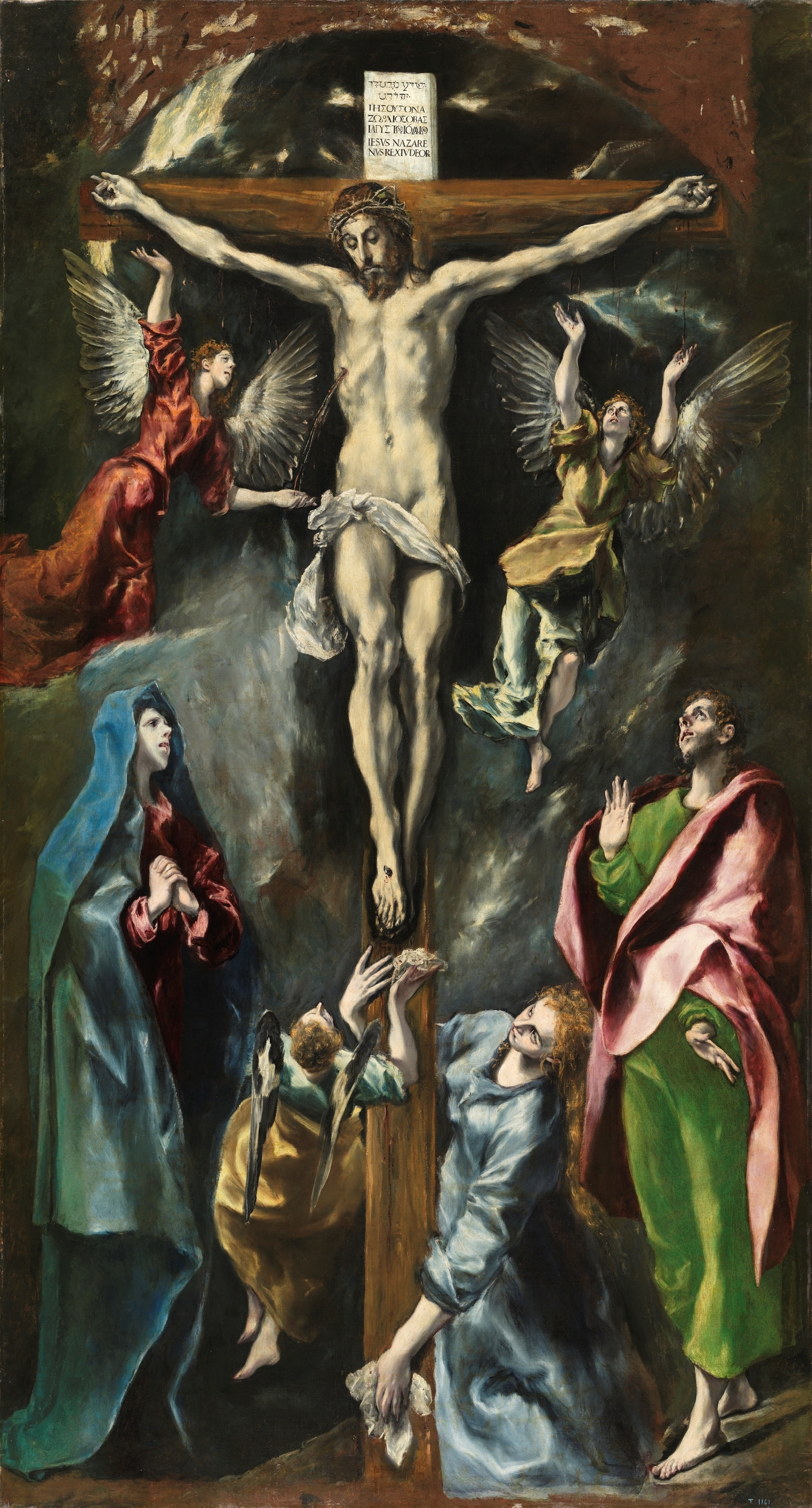

## Retablo barroco: siglosXVIIyXVIII

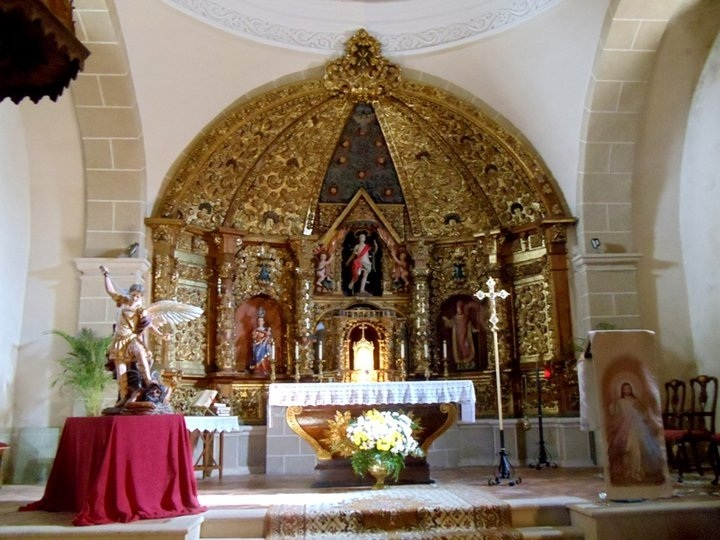
Retablo Mayor de la iglesia parroquial de San Sebastián de Barrado, obra de los hermanos de la Inzera Velasco

El Barroco fue, quizá, la época dorada del retablo, tanto por el gran número de ellos que se hicieron como por su importancia artística, su variedad tipológica y formal, y sus dimensiones, que llegaron a ser del todo monumentales. En esta época, además, con la implantación de la Contrarreforma tras el Concilio de Trento, se afianza la construcción de retablos en lugares donde había decaído en siglos anteriores, como zonas de Alemania, Austria, Polonia, Países Bajos católicos o la misma Italia. En todo caso, la península ibérica siguió siendo el centro más creativo e importante, con la novedad de la exportación a las iglesias y catedrales que se construían en esa época en las colonias de América y otros lugares.
En los siglos XVII y XVIII, el retablo cobró un extraordinario protagonismo en el interior de las iglesias, de modo que muchas veces la propia arquitectura de los templos acaba supeditada a su colocación, generalizándose las cabeceras planas con testero ciego, o a lo sumo con ventanales abiertos en su parte más alta de modo que no interfieran con la estructura del retablo y se adapten a ella. En una época en la que el arte busca la cercanía con el fiel, se generalizan tipologías nuevas, como el retablo con camarín (que tenía precedentes en el Renacimiento), el retablo exento a modo de ciborio o tabernáculo, el retablo-transparente, con aberturas que dejan pasar la luz, el retablo-relicario, surgido a partir del resurgir del culto a las reliquias de los santos, etc.
Los retablos barrocos suelen concebirse como parte integrante de una decoración mayor que se extiende por toda la iglesia, y así hacen juego a veces con frescos pintados en techos o paredes, o con otros retablos, repitiendo por ejemplo los llamados "retablos colaterales" la forma y decoración del retablo mayor o de la capilla principal. En esta época se acentúa fuertemente la jerarquización de los elementos decorativos del templo, a la vez que los mismos tienden a formar un todo. Naturalmente, esto es más palpable en las iglesias construidas ex-novo en época barroca, aunque viejos templos como la catedral de León sufrieron en esta época el influjo del nuevo estilo, diseñándose decoraciones a veces un tanto chocantes con la arquitectura precedente.

### Retablos barrocos italianos
En el Barroco italiano la iconografía de las pale, siguiendo las recomendaciones teológicas de la Contrarreforma, se concentra en un único tema, como la advocación patronal de la iglesia o del altar correspondiente, habitualmente en lienzos o en grupos escultóricos de grandes dimensiones. El material usado con mayor extensión y frecuencia en los retablos del barroco italiano es el mármol en contraste con la madera dorada y policromada de épocas anteriores. En ocasiones se emplean otros materiales semipreciososos como el lapislázuli y la malaquita. 

Retablos barrocos italianos
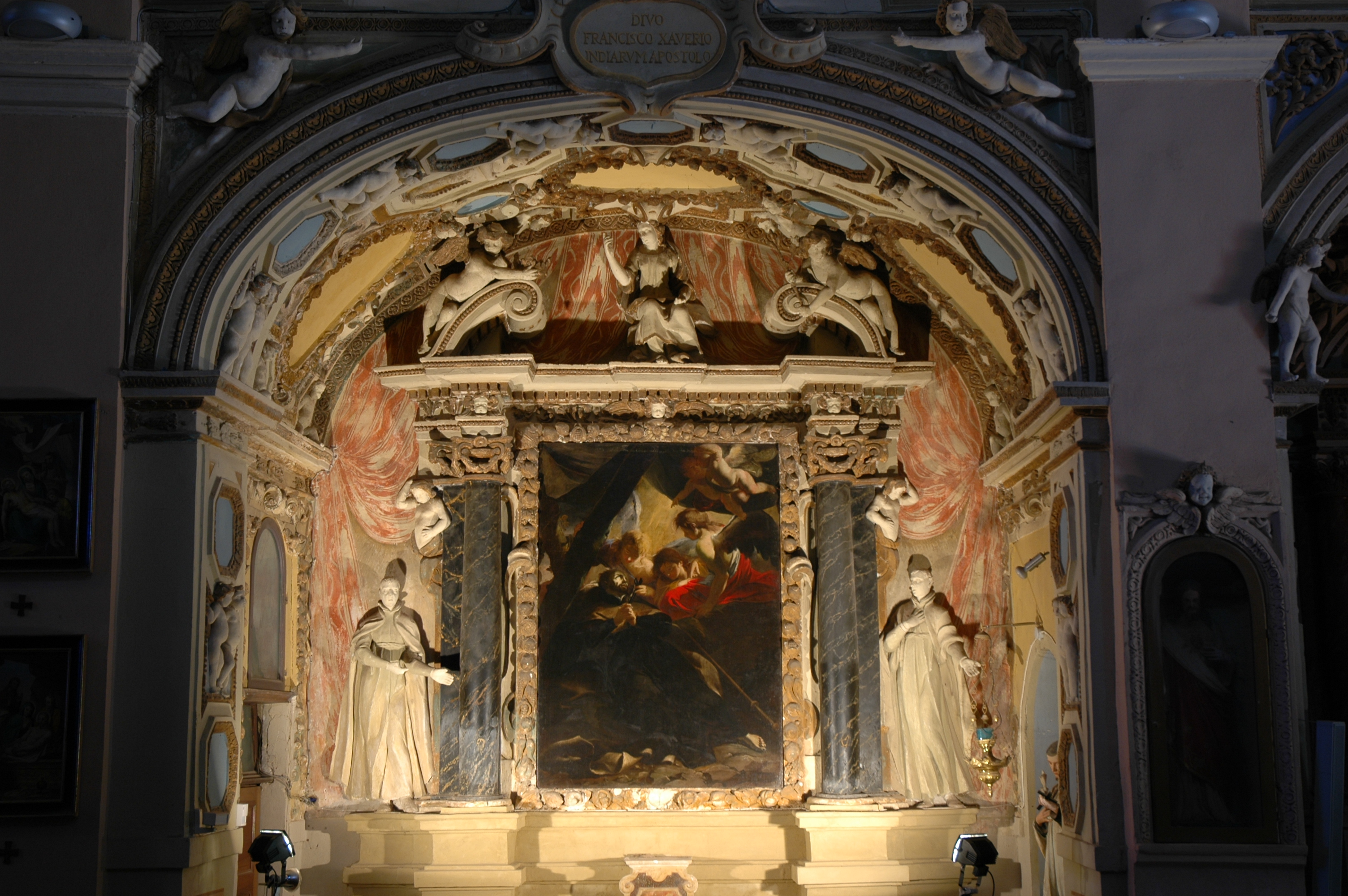
Pala di altare de la capella dei gesuiti en la iglesia parroquial de Grazzano Badoglio, de Andrea Pozzo.
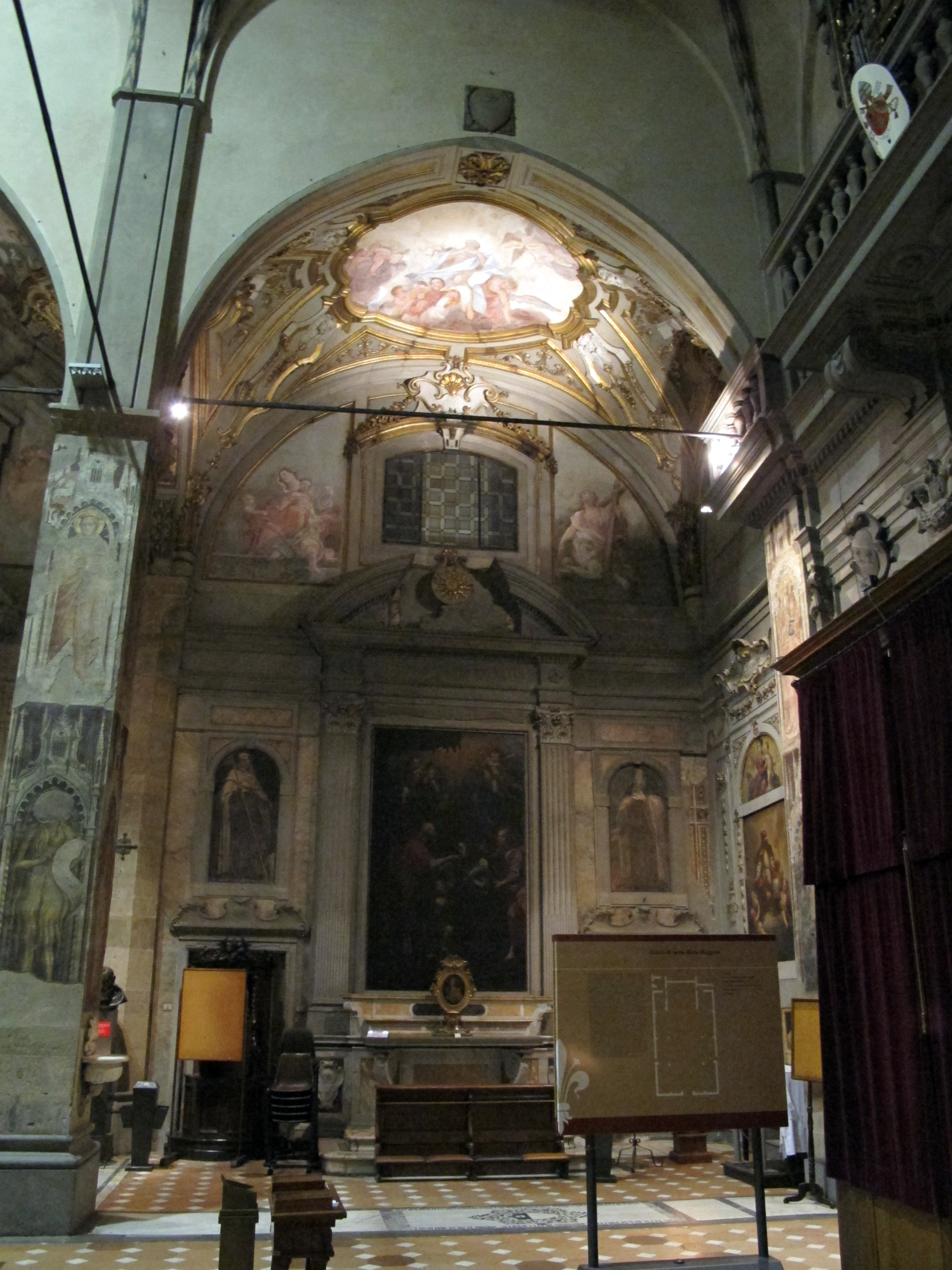
Pala de la cappella Panciatichi de la catedral de Florencia, pintada por Domenico Pugliani.
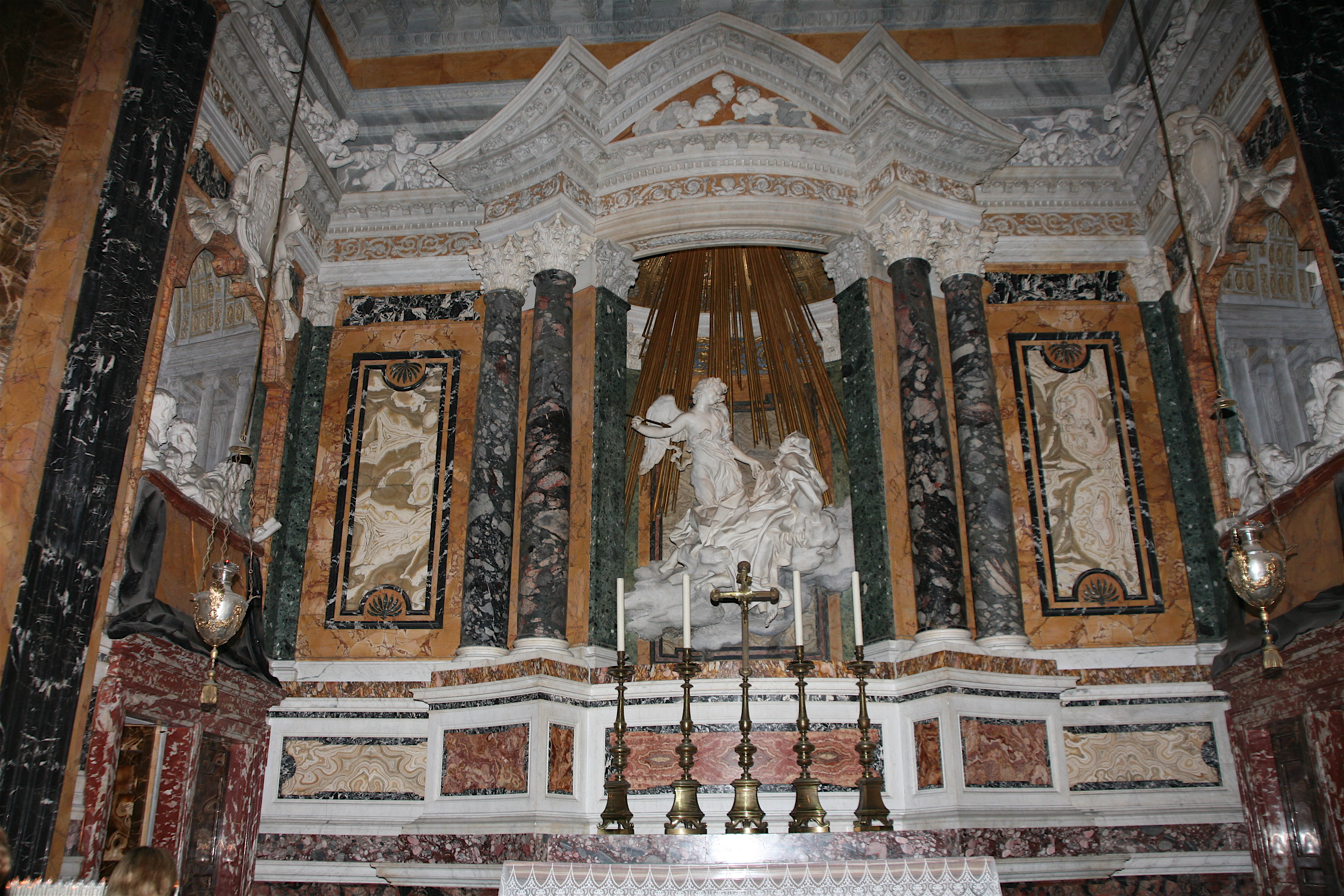
Conjunto de la capella Cornaro en Santa Maria della Vittoria de Roma, que incluye tras el altar el Éxtasis de Santa Teresa de Bernini.

### Retablos barrocos flamencos
En los Países Bajos del Sur, como reacción al aniconismo protestante, la decoración de las iglesias católicas se extremó. No sólo los retablos, sino los púlpitos e incluso los pilares de las naves se convirtieron en soportes de sofisticados grupos escultóricos, mientras que a la tradición de polípticos pictóricos se añadió, en estructuras mucho más simplificadas, las creaciones de grandes dimensiones de la escuela flamenca de pintura encabezada por Rubens.

Retablos barrocos flamencos
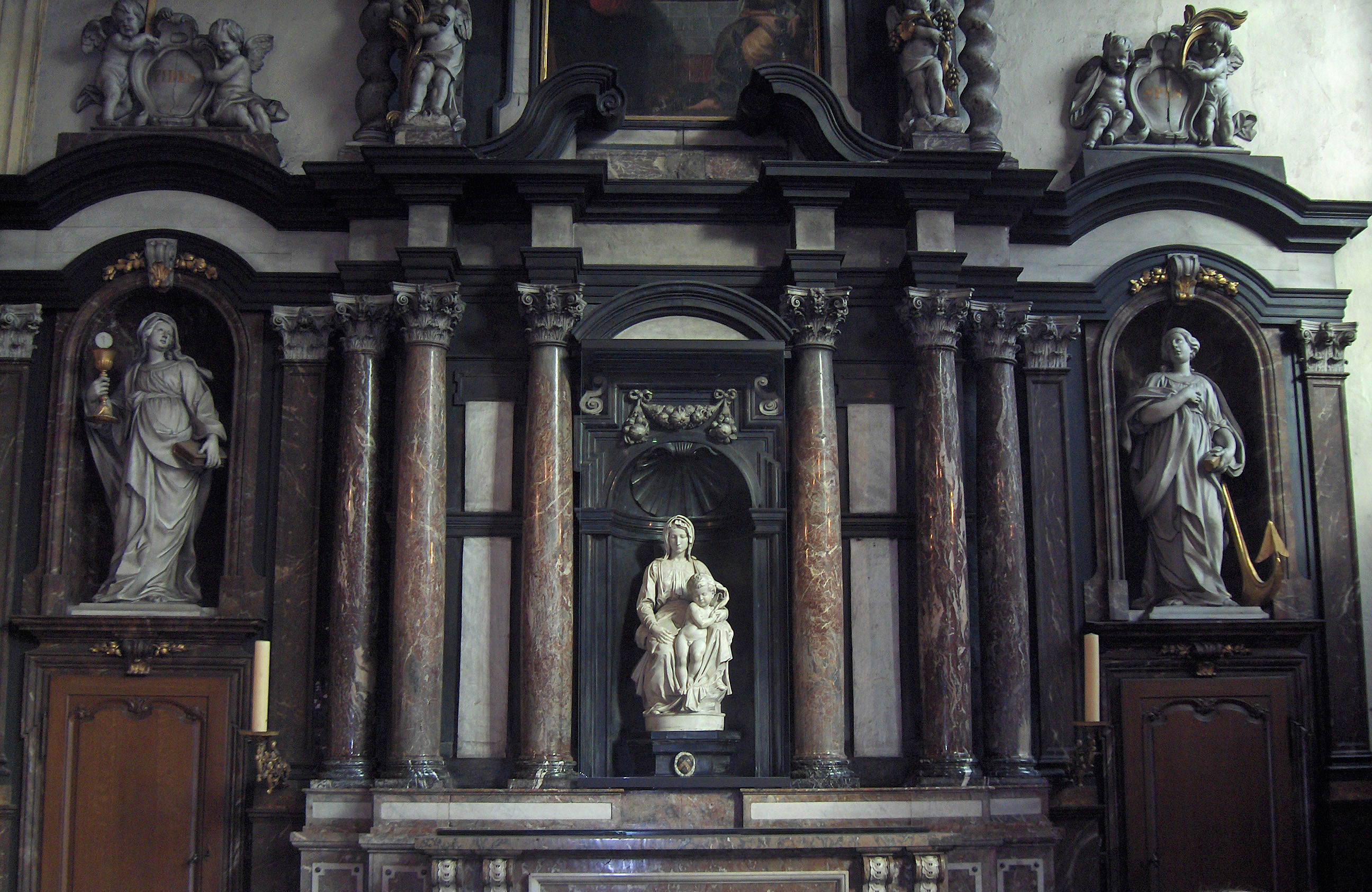
Retablo de traza barroca de la capilla de la Madonna de Brujas (que exhibe en su centro una talla de Miguel Ángel de comienzos del siglo XVI) en la iglesia de Nuestra Señora de Brujas.
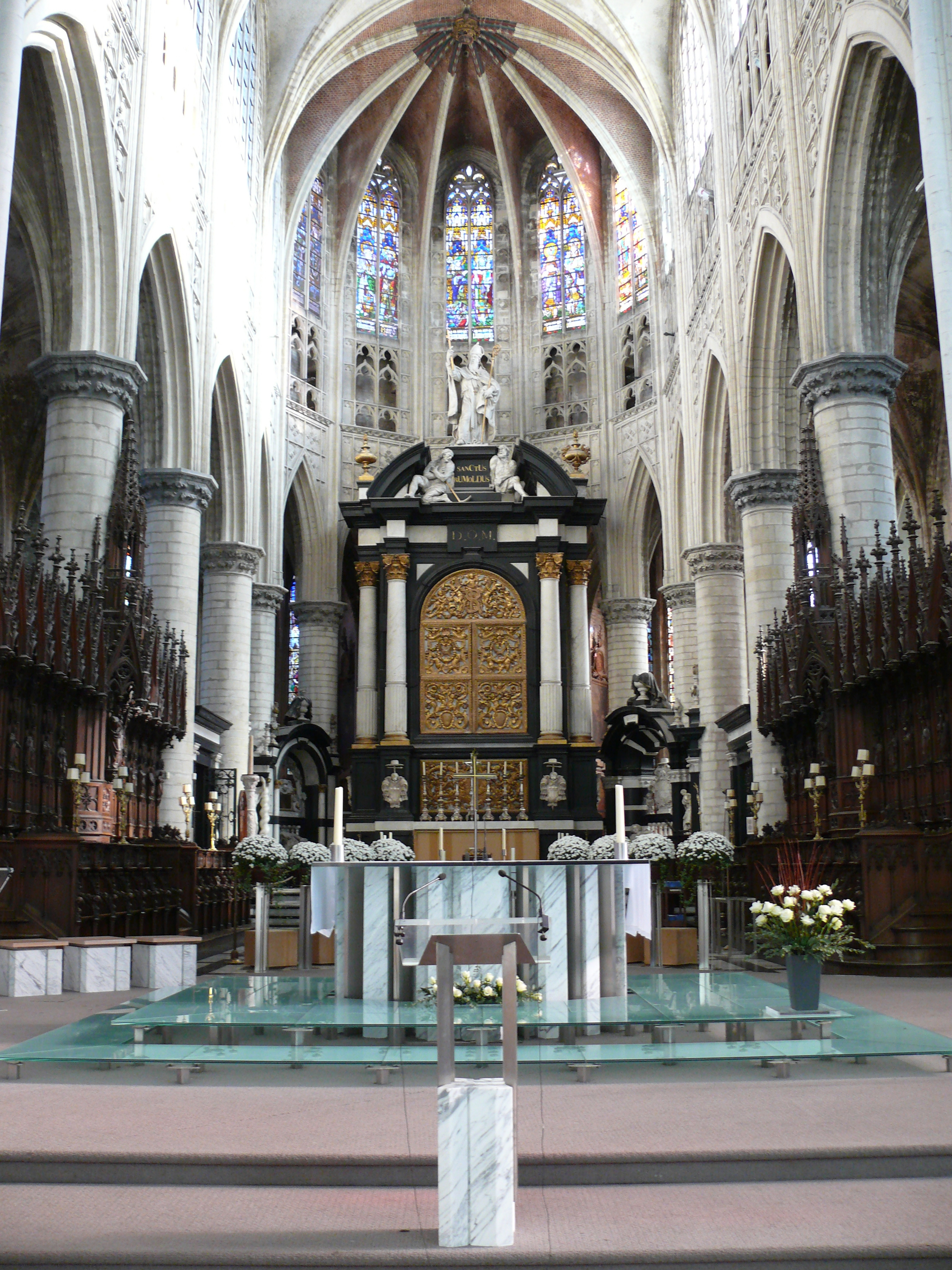
Retablo mayor de la catedral de San Rumoldo de Malinas, de Lucas Faydherbe.
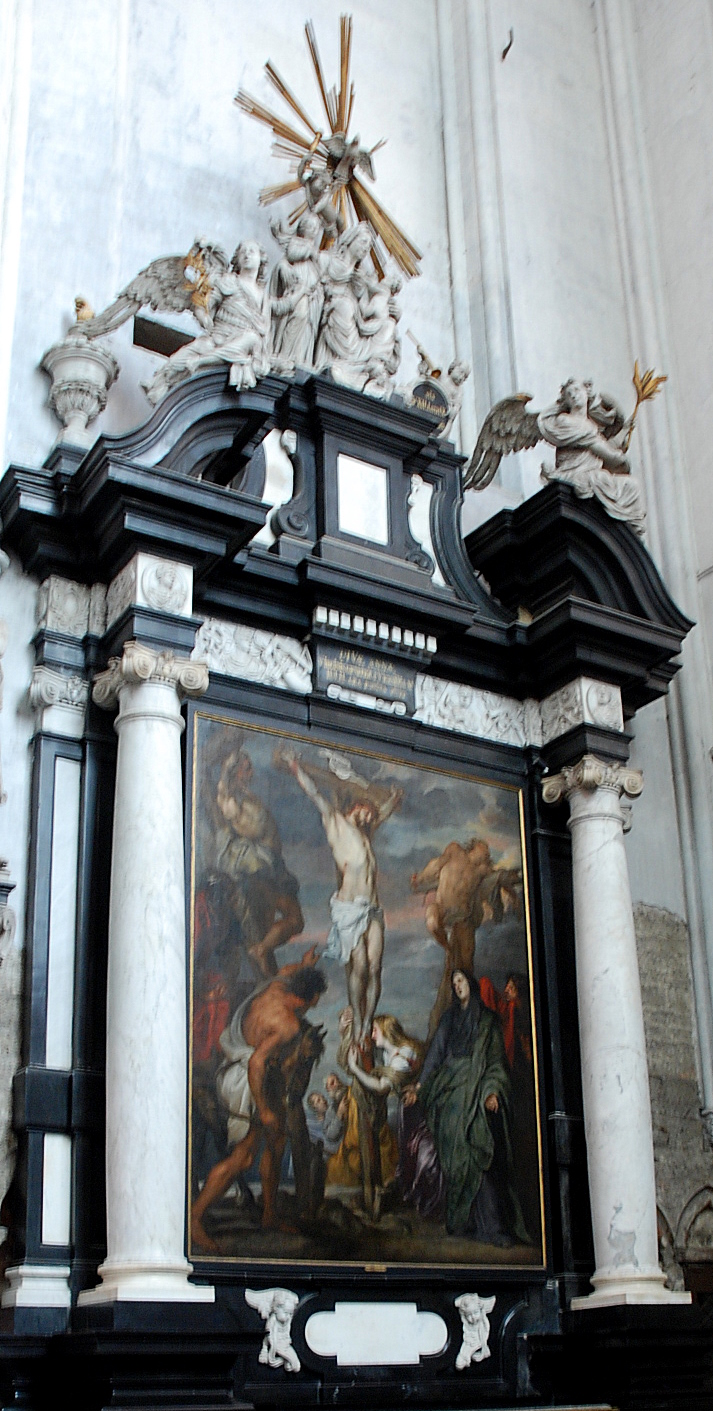
Retablo de la Crucifixión en la misma catedral, de Van Dyck (1630).

Retablos de Rubens en la catedral de Amberes
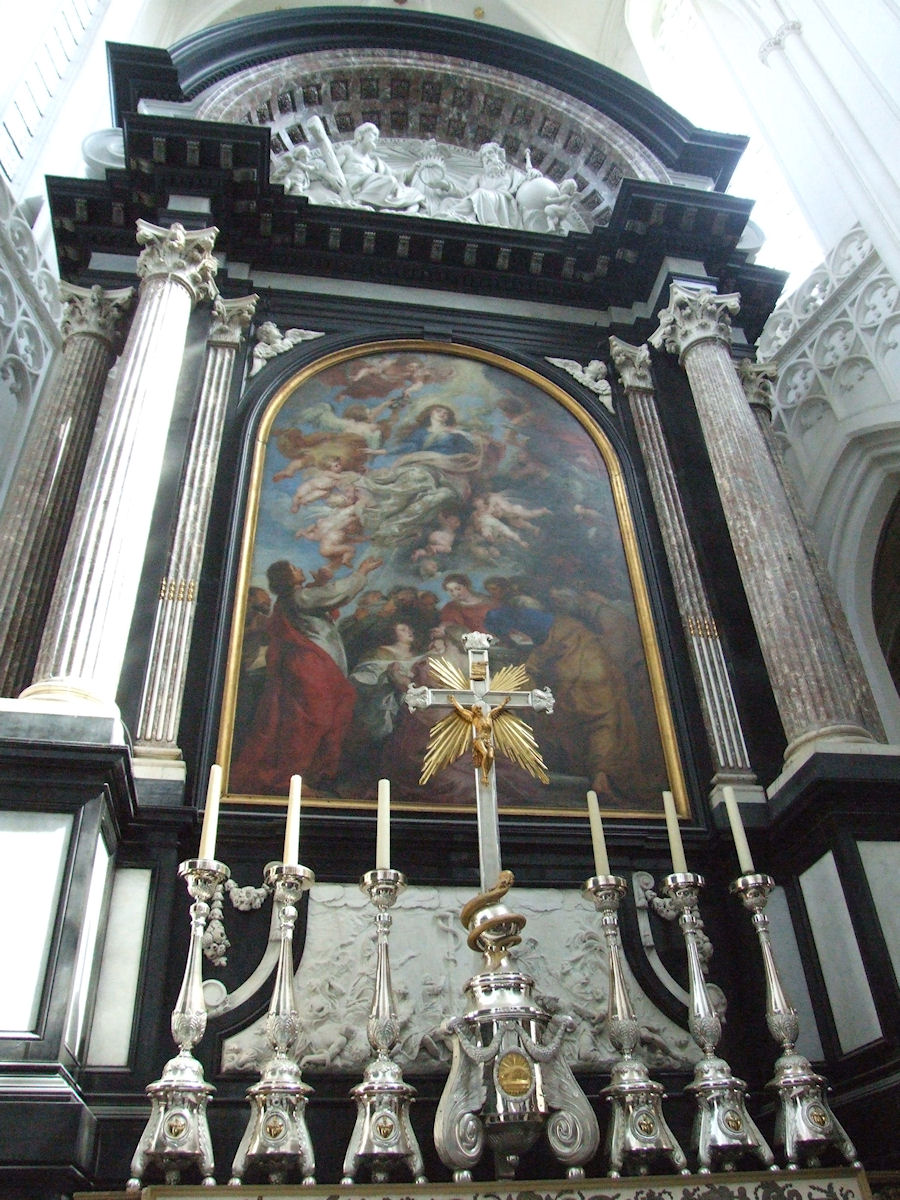
Retablo mayor con la Asunción de la Virgen (1626).
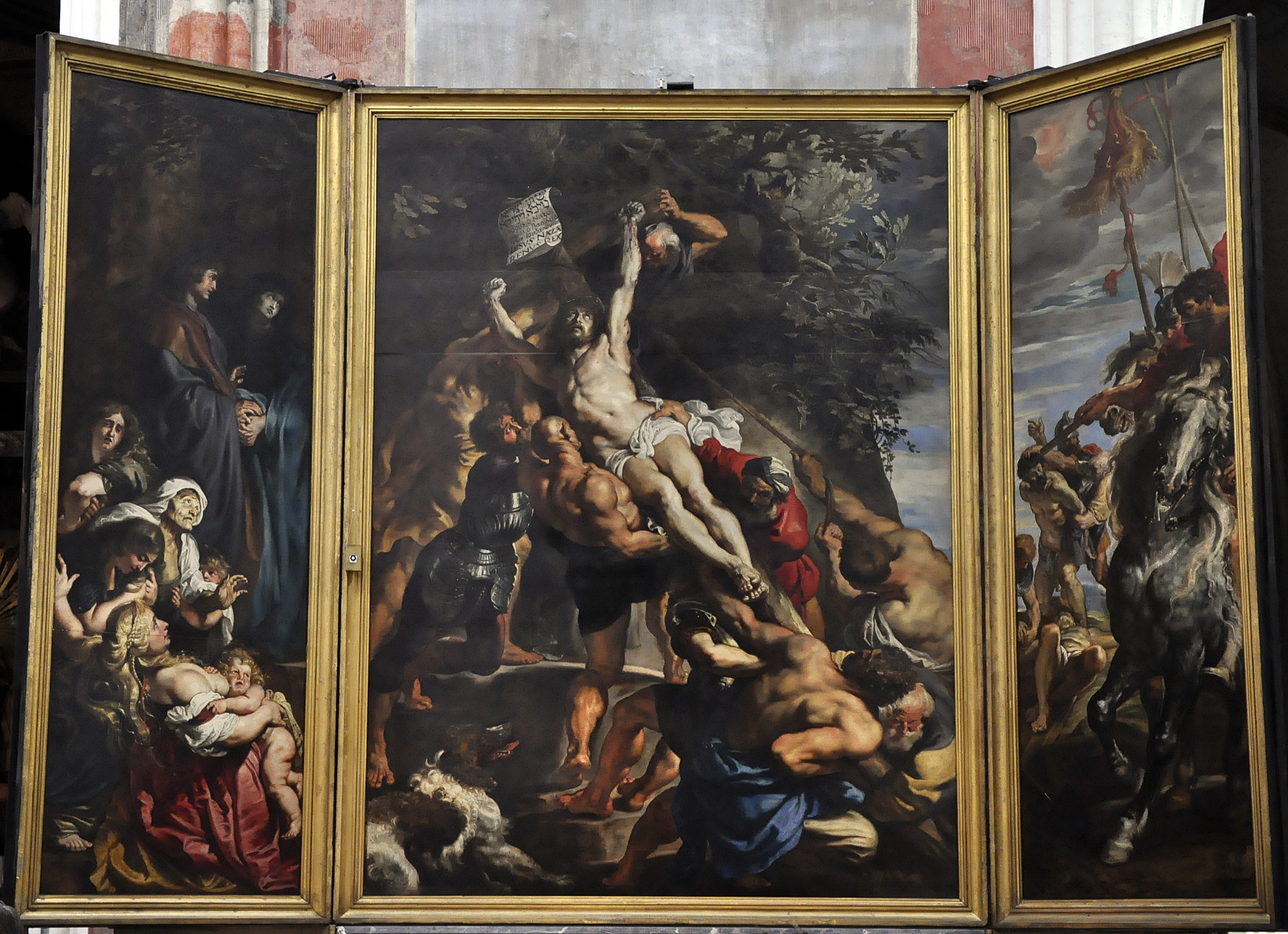
La elevación de la cruz (1610-1611).
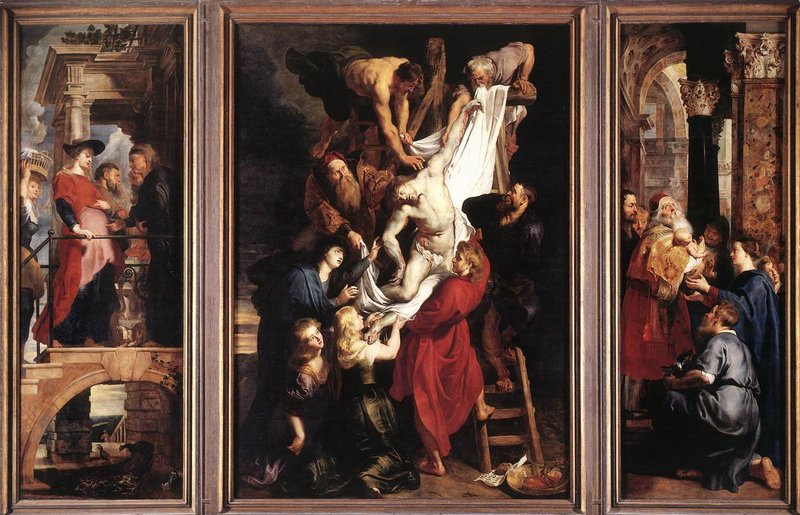
Descendimiento (1612).
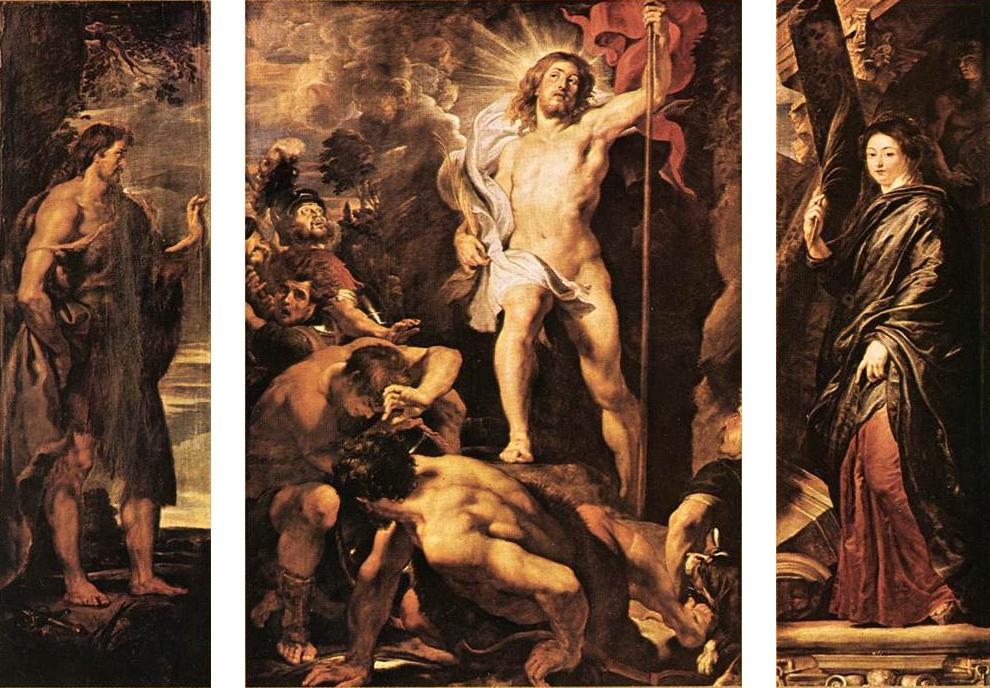
Resurrección de Cristo  (1612), abierto.
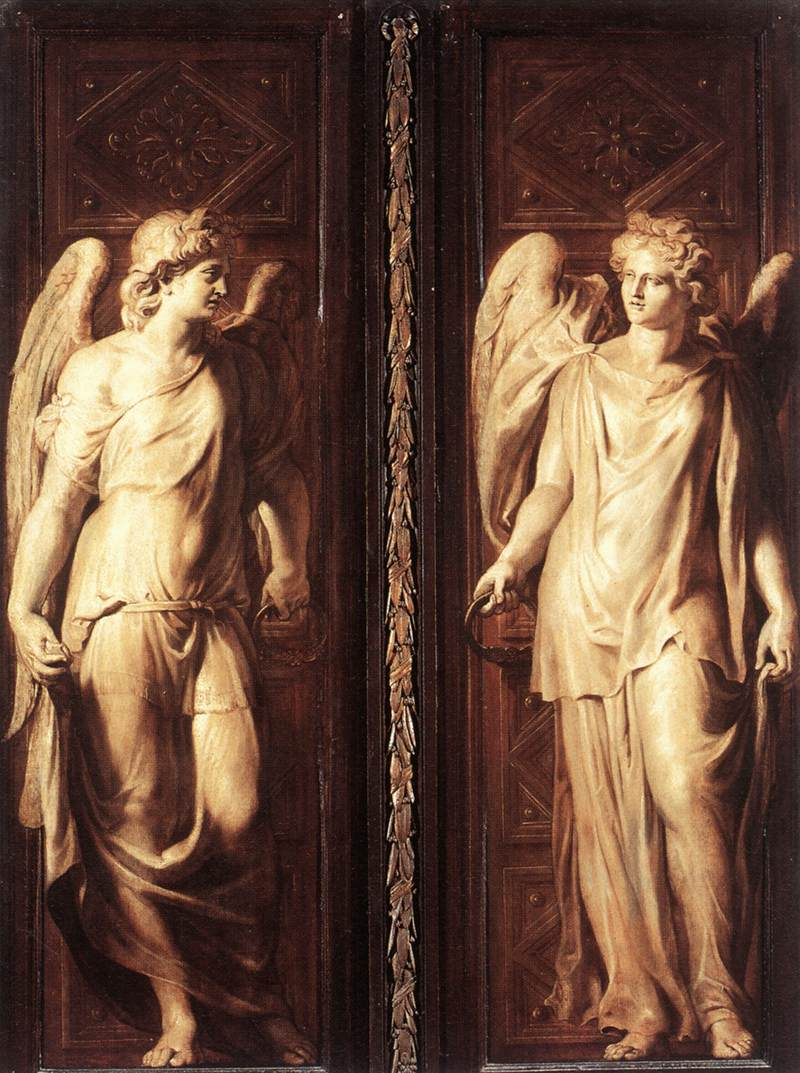
Ídem, cerrado.

### Retablos barrocos franceses
Ha sido particularmente estudiada la relación de los retablos franceses y la compleja espiritualidad barroca.

Retablos barrocos franceses
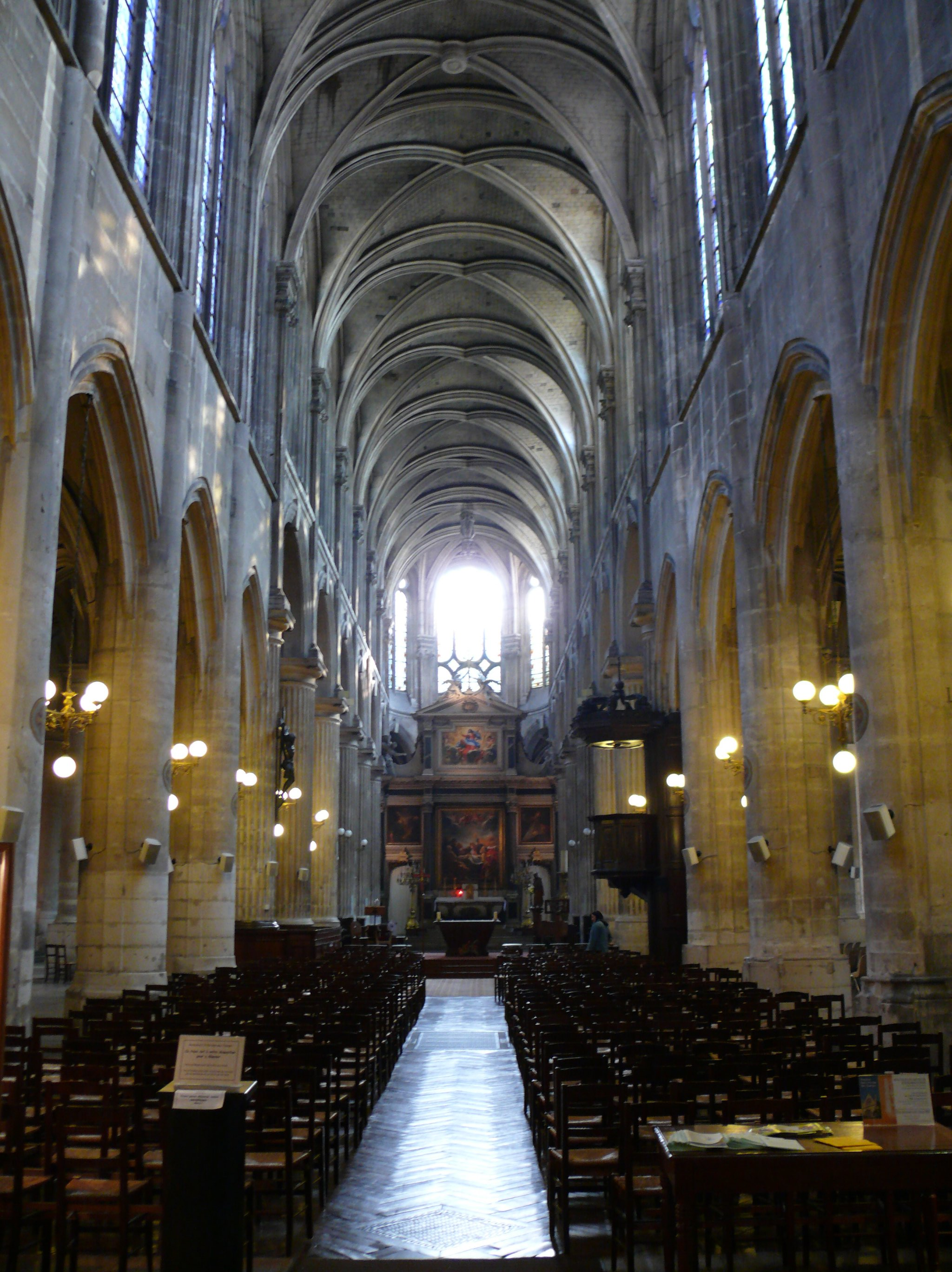
Retablo de la Asunción de la Virgen en la iglesia de San Nicolás de los Campos de París,[166] de Simon Vouet y Jacques Sarrazin (1629).
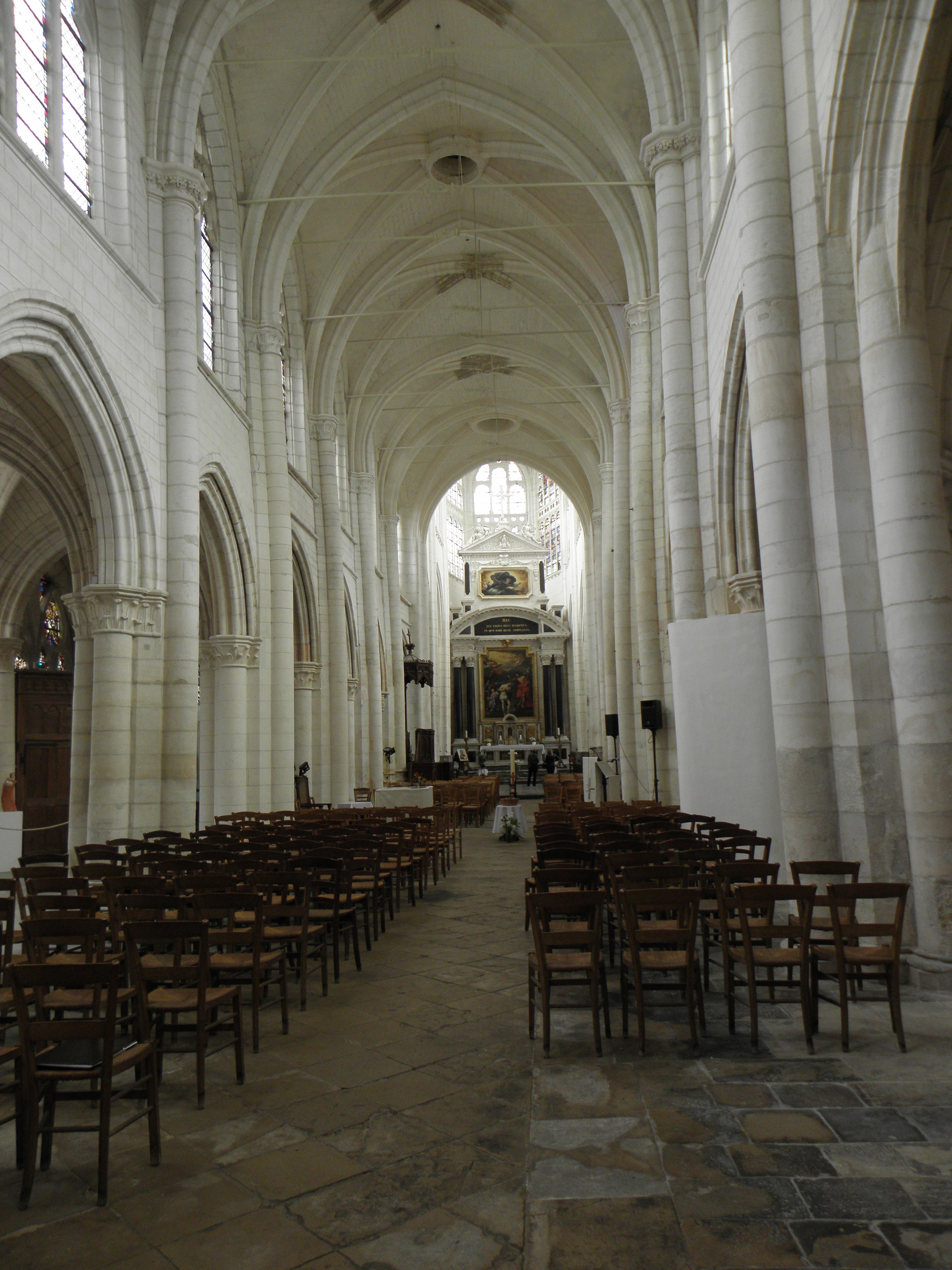
Retablo mayor de la iglesia de Saint-Jean-du-Marché de Troyes,[167] de traza de François Girardon y pintura de Pierre Mignard (Bautismo de Cristo).
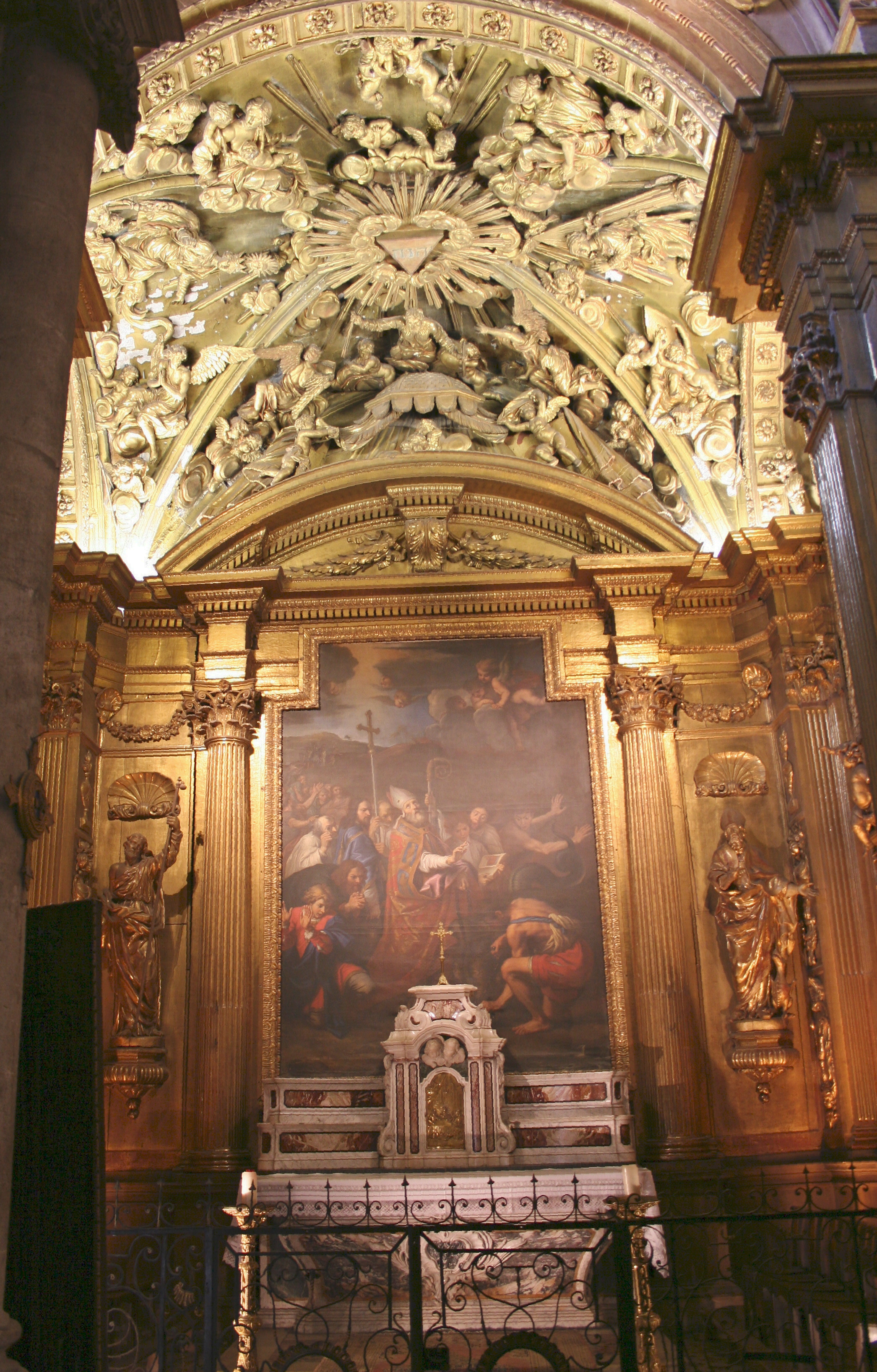
Retablo mayor de la catedral de Cavaillon,[168] de Pierre Mignard.
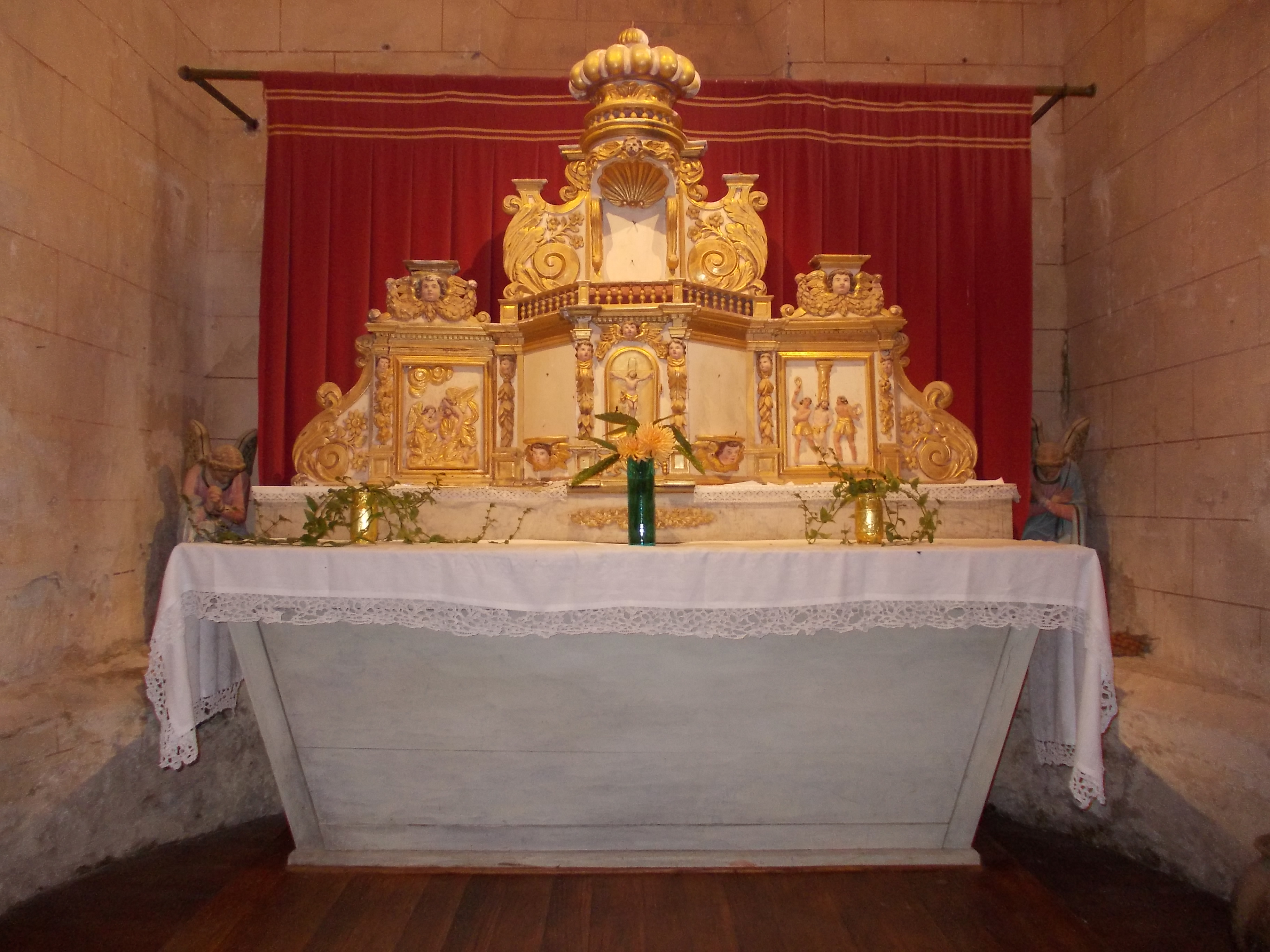
Retablo de la cartuja de Vauclair.

### Retablos barrocos centroeuropeos
En Centroeuropa el Barroco fue el arte de la Contrarreforma en las zonas que se mantuvieron o recobraron por el catolicismo (Estados de los Habsburgo de Viena, Sur de Alemania, Polonia); pero también el arte en las zonas luteranas. A finales del siglo XVII y comienzos del siglo XVIII, los retablos se fusionaban con el entorno arquitectónico, que a su vez se desdibujaba en esculturas y elementos ornamentales en todo tipo de materiales (piedras, metales, y especialmente el estuco).

Retablos barrocos centroeuropeos
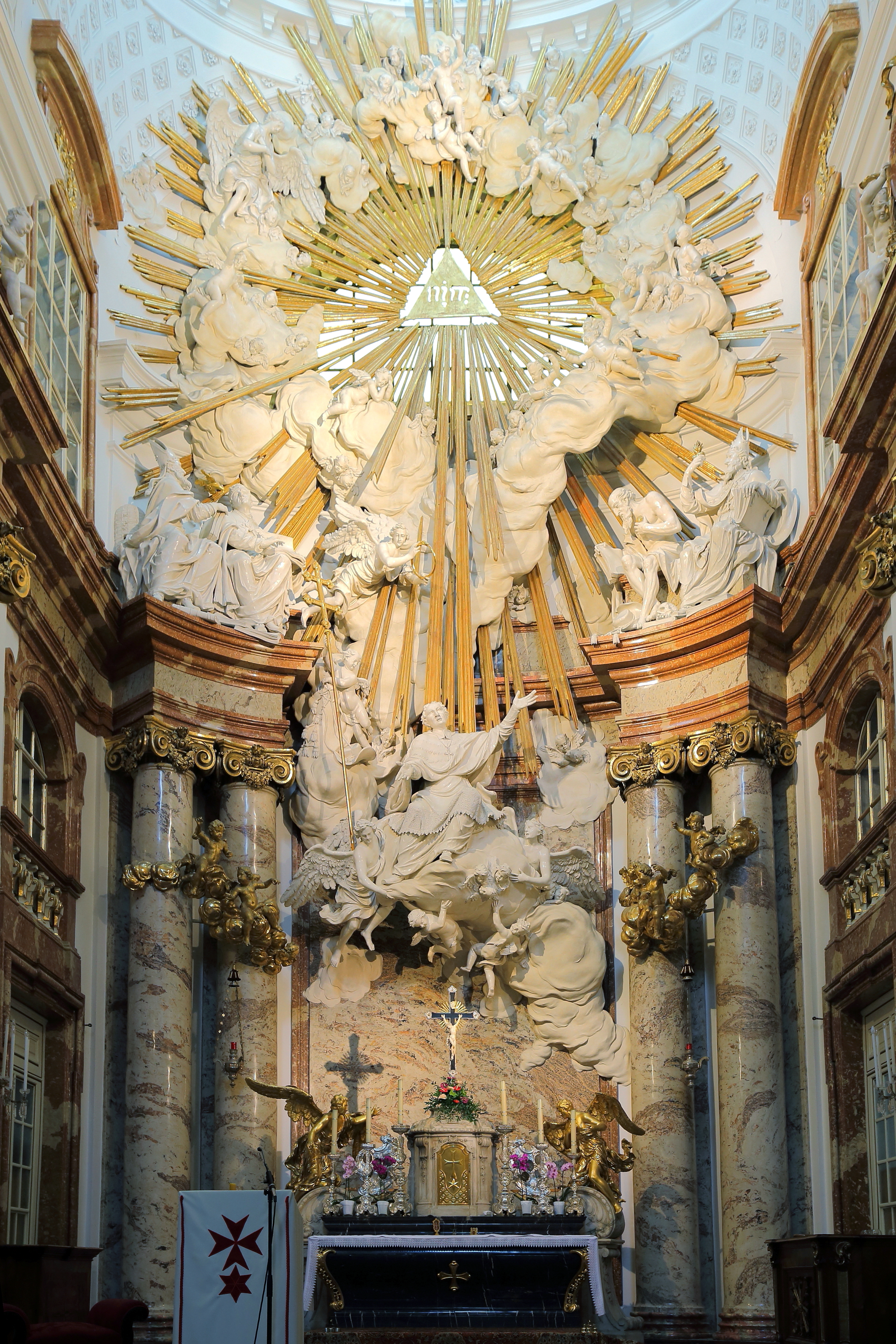
Altar mayor de la Karlskirche de Viena.
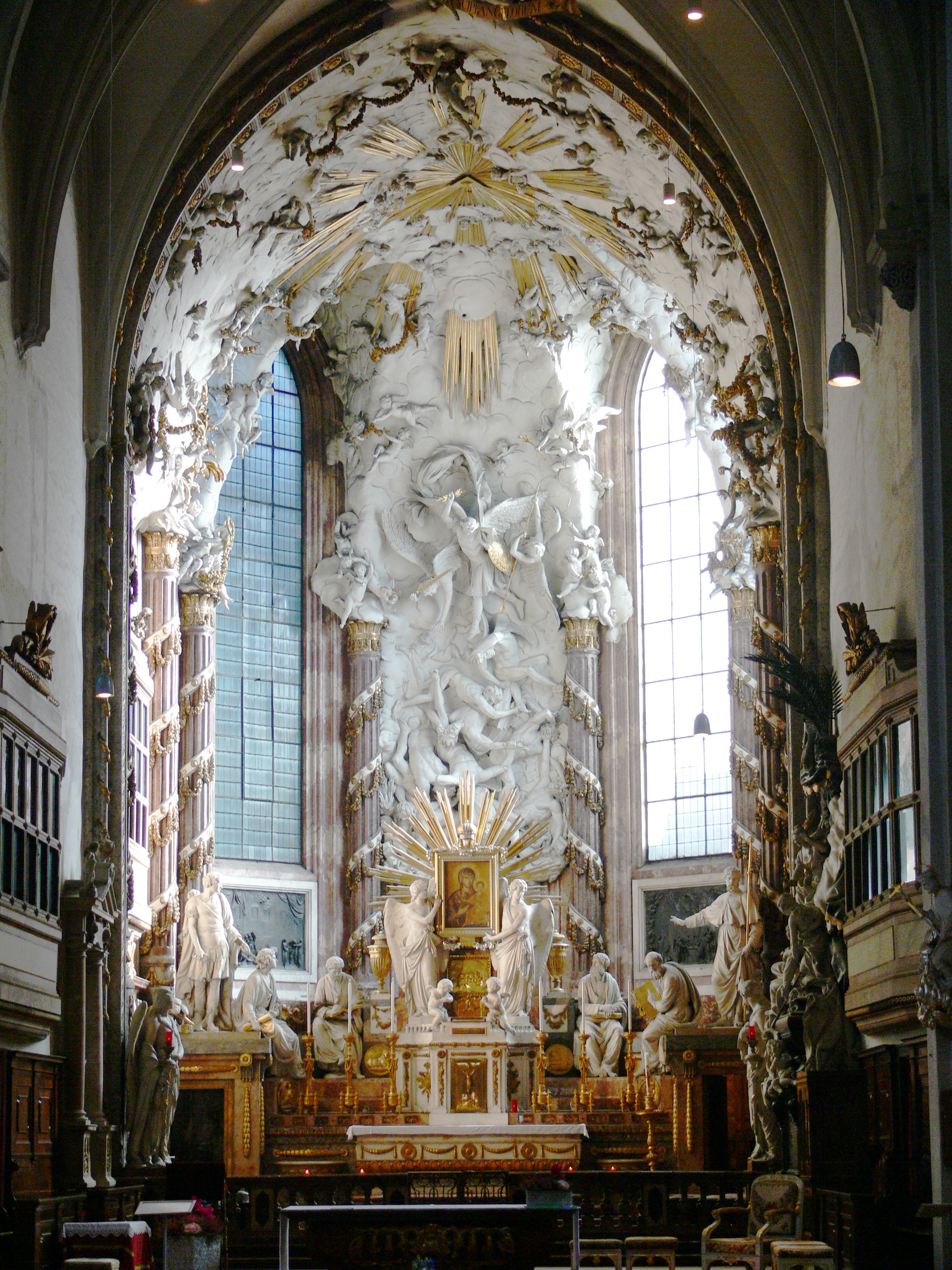
Altar mayor de la Michaelerkirche de Viena.
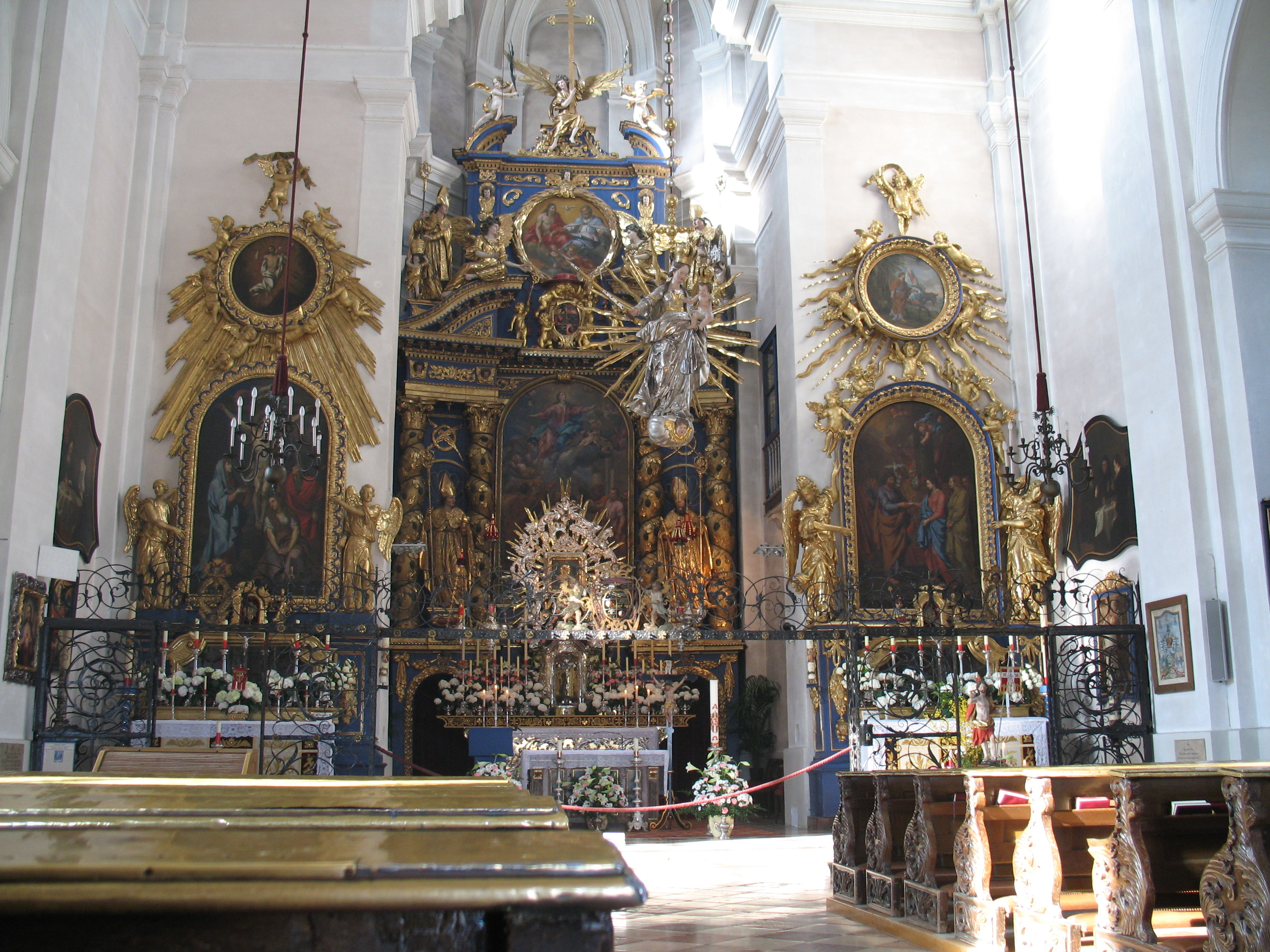
Retablos de la Wallfahrtskirche de Maria Plain[171] en Salzburgo.
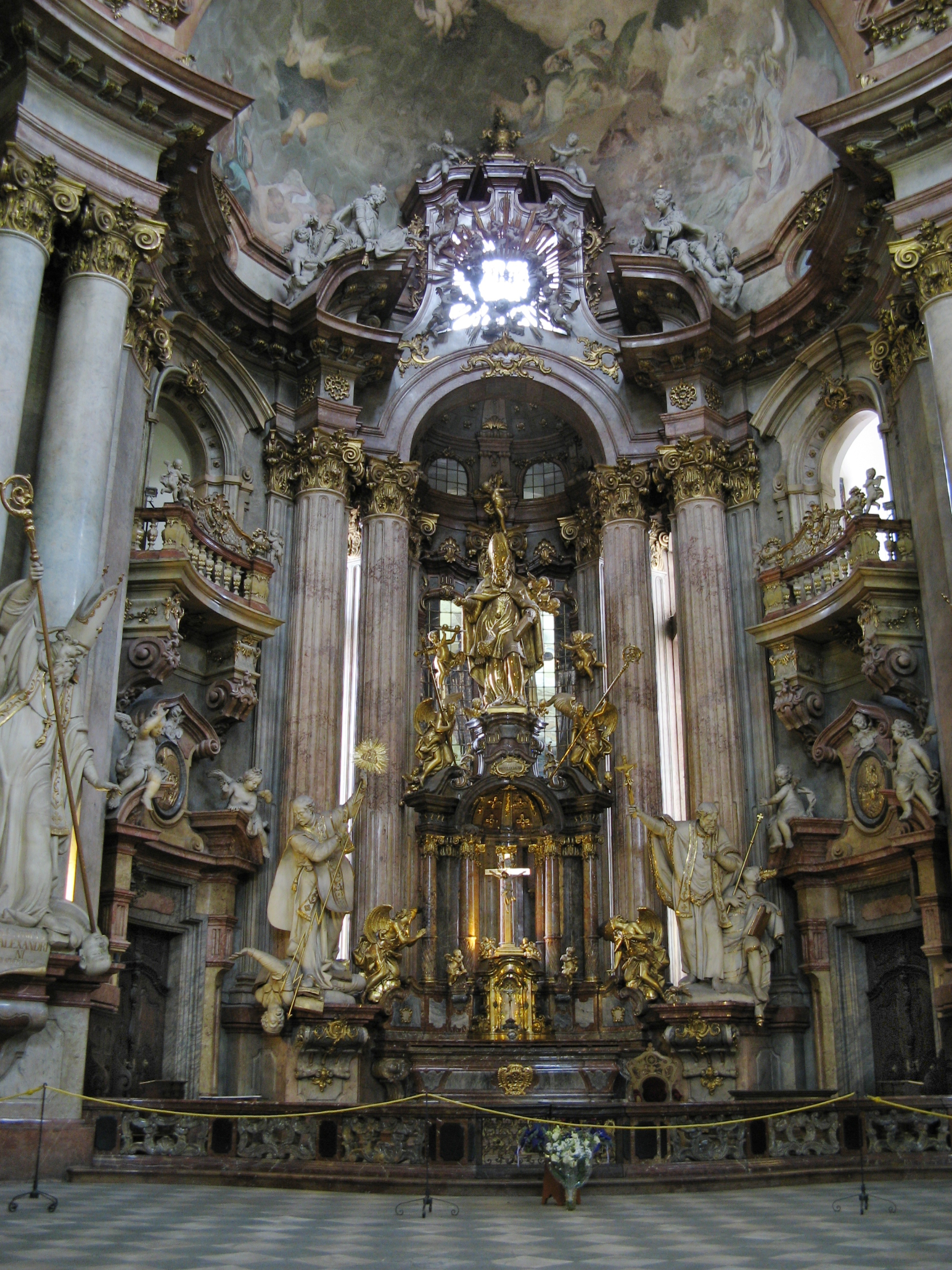
Retablo mayor de la iglesia de San Nicolás de Malá Strana[172] en Praga.
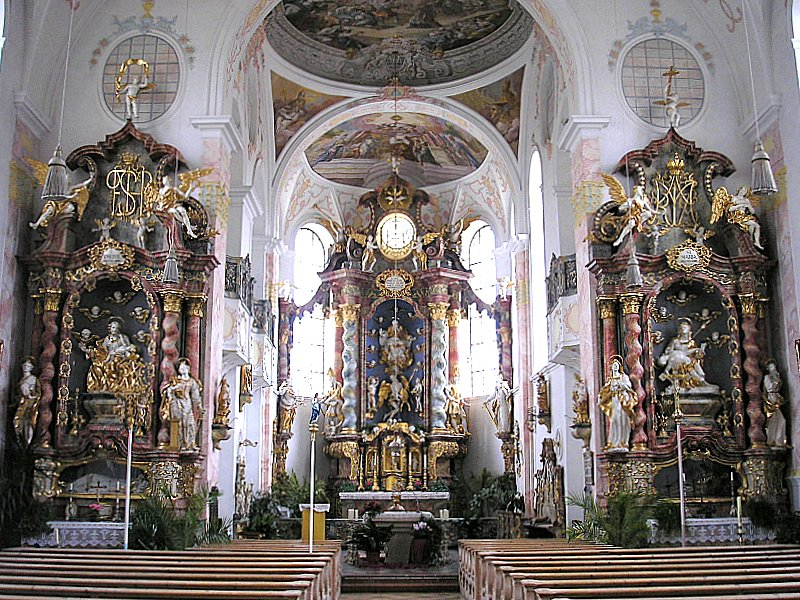
Retablos de la iglesia de San Nicolás (Bernbeuren).
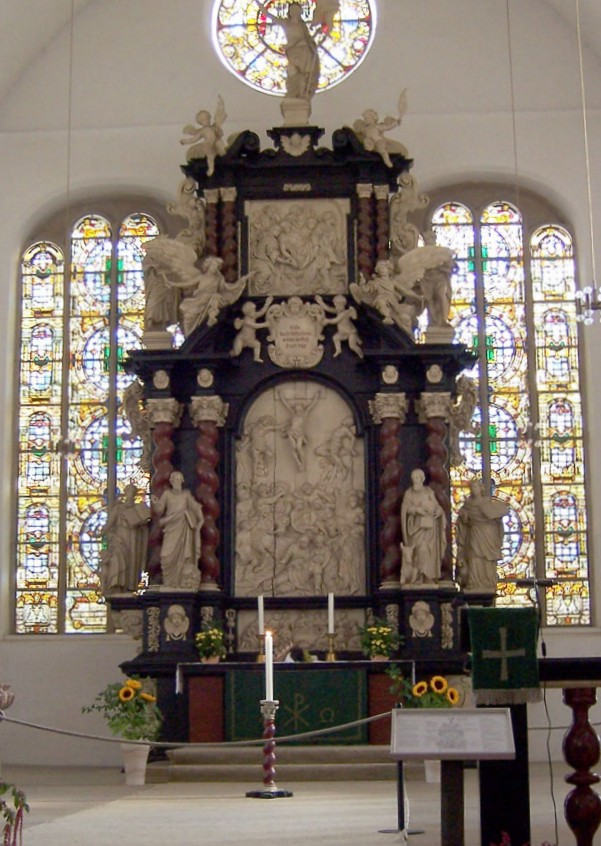
Retablo de la iglesia de San Cosme y San Damián en Stade, de Christian Precht[174] (1677), una iglesia luterana.
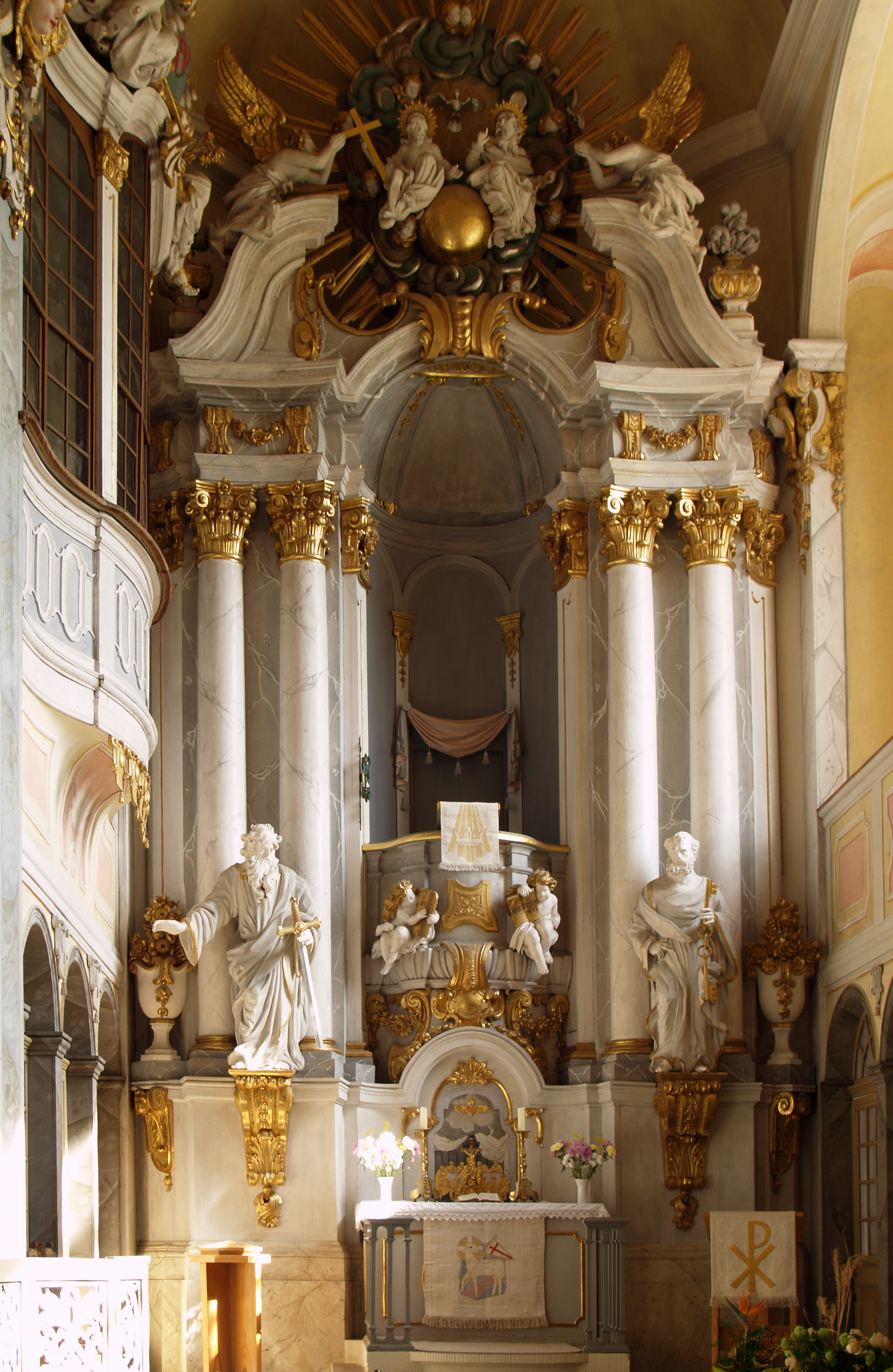
Altar de la Schloßkirche de Weesenstein,[175] una iglesia luterana.
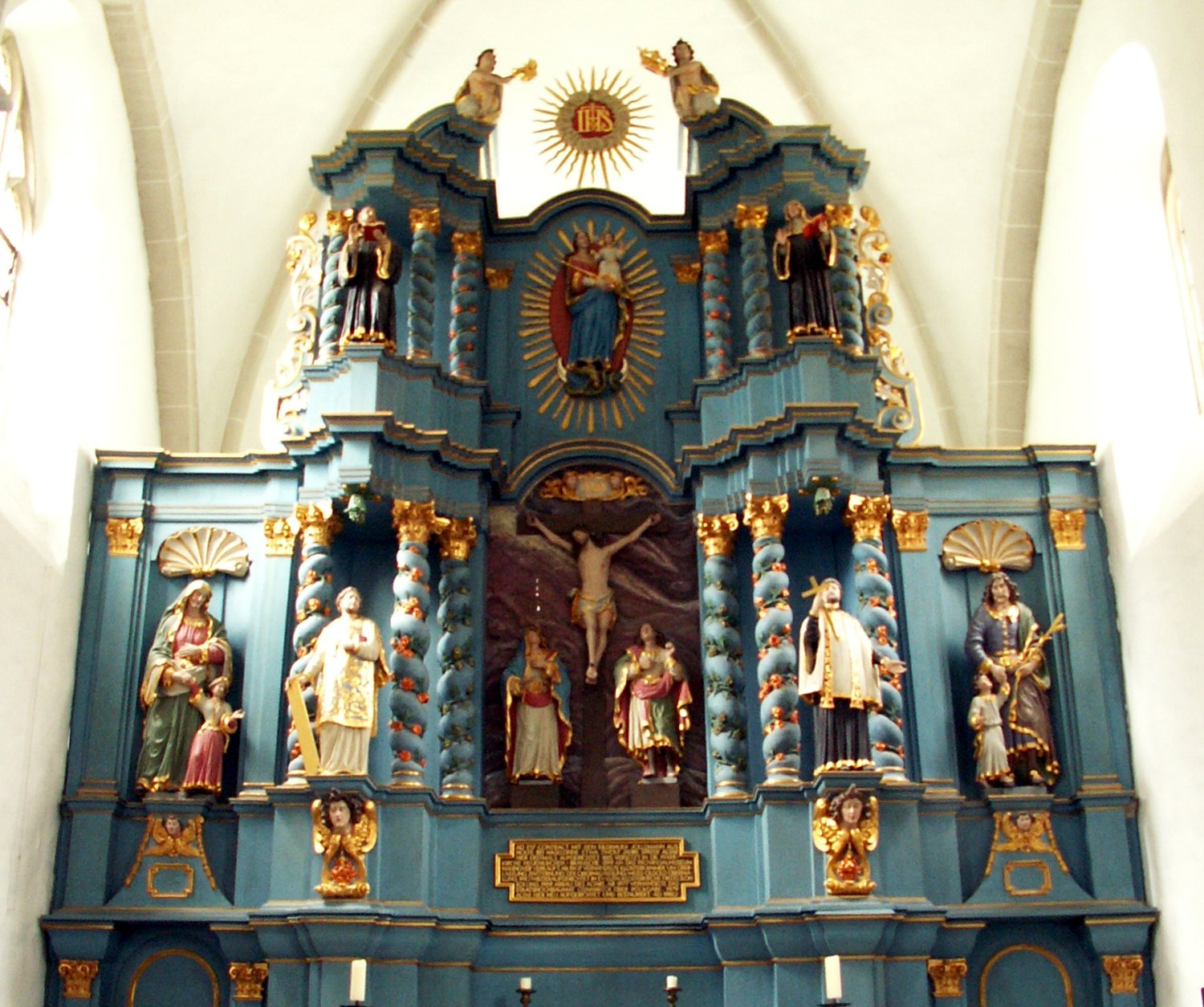
Retablo mayor de la Gertrudenkirche de Osnabrück, de Thomas Simon Jöllemann[176] (1717-1729).
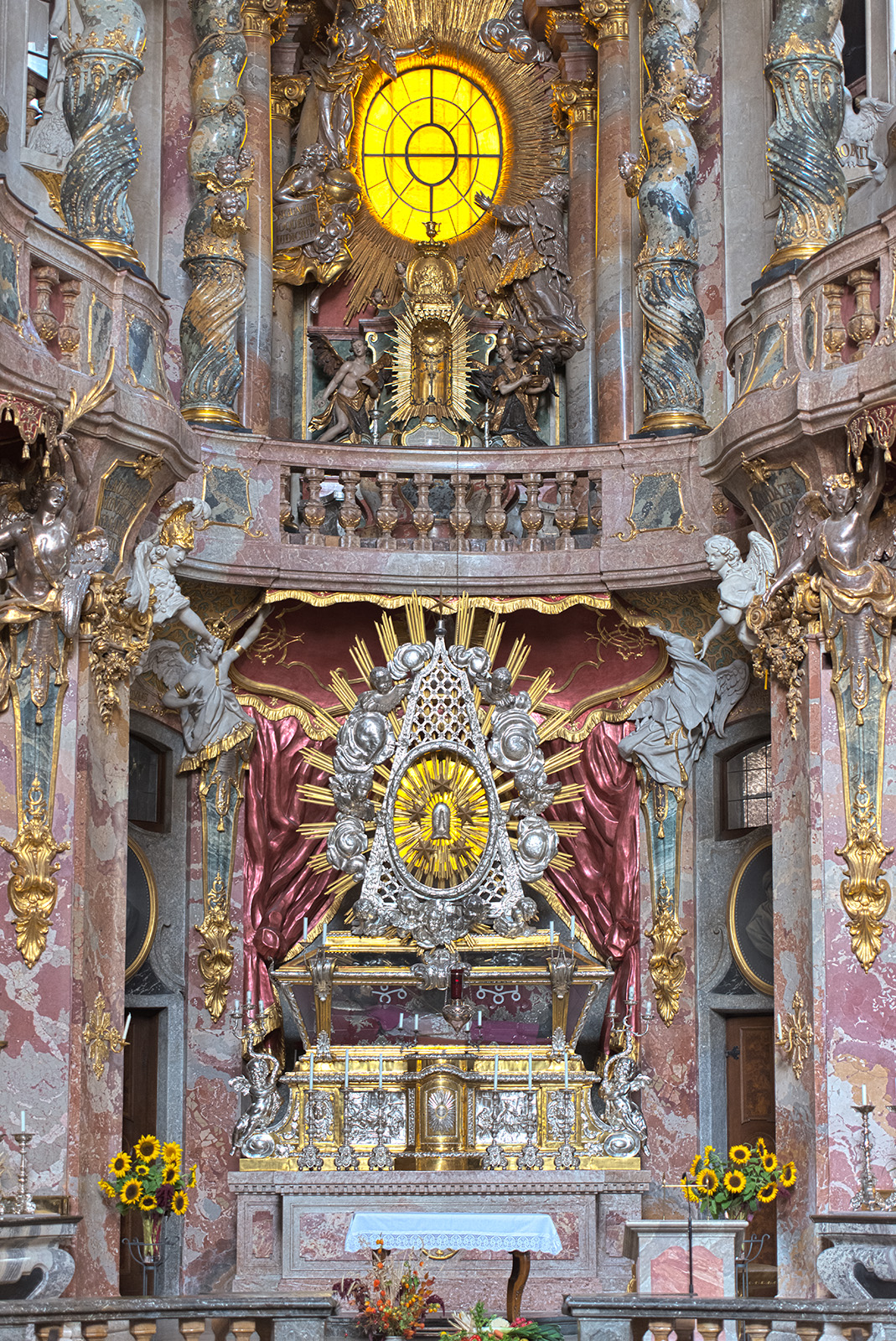
Retablo mayor de la Asamkirche[177] de Múnich, de los hermanos Asam (1733-1746).
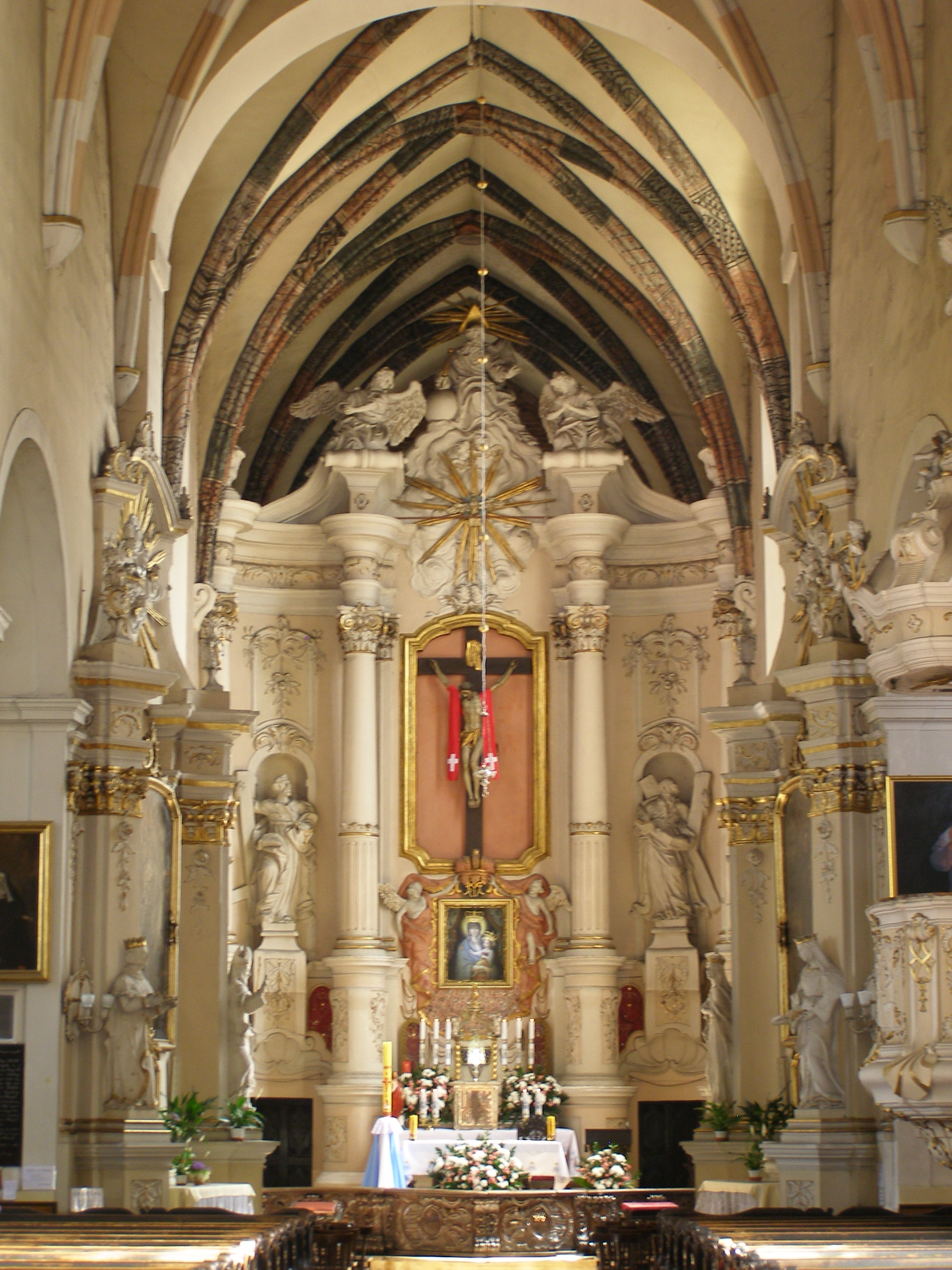
Retablo mayor de la iglesia de la Asunción en Gniezno.
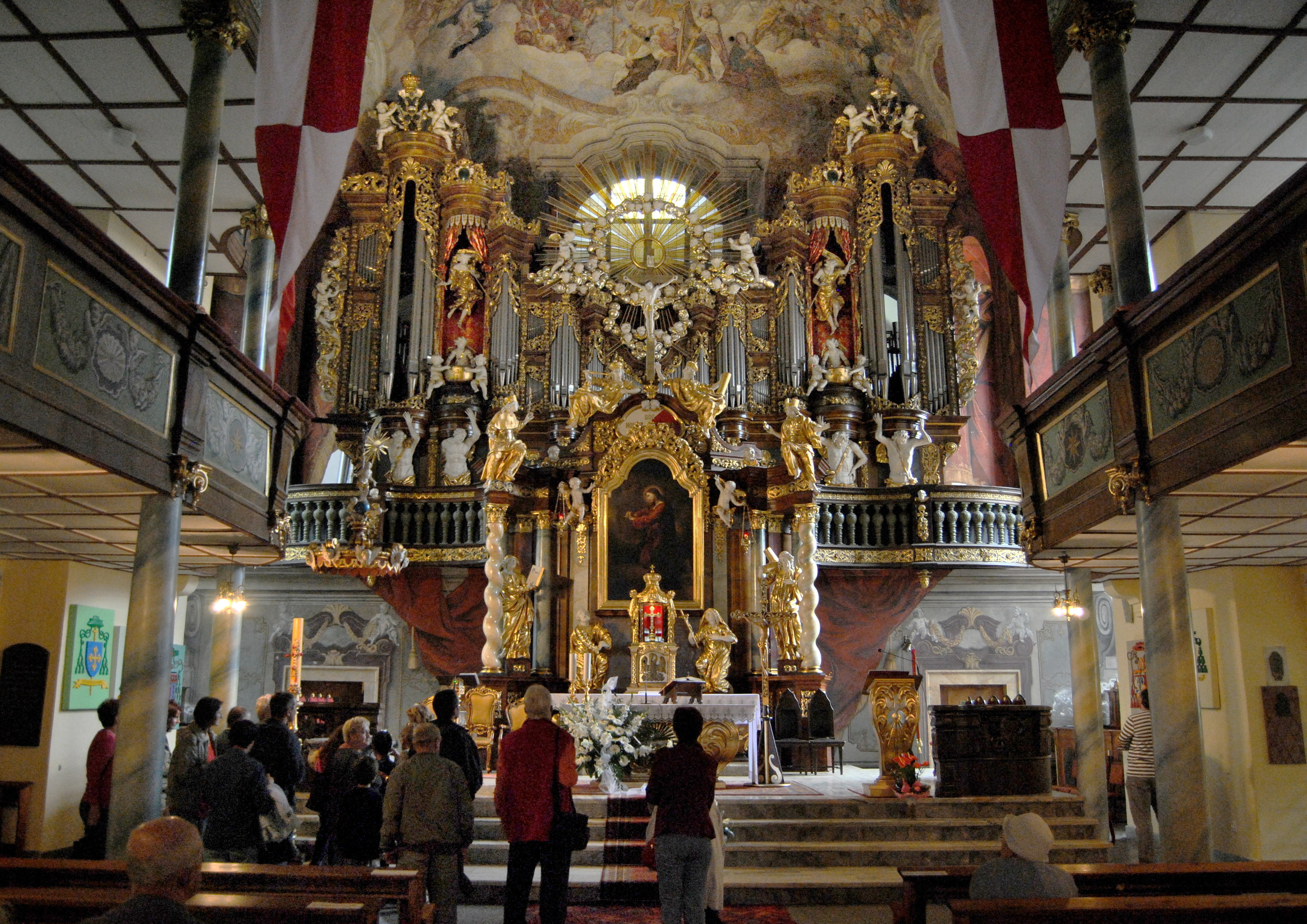
Retablo mayor de la iglesia de la Exaltación de la Santa Cruz en Jelenia Góra.
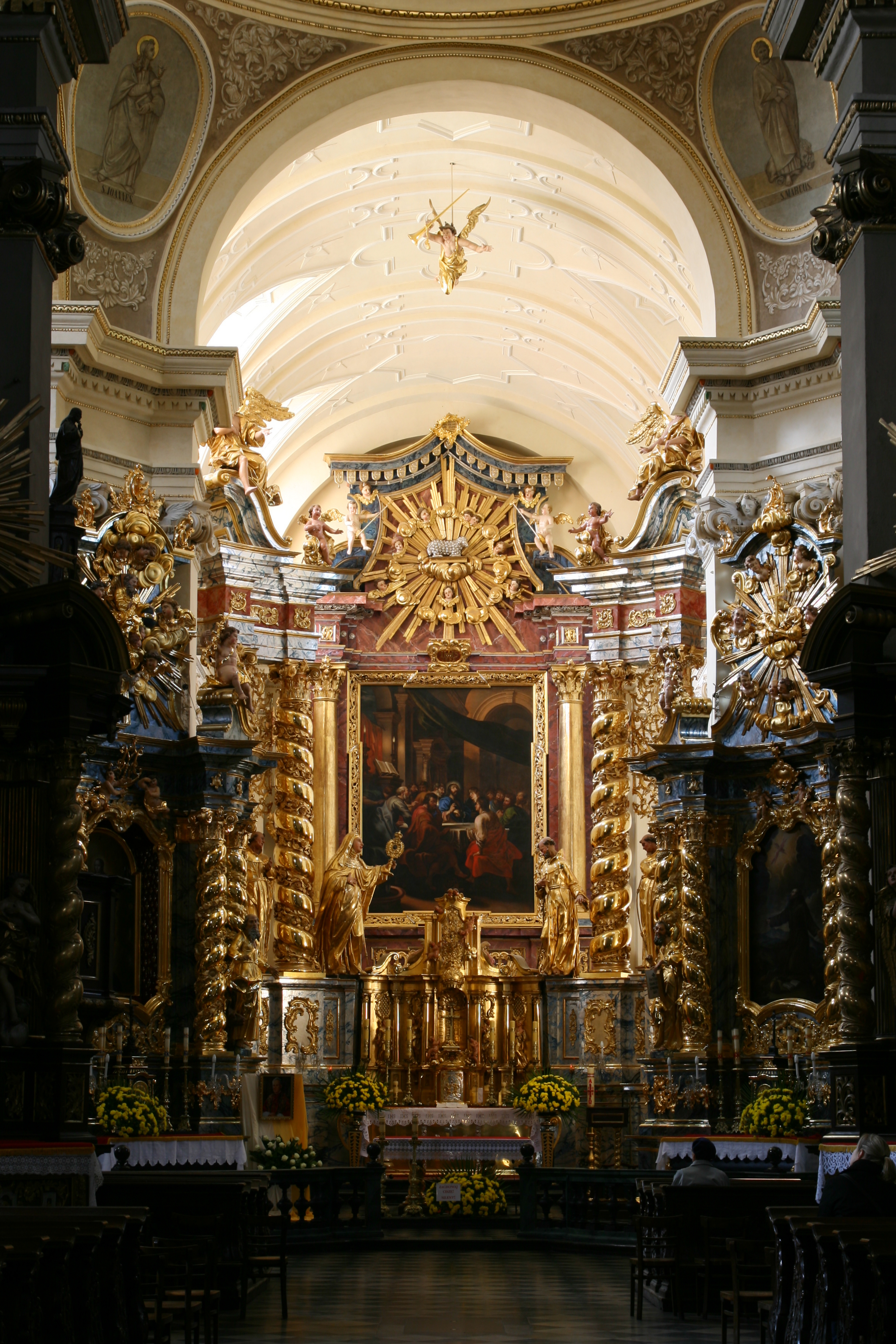
Retablos de la iglesia de San Bernardino de Siena en Cracovia.
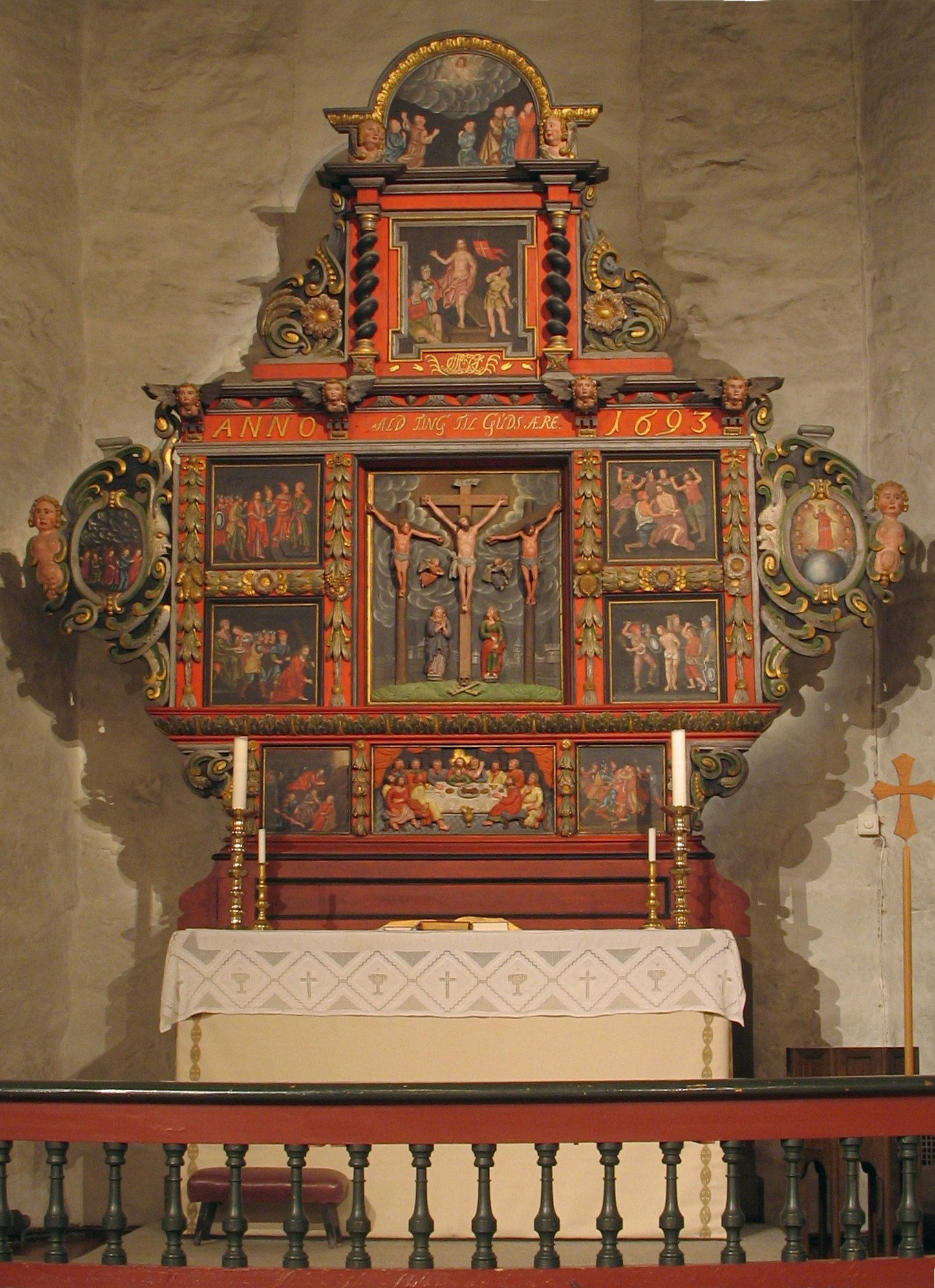
Retablo de la iglesia de Skedsmo (Noruega).

### Retablos barrocos españoles
La retablística barroca española es muy sofisticada, compleja y variada en escuelas locales. En un mismo lugar, como la Cartuja de Granada, pueden verse retablos clasicistas (como el trampantojo de Sánchez Cotán) y de la mayor exuberancia (como los de la sacristía y el famoso sagrario exento, de Francisco Hurtado Izquierdo). En la Salamanca de finales del siglo XVII triunfó el estilo churrigueresco. En el Toledo del primer tercio del siglo XVIII, Narciso Tomé consiguió un punto culminante del estilo (el famoso «transparente»), que la crítica neoclásica posterior denigró como ejemplo del «mal gusto» barroco. Las filigranas de granito de la fachada del Obradoiro de la catedral de Santiago de Compostela (Fernando de Casas Novoa, autor también de trazas de retablos, destacadamente, el de San Martín Pinario, junto a Miguel de Romay) se suelen comparar con las formas de estos últimos retablos barrocos. A lo largo de siglo y medio, artistas polifacéticos (como Alonso Cano) o especializados en un arte (como los arquitectos Juan Gómez de Mora o José de Churriguera, los escultores Alonso y Pedro de Mena, Gregorio Fernández, Martínez Montañés o Francisco Salzillo, o como los pintores Murillo, Valdés Leal o Zurbarán) dejaron buena parte de su obra en retablos de la época; mientras que dentro de retablos de traza barroca también se incluían tallas o pinturas de periodos anteriores (como ocurre en el retablo mayor de la catedral de Valencia).

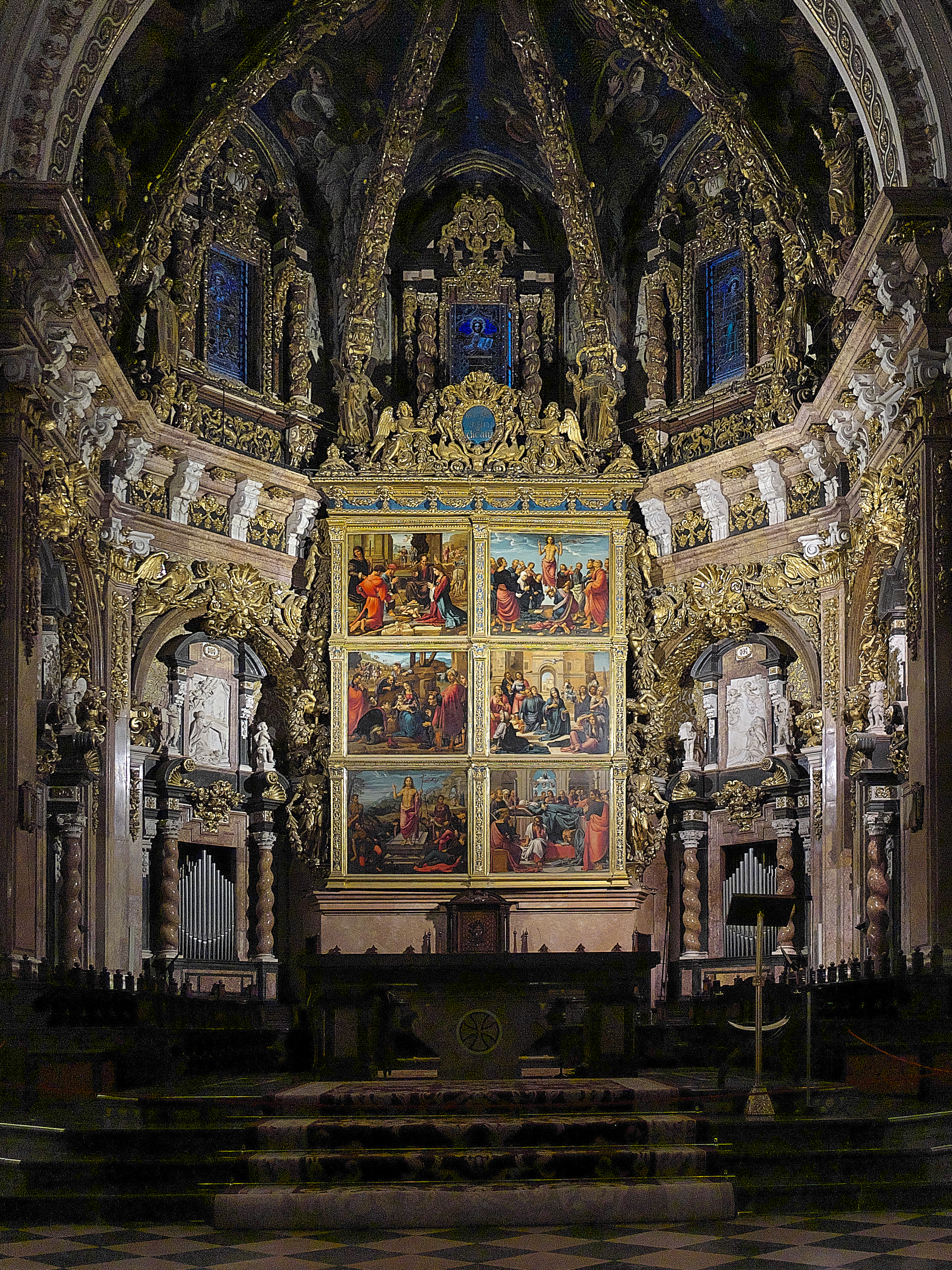
Retablo mayor de la catedral de Valencia, de traza barroca (Juan Bautista Pérez Castiel, 1674-1682) pero cuyas pinturas son renacentistas, muy anteriores (Fernando Yáñez de la Almedina y Fernando de los Llanos, 1506-1510).
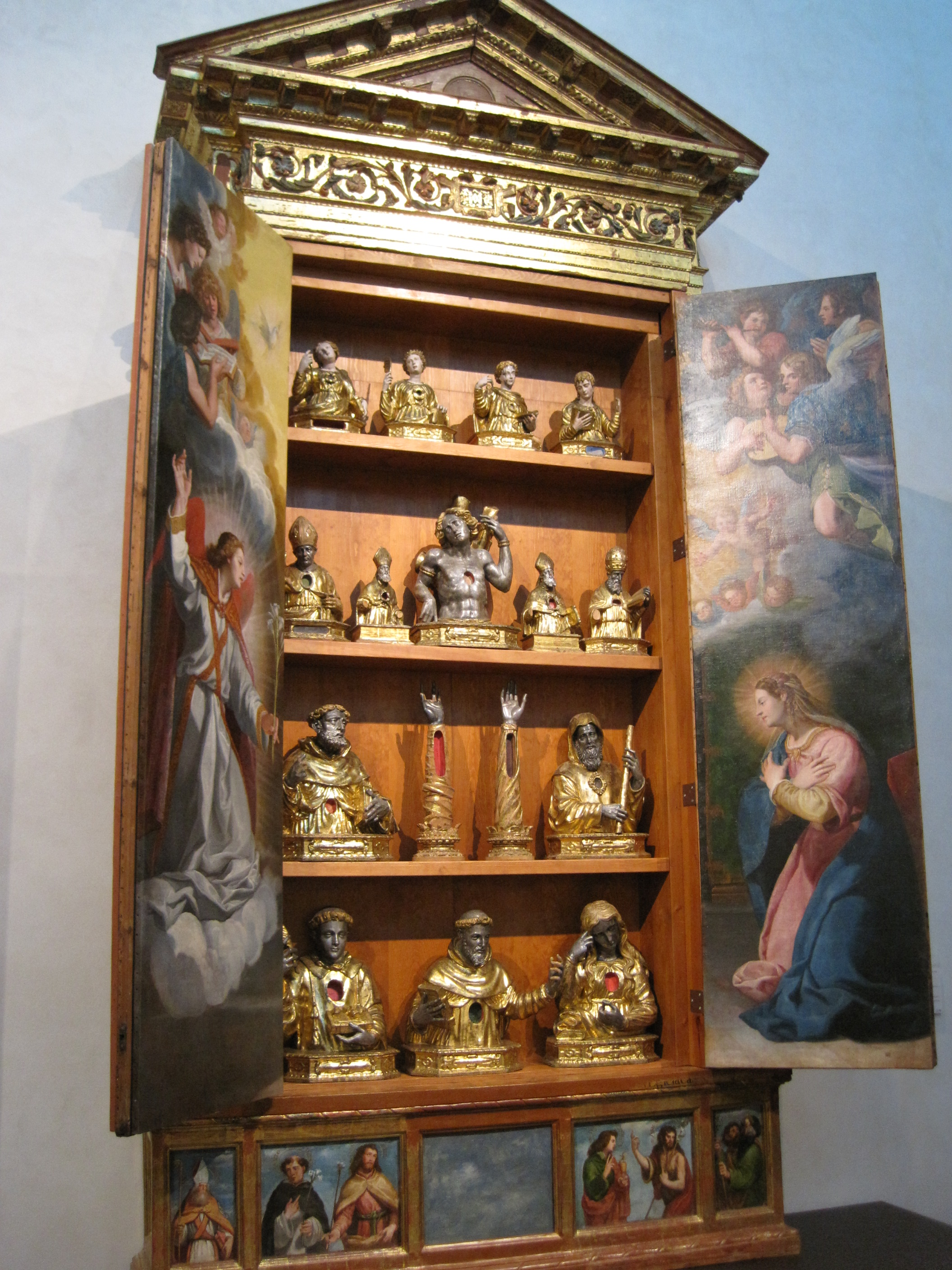
Retablo-relicario del convento de San Diego en Valladolid, de Juan de Muniátegui, Vicente Carducho y Bartolomé Carducho (1604-1606).
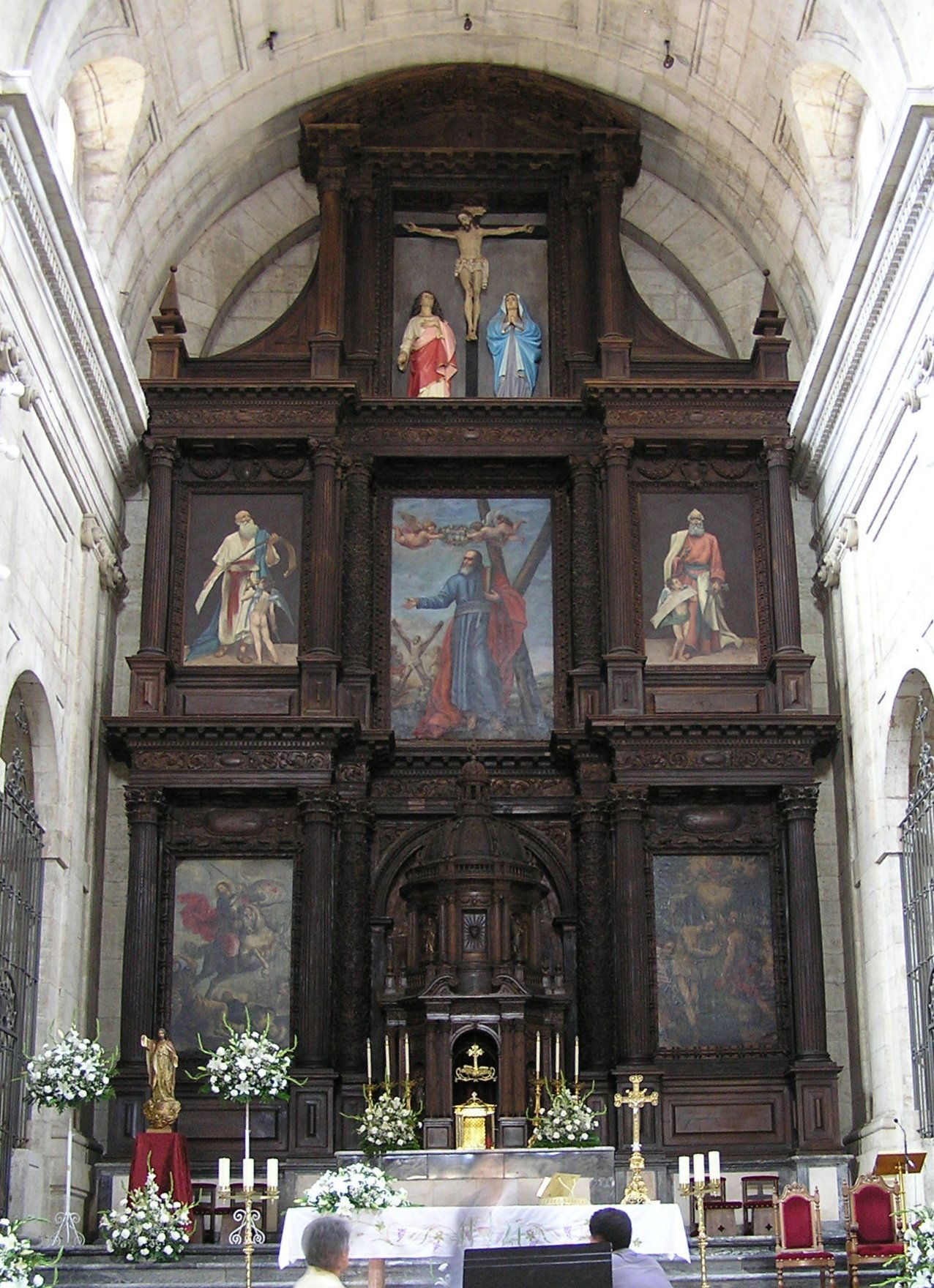
Retablo de la capilla de Cerralbo, de Alonso de Balbás y Francisco Camilo.
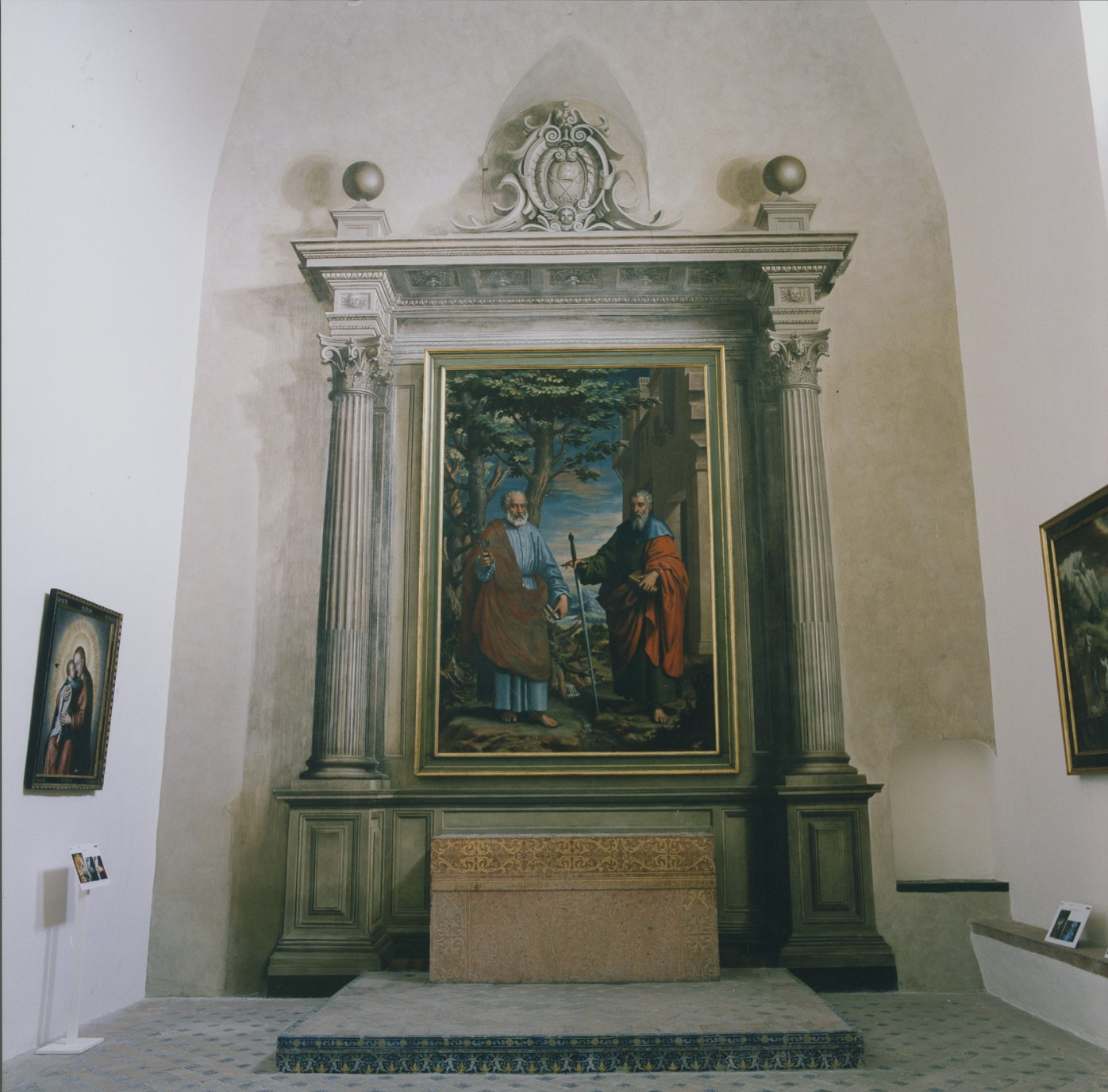
Retablo o altar fingido de los santos Pedro y Pablo en la Cartuja de Granada, de Sánchez Cotán.
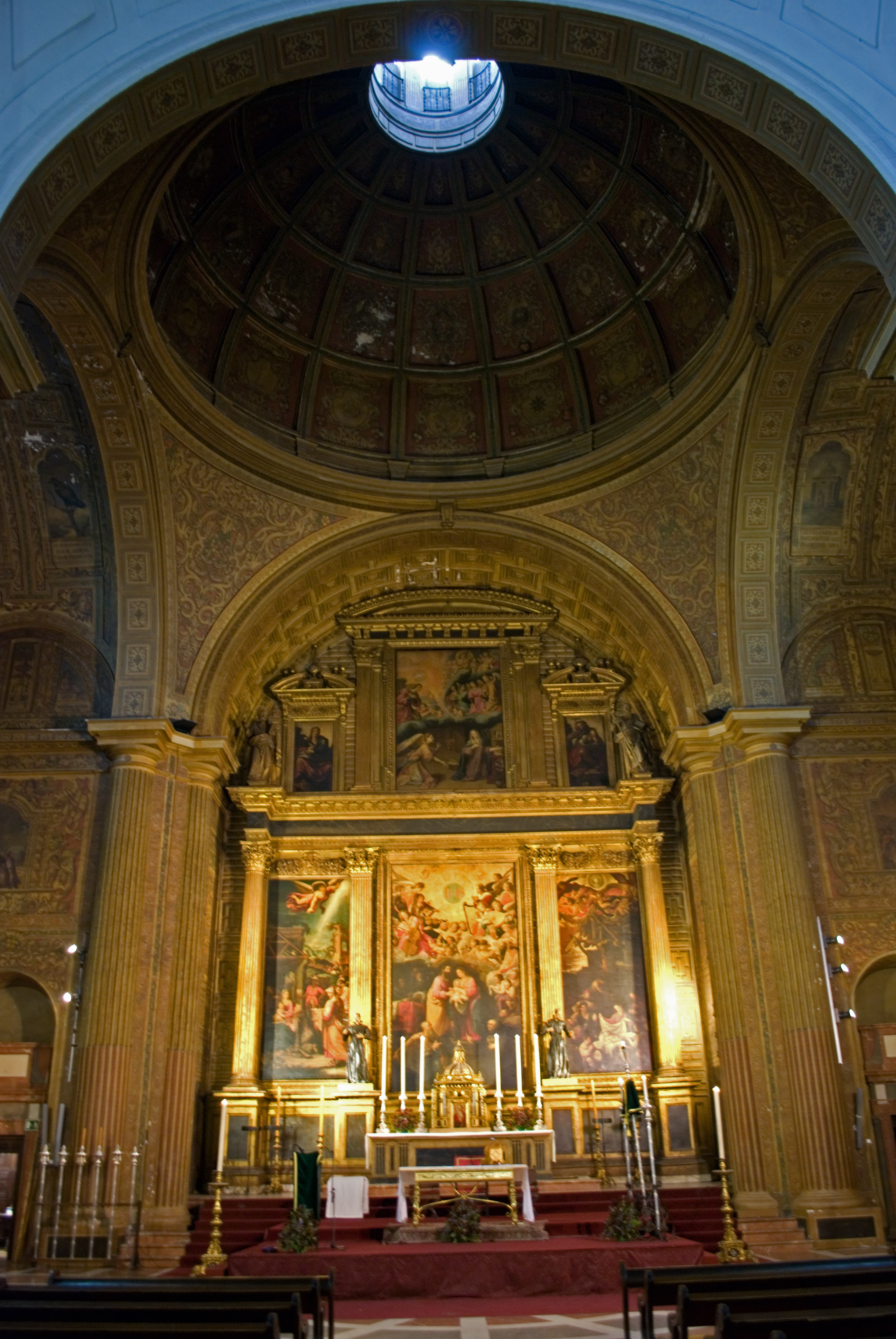
Retablo mayor de la iglesia de la Anunciación (Sevilla), donde intervinieron Alonso Matías, Antonio Mohedano, Juan de Roelas y Martínez Montañés entre otros (1604-1624).
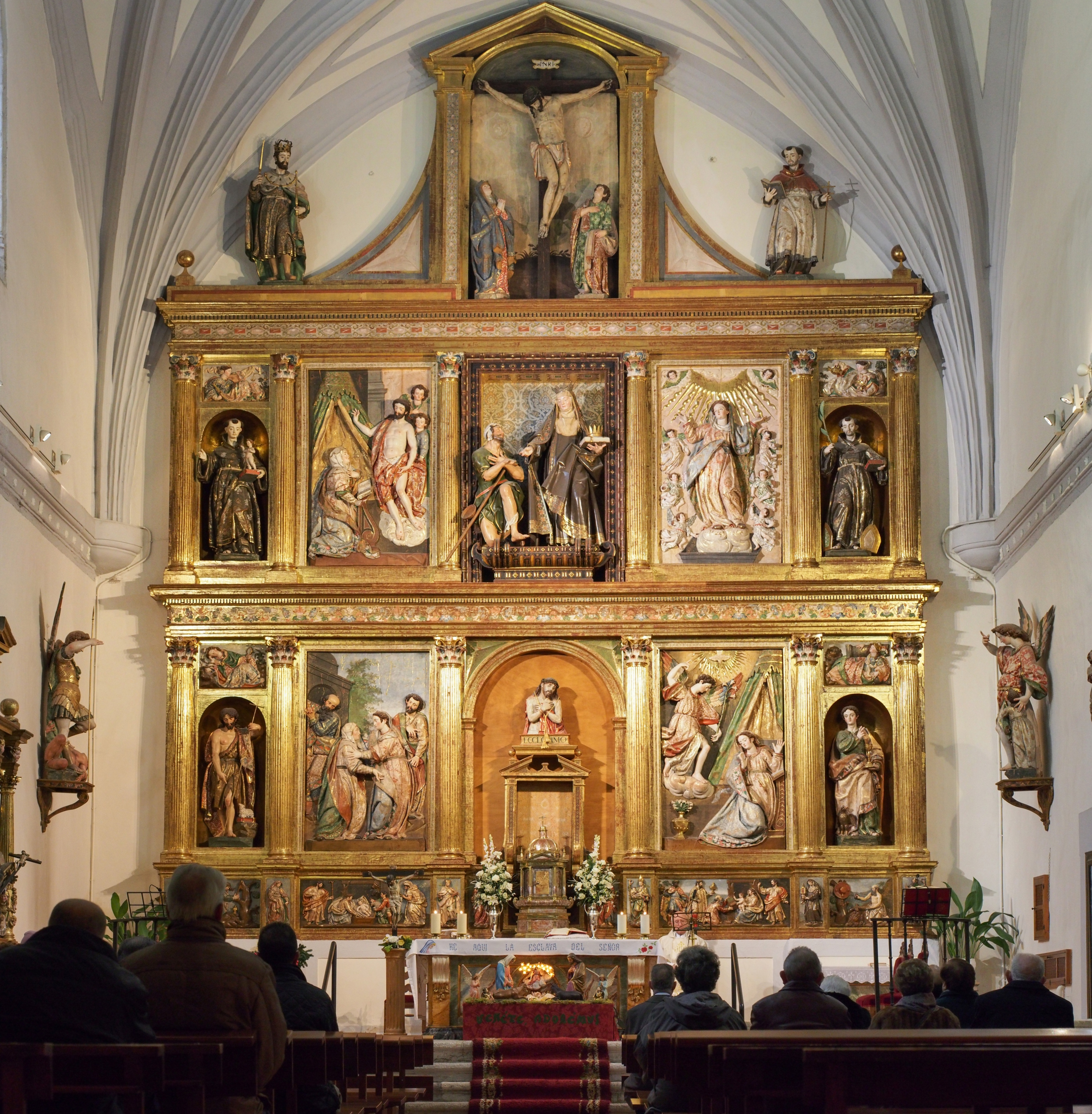
Retablo mayor del Convento de Santa Isabel de Valladolid, de Francisco Velázquez, Cristóbal Velázquez, Melchor de Beya, Juan Imberto y Gregorio Fernández (1613-1614).
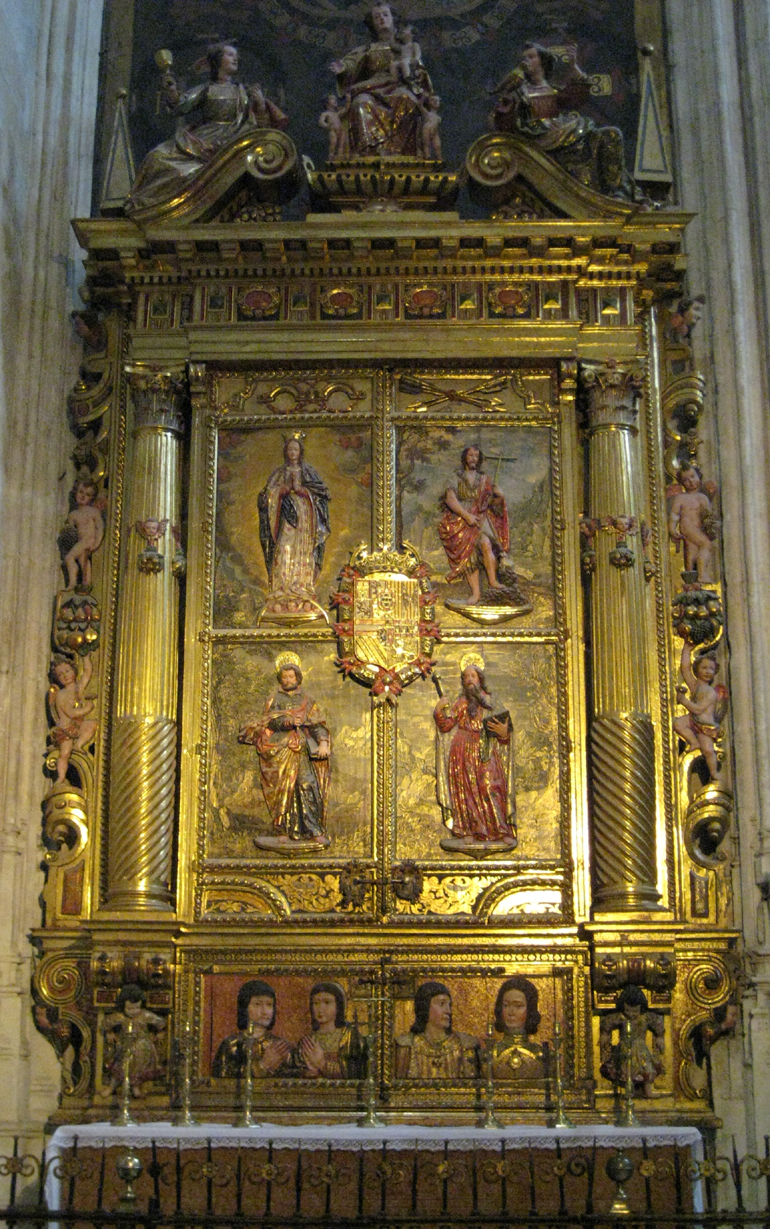
Retablo lateral de la Capilla Real de Granada, de Alonso de Mena (1632).
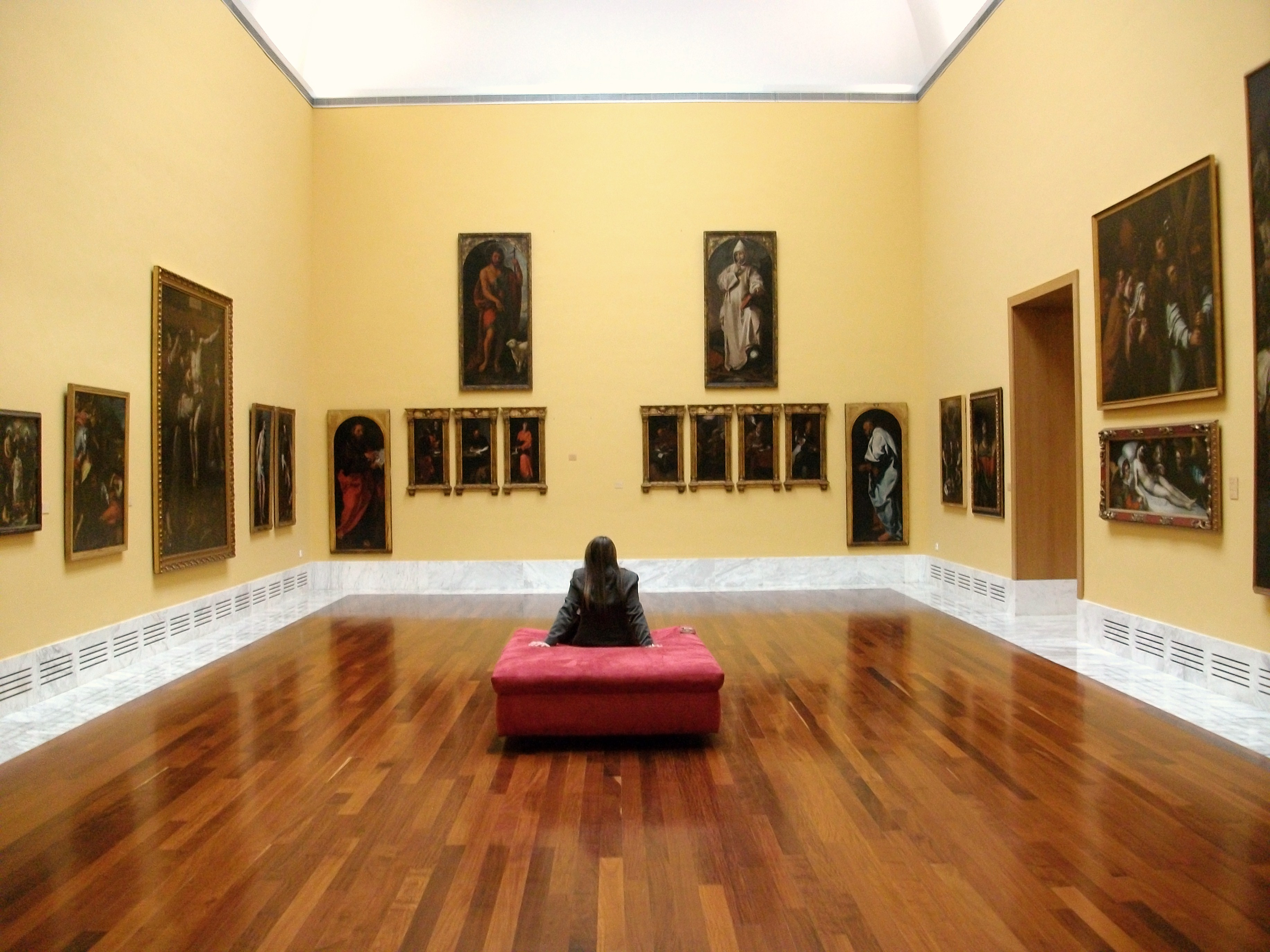
Tablas del "retablo Portaceli", de Ribalta.
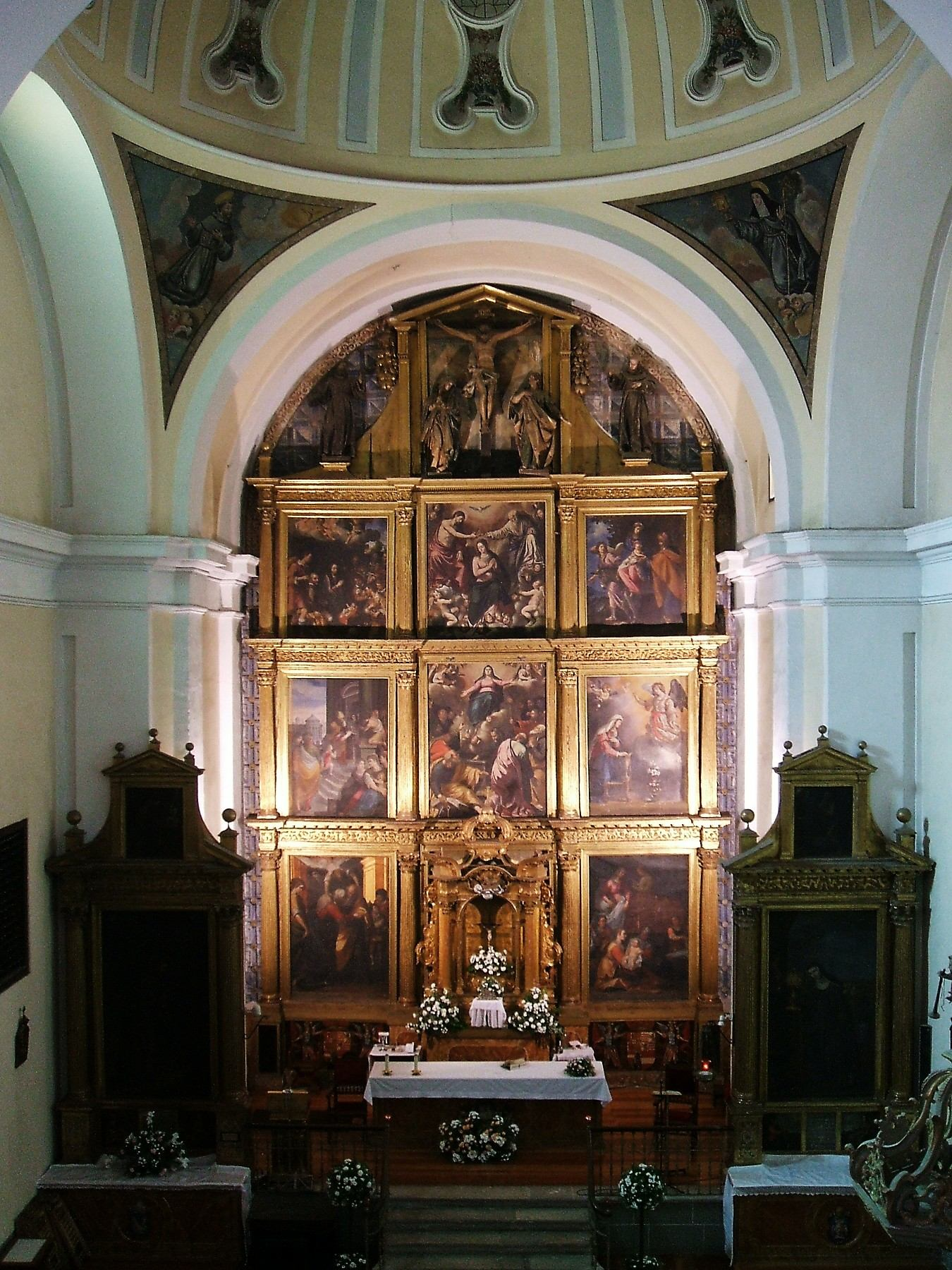
Retablo mayor de la iglesia del convento de las Descalzas Reales (Valladolid), de Juan de Muniátegui,[182] Gregorio Fernández y Santiago Morán, 1612.
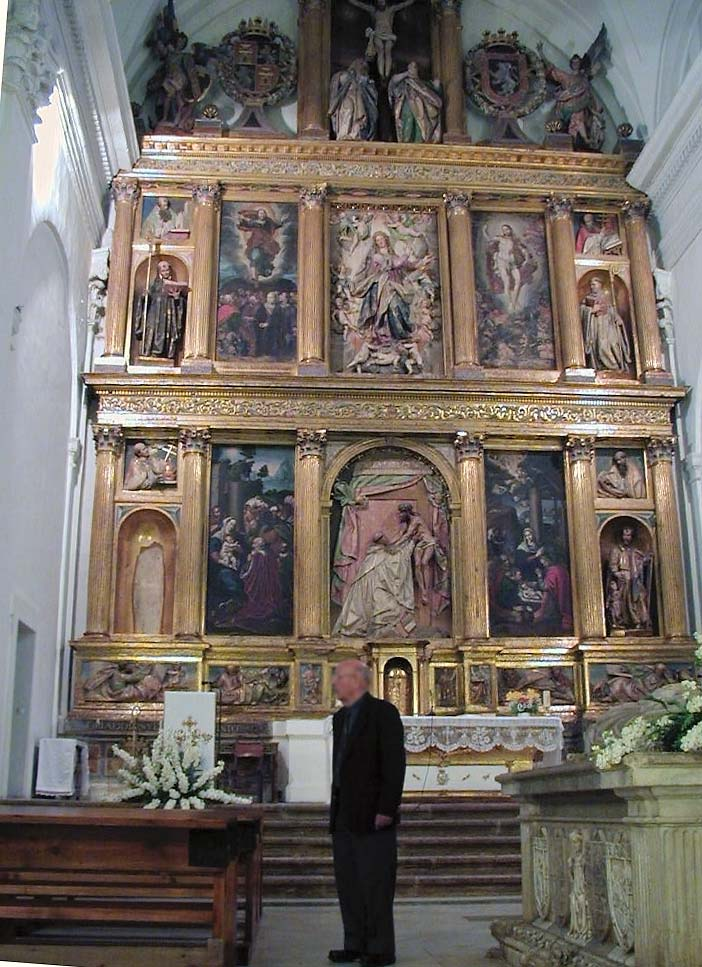
Retablo mayor de la iglesia del monasterio de las Huelgas Reales (Valladolid), de Francisco de Praves, Gregorio Fernández y Tomás de Prado,[183] 1613.
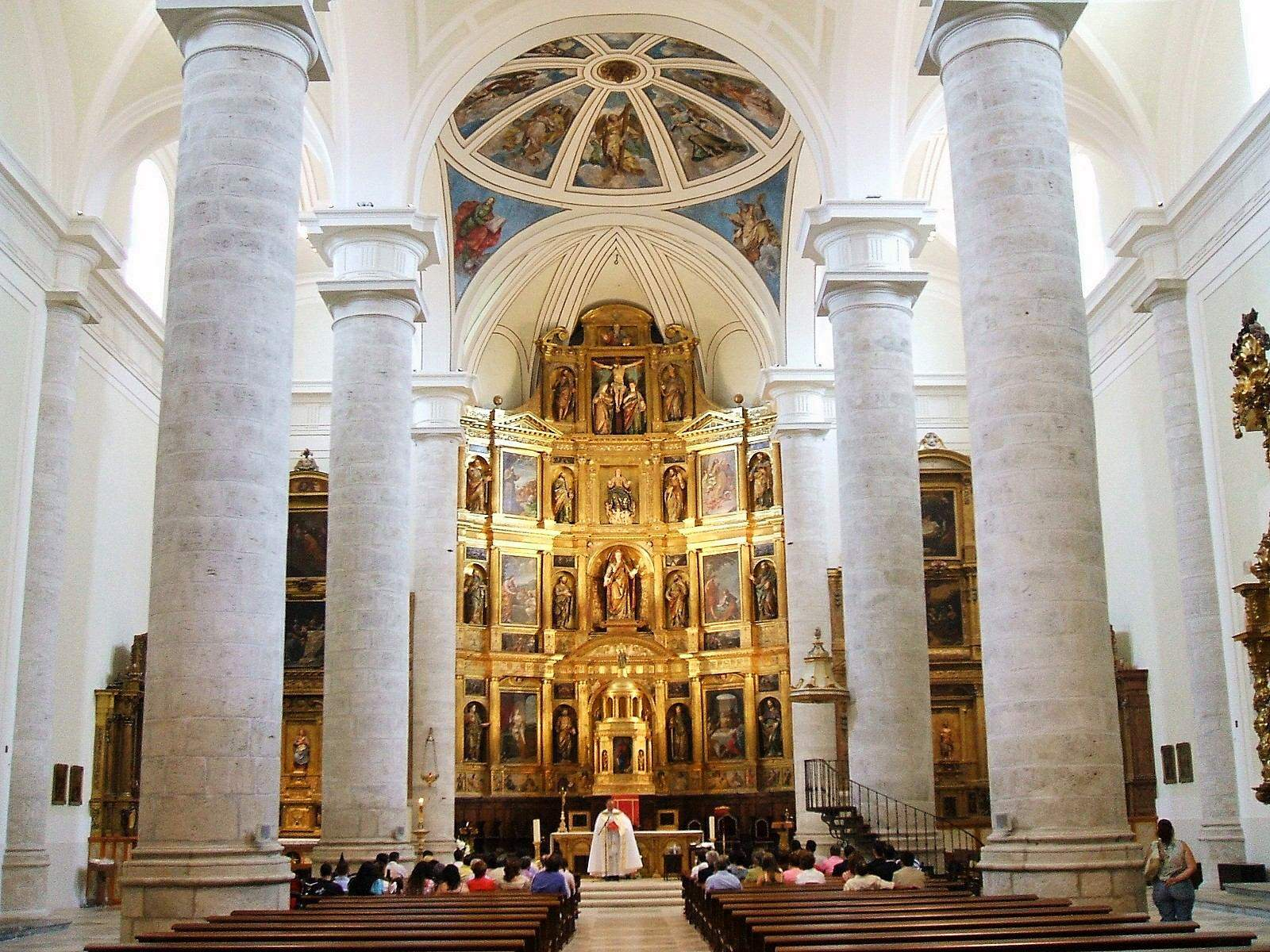
Retablos de la catedral de Getafe. El mayor, de traza de Alonso Carbonel (1612-1618); en los menores intervino Alonso Cano.
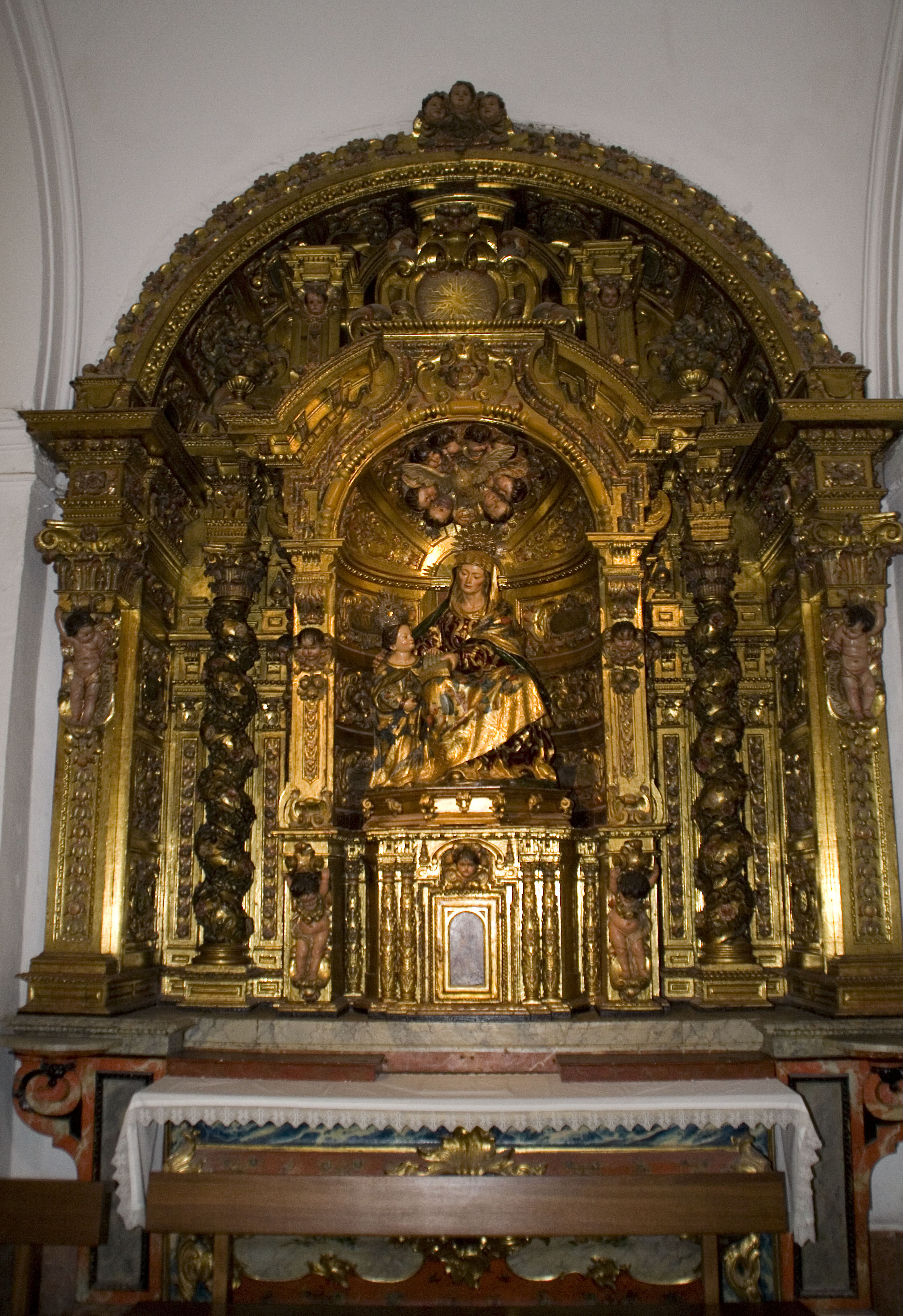
Retablo de la capilla de Santa Ana en la Iglesia de Santa Cruz (Sevilla), de Bernardo Simón de Pineda, Valdés Leal y Pedro Roldán, 1670-1672. En la misma iglesia se hallan otros notables retablos.
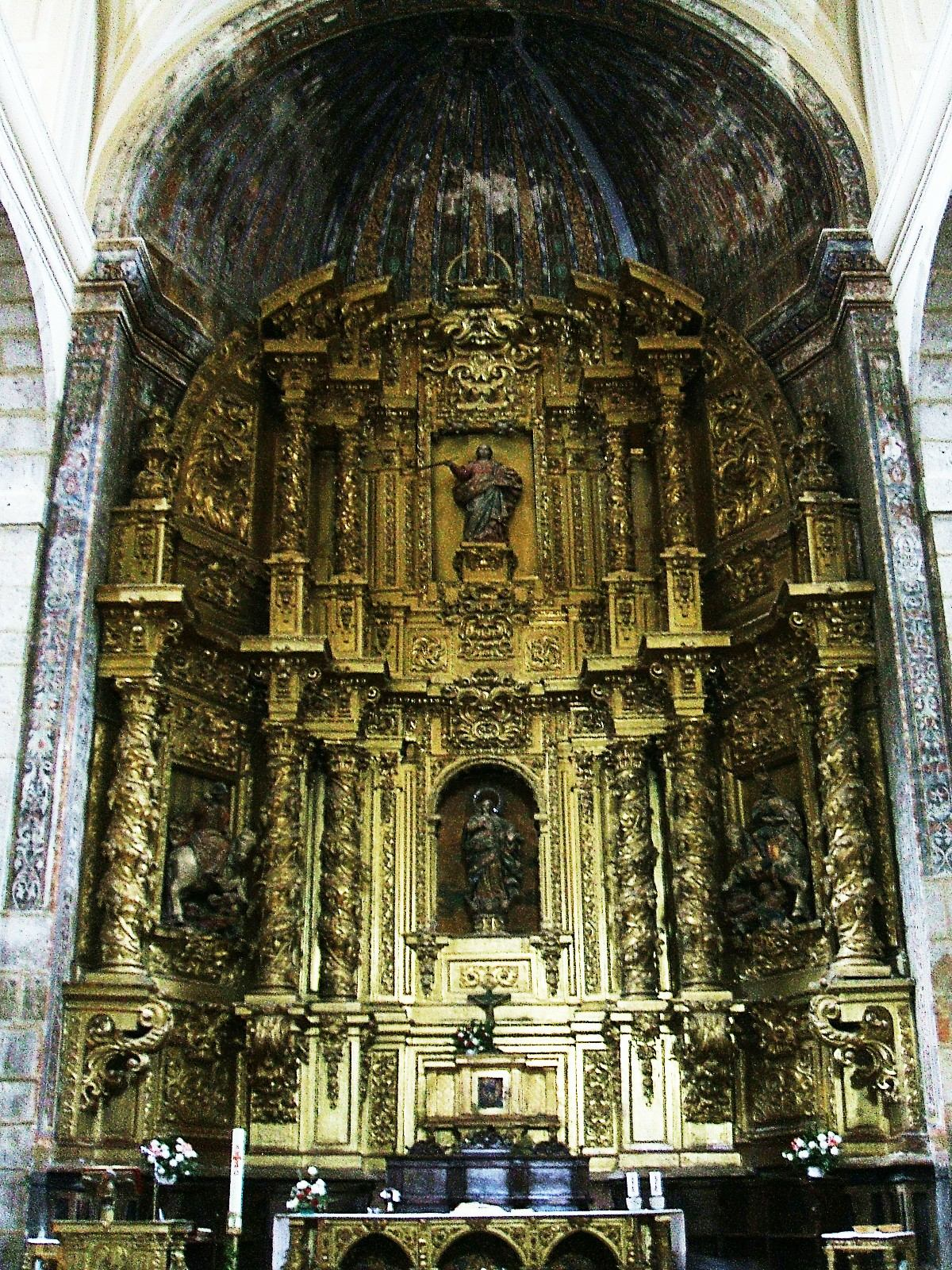
Retablo mayor de la iglesia de Santa Eugenia (Becerril de Campos), que también conserva otros notables retablos.
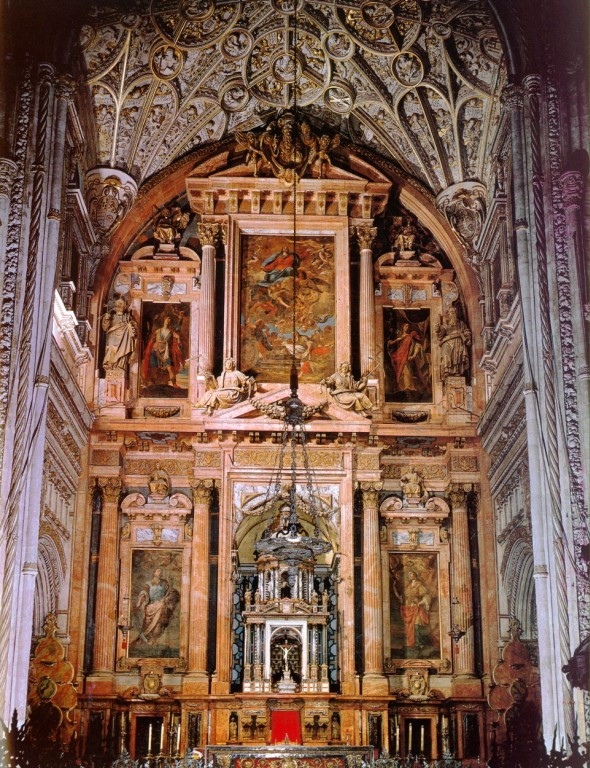
Retablo mayor de la catedral de Córdoba, donde intervino, entre otros, Antonio Palomino.
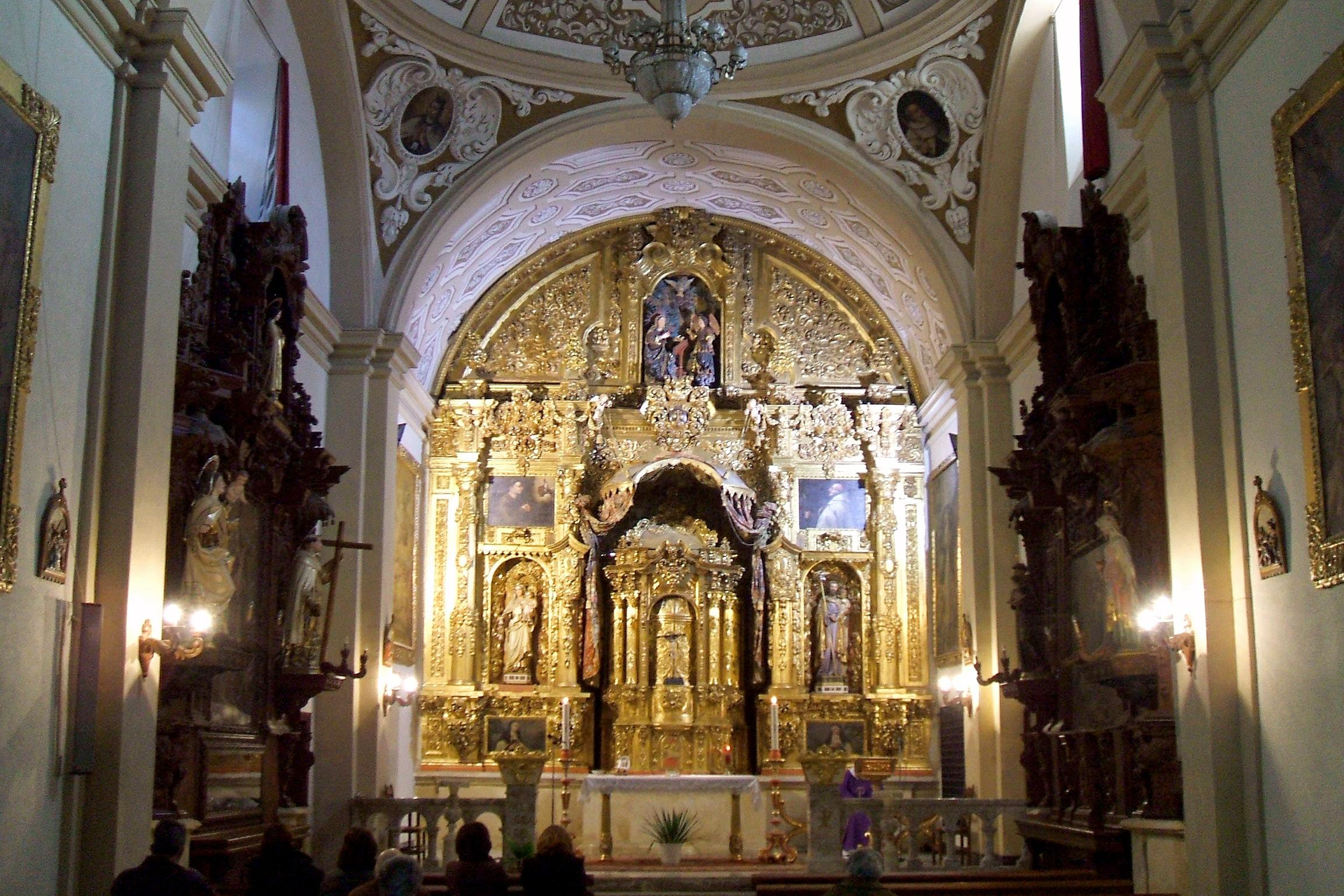
Retablo mayor y laterales de la iglesia del convento de la Encarnación (Baeza).

Se ha propuesto una periodización en tres fases («prolongación del clasicismo» en el primer tercio del siglo XVII, «retablo castizo» o «genuinamente hispánico» en la segunda mitad del siglo XVII —fase subdivida en una primera parte, caracterizada por las columnas salomónicas, y una segunda, por los estípites—, y «retablo rococó» en la primera mitad del siglo XVIII).

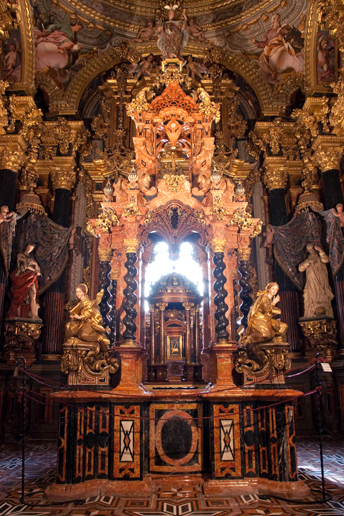
Sagrario de la Cartuja de Granada, de Francisco Hurtado Izquierdo.
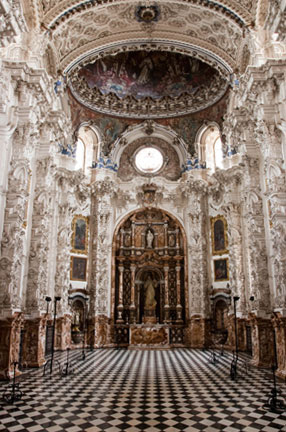
Sacristía de la Cartuja de Granada, del mismo y otros artistas.
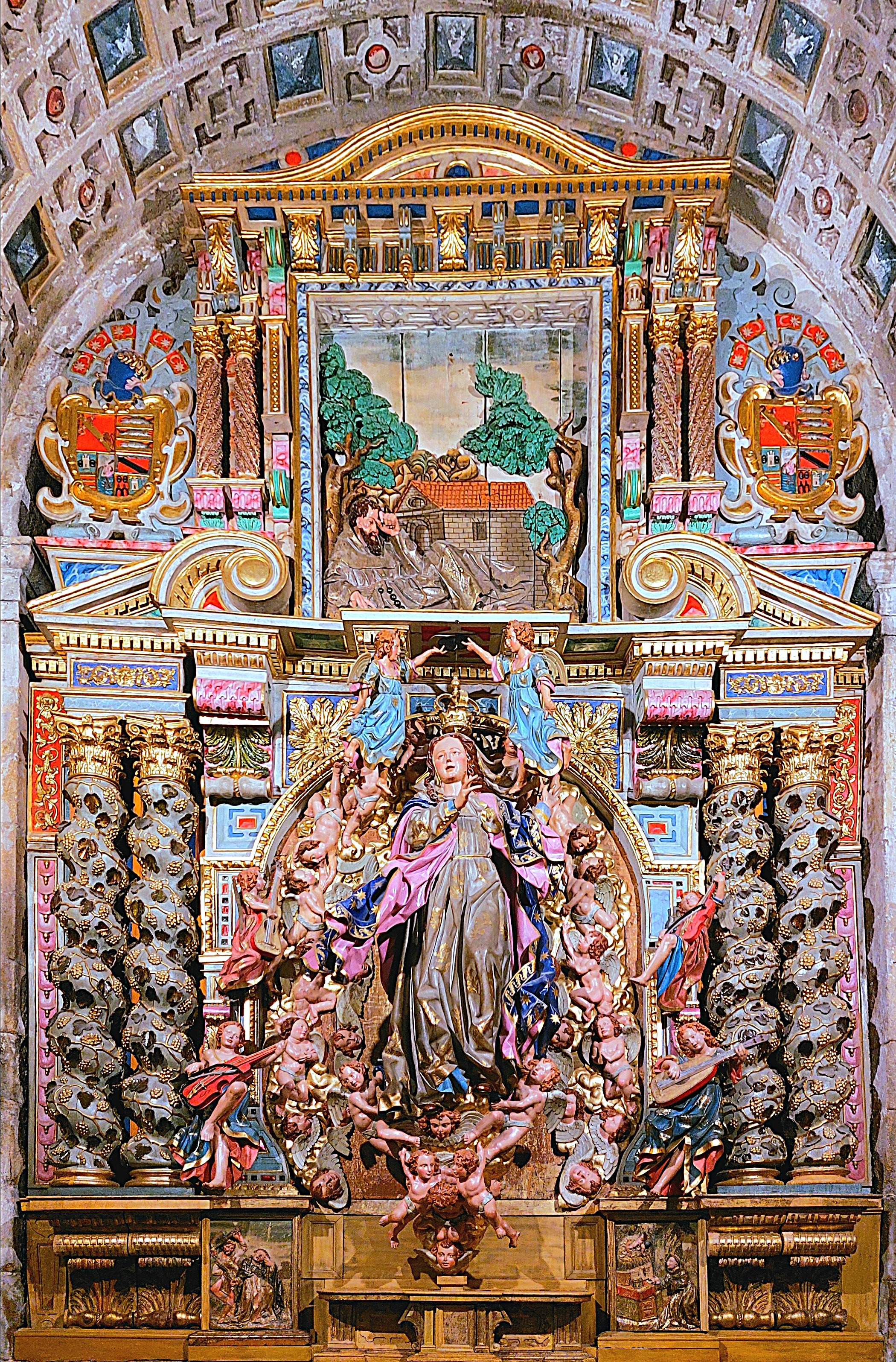
Retablo de la Asunción (Orense), de Mateo de Prado y Bernardo Cabrera (1657-1658).
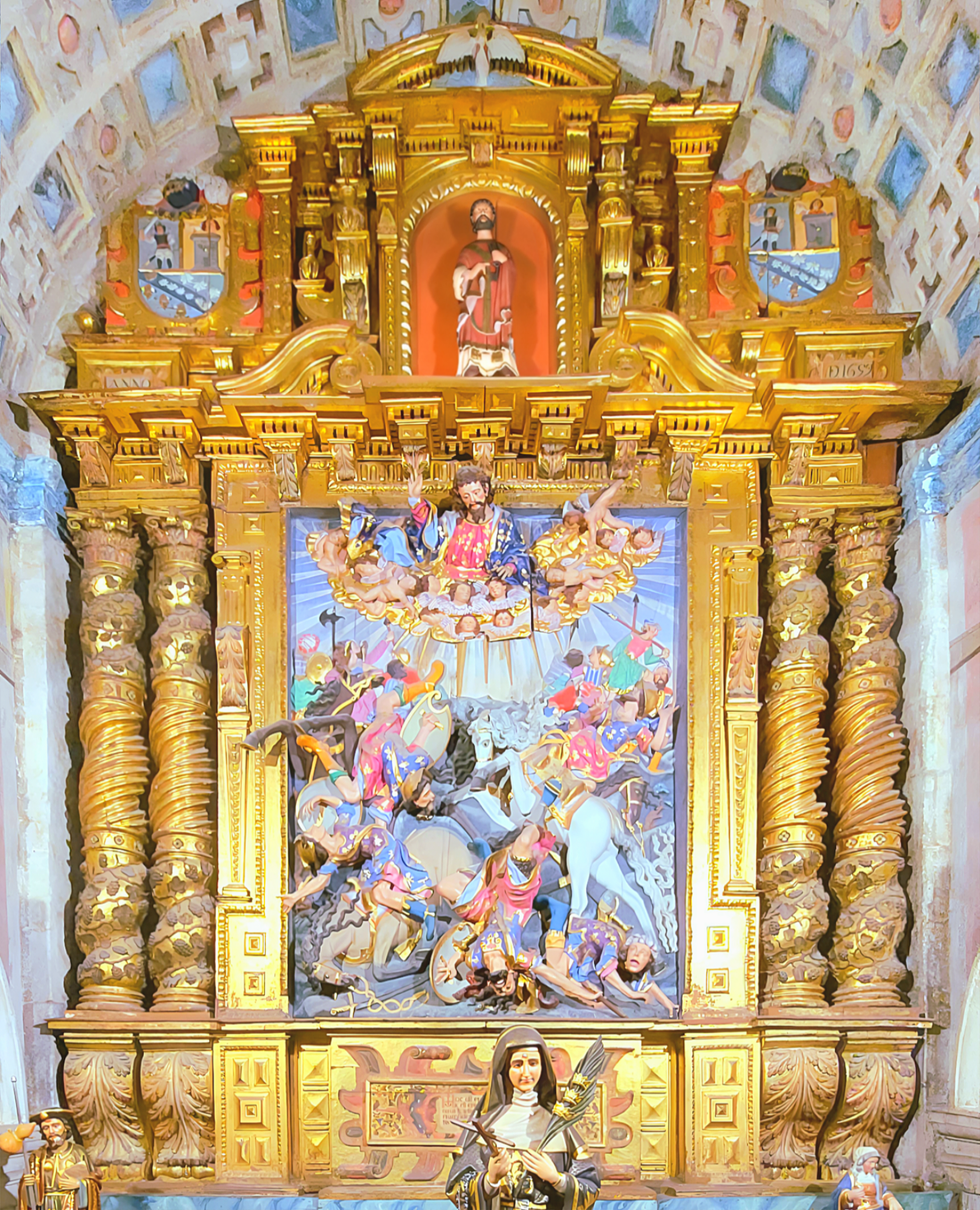
Retablo de la Conversión de San Pablo (Orense), de Mateo de Prado y Bernardo Cabrera (1656).
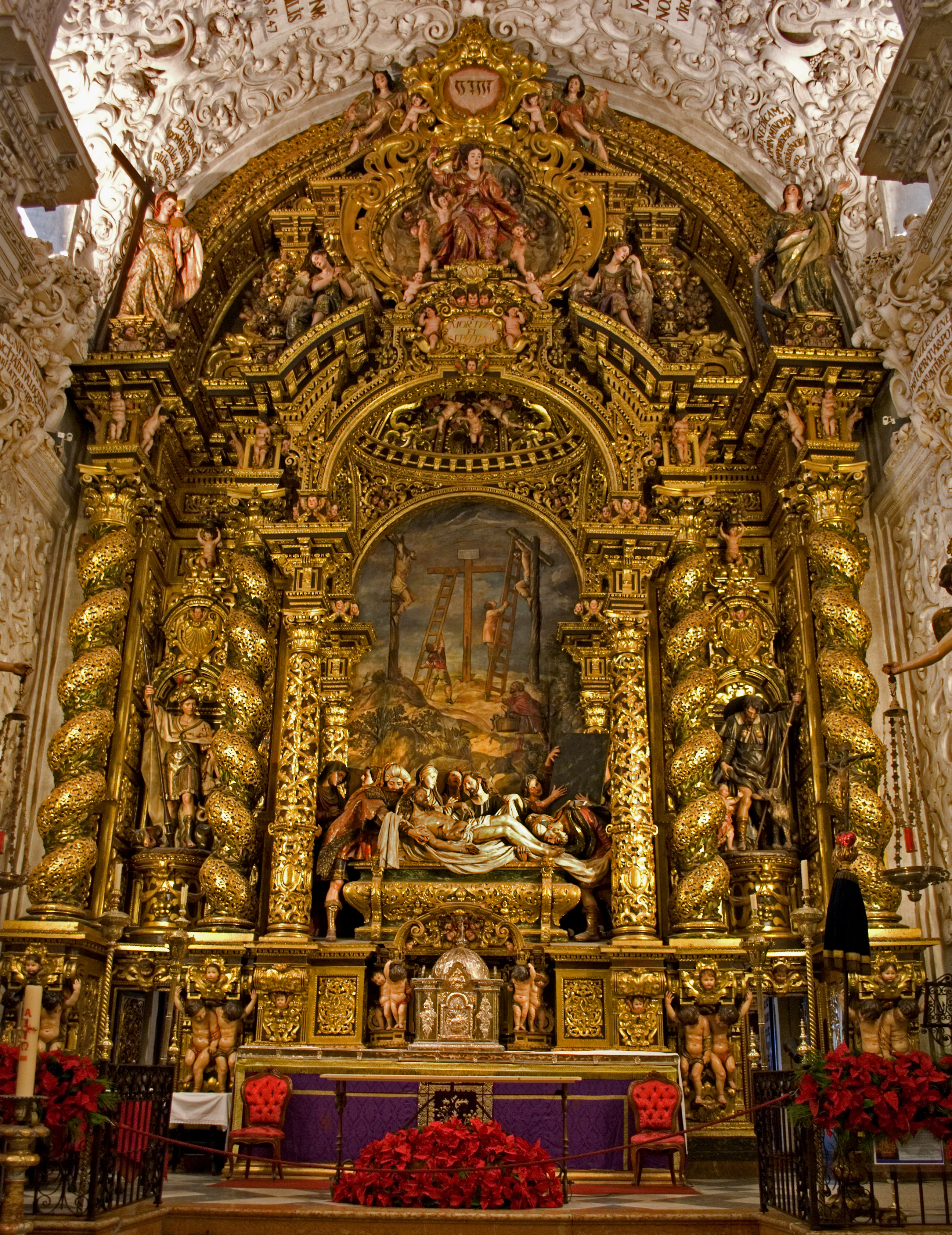
Retablo mayor de la iglesia del Hospital de la Caridad (Sevilla), de traza de Bernardo Simón de Pineda, tallas de Pedro Roldán, dorado y policromía de Valdés Leal (1670-1675).
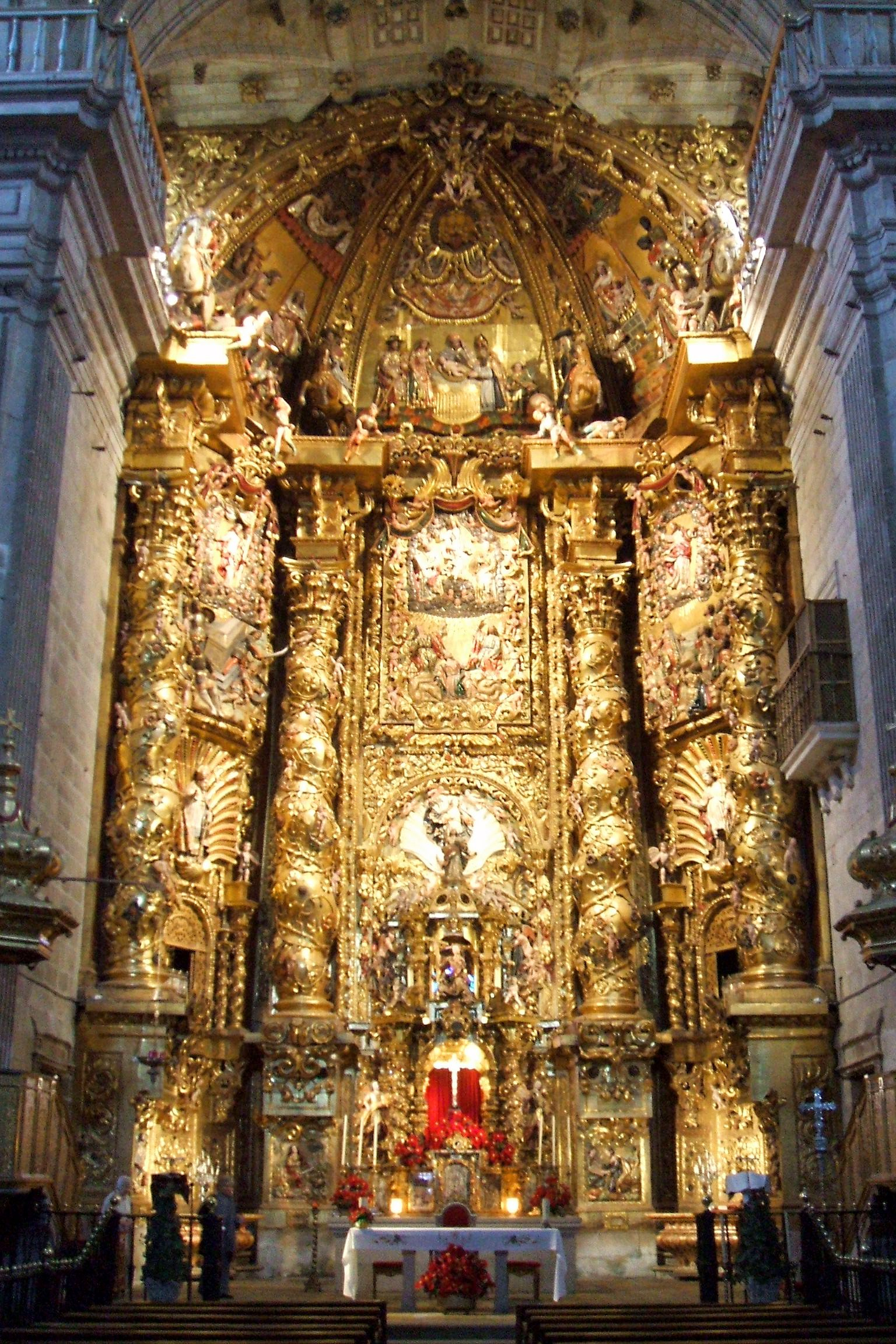
Monasterio de San Salvador (Celanova), de Francisco de Castro Canseco.
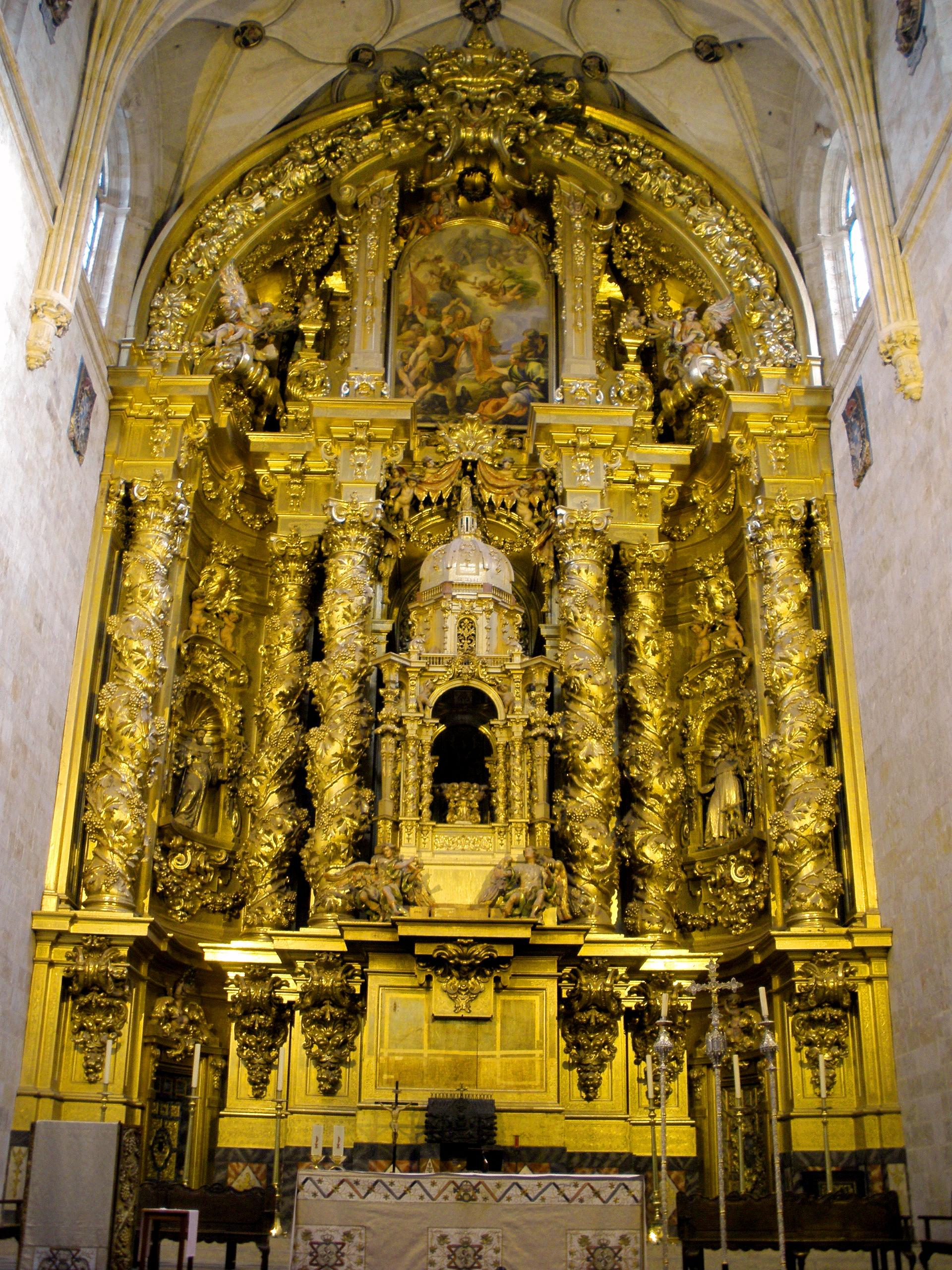
Retablo mayor de la iglesia del convento de San Esteban de Salamanca, de José de Churriguera, (1692).
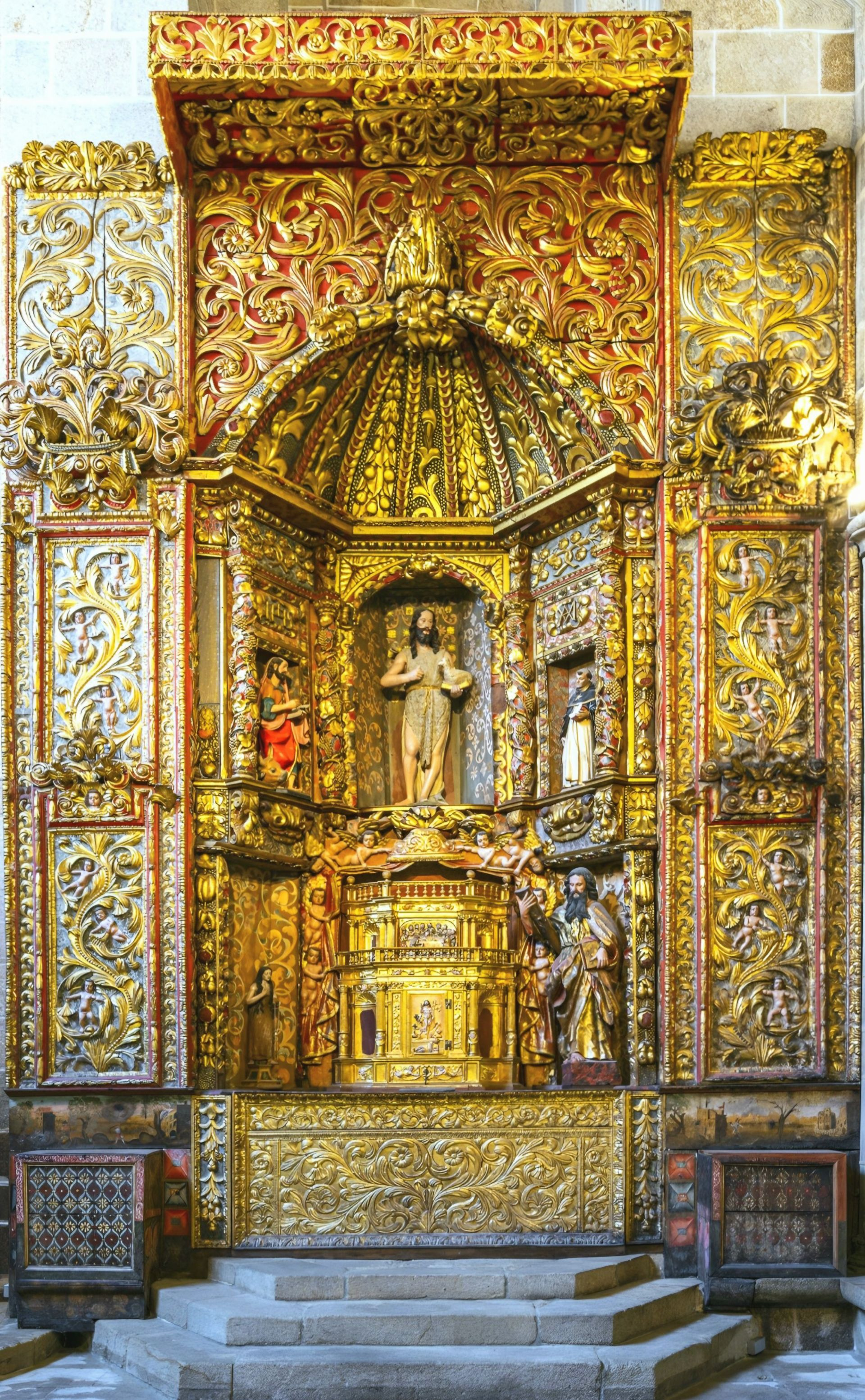
Retablo de San Juan (Orense), de Benito Rodríguez Muxica (1695).

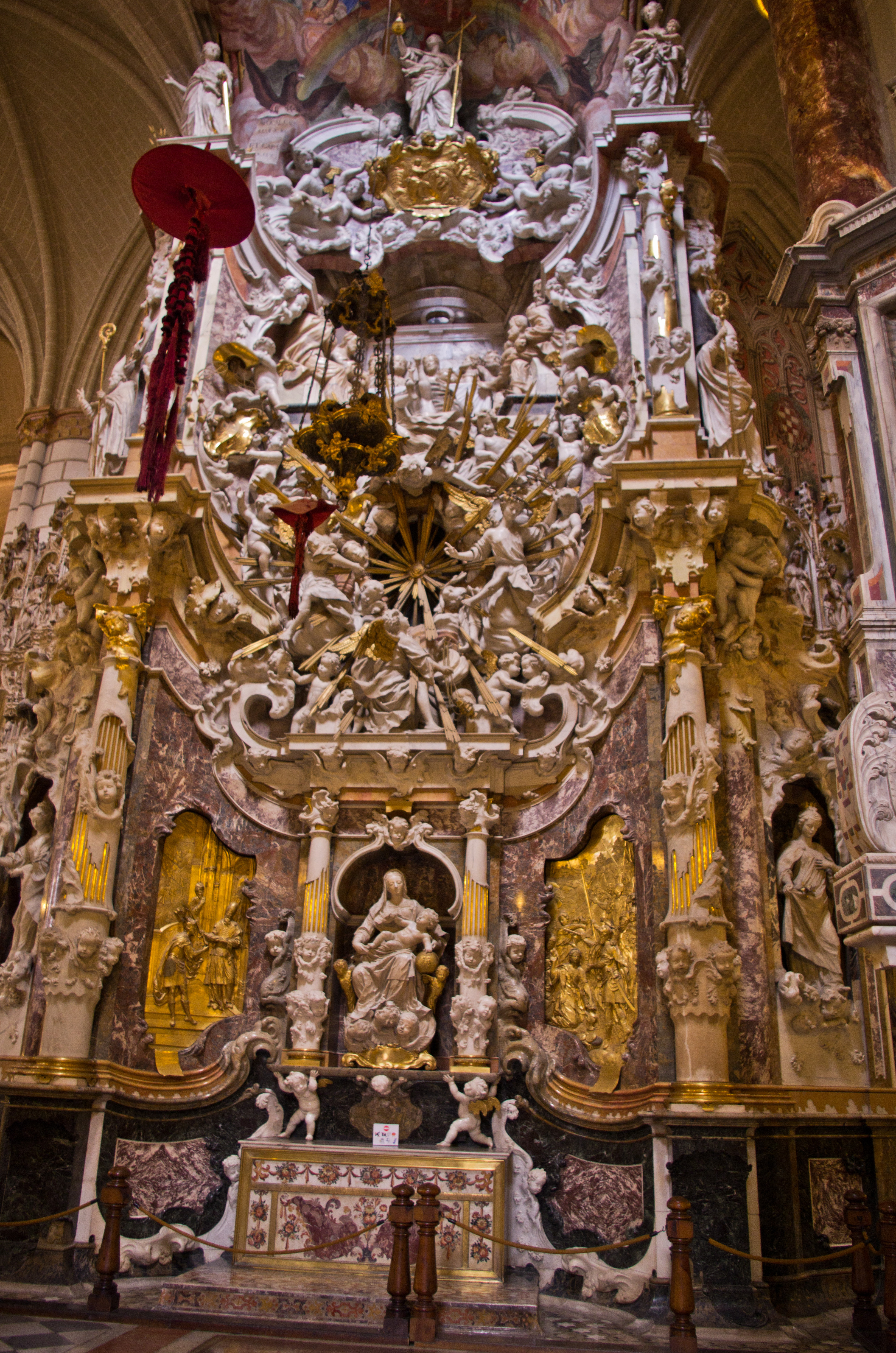
Transparente de la Catedral de Toledo, de Narciso Tomé, 1729-1732.
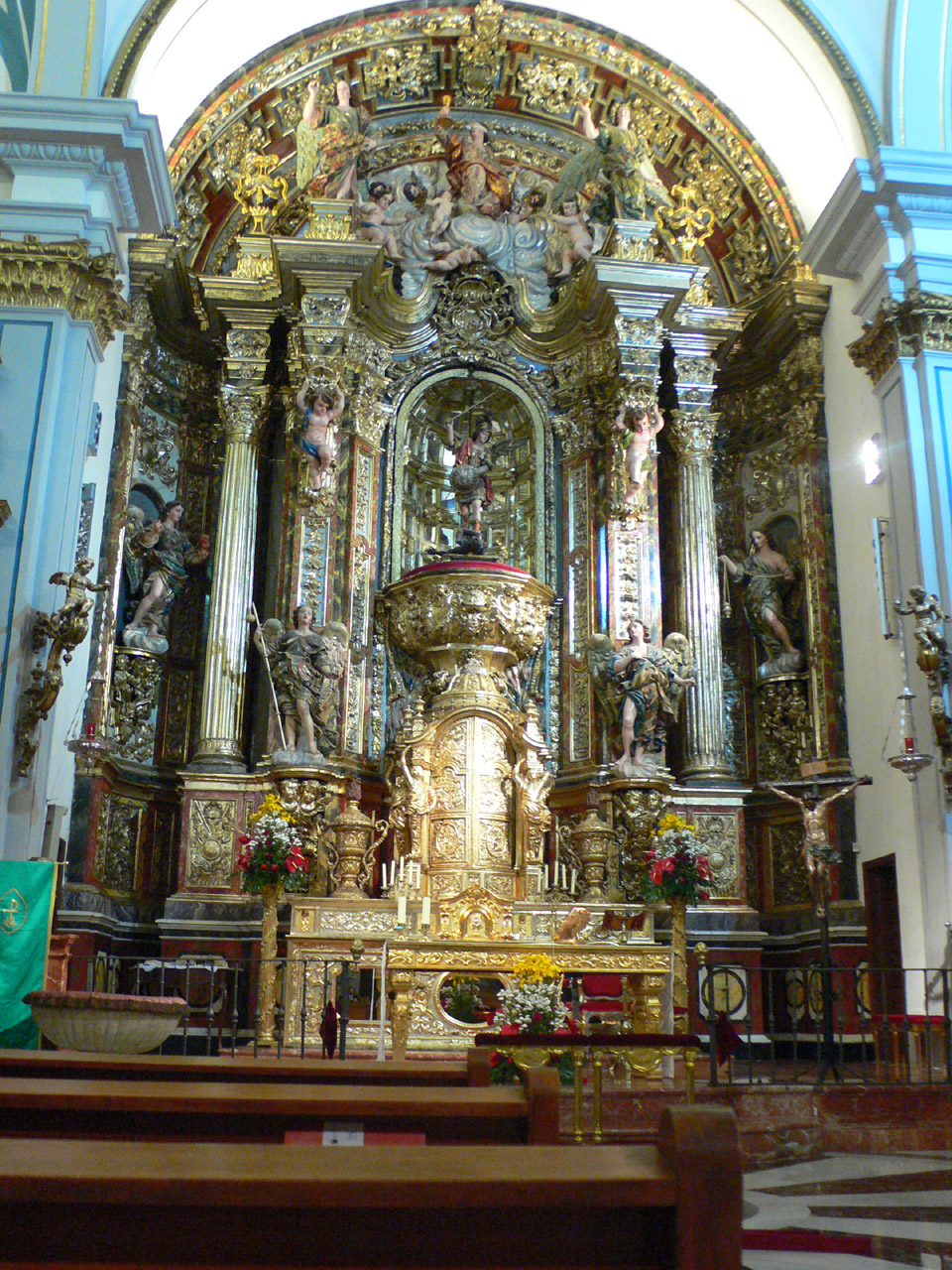
Retablo mayor de la iglesia de San Miguel (Murcia) de Francisco Salzillo, 1731.
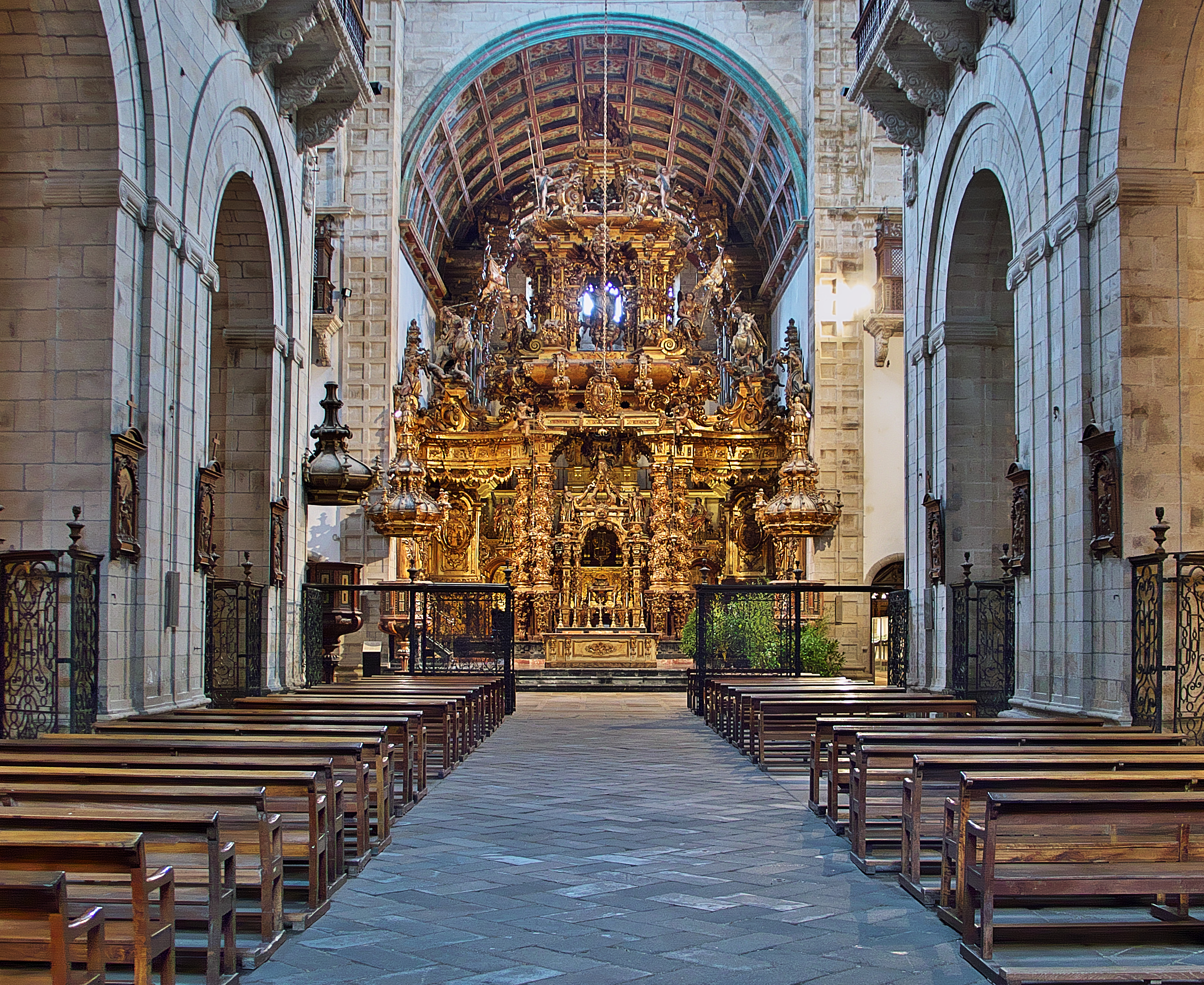
Retablo mayor de San Martín Pinario (Santiago de Compostela).

### Retablos barrocos portugueses

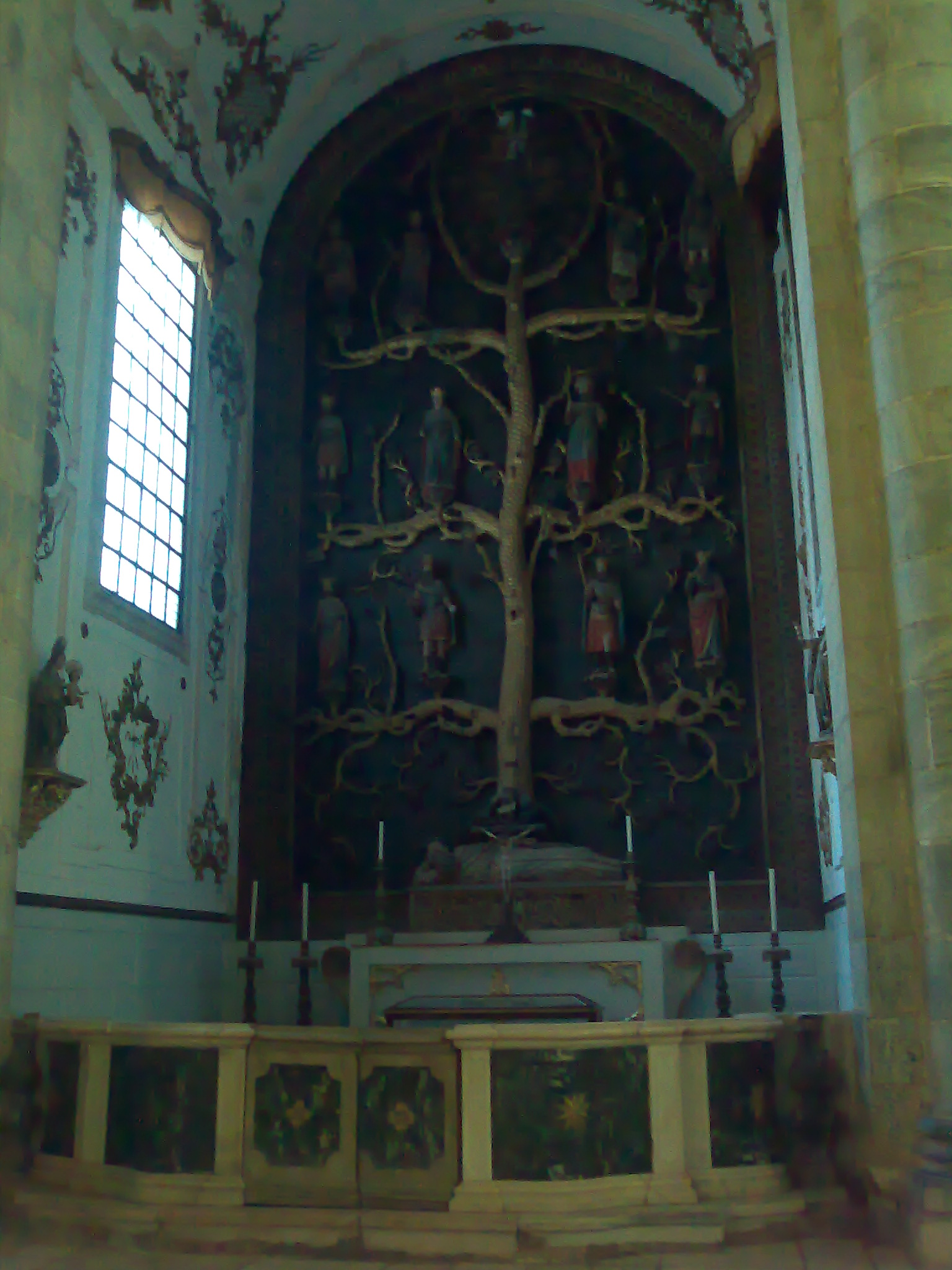
Retablo de la capilla del Evangelio de la iglesia de Santa María del Castillo (Olivenza).

Se ha investigado el simbolismo del «trono eucarístico» en los retablos barrocos portugueses.

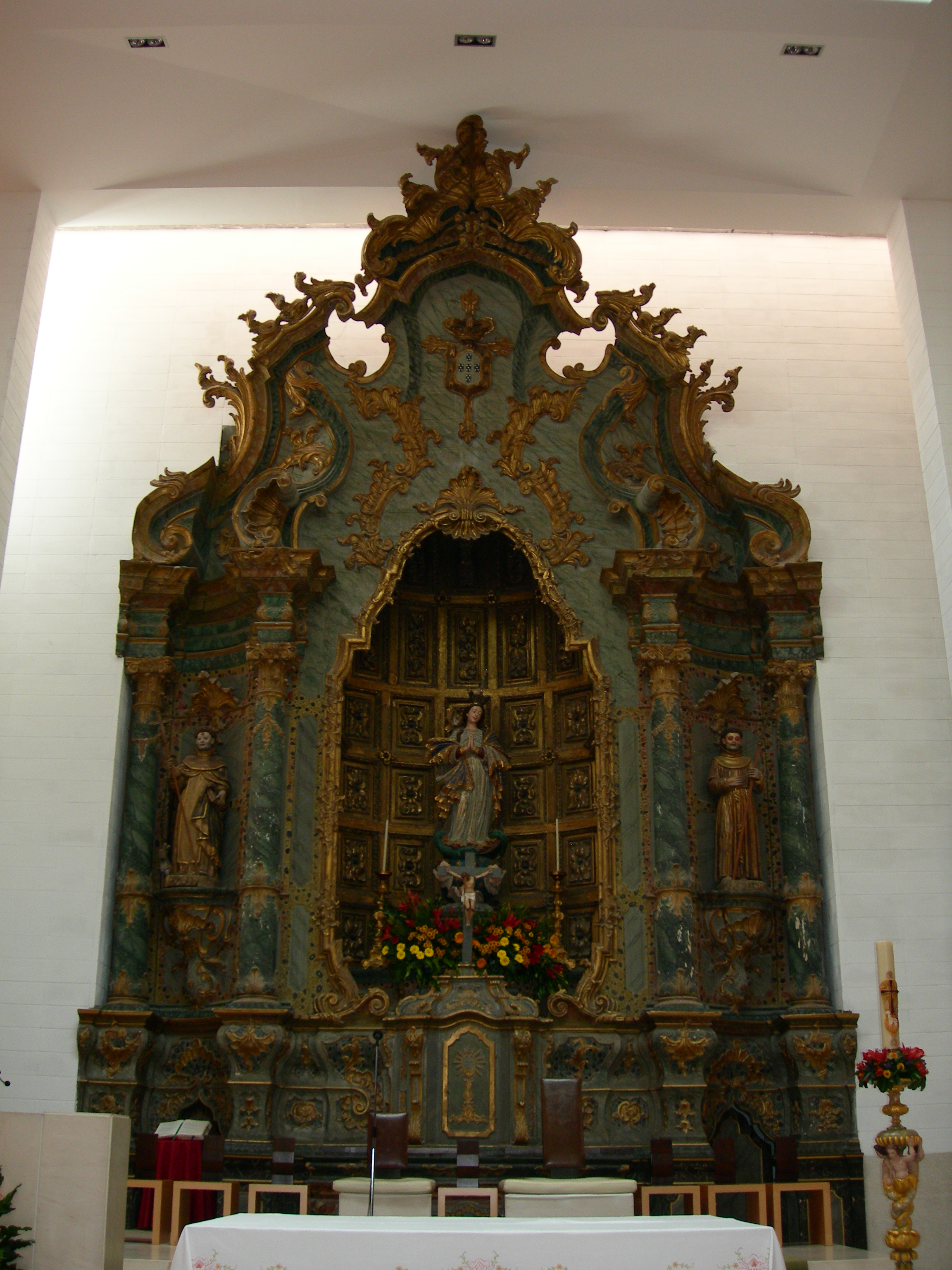
Retablo mayor de la catedral de Aveiro. El mismo templo contiene otros notables retablos.
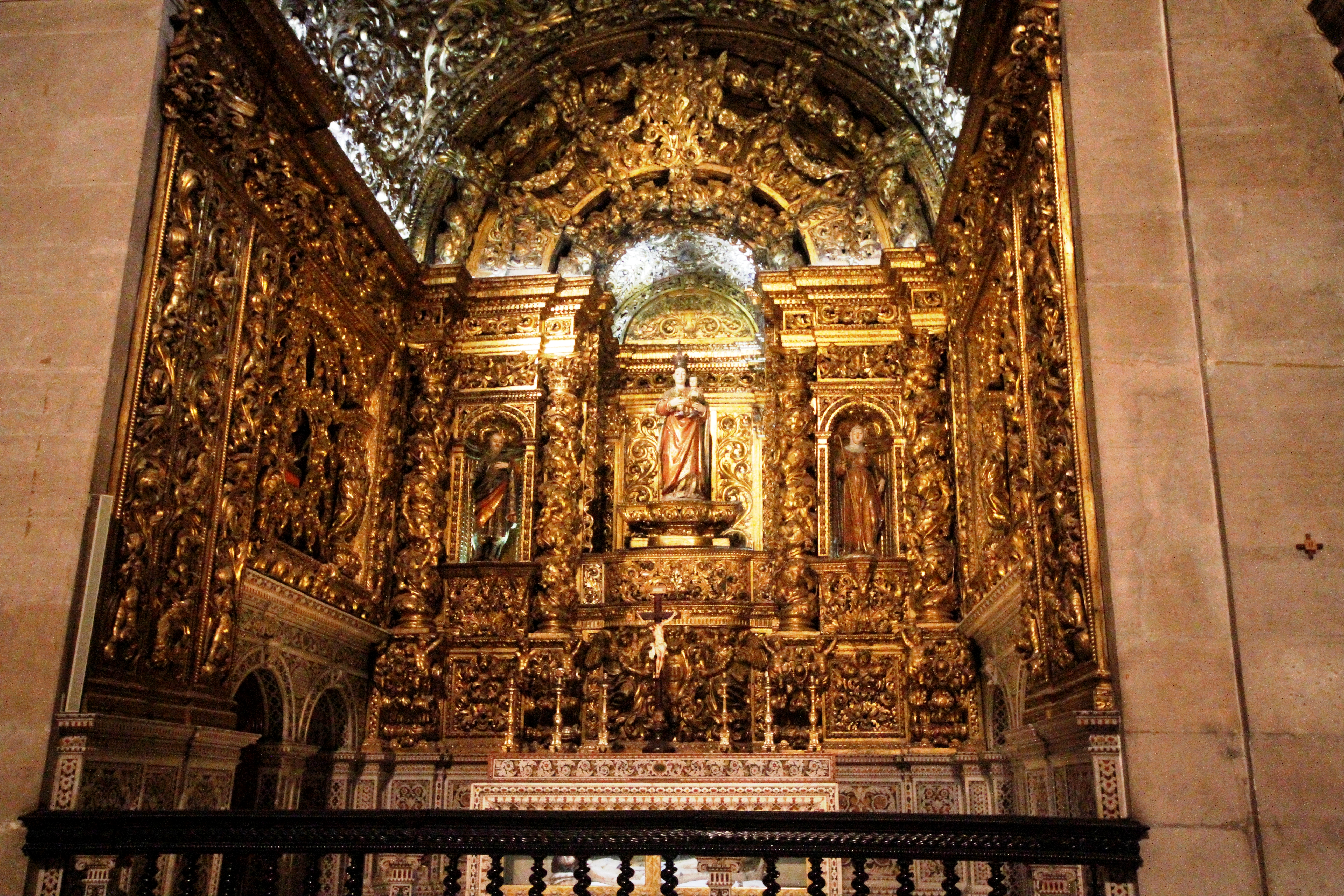
Retablo de la capilla de Nossa Senhora da Doutrina en la iglesia de San Roque (Lisboa).[189] El mismo templo contiene otros notables retablos, y el museo del que forma parte, una excepcional colección de arte sacro, incluyendo retablos de otras procedencias.
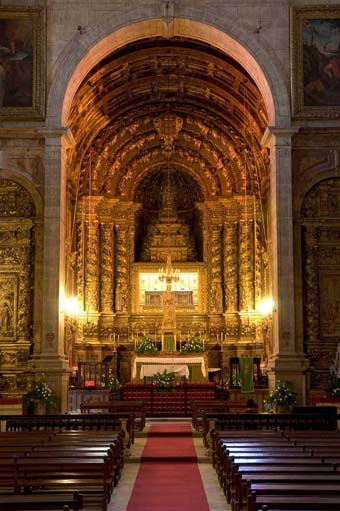
Retablo mayor y laterales de la iglesia del convento de Santa Clara-a-Nova.
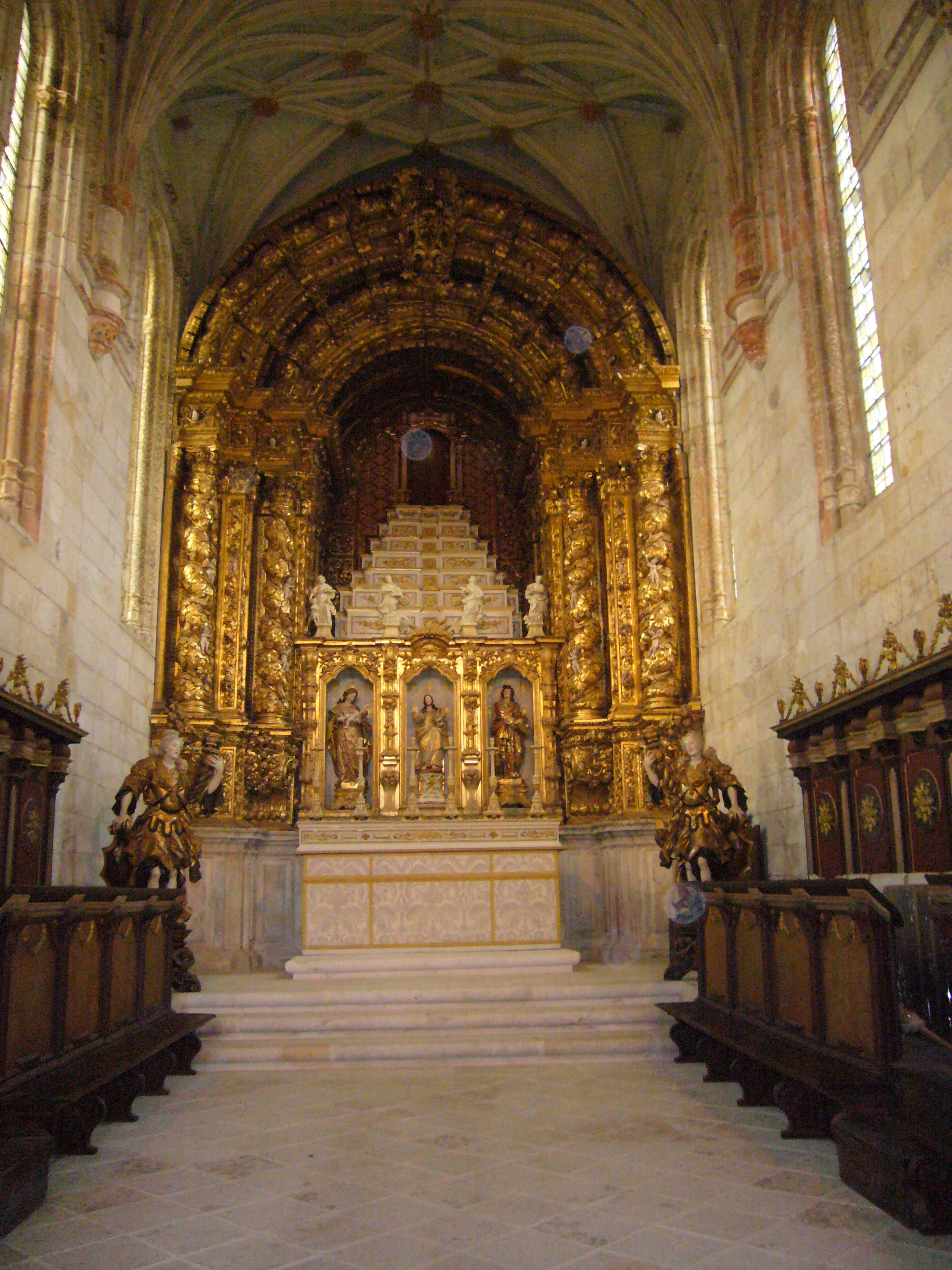
Retablo mayor de la iglesia de Vilar de Frades.
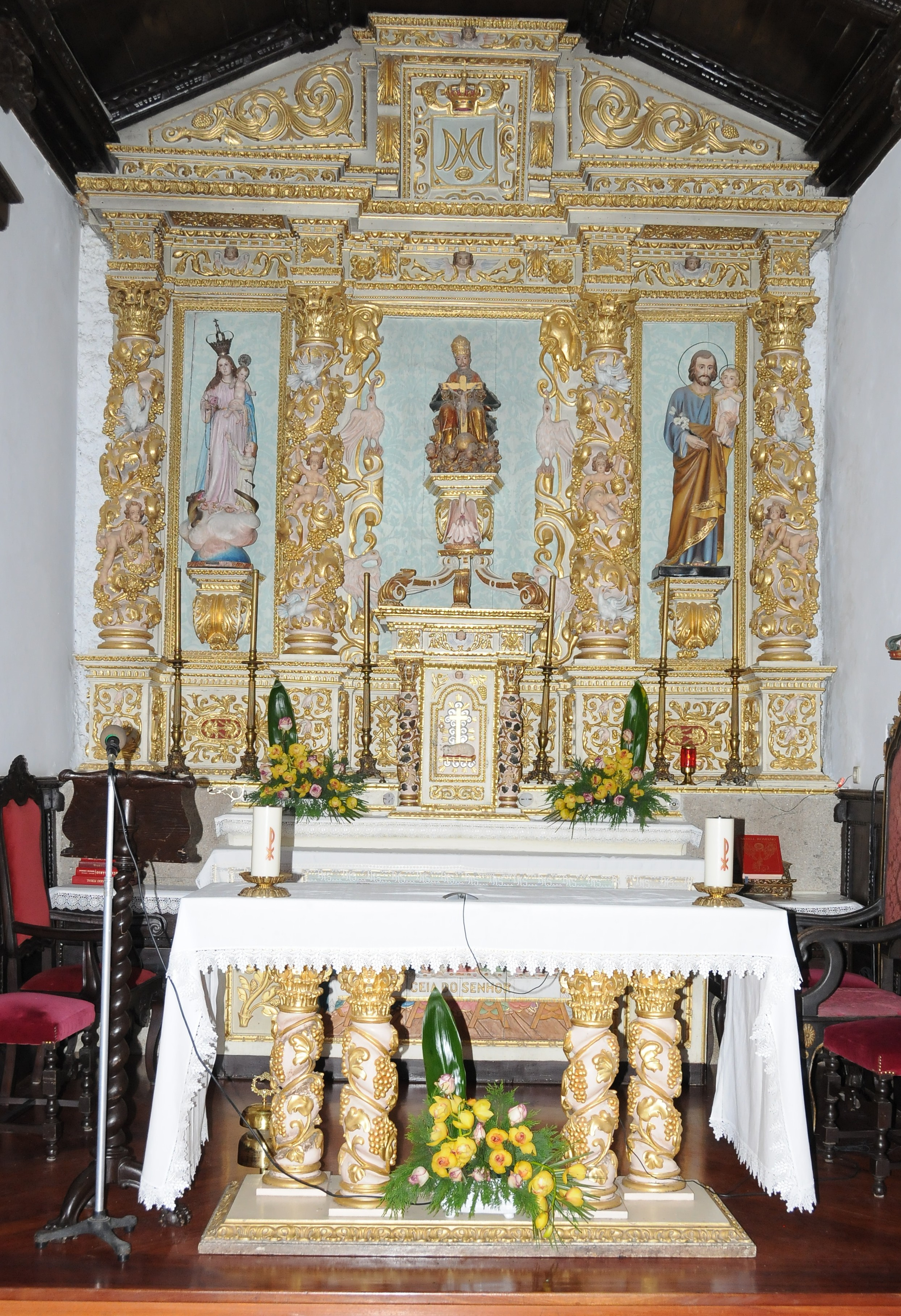
Retablo de la iglesia Matriz de Melgaço. En el mismo templo hay otro retablo notable de António Figueiroa (finales del siglo XVI).

### Retablos barrocos coloniales
La extraordinaria riqueza decorativa (tanto en los materiales usados como en la profusión de detalles) y algunas características sincréticas provenientes del sustrato artístico indígena (aunque básicamente responden a los criterios estéticos y religiosos europeos) caracteriza a los retablos barrocos de las ciudades coloniales de los imperios español y portugués (unificados entre 1580 y 1640). Además de los de la América española y Filipinas, son particularmente notables los de las ciudades coloniales portuguesas de Goa (en India) y de Salvador de Bahía (en Brasil); los de esta última se cuentan por centenares (se decía que podía oírse misa en uno distinto cada día del año -lo mismo se decía del valle mexicano de Cholula-).
No obstante, ya hubo producción de retablos en la América española en el siglo XVI; tanto en las primeras fundaciones eclesiásticas del Caribe como en los territorios continentales. El que se considera más antiguo del continente es el de San Juan Cuauhtinchán (Puebla), datable en torno a 1527.

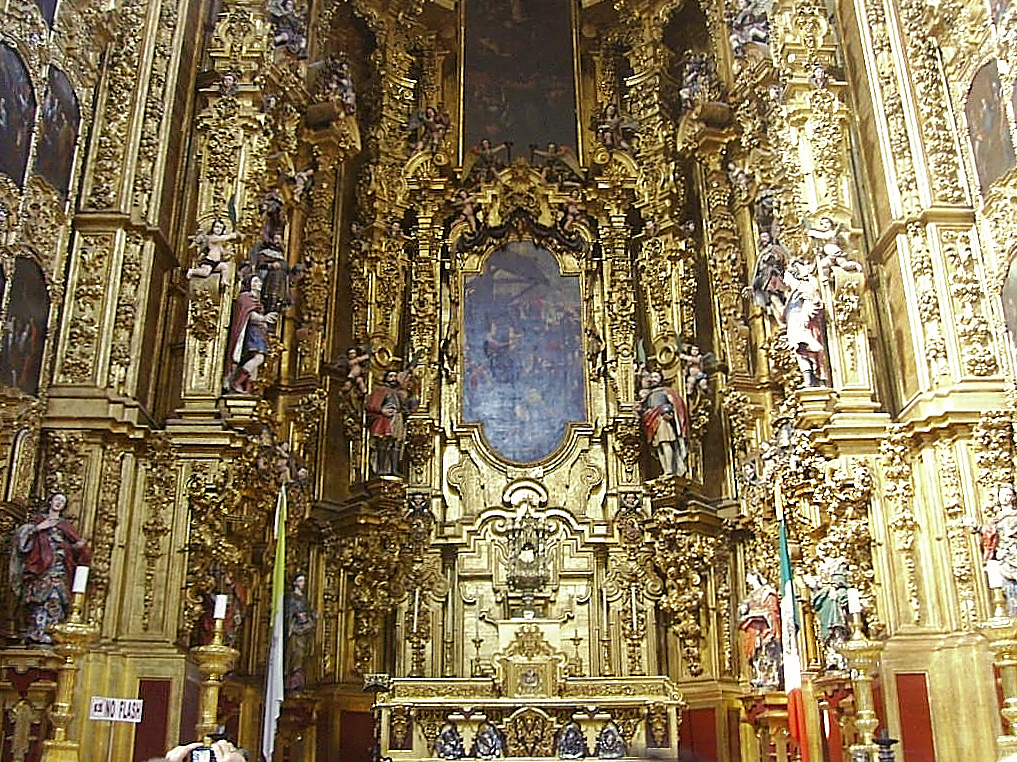
El llamado "retablo de los Reyes" en la catedral de México.
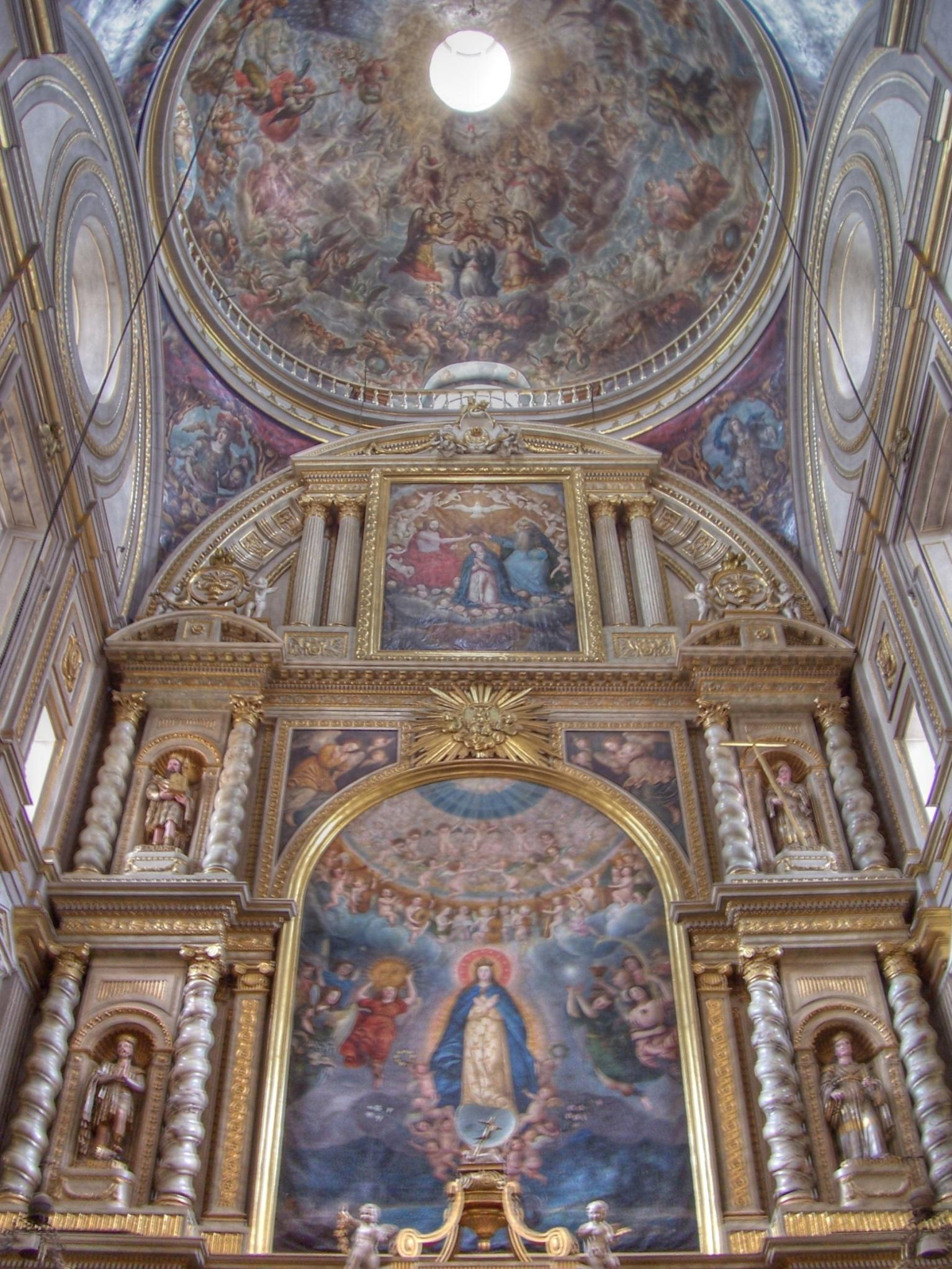
Retablo llamado "de los reyes" en la catedral de Puebla.
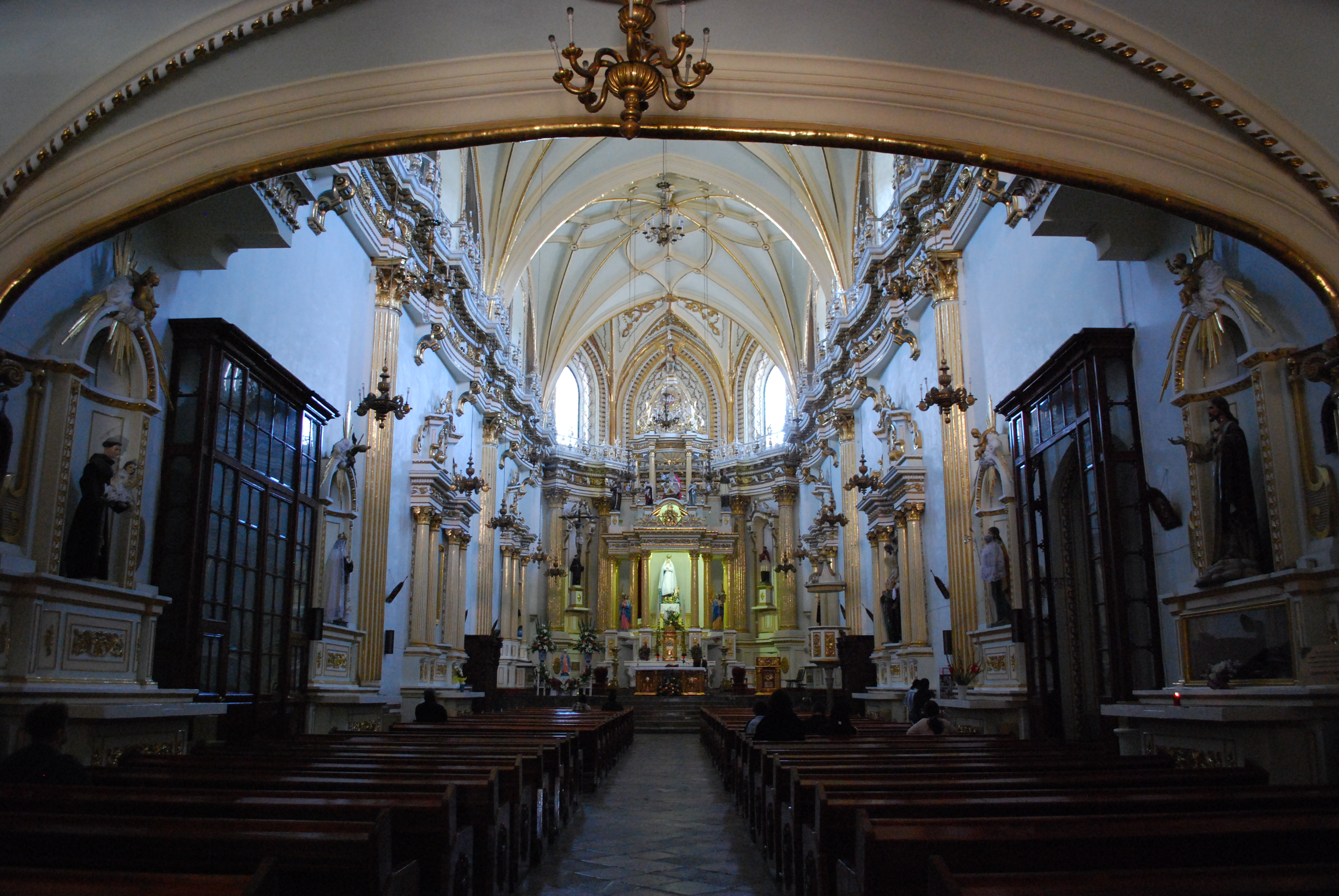
Iglesia del monasterio de San Gabriel de Cholula.
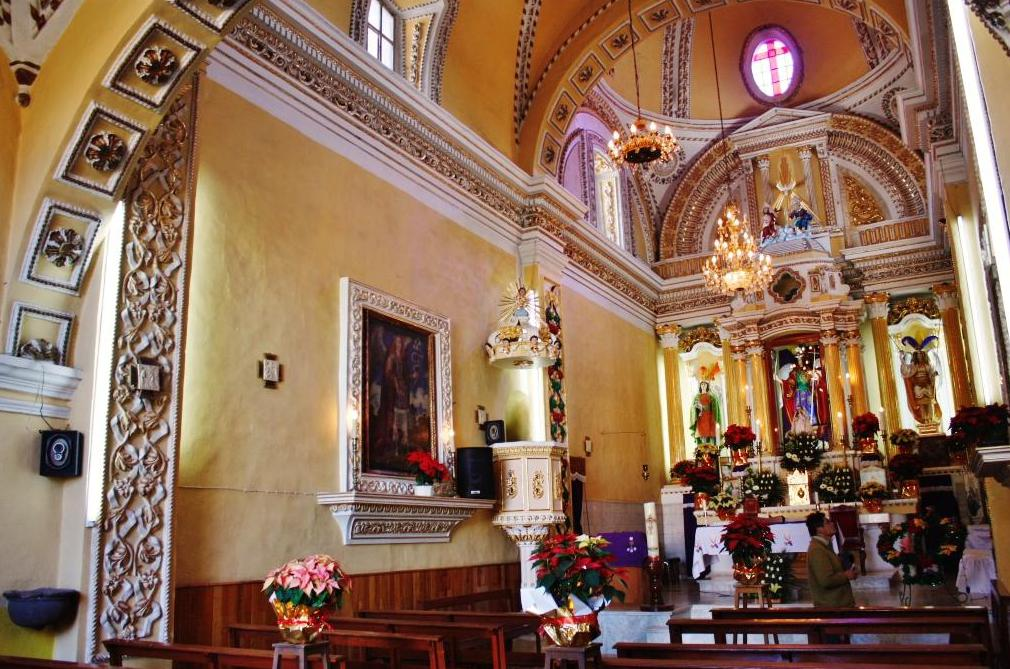
Iglesia de San Miguel Tianguishahuatl en San Pedro Cholula.
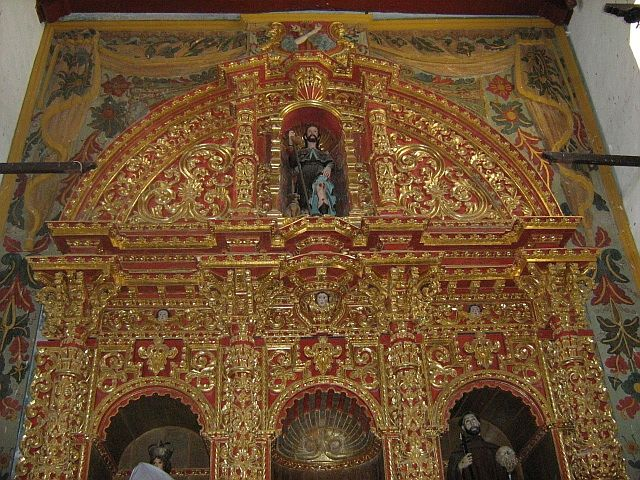
Retablo mayor de la iglesia de San Francisquito de Campeche.
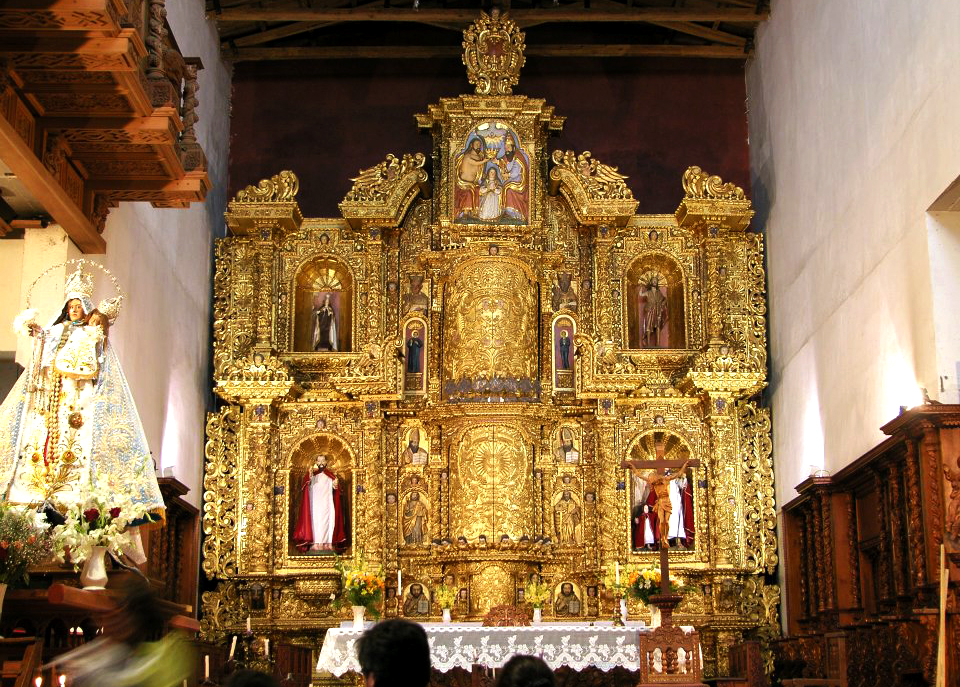
Retablo mayor de la iglesia de Chacas, Perú.
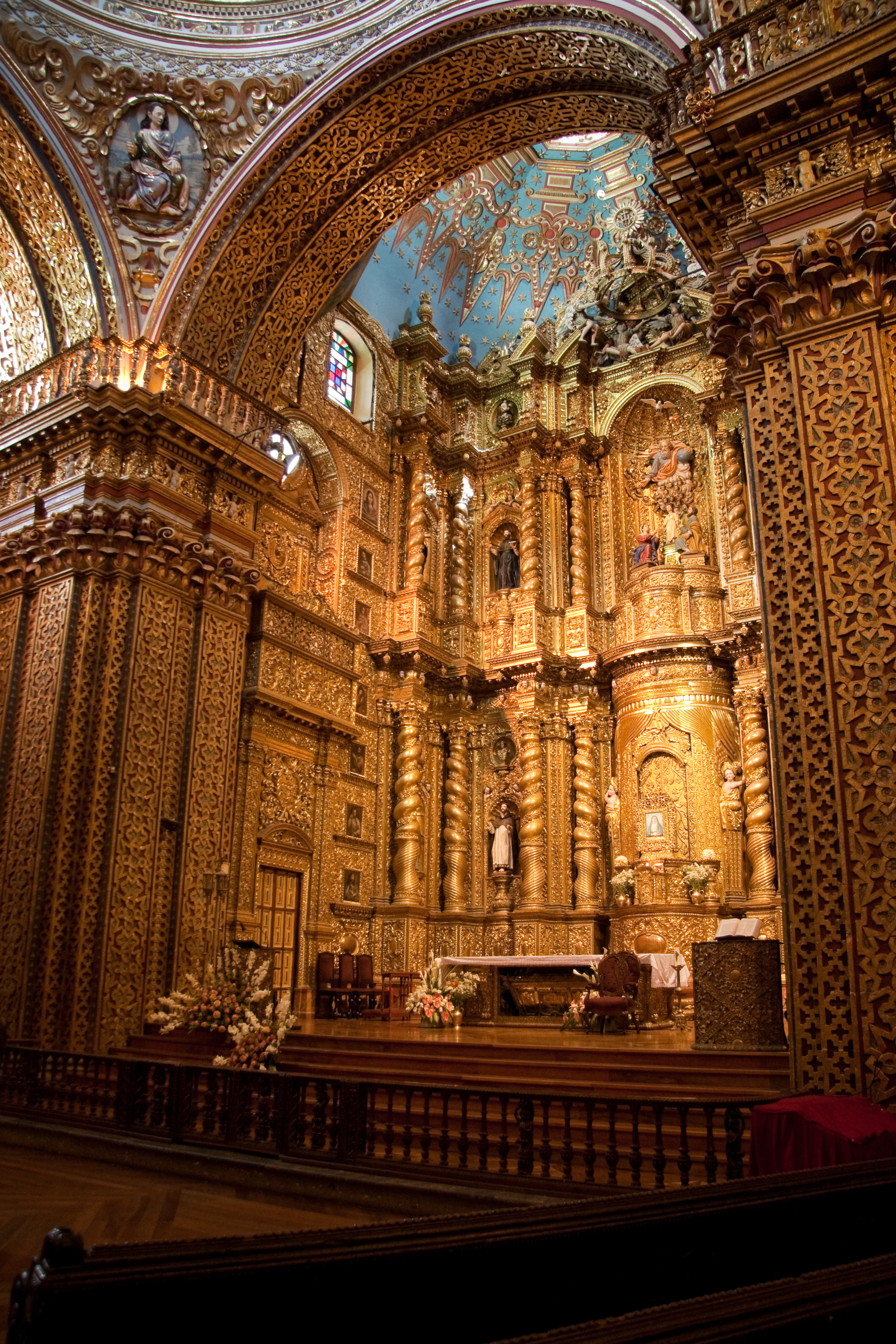
Retablo mayor de la iglesia de la Compañía (Quito).
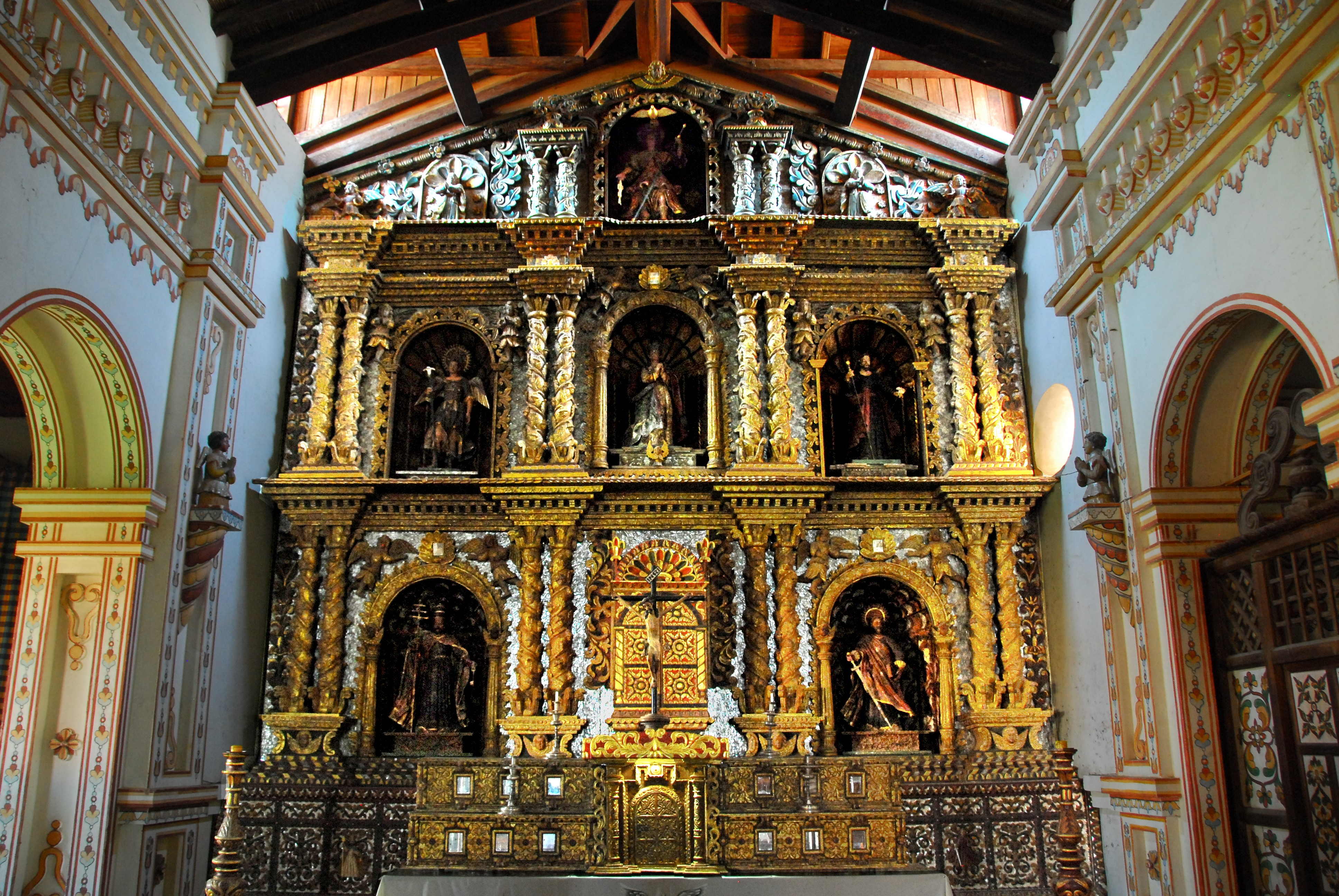
Retablo mayor de la iglesia de San Rafael de Velasco (Santa Cruz, Bolivia)
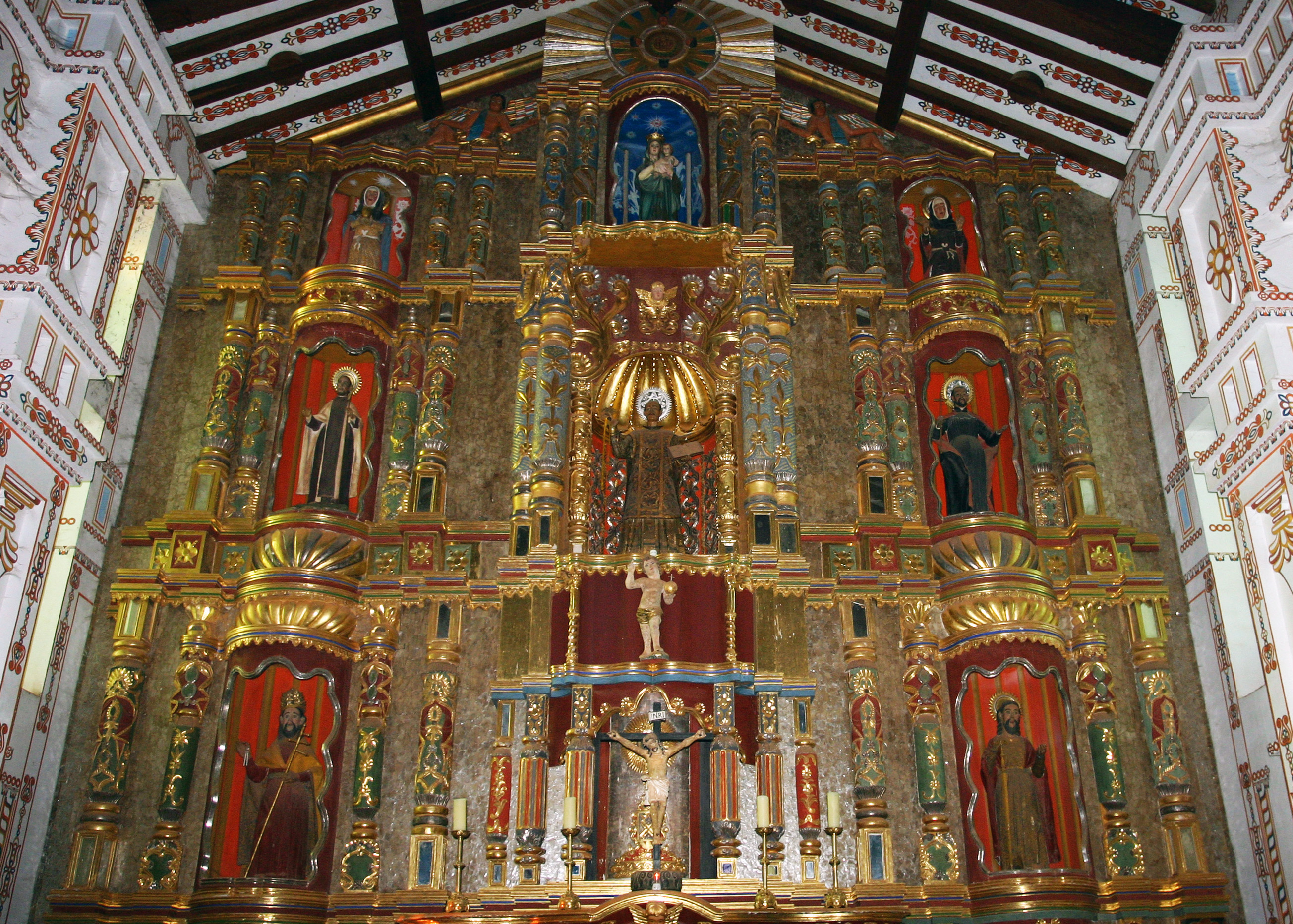
Retablo mayor de San Ignacio de Velasco
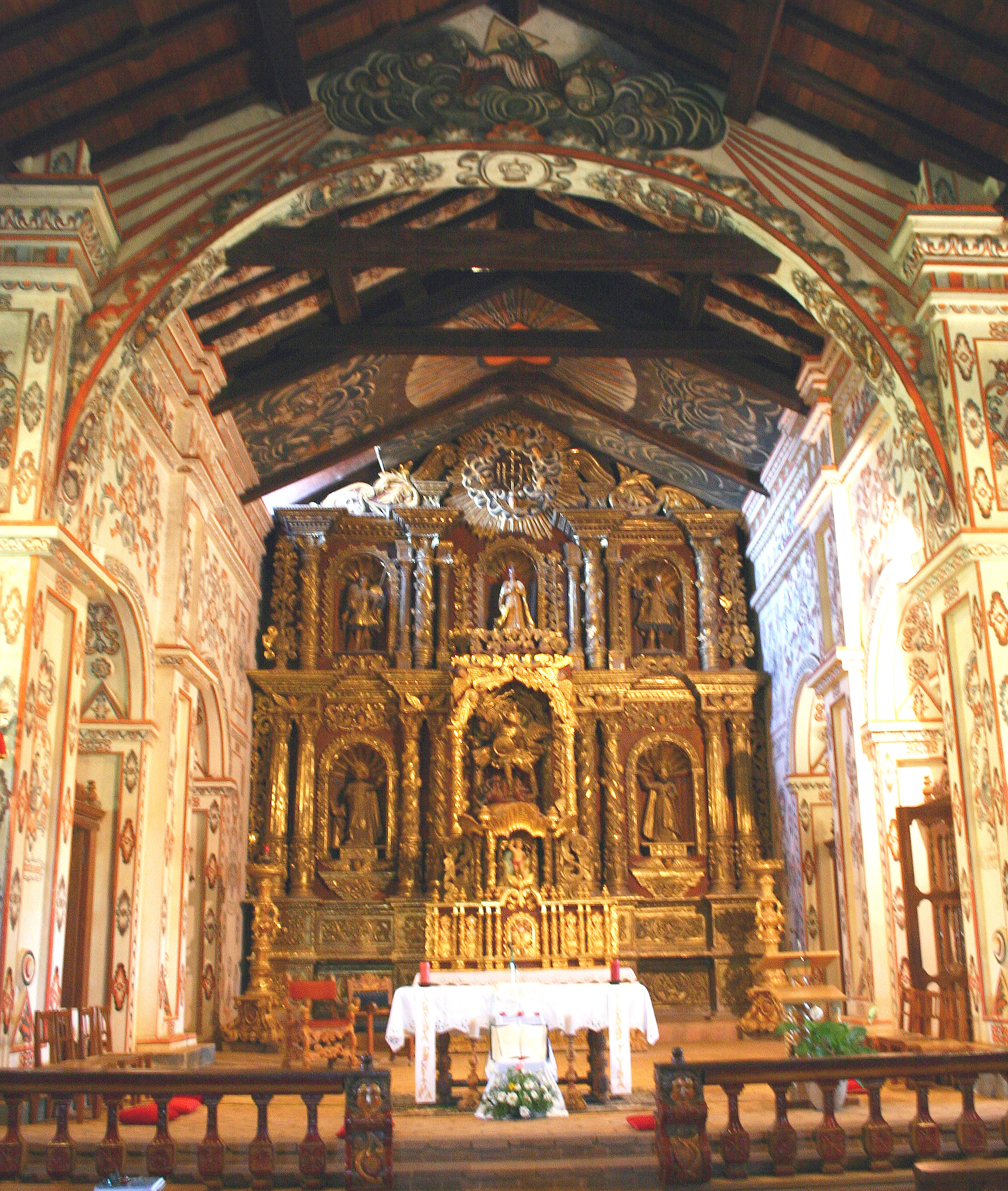
Retablo mayor de San Miguel de Velasco
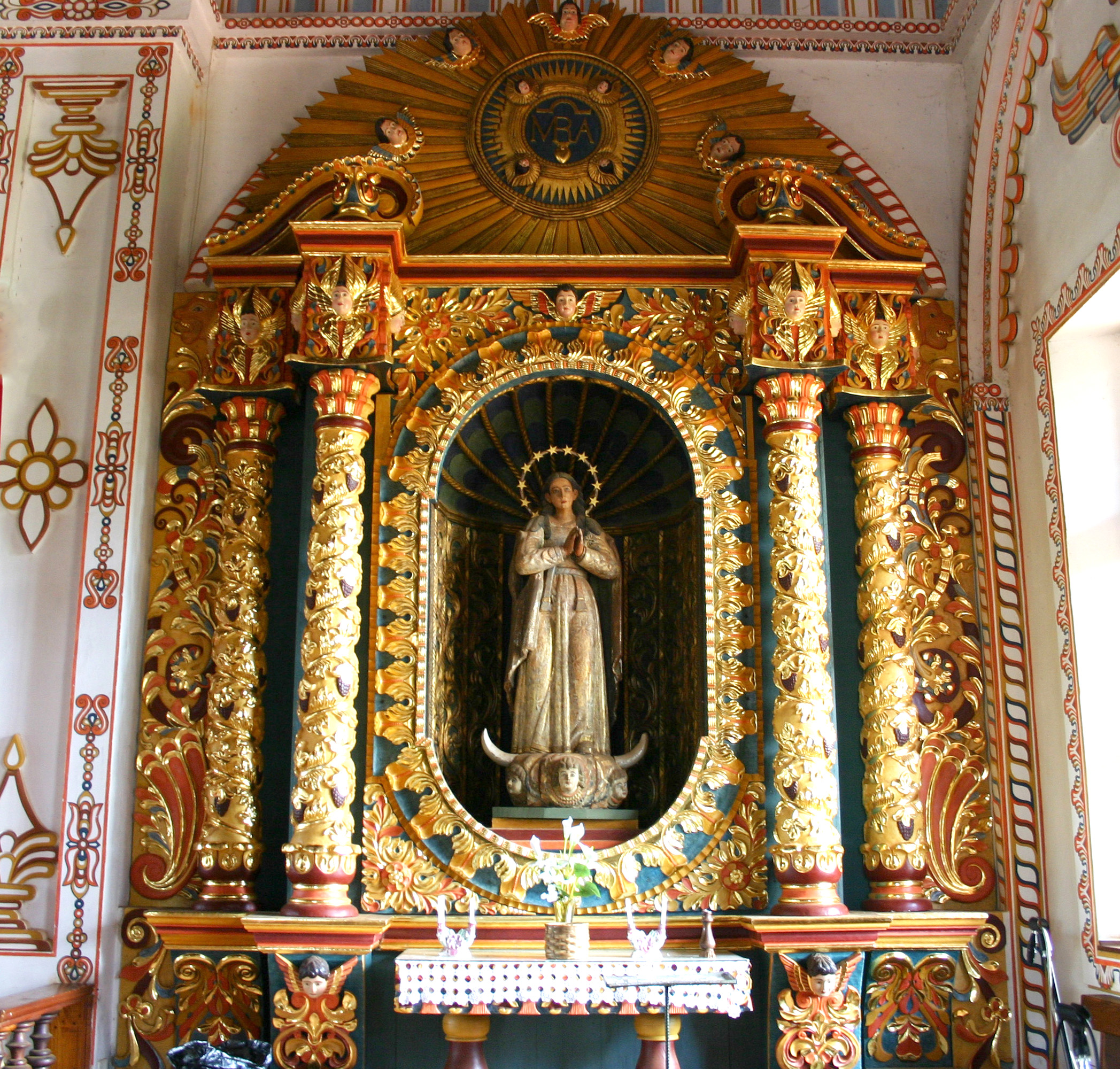
Retablo de la Inmaculada de San Ignacio de Velasco
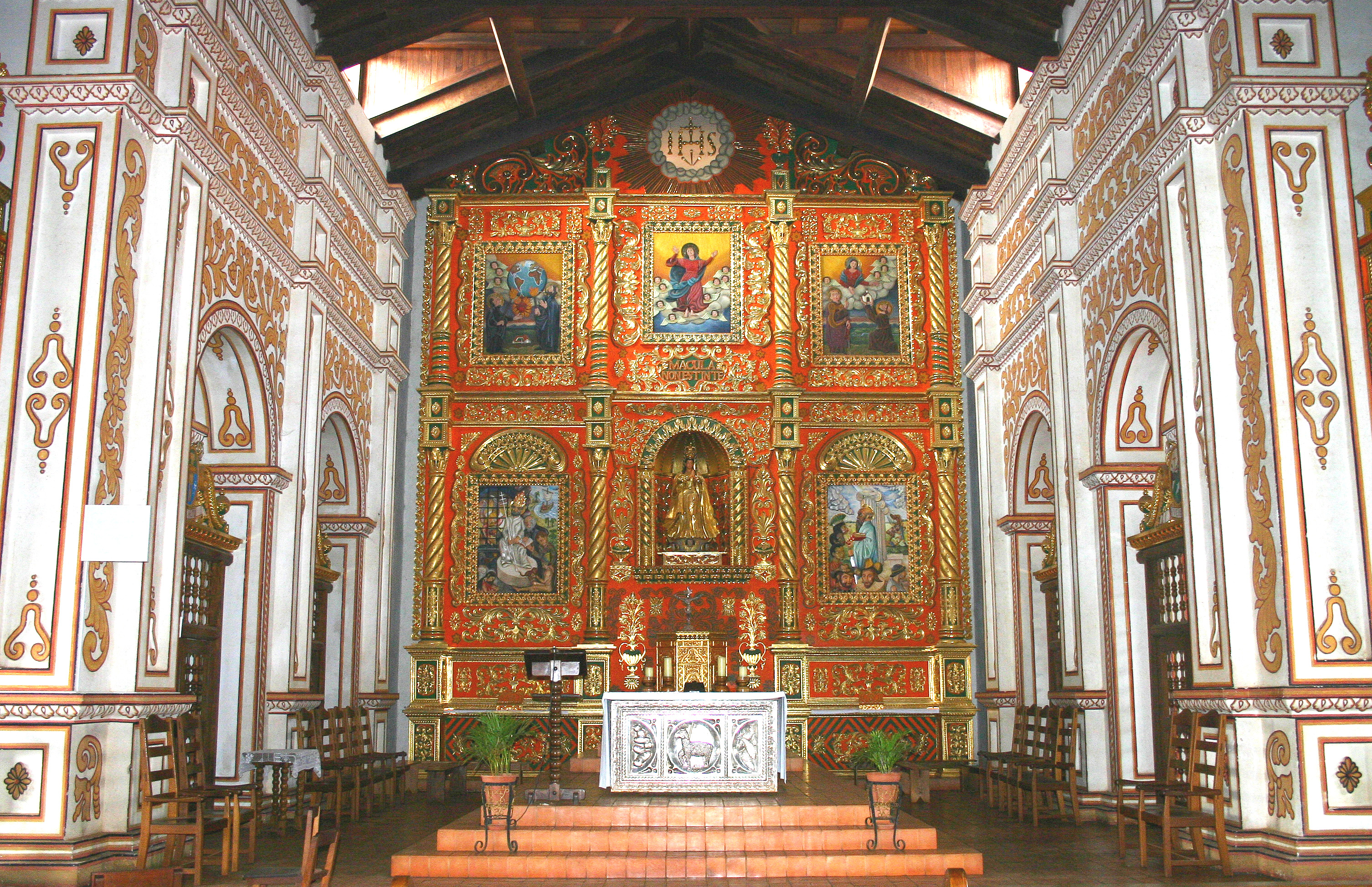
Retablo mayor de la iglesia de Concepción (Santa Cruz)
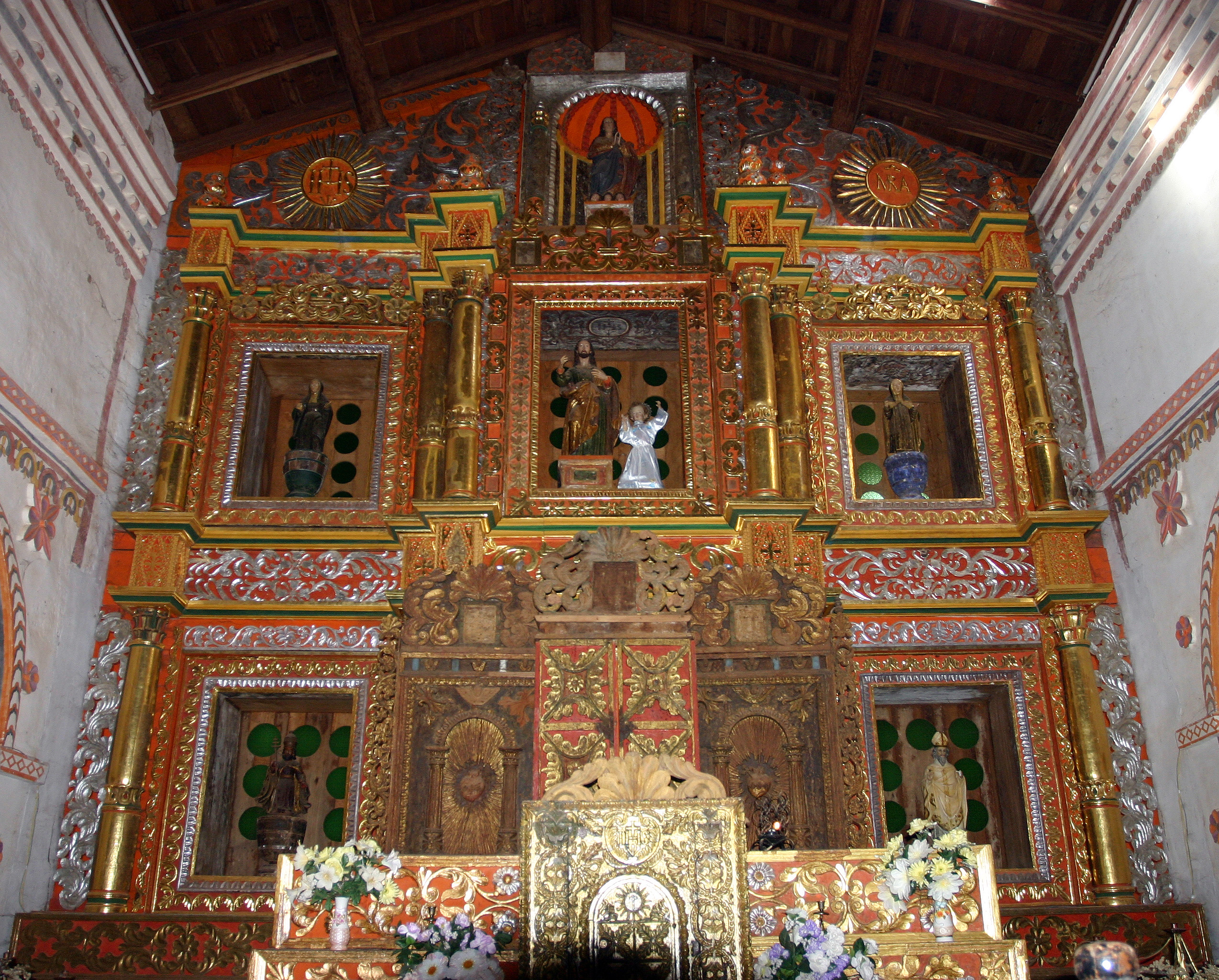
Retablo mayor de San José de Chiquitos
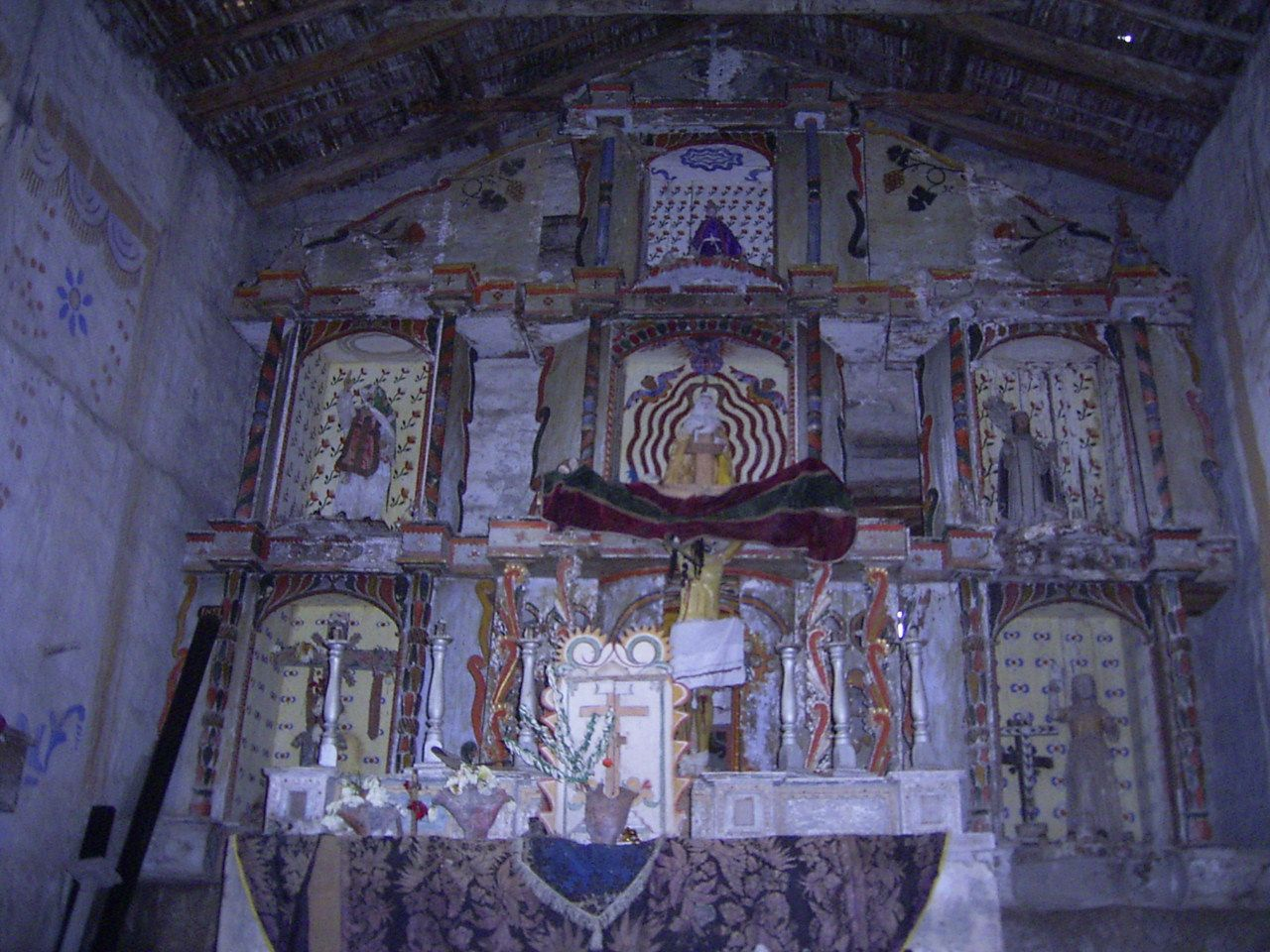
Retablo de la iglesia de Chiquilín (Chachapoyas).

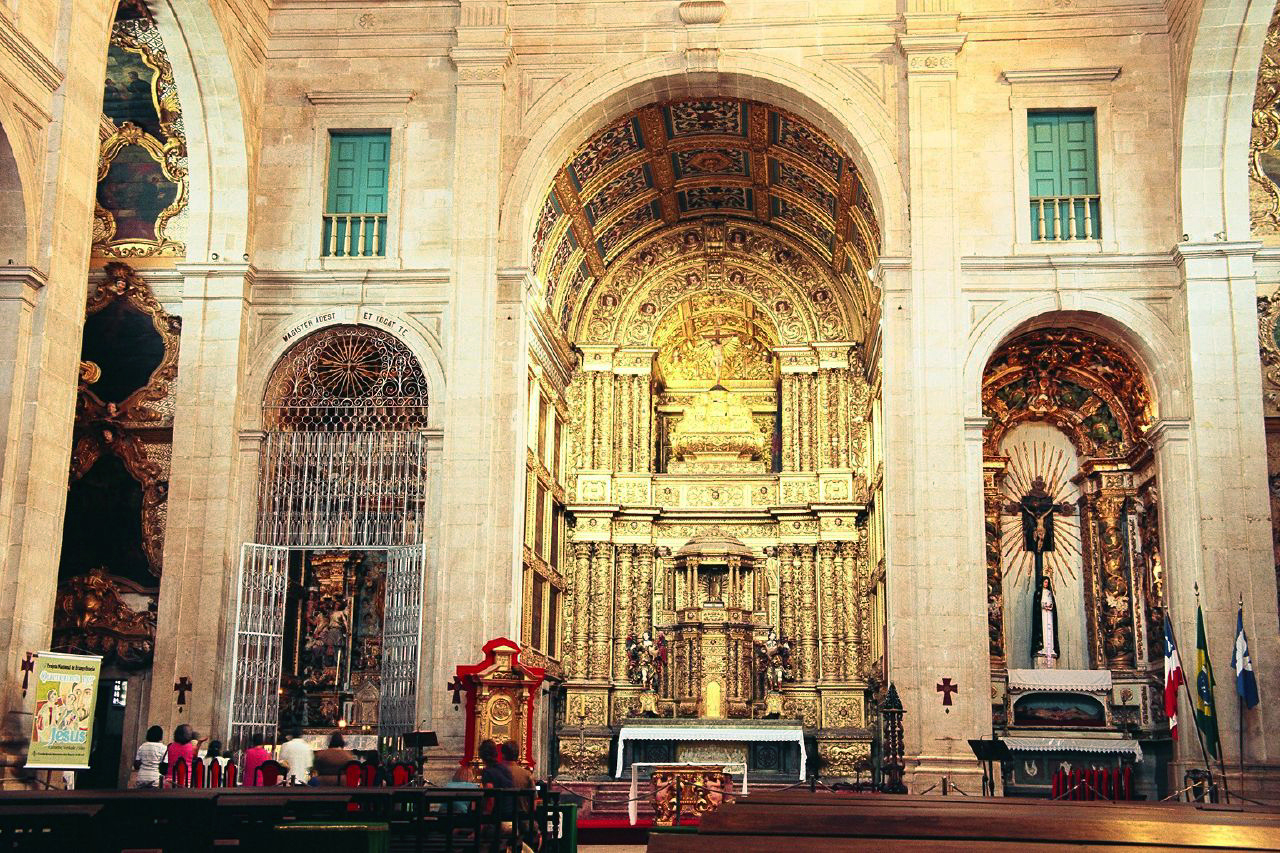
Retablo mayor de la catedral Basílica de San Salvador (Salvador de Bahía, Brasil), antigua iglesia de los jesuitas, de João Correia (1665-1670).
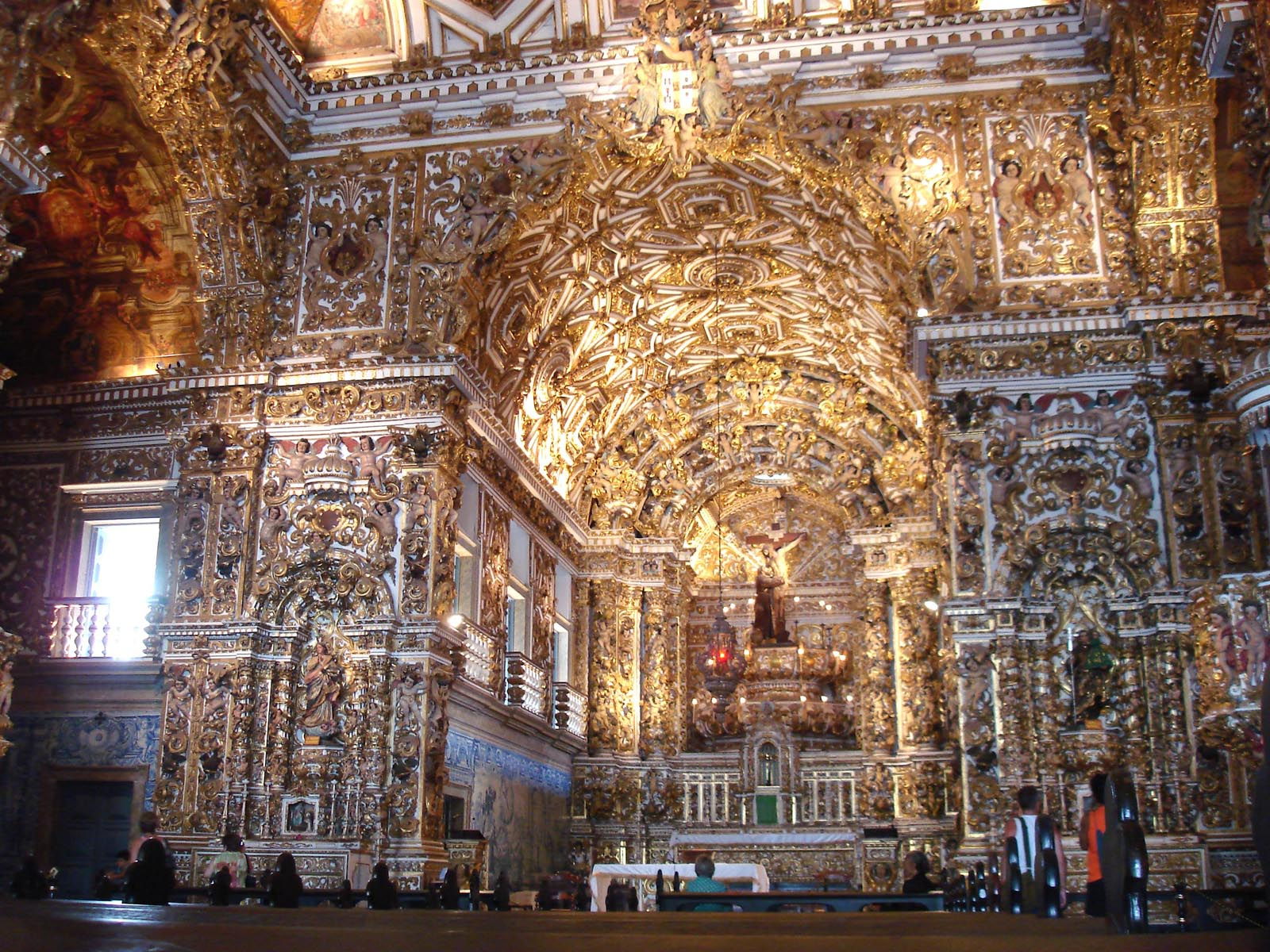
Retablo mayor y laterales de la iglesia del convento de San Francisco (Salvador de Bahía).
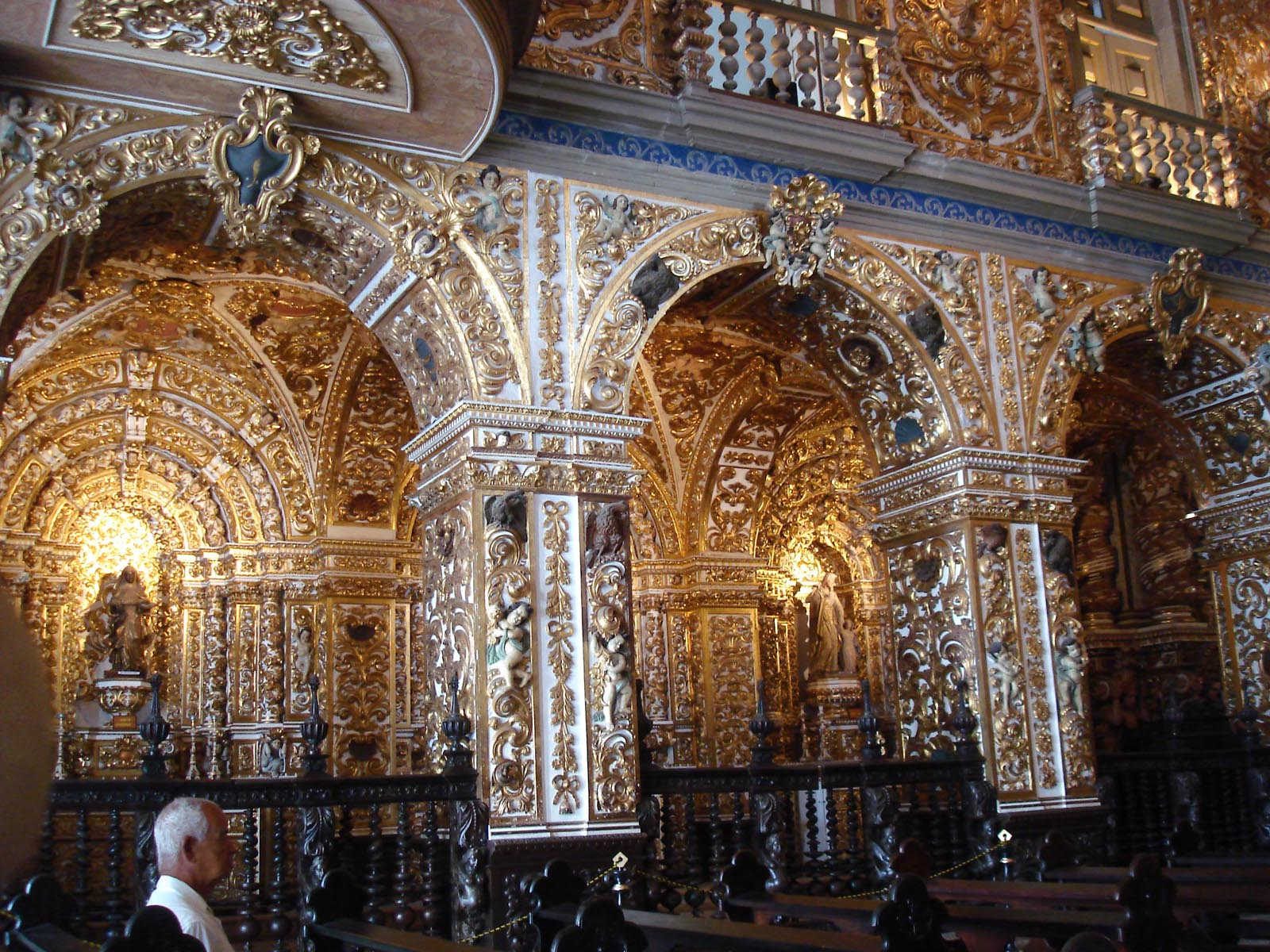
Retablos de las capillas laterales de la misma iglesia.
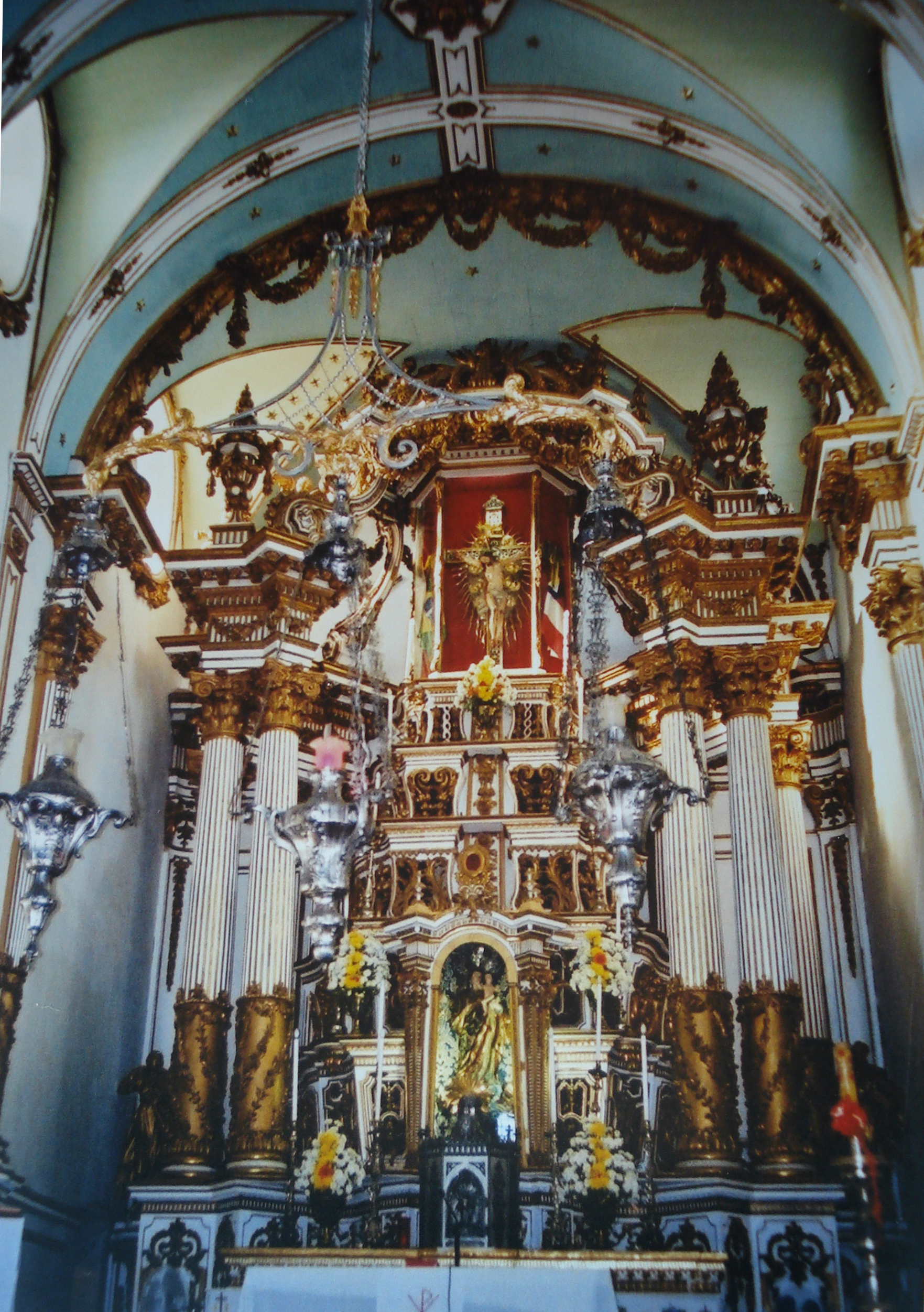
Retablo mayor de la iglesia de Nuestro Señor de Bonfim (Salvador de Bahía).

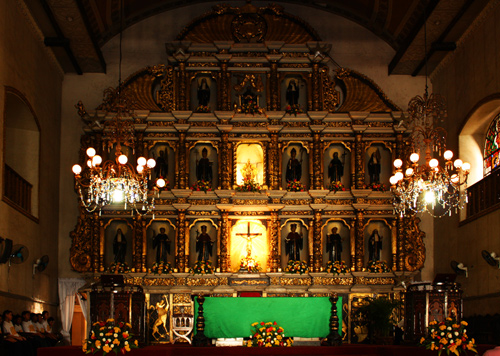
Retablo mayor de la basílica del Santo Niño de Cebú.
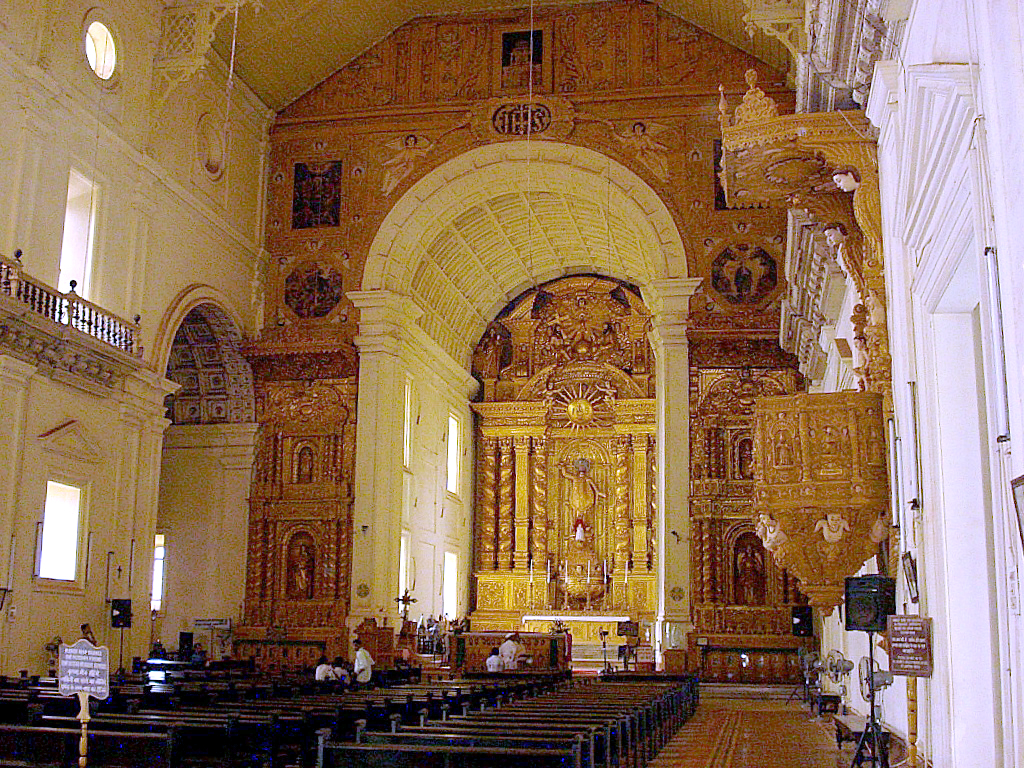
Altar mayor y laterales de la Basílica del Buen Jesús de Goa.
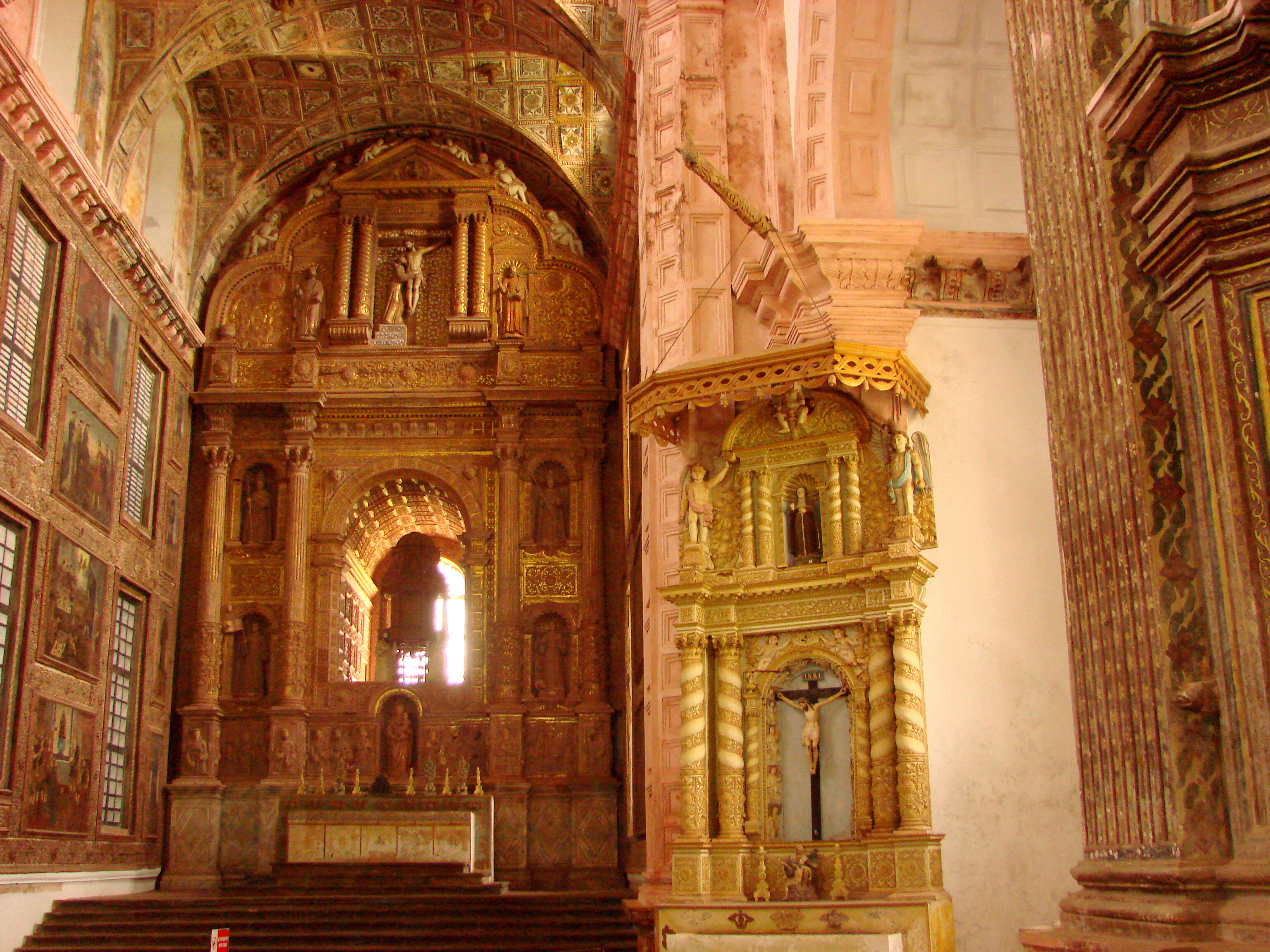
Retablo mayor y lateral de la iglesia de San Francisco de Asís de Goa.
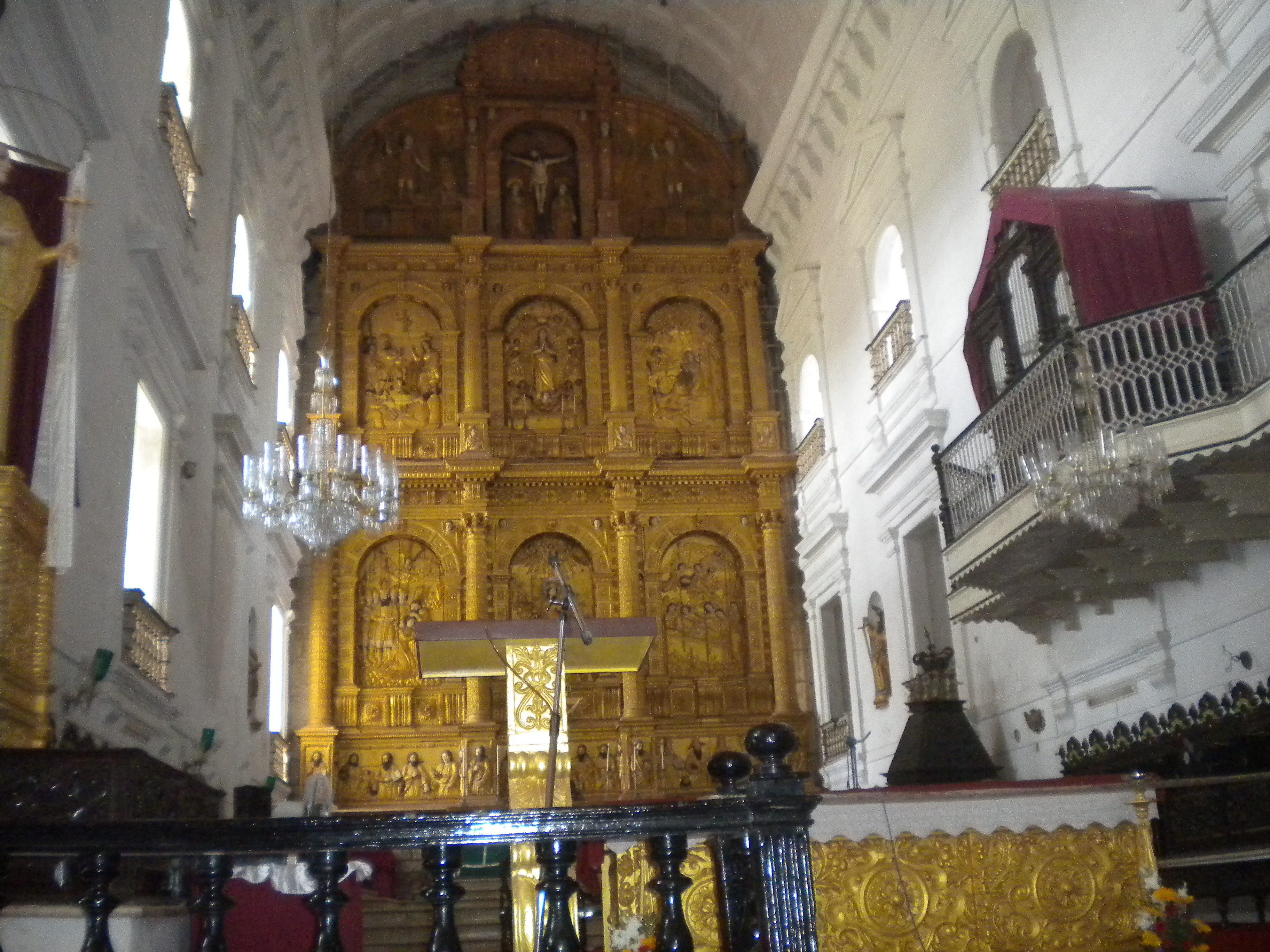
Retablo mayor de la catedral de Goa.

## Edad Contemporánea
A mediados del siglo XVIII invaden con frecuencia al retablo los adornos del estilo Luis XV (Rococó). La profunda crítica a la que el academicismo somete a los «excesos» que percibe en el Barroco, lleva a la mayor sobriedad del Neoclasicismo (incluso en obras tardobarrocas de transición, como la capilla de El Pilar de Ventura Rodríguez y José Ramírez de Arellano), que a comienzos del siglo XIX lleva a los retablos las formas más sencillas de portadita greco-romana. Desde mediados del XIX se producen retablos eclécticos e historicistas. Ya en el siglo XX, la renovación de la estética eclesial en el catolicismo fue radical, abriéndose a las vanguardias artísticas especialmente a partir del Concilio Vaticano II. Es destacable también el retablo de la Basílica de Aránzazu.

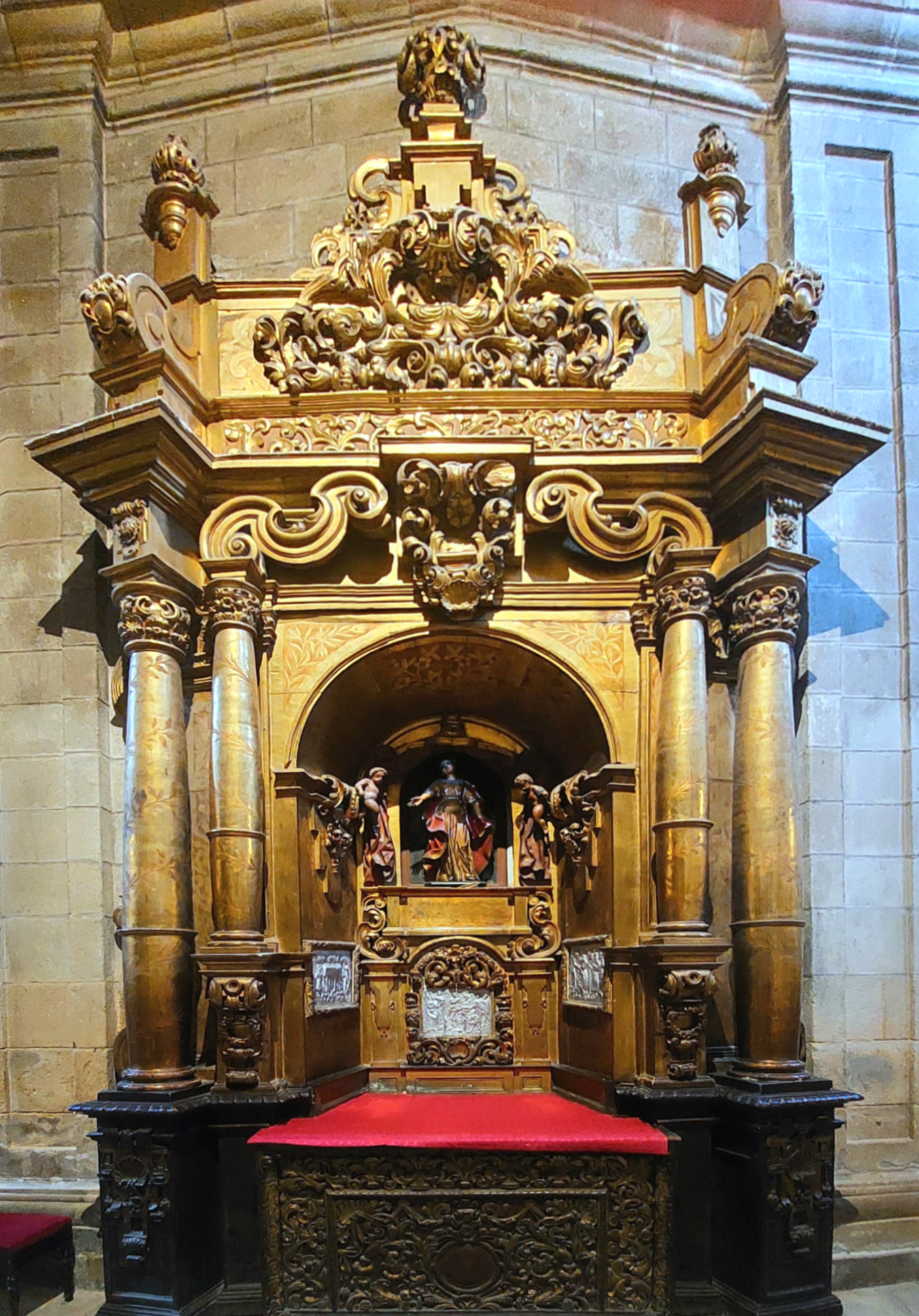
Retablo de Santa Eufemia de la Catedral de Orense (1720).
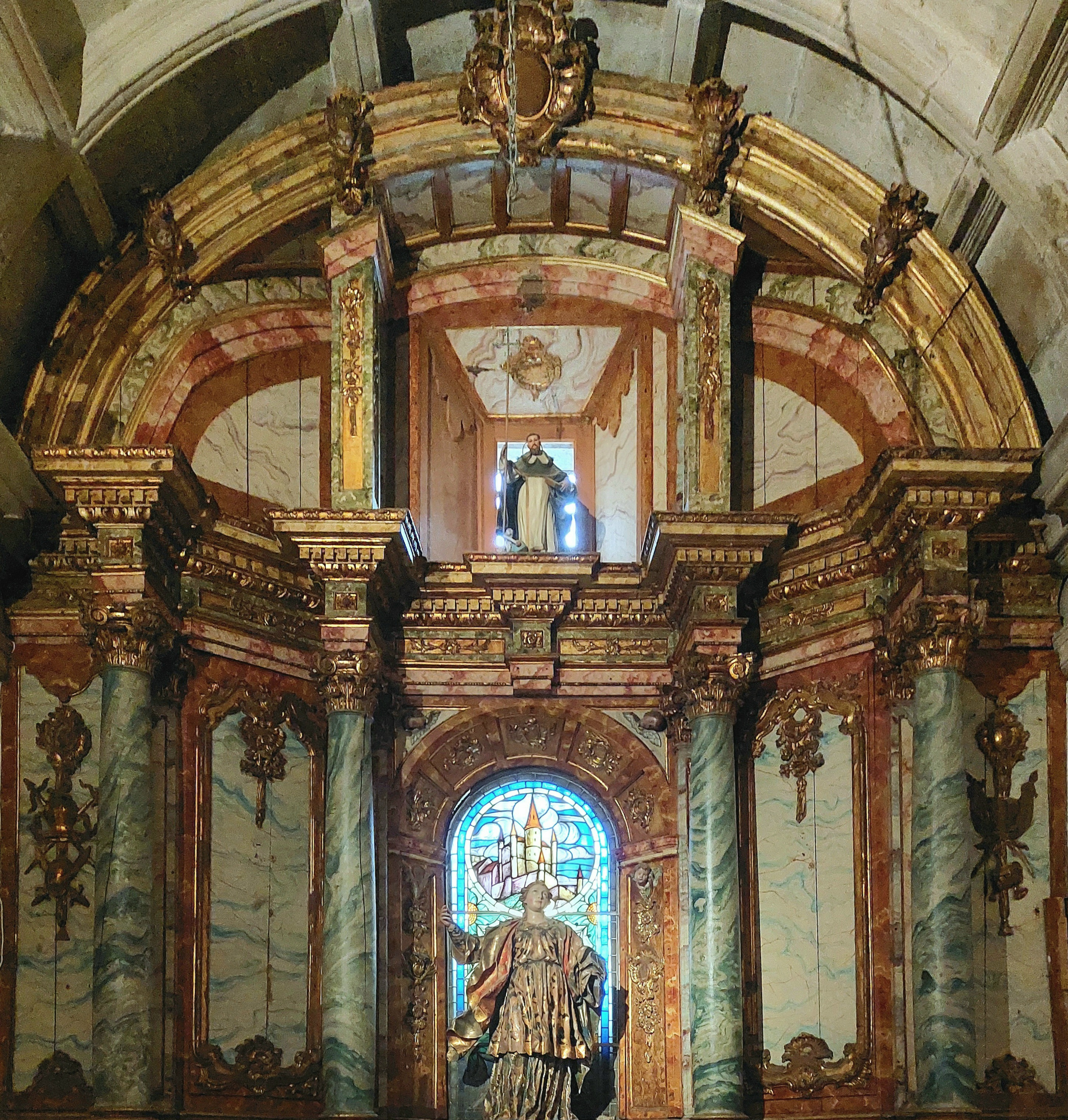
Retablo de Santa Catalina del Monasterio de San Martín Pinario (1763).
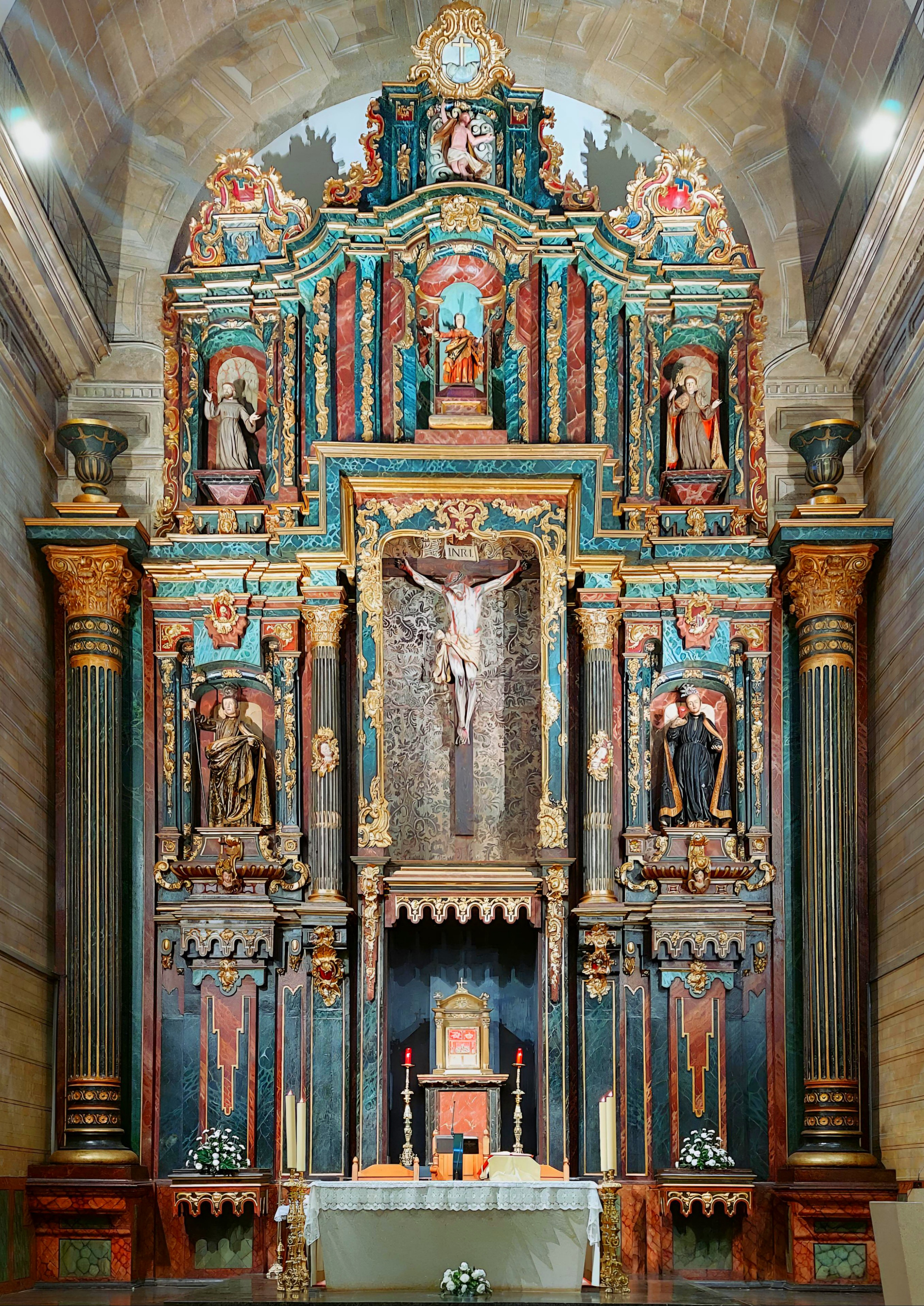
Retablo del Santo Cristo de la Esperanza de la Iglesia de Santa Eufemia de Orense (1770-1771).
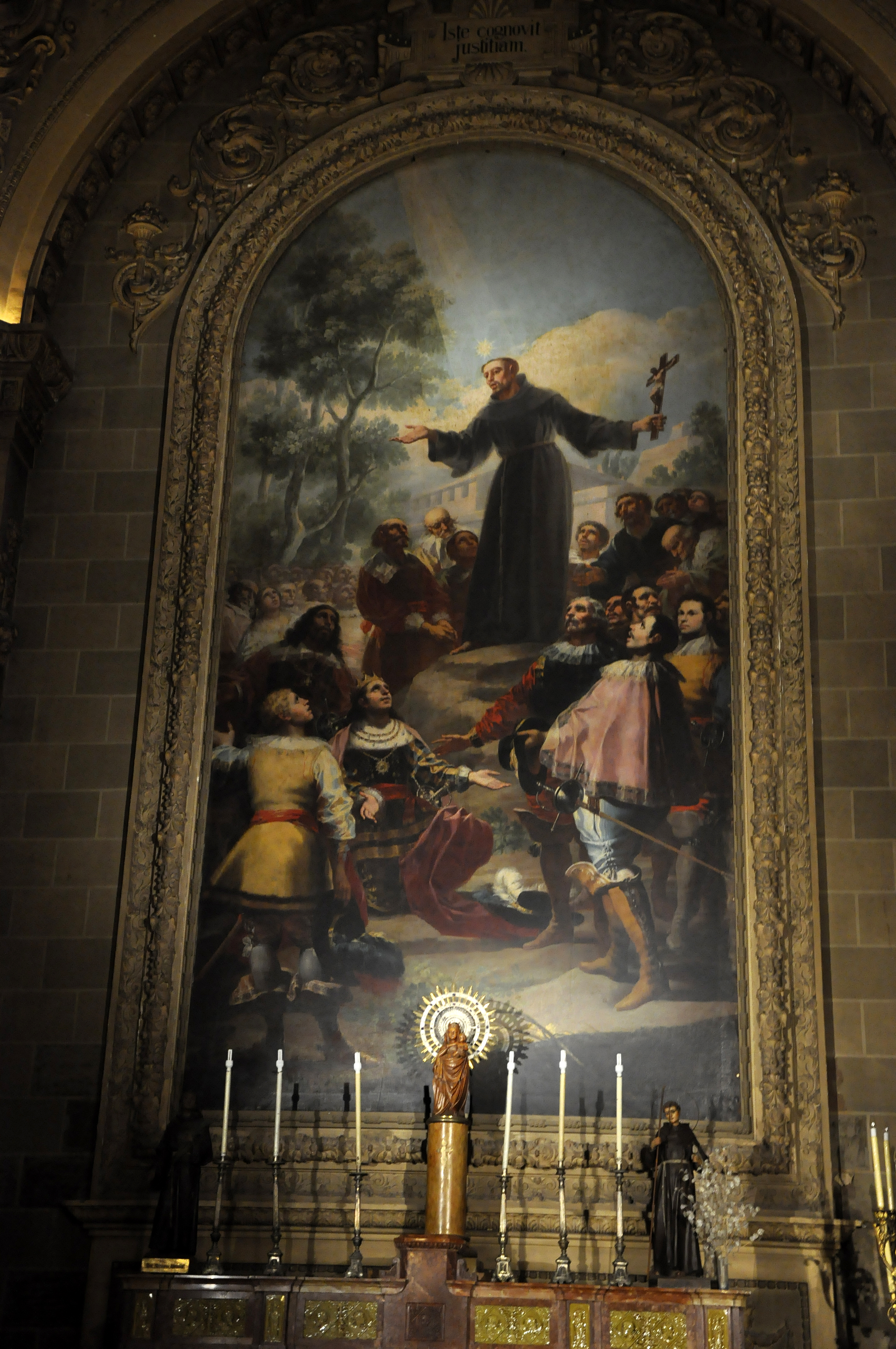
Retablo de la capilla de San Bernardino de la Basílica de San Francisco el Grande, con el lienzo de Goya San Bernardino de Siena predicando ante Alfonso V de Aragón (1781-1783).
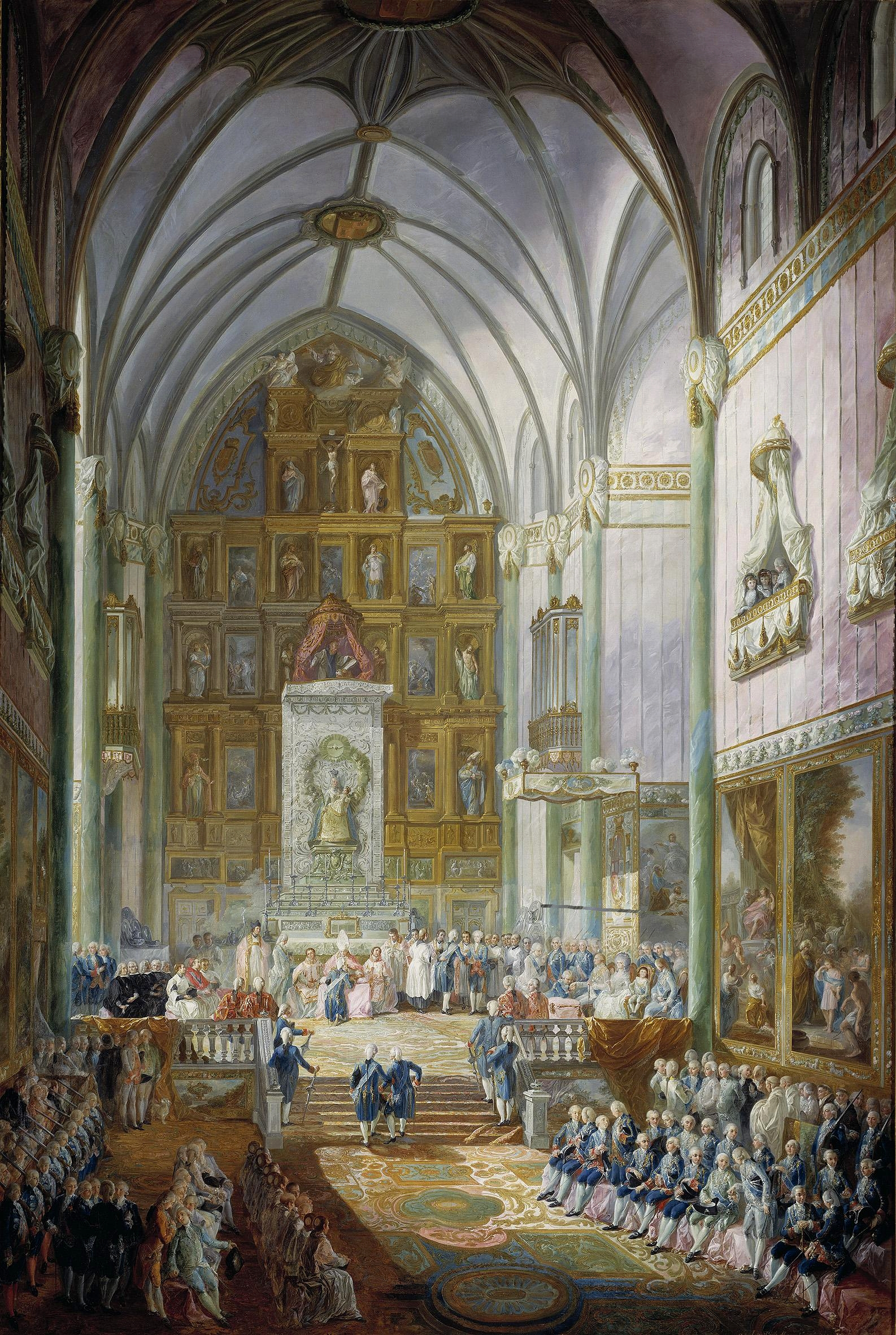
Retablo mayor de San Jerónimo el Real (Madrid), en un cuadro de Luis Paret (1791).
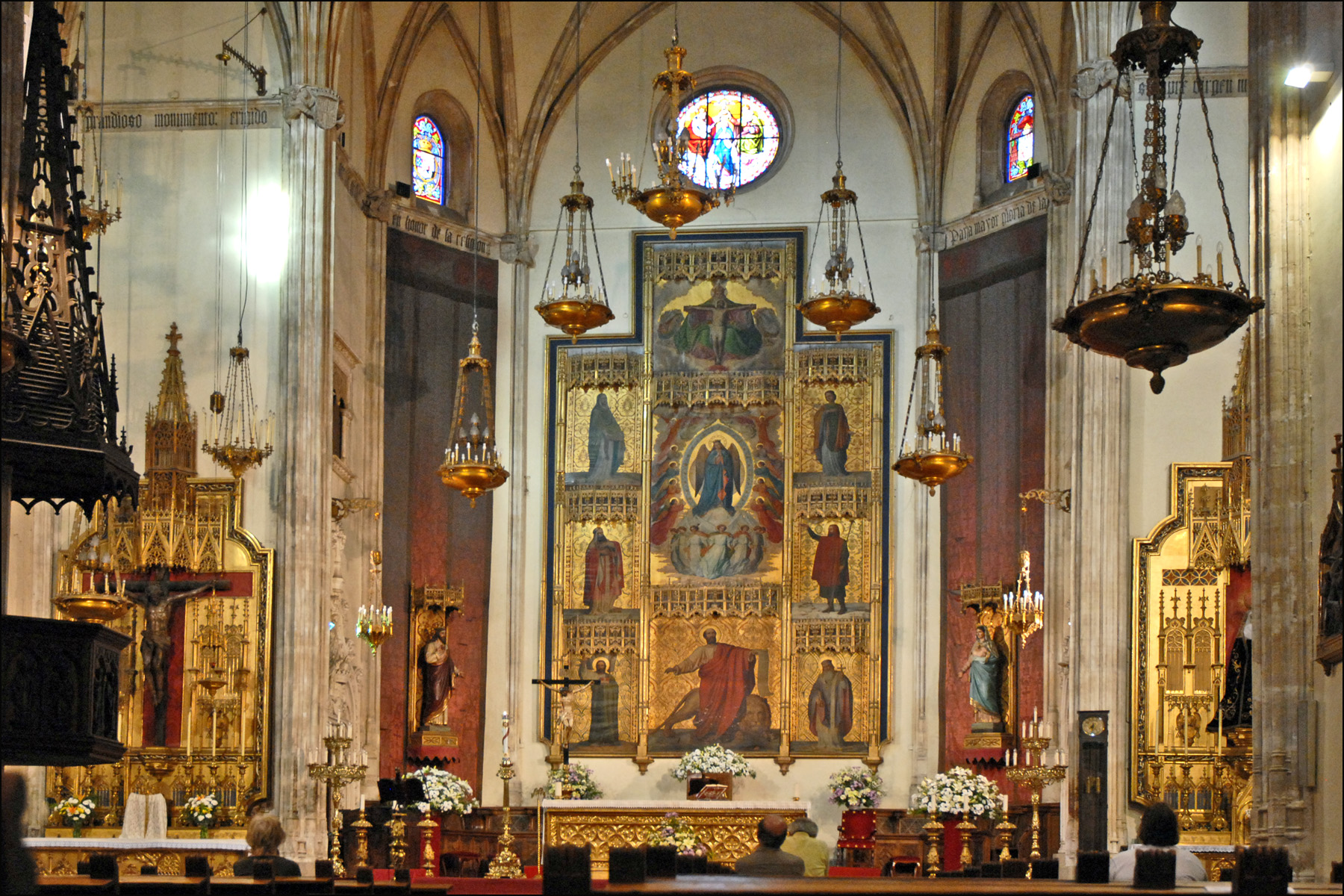
Destruidos los retablos durante la ocupación francesa, que convirtió la iglesia en cuartel (1808-1814), los actuales son resultado de la restauración dirigida por Enrique María Repullés (1879-1882).
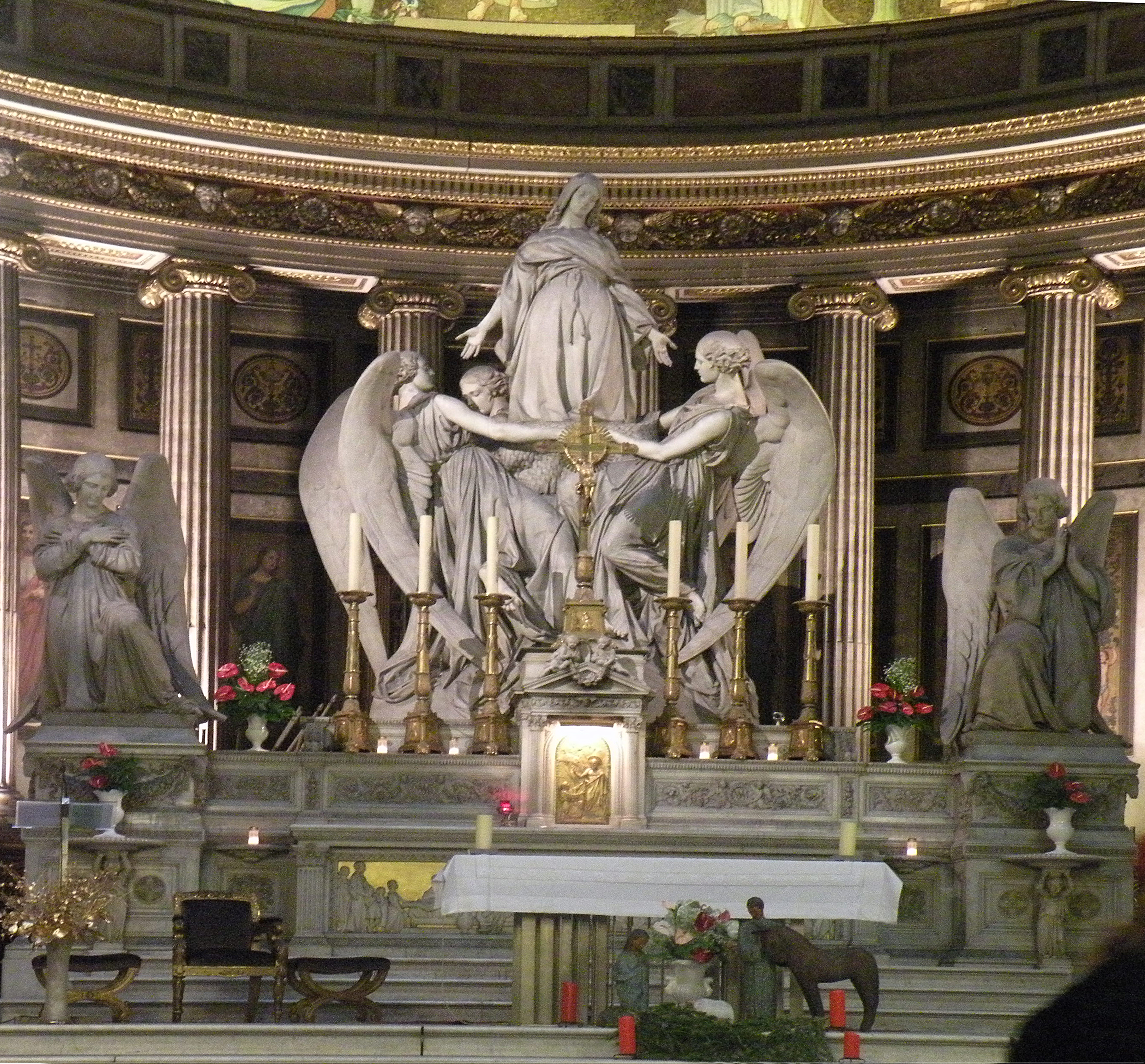
Tras el altar mayor de la iglesia de la Magdalena se dispone a modo de retablo[201] un grupo escultórico de Carlo Marochetti.
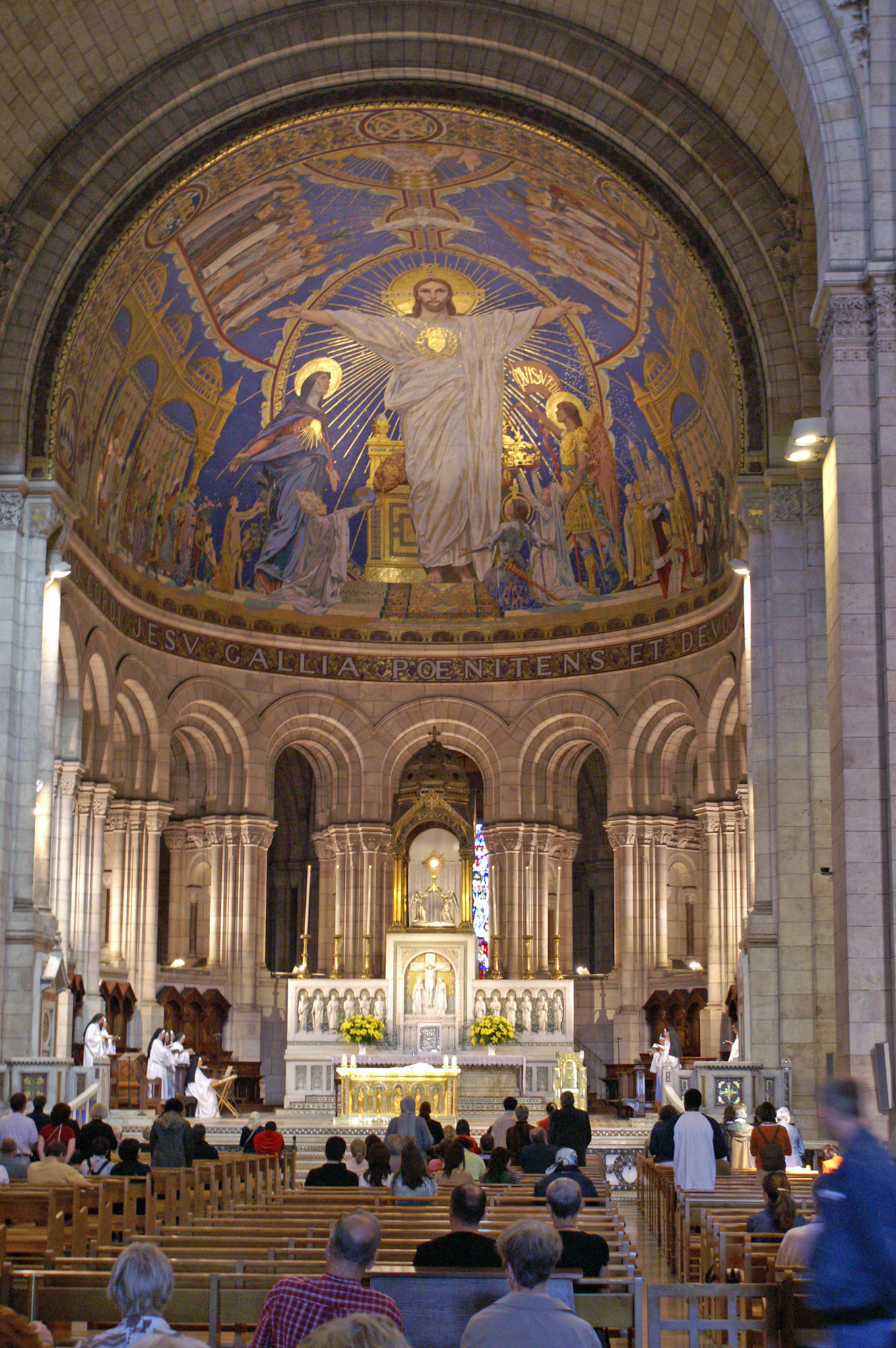
Tras el altar mayor de la basílica del Sacré Cœur se dispone un retablo neorrománico.
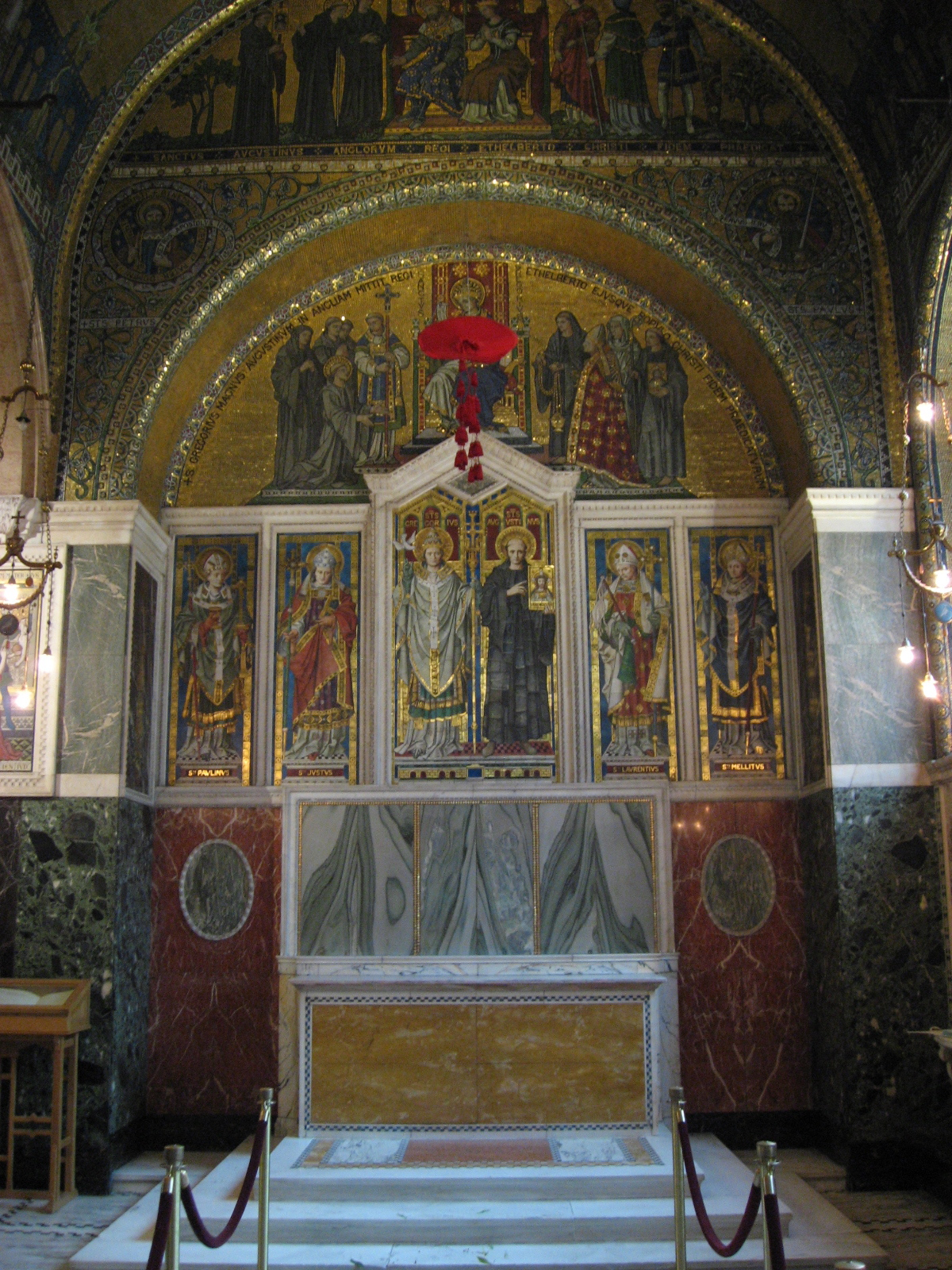
Capilla de los santos Gregorio y Agustín en la catedral de Westminster, de un estilo historicista calificable de neobizantino, donde los mosaicos se enmarcan en estructuras arquitectónicas con aspecto de retablo.
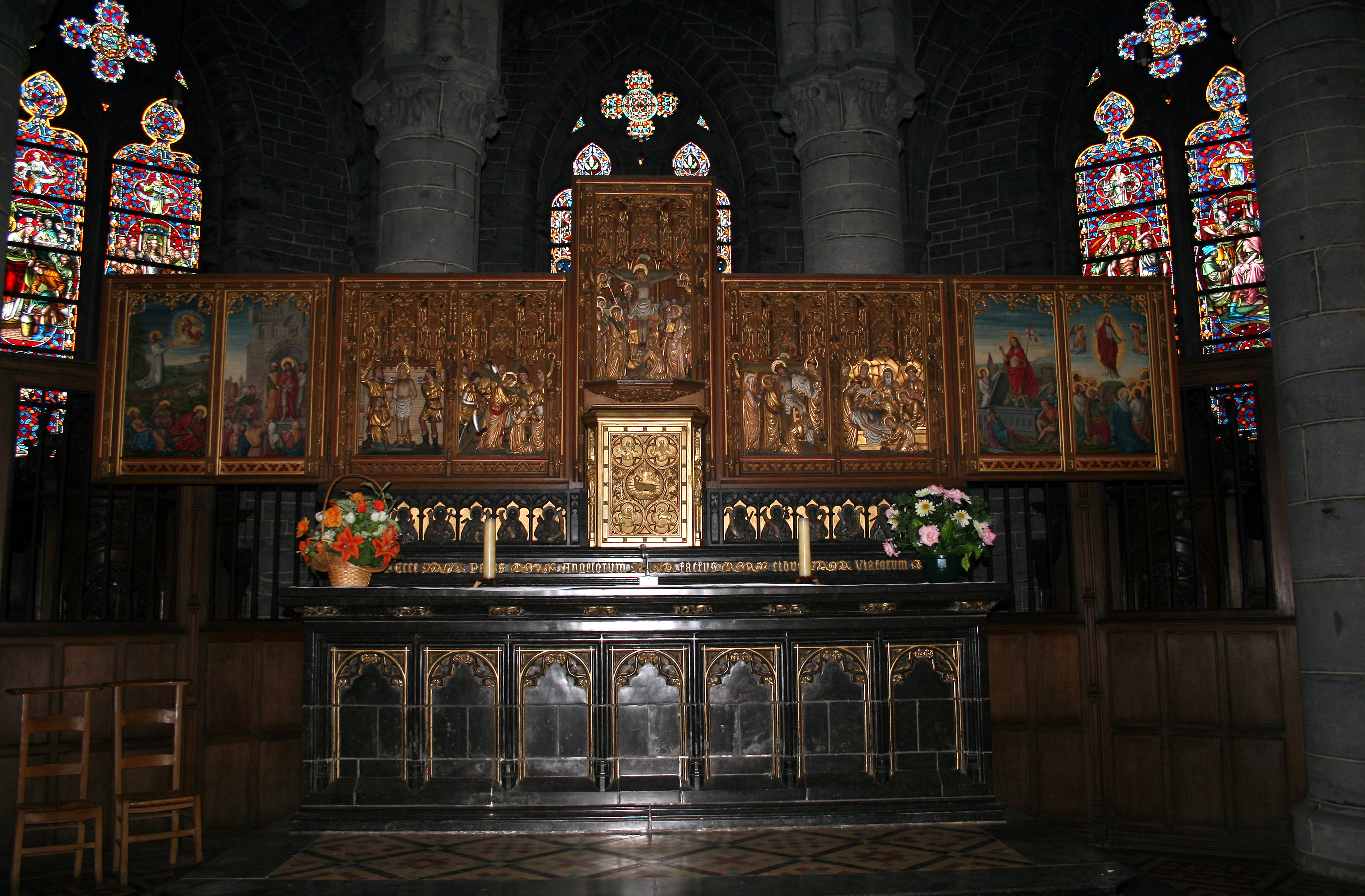
Retablo neogótico de la basílica de Saint-Materne, de Léopold Blanchaert (1901).
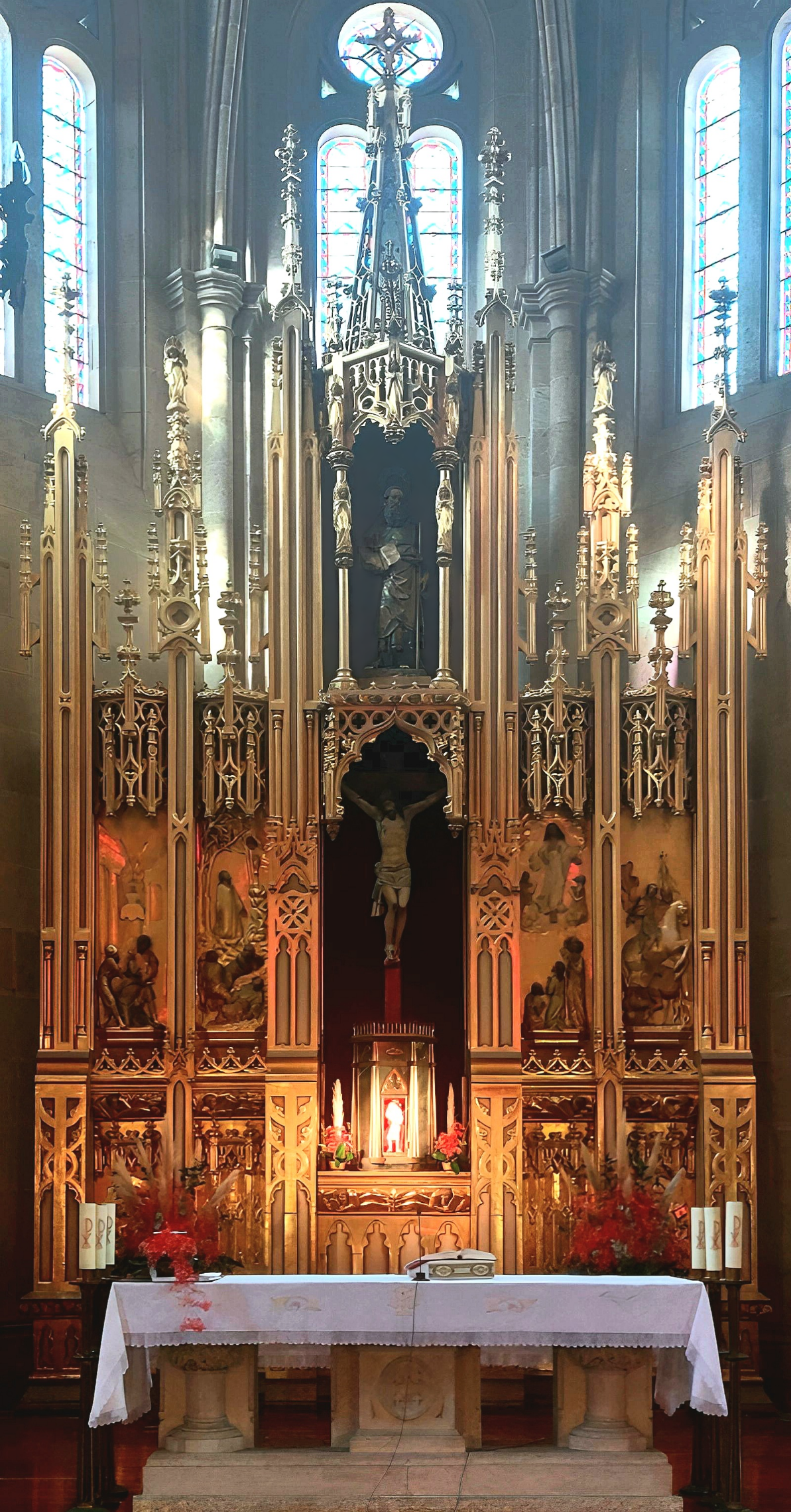
Retablo mayor de la iglesia de Santiago de Orense, de Maximino Magariños Rodríguez (1919).
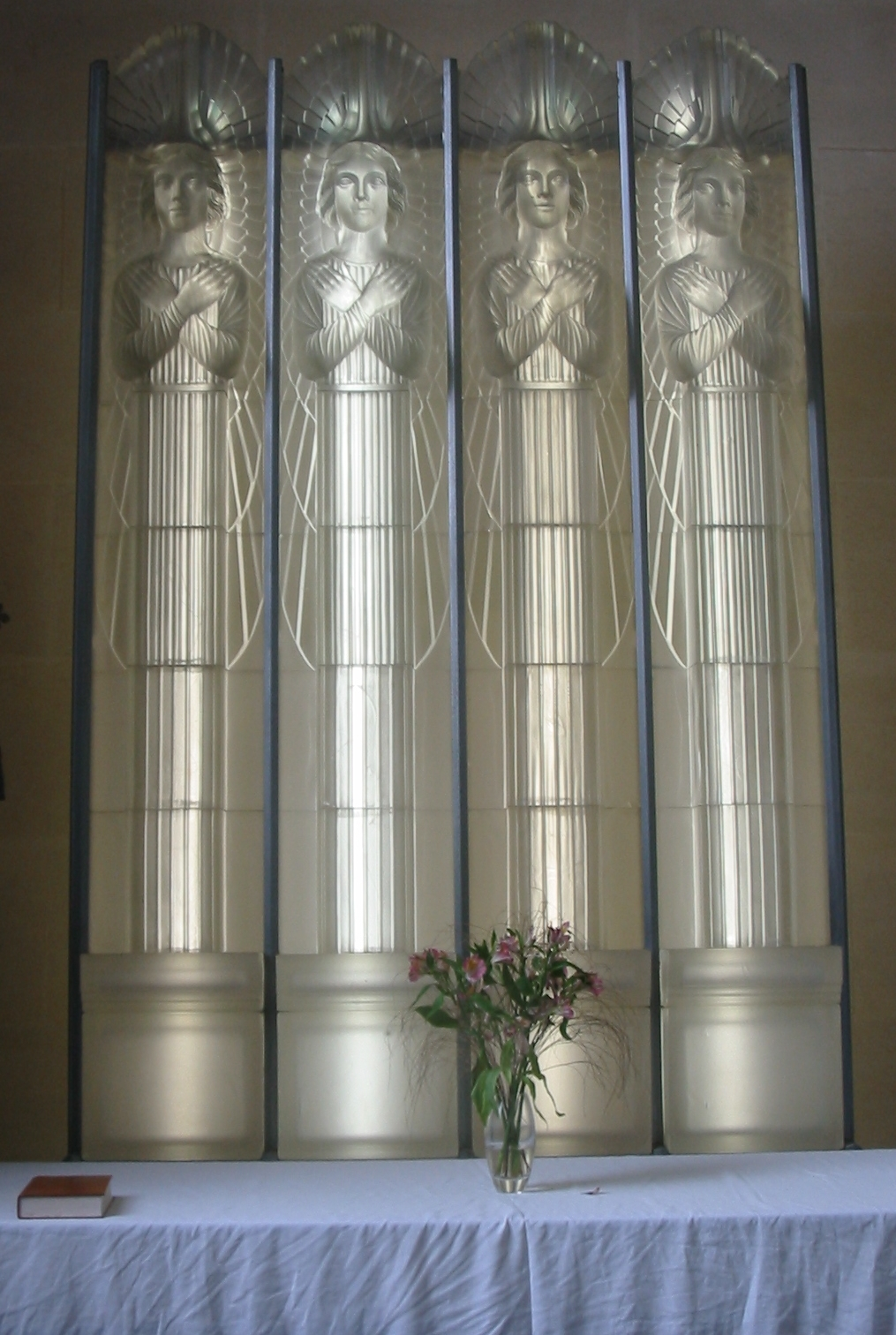
Retablo de cristal de René Lalique en la Glass Church de Millbrook (Jersey).
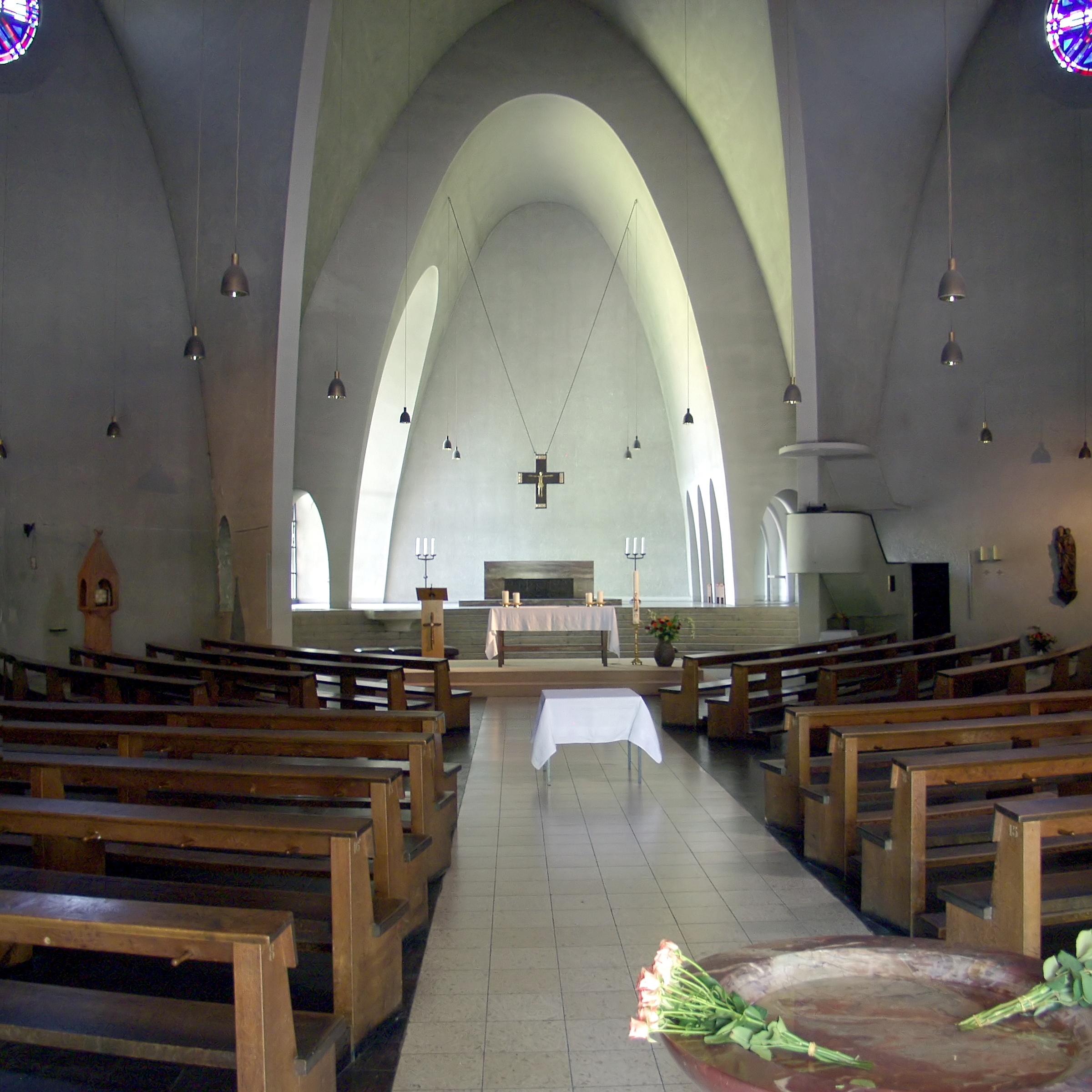
El altar de la iglesia de San Engelberto (Colonia)[203] muestra la simplicidad decorativa de las iglesias del siglo XX.
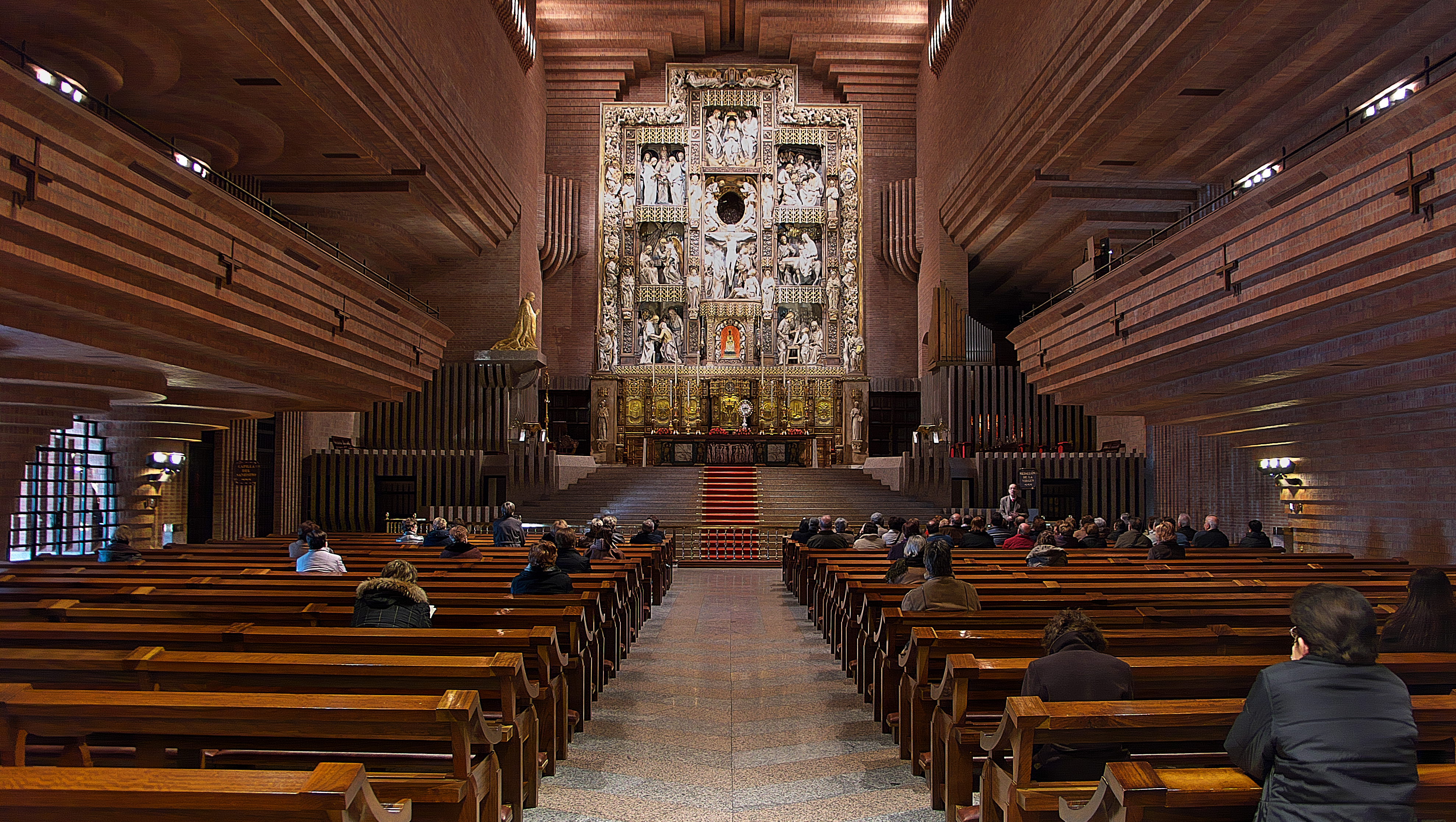
Retablo de Torreciudad, de Joan Mayné.
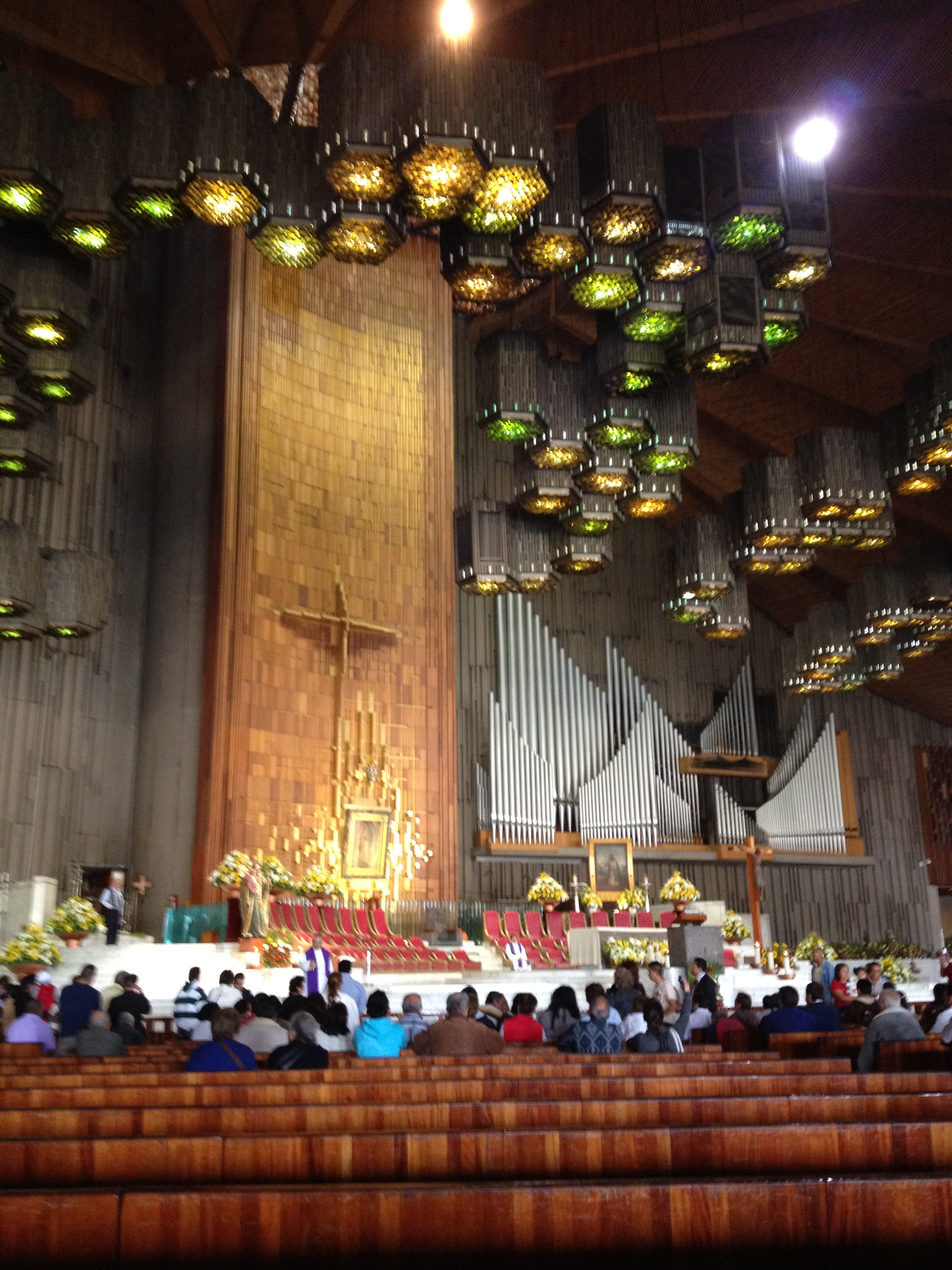
El altar mayor de la nueva Basílica de la Virgen de Guadalupe en México reproduce el reconocible volumen y disposición de los clásicos retablos hispánicos, aunque con un radical simplificación de elementos.
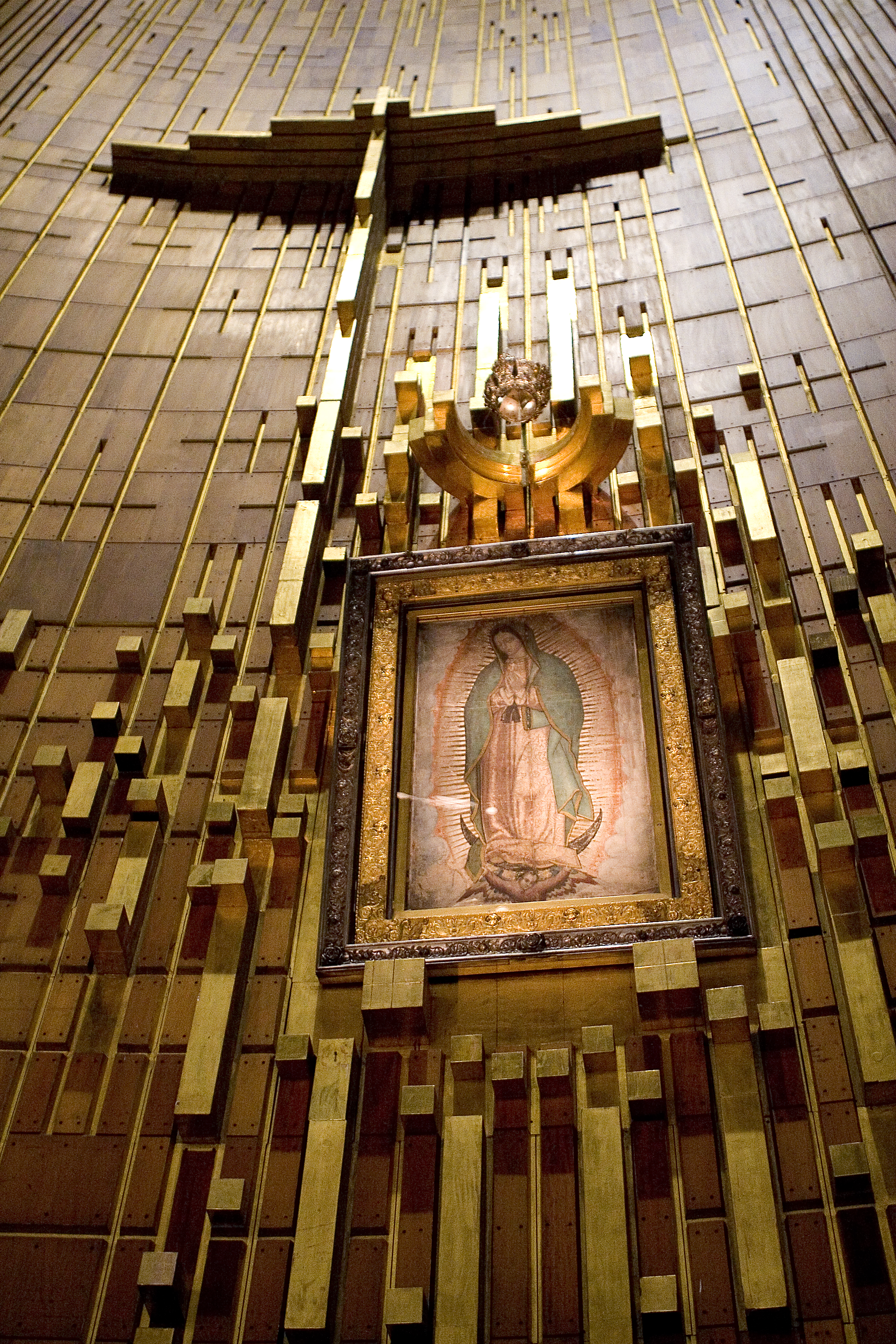
Ídem, detalle.
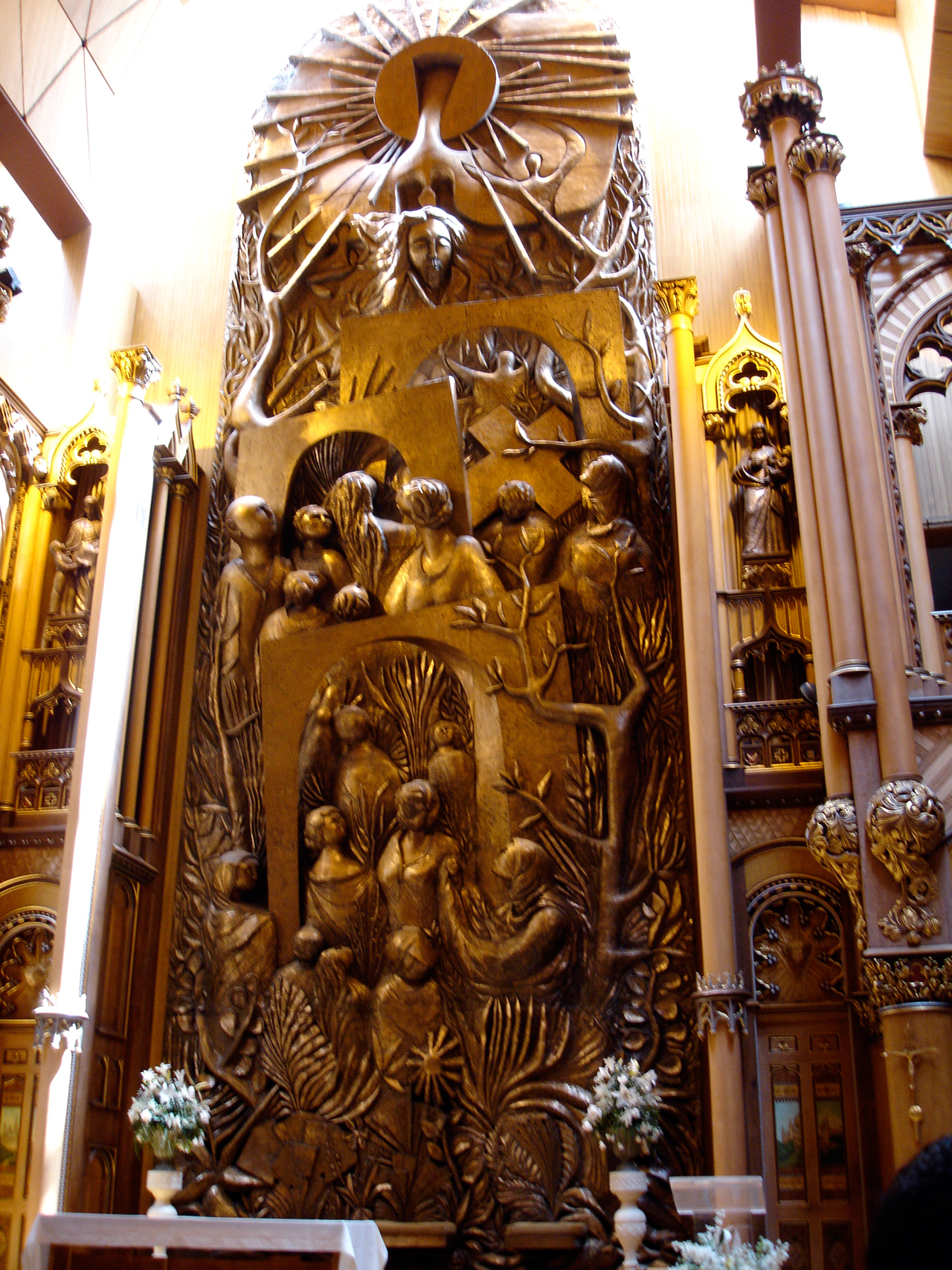
Retablo de bronce de la basílica de Notre-Dame de Montreal, de Charles Daudelin (1978-1982).
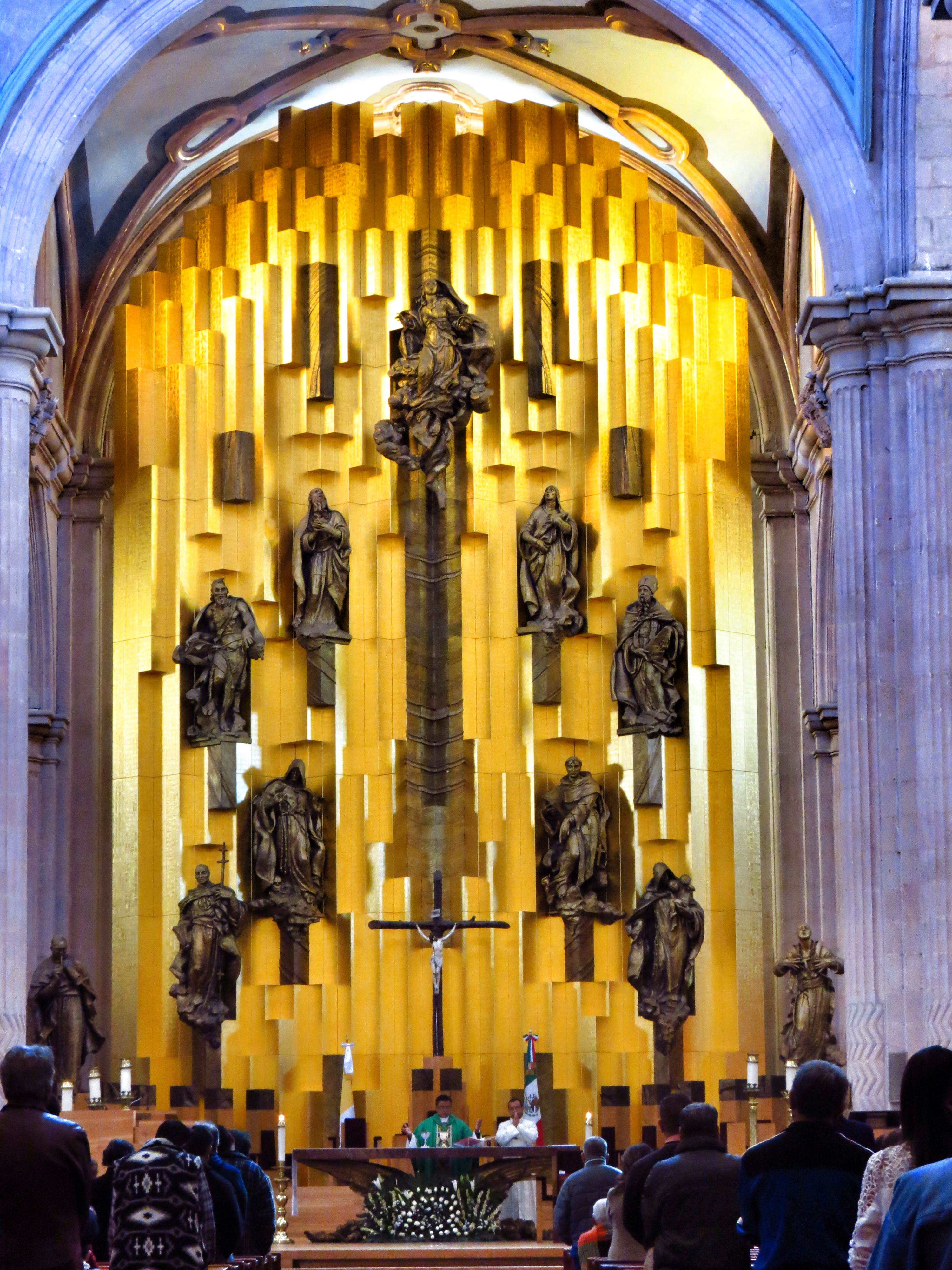
Retablo de madera de abedul finlandés de la catedral de Zacatecas, de Javier Marín.